# 火星的表面特征
火星表面常见特征包括暗坡条纹、尘暴痕迹、沙丘、梅杜莎槽沟层、锐蚀地形、岩层、冲沟、冰川、扇形地形、混沌地形、可能的古河道、底座形撞击坑、脑纹地形和环形模具陨石坑等。

## 暗坡条纹

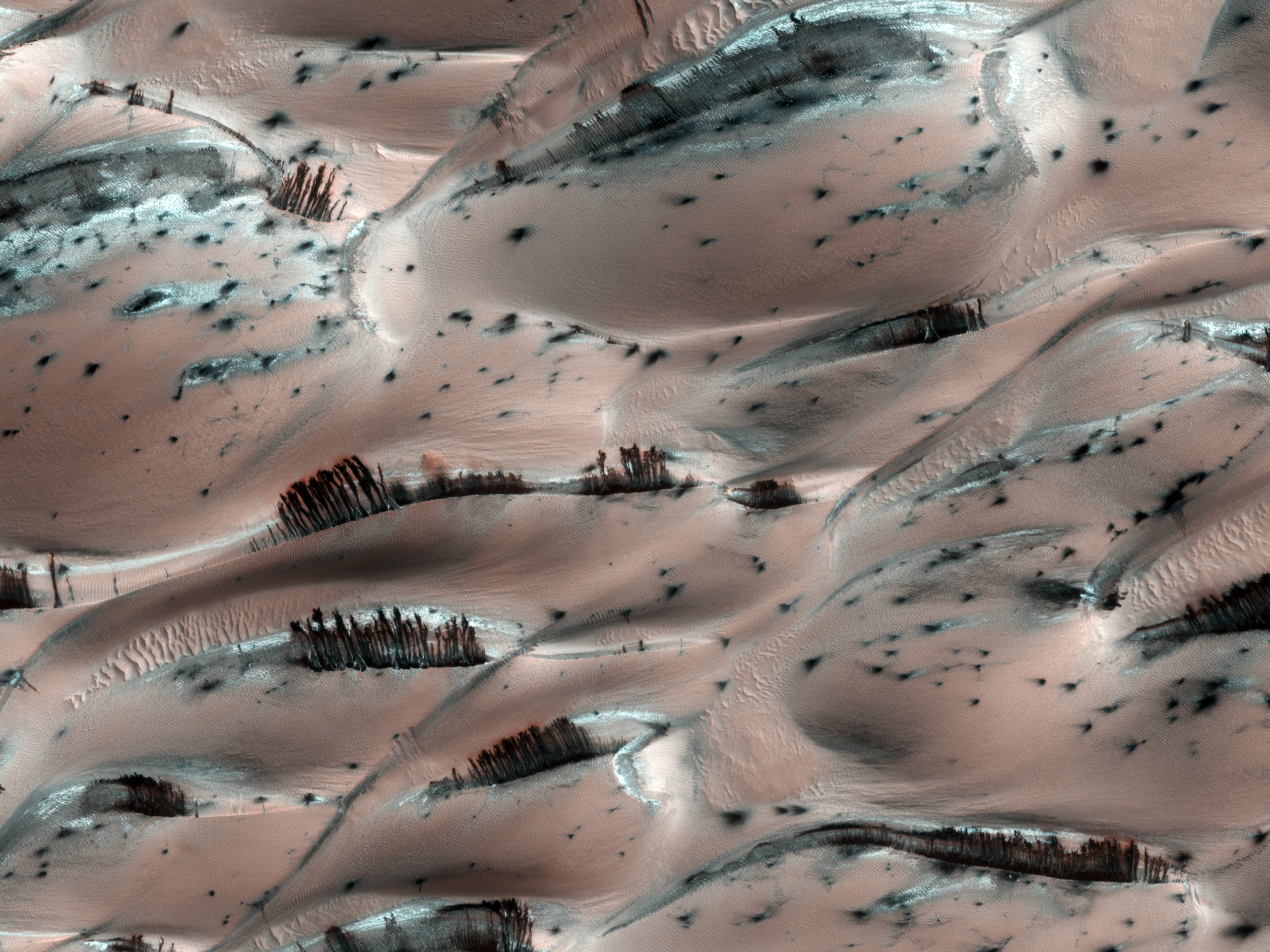
当它发生在沙丘顶部附近时，深色的沙子可能会从沙丘上倾泻而下，在表面留下深色的条纹—这些条纹最初看上去可能就像竖在浅滩前面的树林。

火星勘测轨道飞行器上的高分辨率成像科学设备相机发现了一种被称为斜坡条纹的新现象，这些特征出现在陨石坑壁和其他斜坡上，它们很薄，长约数百米。据观察，这些条纹总是从某一源点开始，然后在一年左右的时间里缓慢增长。新形成的条纹颜色较深，但随着时间的推延会逐渐褪色，直至变成白色。其原因不得而知，但理论范围包括从干燥尘埃崩塌（最被接受的理论）到卤水渗漏等成因。
火星不同地区的暗坡条纹如下所示，点击图片可获得更好的视图。

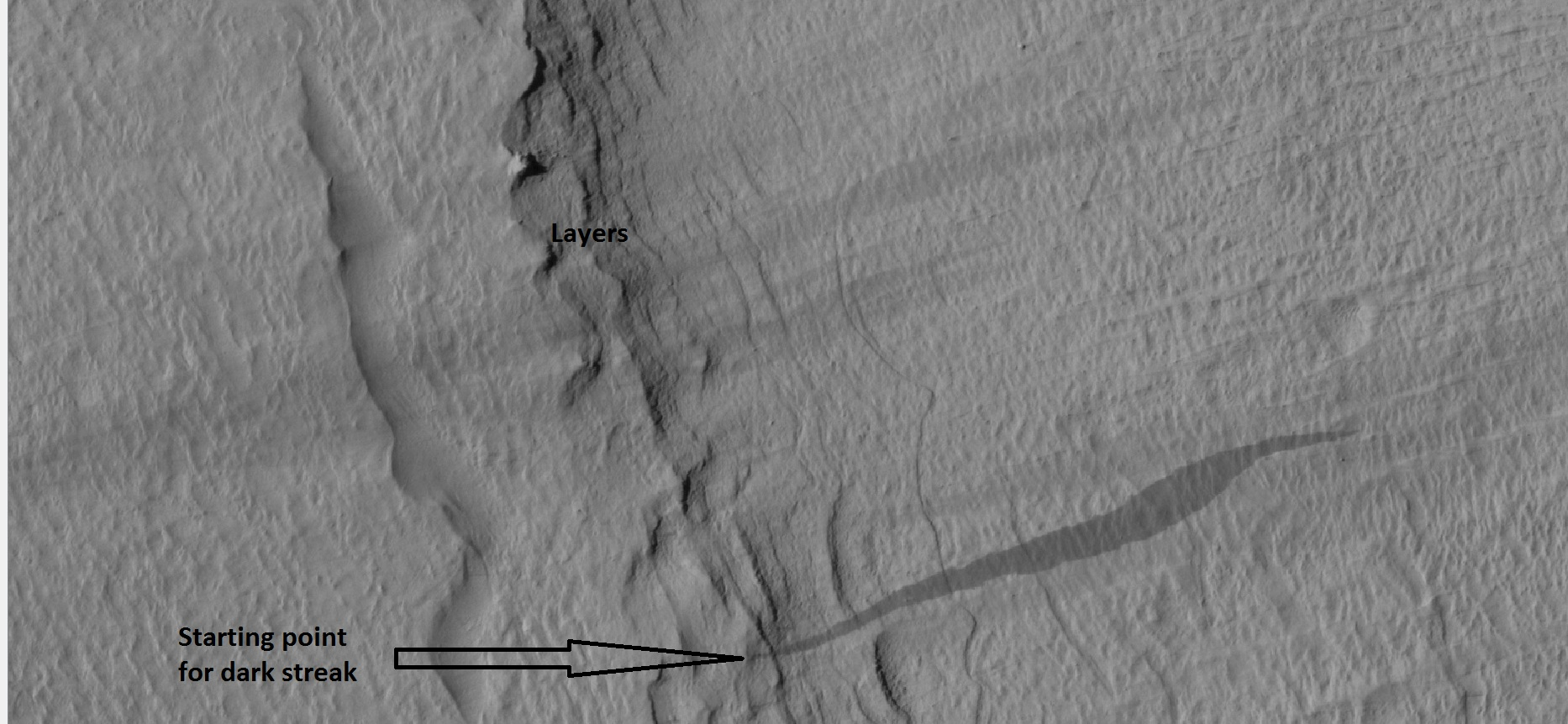
HiWish计划下高分辨率成像科学设备显示的一道暗坡条纹和底座形撞击坑冠岩下方岩层的特写。
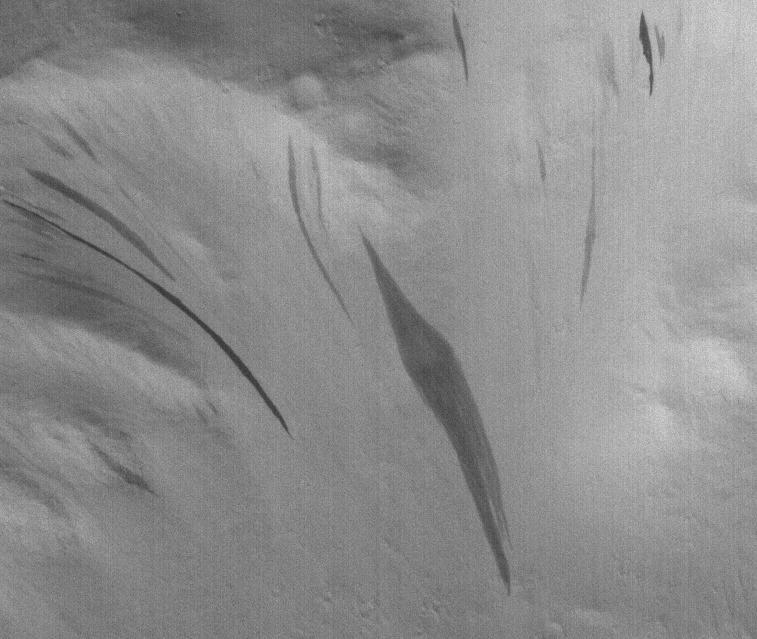
火星全球探勘者号显示的迪阿克里亚区内的暗坡条纹。
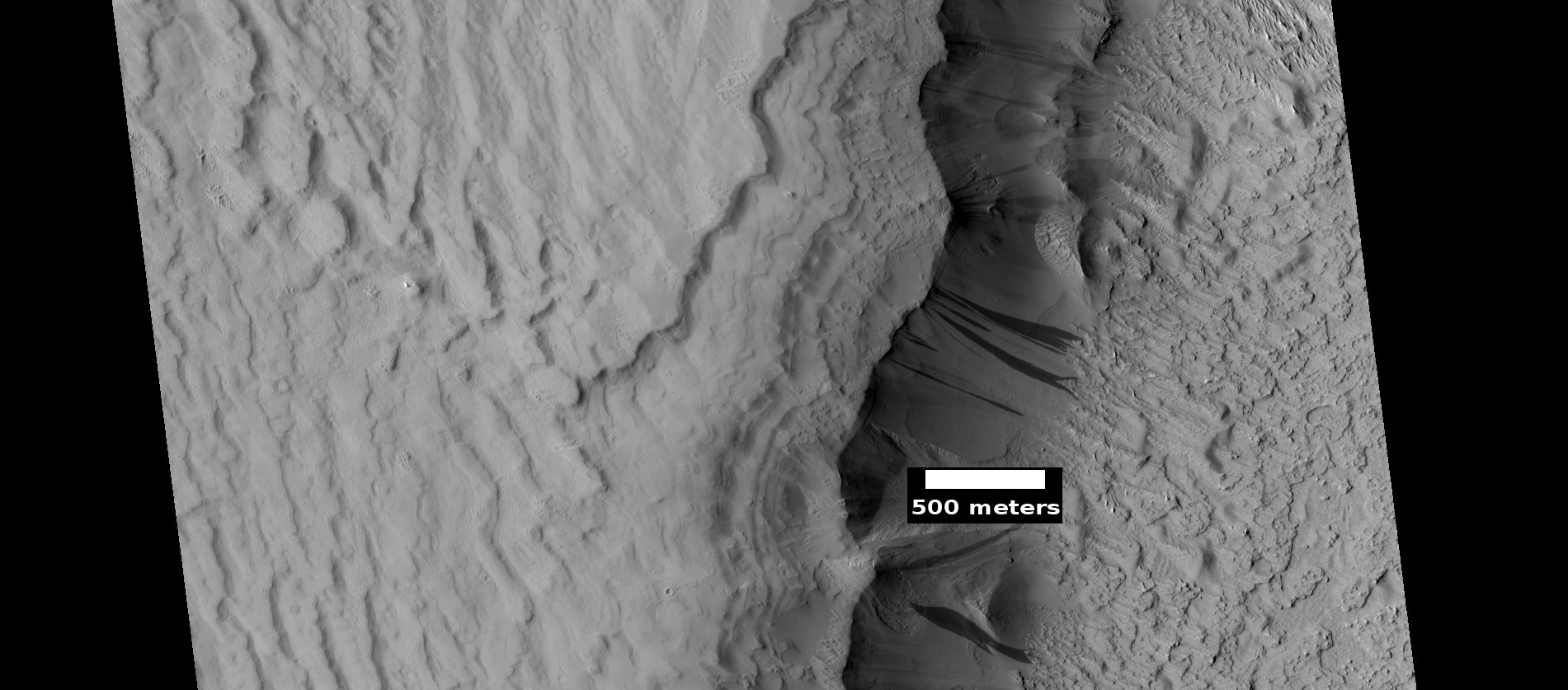
HiWish计划下高分辨率成像科学设备显示的地层和暗坡条纹。
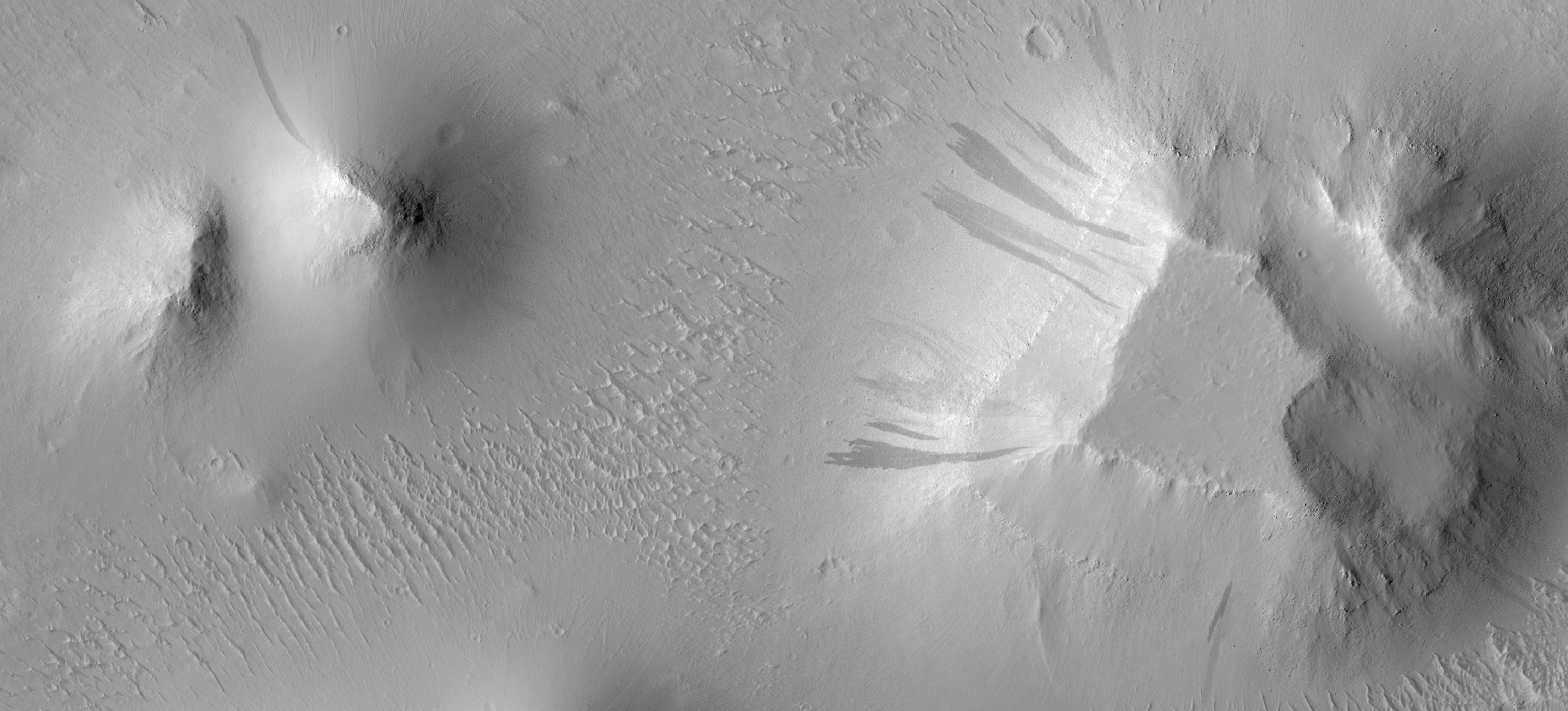
HiWish计划下高分辨率成像科学设备显示的亚马逊区桌山上的暗坡条纹。

## 复发性坡线
复发性坡线是斜坡上一些在温暖季节里变长的深色小条纹，它们可能是液态水的证据。

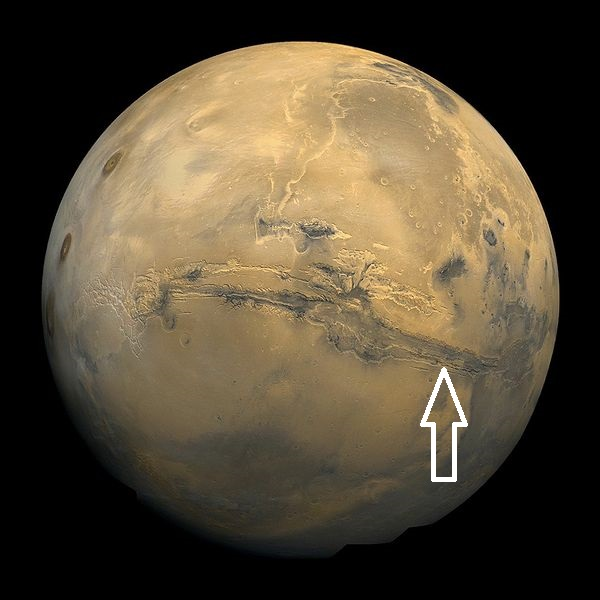
海盗号拍摄的火星盘图像，箭头指示了以下高分辨率成像科学设备图像中出现复发性坡线的位置。
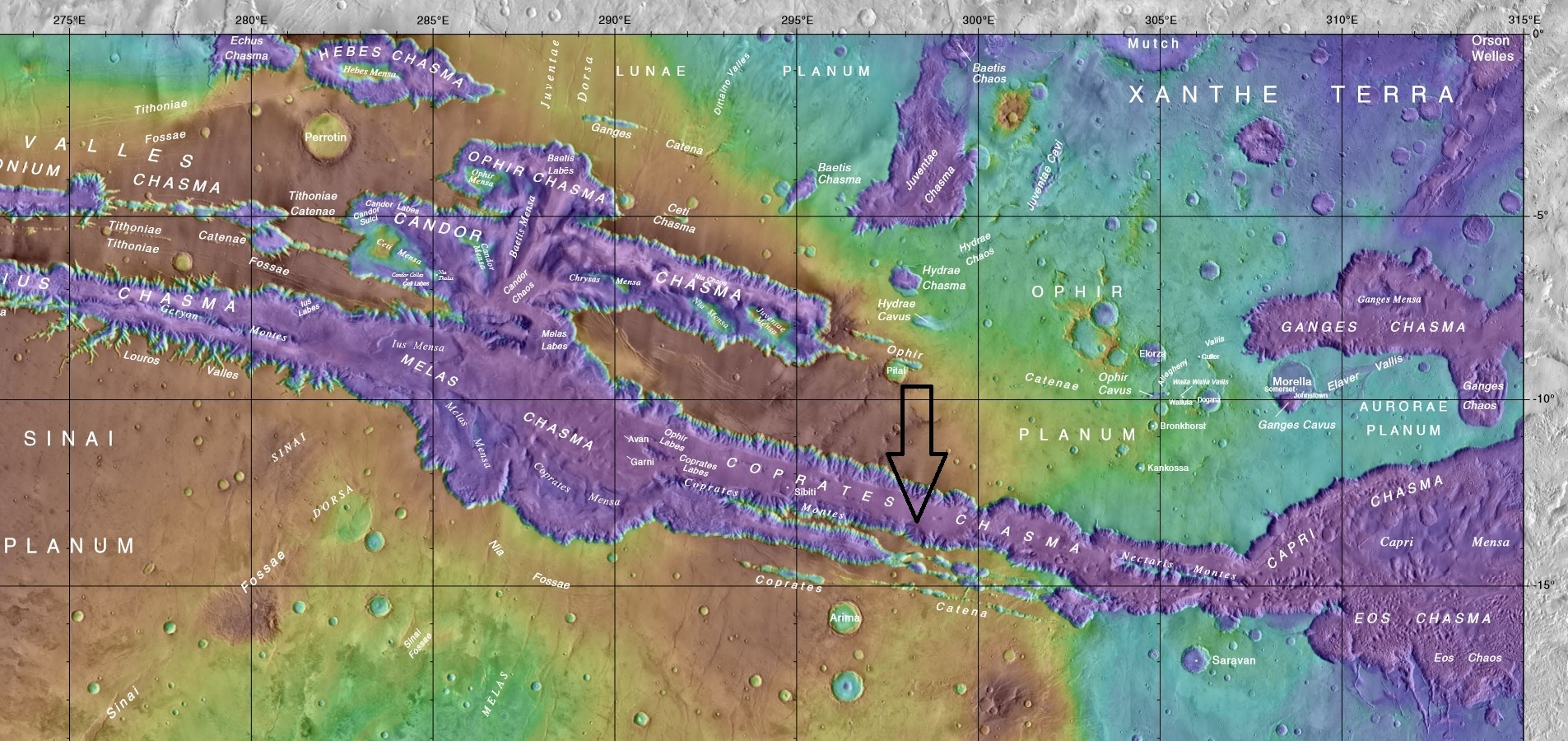
带标注的科普剌塔斯峡谷周边特征地图，箭头指示了下面HiWish计划下高分辨率成像科学设备图像中出现复发性坡线的位置。
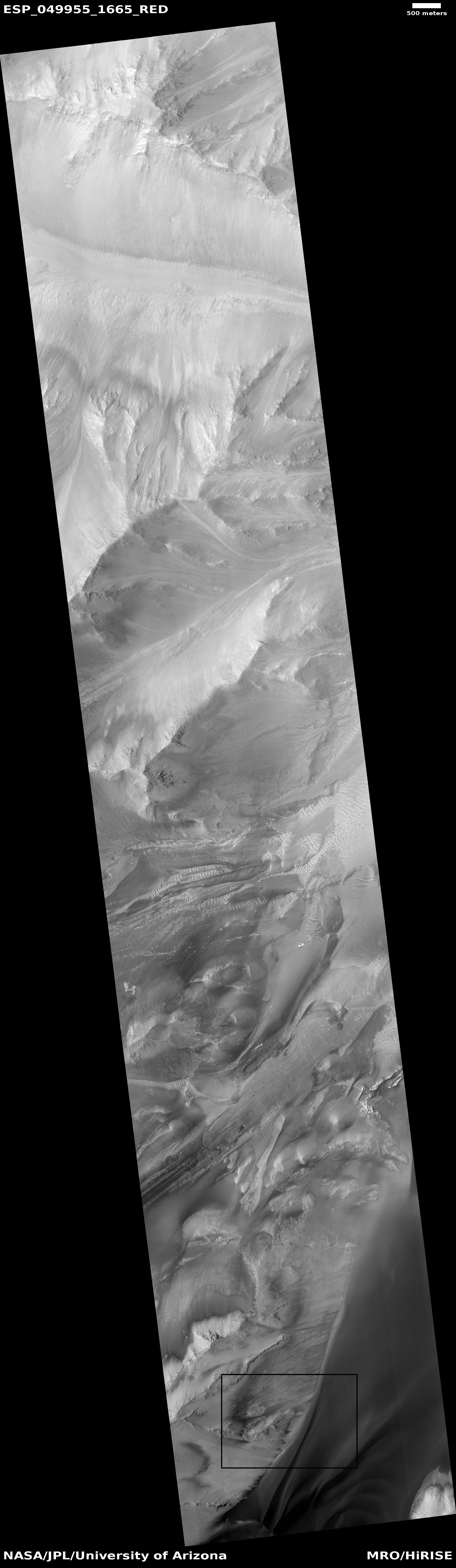
水手谷部分区域宽景图，方框显示了下一幅放大图像中复发性坡线的位置。
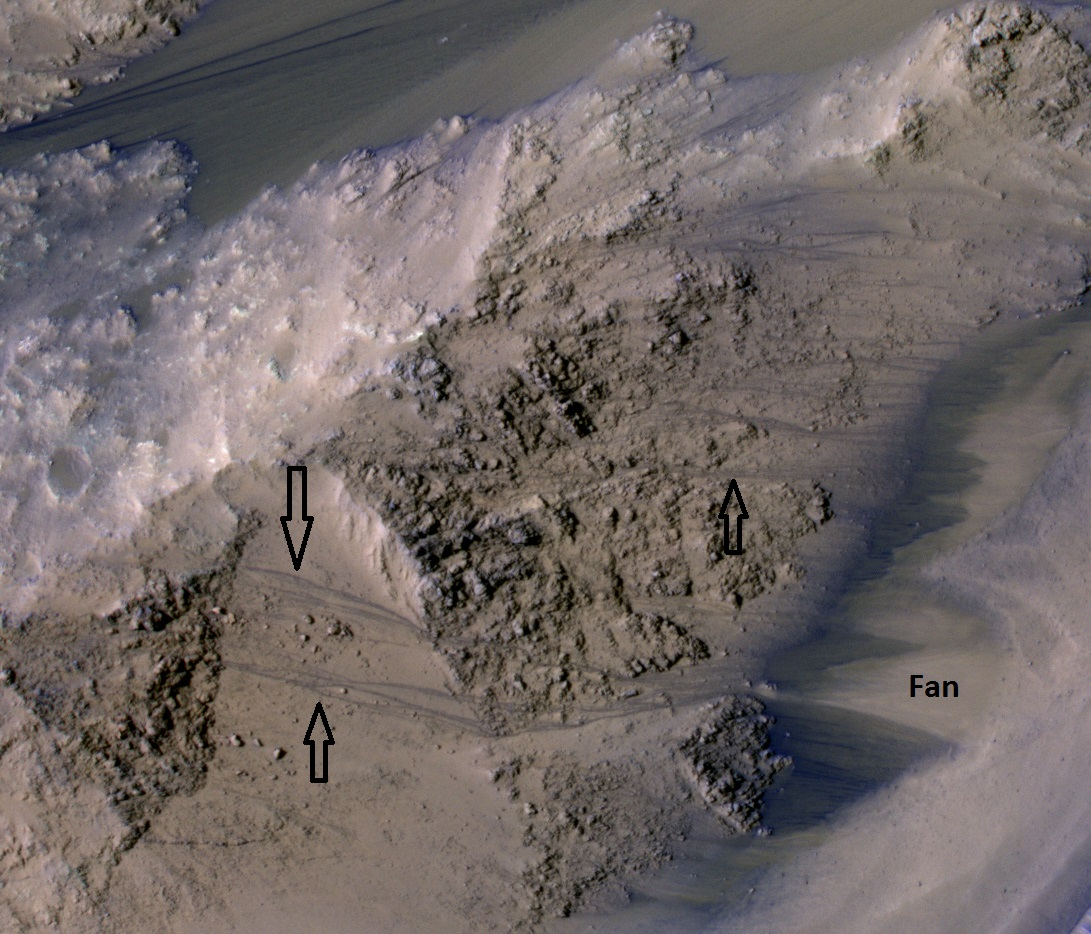
HiWish计划下高分辨率成像科学设备显示的复发性坡线彩色特写，箭头指向一些复发性坡线。扇形区可能是由过去的复发性坡线形成。
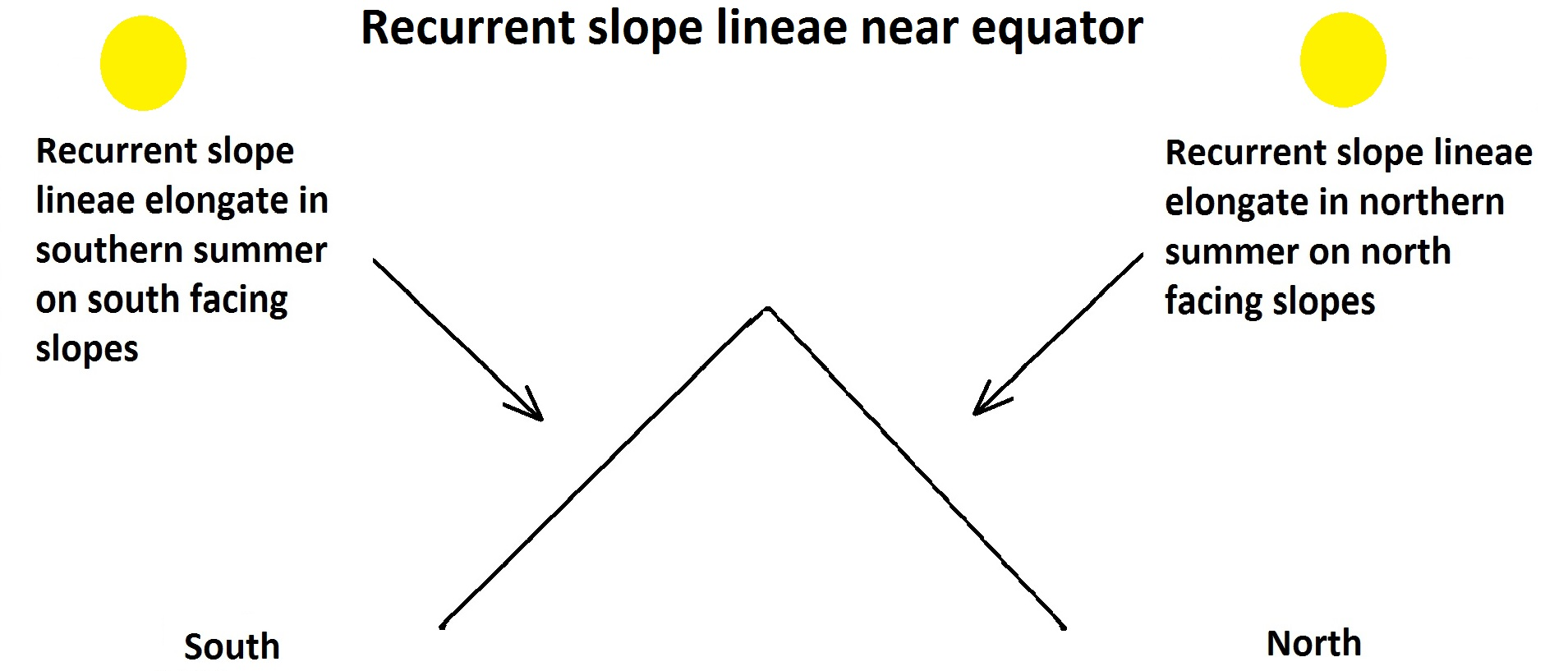
在斜坡最温暖时期，复发性坡线会延长。在赤道附近，北方夏季时的北坡和南方夏季时南坡上的复发性坡线会延长。

## 尘暴痕迹
火星上许多地区都经历过巨大尘暴过境，火星表面大部分地方都布满一层薄薄的浅色尘埃。当尘暴经过时，会吹走尘埃层并暴露出下方深色的表面。从地面和轨道上都可看到这些尘暴，它们甚至还吹掉了“勇气号”和“机遇号”火星探测车太阳能电池板上的尘埃，大大延长了它们的运行寿命。 两台火星探测车的原设计寿命为3个月，但勇气号持续运行了6年77天，而机遇号则持续了更惊人的14年136天。已显示尘暴在地面留下的痕迹形状每数月就会发生一次改变。

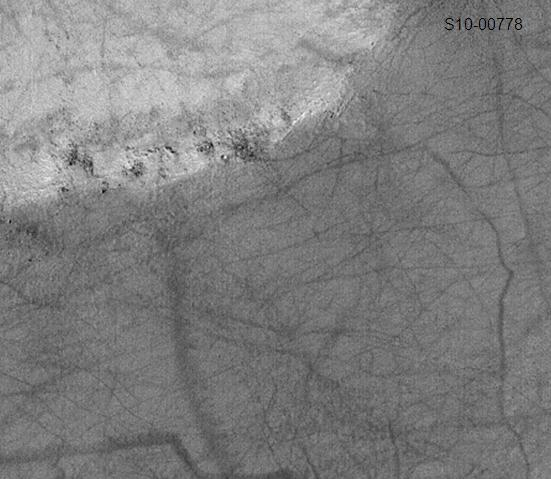
火星轨道器相机公共目标计划下看到由巨型尘暴形成的大小痕迹图案。
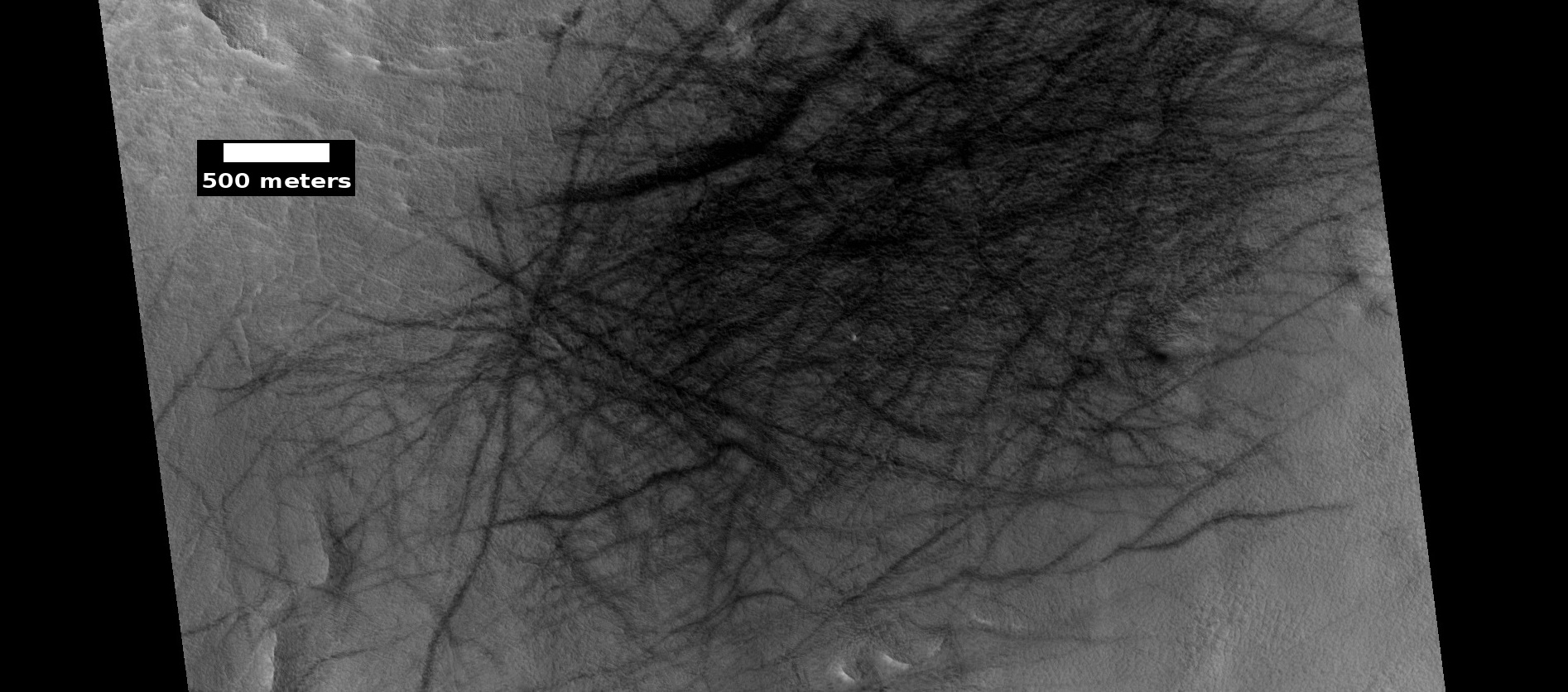
HiWish计划下高分辨率成像科学设备显示的尘暴痕迹。
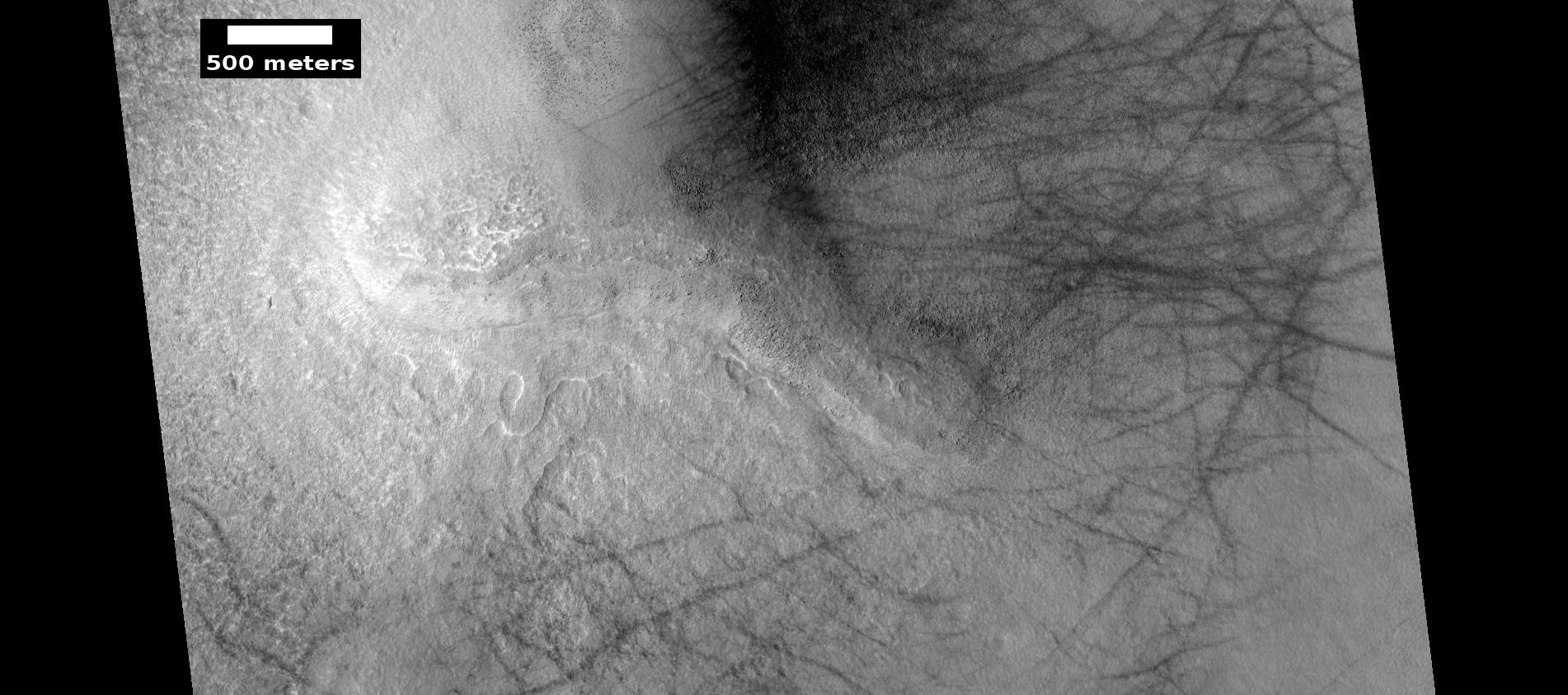
HiWish计划下高分辨率成像科学设备显示的尘暴痕迹。
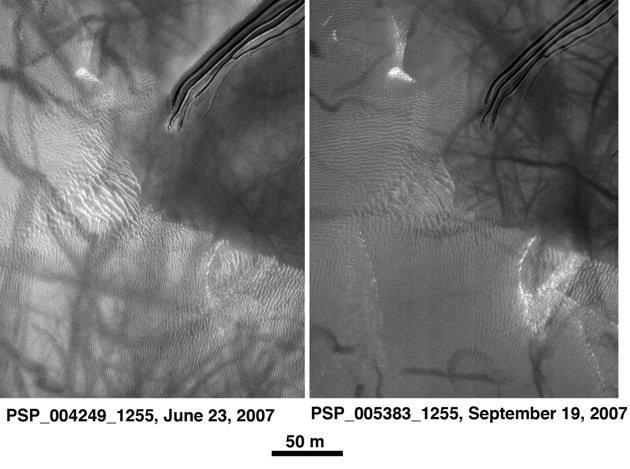
高分辨率成像科学设备显示的罗素撞击坑中的尘暴变化，点击图片可查看到短短3个月内尘暴痕迹的变化。

## 岩层
火星许多地方都有分层重叠的岩石，岩石可通过火山、风或水等多种作用方式形成岩层。在《火星沉积地质学》中，可找到许多关于火星分层的详细讨论。地层可通过地下水的作用而变硬，火星地下水可能移动了数百公里，在此过程中，它将会溶解所经过岩石中的许多矿物质。当地下水在含有沉积物的低洼区涌出时，水在稀薄大气中蒸发，留下矿物质作为沉积物和/或胶结物。由于尘埃层被胶结在一起的，因此，以后不会被轻易地侵蚀掉。

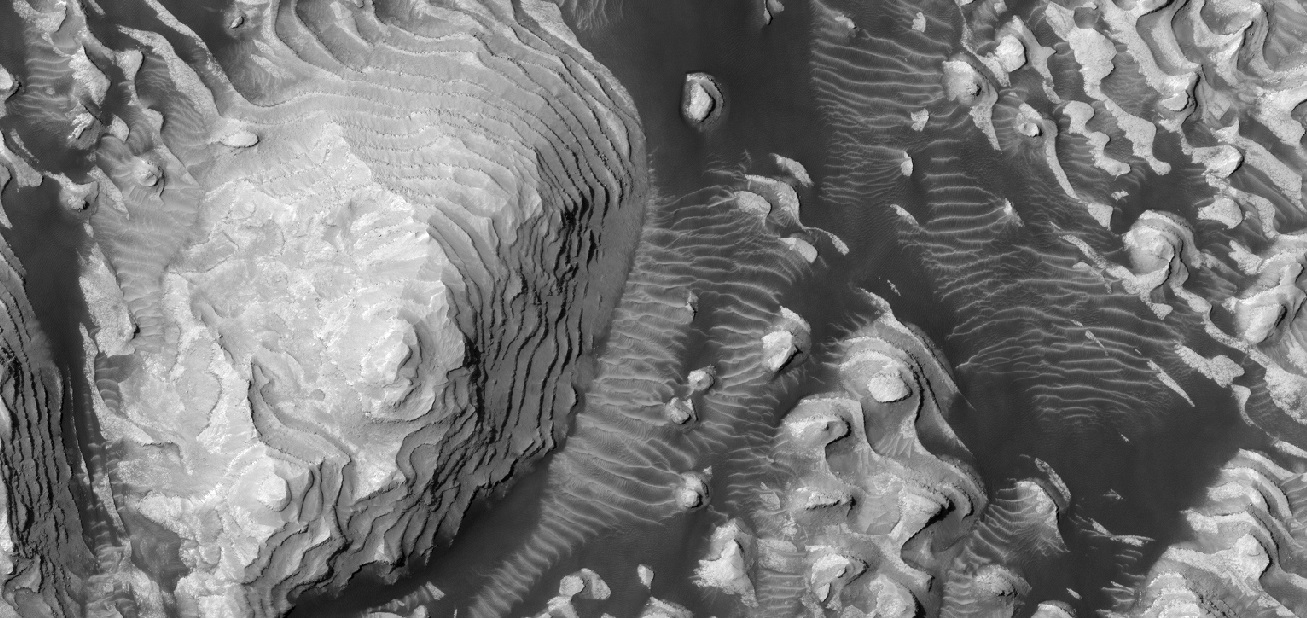
HiWish计划下高分辨率成像科学设备显示的丹尼尔森陨击坑内的层状丘。
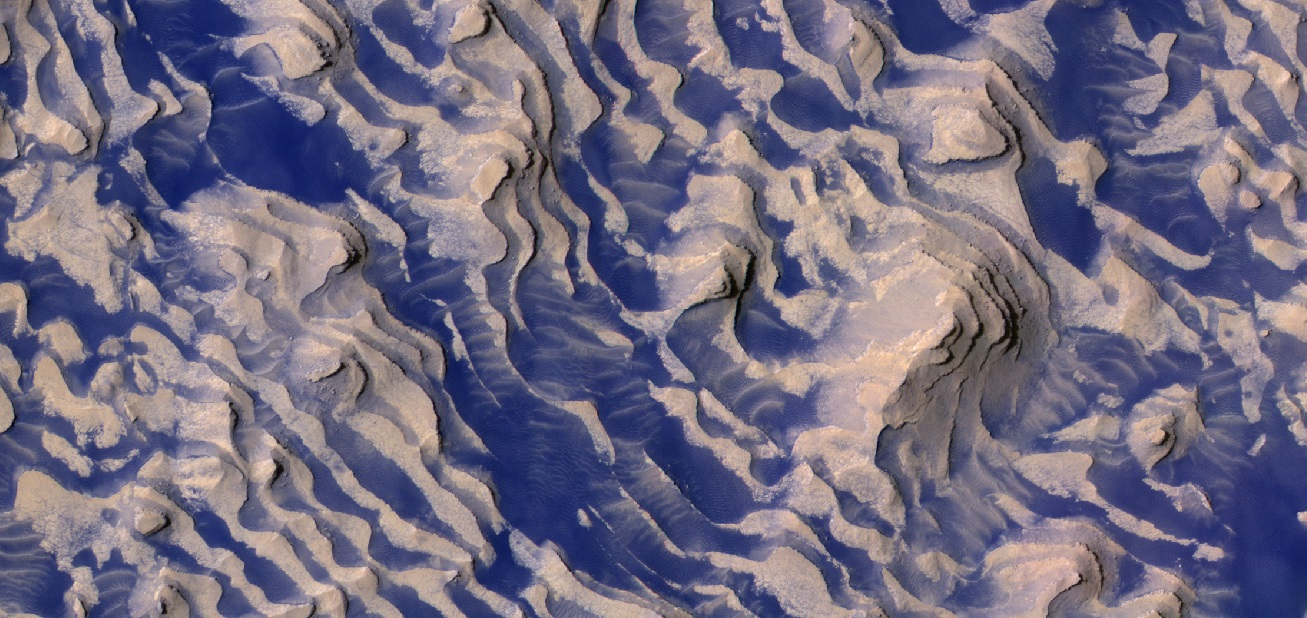
HiWish计划下高分辨率成像科学设备所拍摄的丹尼尔森陨击坑内岩层和深色尘埃的近距离彩照。
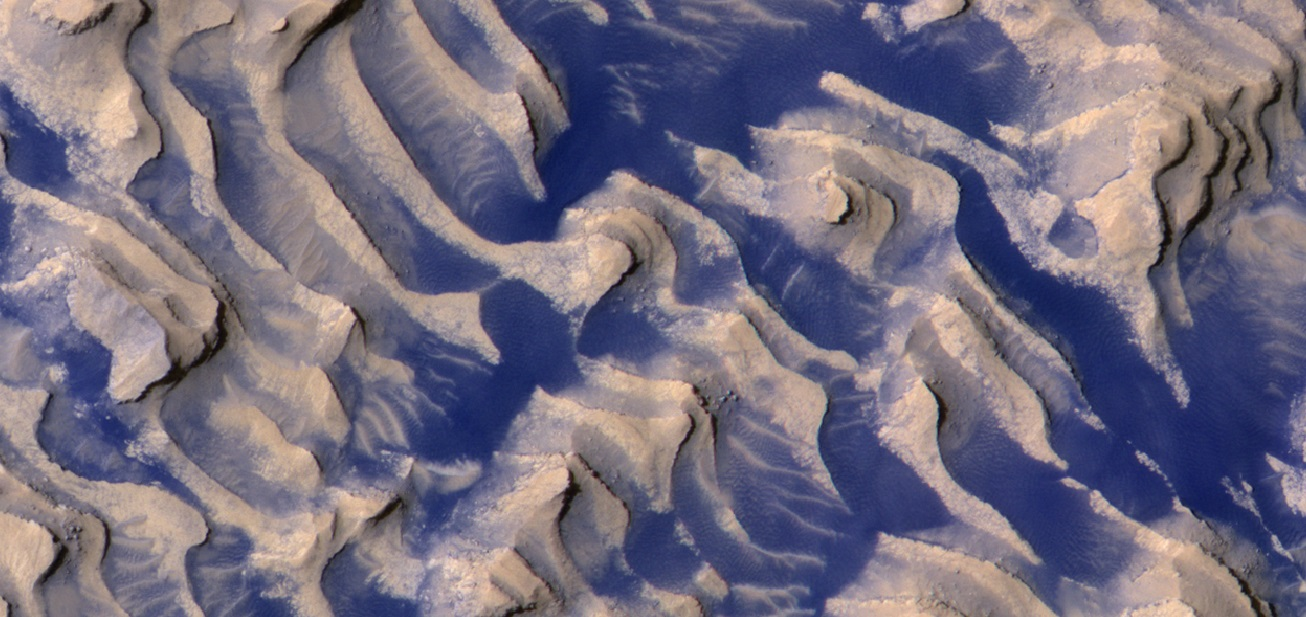
HiWish计划下高分辨率成像科学设备显示的丹尼尔森陨击坑地表上岩层和深色尘埃的彩色近景图，在图中可看到巨石。
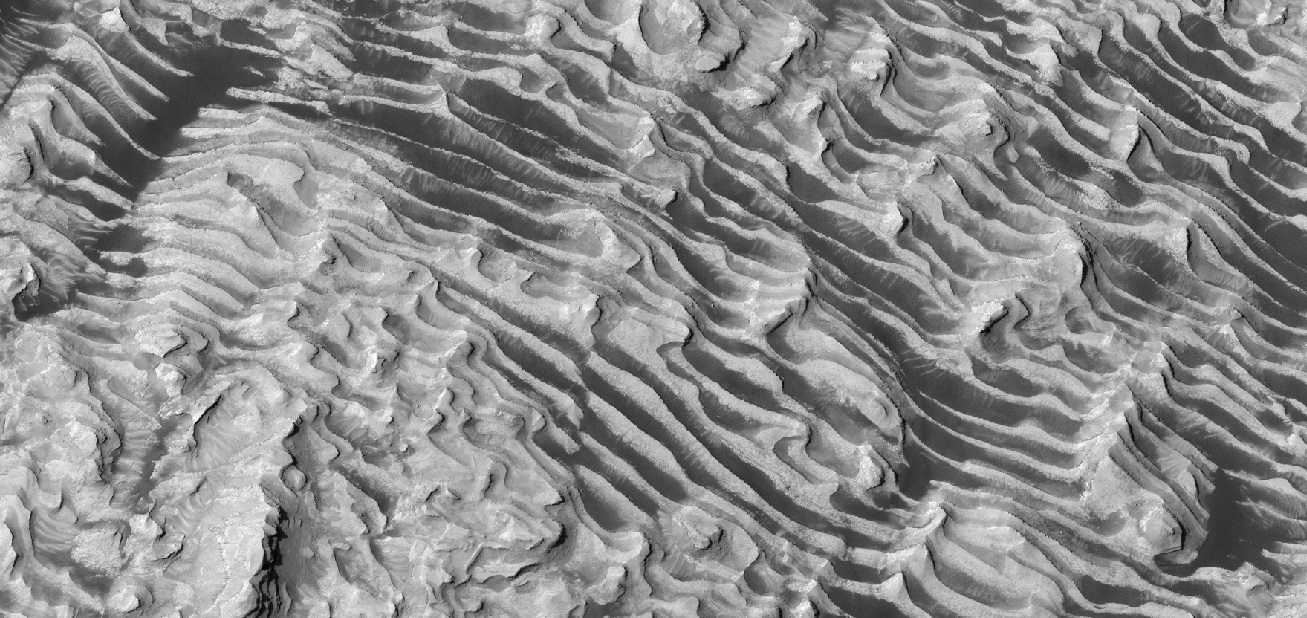
iWish计划下高分辨率成像科学设备显示的丹尼尔森陨击坑底部岩层近景，在图像中可以看到一些断层。

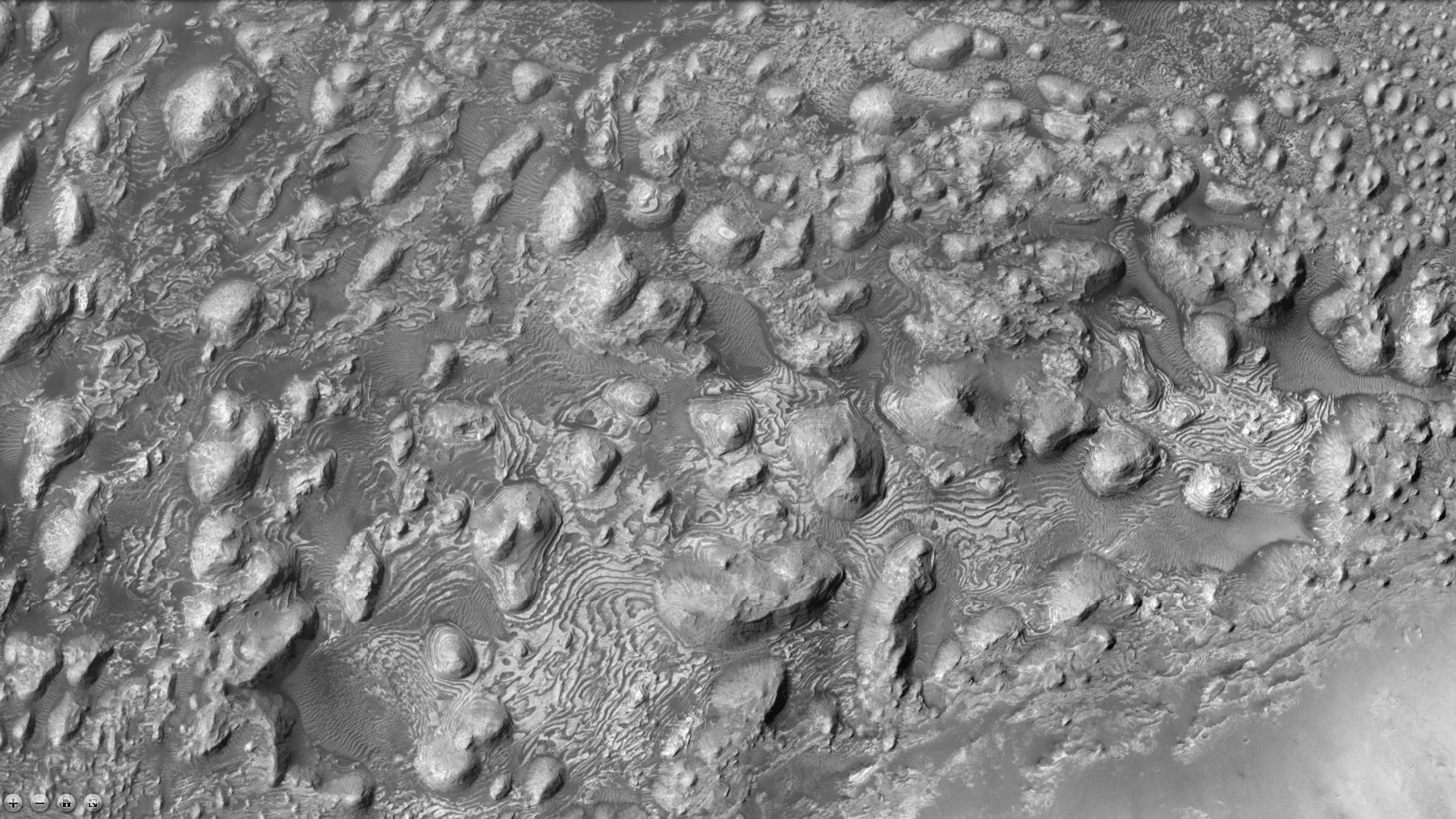
显示了岩层的菲尔索夫陨击坑南半部特写（火星勘测轨道飞行器背景相机拍摄）。
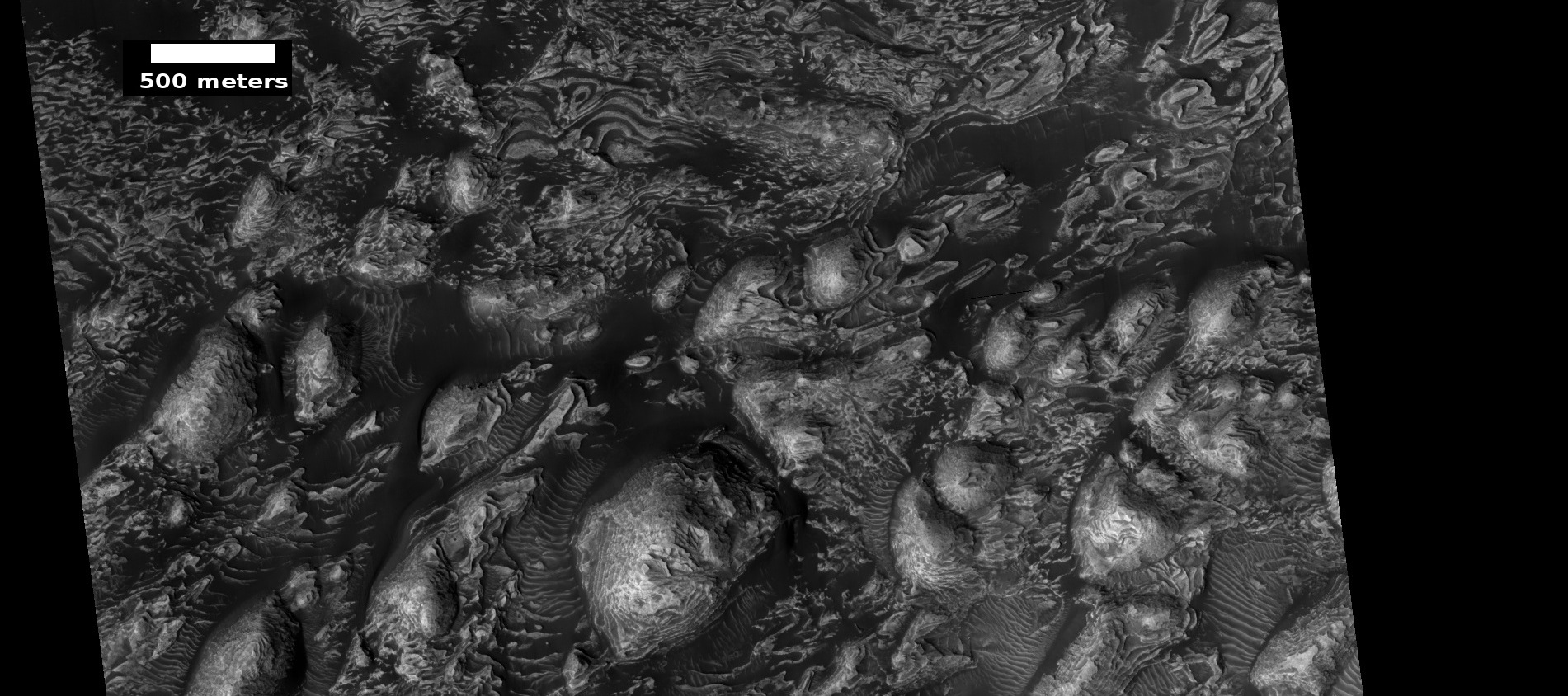
HiWish计划下高分辨率成像科学设备显示的菲尔索夫陨击坑中的岩层，注：图像区域可在前一幅火星勘测轨道飞行器背景相机拍摄的菲尔索夫陨击坑内岩层的图像中找到。
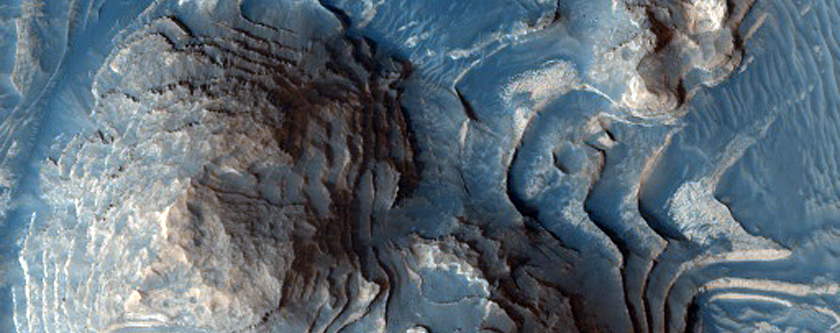
高分辨率成像科学设备显示的菲尔索夫陨坑内岩层特写，注：这是前面图像的放大版。
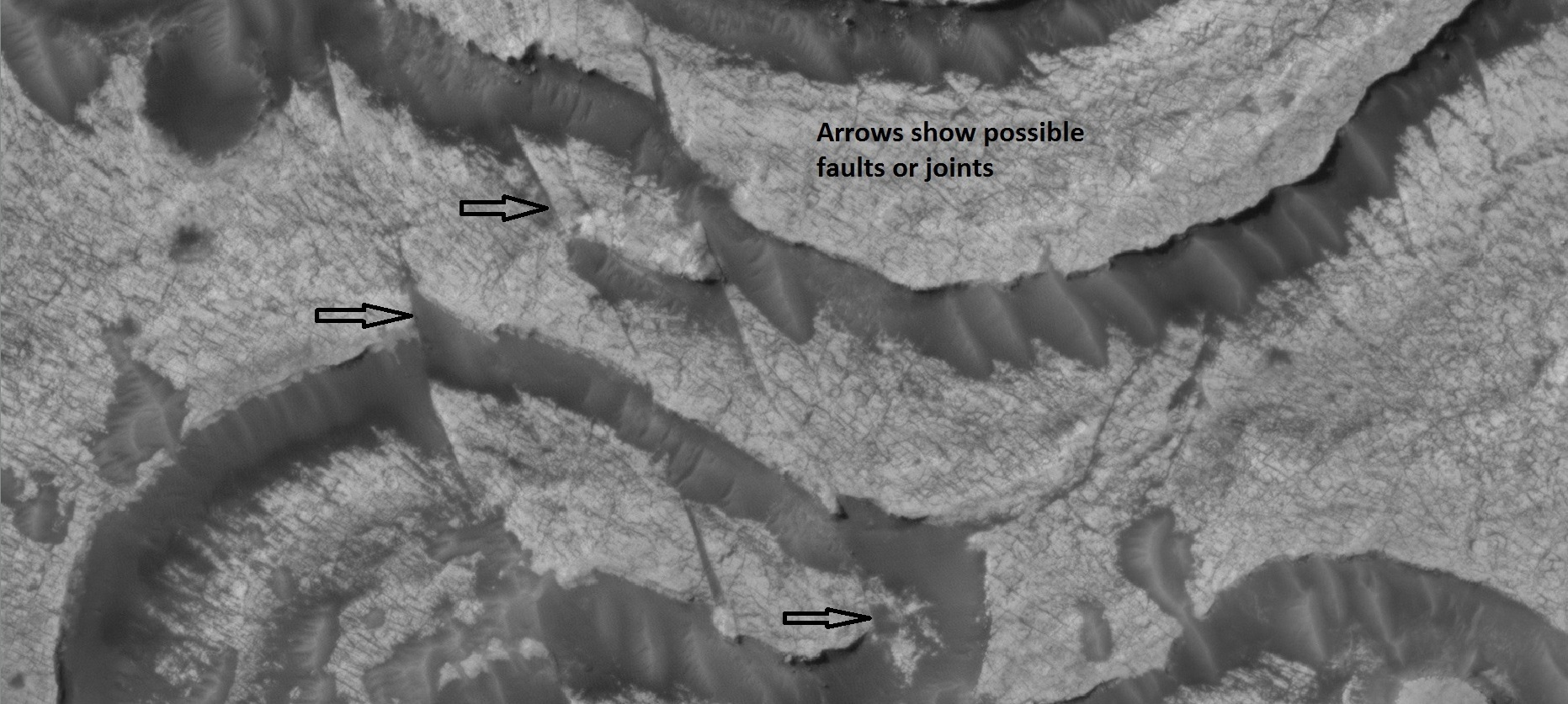
HiWish计划下高分辨率成像科学设备显示的菲尔索夫陨击坑内的断层和岩层，箭头指示了断层位置。
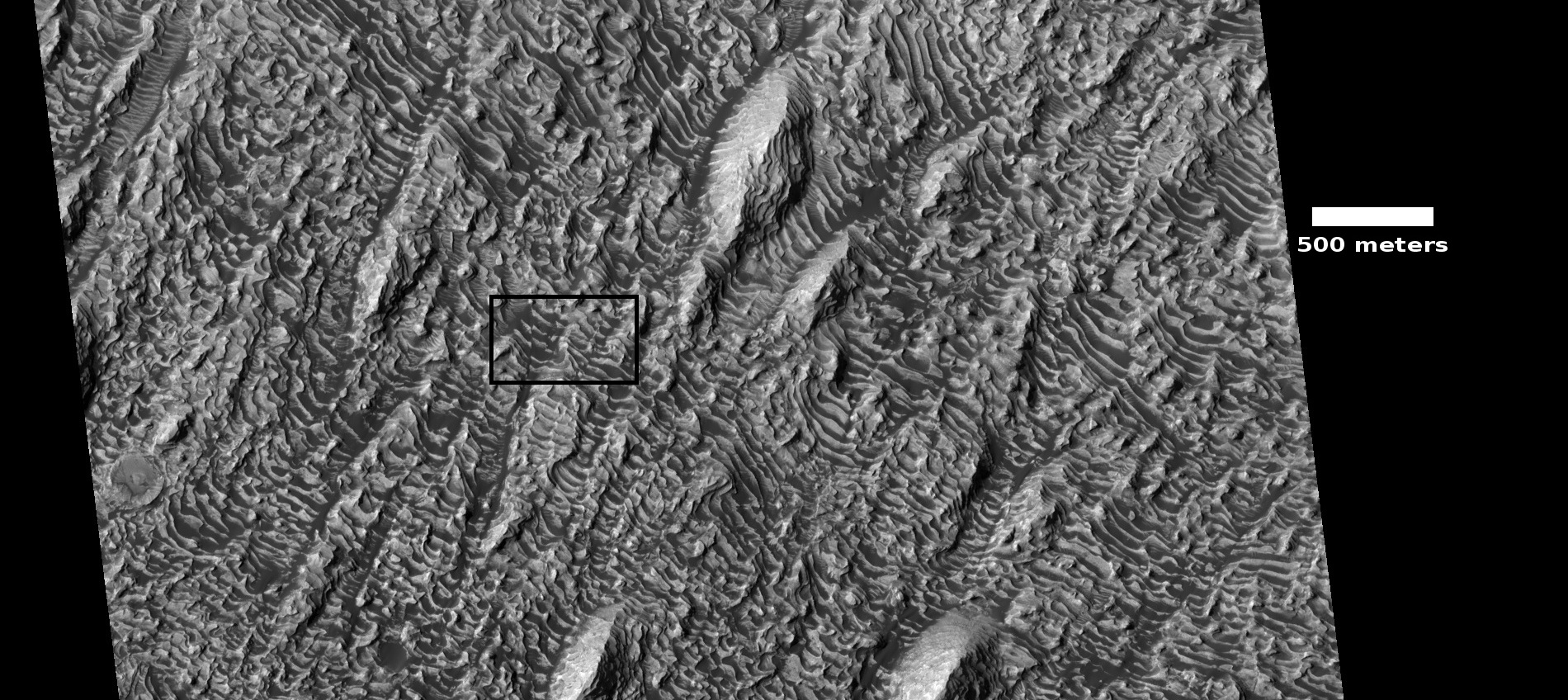
放大的前一幅显示断层和岩层的图像，由HiWish计划下高分辨率成像科学设备拍摄。
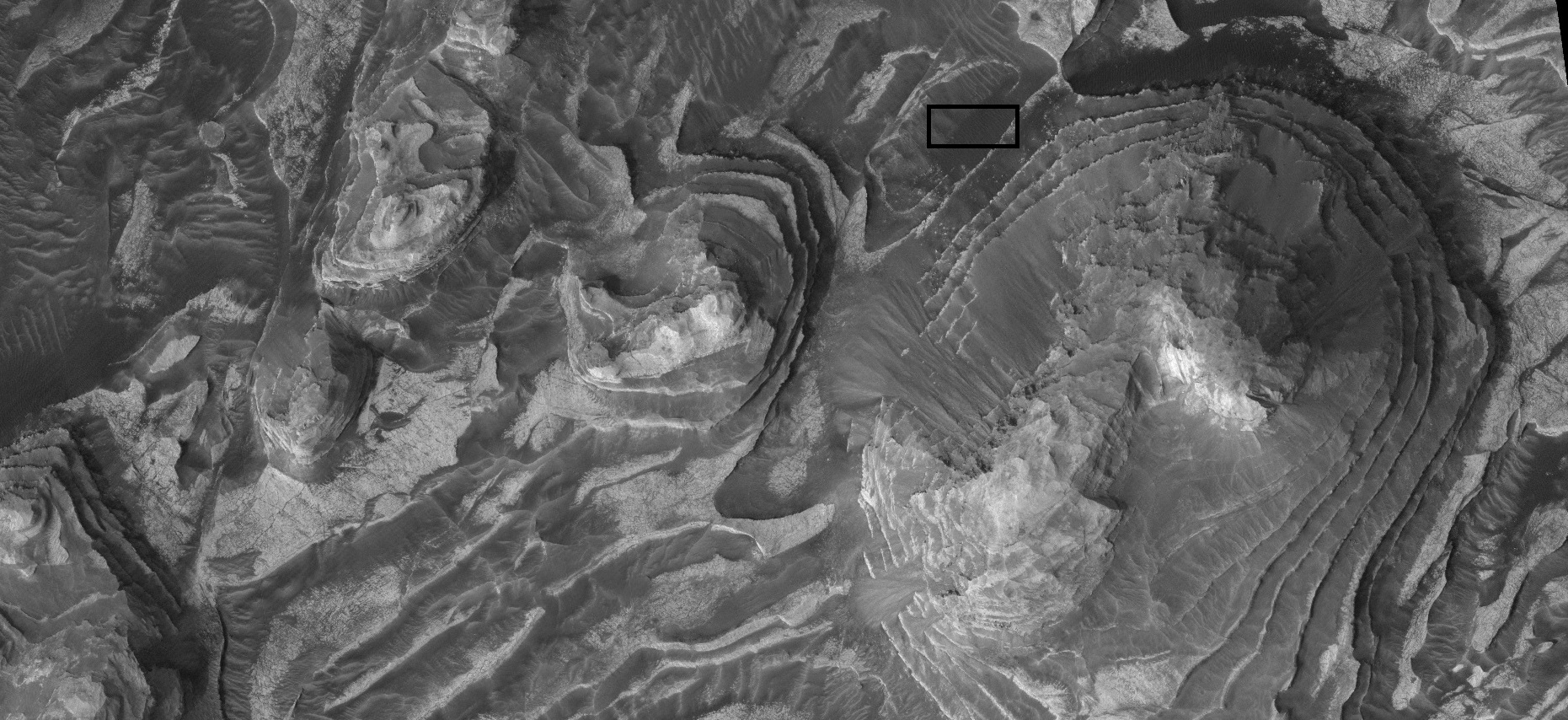
菲尔索夫陨击坑的岩层，方框显示了HiWish计划下高分辨率成像科学设备拍摄的足球场大小的区域照片。
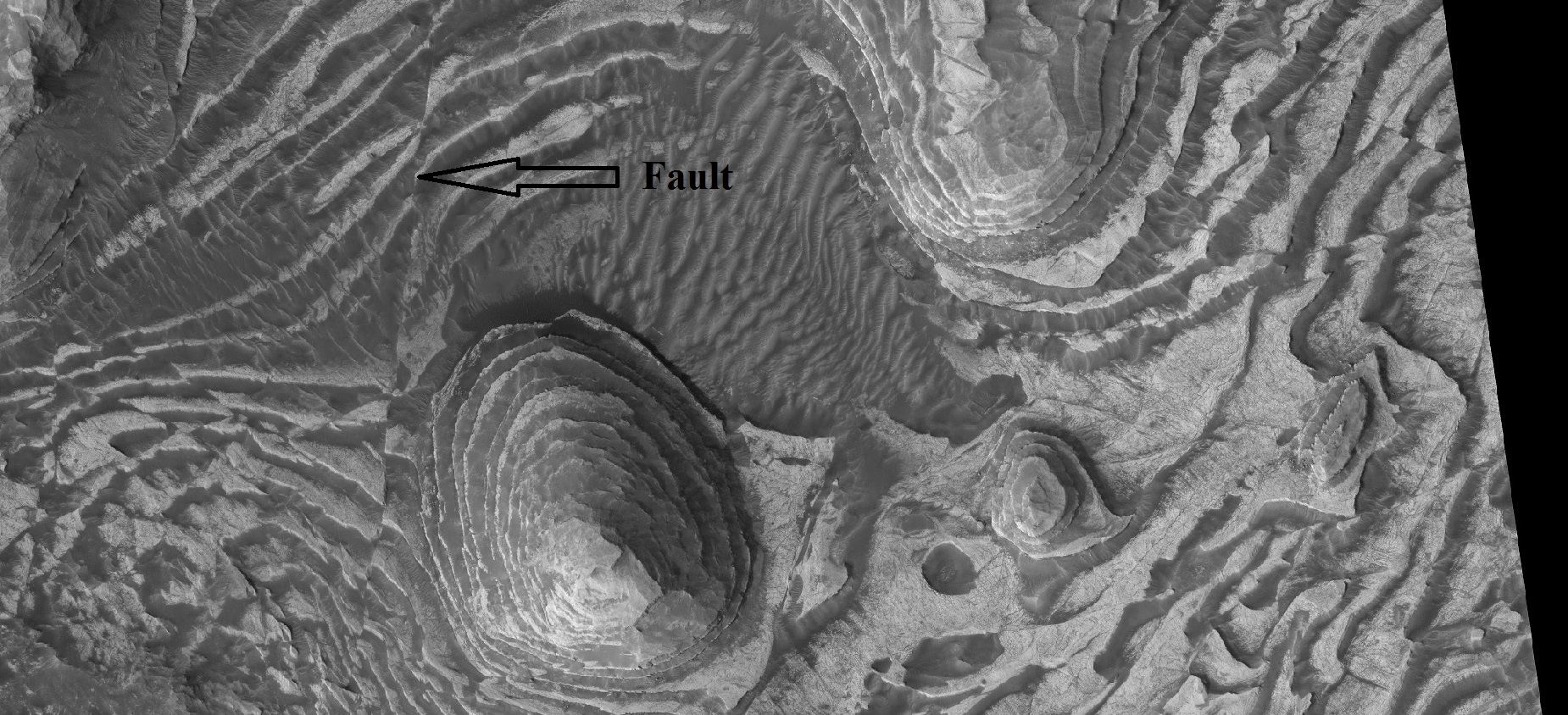
HiWish计划下高分辨率成像科学设备显示的菲尔索夫陨击坑内的断层和岩层，箭头指示了一条较大的断层，但图中还有其他更小的断层。

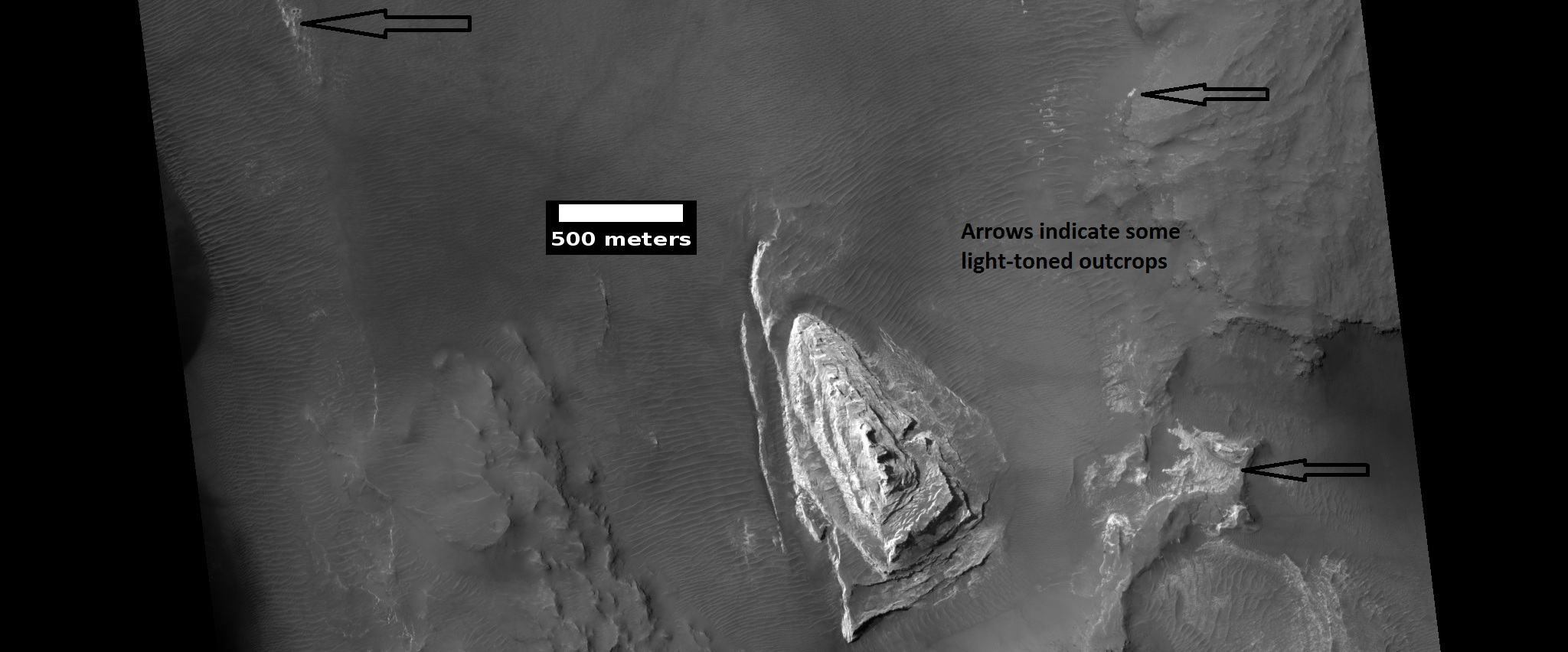
HiWish计划下高分辨率成像科学设备放大显示的白色孤峰，方框显示了足球场大小的区域
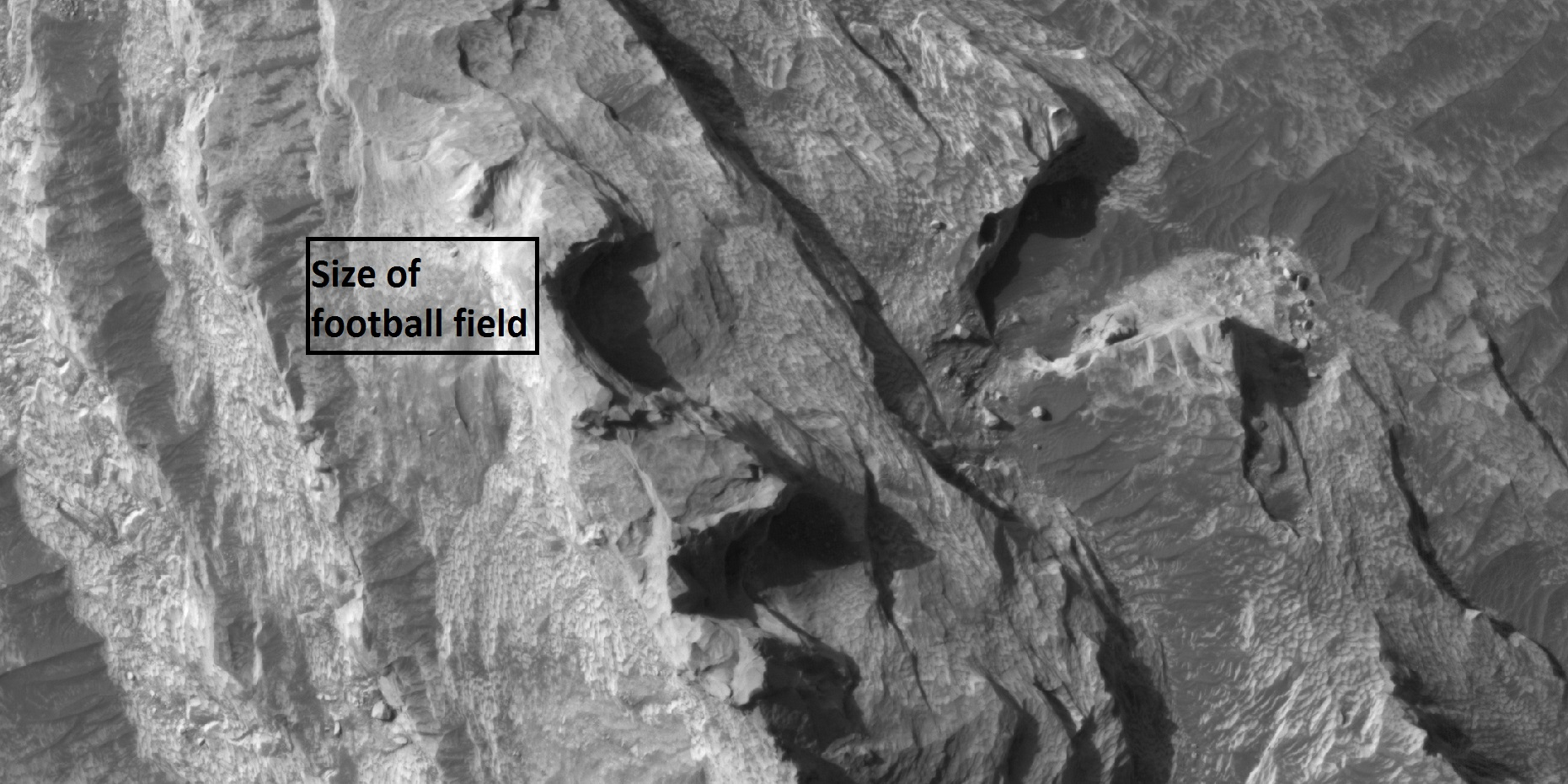
HiWish计划下高分辨率成像科学设备显示的白色孤峰顶部近景，方框显示了足球场大小的区域。
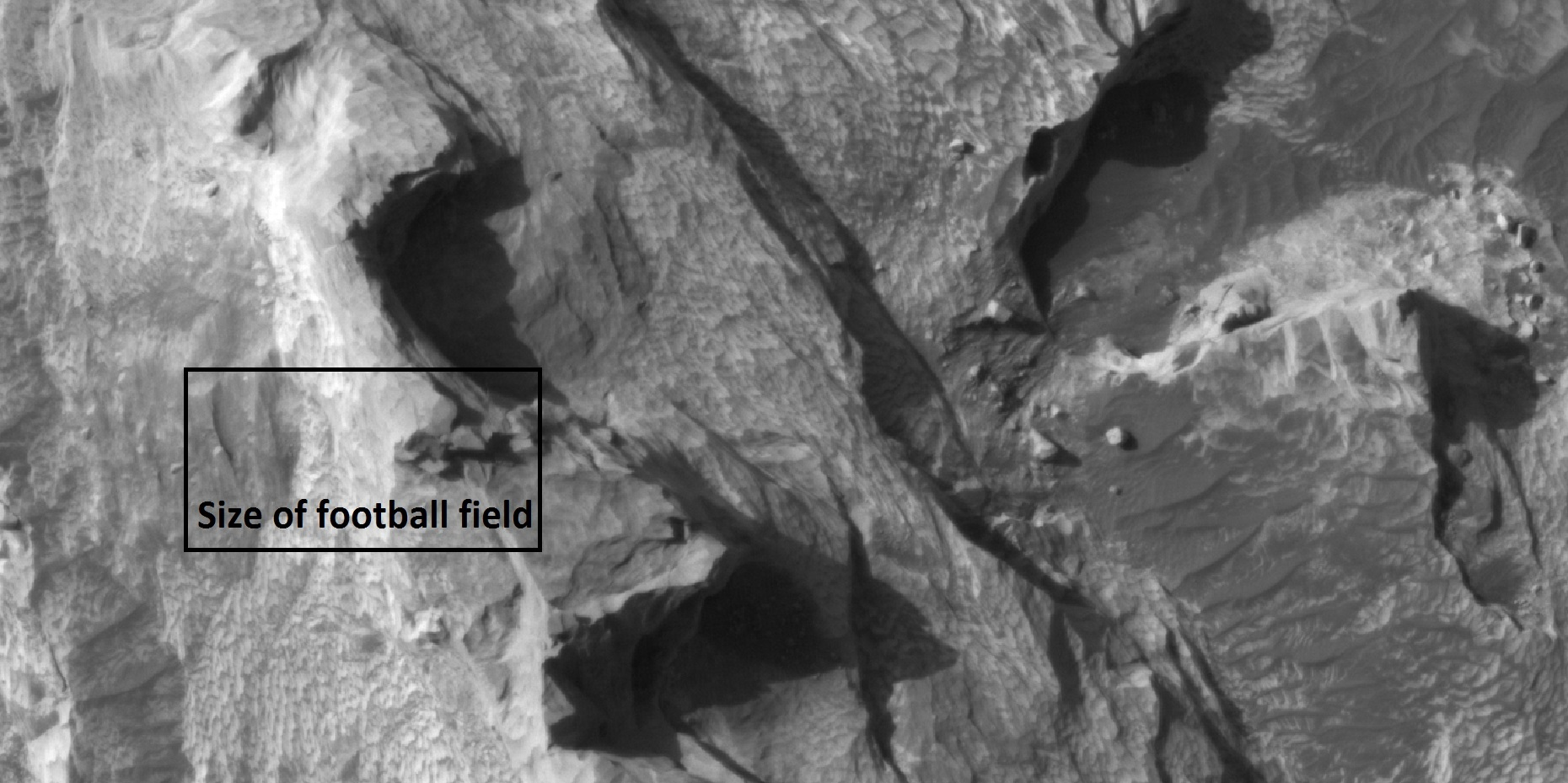
HiWish计划下高分辨率成像科学设备显示的白色孤峰顶部，方框显示了足球场大小的区域。

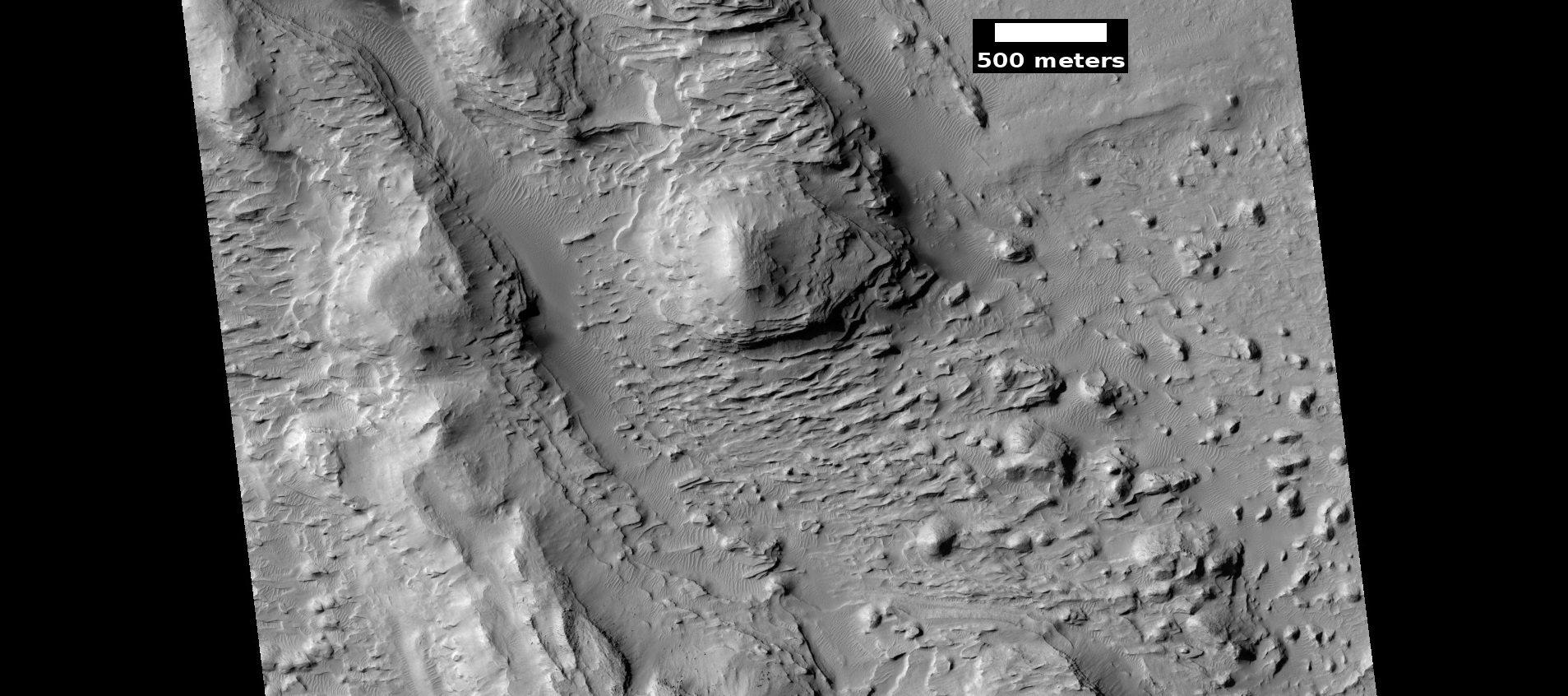
HiWish计划下高分辨率成像科学设备显示的埃俄利斯区中的层状地形。
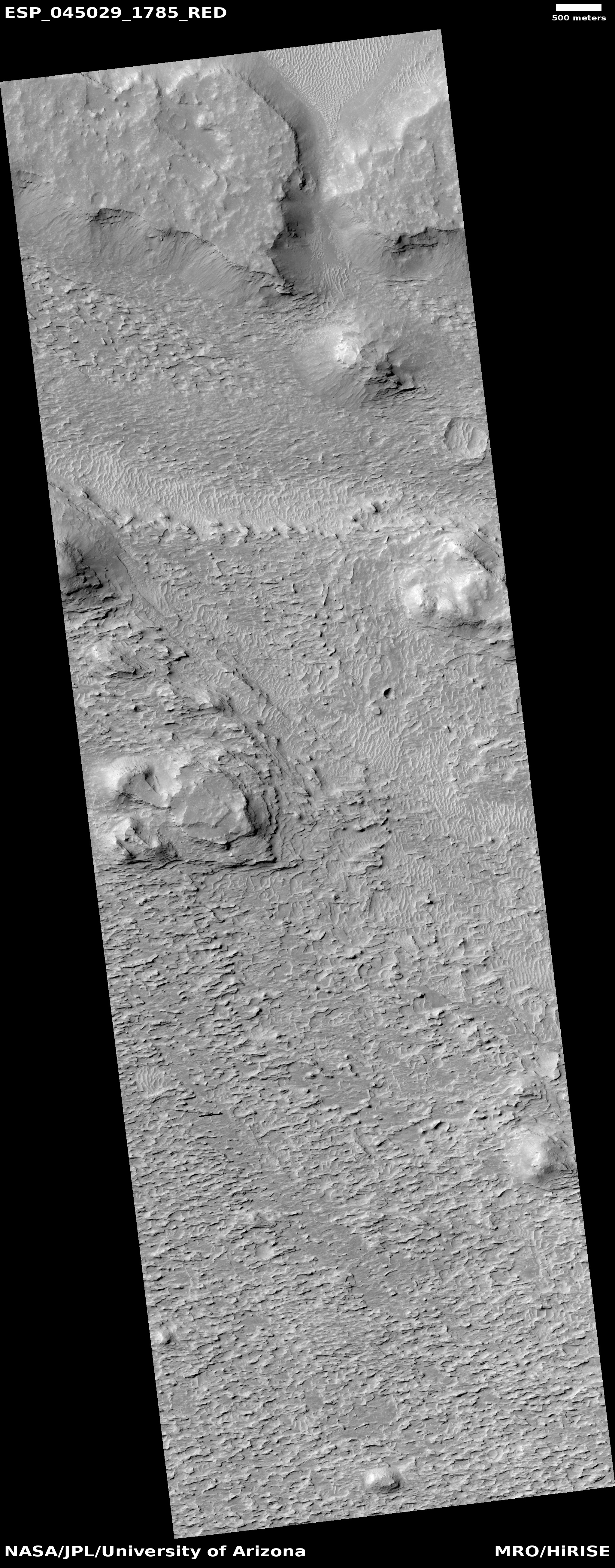
HiWish计划下高分辨率成像科学设备显示的埃俄利斯区盖尔撞击坑内东北部的层状地形宽景图。
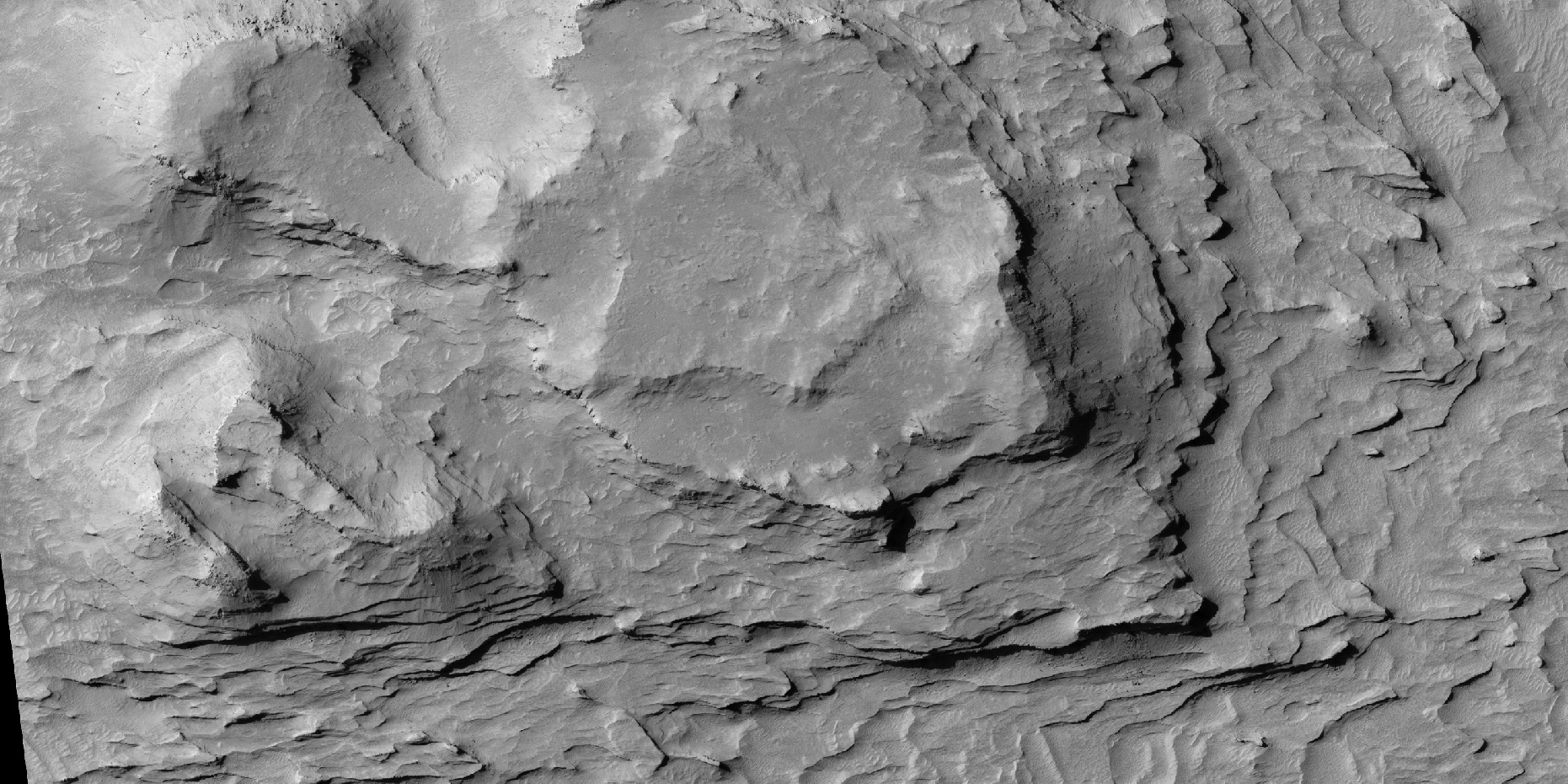
HiWish计划下高分辨率成像科学设备显示的层状丘近景，注：这是前一幅图像的放大版。
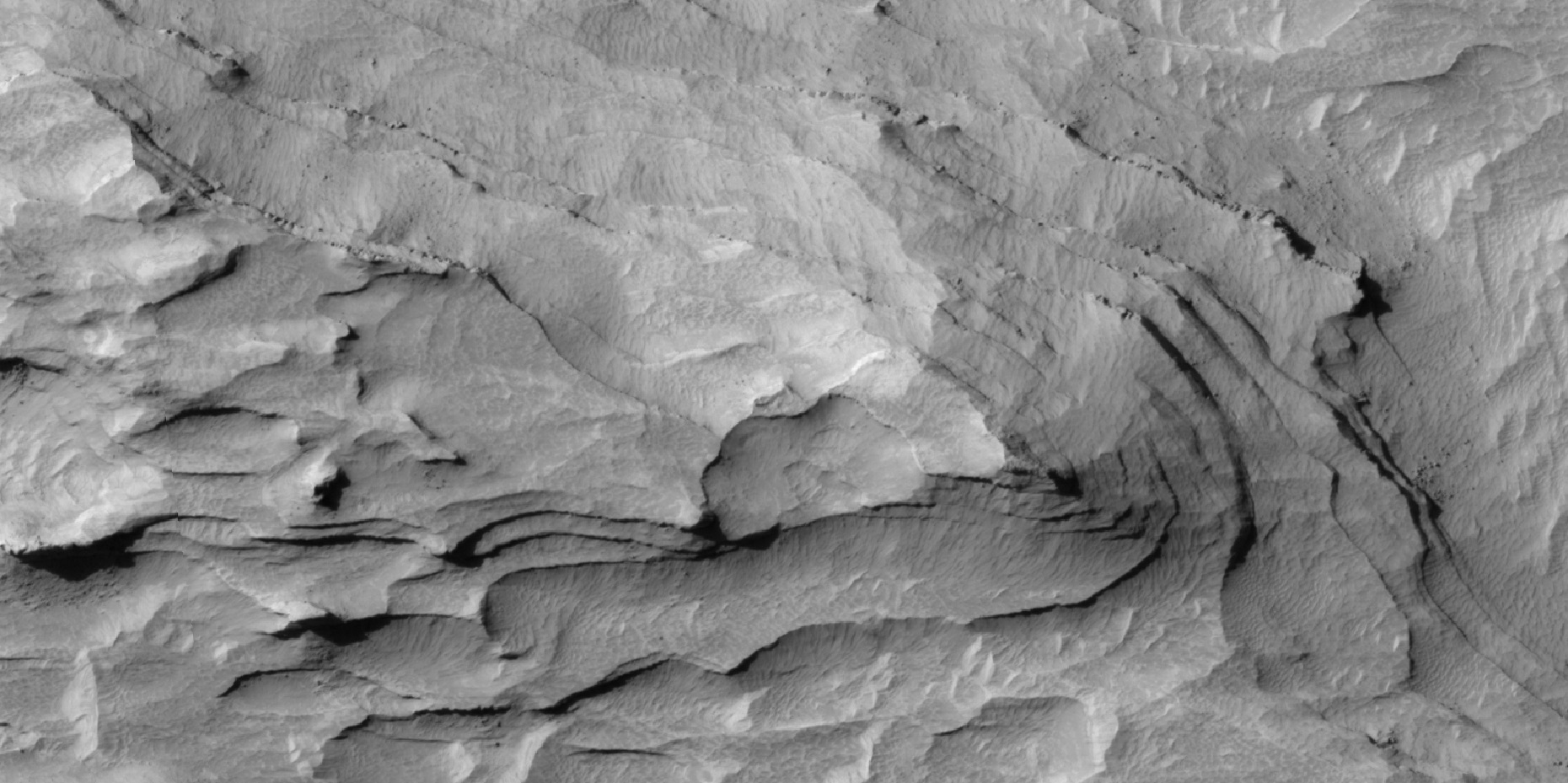
HiWish计划下高分辨率成像科学设备显示的层状丘近景，注：这是前一幅图像的放大版。
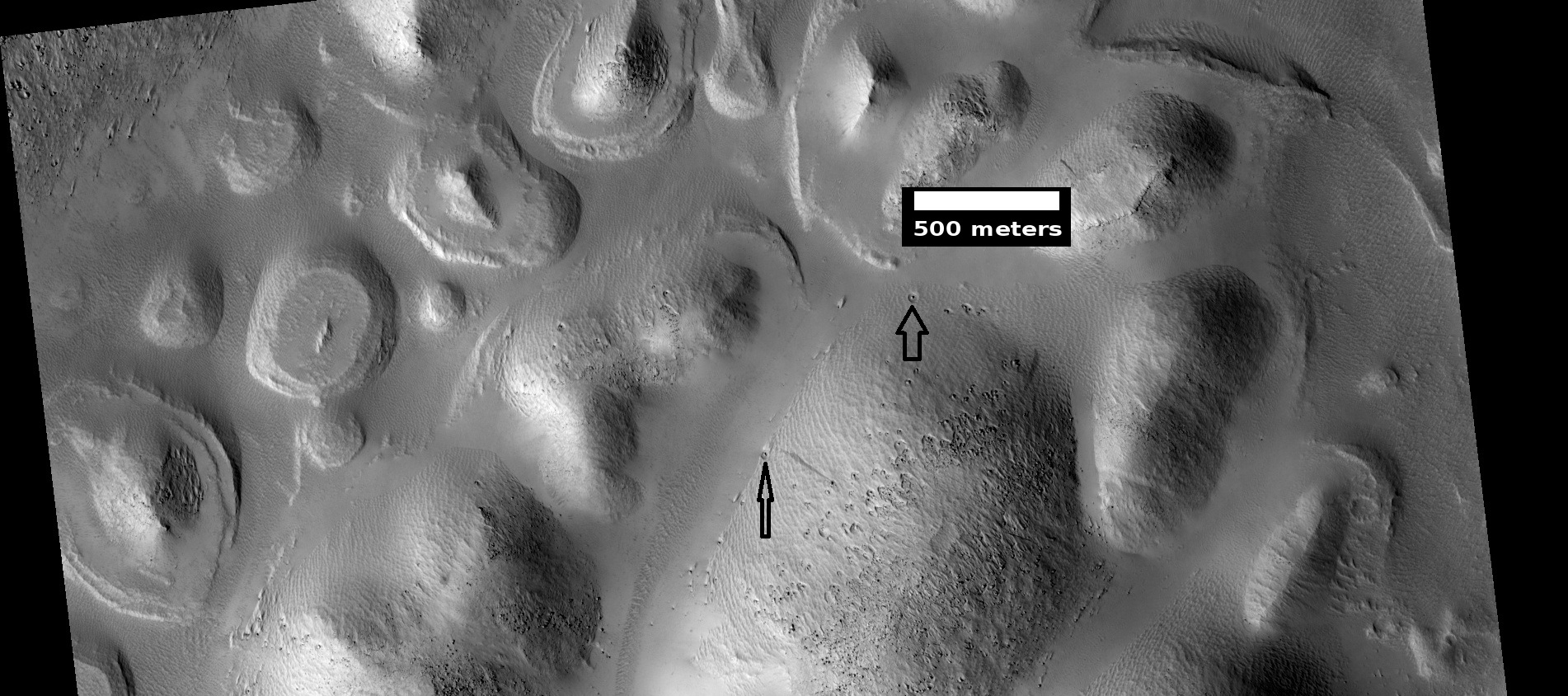
HiWish计划下高分辨率成像科学设备显示的门农尼亚区曼加拉谷中暴露于地垛底部的岩层，箭头指向深坑中的巨石，这些深坑可能是由风、巨石热量融化地面冰或其他作用过程所形成。
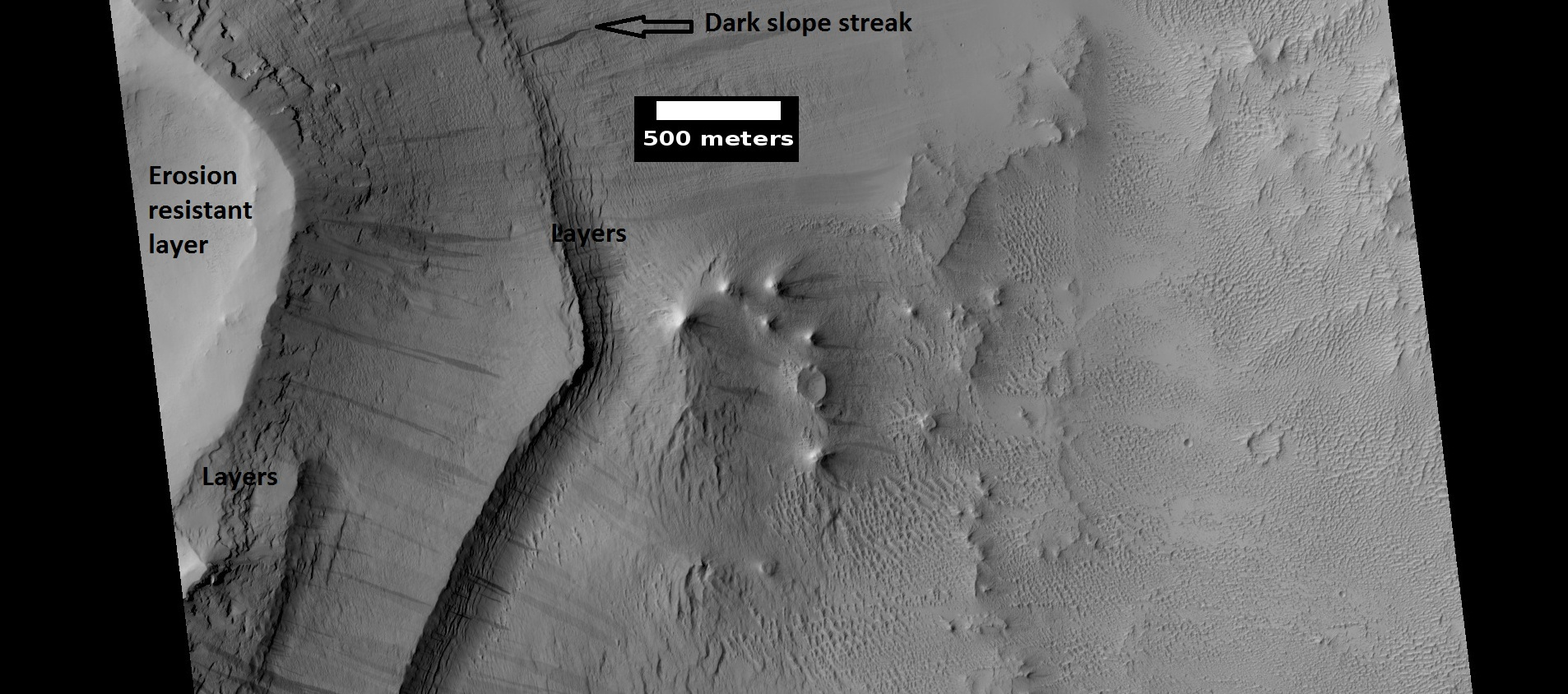
HiWish计划下高分辨率成像科学设备显示的吉洪拉沃夫撞击坑内一座底座形撞击坑的冠岩层。
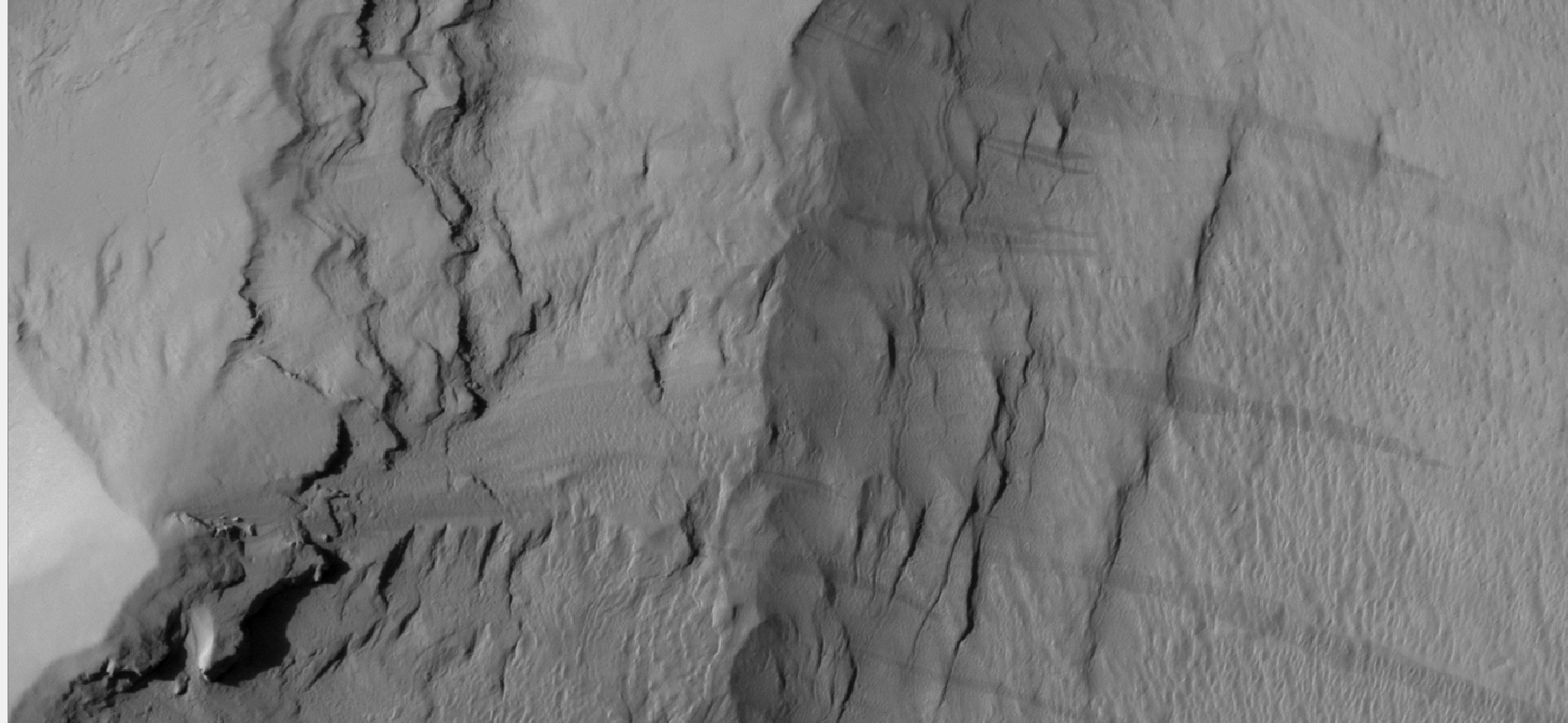
HiWish计划下高分辨率成像科学设备显示的底座形撞击坑冠岩下方的一些岩层特写。
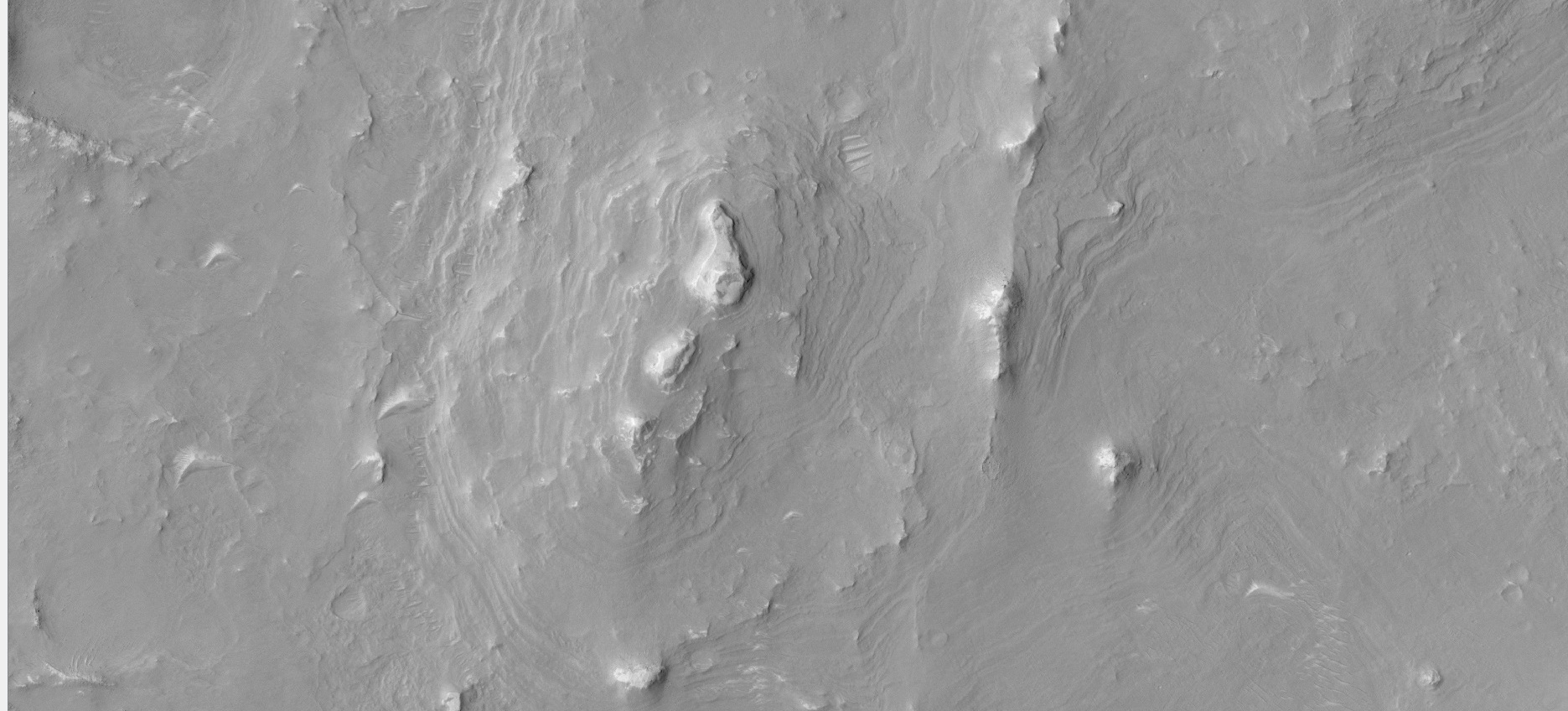
HiWish计划下高分辨率成像科学设备显示的阿拉伯区一座地垛中的岩层
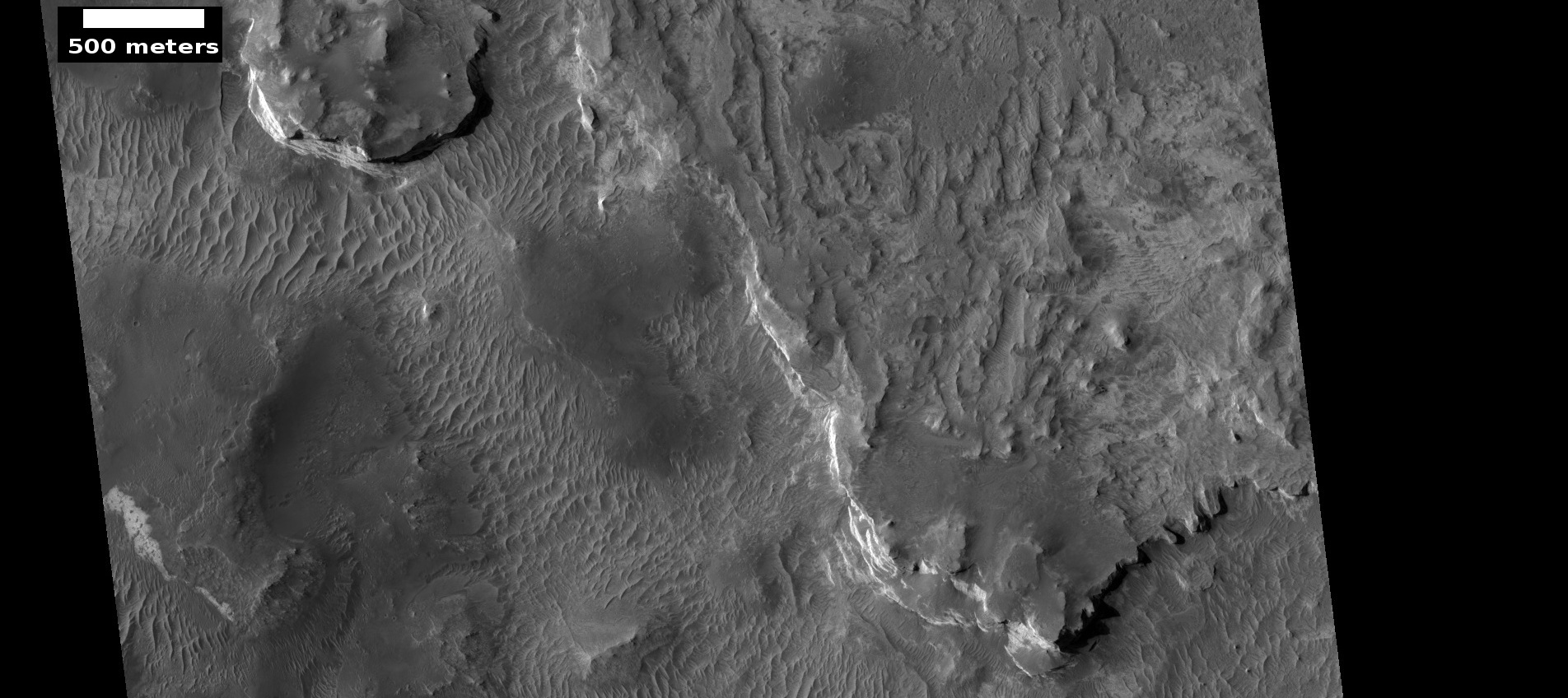
HiWish计划下高分辨率成像科学设备显示的阿拉伯区中的岩层。
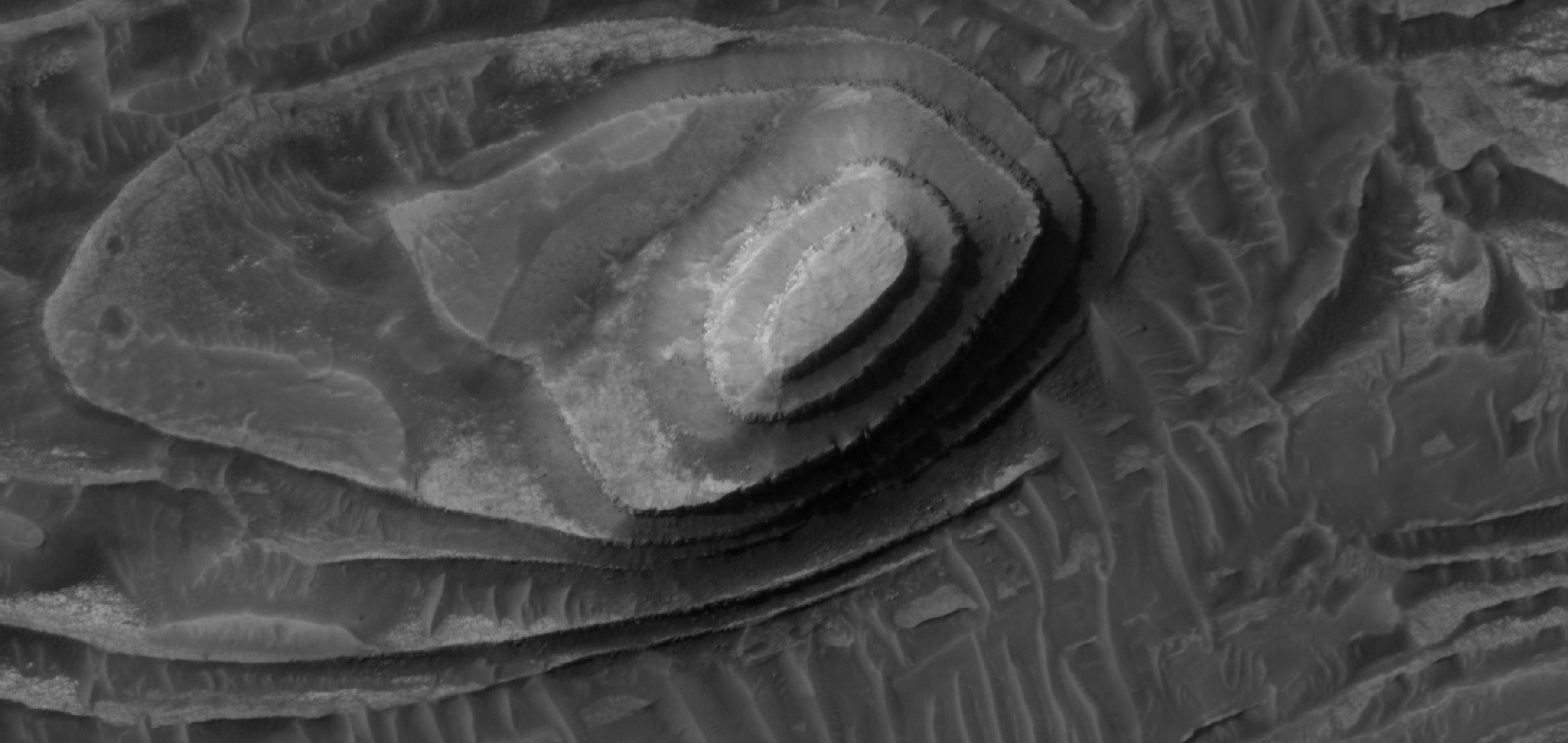
HiWish计划下高分辨率成像科学设备显示的欧克西亚沼区克罗姆林陨击坑中的地垛。
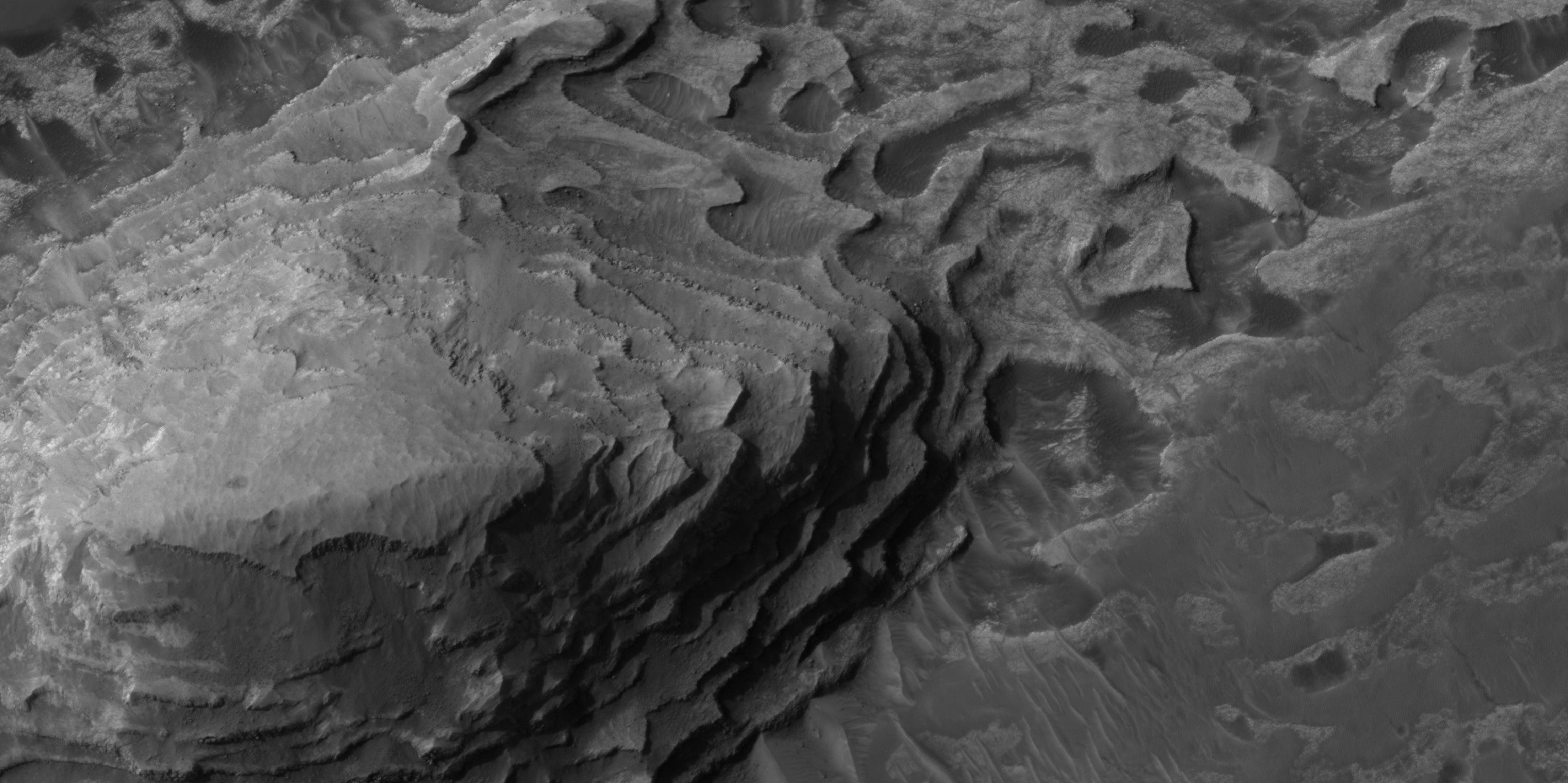
HiWish计划下高分辨率成像科学设备显示的欧克西亚沼区克罗姆林陨击坑中的地层。
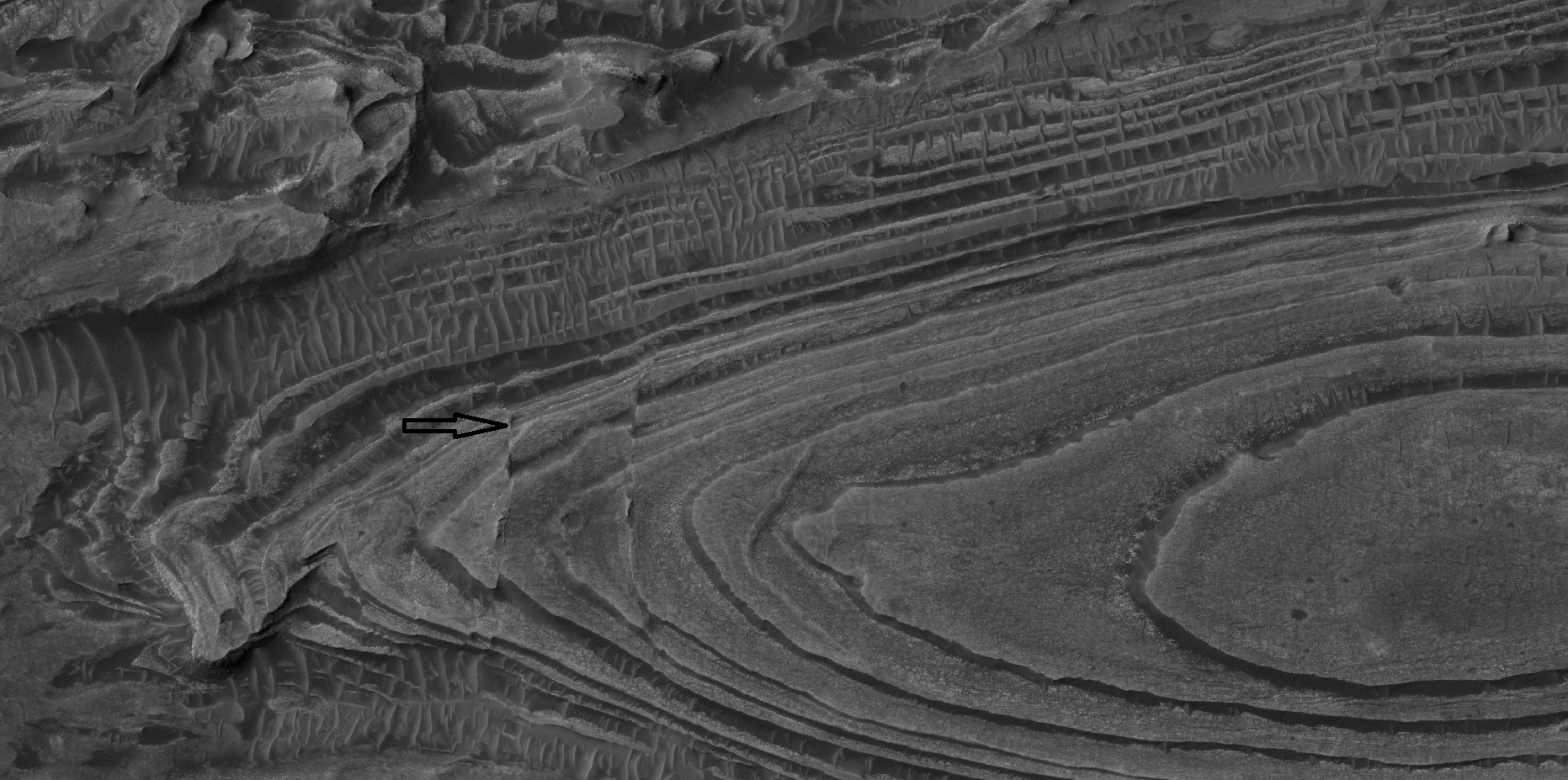
HiWish计划下高分辨率成像科学设备显示的欧克西亚沼区克罗姆林陨击坑中的地层，箭头指示出断层。
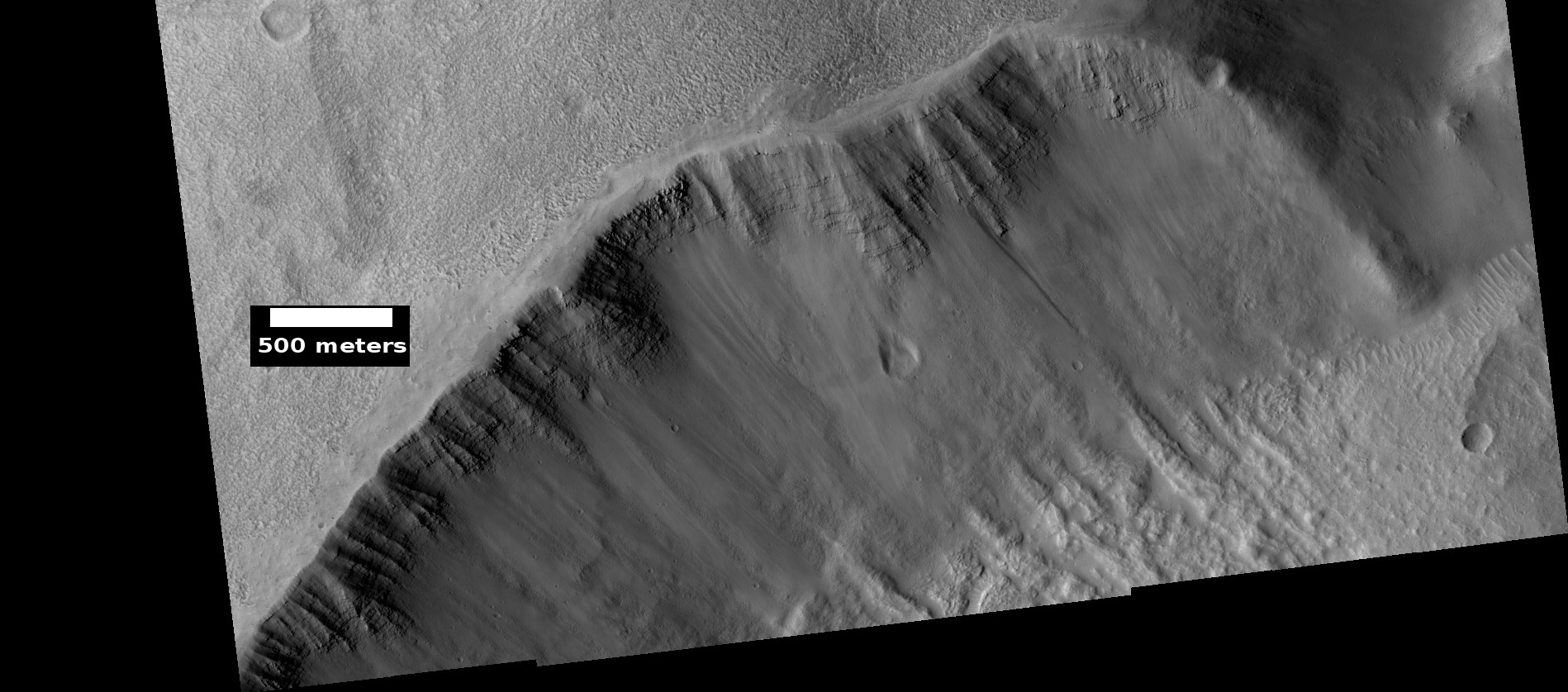
HiWish计划下高分辨率成像科学设备显示的滕比高地内的岩层。
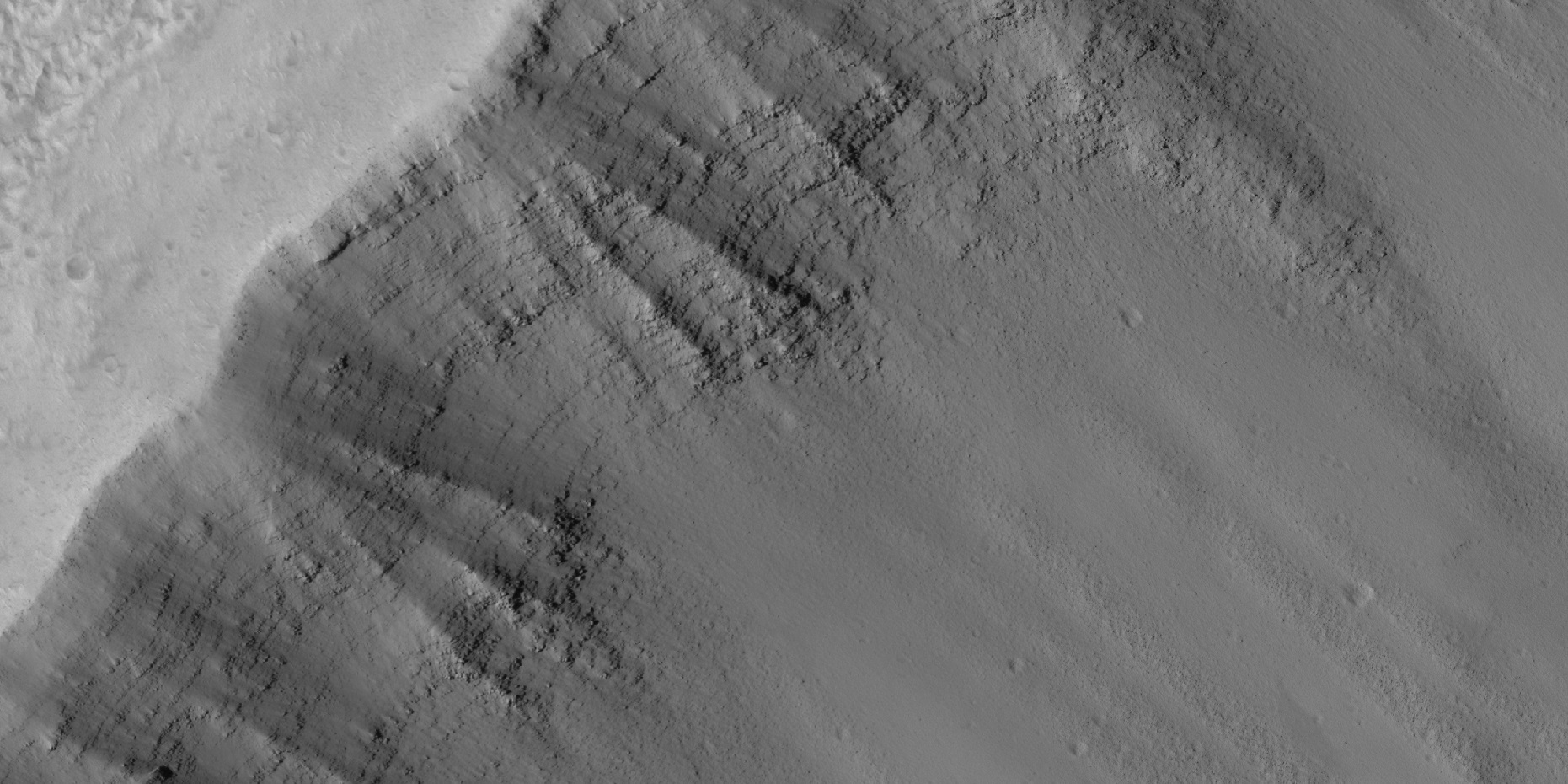
HiWish计划下高分辨率成像科学设备显示的滕比高地内的岩层，注：这是前一幅图像的放大版。

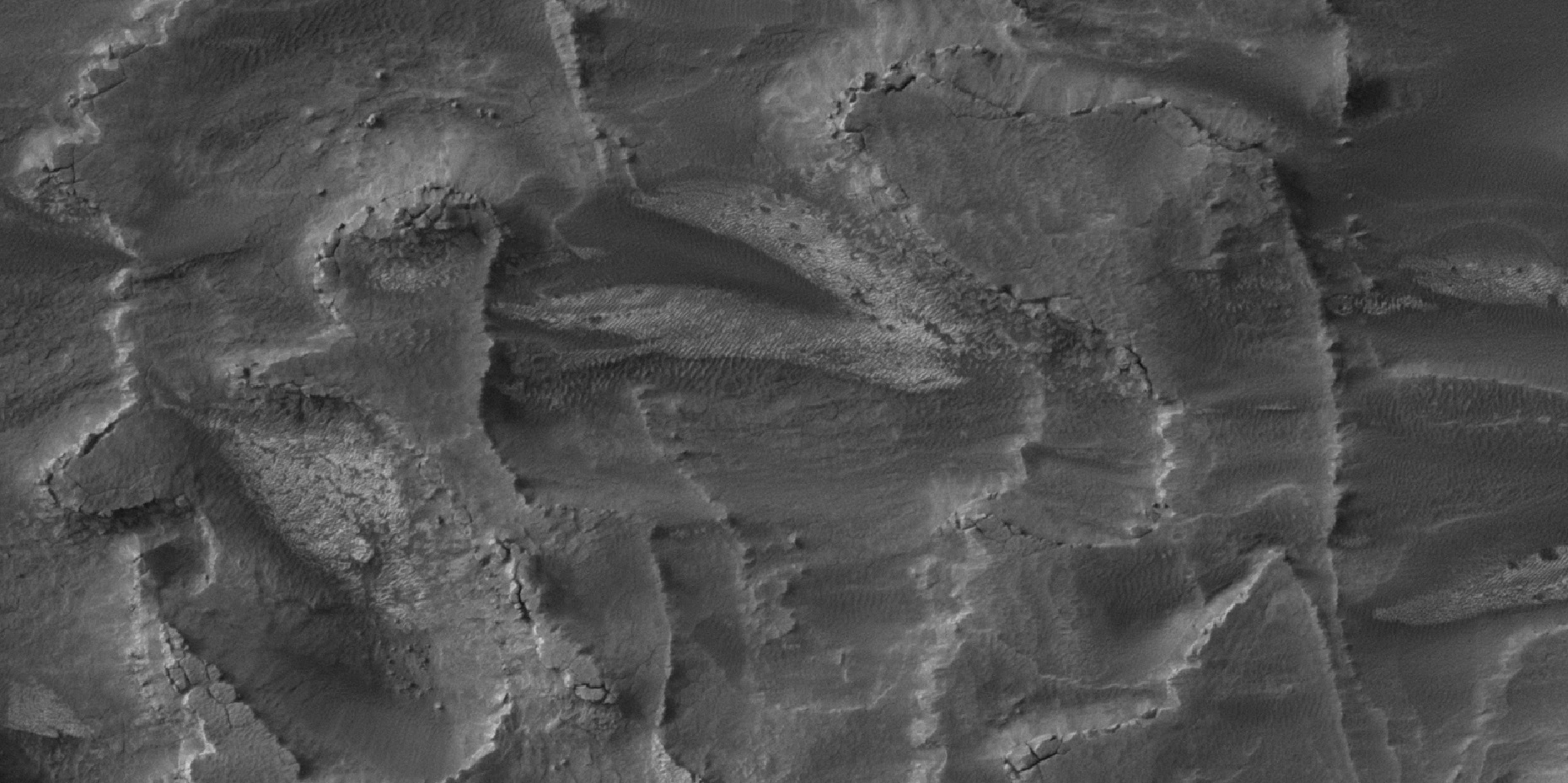
HiWish计划下高分辨率成像科学设备显示的阿耳古瑞区伽勒陨击坑中岩层破裂而成的巨石。
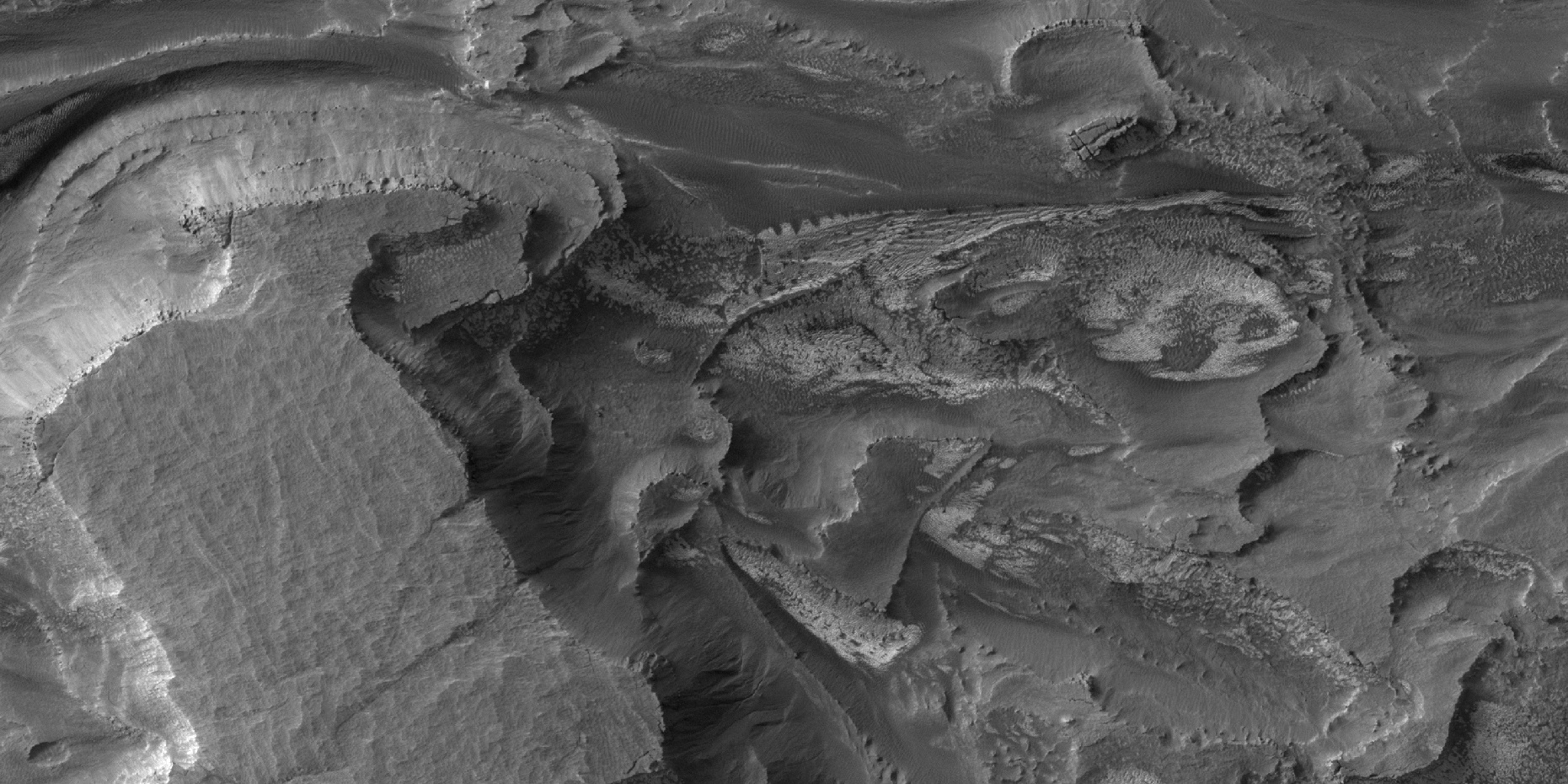
HiWish计划下高分辨率成像科学设备显示的阿耳古瑞区伽勒陨击坑中的岩层和冲沟。
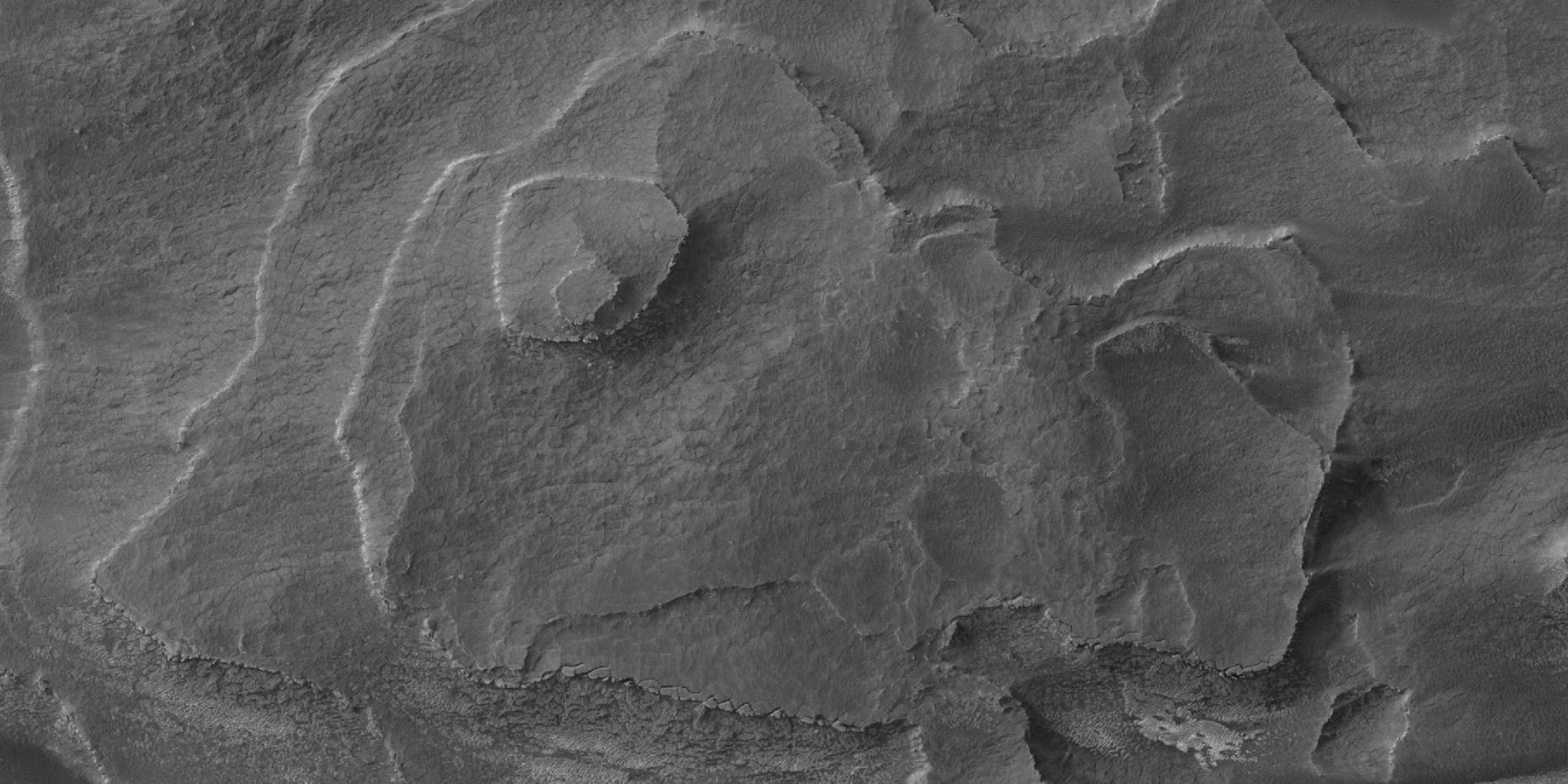
HiWish计划下高分辨率成像科学设备显示的阿耳古瑞区伽勒陨击坑内丘堆上的层状台地。
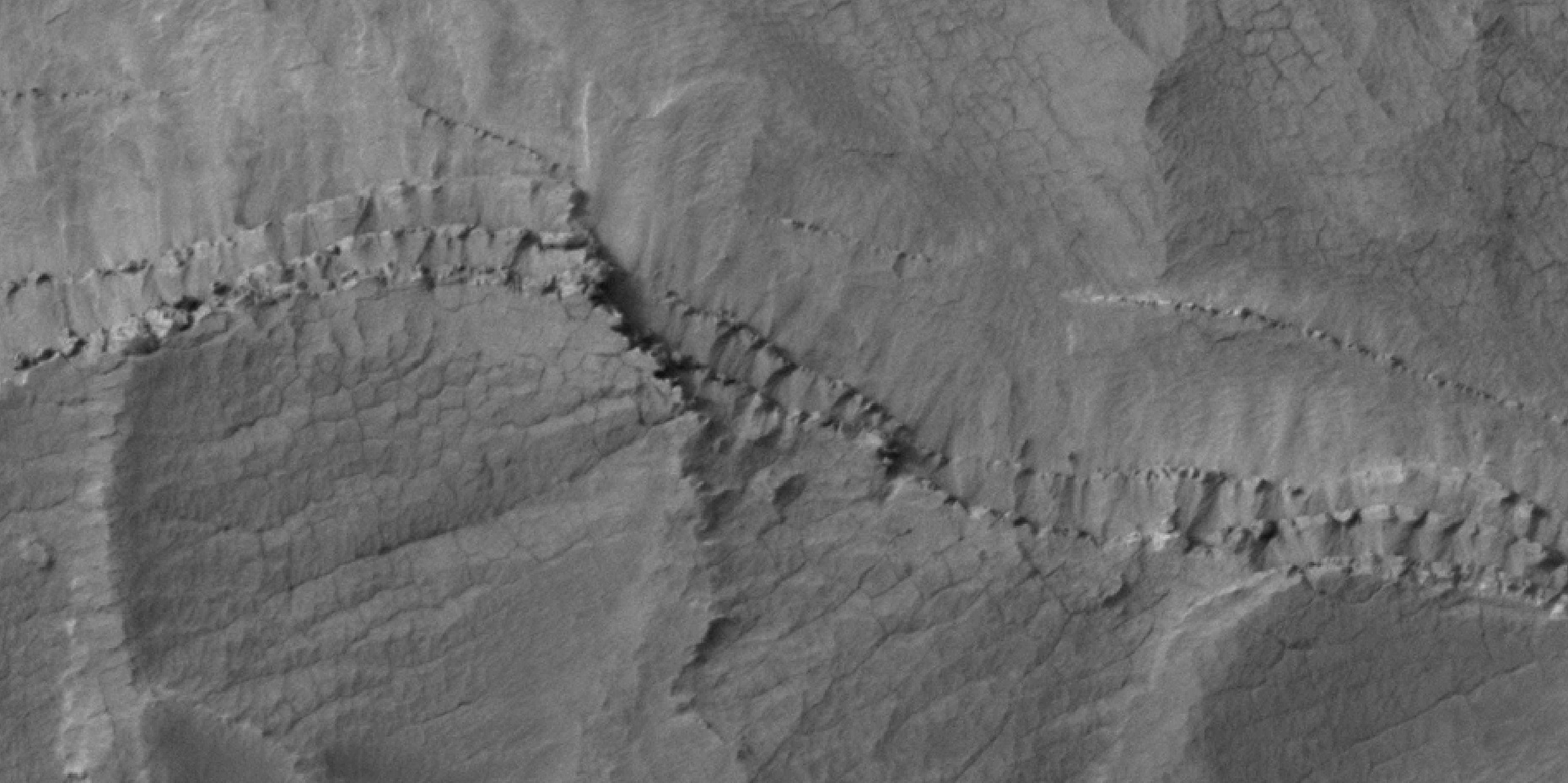
HiWish计划下高分辨率成像科学设备显示的阿耳古瑞区伽勒陨击坑内丘堆上岩层和多边形。
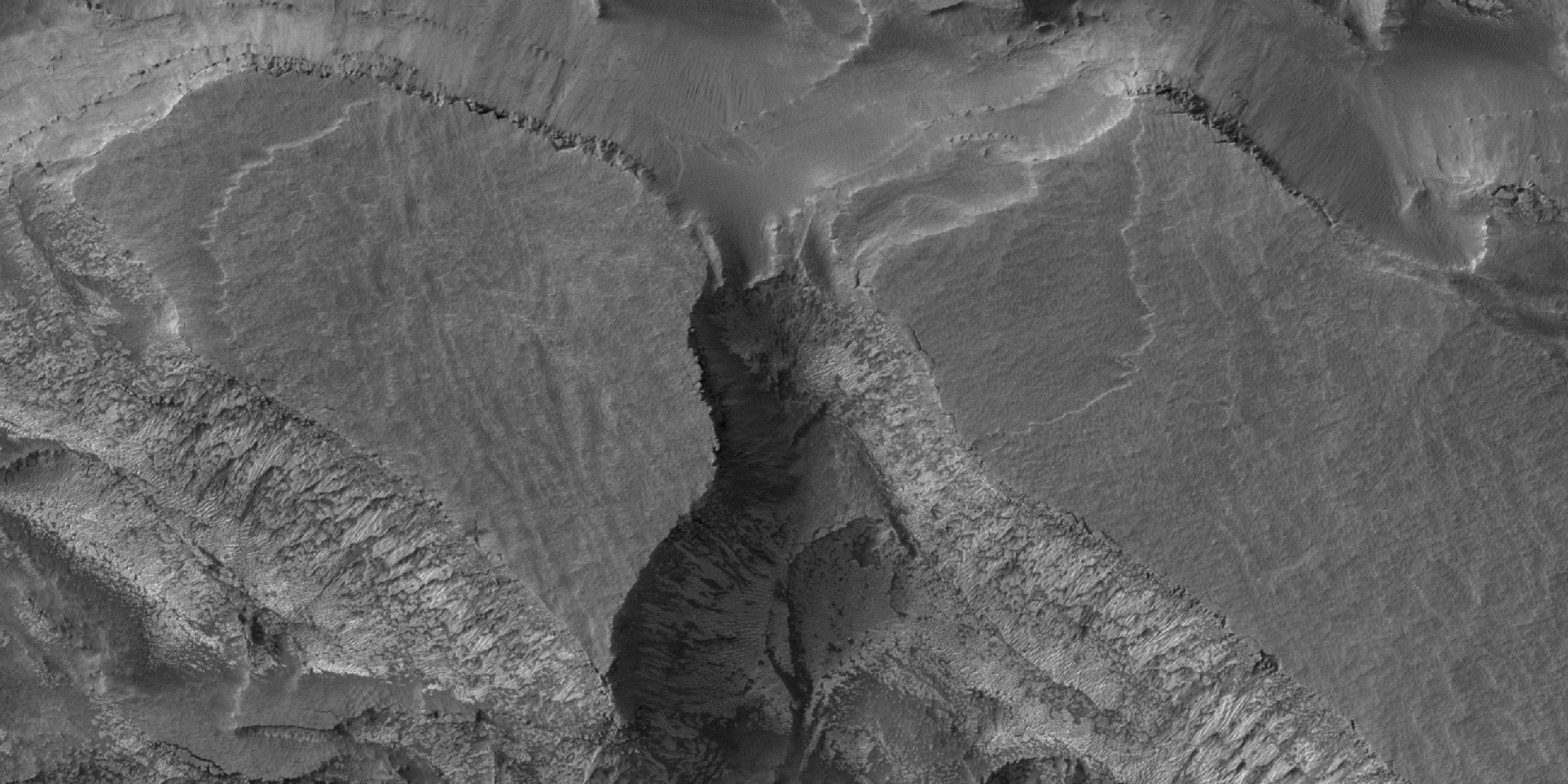
HiWish计划下高分辨率成像科学设备显示的阿耳古瑞区伽勒陨击坑内丘堆岩层的近景。

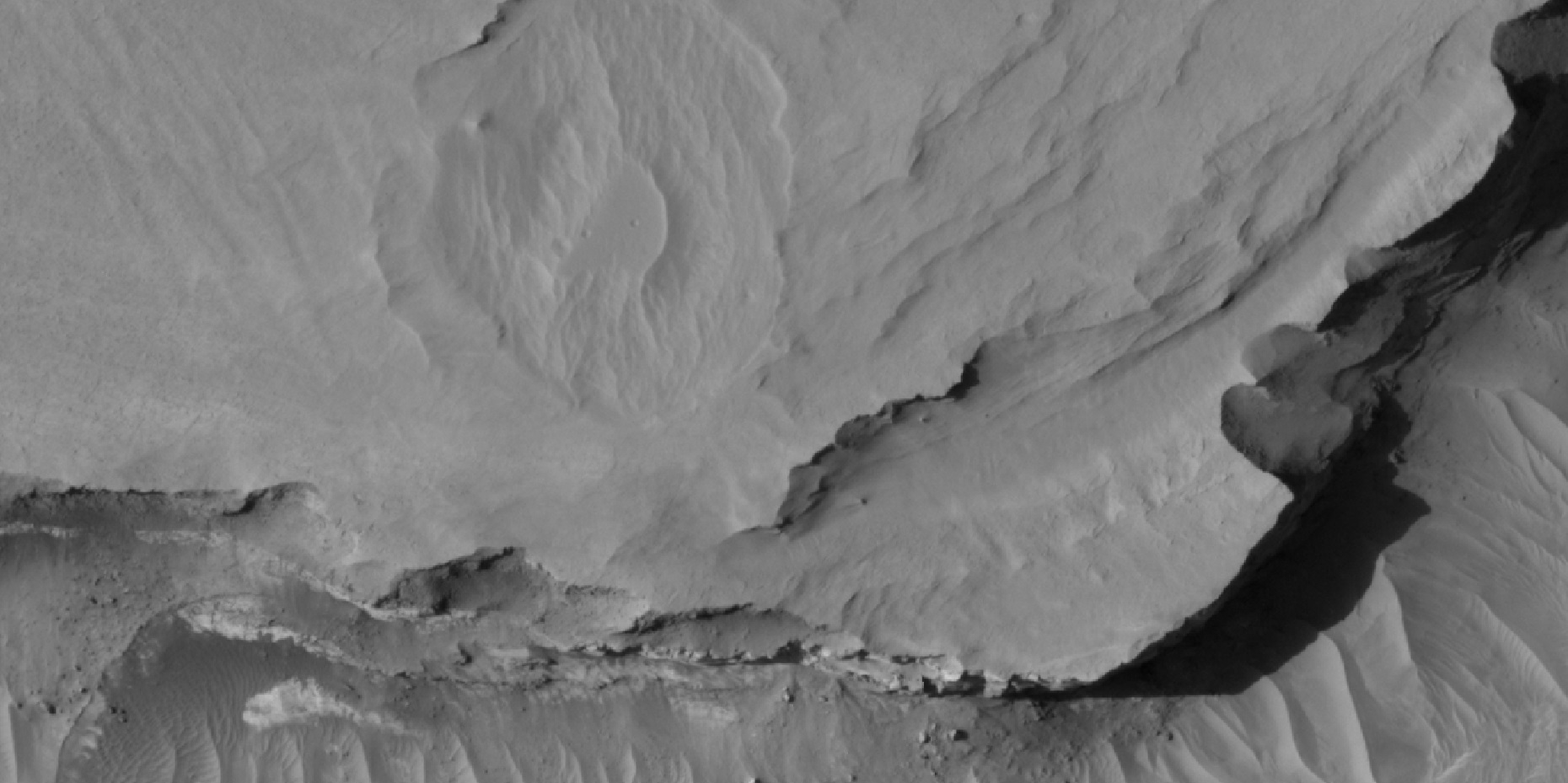
HiWish计划下高分辨率成像科学设备显示的阿拉伯区岩层近景，至少有一层表明为水合矿物的浅色岩层。
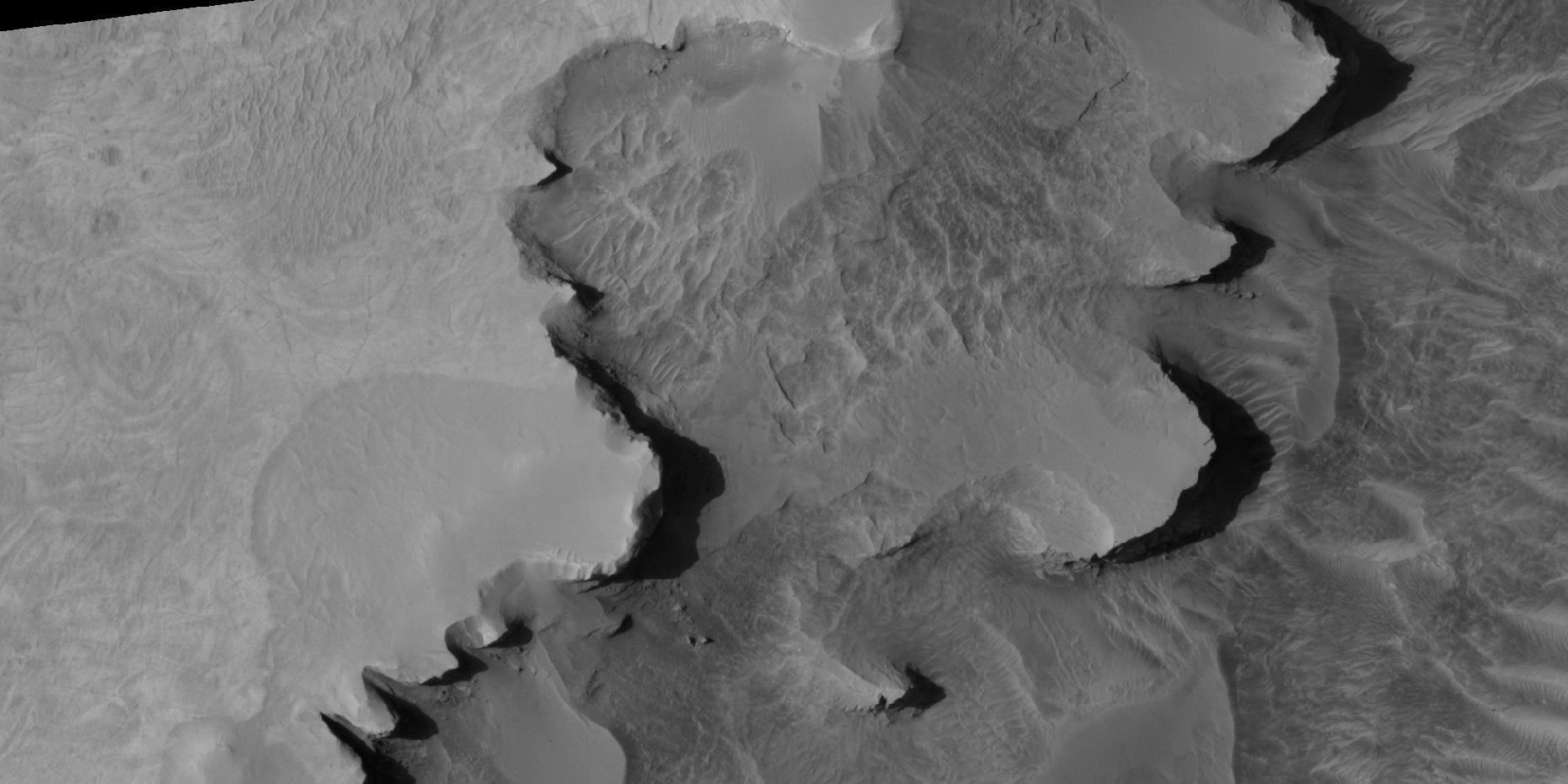
HiWish计划下高分辨率成像科学设备显示的阿拉伯区岩层近景。

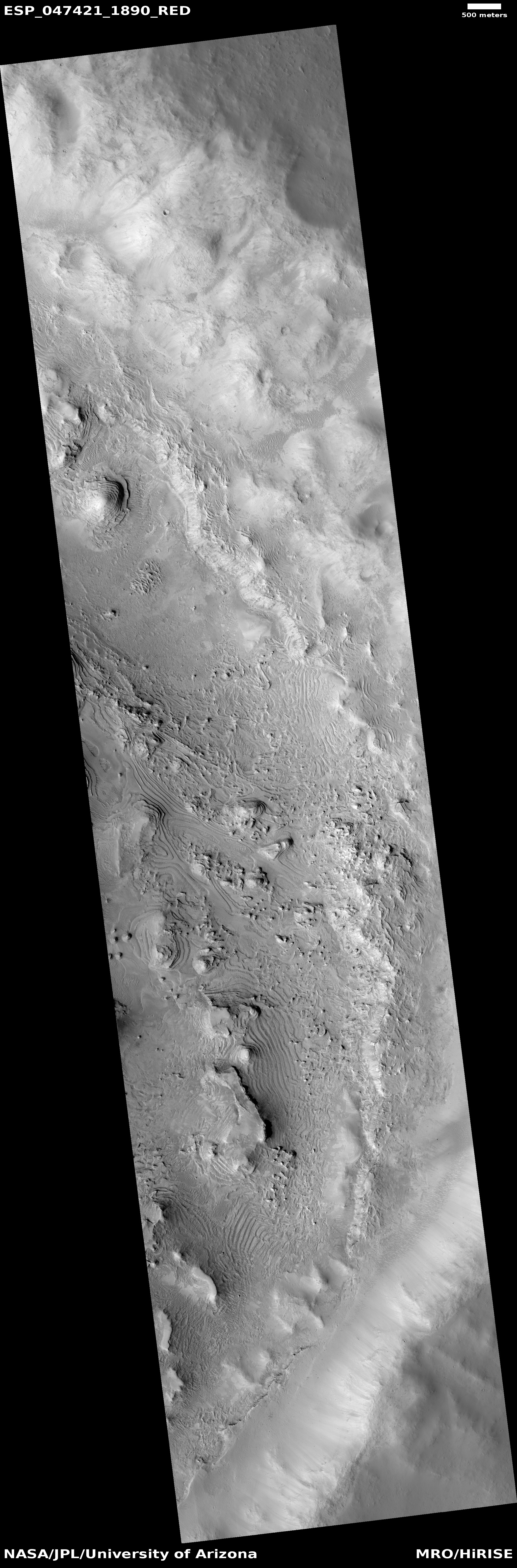
HiWish计划下高分辨率成像科学设备显示的陨石坑岩层广角图，该图像中的一部分将在随后的图像中被放大。
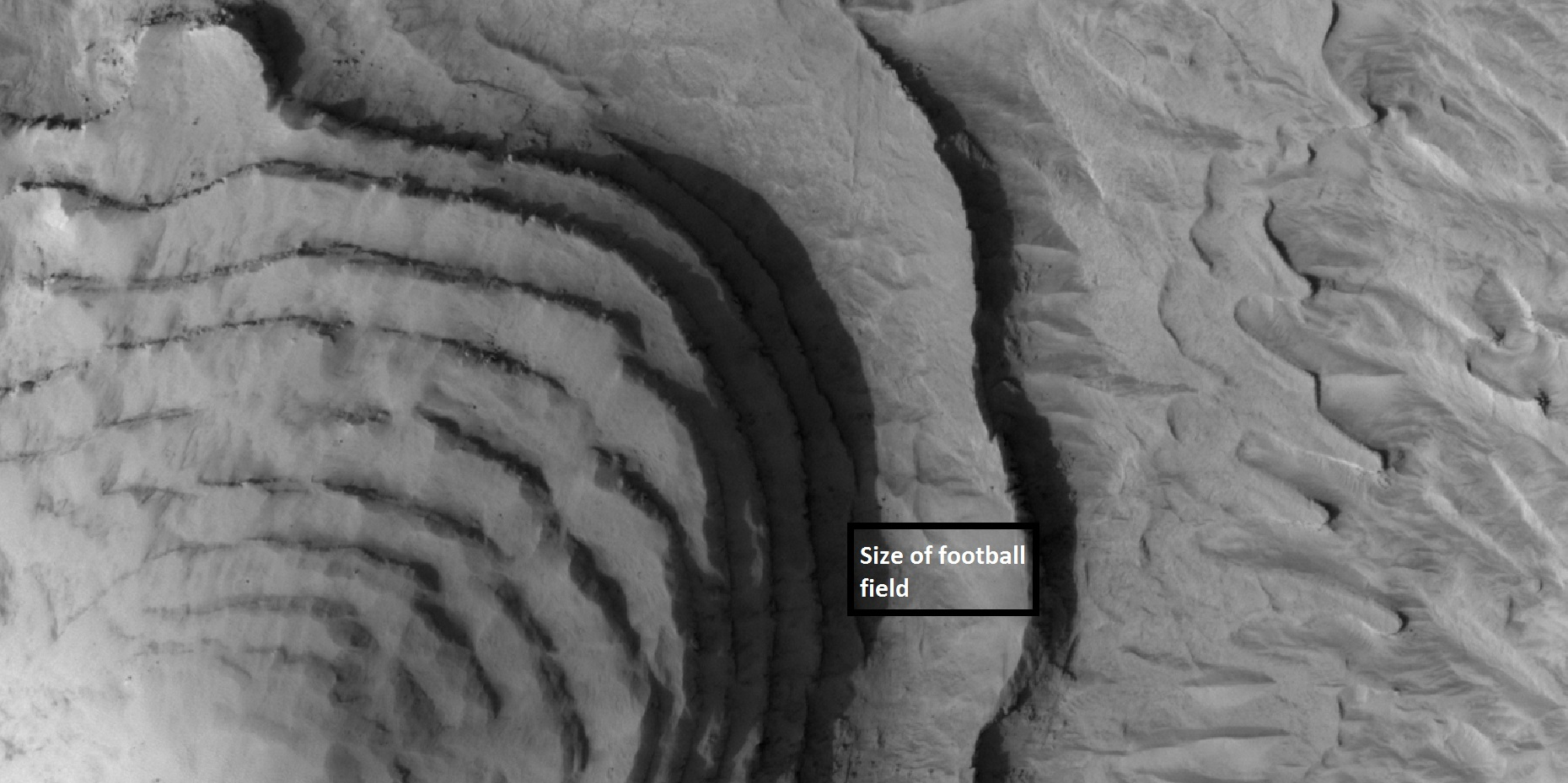
HiWish计划下高分辨率成像科学设备显示的岩层近景，方框显示了足球场大小的区域。
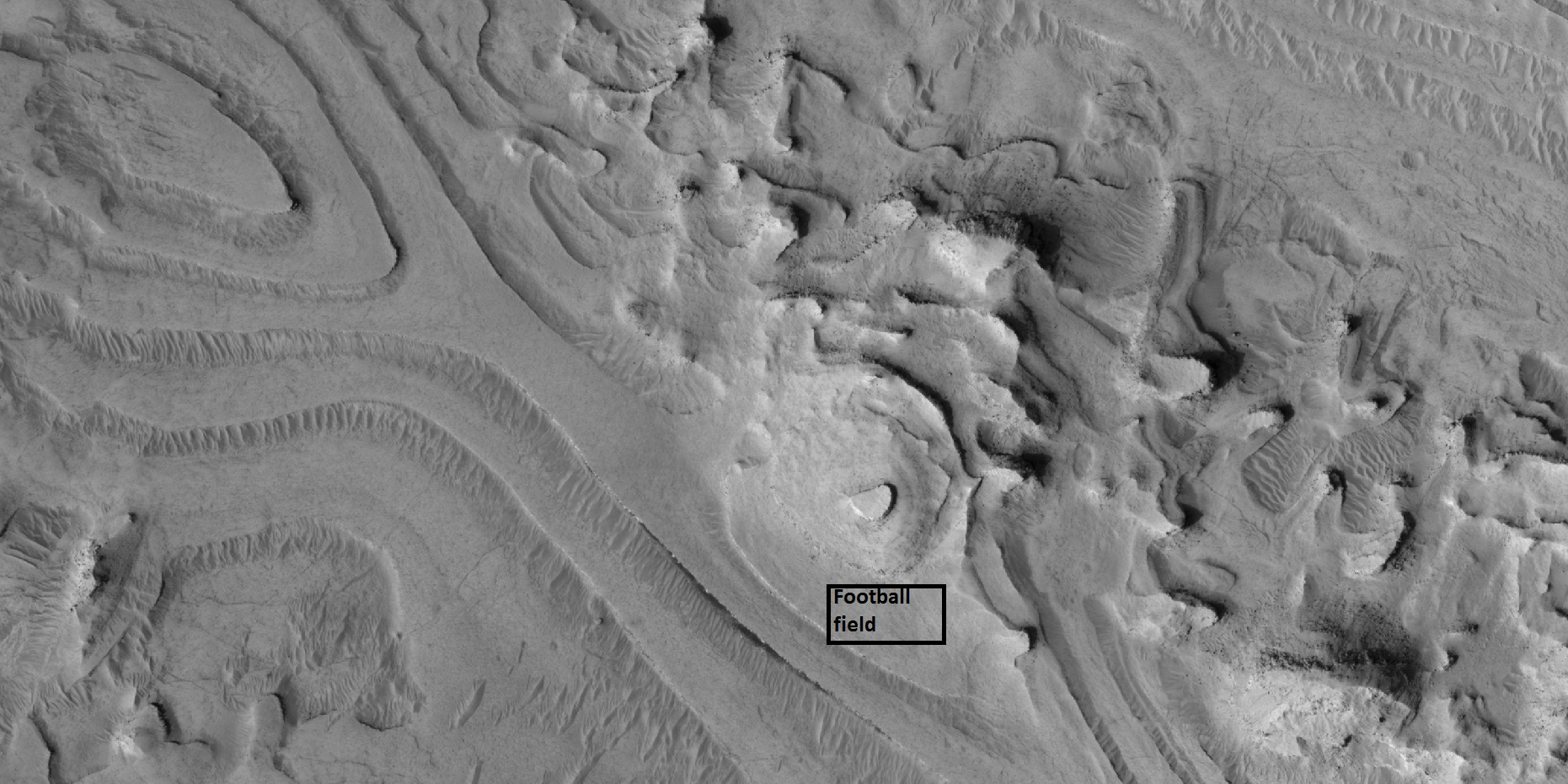
HiWish计划下高分辨率成像科学设备显示的岩层近景，方框显示了足球场大小的区域。
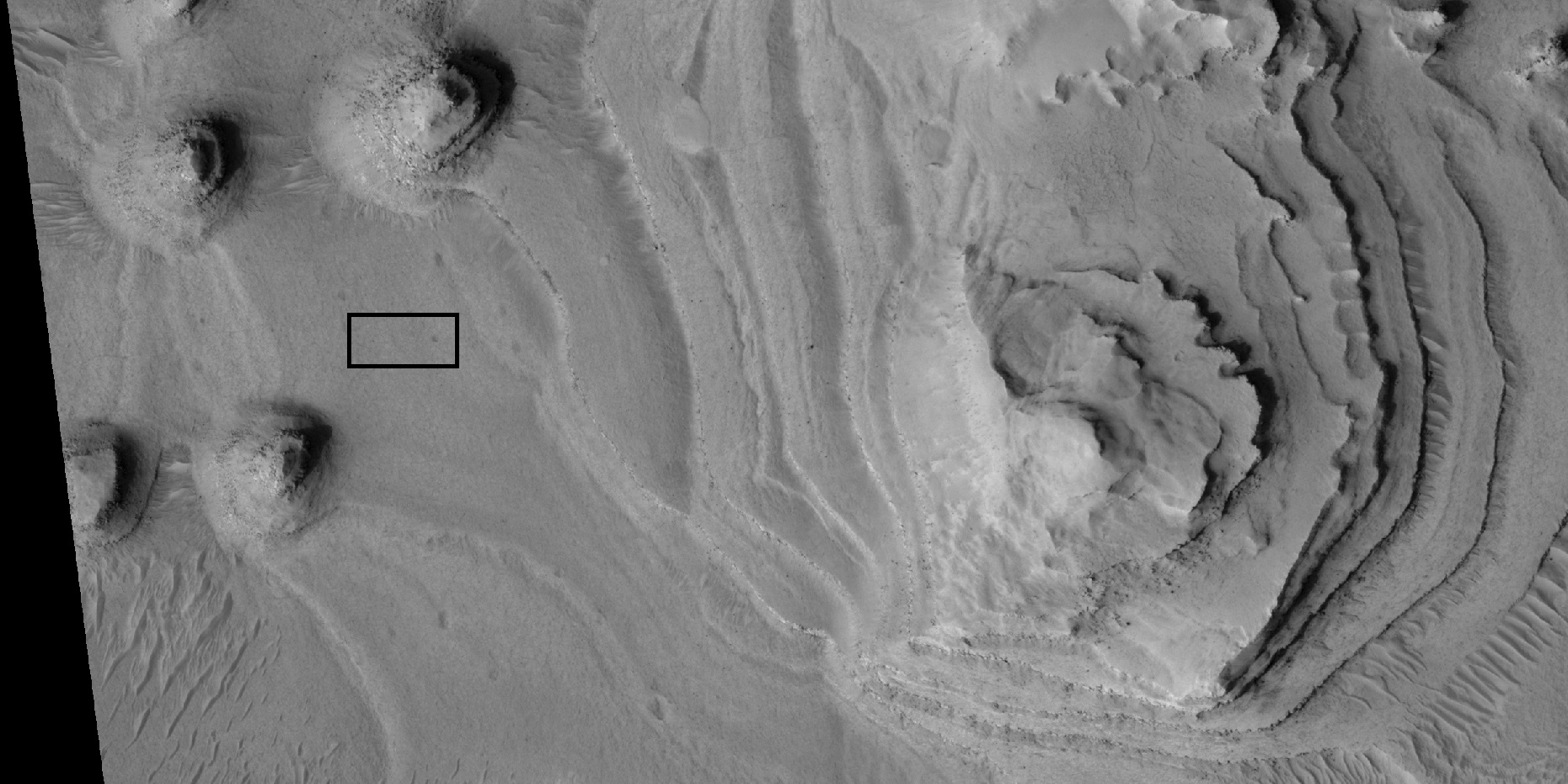
HiWish计划下高分辨率成像科学设备显示的岩层近景，方框显示了足球场大小的区域。
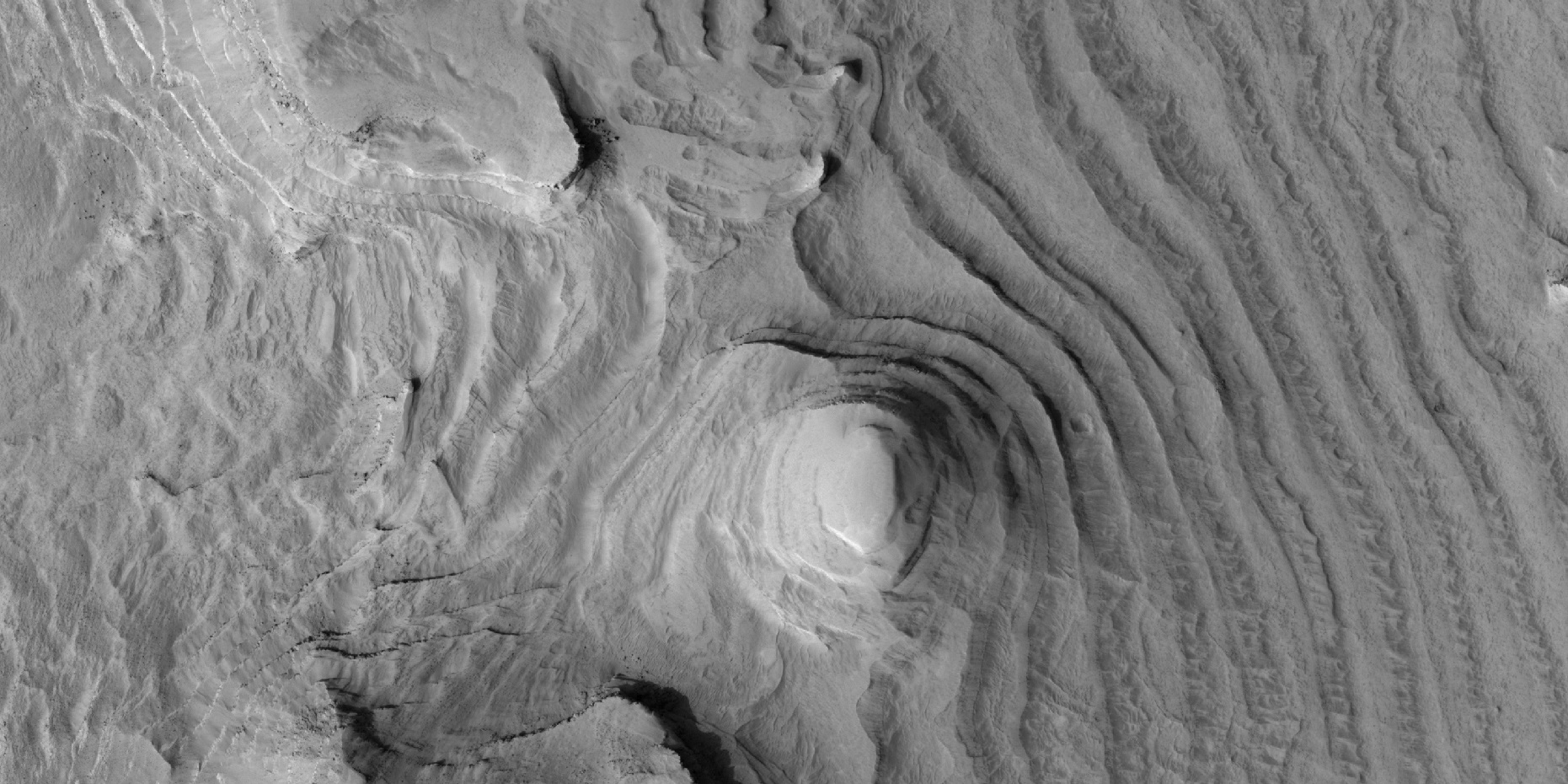
HiWish计划下高分辨率成像科学设备显示的岩层近景。
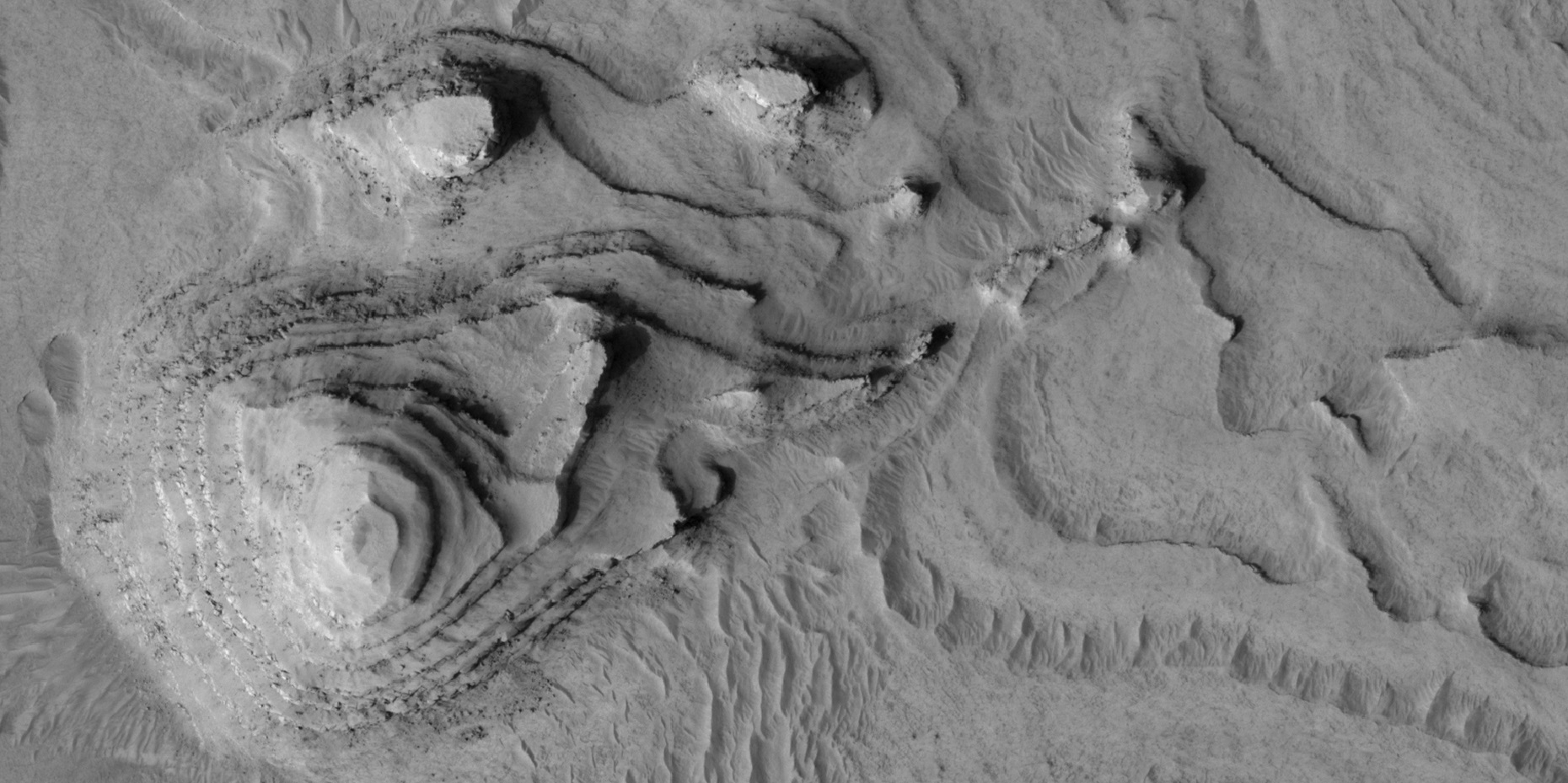
HiWish计划下高分辨率成像科学设备显示的岩层近景。
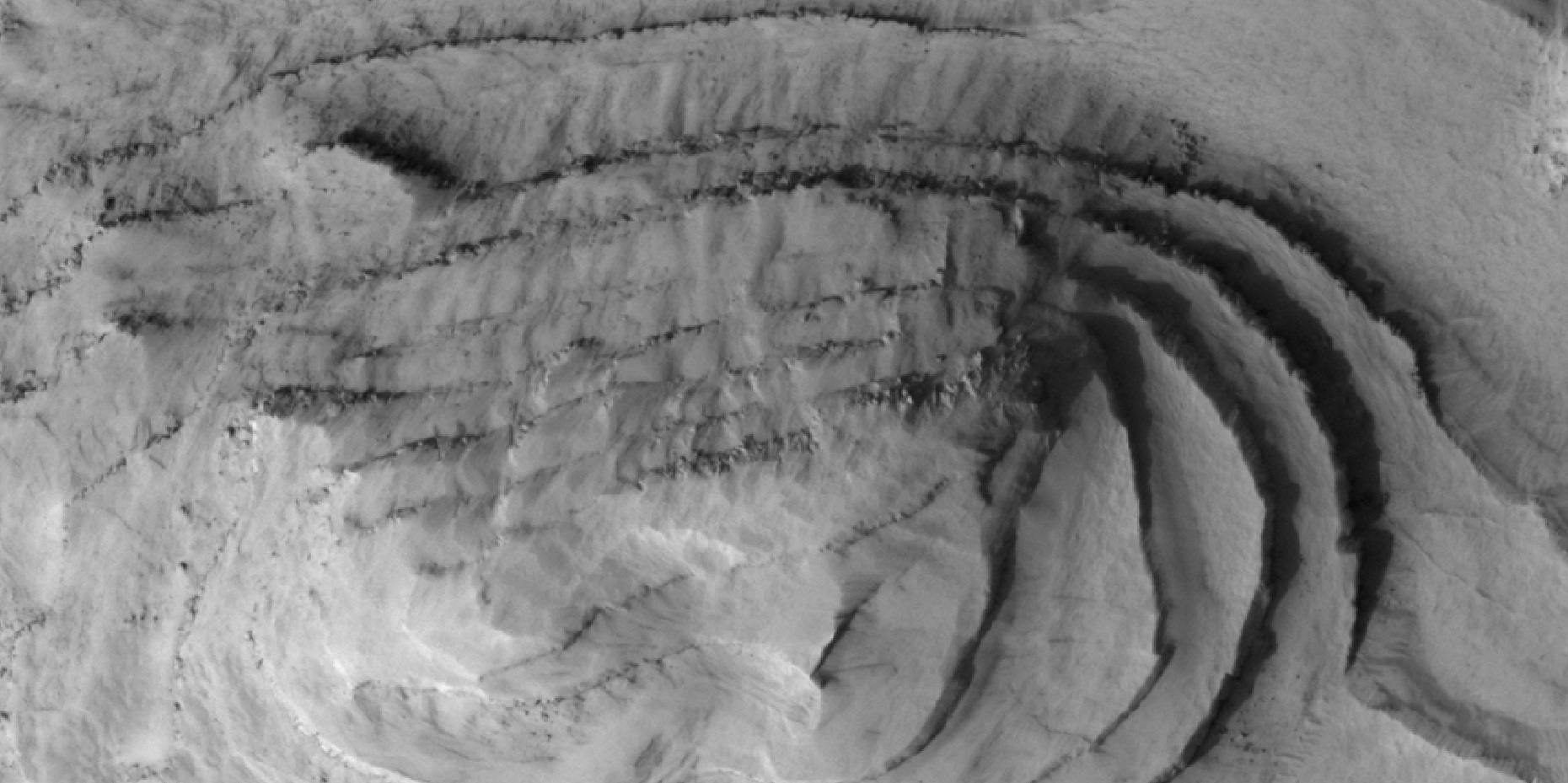
HiWish计划下高分辨率成像科学设备显示的岩层近景。
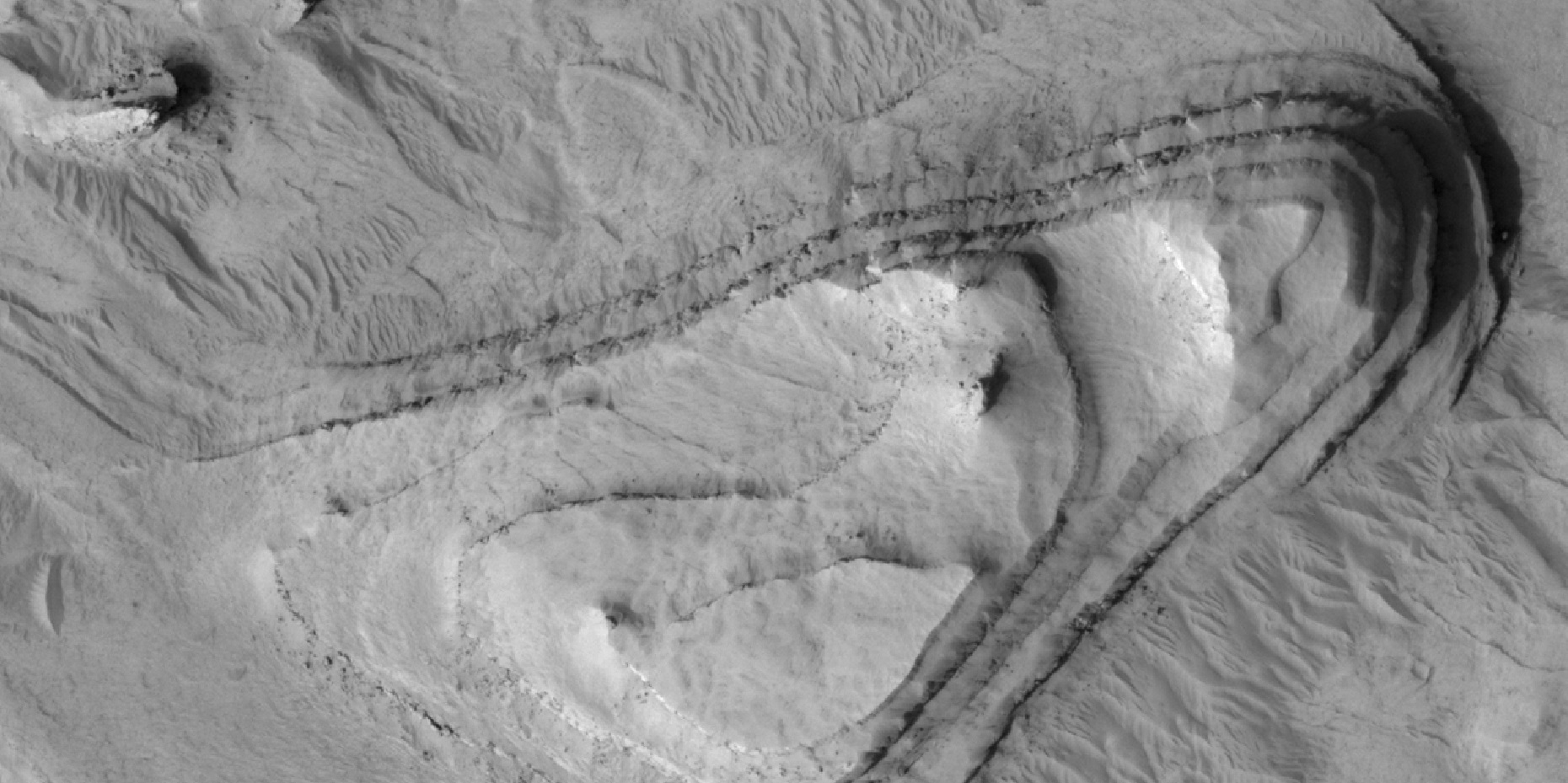
HiWish计划下高分辨率成像科学设备显示的岩层近景。
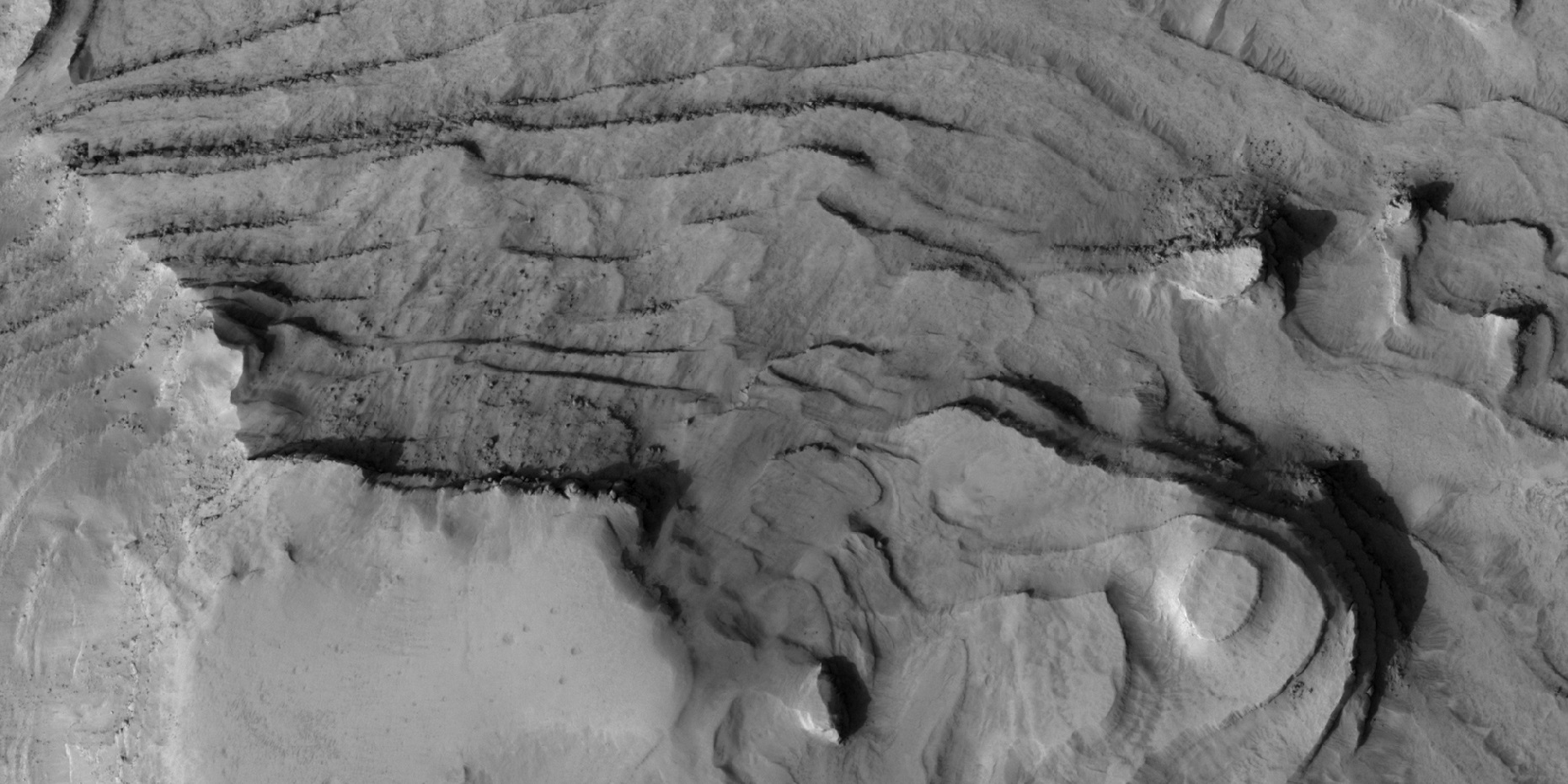
HiWish计划下高分辨率成像科学设备显示的岩层近景。

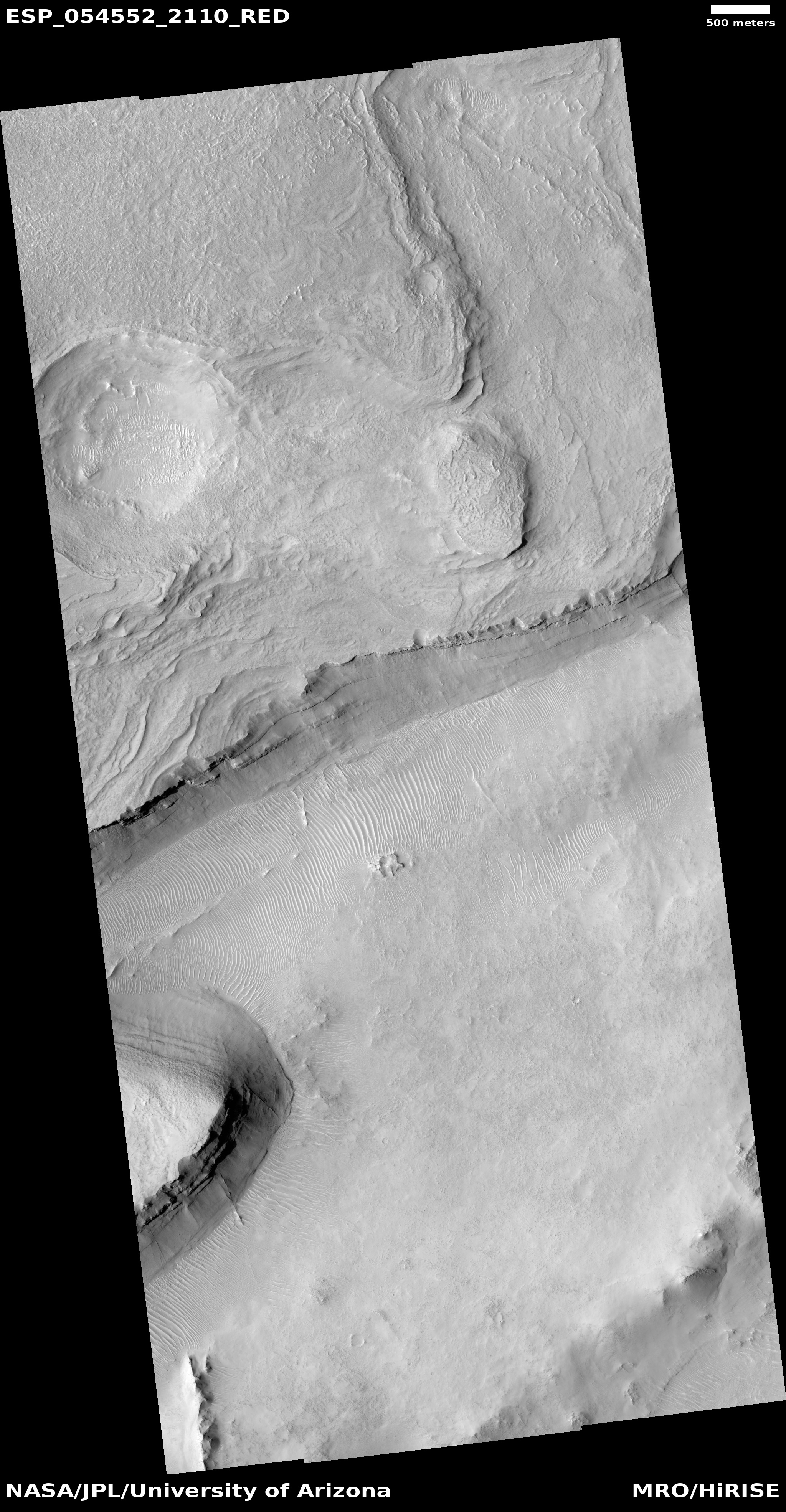
HiWish计划下高分辨率成像科学设备显示的岩层近景。
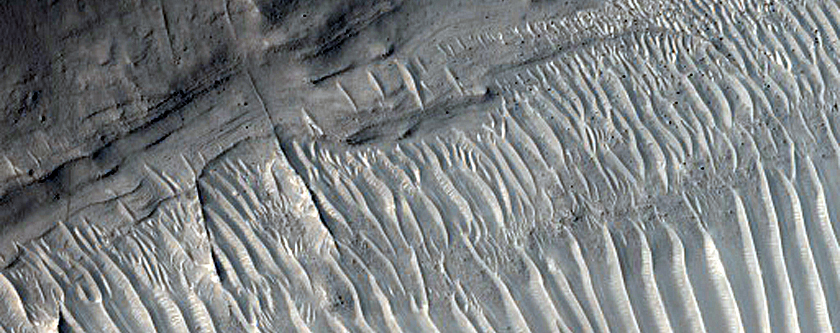
HiWish计划下高分辨率成像科学设备显示的岩层近景，一道山脊垂直穿过岩层。
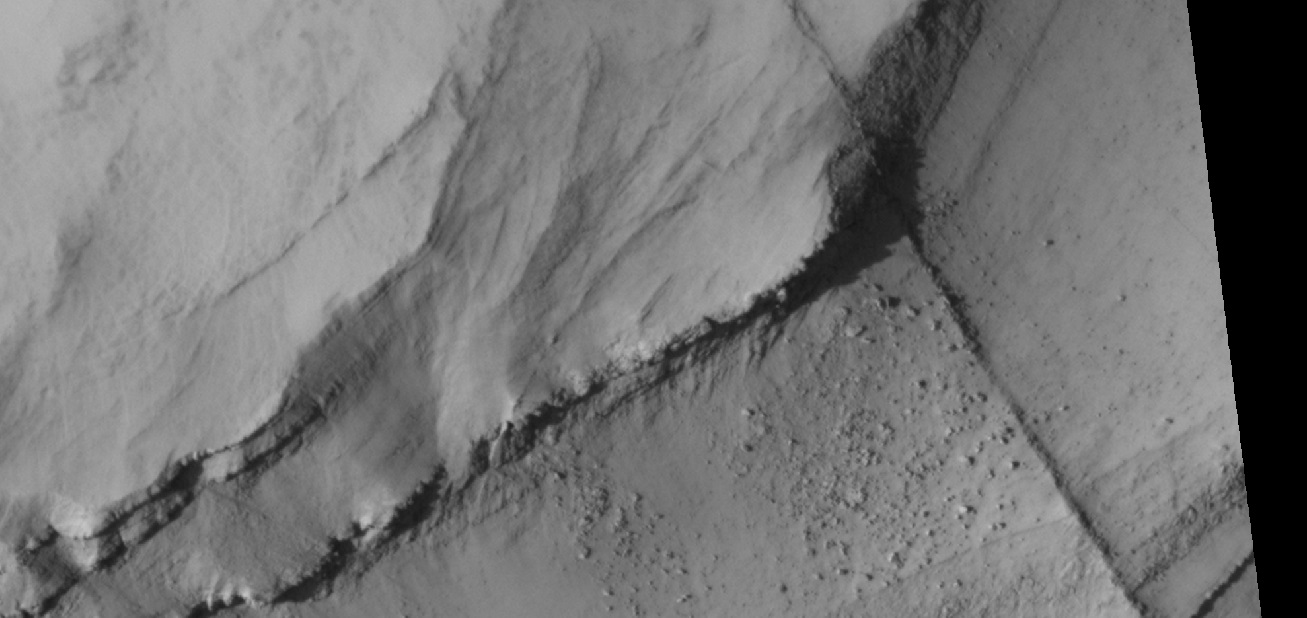
HiWish计划下高分辨率成像科学设备显示的岩层近景，一道山脊垂直穿过岩层。
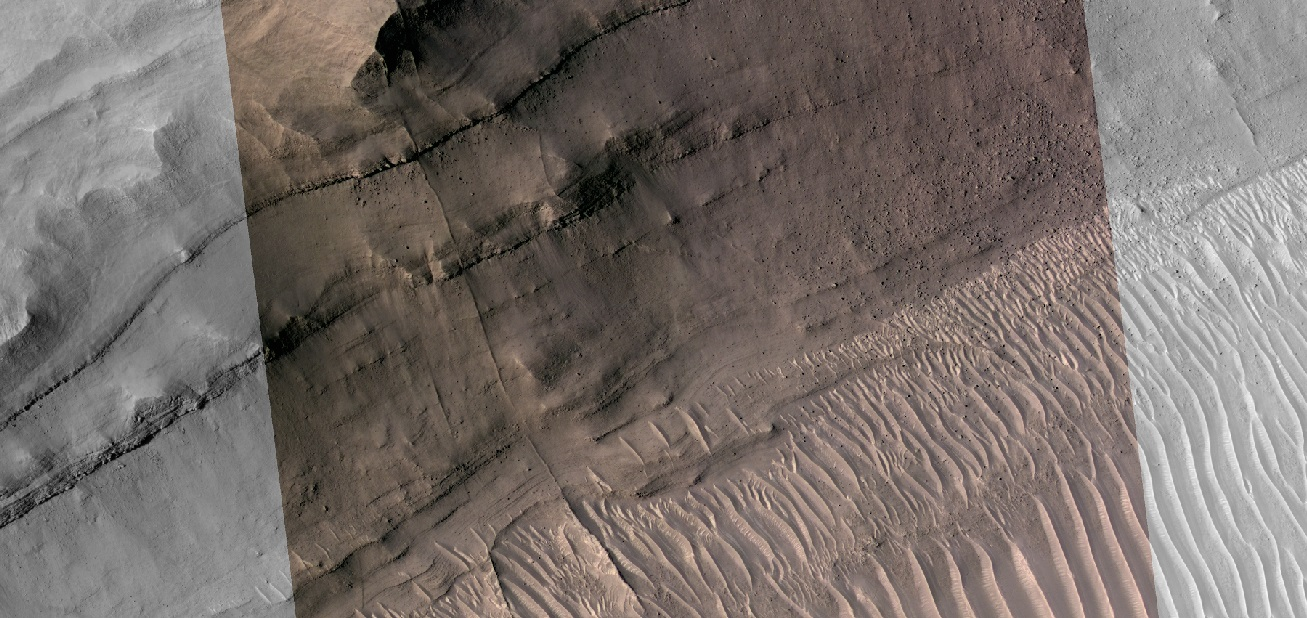
HiWish计划下高分辨率成像科学设备显示的岩层近景（图片部分区域为彩色），一道山脊垂直穿过了岩层。

## 冰盖中的分层

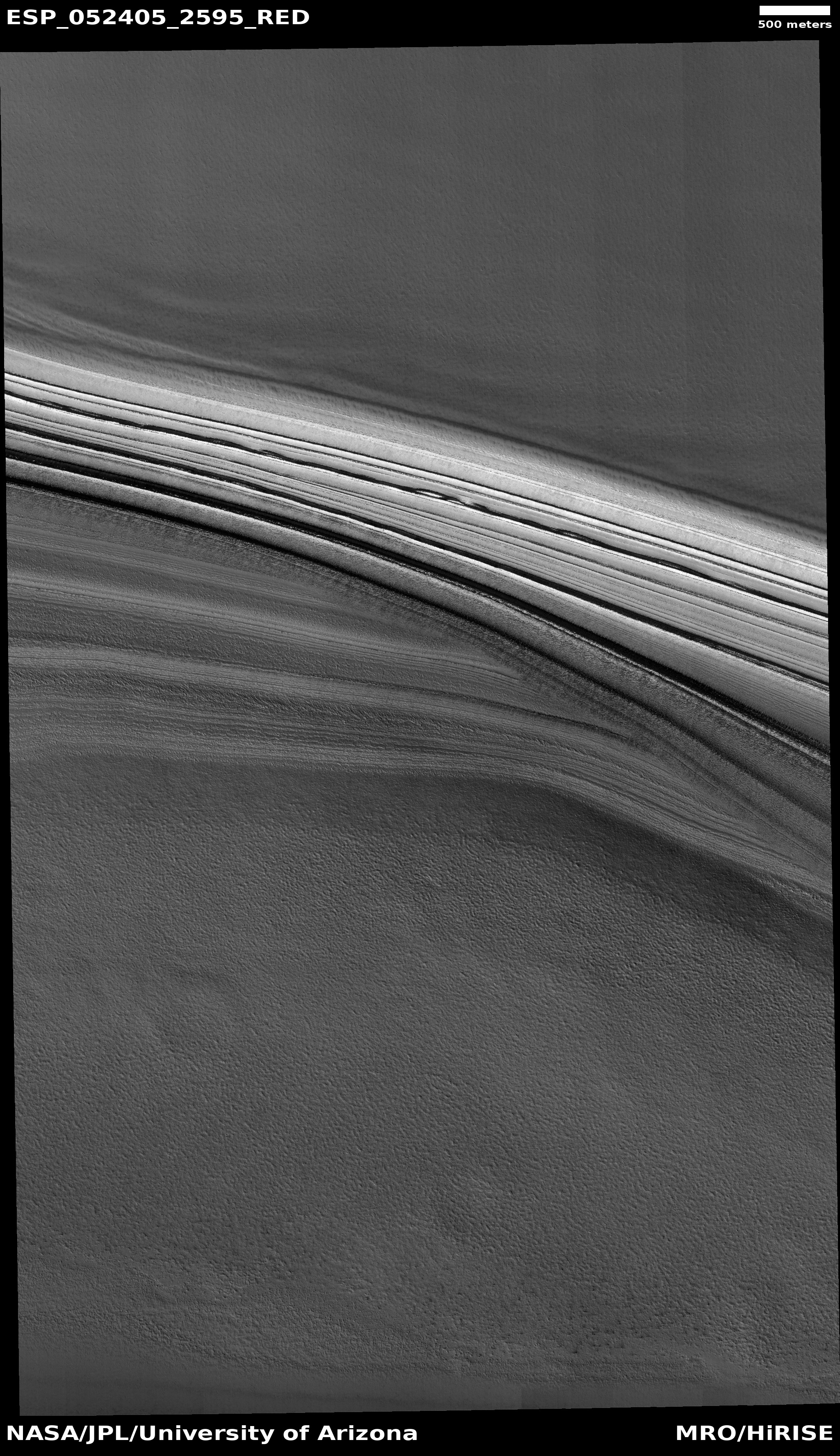
HiWish计划下高分辨率成像科学设备显示的北部冰盖中角度不整合的分层。
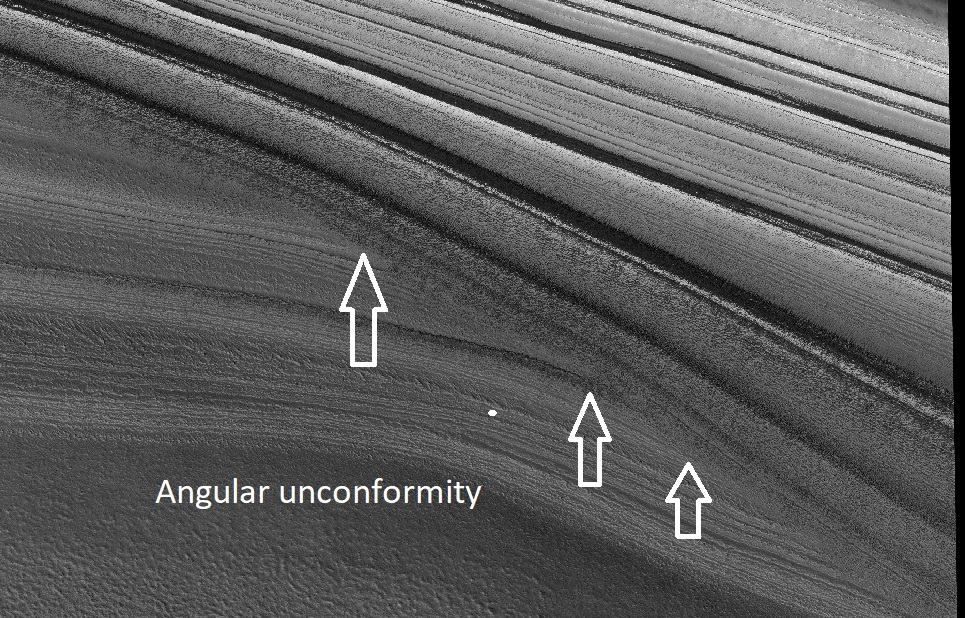
HiWish计划下高分辨率成像科学设备显示的北部冰盖中角度不整合的分层，箭头指向角度不整合面。
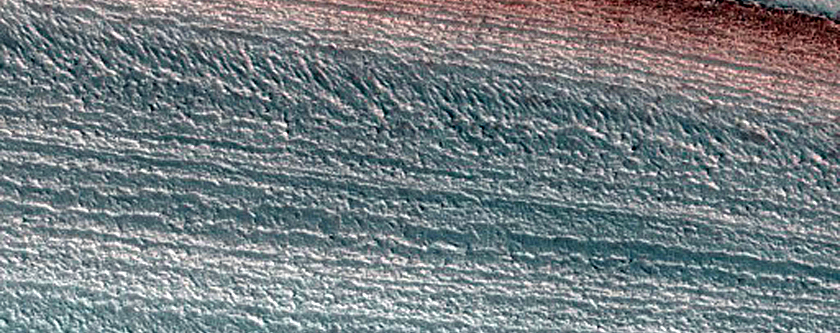
HiWish计划下高分辨率成像科学设备显示的北部冰盖分层的彩色近景图。
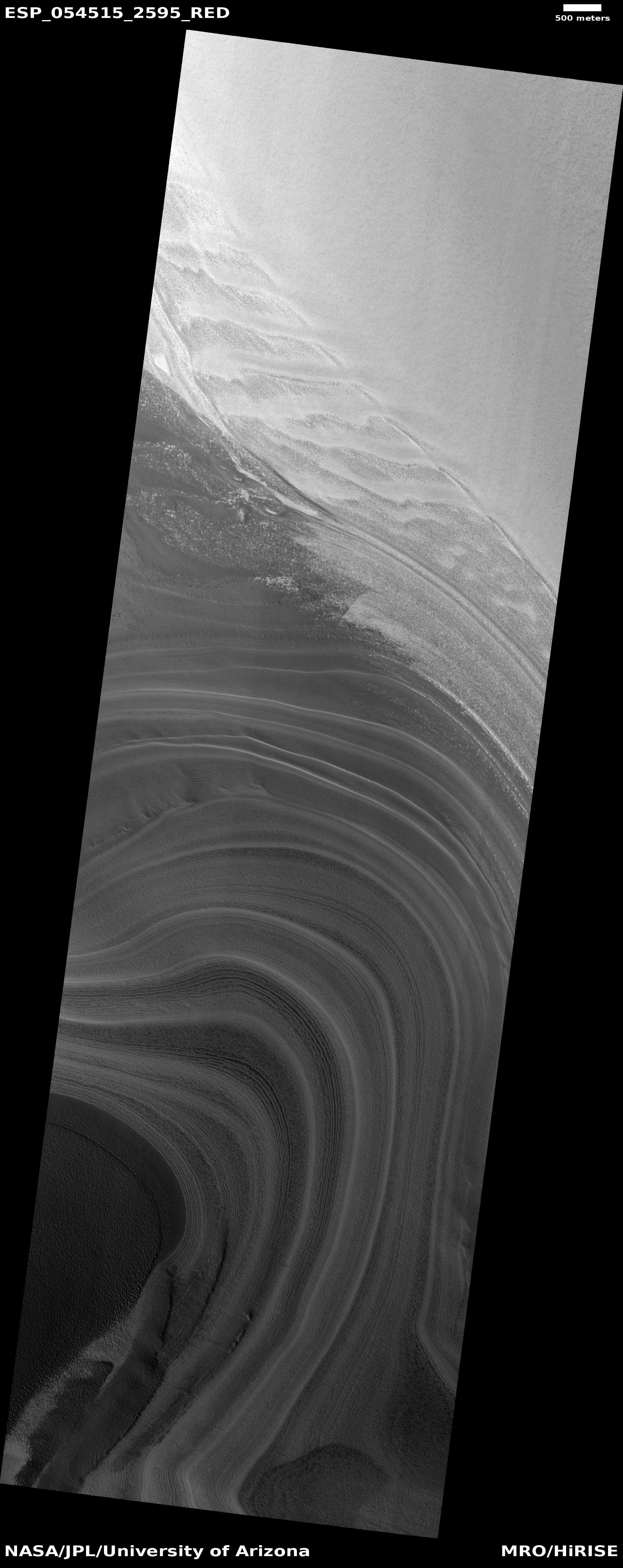
HiWish计划下高分辨率成像科学设备显示的北部冰盖中暴露的地层。
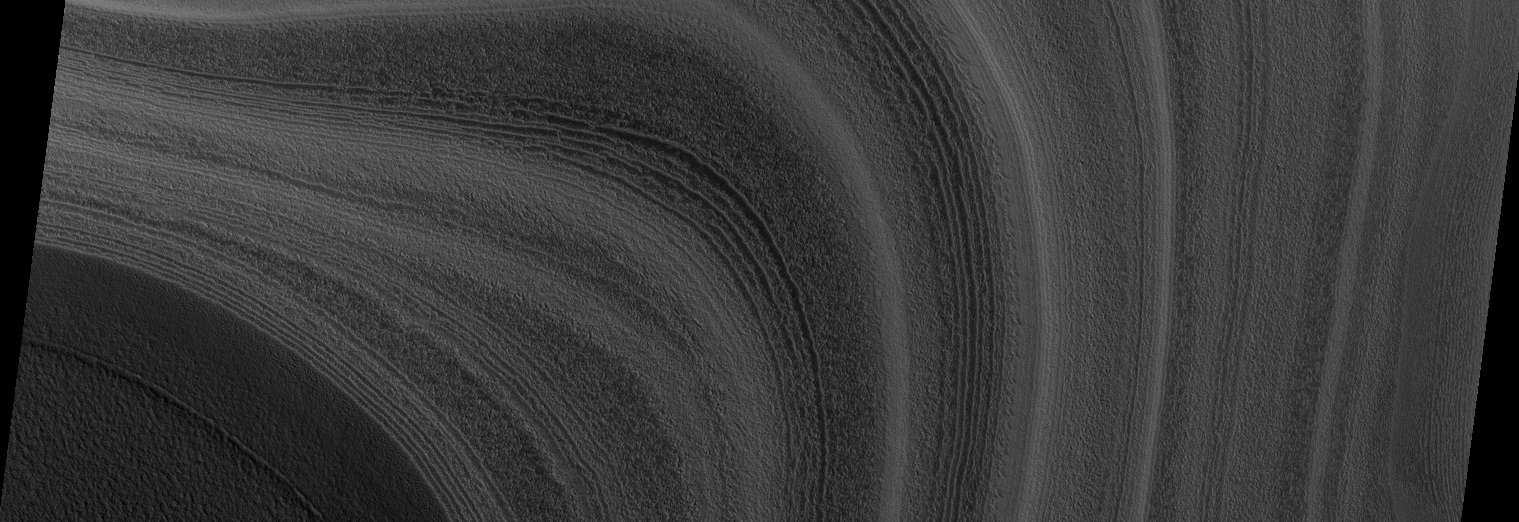
HiWish计划下高分辨率成像科学设备显示的北部冰盖中暴露地层的近景。

## 沙丘
火星上很多地方都有沙丘，环北极冠大部分地区一种由风成沙丘组成的沙漠（或沙海），被称为绕极沙丘场。沙丘在初秋被一层季节性二氧化碳霜冻覆盖，一直持续到晚春。很多火星沙丘与地球沙丘非常相似，但火星勘测轨道飞行器上的高分辨率成像科学设备获得的图像显示，北极地区的火星沙丘受到季节性二氧化碳升华所触发的颗粒流影响，这是地球上从未有过的作用现象。许多沙丘呈黑色，因为它们来自黑色的火山玄武岩。诸如在火星上发现的这些地外沙海被以拉丁语中的波浪一词称作“乌代”（undae）。

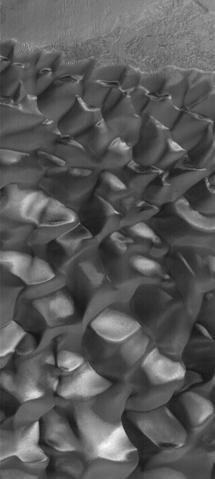
形成于诺亚纪的黑色沙丘（可能是玄武岩），火星全球探勘者号拍摄。
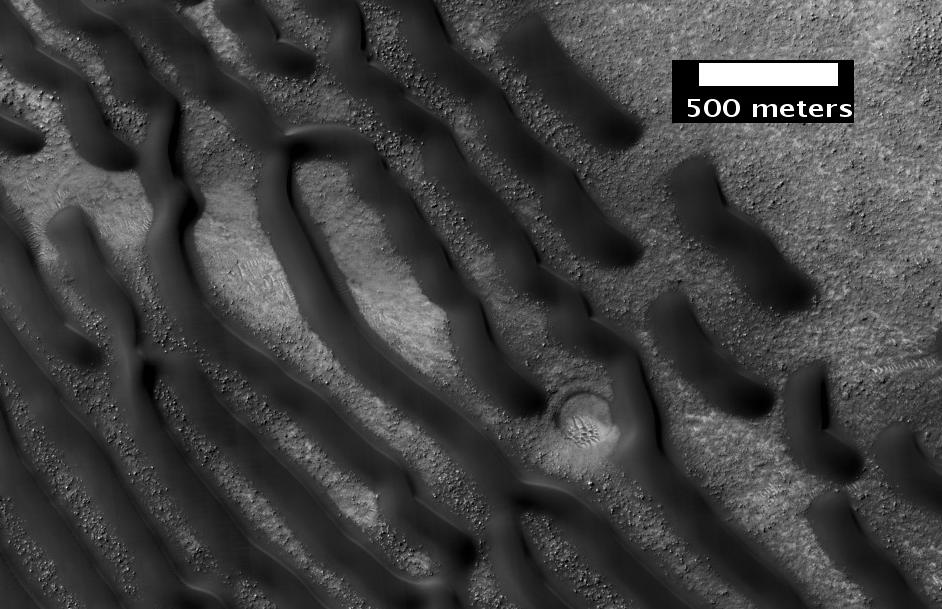
高分辨率成像科学设备拍摄的诺亚纪沙丘全景。
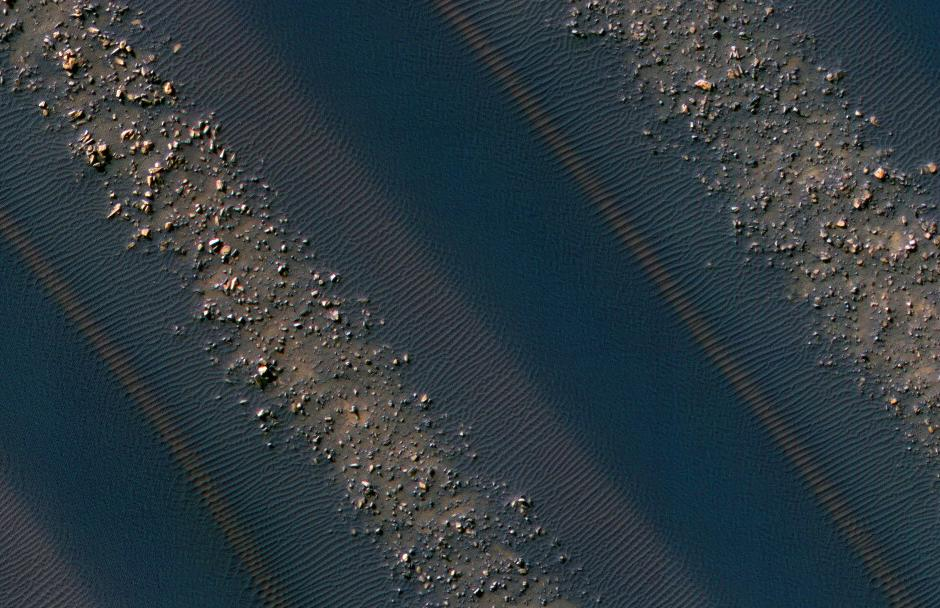
上图中的沙丘特写，注意一些巨石几乎没被沙子覆盖。
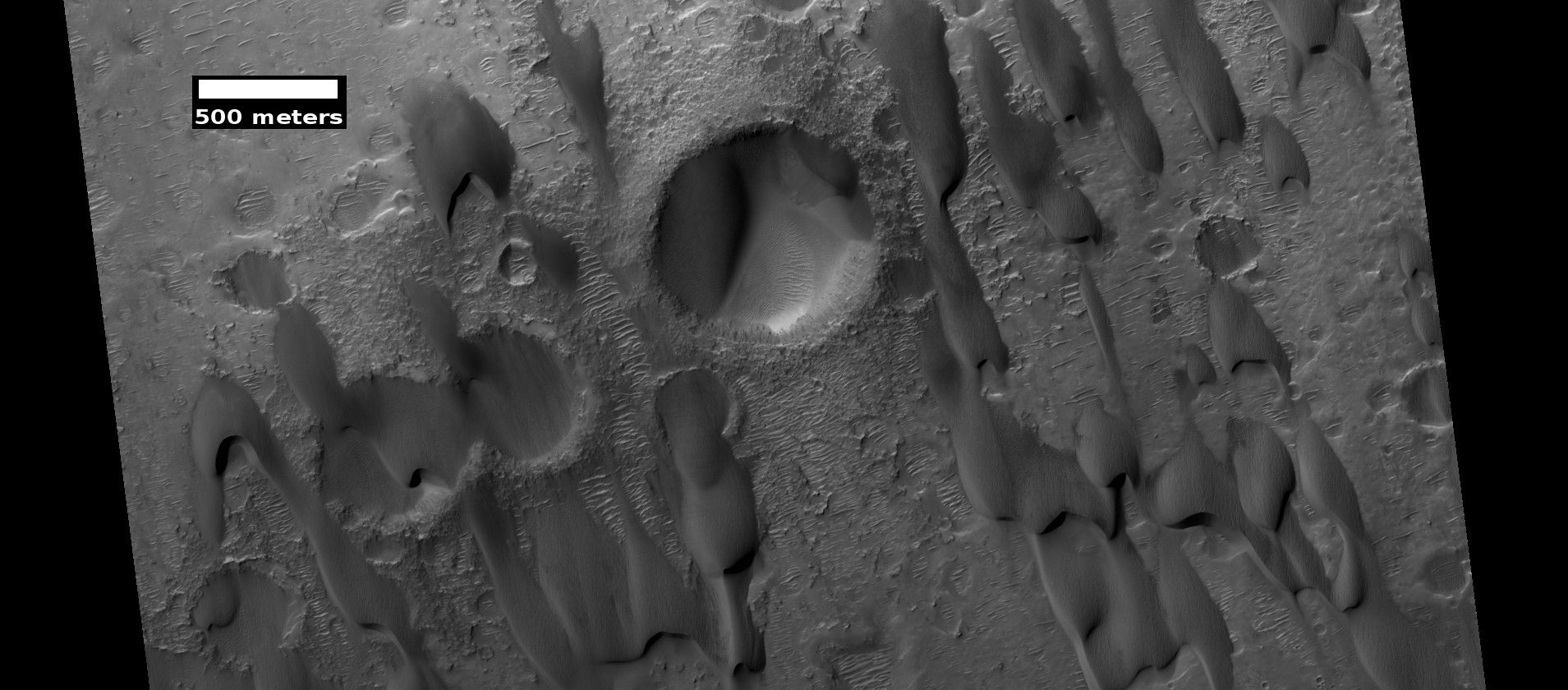
HiWish计划下高分辨率成像科学设备显示的分布于陨坑之间的沙丘，其中一些为新月形沙丘。
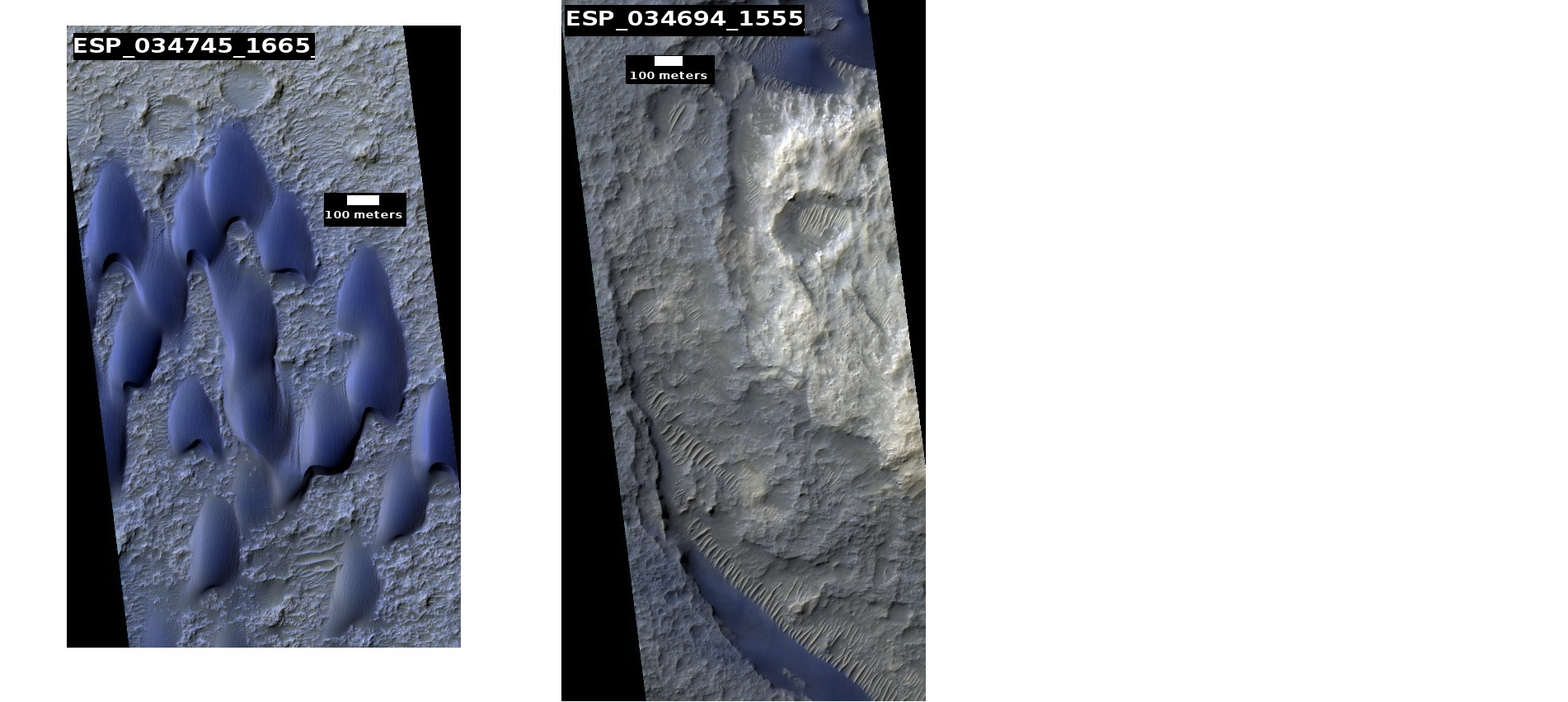
HiWish计划下高分辨率成像科学设备显示的两座陨坑之间的沙丘。
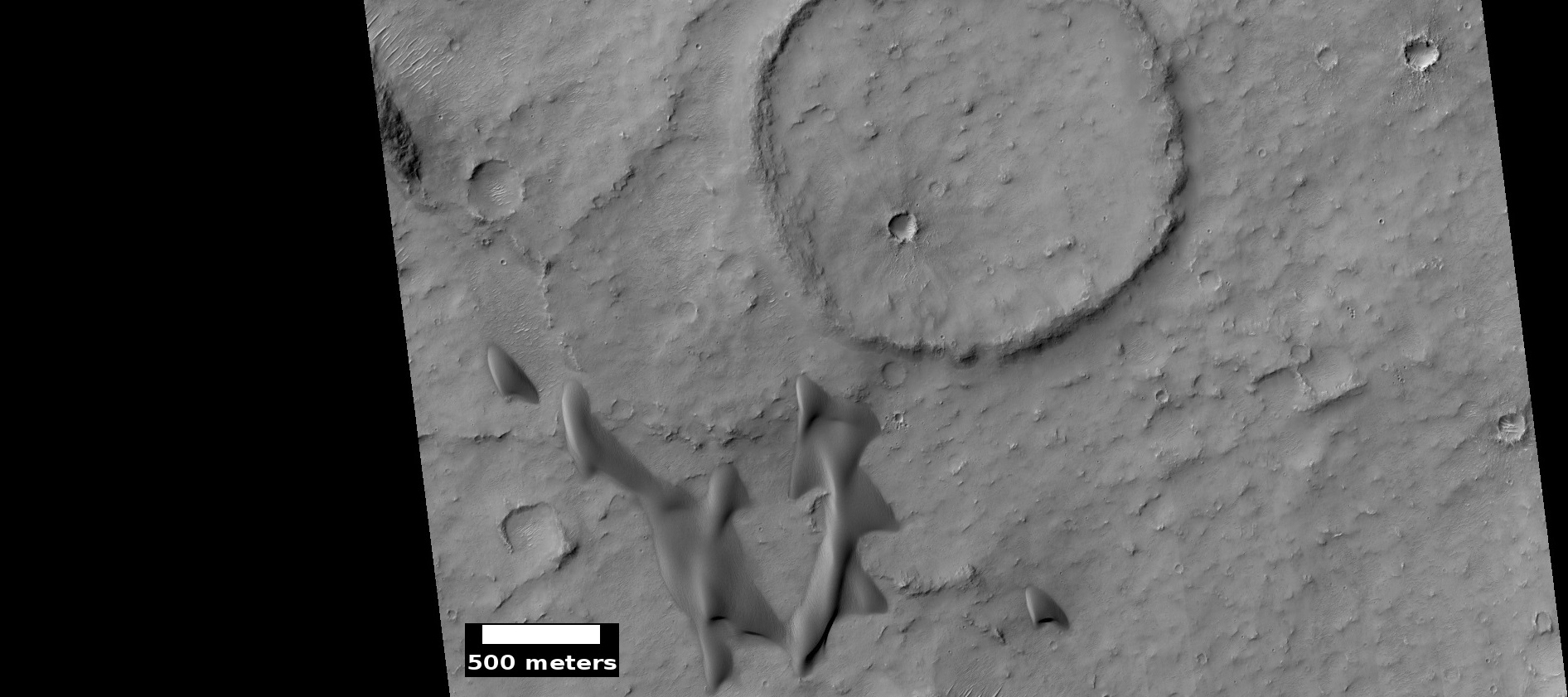
HiWish计划下高分辨率成像科学设备显示的沙丘和陨坑。
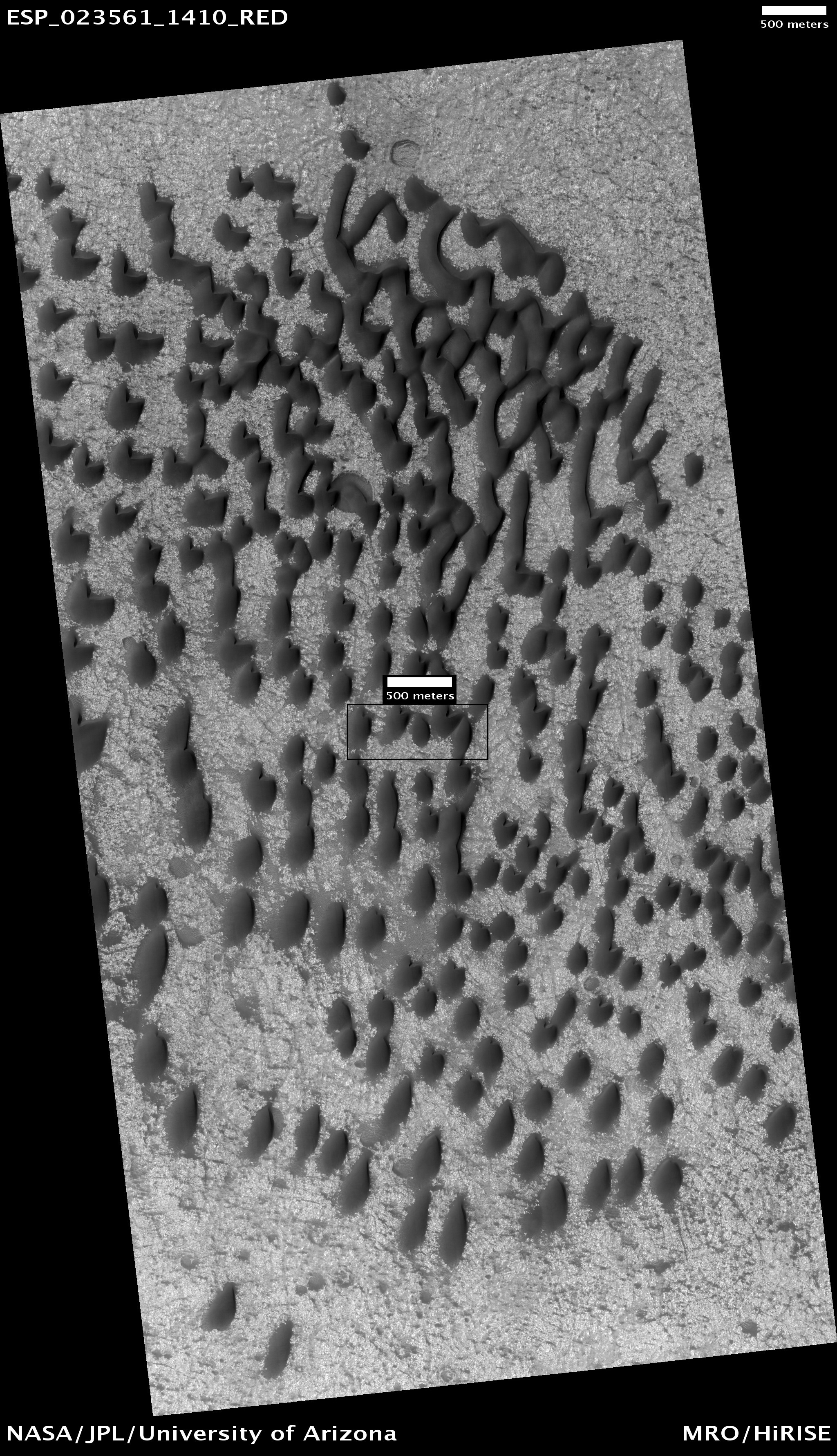
HiWish计划下高分辨率成像科学设备显示的坑底沙丘，大部分为新月形沙丘，方框显示了下一幅图像的位置。
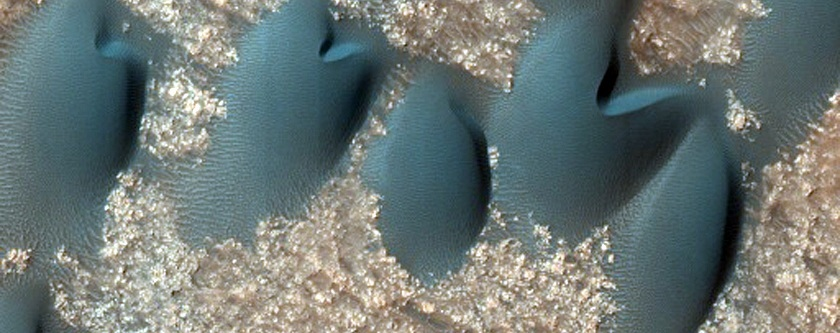
HiWish计划下高分辨率成像科学设备显示的坑底沙丘，大部分为新月形沙丘，注意：这是前一幅图像中部的位置。
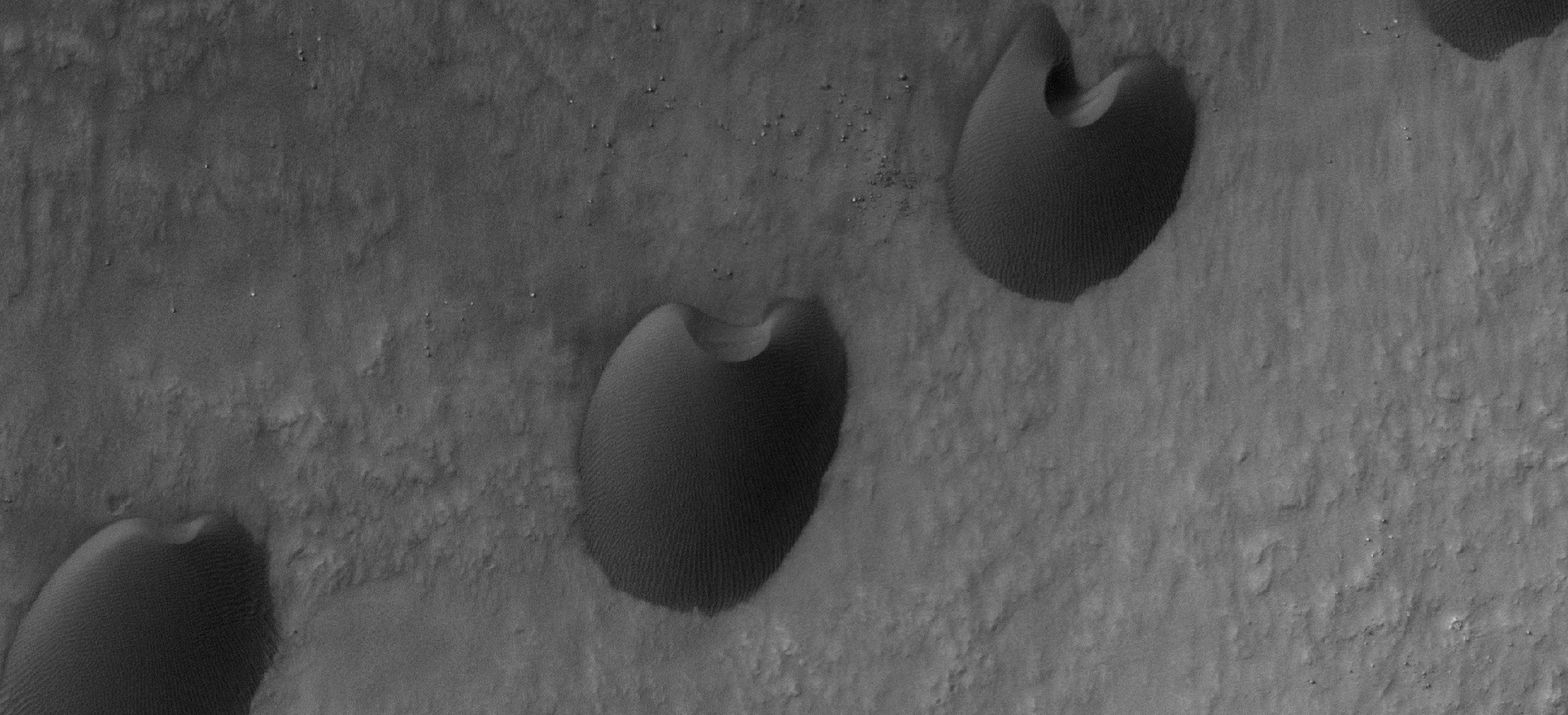
HiWish计划下高分辨率成像科学设备显示的埃里达尼亚区沙丘。
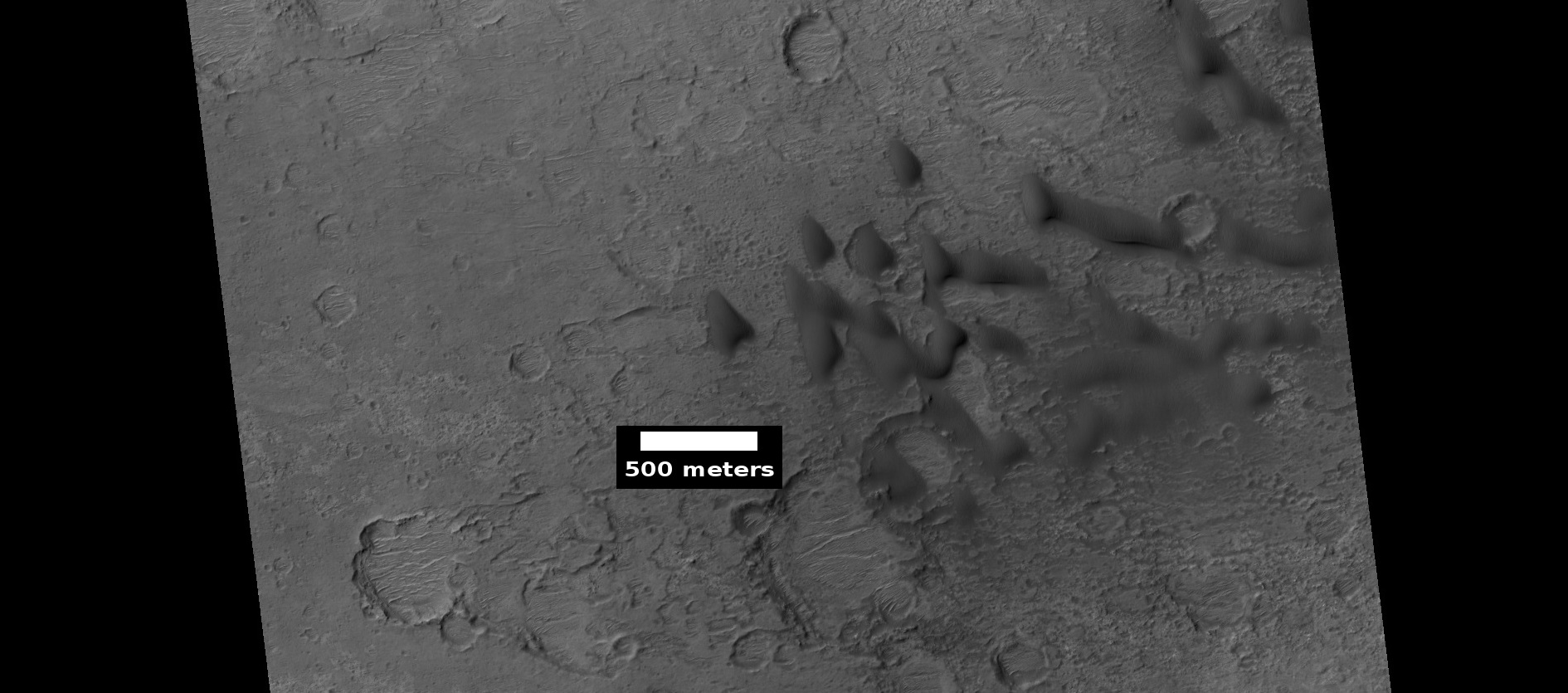
HiWish计划下高分辨率成像科学设备显示的第勒尼安海区沙丘。
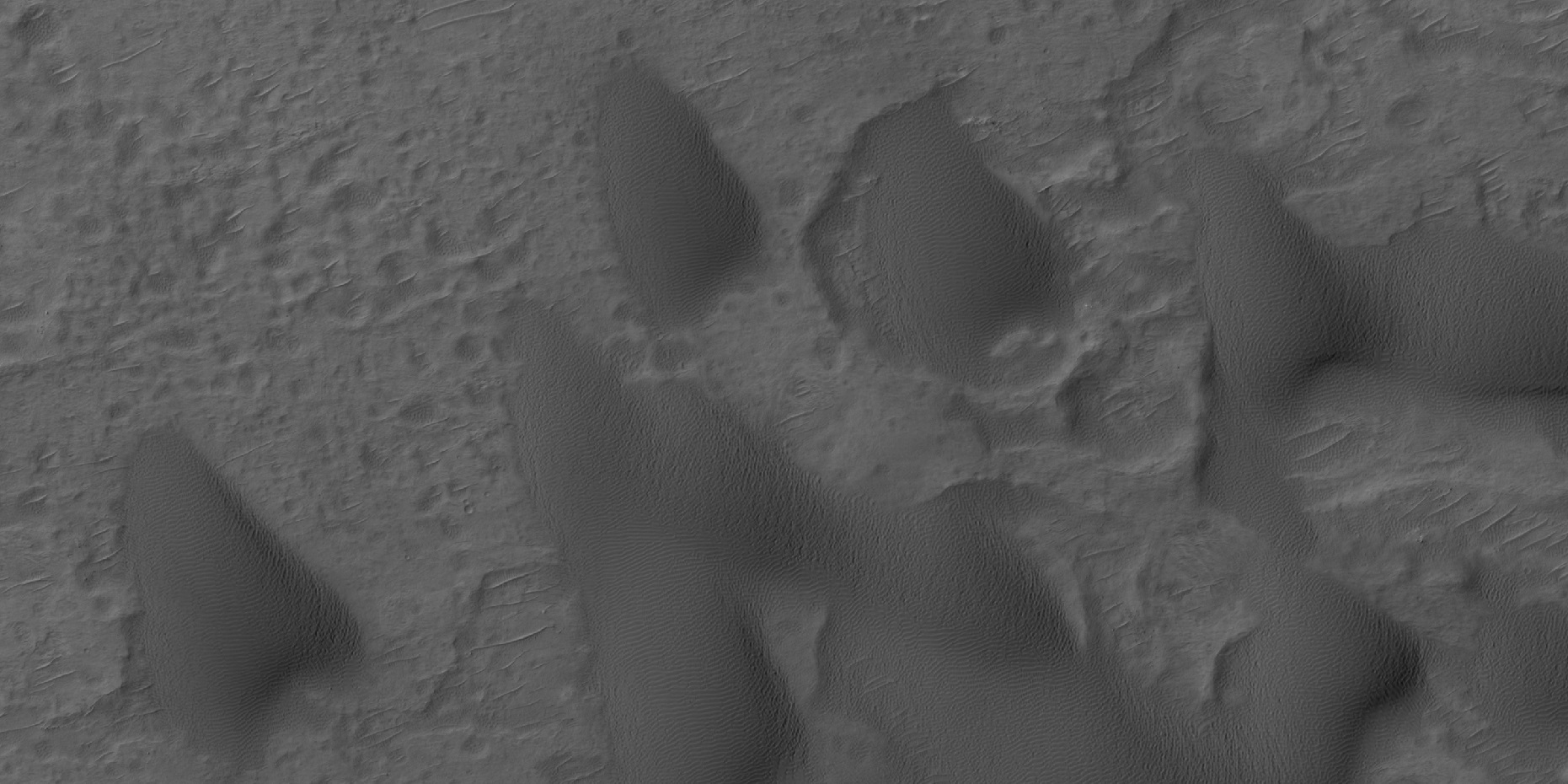
HiWish计划下高分辨率成像科学设备显示的第勒尼安海区沙丘近景。
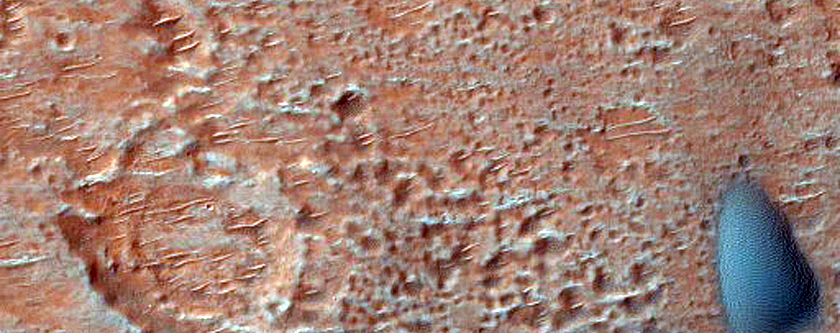
HiWish计划下高分辨率成像科学设备显示的第勒尼安海区沙丘彩色近景，可看到沙丘表面的涟漪。

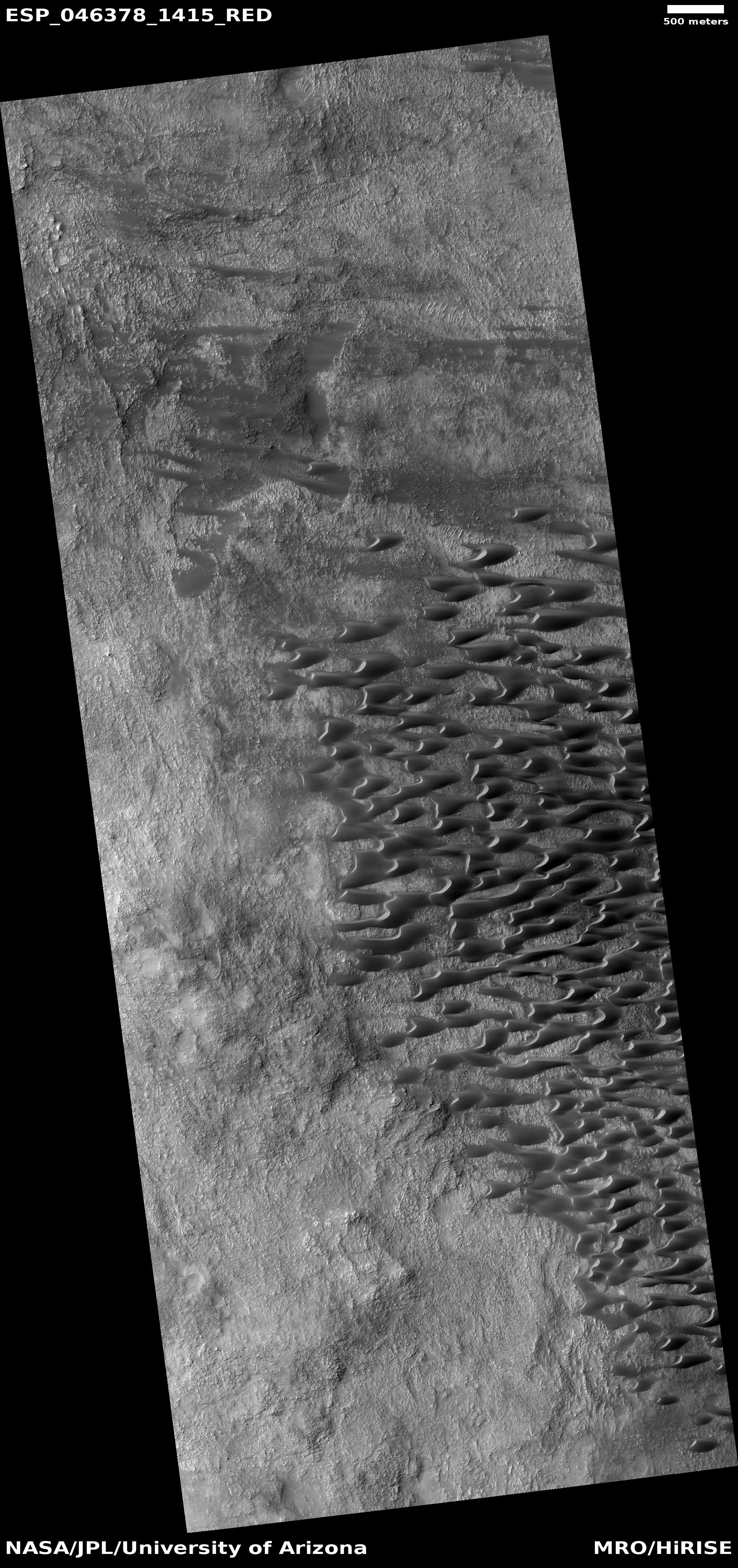
HiWish计划下高分辨率成像科学设备显示的沙丘场广角图。
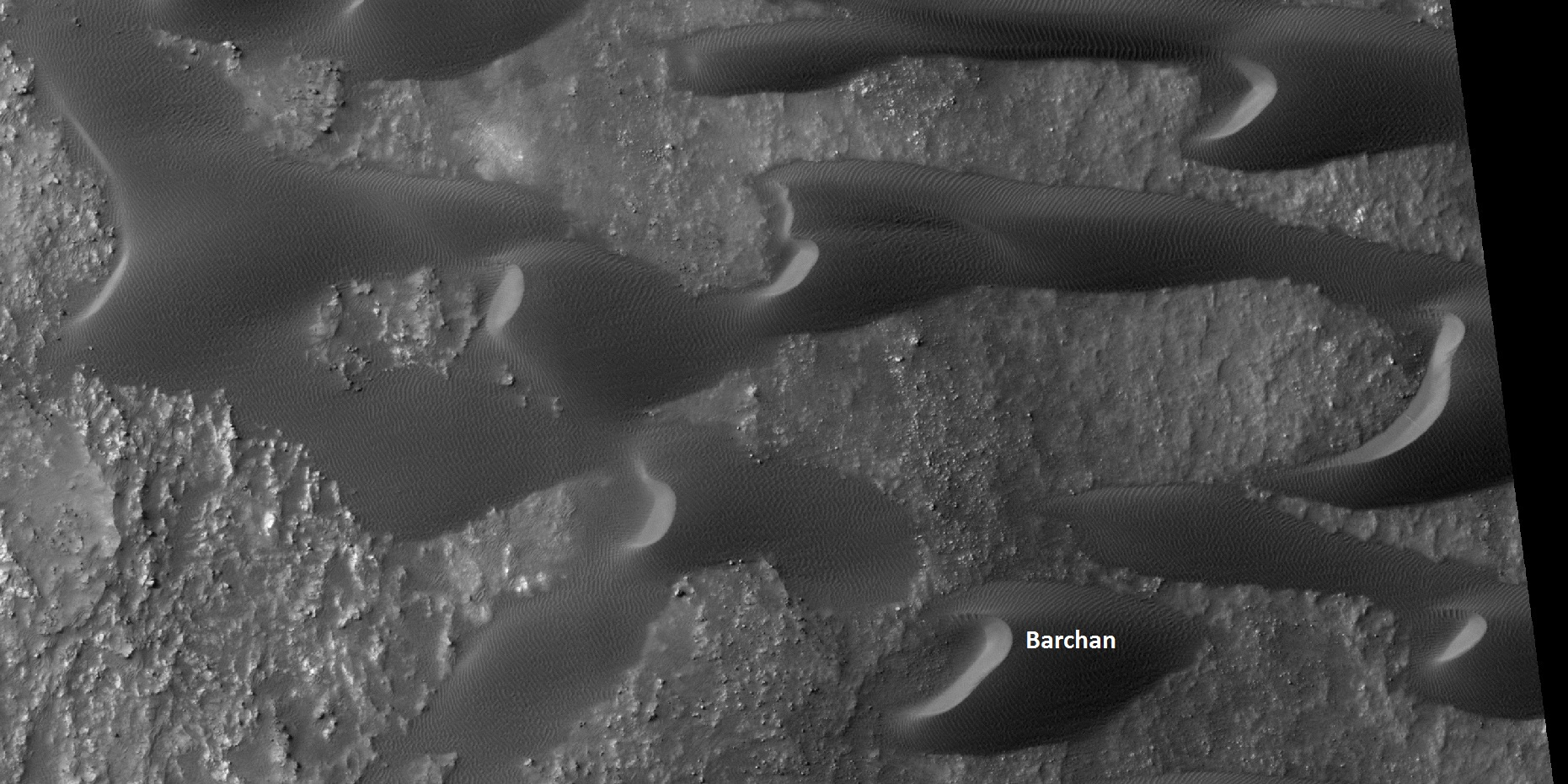
HiWish计划下高分辨率成像科学设备显示的沙丘近景，一座新月形沙丘被标注。
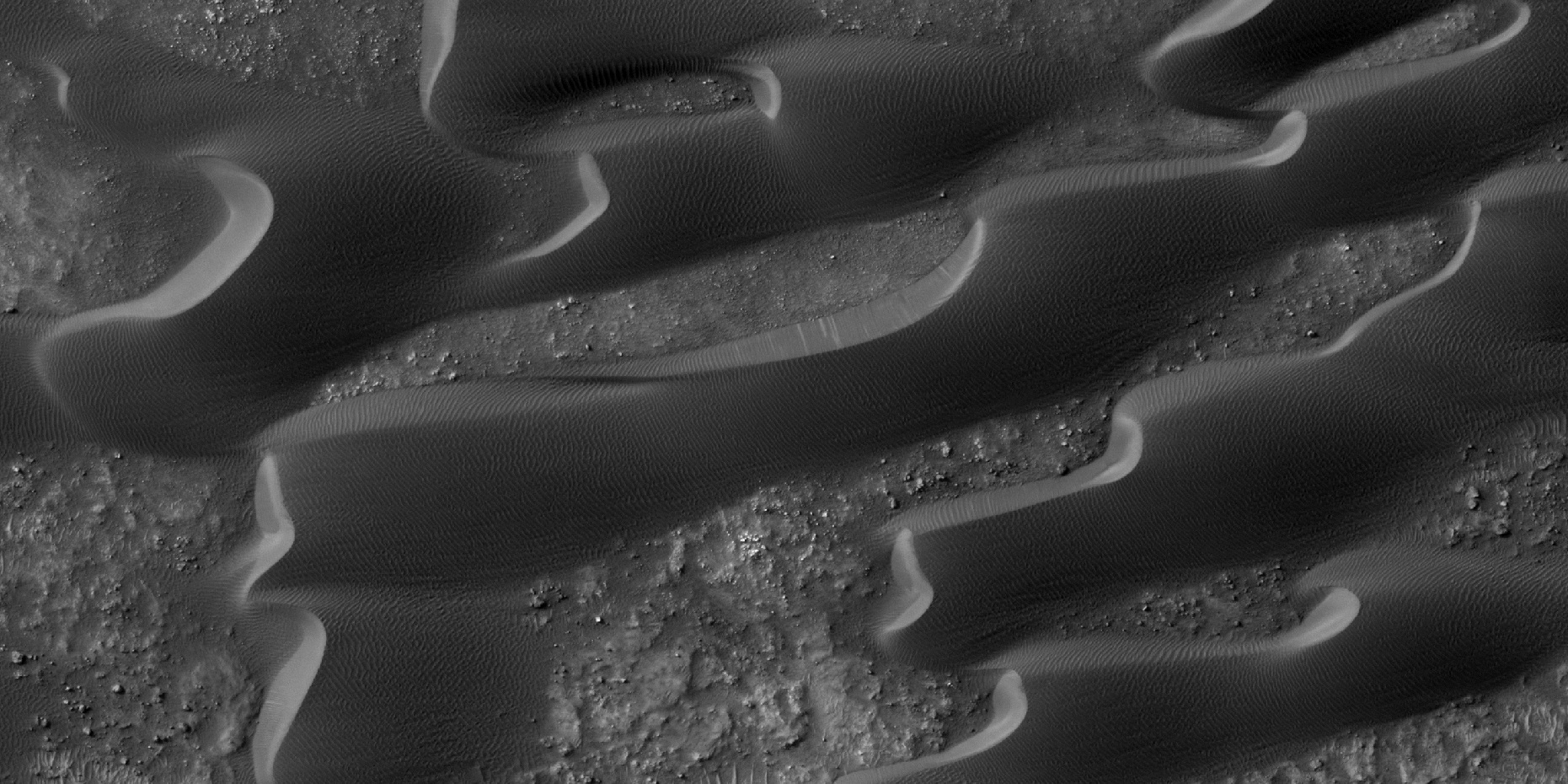
HiWish计划下高分辨率成像科学设备显示的沙丘近景。
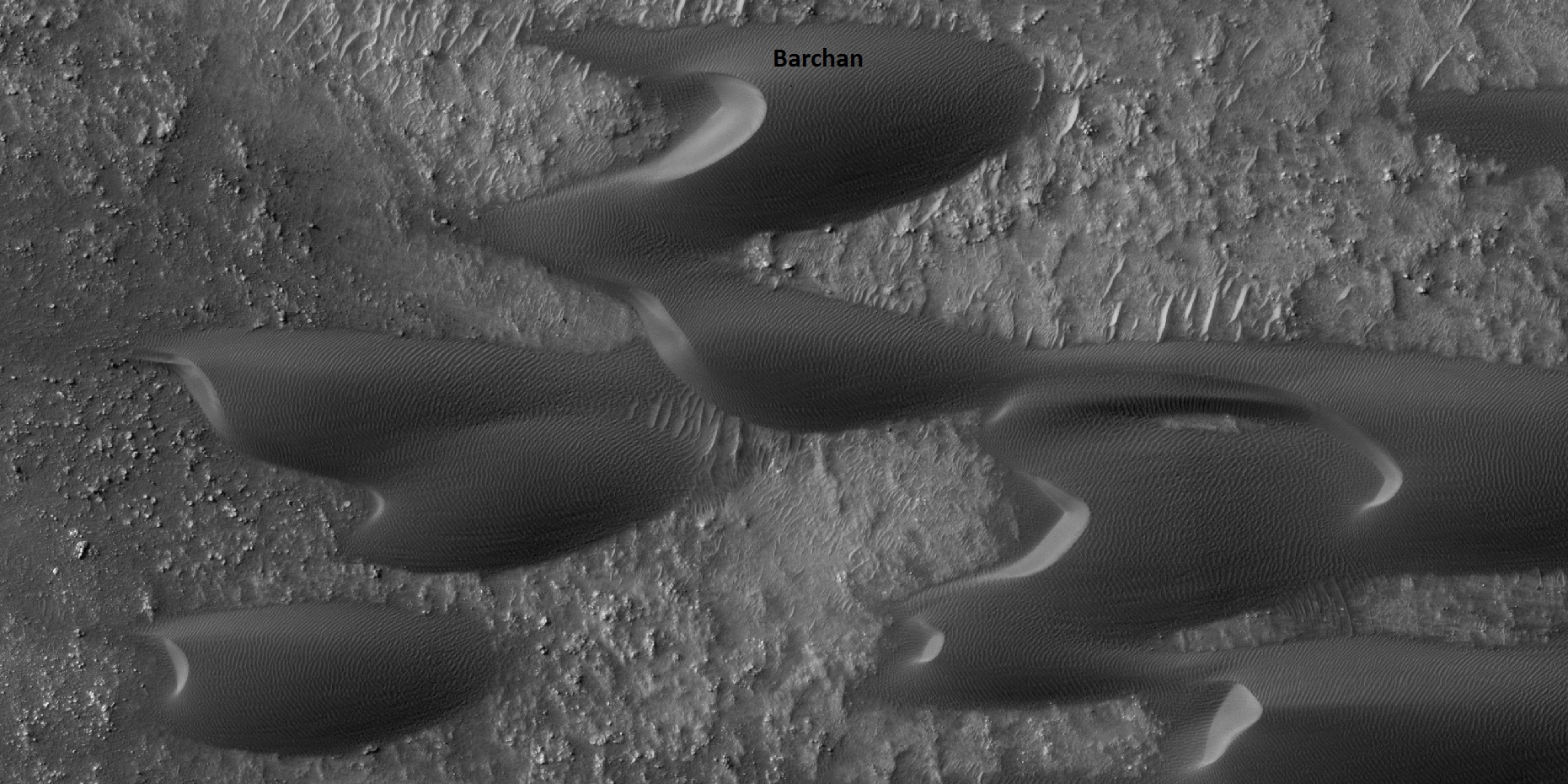
HiWish计划下高分辨率成像科学设备显示的沙丘近景， 一座新月形沙丘被标注。
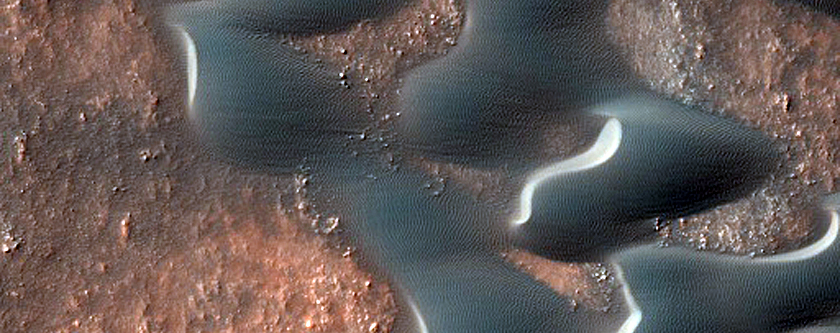
HiWish计划下高分辨率成像科学设备显示的沙丘彩色近景。

## 冲沟
火星冲沟是在火星上发现的由细沟及相关的坡下淤积沉积物所组成的冲刷网道，因它们类似地球上的冲沟而得名。这些冲沟最早是从火星全球探勘者号拍摄照片中所发现，它们出现在陡峭的斜坡上，尤其是在陨坑壁上。通常，每条冲沟的顶部都有一处叶脉状的“凹坑”，底部有一片扇形“裙坡”，以及一条将两者连接起来的冲刷“通道”，使整条冲沟呈现沙漏状。由于上面几乎没有陨石坑，它们被认为相对年轻。
根据它们的形状、朝向、态势、位置以及与被认为富冰特征间明显的交互作用，许多研究人员认为，蚀刻冲沟的作用过程涉及液态水。然而，这仍然是一个活跃的研究课题。

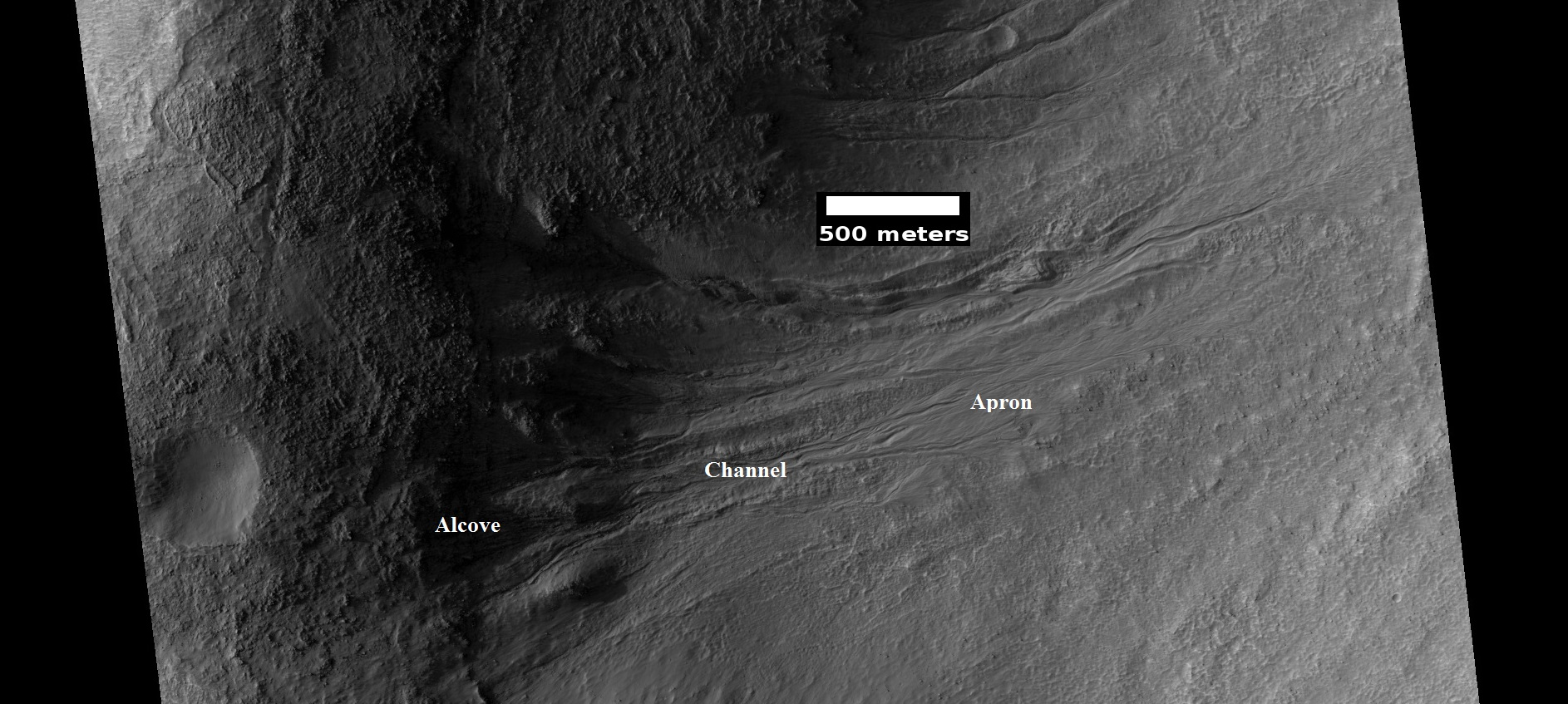
HiWish计划下高分辨率成像科学设备拍摄的带有凹坑、沟渠和裙坡的完整冲沟。
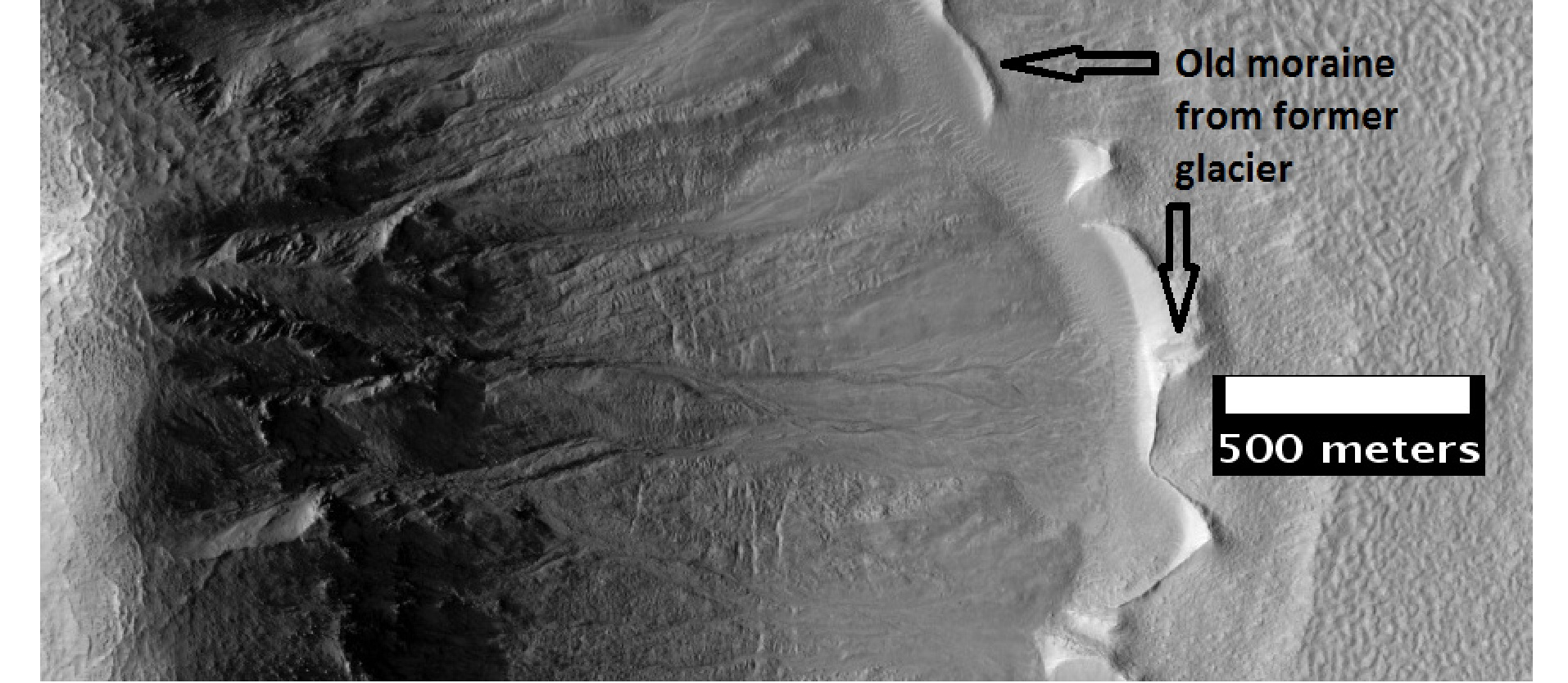
HiWish计划下高分辨率成像科学设备显示的法厄同区塞壬高地陨坑内带有前冰川残迹的冲沟。
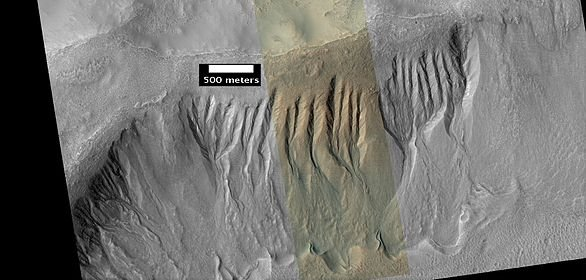
HiWish计划下高分辨率成像科学设备显示的法厄同区牛顿撞击坑附近的冲沟群。
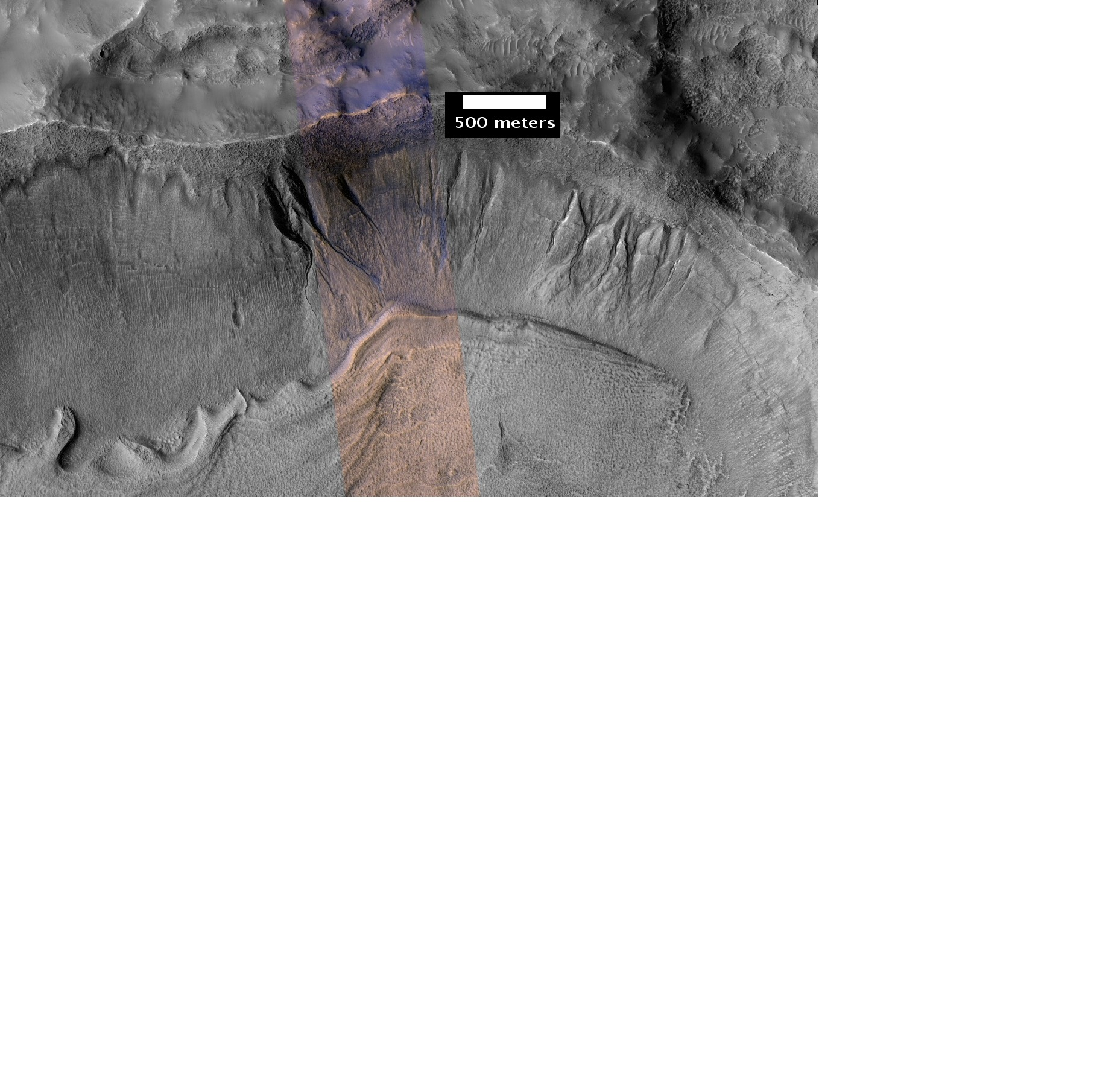
HiWish计划下高分辨率成像科学设备显示的法厄同区塞壬高地一座陨坑中的冲沟群。
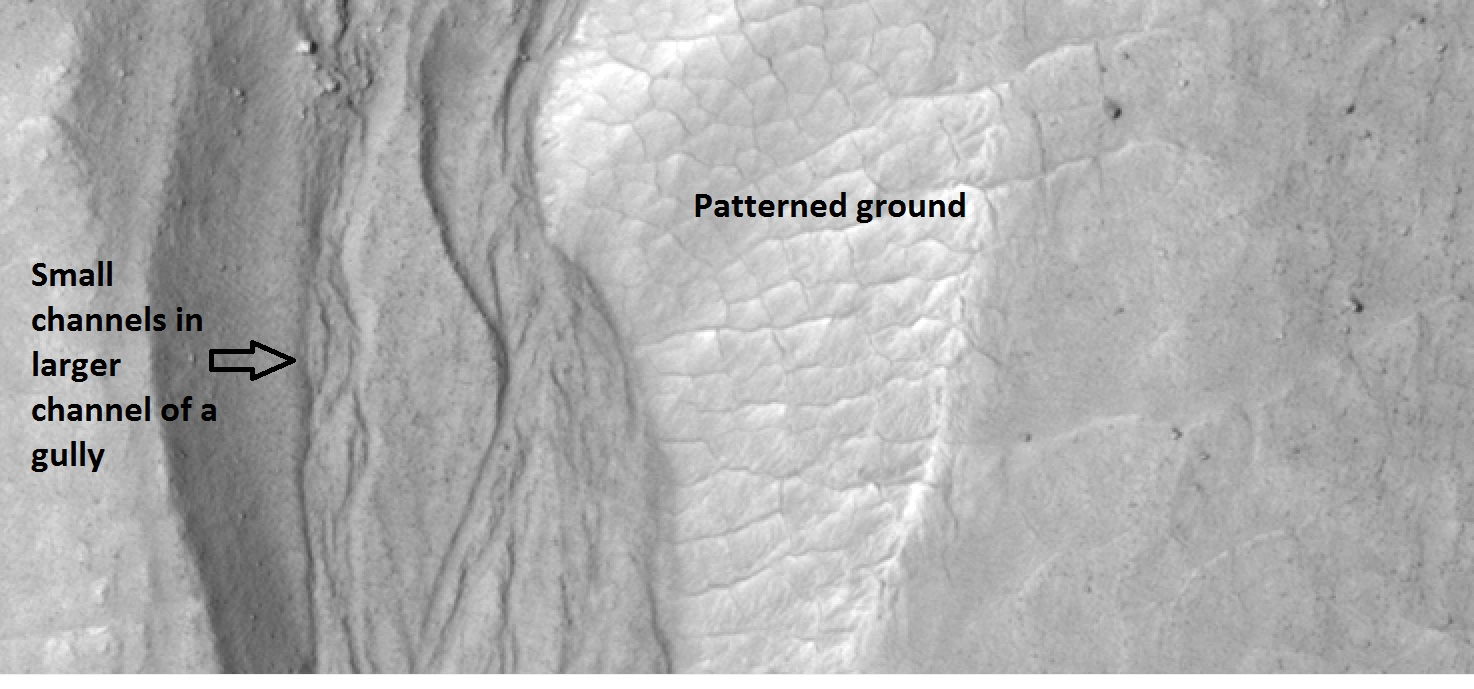
HiWish计划下高分辨率成像科学设备拍摄的法厄同区冲沟特写，显示了多条沟壑和图案地面。
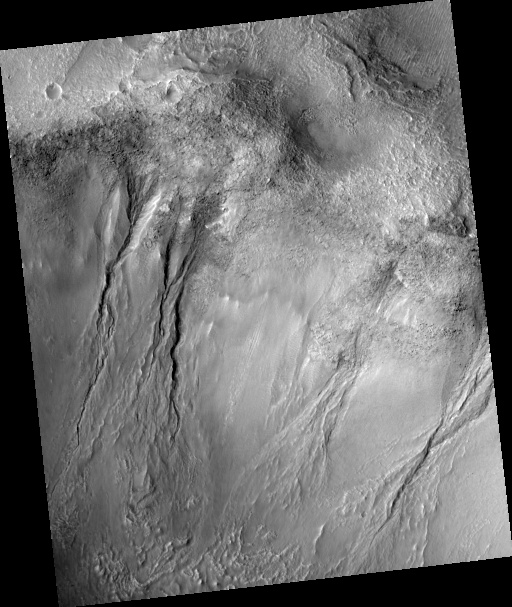
HiWish计划下高分辨率成像科学设备显示的陶玛西亚区冲沟群。
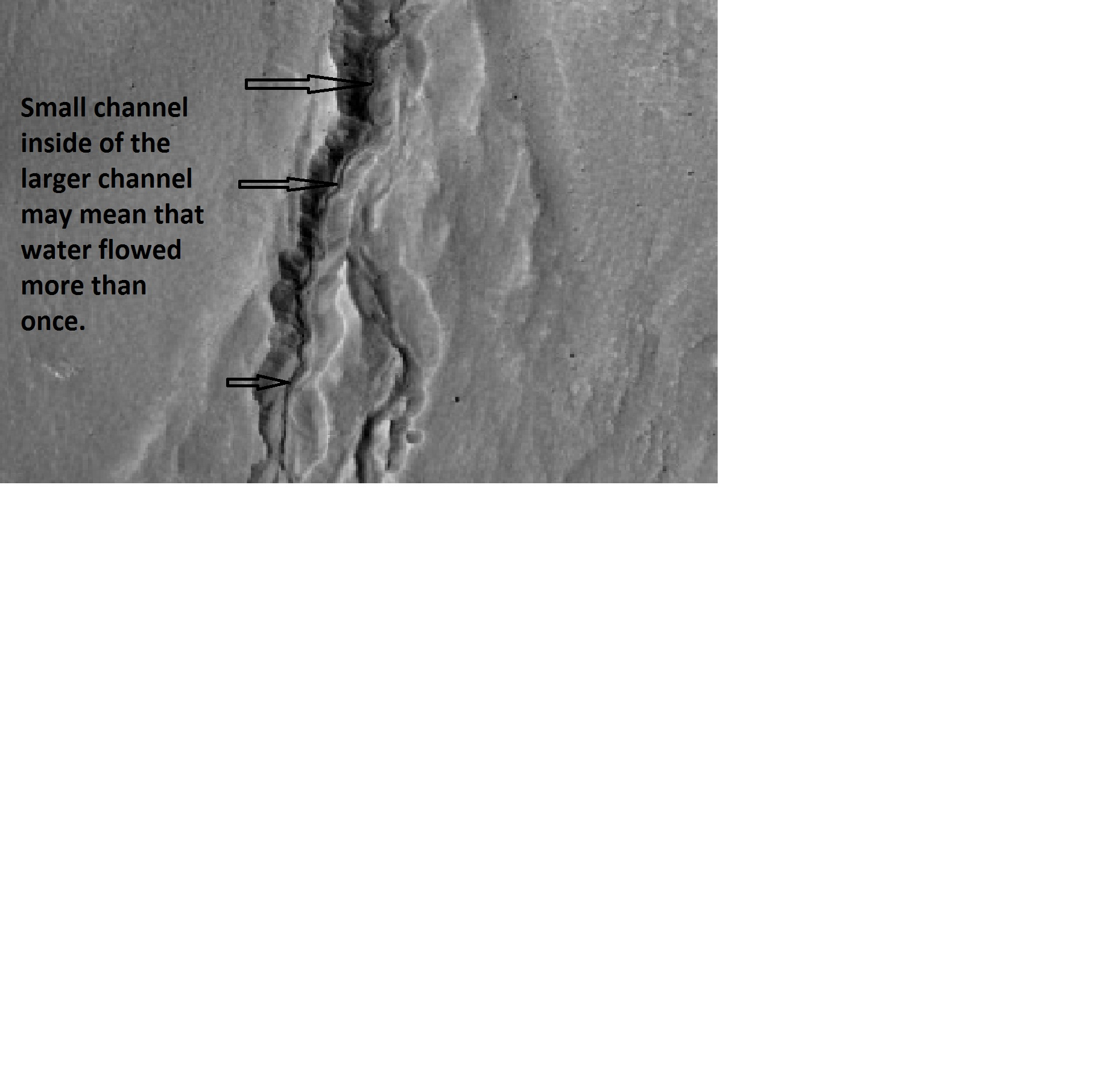
放大的前一图像中的部分区域，显示了较大冲沟内的小冲沟，水流可能不止一次地流入在这些冲沟中。
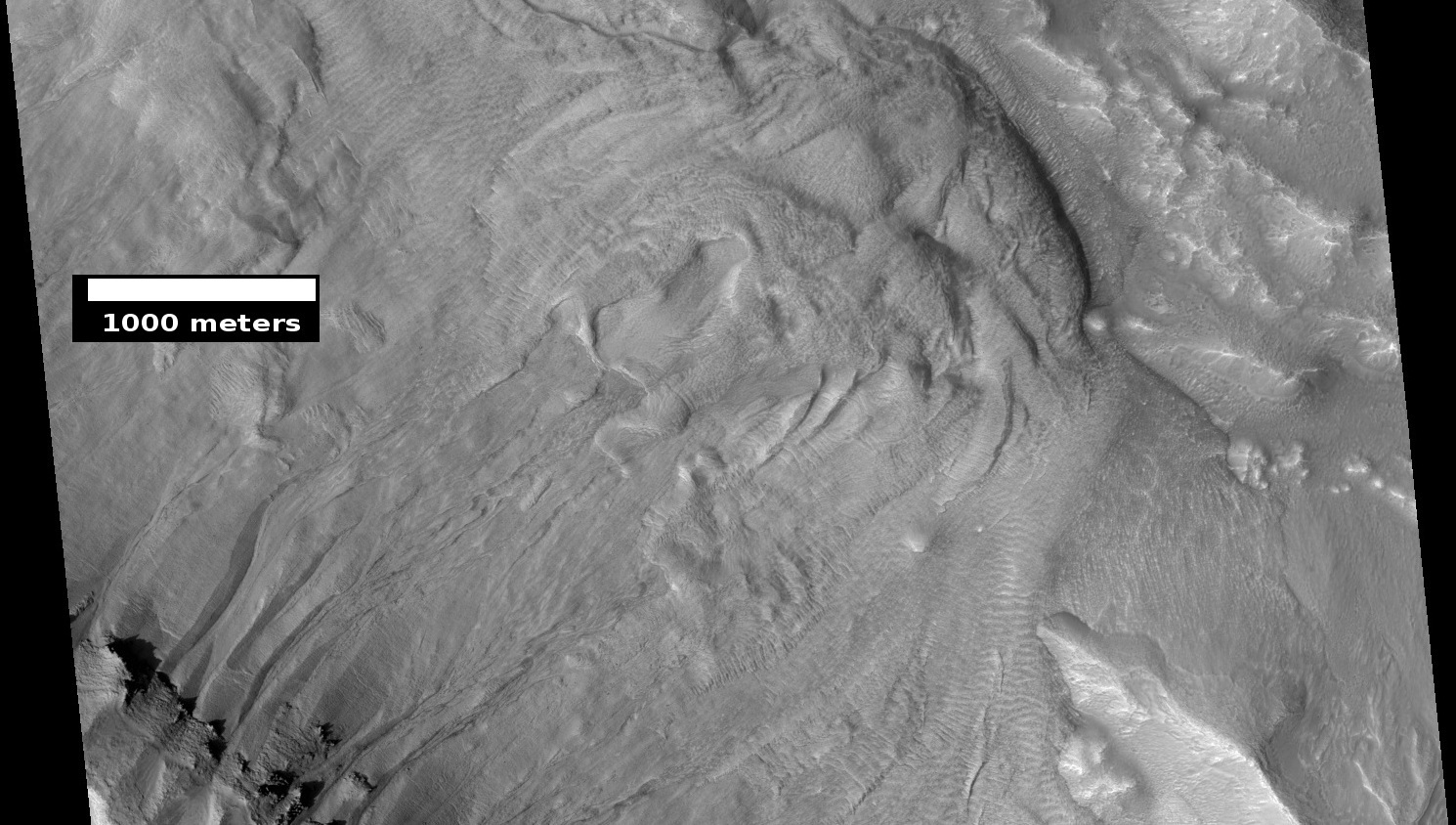
HiWish计划下高分辨率成像科学设备显示的班贝格陨击坑内的冲沟和大量流动物，冲沟将在下一图像中被放大。
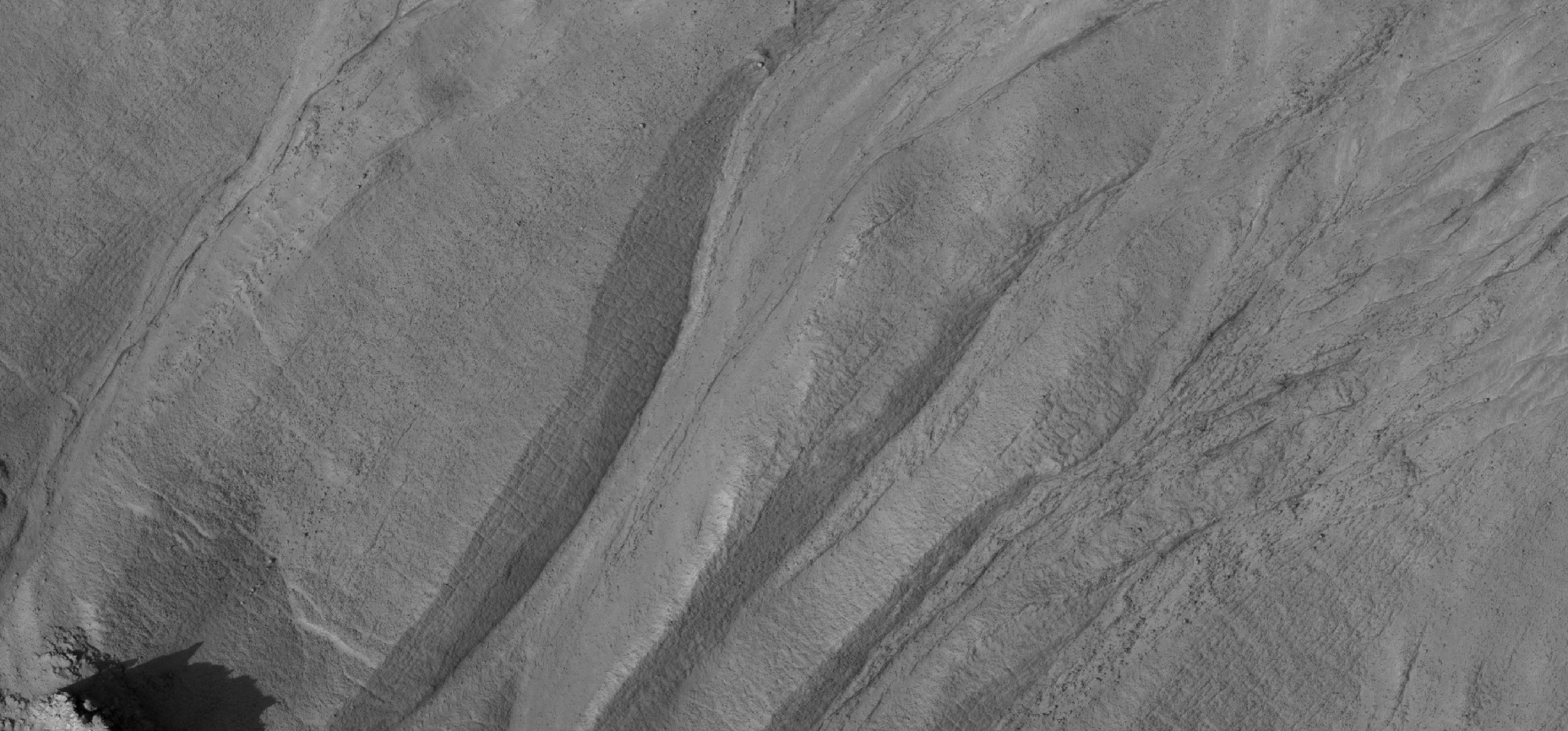
HiWish计划下高分辨率成像科学设备显示的一些冲沟特写。
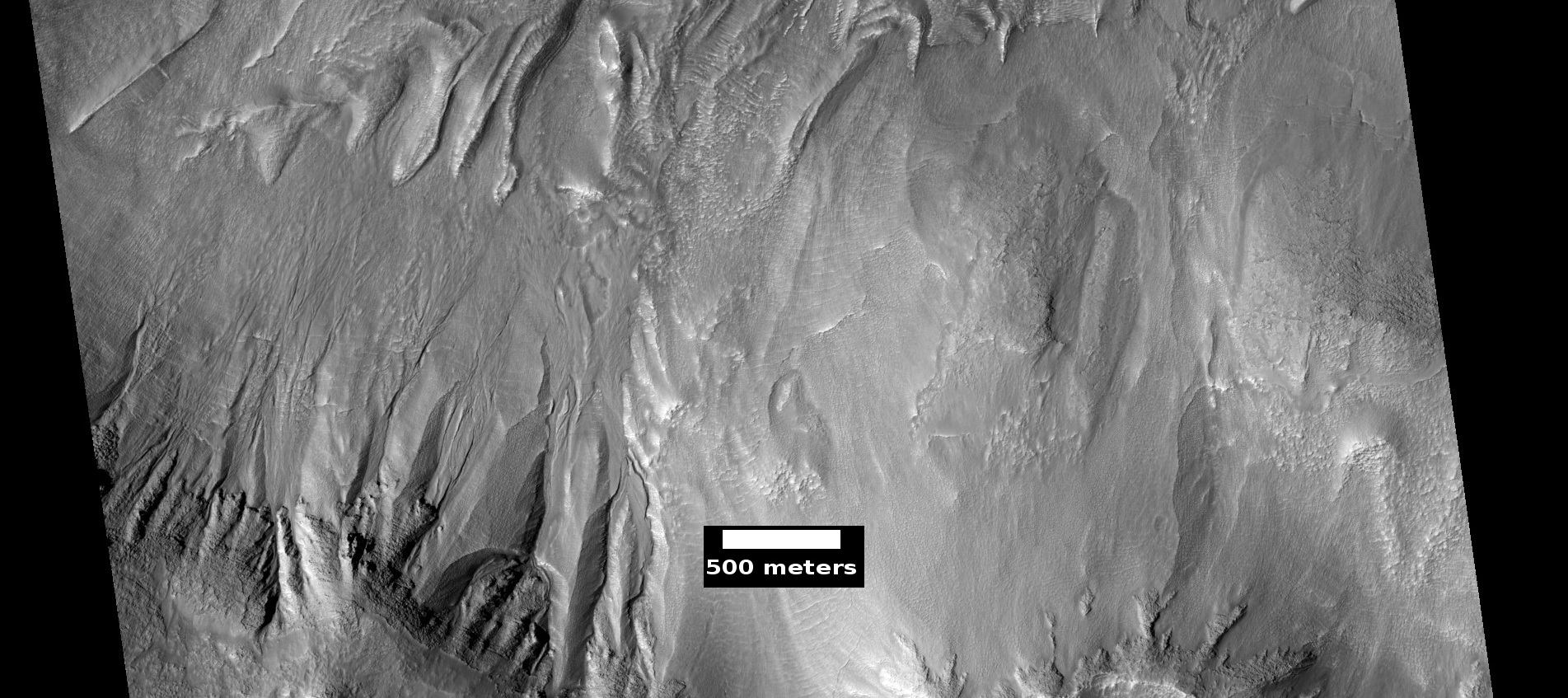
HiWish计划下高分辨率成像科学设备显示的阿西达里亚海区一座陨坑中冲沟的特写。
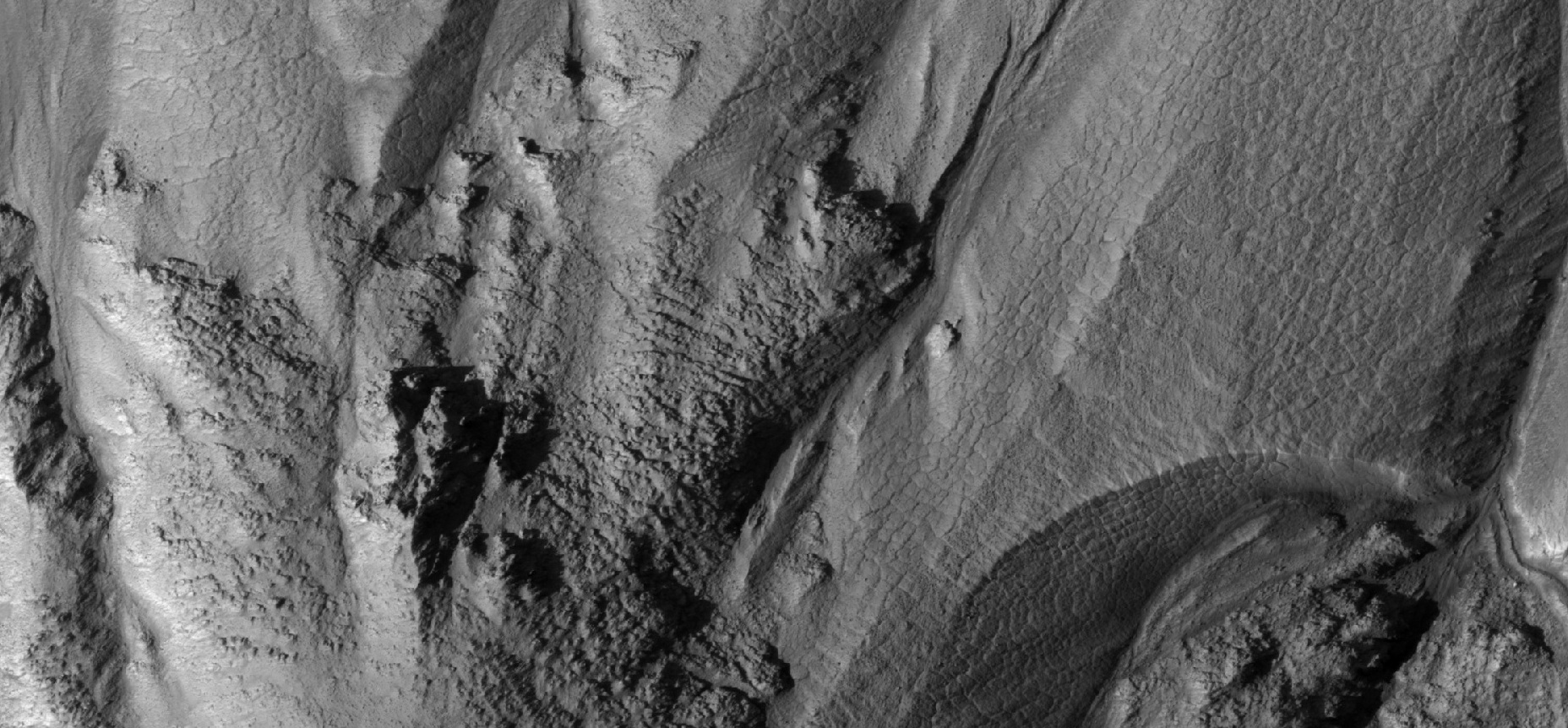
HiWish计划下高分辨率成像科学设备拍摄的前一图像中陨坑内冲沟的特写。
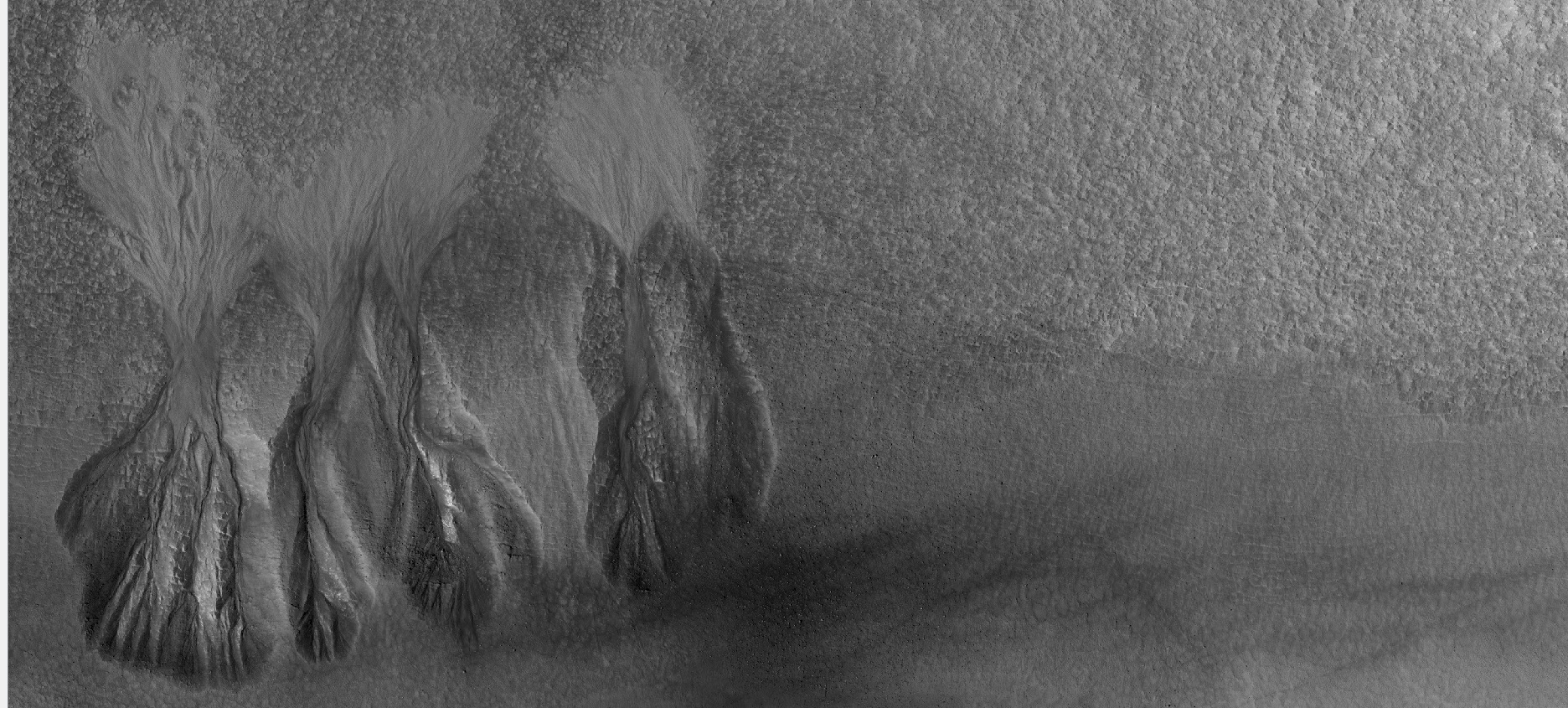
HiWish计划下高分辨率成像科学设备显示的迪阿克里亚区冲沟群全景，注意，下图将放大该图像中的部分区域。
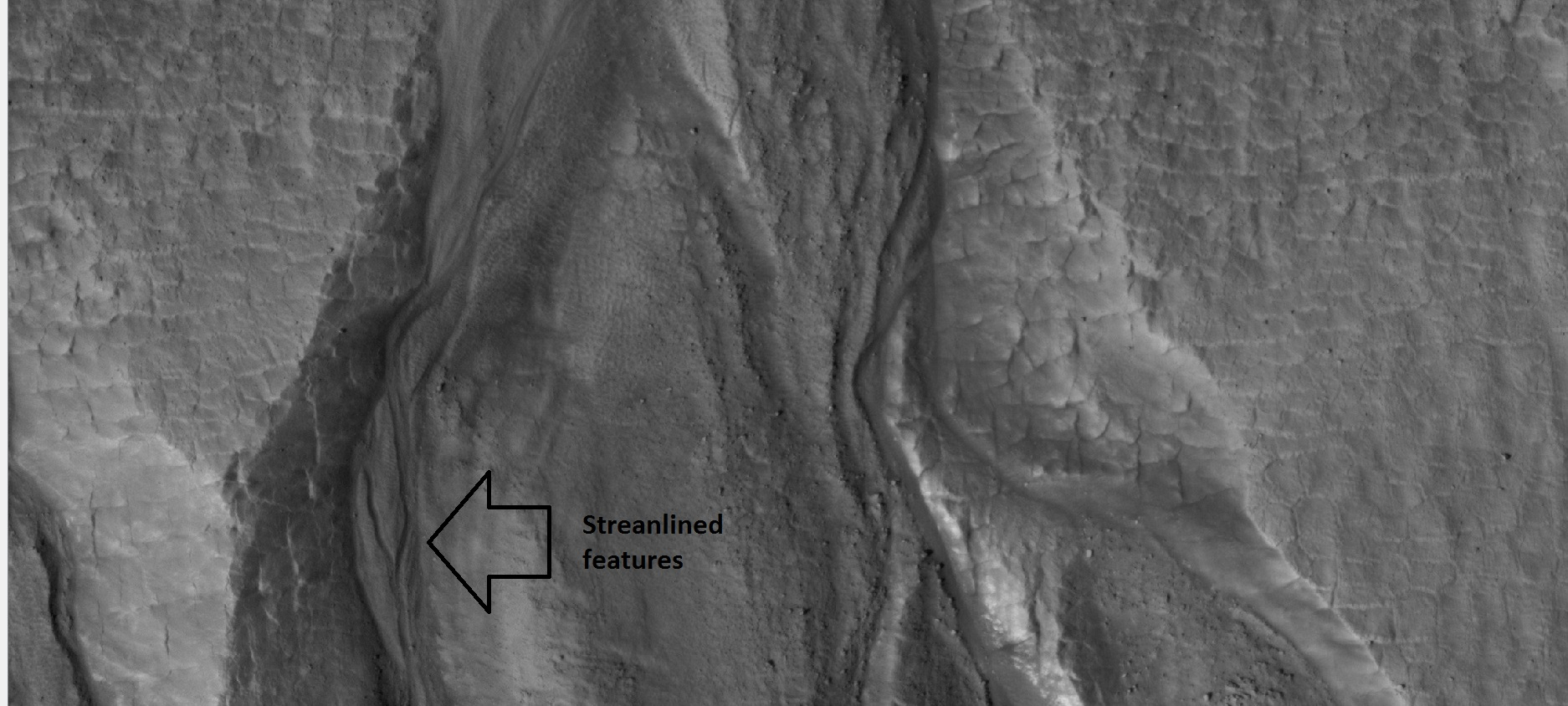
HiWish计划下高分辨率成像科学设备显示的迪阿克里亚区冲沟群特写，河道中的流线型特征暗示着由水流形成的构造。

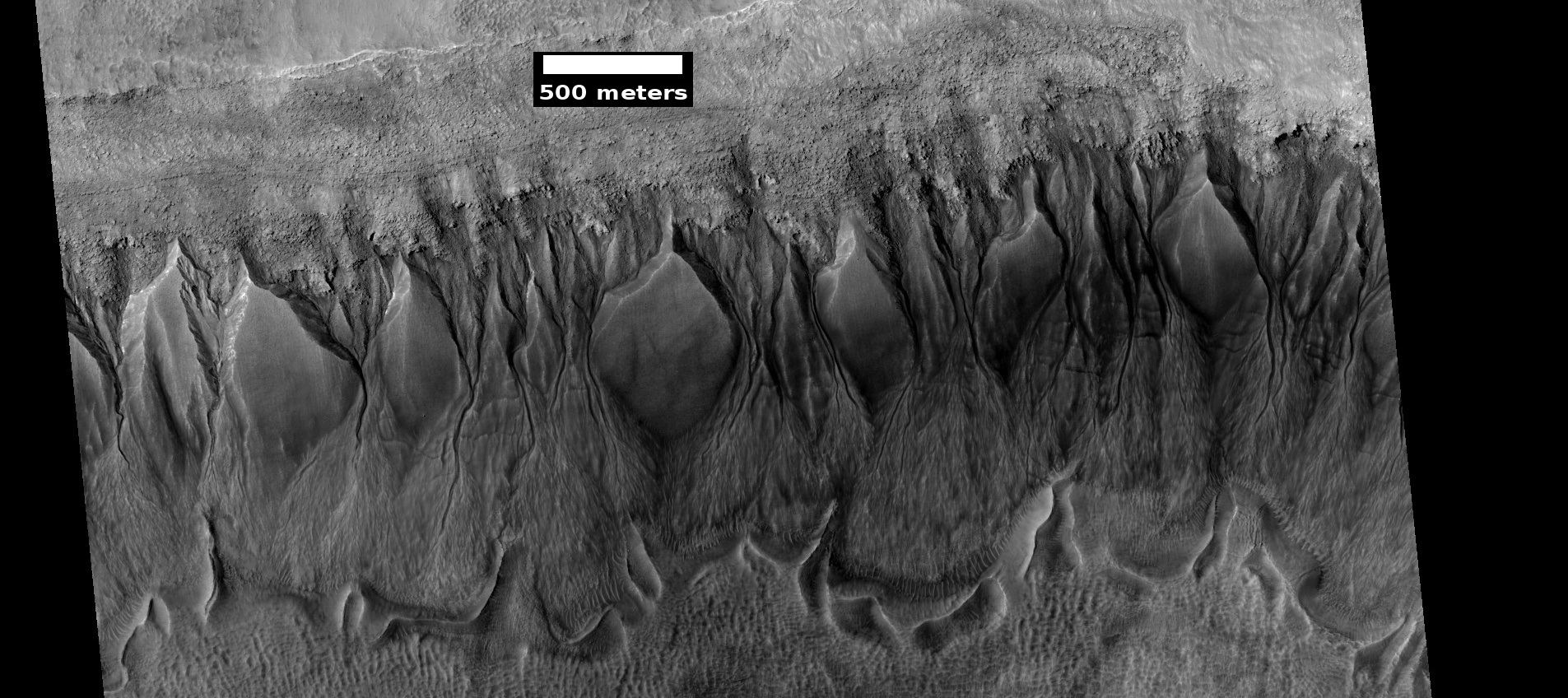
HiWish计划下高分辨率成像科学设备显示的法厄同区的冲沟。
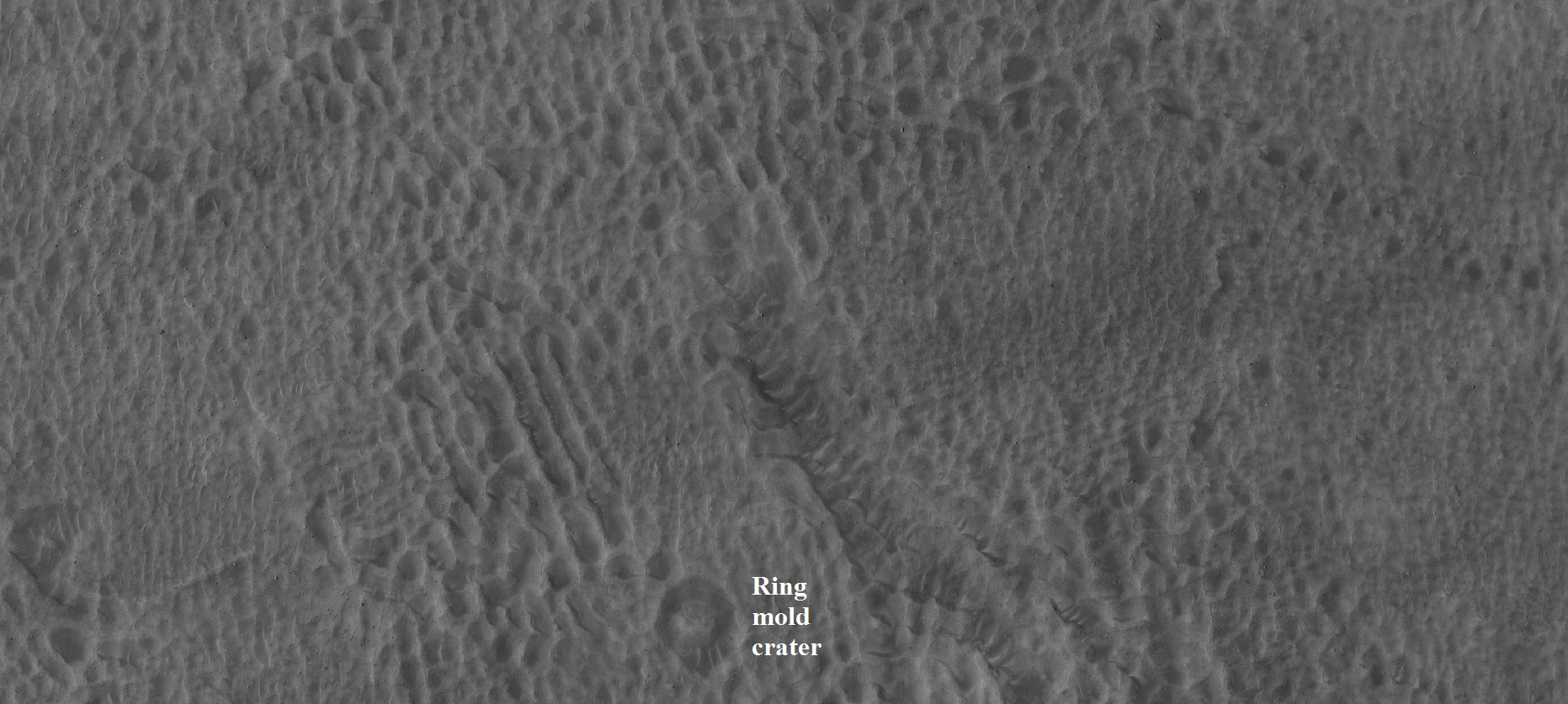
HiWish计划下高分辨率成像科学设备显示的前一法厄同区陨坑坑底照片，环形模具陨石坑是小行星撞击在冰层上所造成，坑底上的凹坑可能产生于逃逸的地下冰。
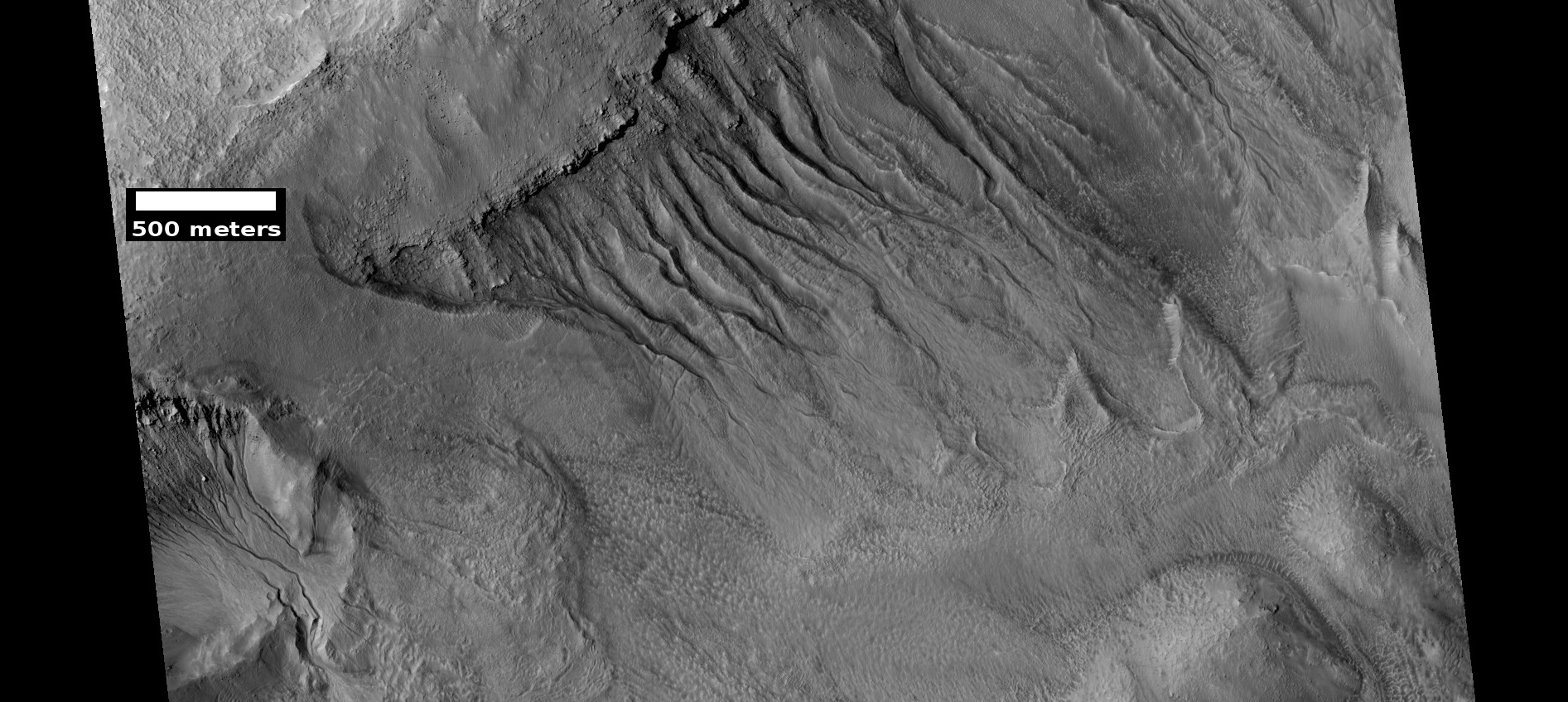
HiWish计划下高分辨率成像科学设备显示的埃里达尼亚区陨坑内的冲沟。
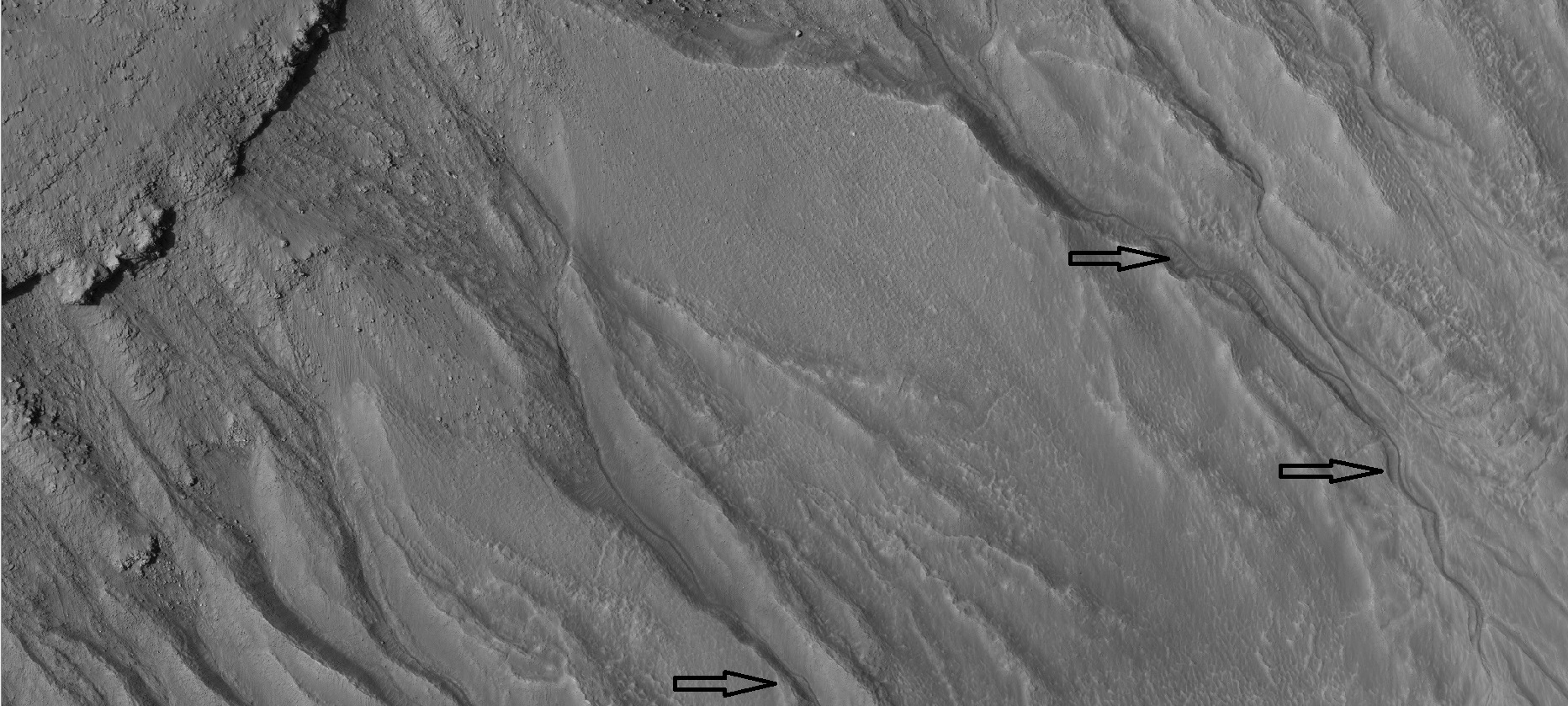
埃里达尼亚区陨坑内冲沟的特写，显示了较大河谷中的河道和河道中的河曲。这些特征表明它们是由水流形成的。注：这是前一幅HiWish计划下高分辨率成像科学设备所拍摄图像的放大版。
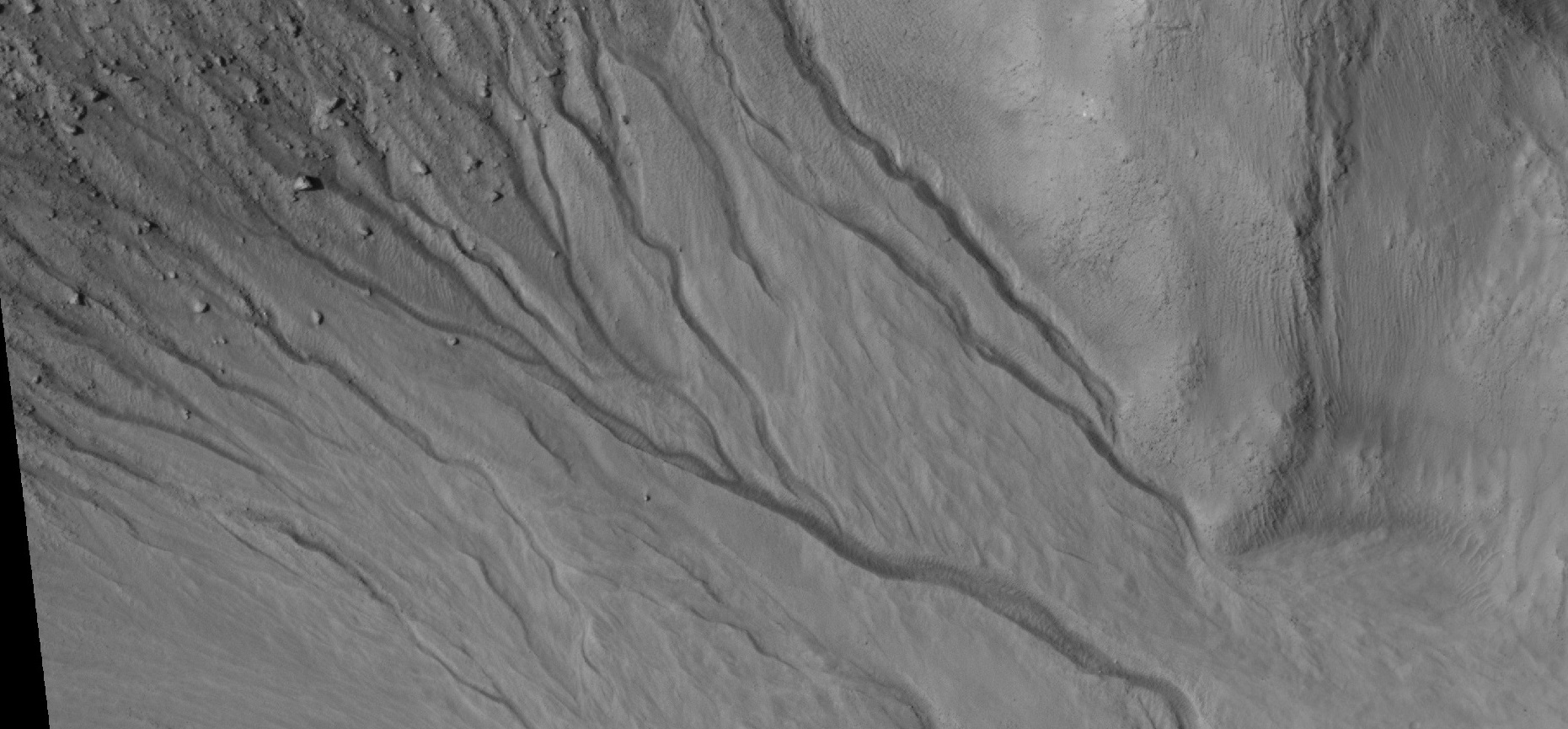
埃里达尼亚区冲沟网特写，显示了分支河谷和河曲，这些特征表明它们是由水流形成。注：这是前一幅HiWish计划下高分辨率成像科学设备所显示陨坑中冲沟图像的放大版。
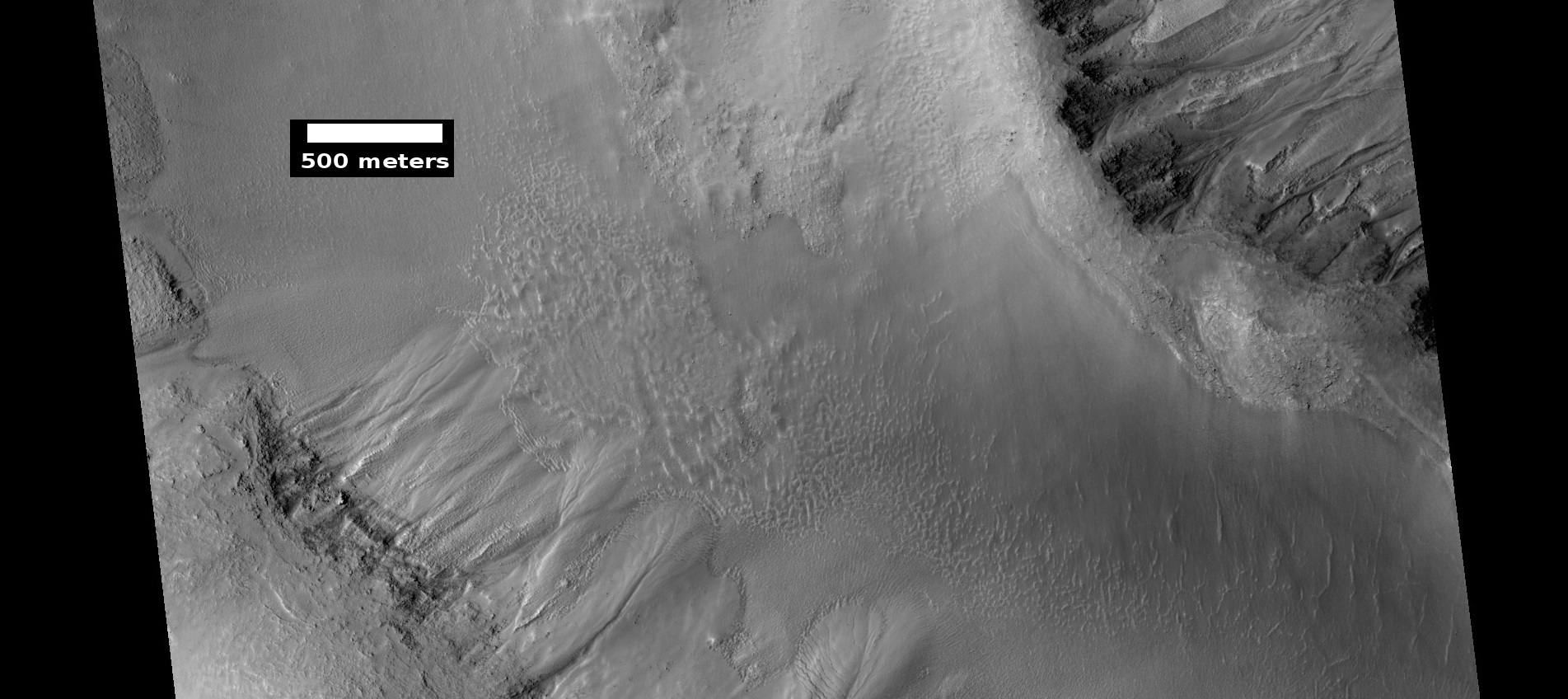
HiWish计划下高分辨率成像科学设备显示的法厄同区一座陨坑壁上二排不同高度的冲沟，两排冲沟说明它们并非如最初所说的那样，是由含水层所构成。
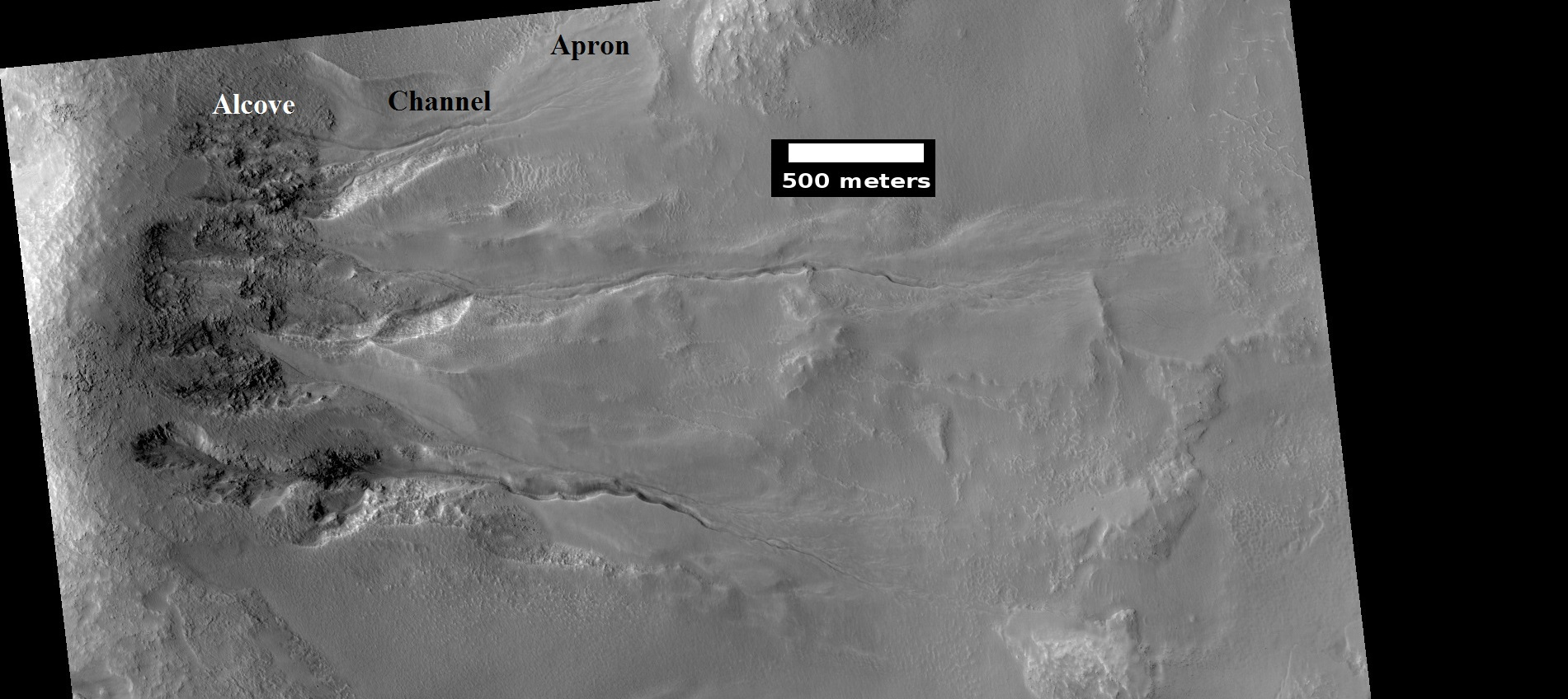
已标注主要部分的冲沟图像，火星冲沟主要由凹坑、水道和裙坡组成。由于冲沟上没有陨石坑，所以被认为相当年轻。该照片由HiWish计划下高分辨率成像科学设备拍摄于法厄同区。
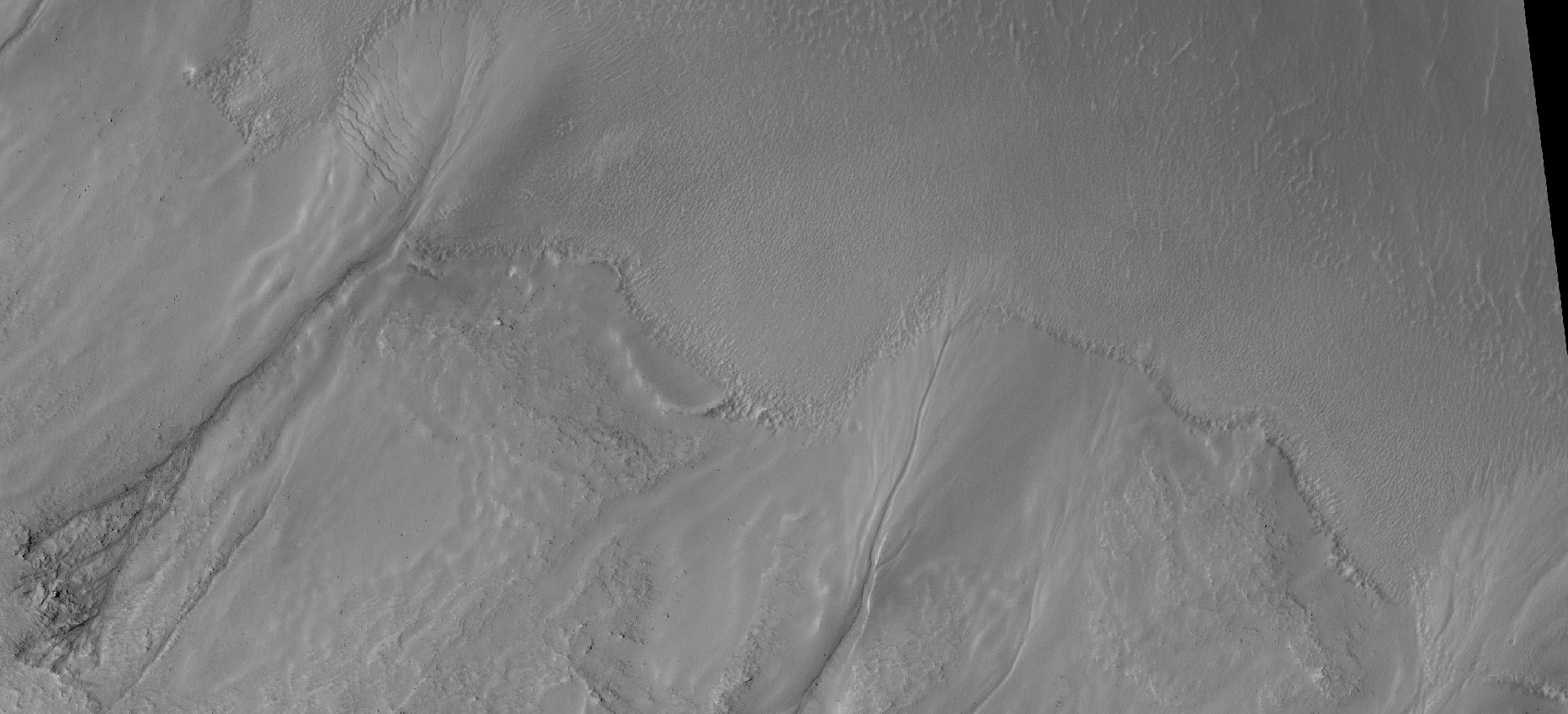
显示没有陨石坑的冲沟裙坡特写，因此它们相当年轻。照片由HiWish计划下高分辨率成像科学设备拍摄于法厄同区。
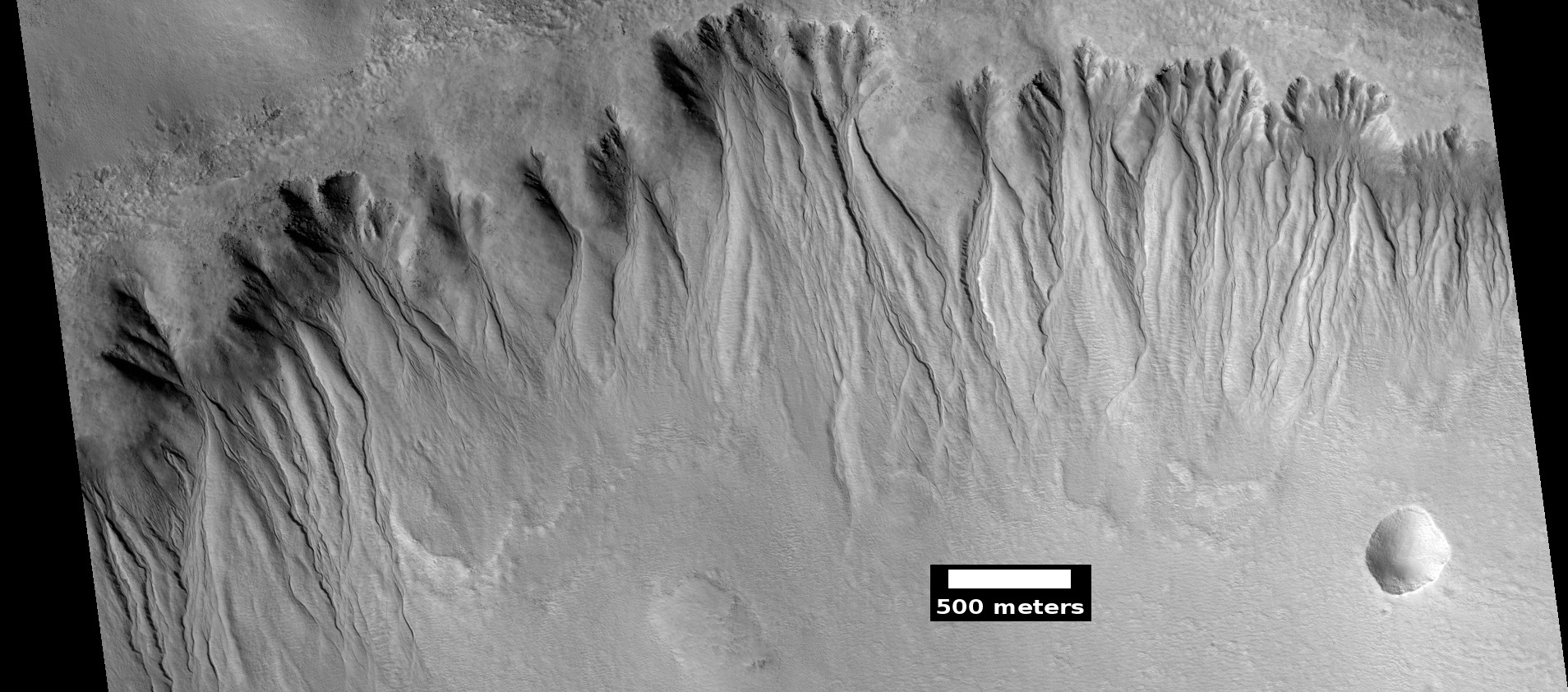
坑壁上的冲沟，HiWish计划下高分辨率成像科学设备拍摄于阿西达里亚海区。
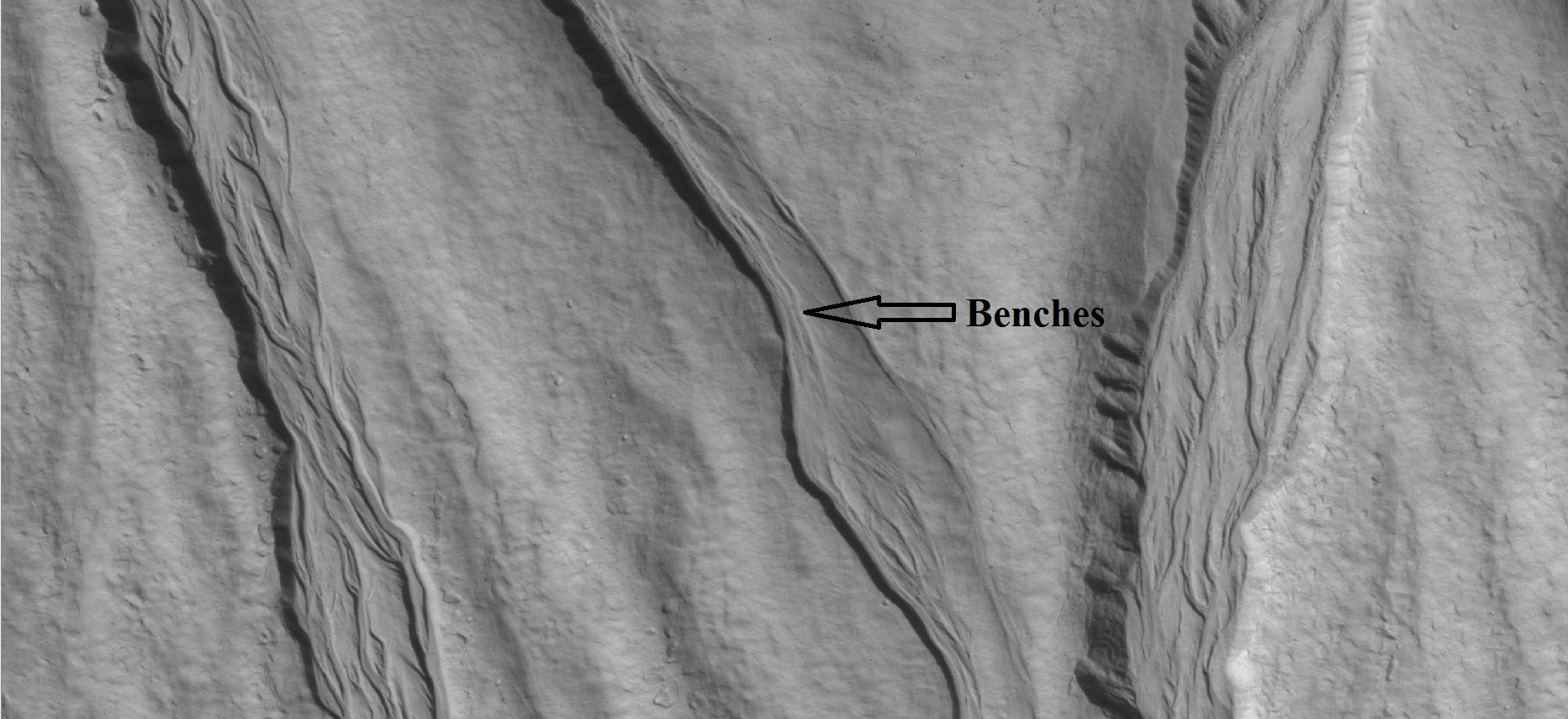
HiWish计划下高分辨率成像科学设备显示的冲沟河道特写，呈现出许多流线型形状和一些沿河道的阶地，这些特征表明它们是由流水所形成，当水位缓慢分阶段下降时，通常会形成阶地地形。照片由HiWish计划下高分辨率成像科学设备拍摄于阿西达里亚海区。注：这是前一幅图像的放大版。
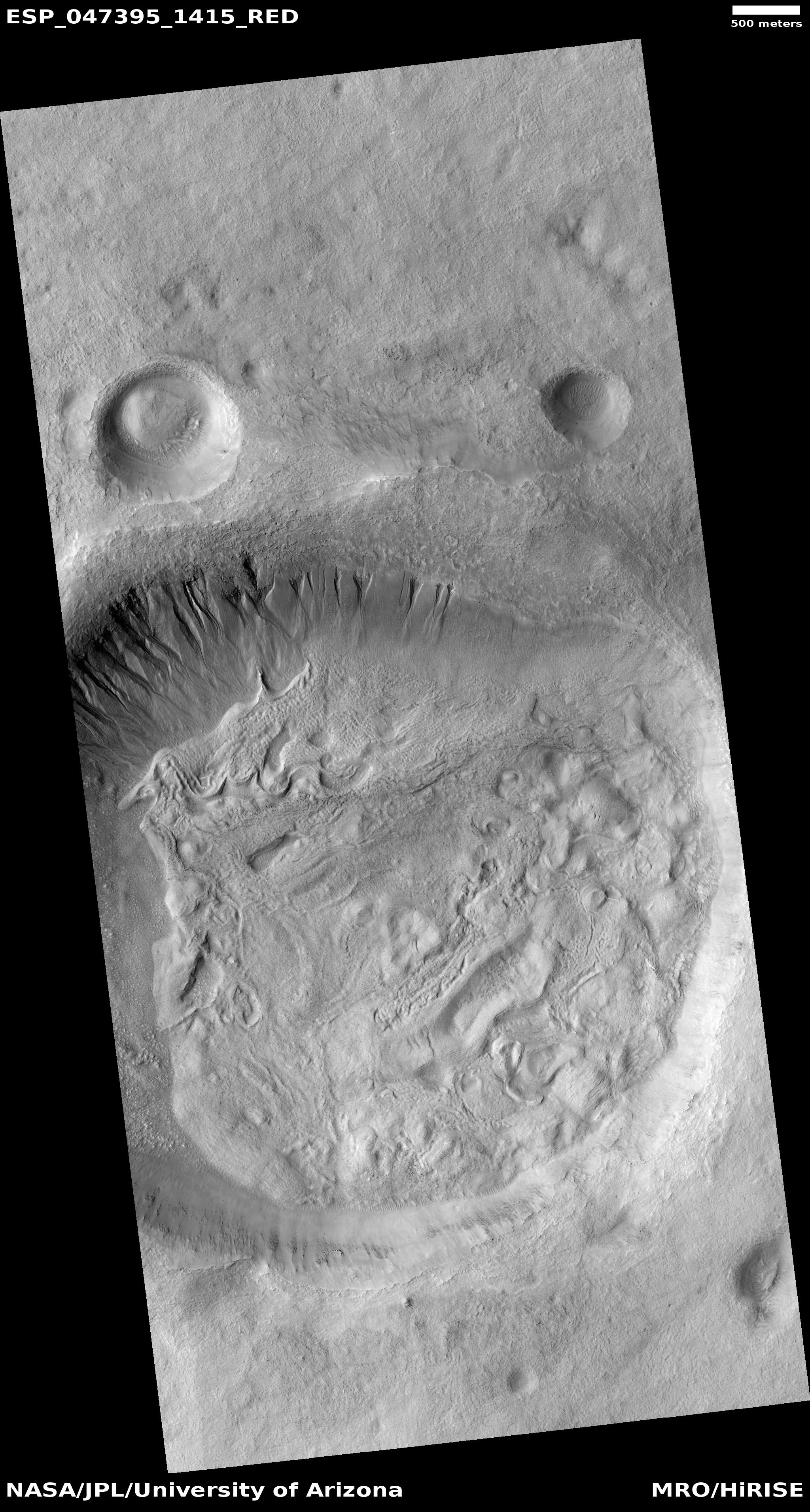
HiWish计划下高分辨率成像科学设备显示的陨坑内冲沟群。
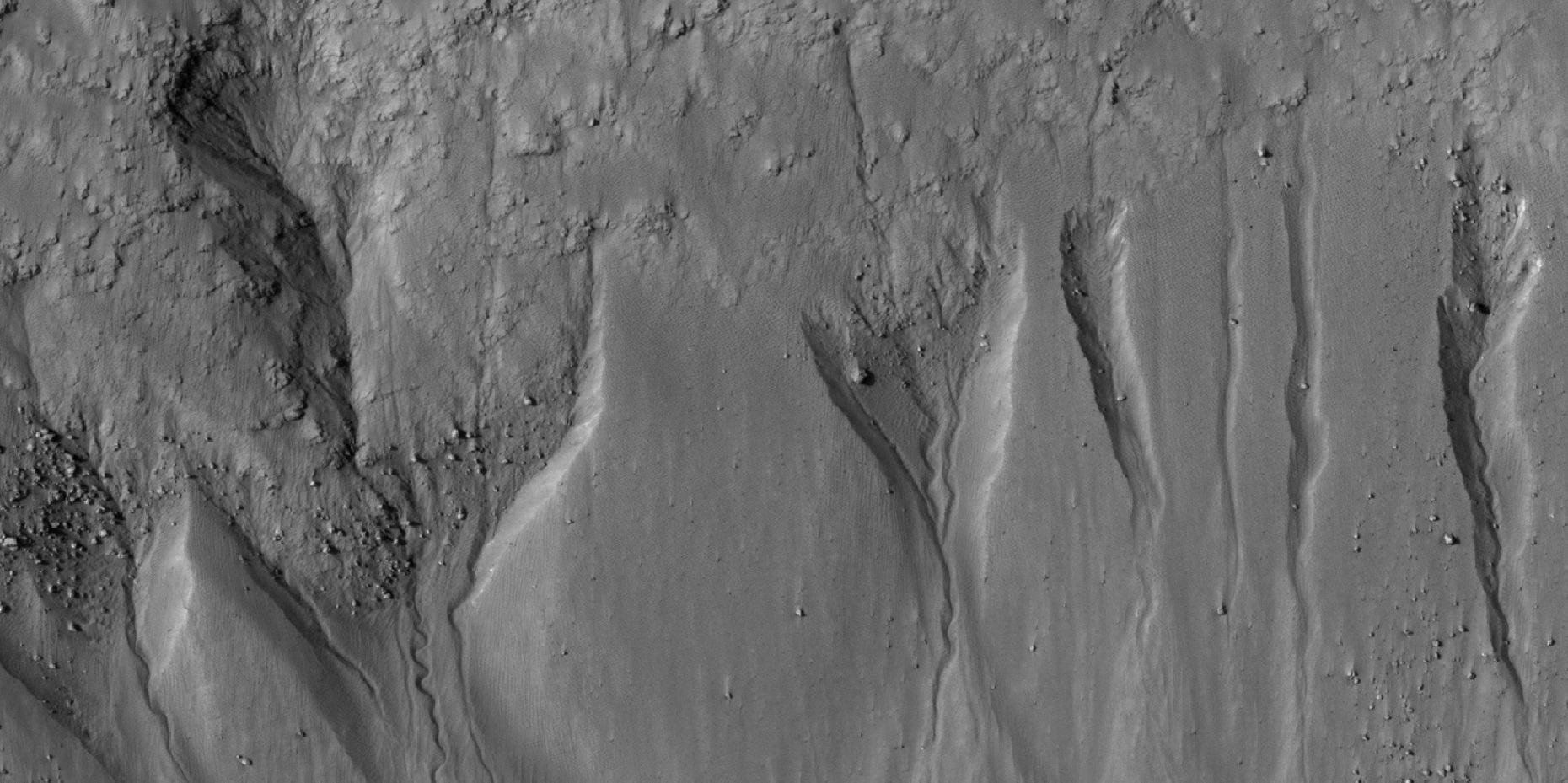
前一幅图像中的冲沟群近景，这些水道非常弯曲。由于冲沟通常呈曲线状，所以被认为是由流水所形成。今天，人们认为它们可产生于大量的干冰。图片来自HiWish计划下高分辨率成像科学设备。

## 沙丘上的冲沟
在一些沙丘上也发现了冲沟，它们与其他地方的，如陨石坑坑壁上的冲沟有些不同。沙丘上的冲沟一般仅数米宽，两侧有隆起的坡堤，在很长的一段距离内似乎保持了相同的宽度，它们通常终止于一座凹坑而非裙坡。在罗素撞击坑内沙丘上发现了许多此类冲沟。冬季，干冰堆积在沙丘上，然后在春季出现黑点，深色条纹向下延伸。干冰消失后，可看到新的通道。这些冲沟可能是干冰块沿陡坡向下移动所造成，也可能是干冰引起的沙子流动。在火星稀薄的大气中，干冰会强劲喷发出二氧化碳 。

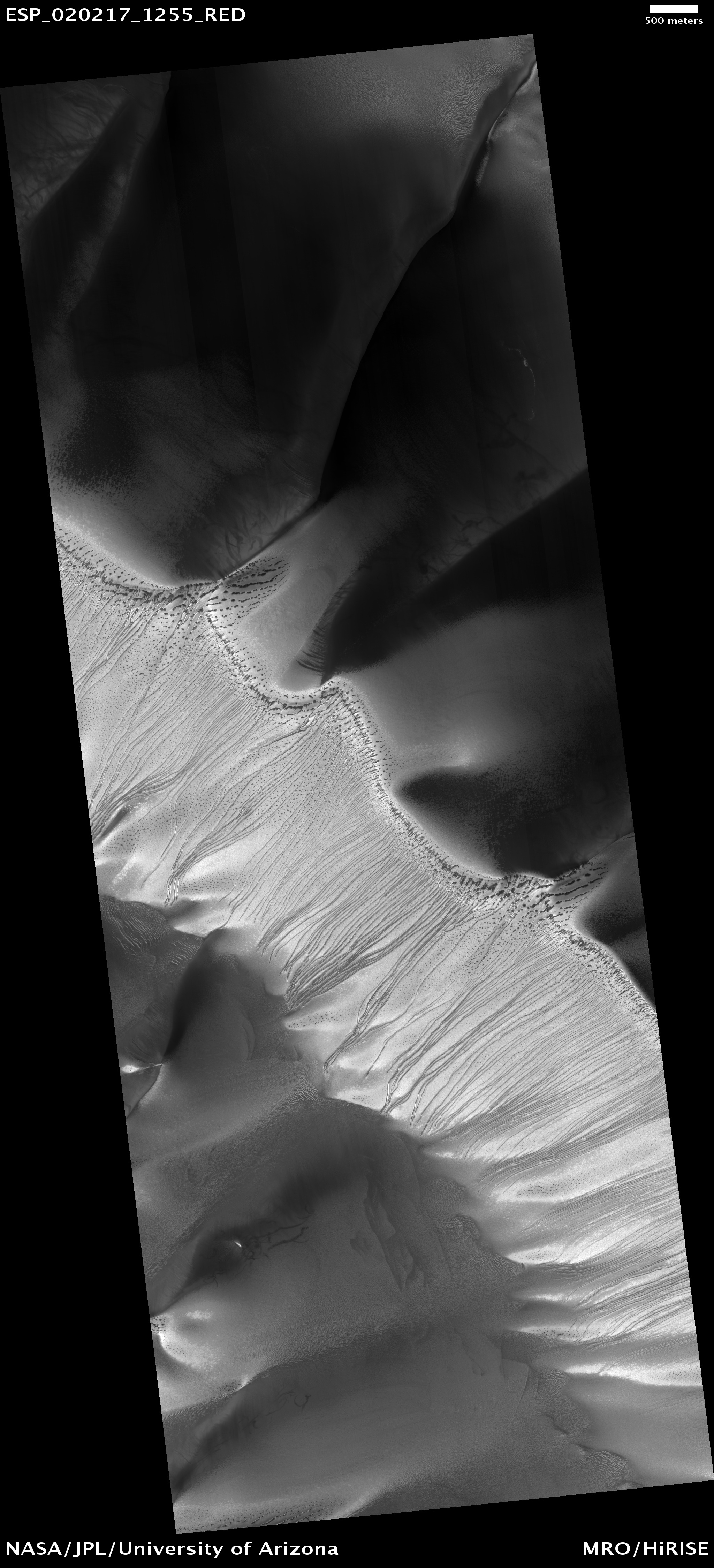
HiWish计划下高分辨率成像科学设备拍摄的罗素陨石坑内的沙丘宽景图，可看到许多狭窄的冲沟。
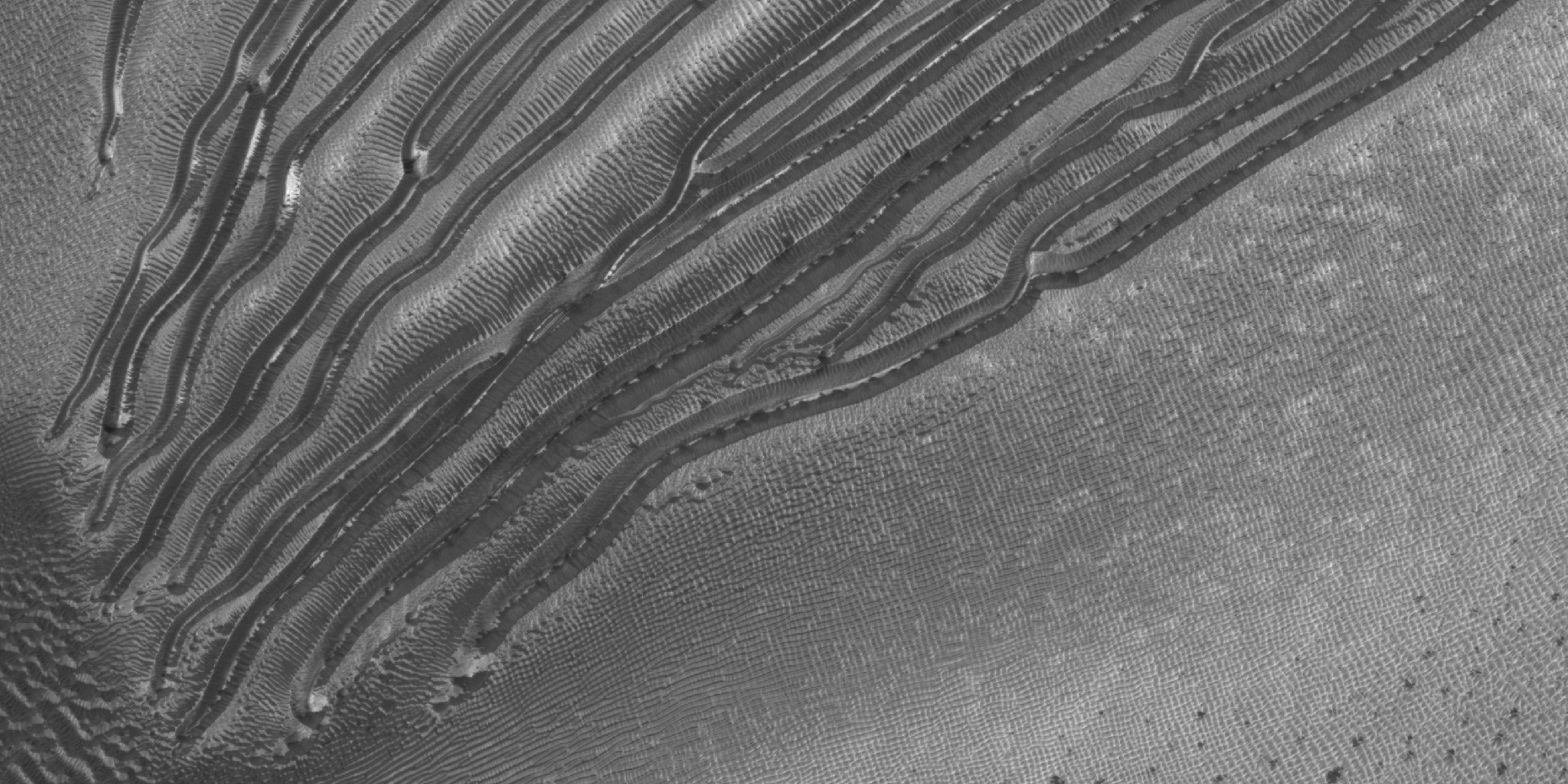
高分辨率成像科学设备显示的挪亚区罗素撞击坑内的冲沟末端近景，注：这类冲沟通常不会以裙坡结束。
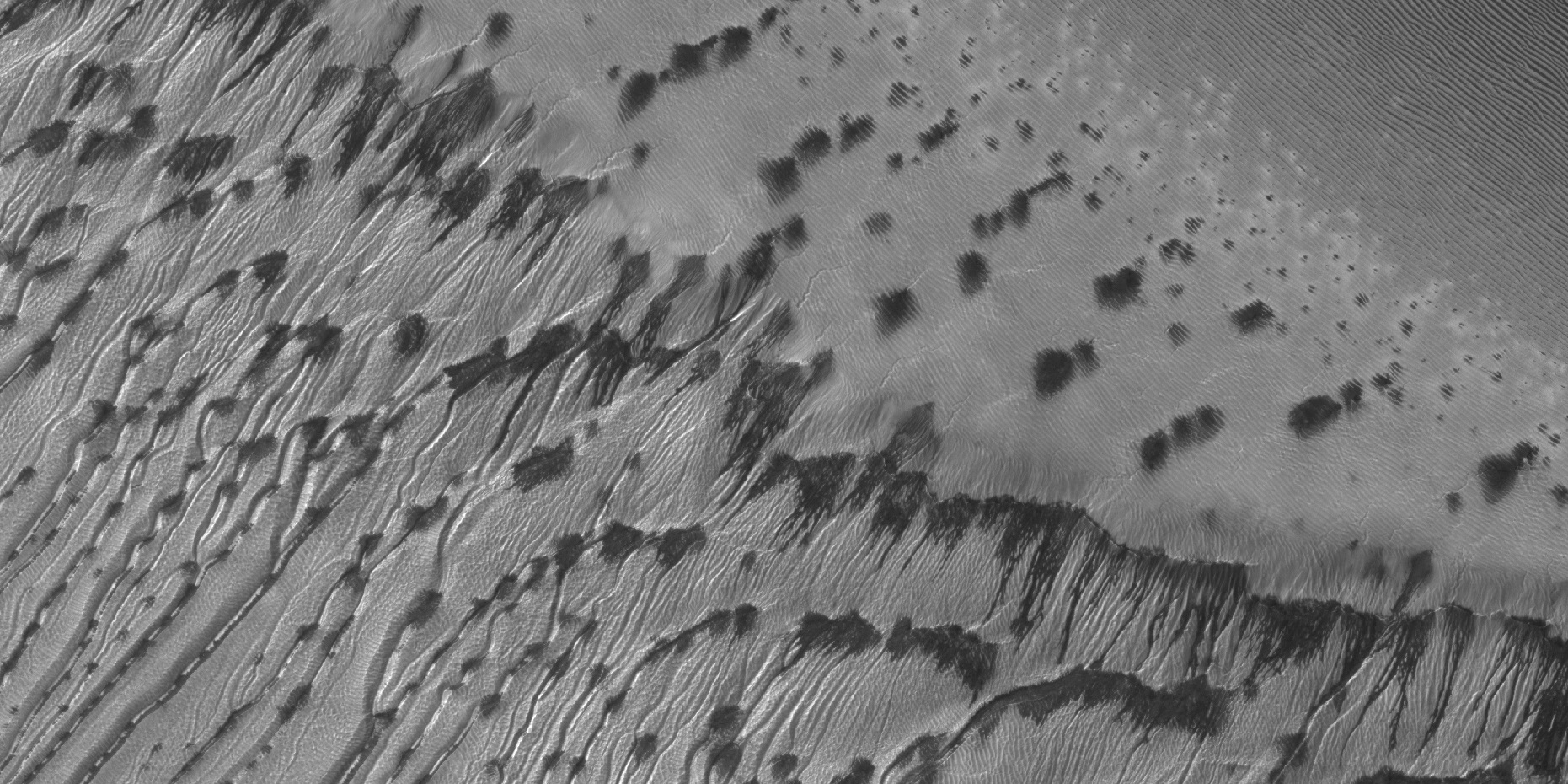
高分辨率成像科学设备显示的罗素撞击坑内冲沟末端近景图。
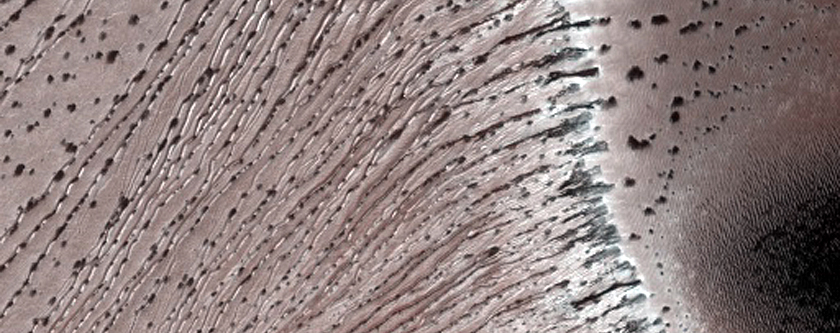
高分辨率成像科学设备显示的罗素撞击坑内冲沟末端的彩色近景图。

## 梅杜莎槽沟层
梅杜莎槽沟层是一处沿火星赤道延伸近1000公里的松软、易侵蚀沉积区。有时，地层看上去是一片平坦而平缓起伏的表面，但在某些地方，已被风蚀刻成垄脊和凹槽状。雷达成像显示，该区域可能含有多孔岩石（如火山灰）或冰川状的深积冰层，其规模与火星南极冠中的储存量大致相同。
梅杜莎槽沟层的下段（构造）包含许多被认为是溪流遗迹的图案和形状。据信，溪流形成了河谷，这些河谷被填满并通过矿物胶结或粗覆盖层的聚集而变得耐侵蚀。这些倒转河床有时被称为蜿蜒山脊或凸起的曲线特征，它们的长度可能有1公里左右，高度则从1米到10米以上不等，而窄的则不到10米。
梅杜莎槽沟层表面已风化侵蚀成一系列被称为雅丹地貌的线性山脊，这些山脊通常指向蚀刻出它们的盛行风方向，并展示了火星风的侵蚀力。梅杜莎槽沟层易于侵蚀的性质表明，它是由胶结较弱的颗粒组成，很可能是由风吹尘埃或火山灰沉积所形成，该构造部分地区可看到地层。在海盗号、 火星全球探勘者号和高分辨率成像科学设备照片中，已观察到雅丹地貌顶部有一层耐蚀性很强的冠盖层。整个区域几乎都看不到撞击坑，因此表面相对年轻。

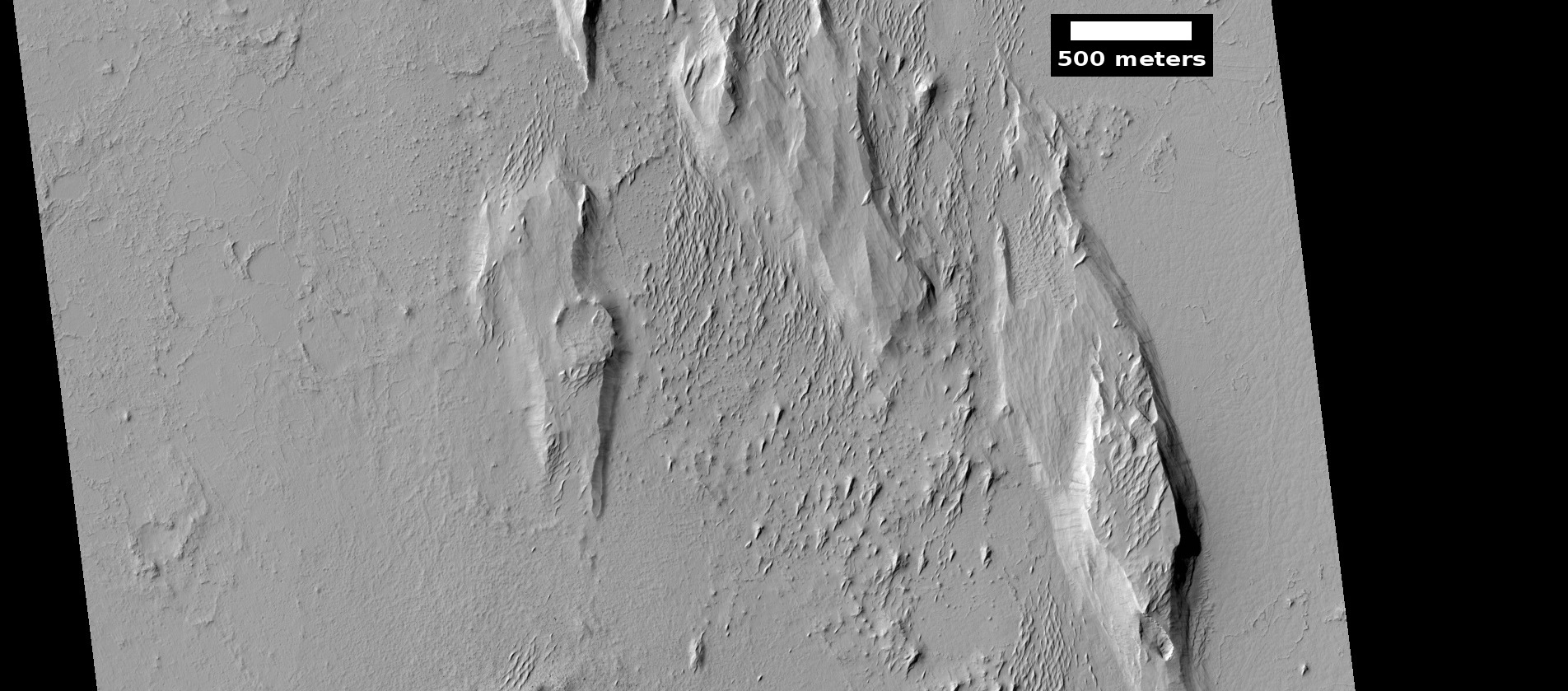
HiWish计划下高分辨率成像科学设备显示的各种大小不同的雅丹地貌。
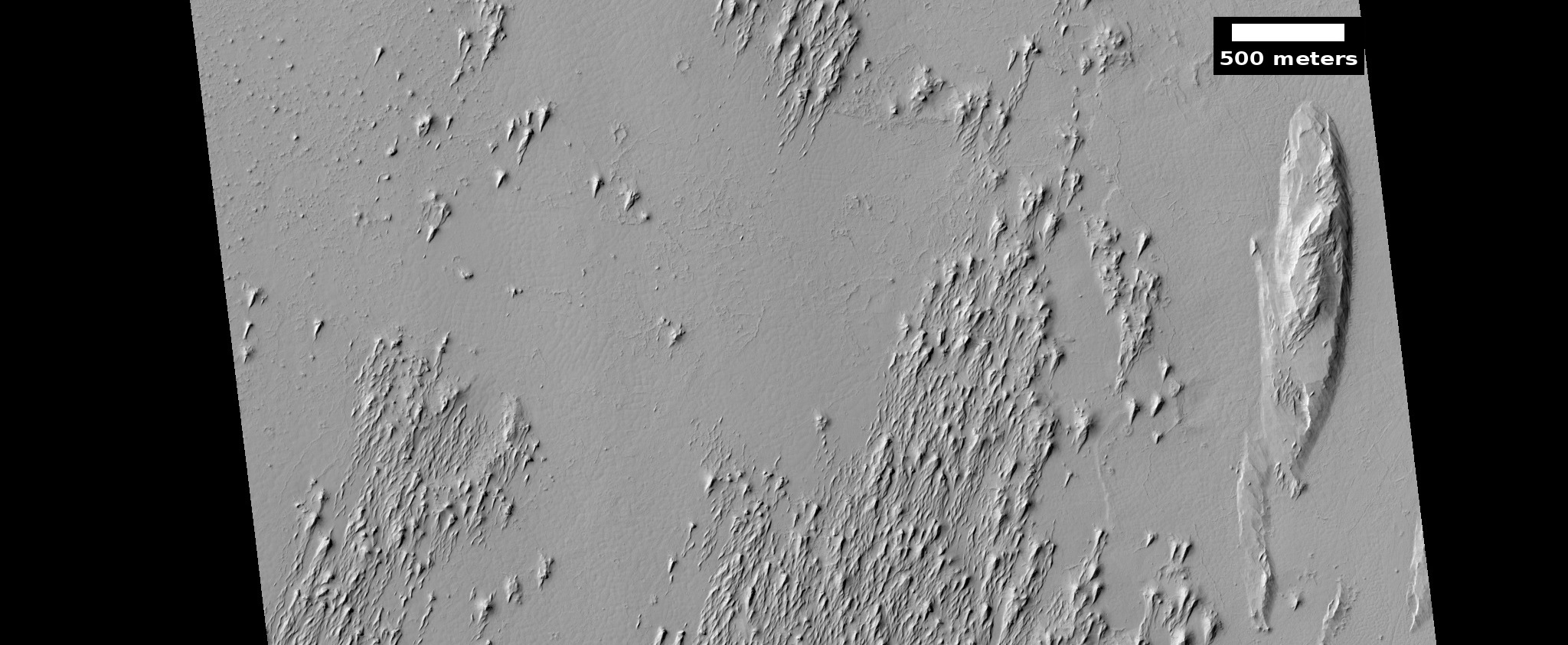
HiWish计划下高分辨率成像科学设备显示的各种大小不同的雅丹地貌。
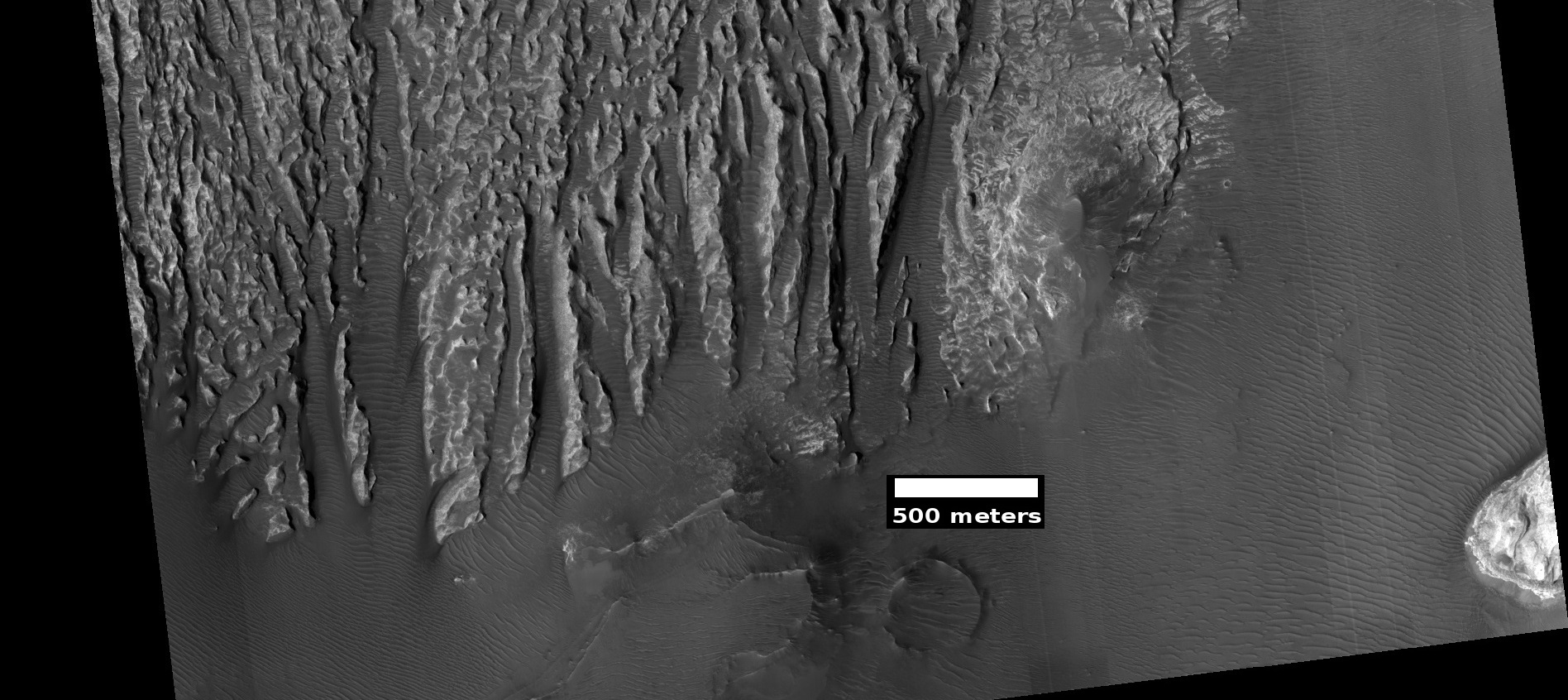
HiWish计划下高分辨率成像科学设备显示的由浅色物质形成的雅丹地貌和周围深色的火山玄武岩沙。
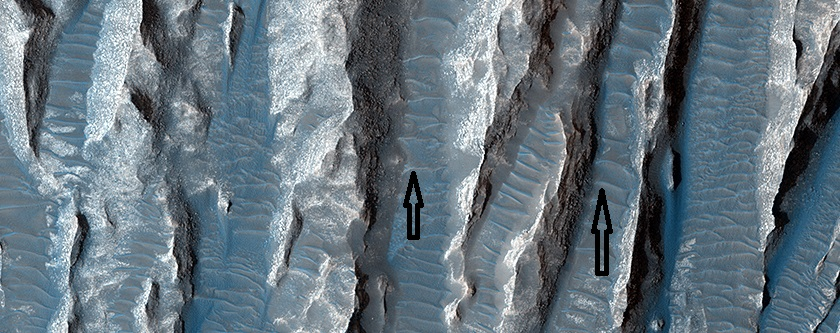
HiWish计划下高分辨率成像科学设备拍摄的雅丹地貌特写，箭头指向横向风成脊-一种沙丘。请注意，这是上一幅高分辨率成像科学设备图像的放大版。
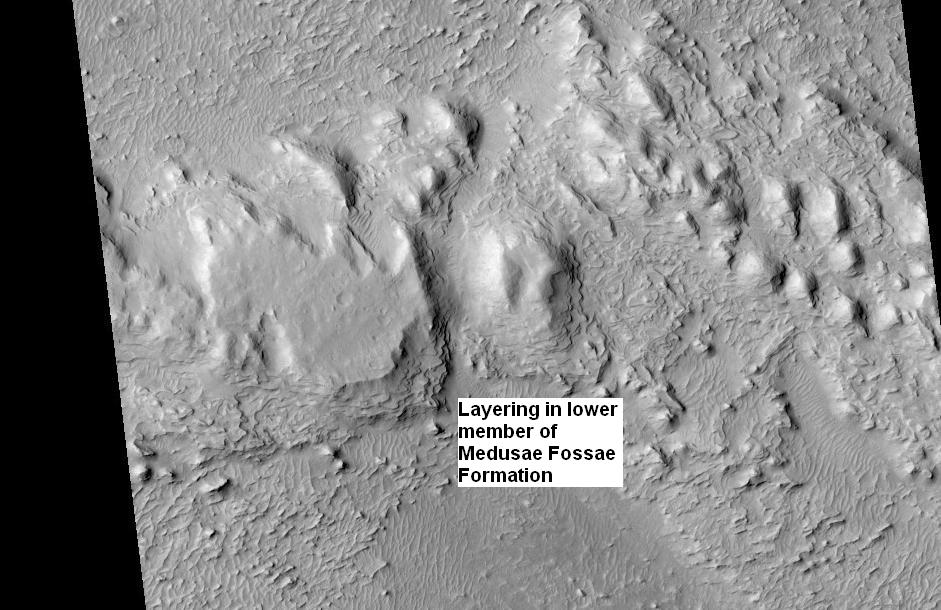
HiWish计划下高分辨率成像科学设备显示的埃俄利斯区梅杜莎槽沟层下段单元地层.

## 雅丹地貌
雅丹地貌在火星一些地区很常见，尤其是在亚马逊区的梅杜莎槽沟层和赤道附近。它们是由风作用于沙子大小的颗粒而形成，因此，通常指向所形成时的风力方向。由于雅丹地貌表面很少出现撞击坑，所以被认为相对年轻。

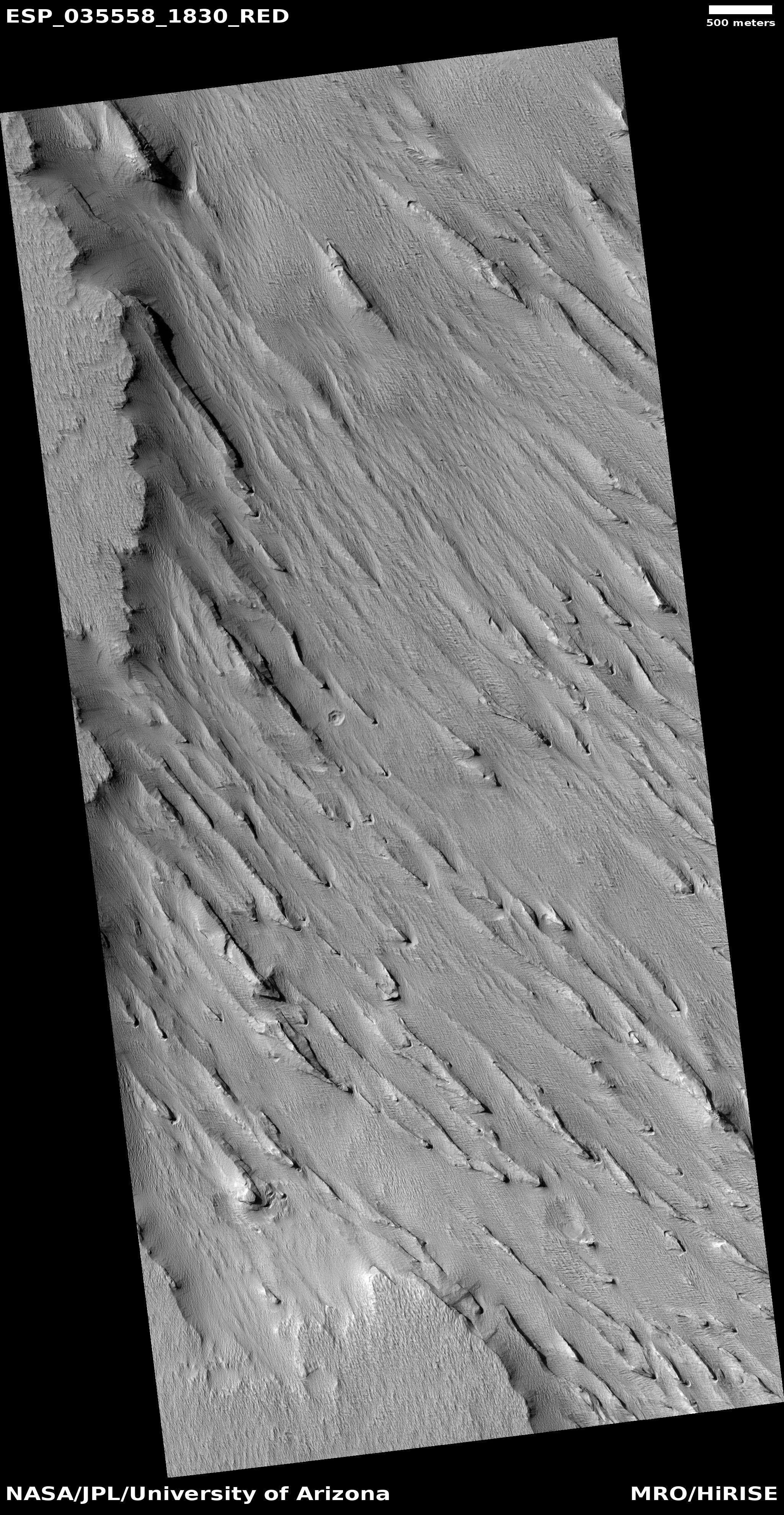
HiWish计划下高分辨率成像科学设备显示的亚马逊区戈尔迪山脊附近的雅丹地貌，这些雅丹地貌群位于梅杜莎槽沟层的上段单元。
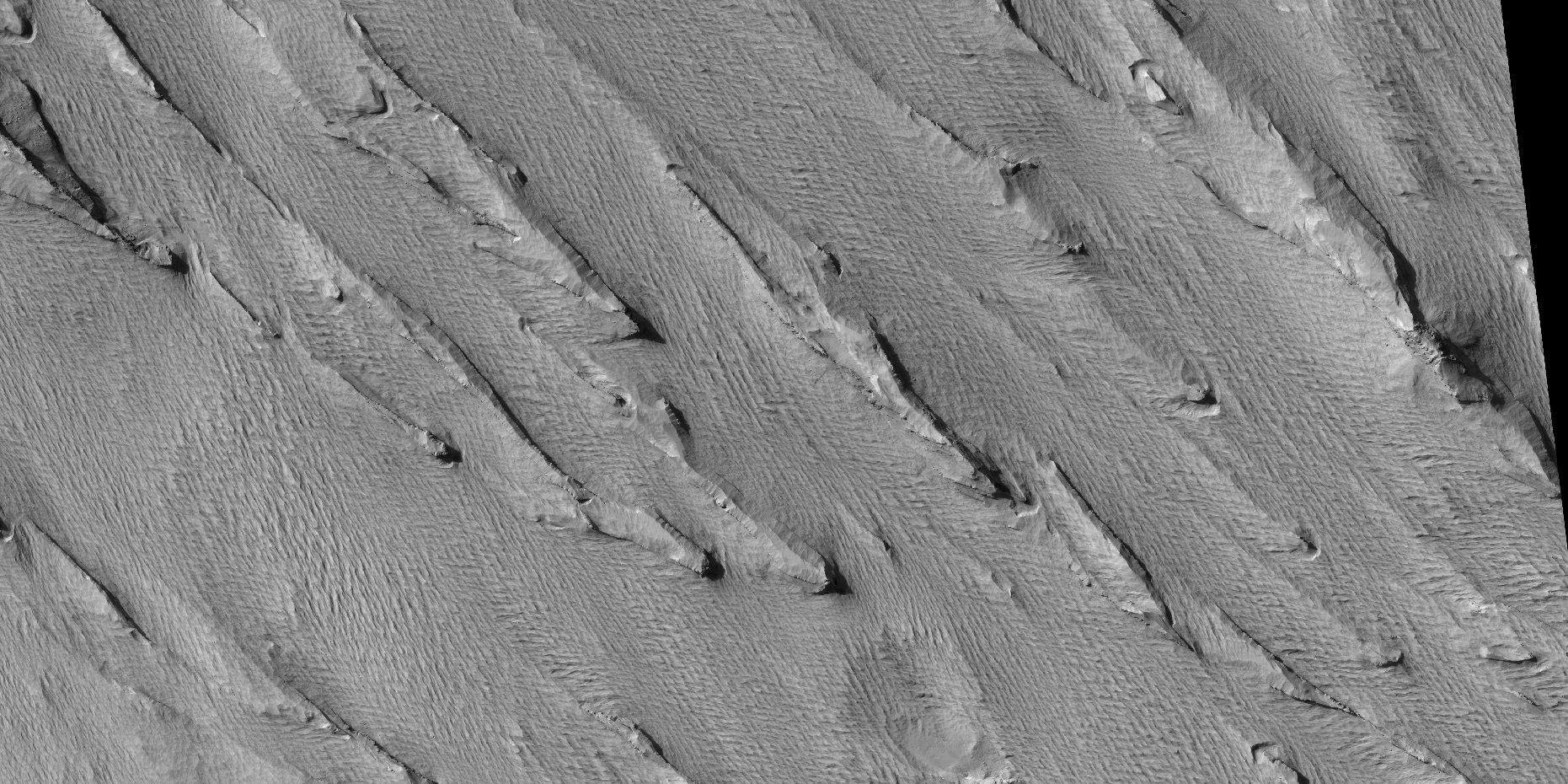
HiWish计划下高分辨率成像科学设备显示的亚马逊区戈尔迪山脊附近的雅丹地貌，注：这是前一图像的放大版。
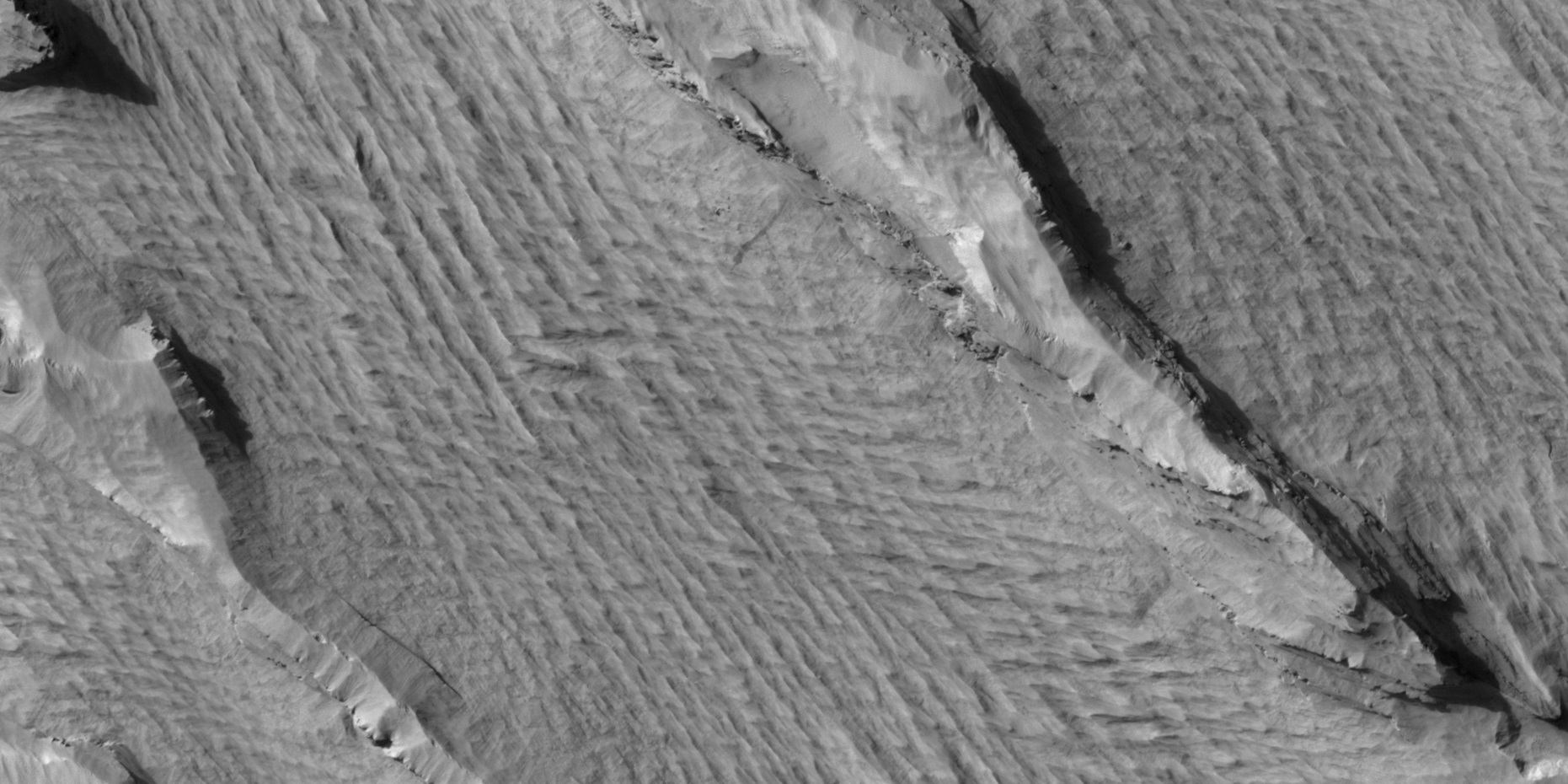
HiWish计划下高分辨率成像科学设备显示的亚马逊区戈尔迪山脊附近的雅丹地貌，注：这是前一图像的放大版。

## 锐蚀地形
锐蚀地形是从水手9号图像中发现的，在火星两种不同地表间的某些区域中常见的表面特征。火星表面可分为两大部分：覆盖北半球大部分地区的低矮、年轻、非坑洼的平原，以及覆盖了南半球和北半球一小部分地区的高耸、古老、严重崎岖坑洼的区域。在这两种地带之间，是一片侵蚀地形，包括复杂的悬崖、桌山、孤峰、直壁和蜿蜒峡谷。锐蚀地形包括平坦的低地和陡峭的悬崖。陡崖或峭壁通常有1至2公里高。该地区的河道则拥有宽阔平坦的地表和陡峭的崖壁。锐蚀地形最常见于北纬30度到50度、西经度270度到360度之间的阿拉伯区北部，部分锐蚀地形被称为都特罗尼勒斯桌山群和普罗敦尼勒斯桌山群。
在锐蚀地形中，地块似乎从狭窄的直谷过渡到孤立的桌山。大多数桌山都围绕着被赋予各种名称的形态特征（环桌山围裙、碎屑围裙、岩石冰川和舌状岩屑坡）。起初它们看上去就像地球上的岩石冰川，但科学家们尚无法确定。最终，火星勘测轨道飞行器的雷达研究发现了它们真实性质的证据，并表明它们含有纯水冰，上面覆盖着一层将水冰隔绝在下方的薄岩层。
除了桌山周围岩石覆盖的冰川外，该地区还分布有许多谷底带有线条状山脊和沟槽的陡峭河谷。构成这些谷底的材料称为线状谷底沉积。在海盗号轨道器拍摄的一些最佳照片中，一些河谷填充物似乎类似于地球上的高山冰川。鉴于这种相似性，一些科学家认为这些谷底线条可能是由流入这些峡谷和河谷中的积冰所形成。今天，人们普遍认为是冰川流造成了这些线条。

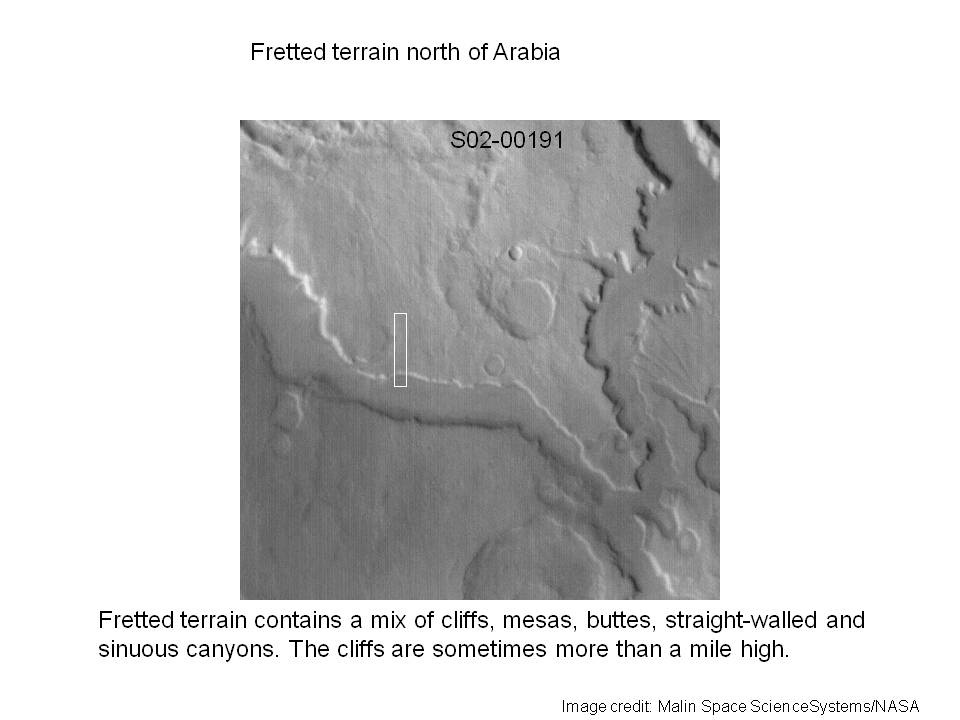
火星全球探勘者号火星轨道器相机拍摄的伊斯墨诺斯湖区锐蚀地形，显示出平坦谷底和峭壁的河谷。
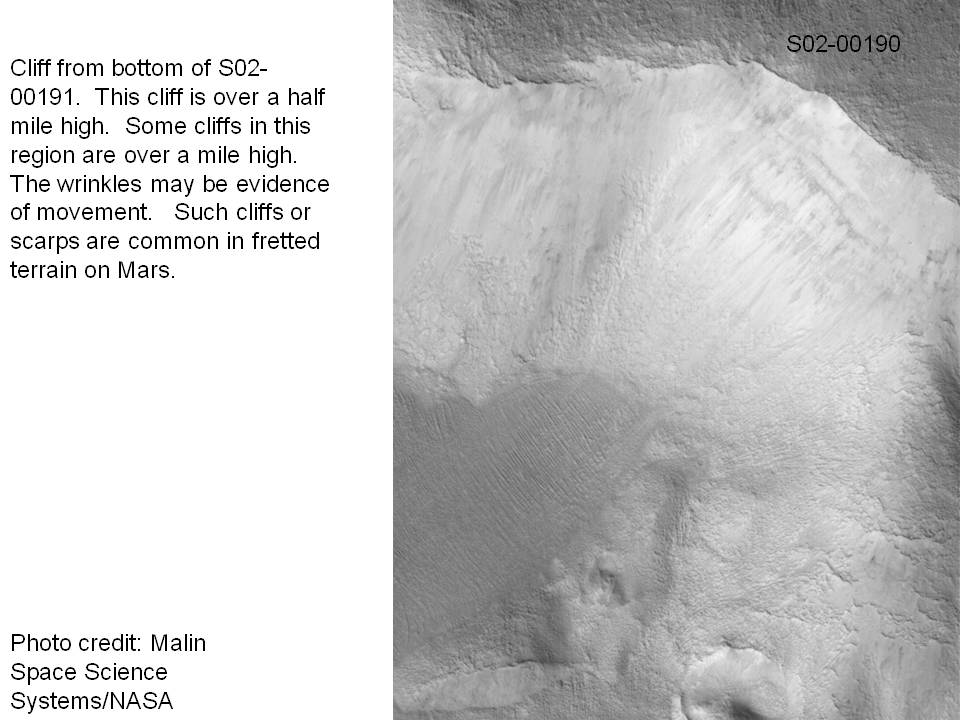
放大了左侧照片中所显示的悬崖，火星全球探勘者号高分辨率相机拍摄。
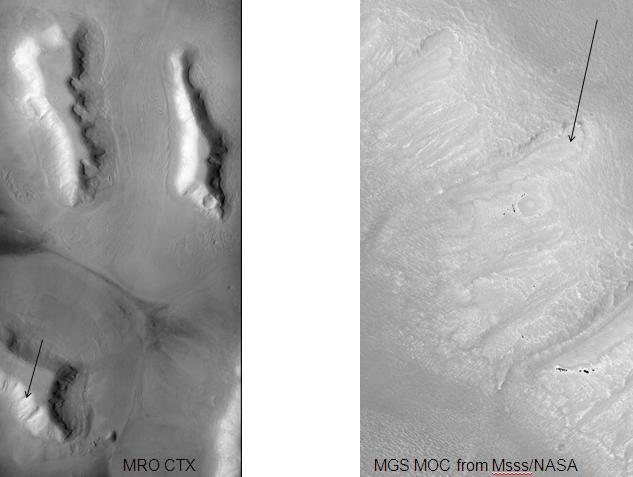
左图中的箭头指向一道可能被冰川侵蚀的河谷，右图显示了火星全球探勘者号照片中被放大的河谷。
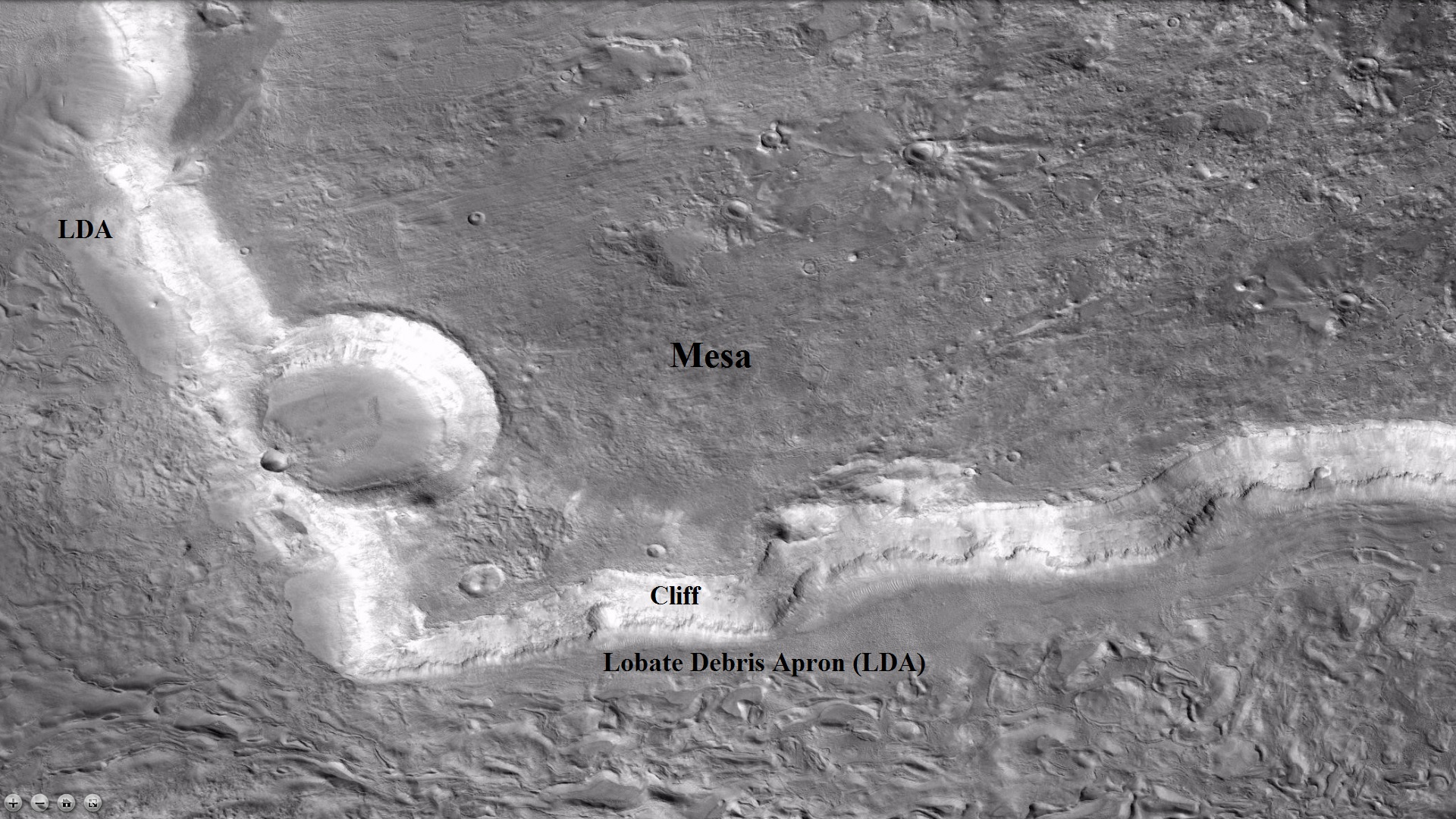
背景相机拍摄的伊斯墨诺斯湖区桌山广角照，显示了崖面和舌状岩屑坡的位置。
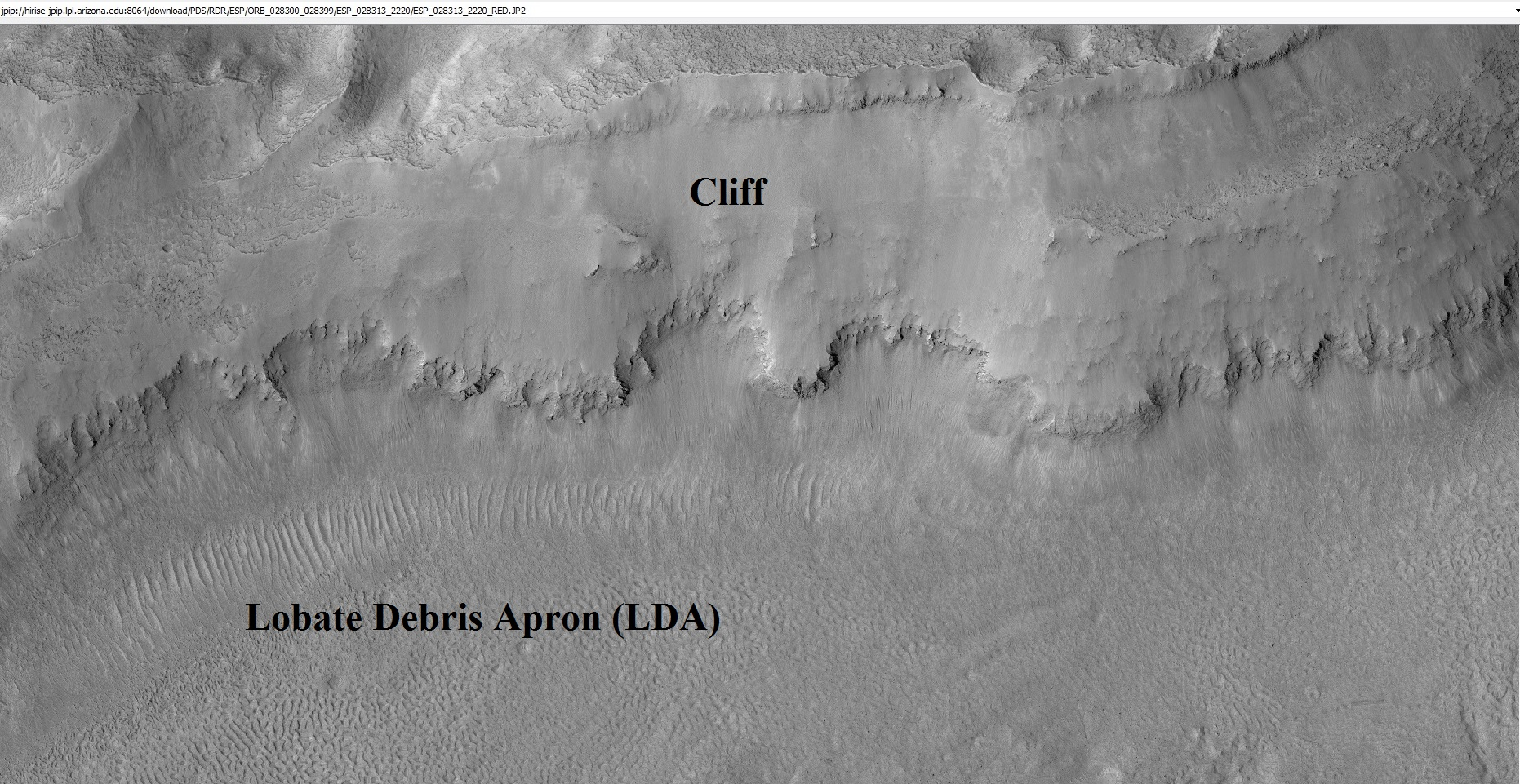
前一幅桌面背景相机图像的放大，显示了悬崖面和舌状岩屑坡的细节。HiWish计划下高分辨率成像科学设备拍摄于伊斯墨诺斯湖区。
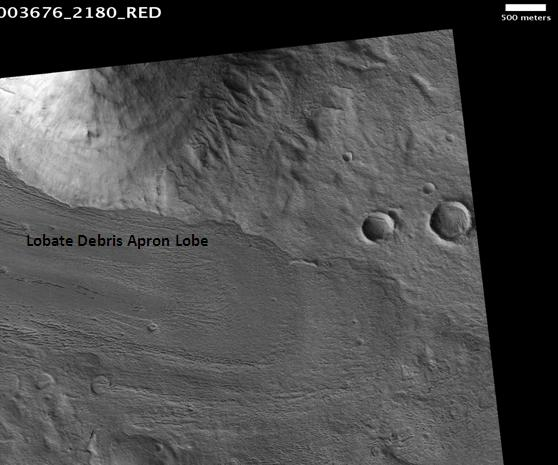
高分辨率成像科学设备显示的刻布壬尼亚区佛勒格拉山中的舌状岩屑坡。该岩屑坡内可能大部分是水冰，覆盖着一层薄薄的碎岩屑，因此它可能是未来火星定居者们的水源地。比例尺长500米。
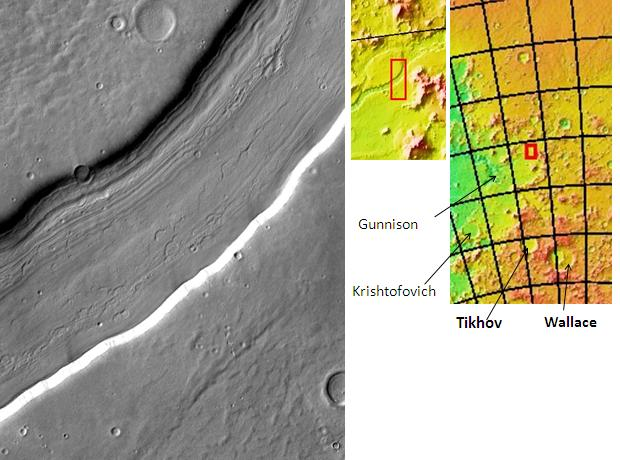
热辐射成像系统显示的希腊区带有线状谷底沉积的鲁尔谷，点击图片查看与其他特征的关系。

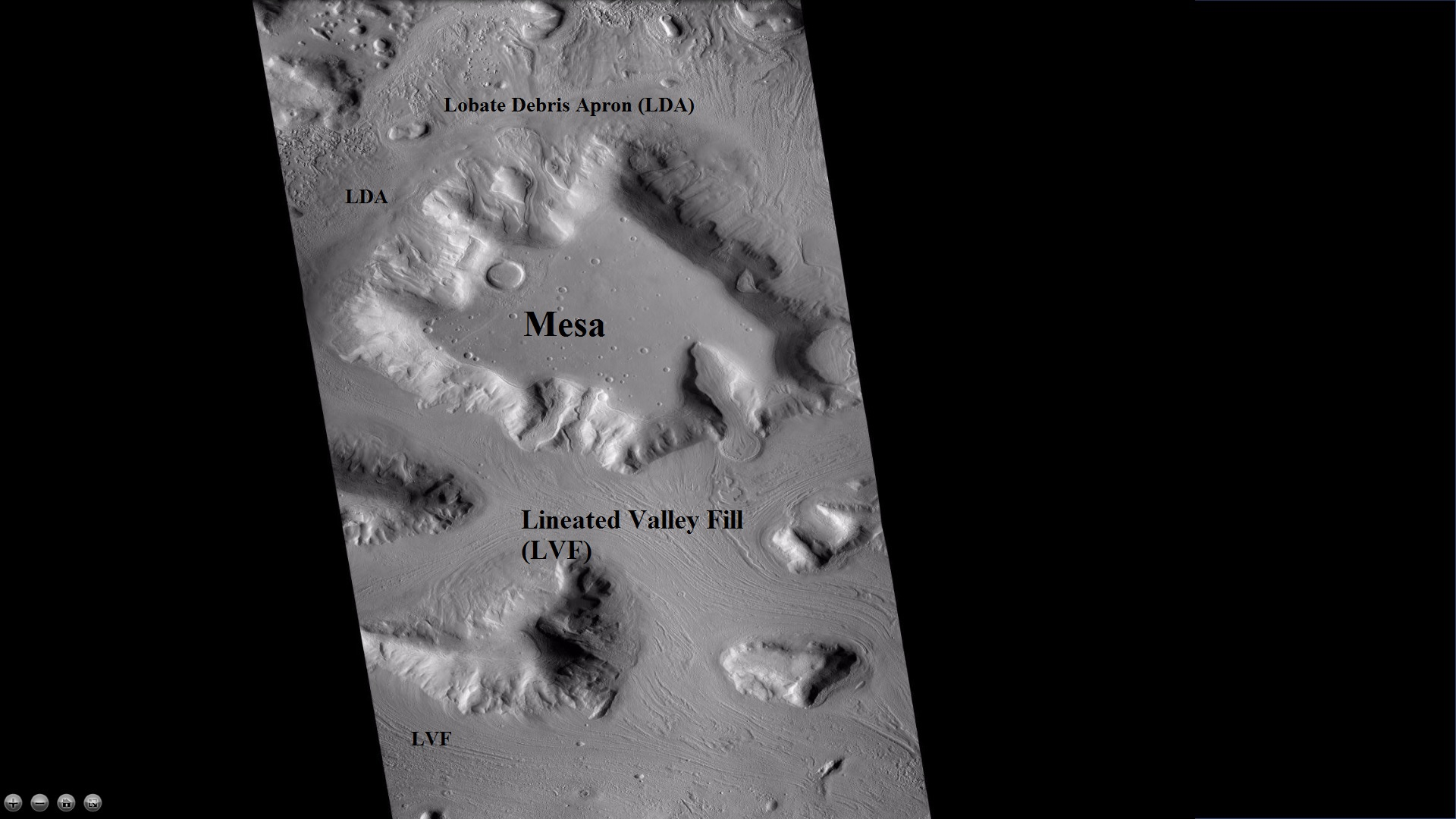
背景相机广角图显示了伊斯墨诺斯湖区环绕着舌状岩屑坡和线状谷底沉积的桌山及地垛。
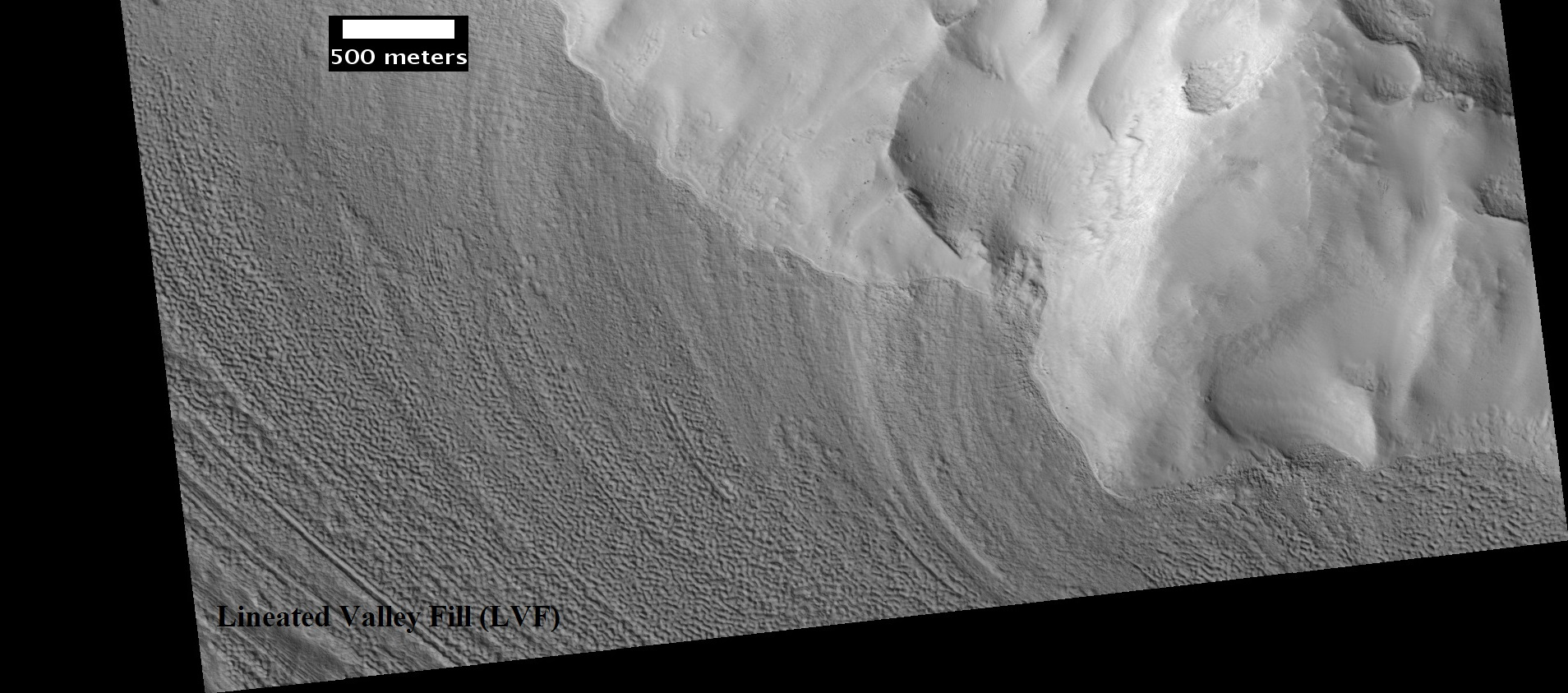
HiWish计划下高分辨率成像科学设备拍摄的线状谷底沉积特定，注：这是前面背景相机图像的放大版。

## 冰川
冰川被宽泛地定义为当前或最近流动的积冰，并认为存在于现代火星表面大片特定的区域，而且推断在过去的某些时候曾分布得更广。

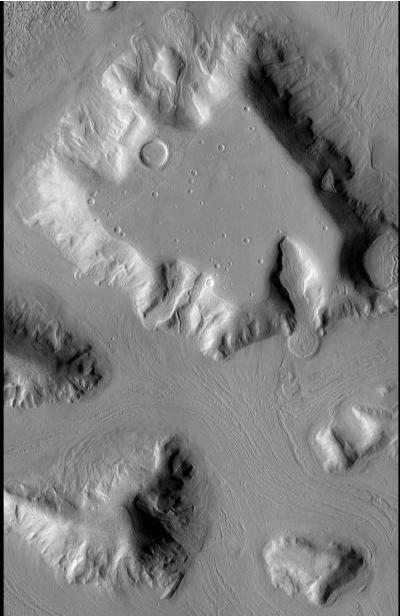
背景相机拍摄的伊斯墨诺斯湖区的桌山，桌山有数处已被冰川侵蚀。接下来两张高分辨率成像科学设备拍摄的图像更详细地展示了其中的一道冰川。
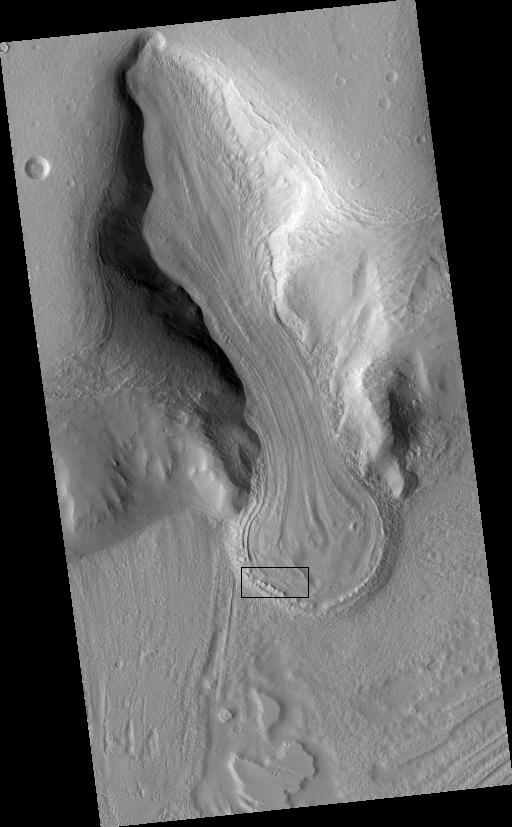
HiWish计划下高分辨率成像科学设备显示的伊斯墨诺斯湖区普罗敦尼勒斯桌山群中的冰川，矩形区将在下一幅图像中放大。图像顶部为积雪区，冰川沿河谷向下移动，然后在平原上扩展开来，流动的证据来自地表上众多的线条。
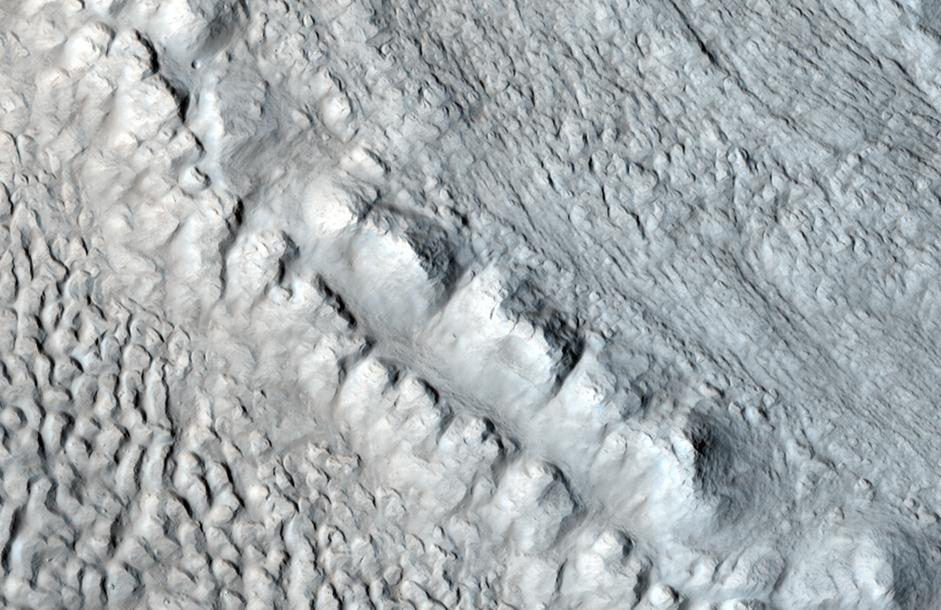
放大的前一图像中的矩形区，在地球上，这种垄脊被称为高山冰川末端冰碛。HiWish计划下高分辨率成像科学设备拍摄于伊斯墨诺斯湖区。
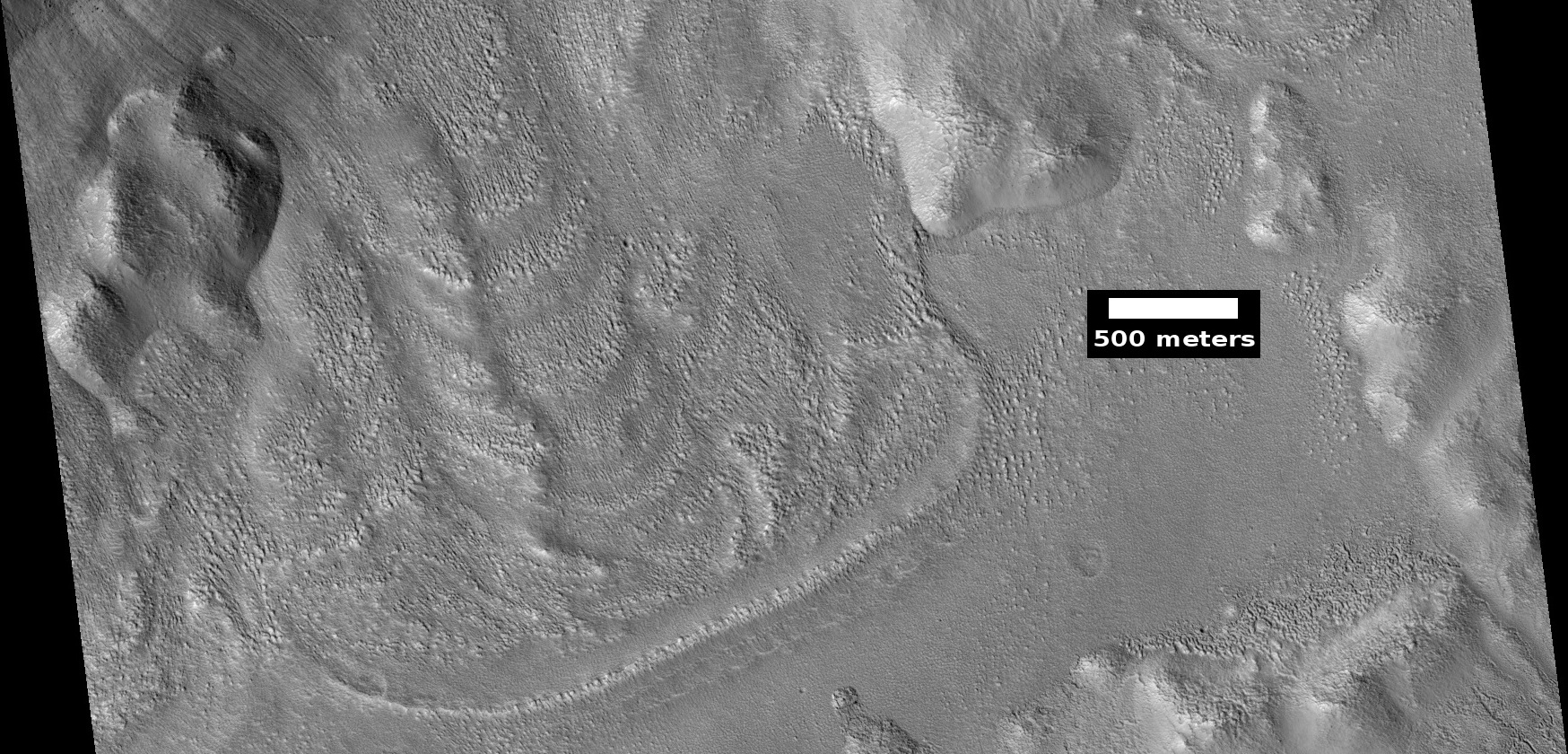
HiWish计划下高分辨率成像科学设备在伊斯墨诺斯湖区莫罗撞击坑边缘看到从河谷中流出的冰川。
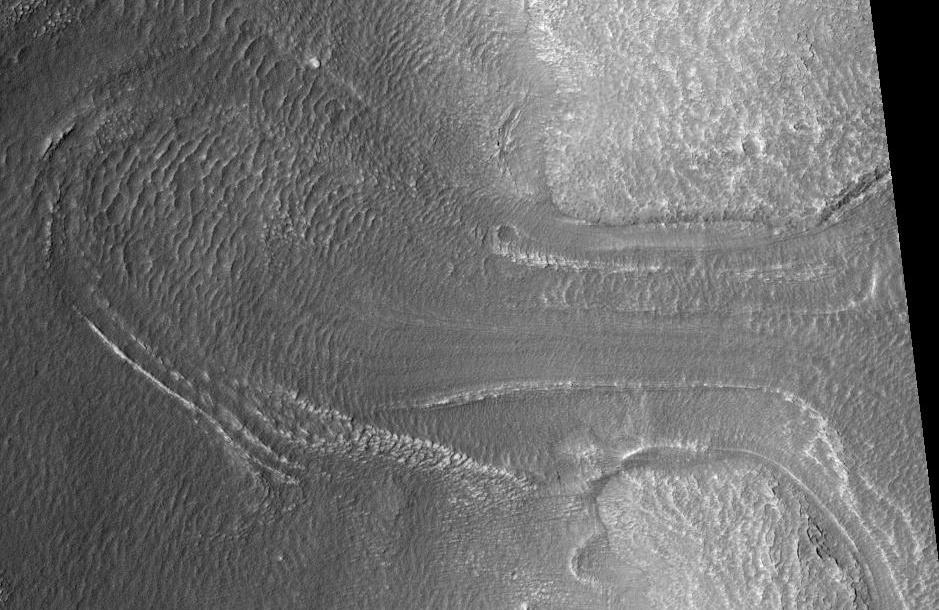
HiWish计划下高分辨率成像科学设备显示的伊斯墨诺斯湖区可能的冰川，雷达研究发现，它们几乎完全由纯冰组成，似乎流出于右侧高地。

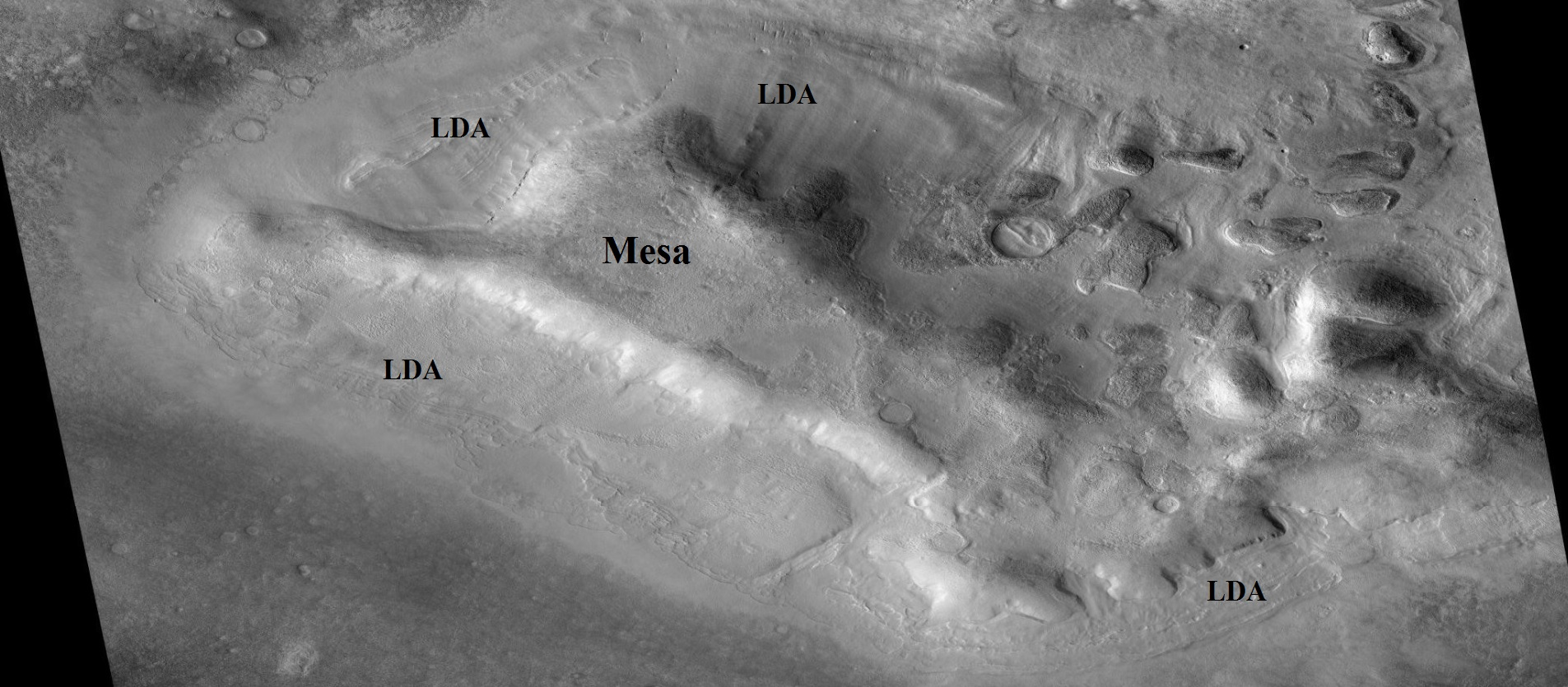
背景相机拍摄的伊斯墨诺斯湖区环桌山的舌状岩屑坡，桌山和舌状岩屑坡均被标出以显示两者的关系。雷达研究已确定舌状岩屑坡中含有水冰。因此，它们对未来火星定居者来说非常重要。
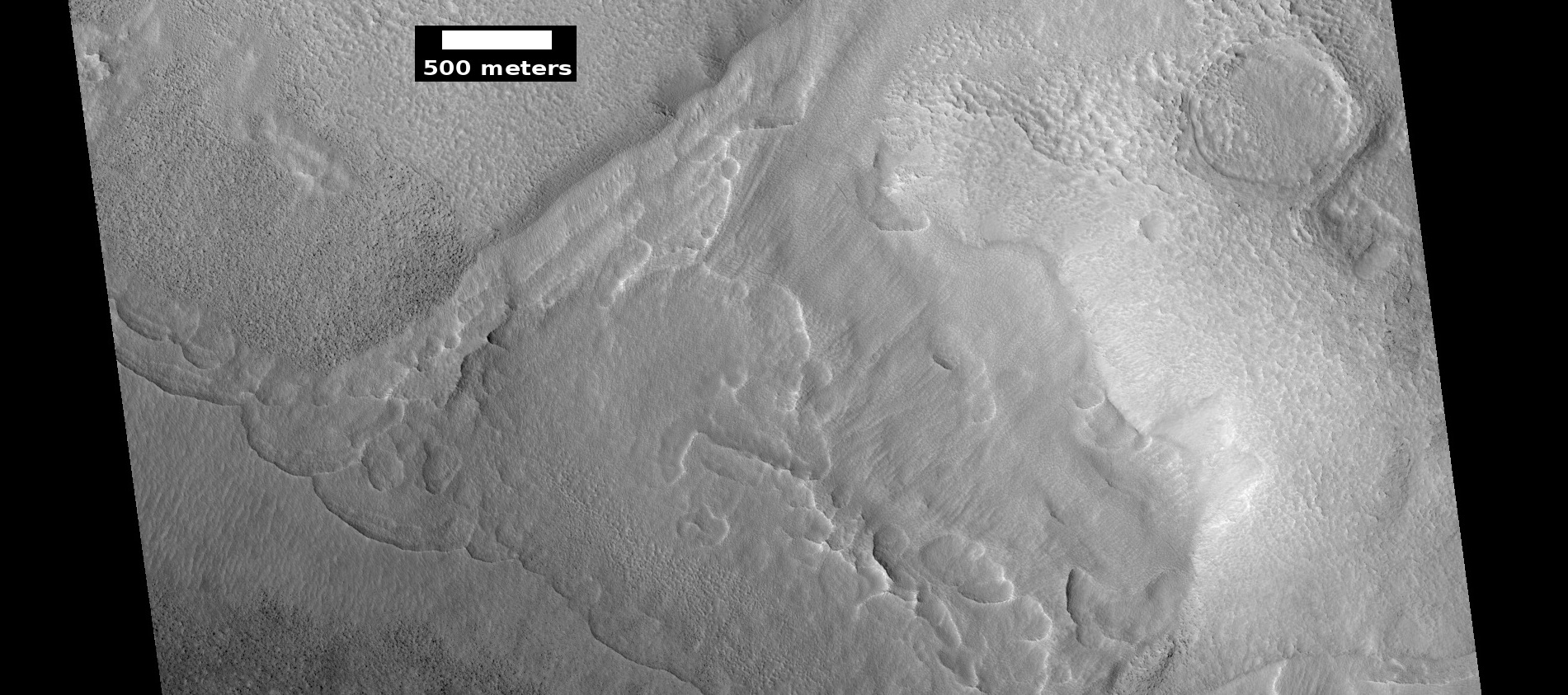
HiWish计划下高分辨率成像科学设备显示的舌状岩屑坡特写。

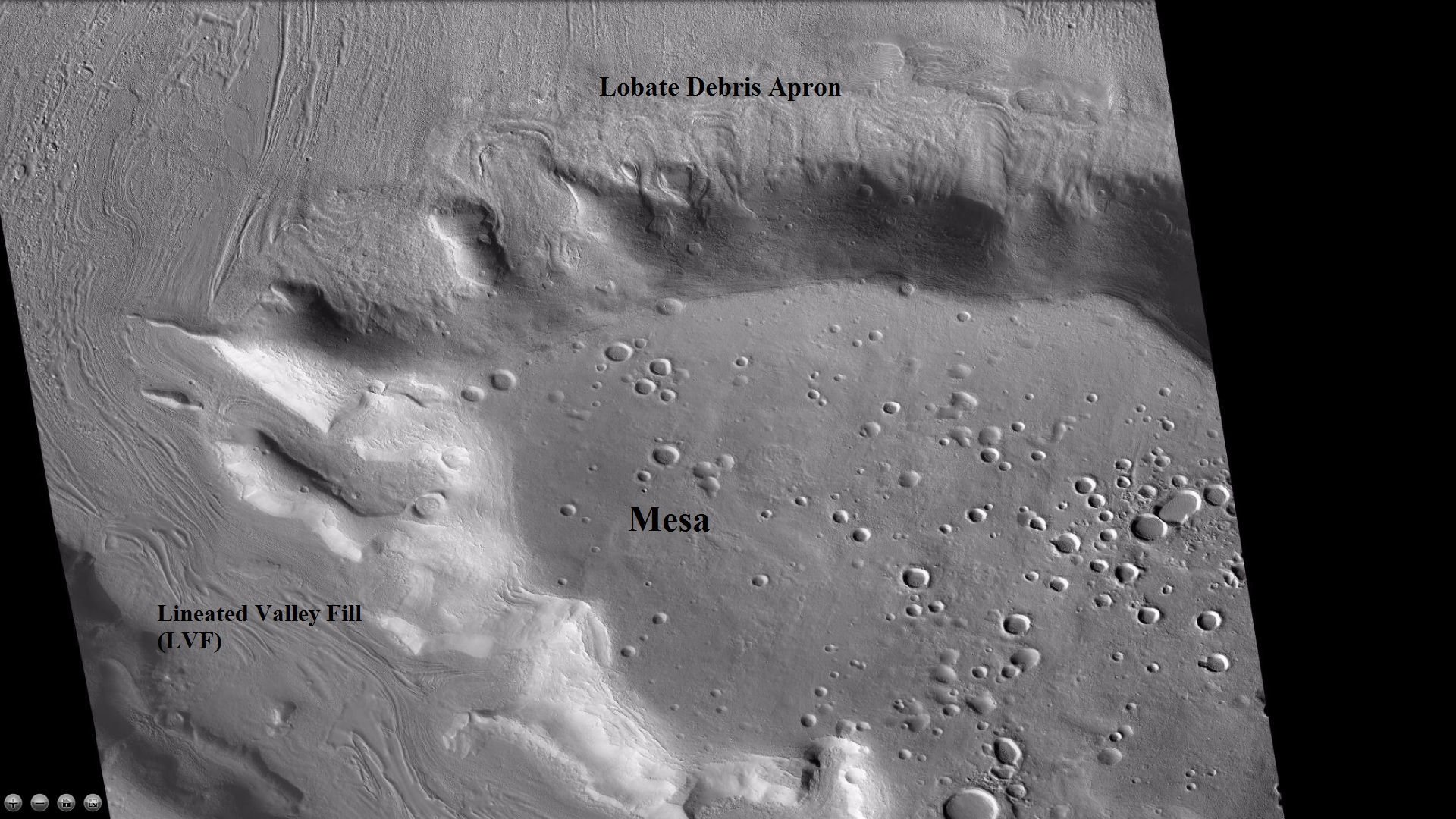
显示了伊斯墨诺斯湖区舌状岩屑坡和线状谷底沉积的桌山广角背景相机图，两者被认为都是被岩屑覆盖的冰川。
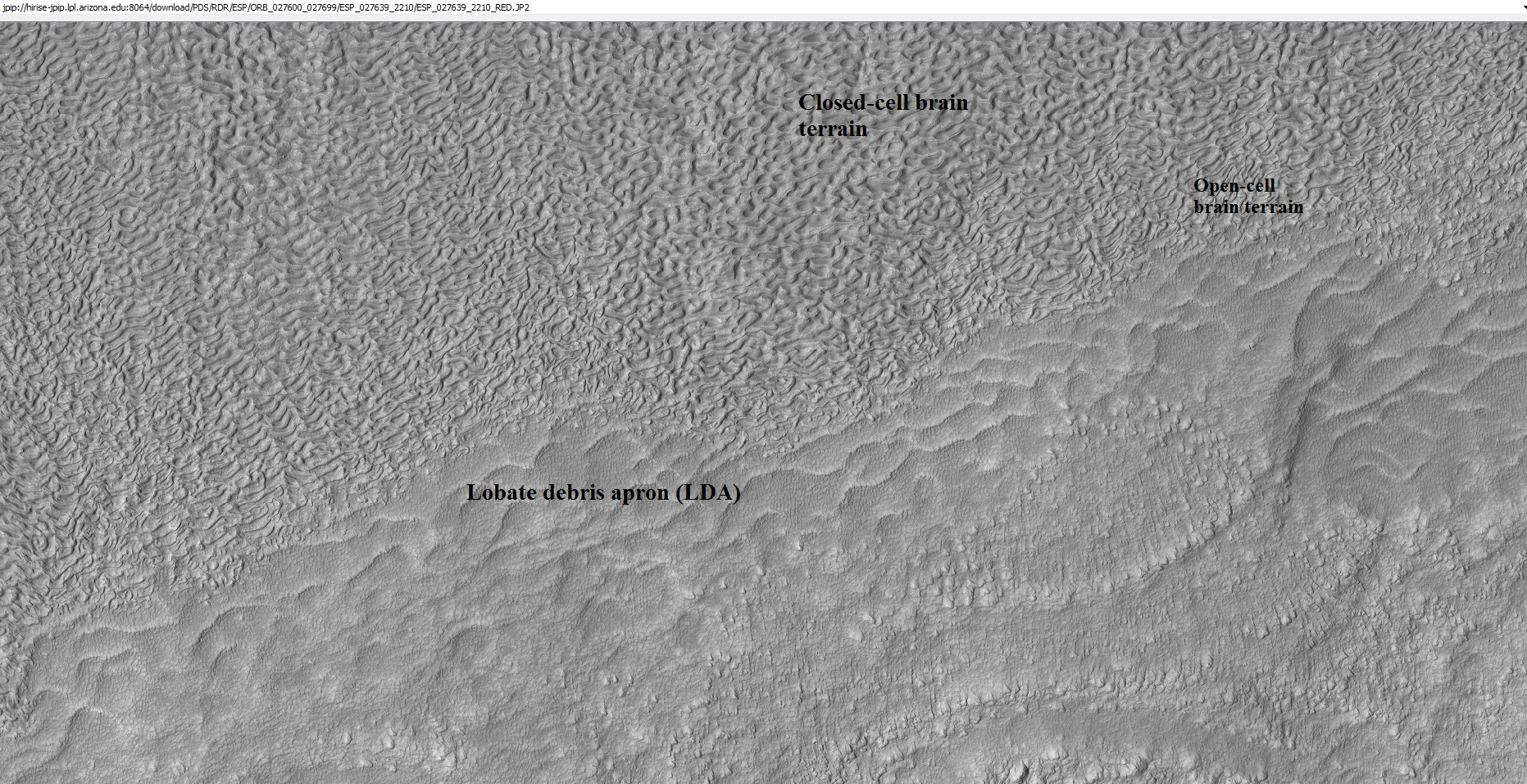
上一幅桌山背景相机图中的舌状岩屑坡特写，该图像显示了更常见的细胞开放型脑纹地形和细胞闭合型脑纹地形，细胞开放型脑纹区域被认为包裹着冰核。图片由HiWish计划下高分辨率成像科学设备所拍摄。

## 同心坑沉积
同心坑沉积与舌状岩屑坡和线状谷底沉积一样，被认为富含了水冰。根据对这些陨石坑中不同点高度的精确地形测量，以及按直径所推算的深度，人们认为这些陨石坑中80%的空间都被主要为冰的物质所填满。也就是说，坑内堆积的数百米厚物质可能是由冰和数十米厚的表面碎屑所组成。从前气候条件下的降雪使陨坑中累积了大量的冰。最近的模拟表明，同心坑沉积形成于多次气候循环中产生的积雪，然后流入进陨石坑。一旦进入陨坑内，阴影和尘埃会遮蔽积雪，使积雪变成为冰。许多同心线是由多次循环累积的积雪所形成。通常，只要转轴倾角达到35度，就会形成积雪。

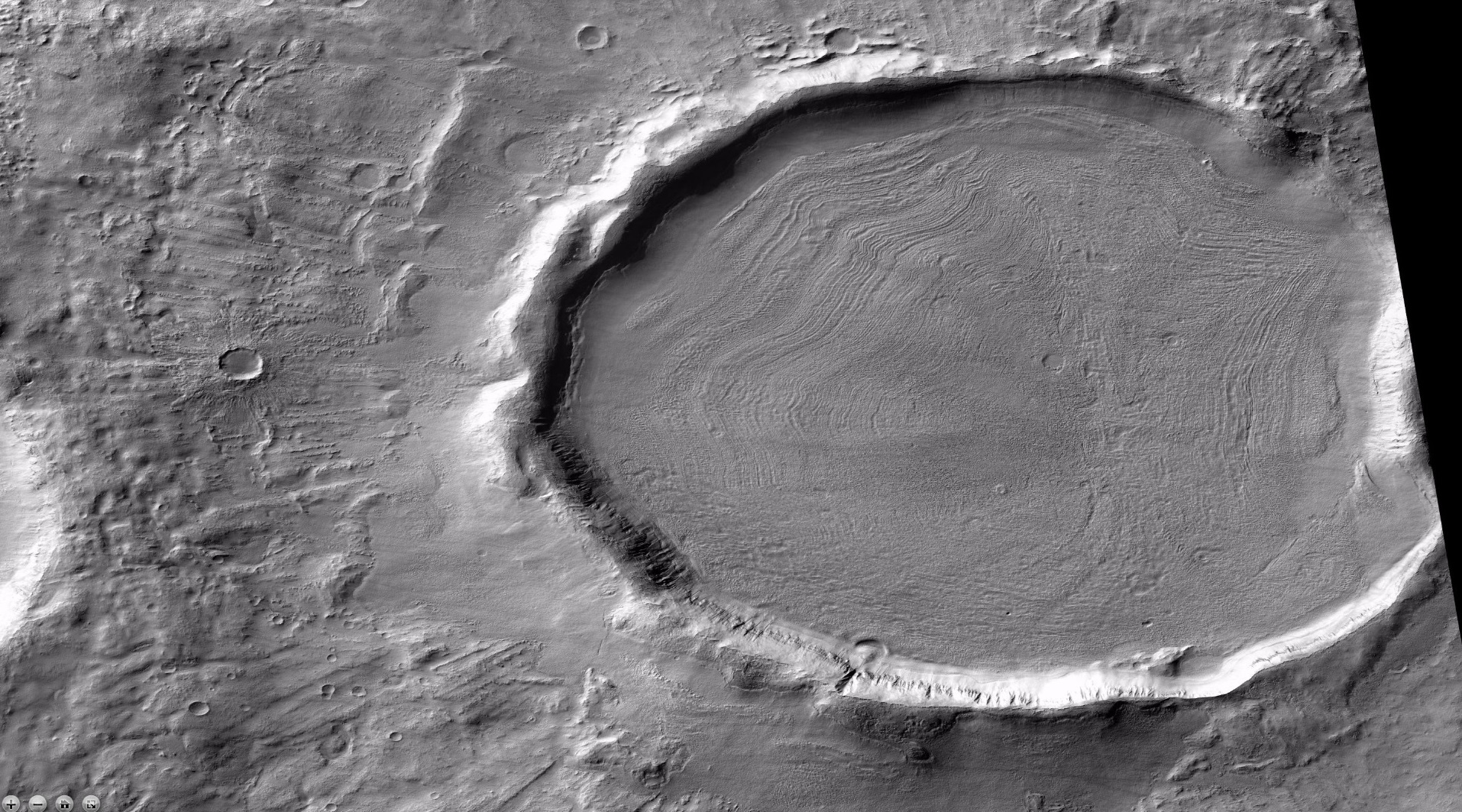
火星勘测轨道飞行器背景相机拍摄的法厄同区陨坑内的同心坑沉积。
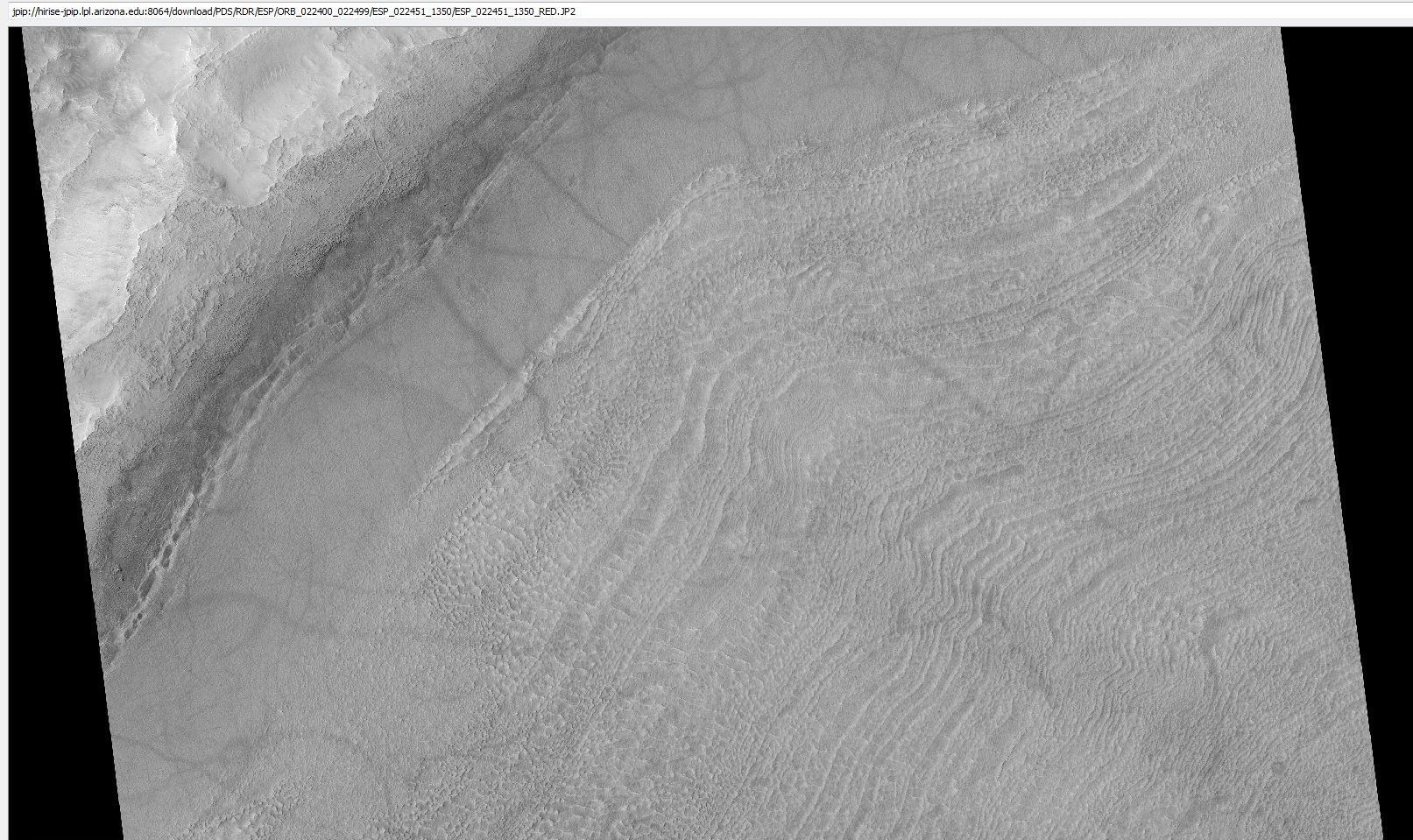
HiWish计划下高分辨率成像科学设备显示的法厄同区同心坑沉积特写，注：这是前一幅同心坑图像的放大版。
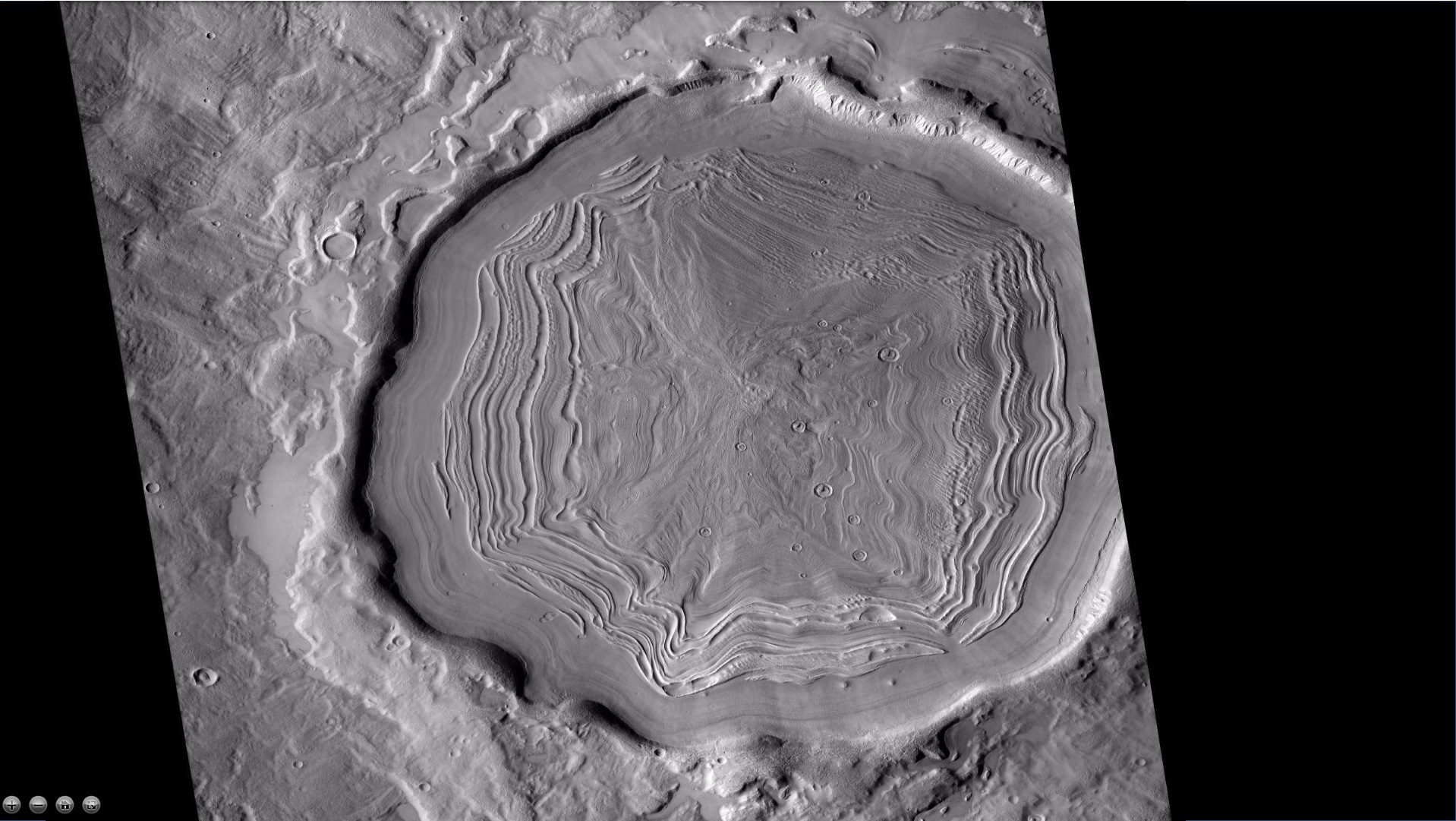
火星勘测轨道飞行器背景相机拍摄的卡西乌斯区带有同心坑沉积的陨石坑。
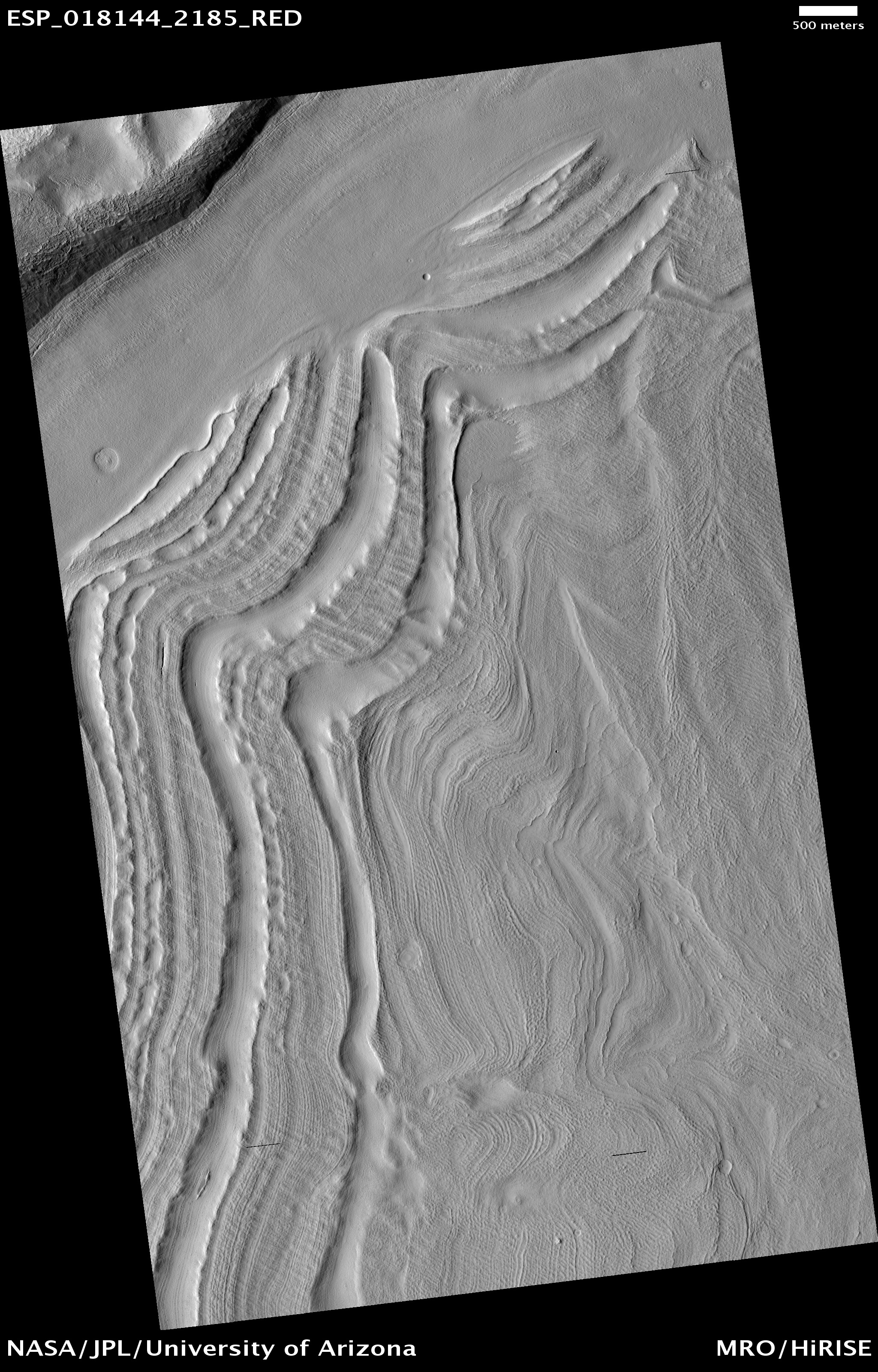
HiWish计划下高分辨率成像科学设备显示的卡西乌斯区发育良好的凹陷沟，注：这是前一幅背景相机所拍摄图像的放大版。

## 桌山

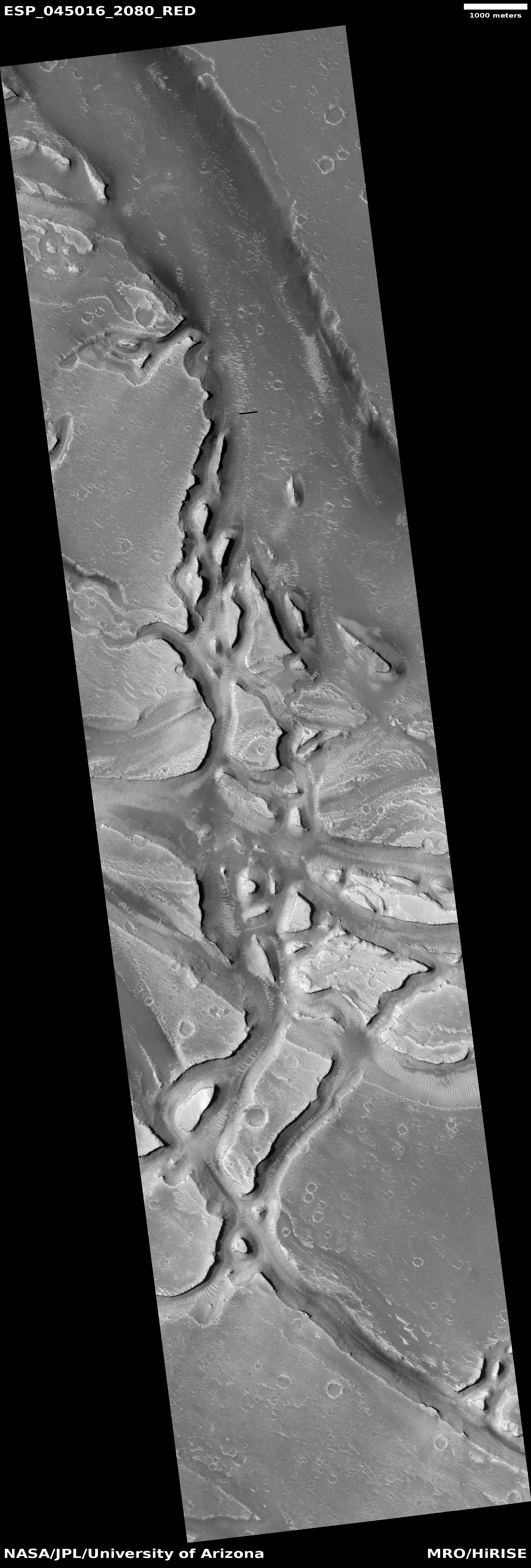
HiWish计划下高分辨率成像科学设备显示的埃律西昂区地垛和桌山全景。
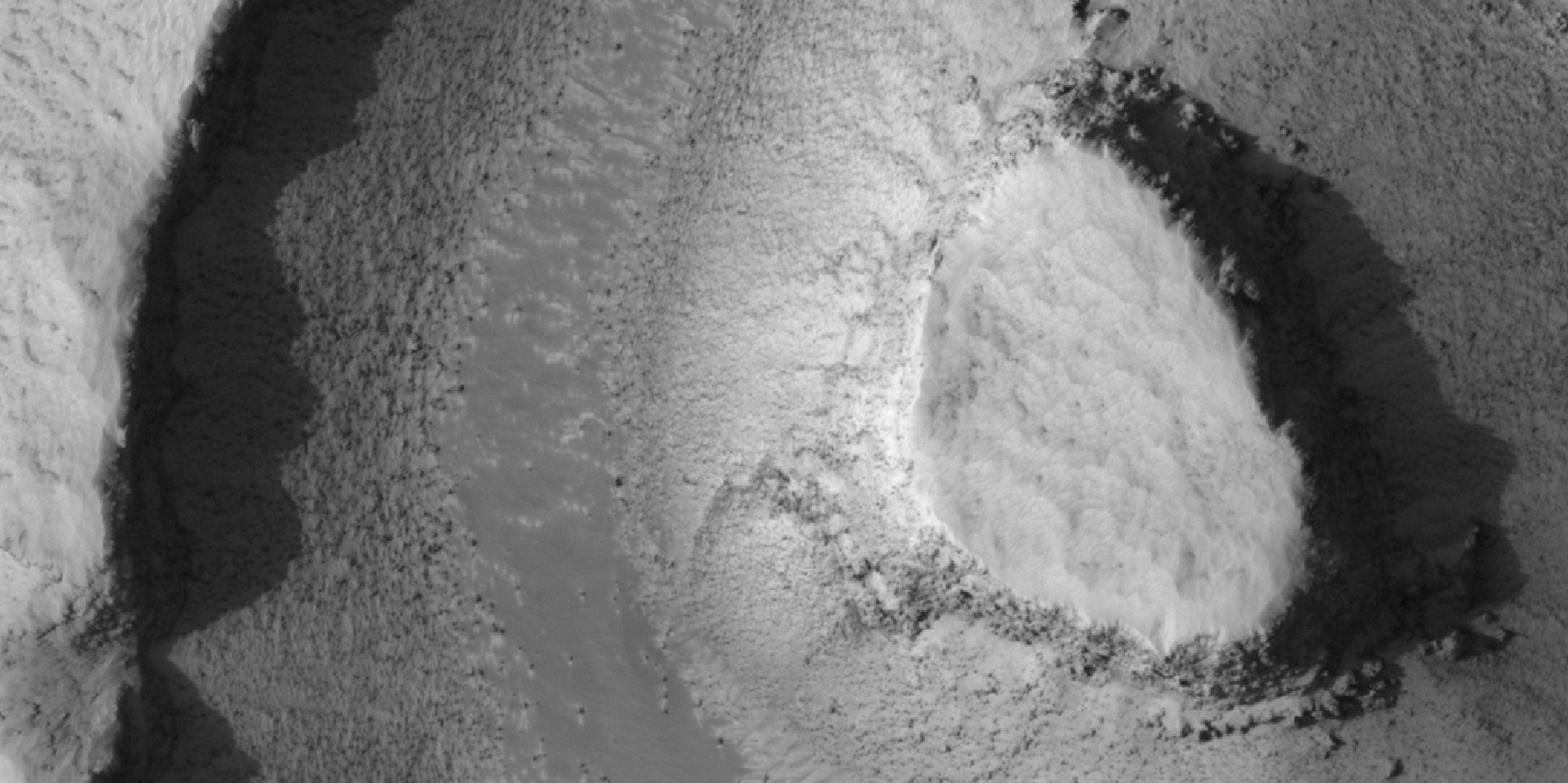
HiWish计划下高分辨率成像科学设备显示的孤峰和桌山，注：这是前一幅图像的放大版。
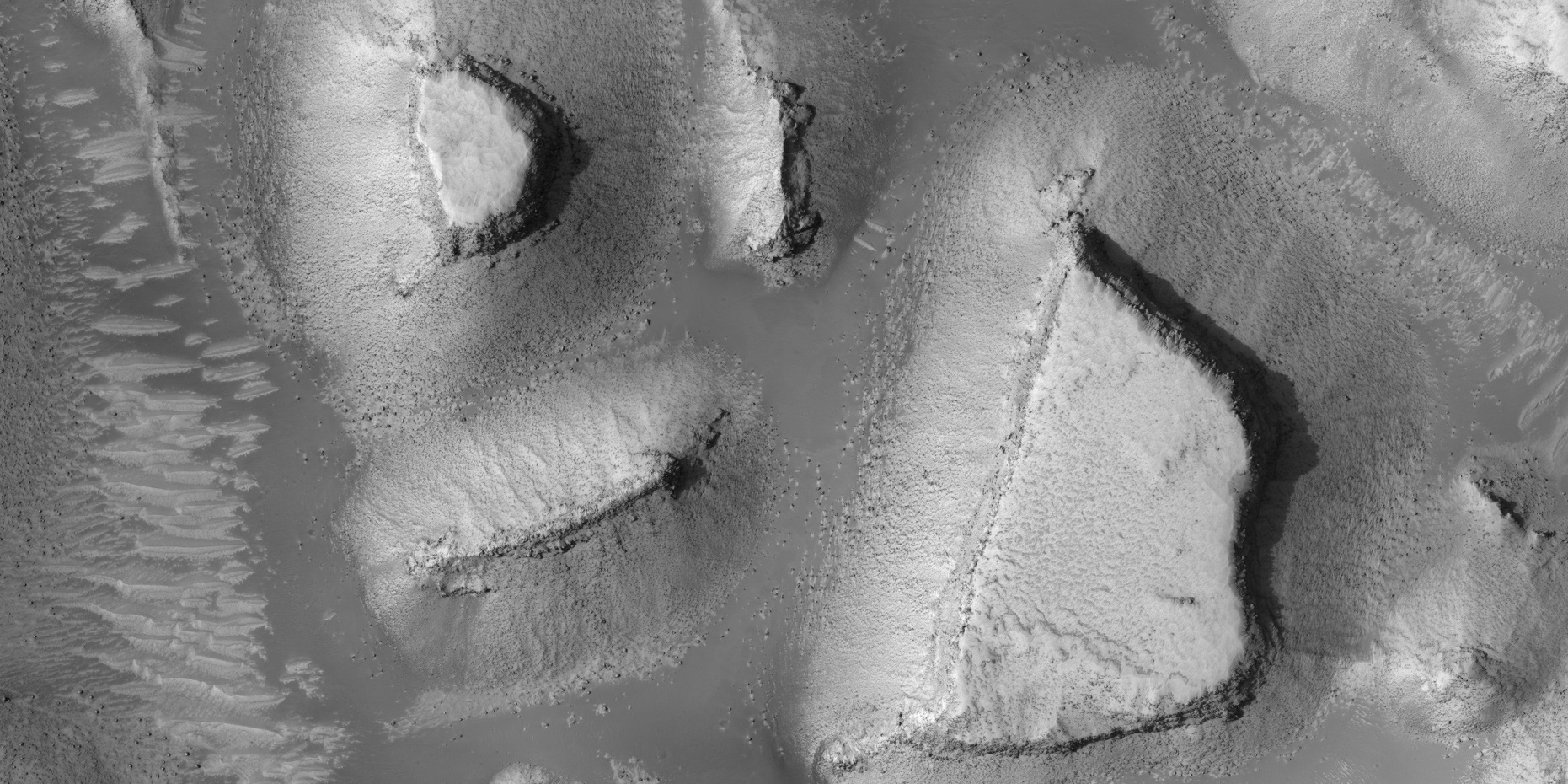
HiWish计划下高分辨率成像科学设备显示的桌山，注：这是前一幅图像的放大版。

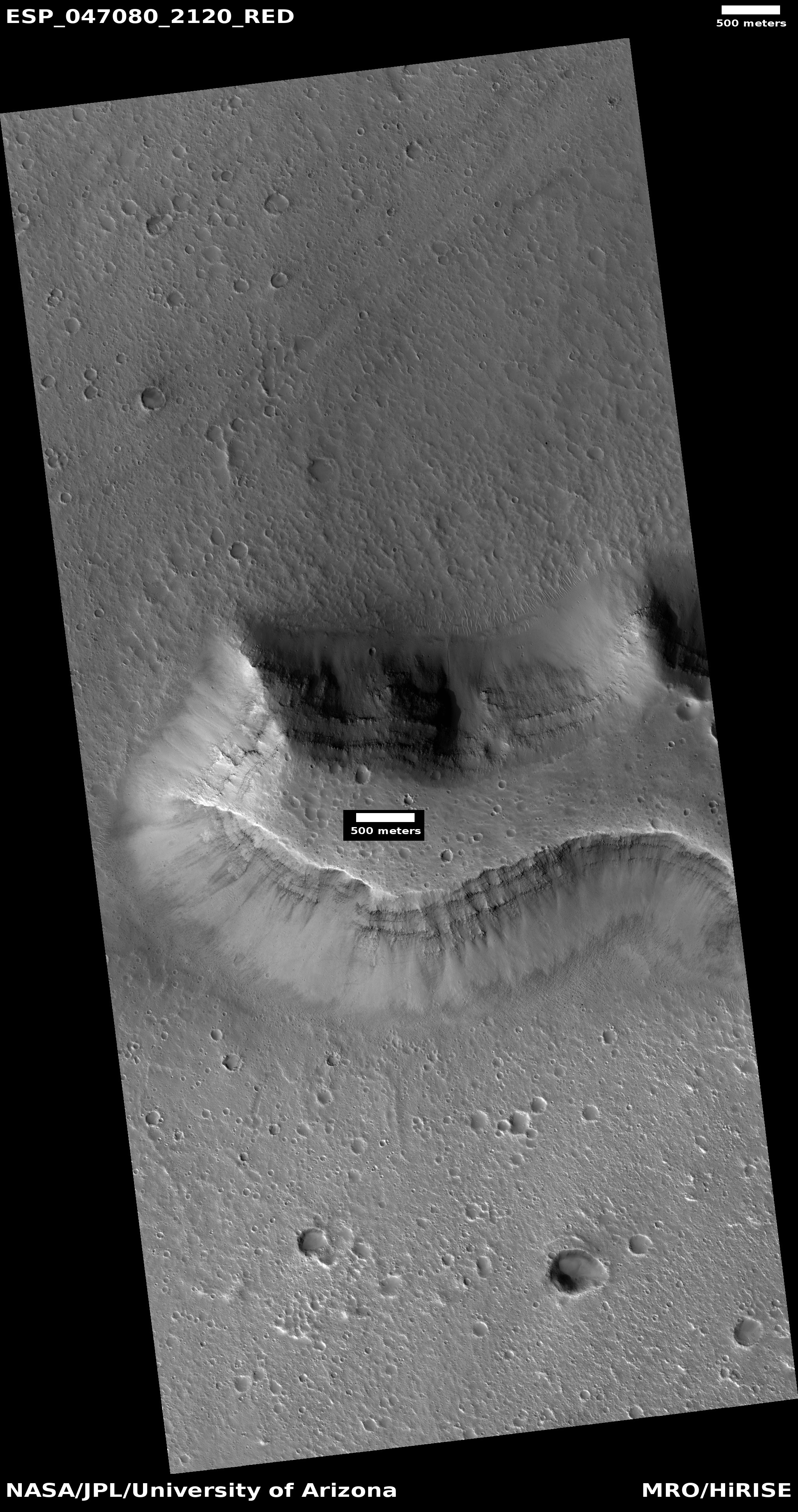
HiWish计划下高分辨率成像科学设备显示的阿西达里亚海区桌山中的岩层。
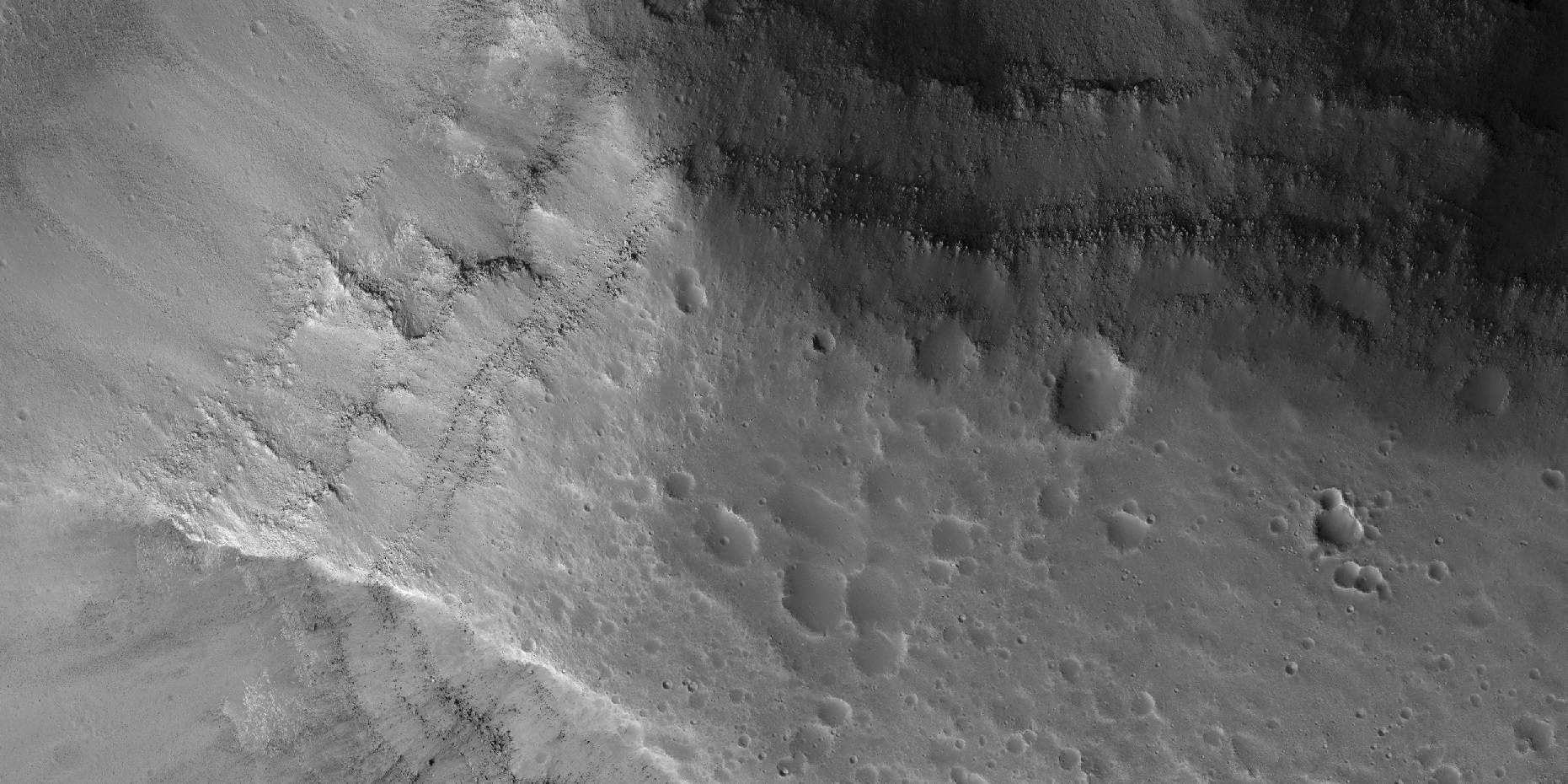
HiWish计划下高分辨率成像科学设备显示的桌山岩层特写。

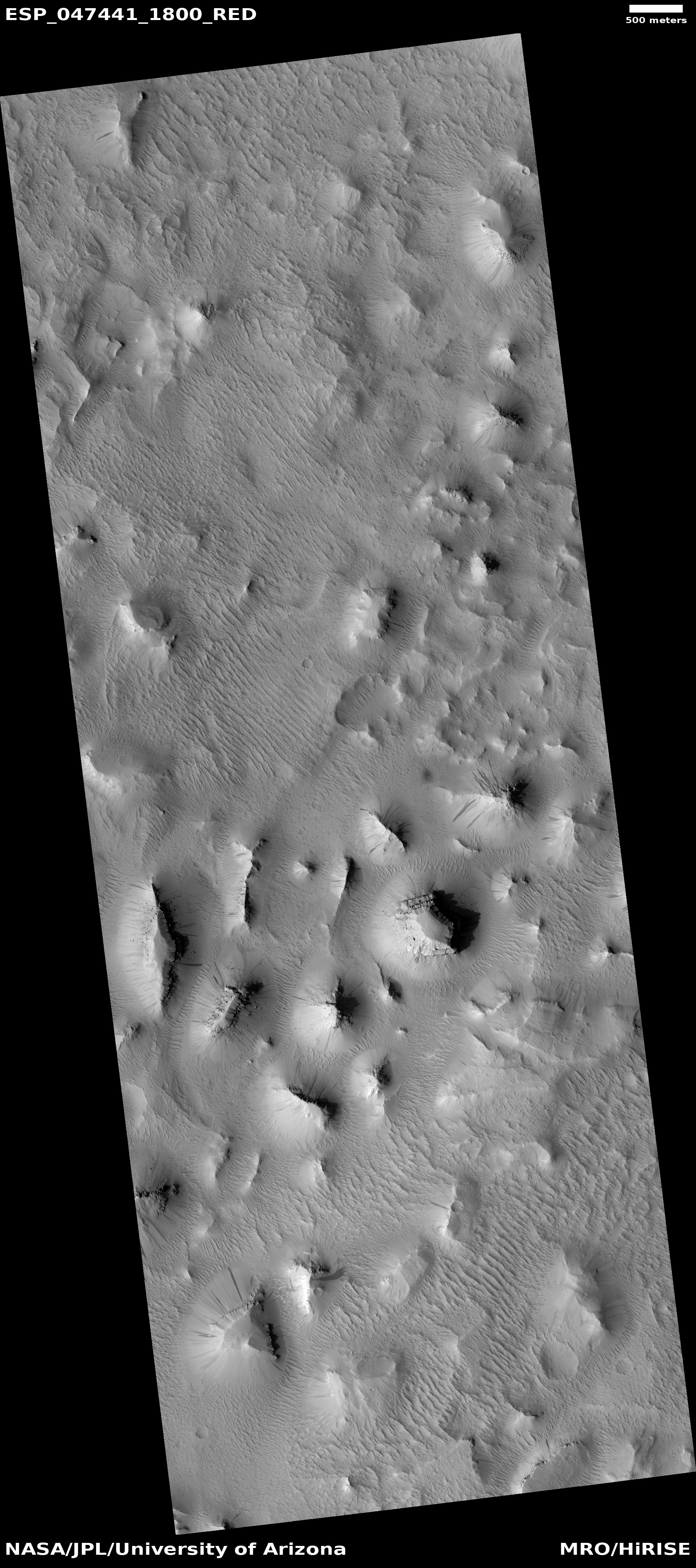
HiWish计划下高分辨率成像科学设备显示的埃俄利斯区的层状孤峰和小桌山，可看到一些暗坡条纹。注：图中的部分区域将在随后的三幅图像中被放大。
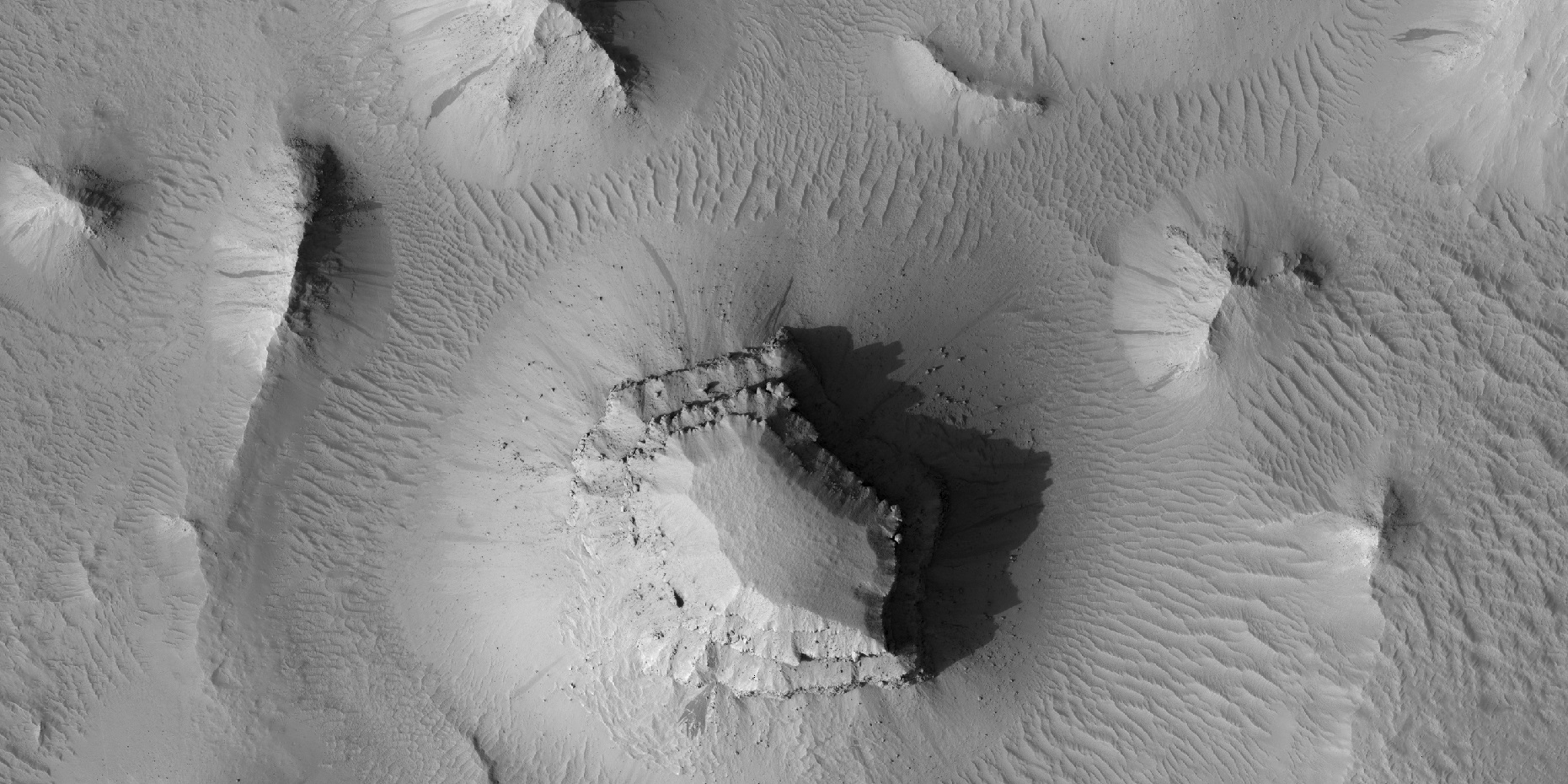
HiWish计划下高分辨率成像科学设备显示的带有暗坡条纹的层状桌山和丘堆。
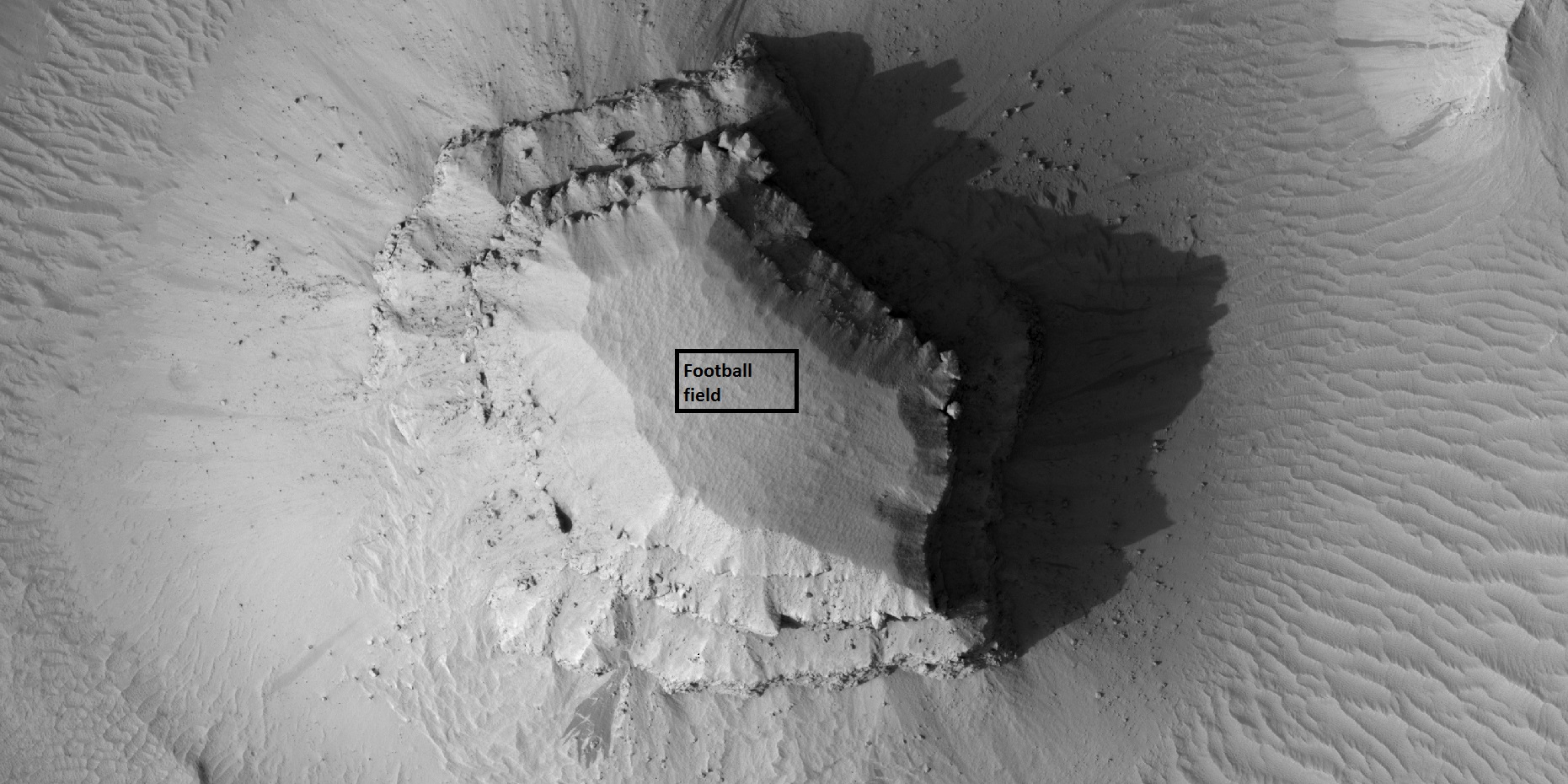
HiWish计划下高分辨率成像科学设备显示的带有暗坡条纹的层状小桌山特写，方框显示了足球场大小的区域。
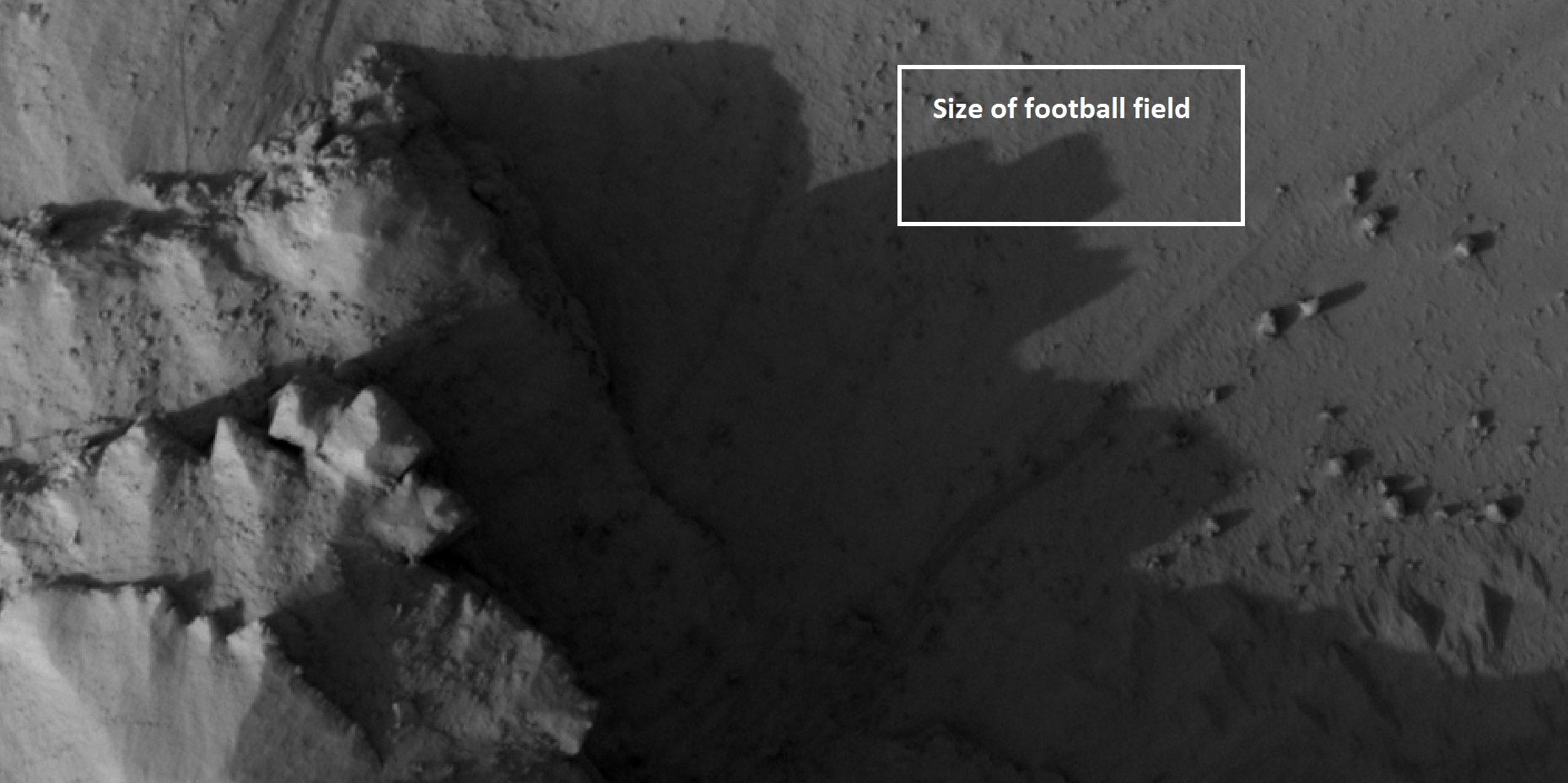
HiWish计划下高分辨率成像科学设备显示的孤峰岩层中剥落的大石块，这些石块具有棱角形状，方框显示了足球场大小的区域。

## 混沌地形
混沌地形据信与巨大洪水的释放有关，当水从表面流出时，这种混沌特征可能就已坍塌。火星溢出河道通常起始于混沌区域。一处混沌区域可通过杂乱的桌山、地垛和山丘来识别，所有这些都被河谷分割切碎，一些地方看上去几乎呈图案化。这种混沌区域的某些部分还未完全崩塌，它们仍形成了大型桌山，因此，可能仍含有水冰。火星上许多地区都有混沌地形，并总给人一种强烈印象，好像某些东西突然扰乱了地表。混沌区域形成于很久以前，通过撞击坑计数（任何给定区域内的陨坑越多则意味着表面越古老）以及研究这些河谷与其他地质特征的关系，科学家得出结论，这些河道形成于20至38亿年前。

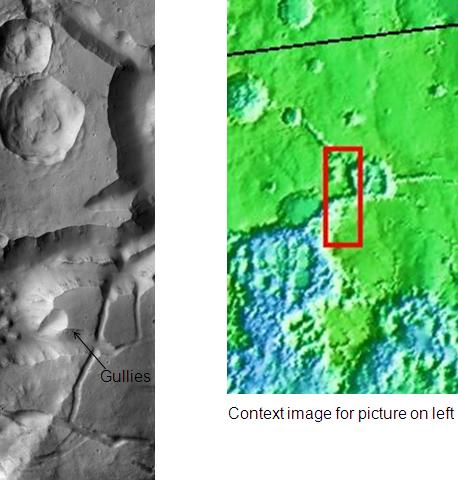
热辐射成像系统显示的珍珠湾区欧罗姆混沌中的巨大峡谷，这一纬度区的冲沟很罕见。
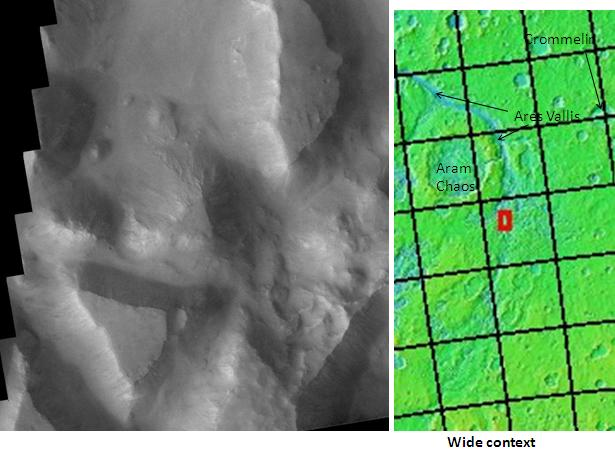
热辐射成像系统显示的珍珠湾区亚尼混沌，来自侵蚀桌山的沙子覆盖在更亮的地面材料上。点击图像查看亚尼混沌与本地其他特征的关系。
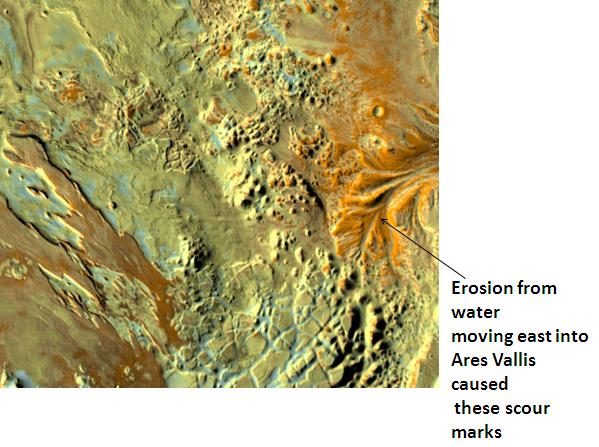
热辐射成像系统显示的欧克西亚沼区阿伦混沌中的侵蚀。
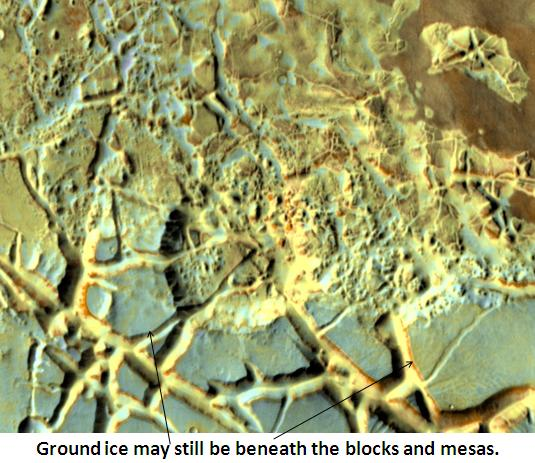
热辐射成像系统显示可能为水源地的欧克西亚沼区阿伦混沌区块。
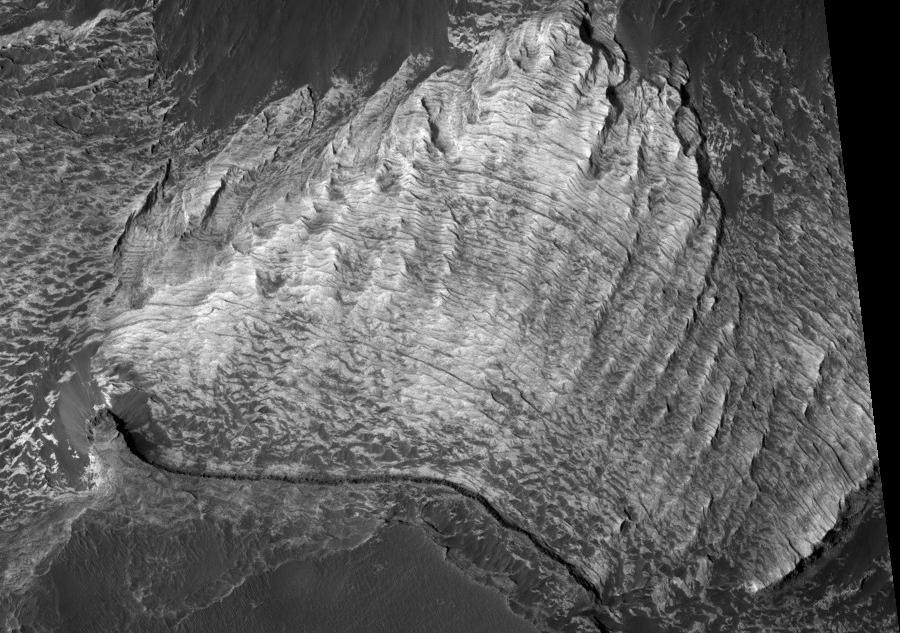
HiWish计划下高分辨率成像科学设备显示的厄俄斯混沌中的浅色岩层
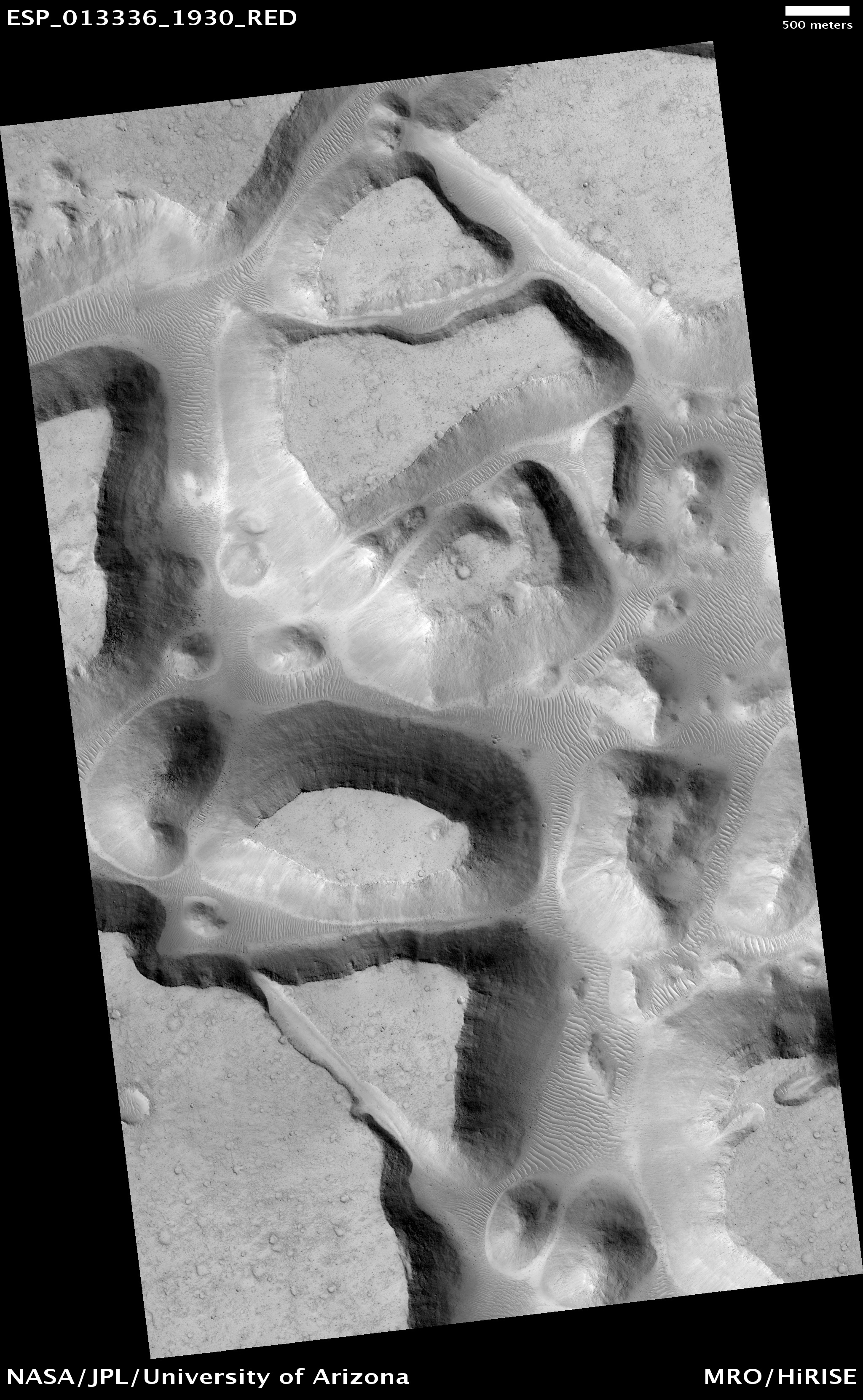
HiWish计划下高分辨率成像科学设备显示的伊斯特混沌。
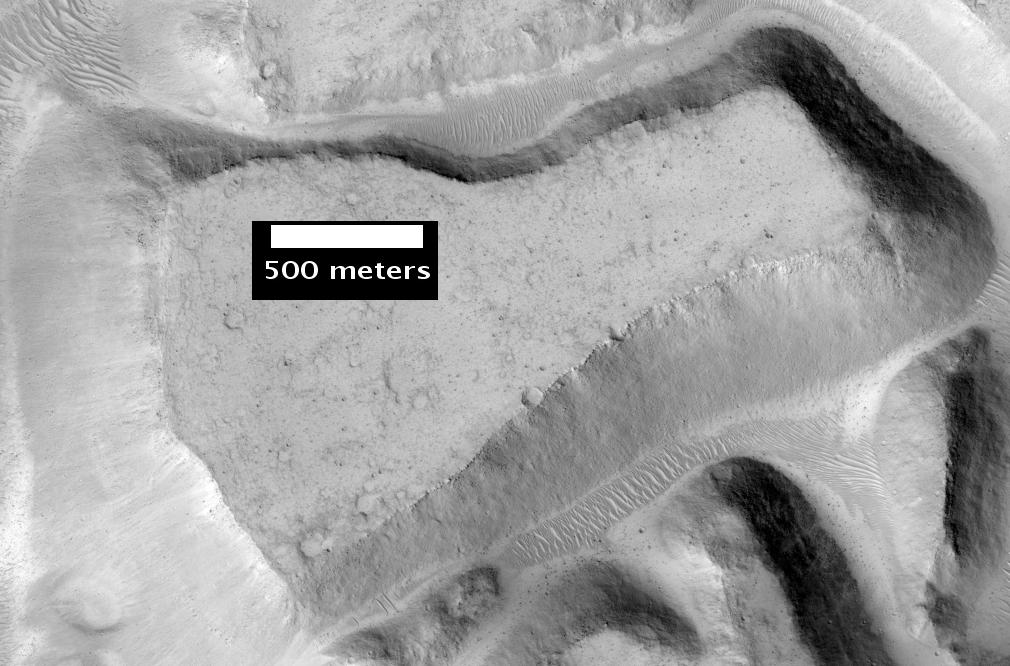
高分辨率成像科学设备显示的伊斯特混沌特写。

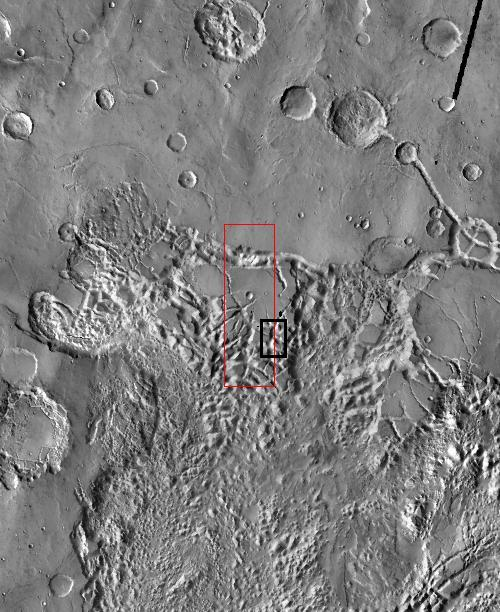
伴随高分辨率成像科学设备图像的宽景热辐射成像系统图，黑框区显示了高分辨率图像的大致位置，该图像只是广袤的欧罗姆混沌区的一部分，点击图像可查看更多细节。
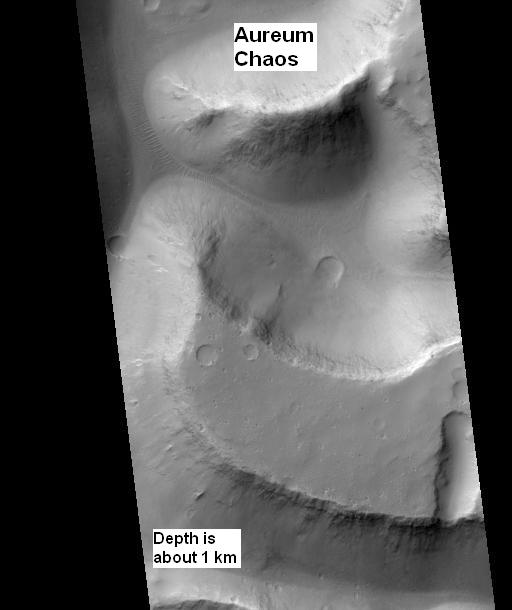
HiWish计划下高分辨率成像科学设备显示的欧罗姆混沌。
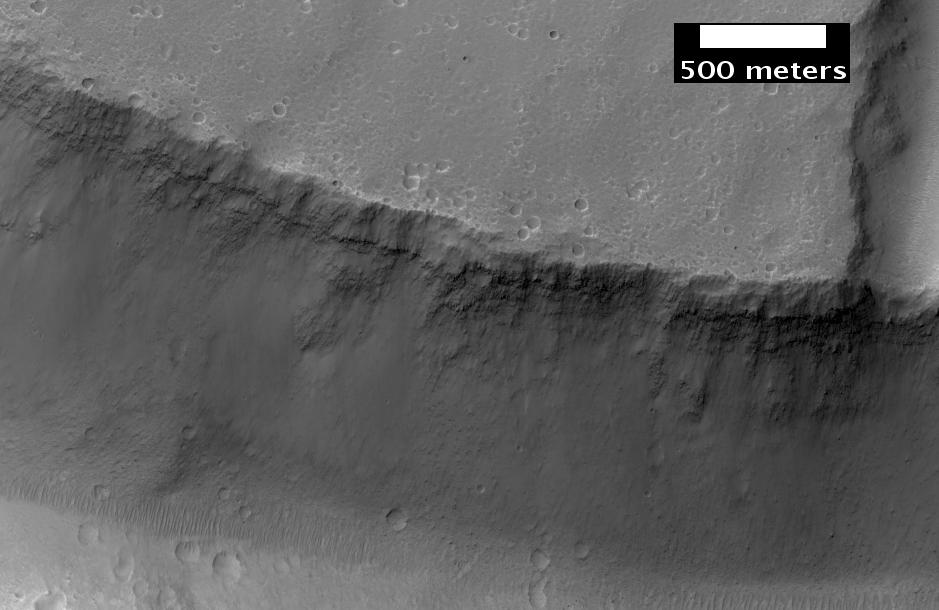
HiWish计划下高分辨率成像科学设备显示的前一图像的特写，小圆点是巨石。

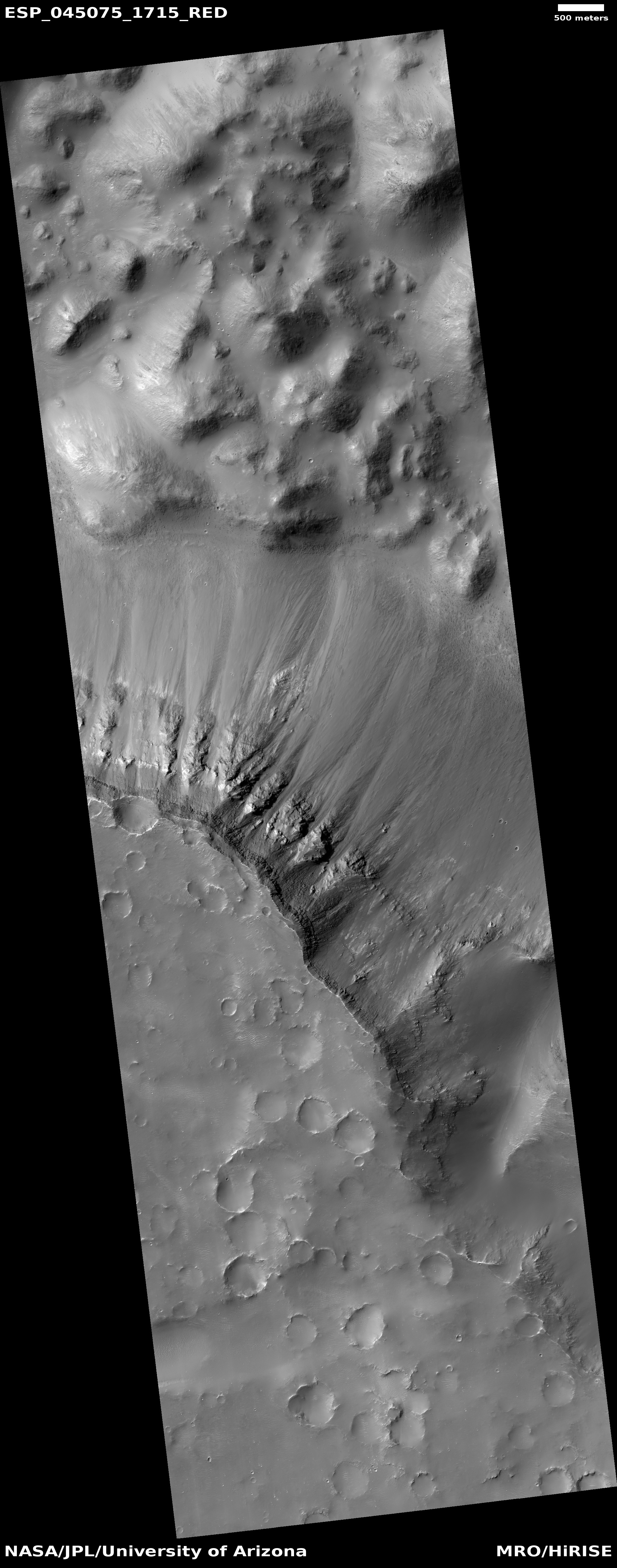
HiWish计划下高分辨率成像科学设备显示的欧若拉混沌崖壁中的岩层全景。
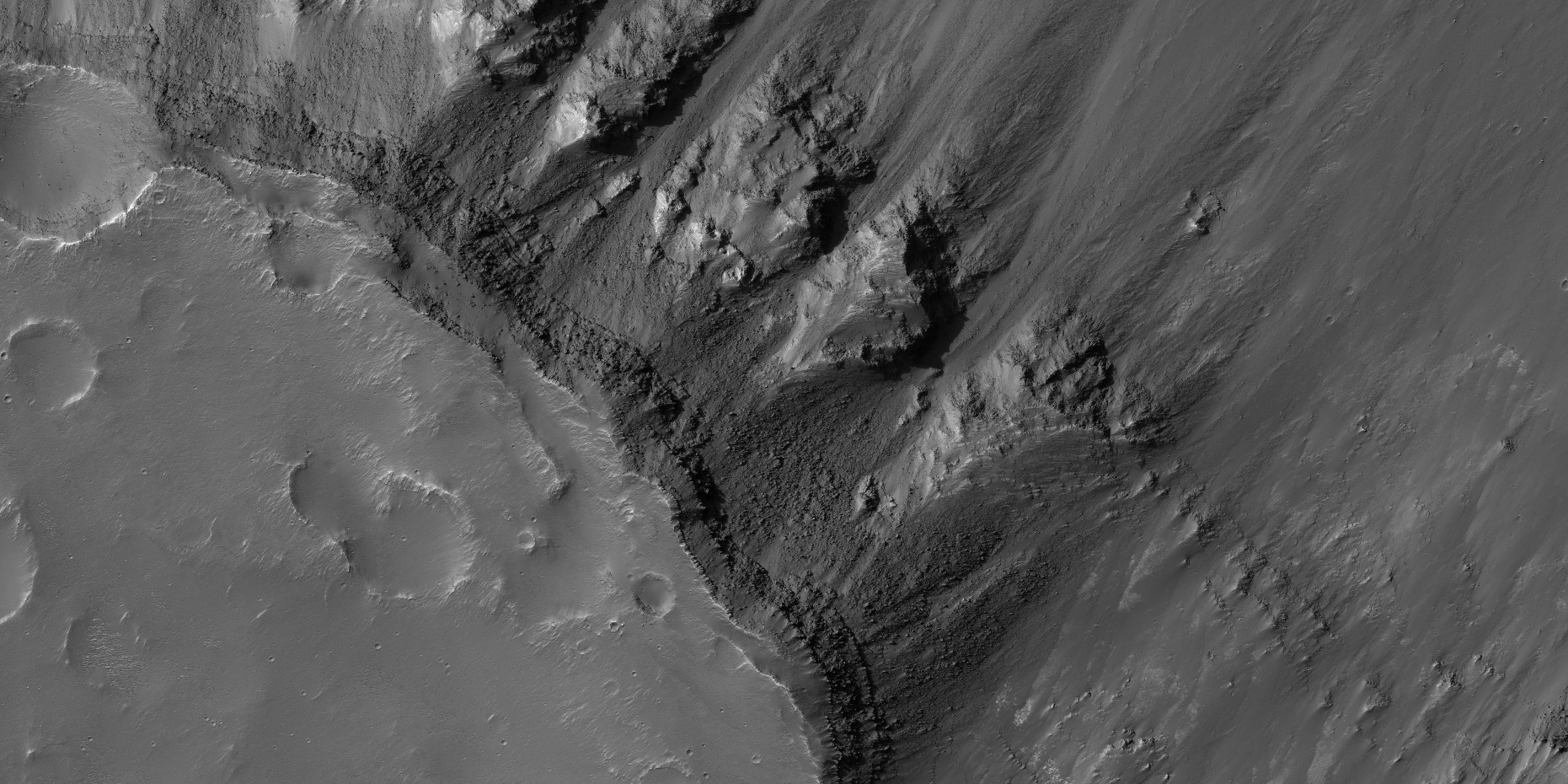
HiWish计划下高分辨率成像科学设备显示的上一图像中的岩层近景。
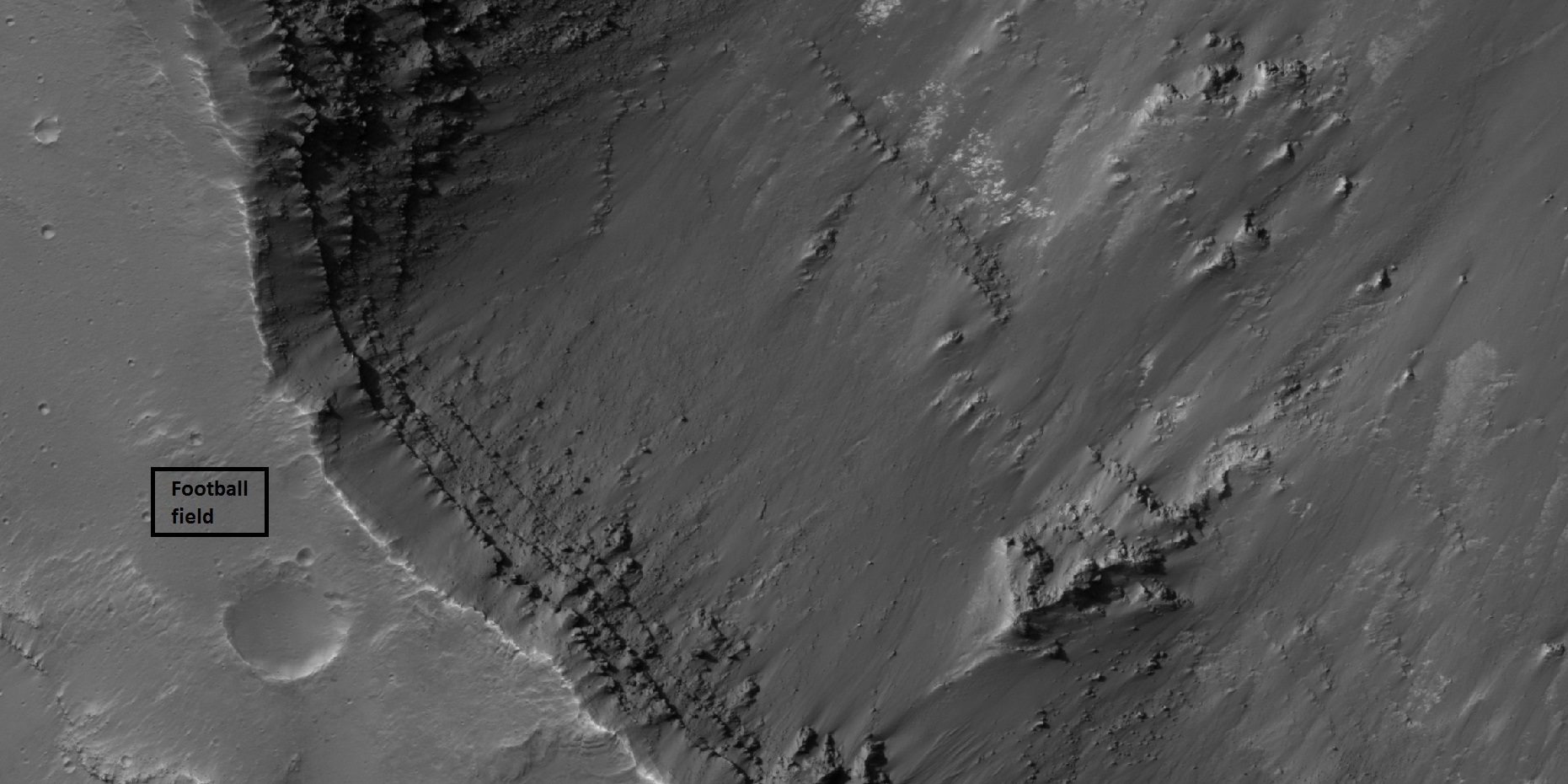
HiWish计划下高分辨率成像科学设备显示的上一图像中的岩层近景，方框显示了足球场大小的区域。
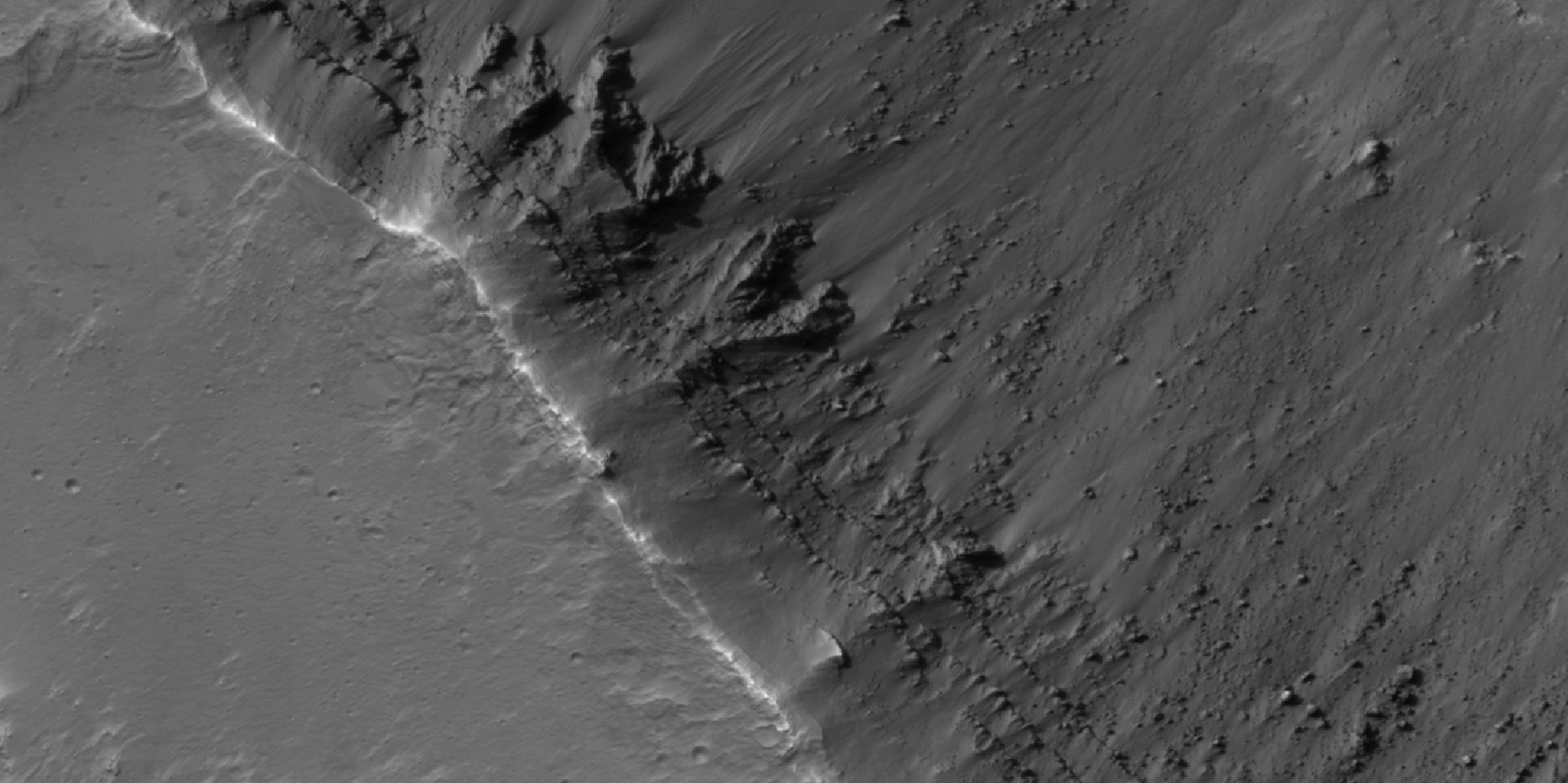
HiWish计划下高分辨率成像科学设备显示的上一图像中的岩层近景。

## 平原上部单元

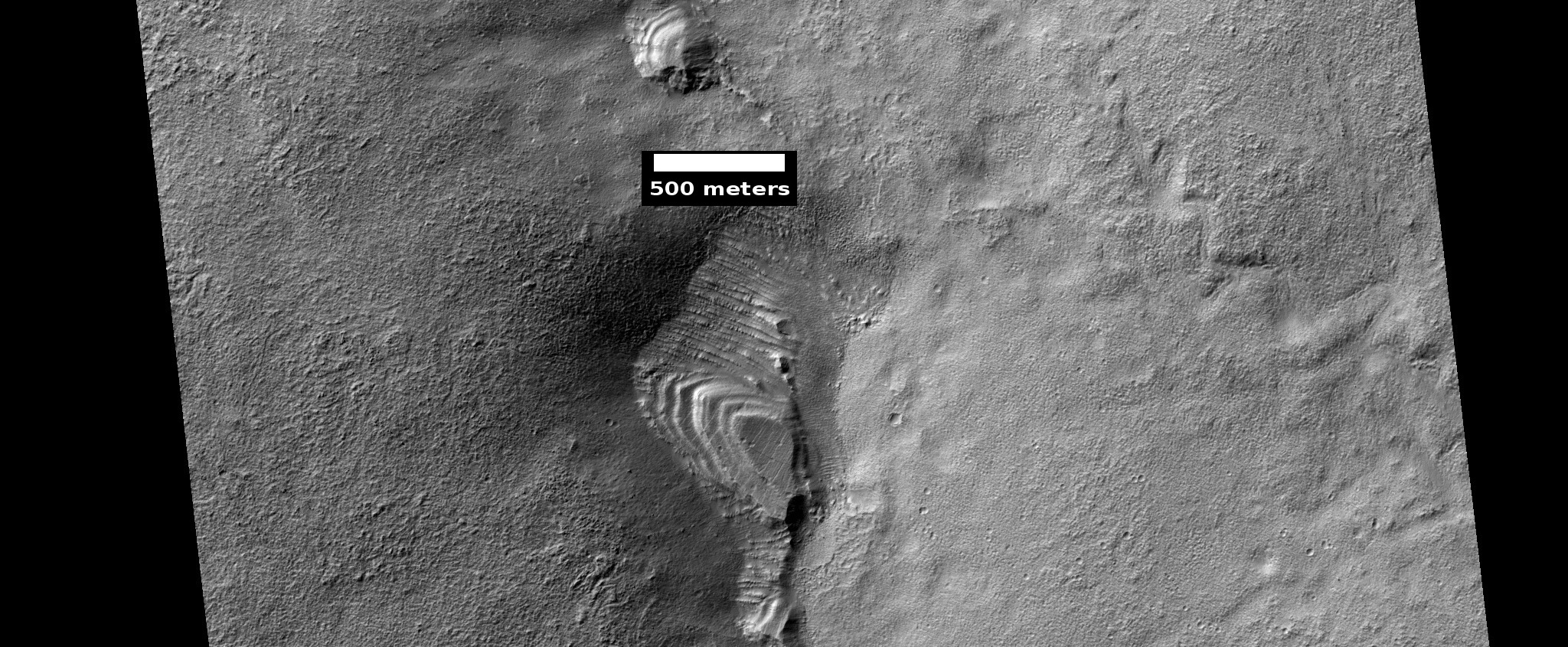
HiWish计划下高分辨率成像科学设备显示的层状特征可能是由平原上部单元的侵蚀所形成。
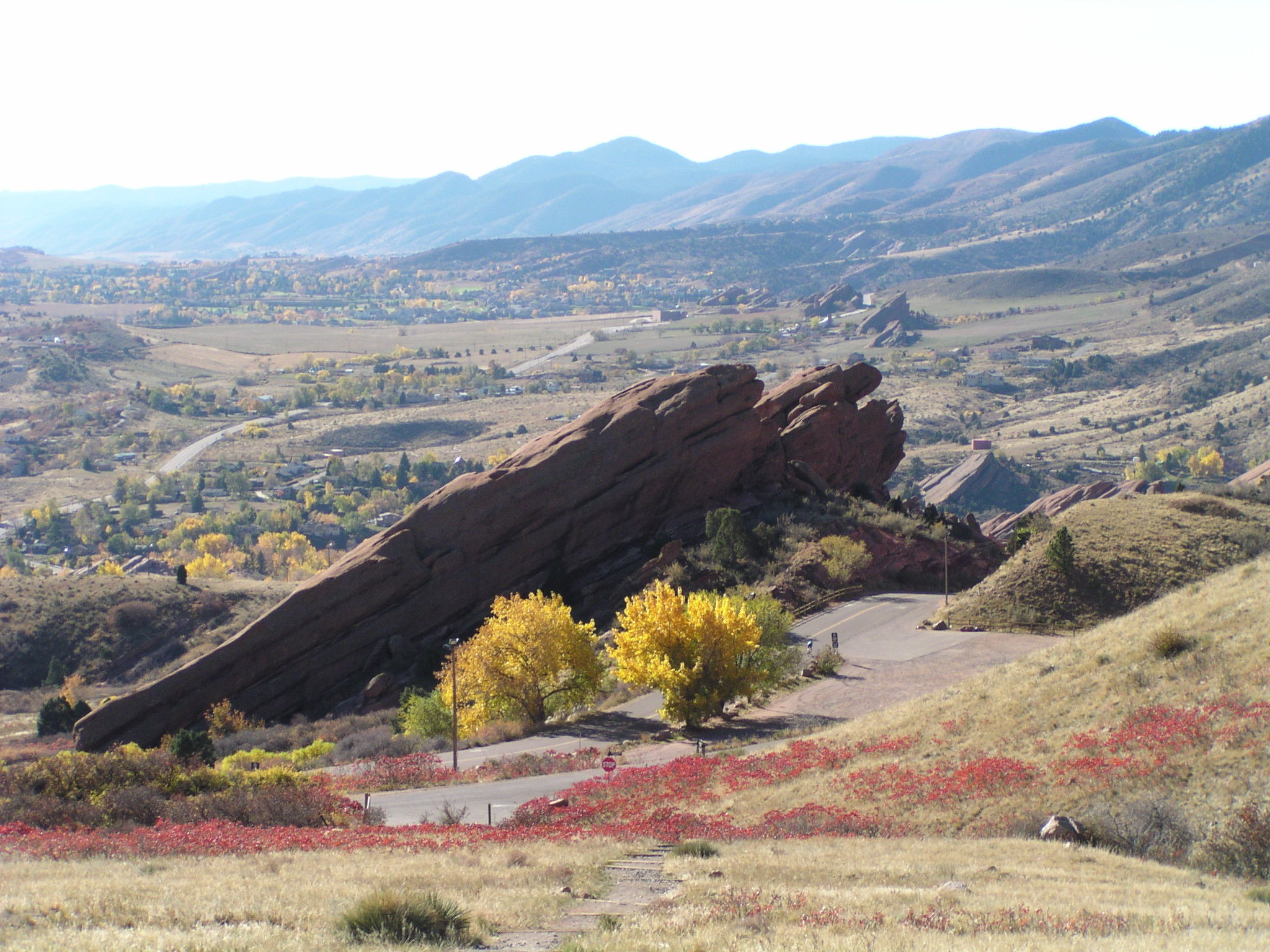
科罗拉多州红岩公园的层状特征，它与火星上的起源不同，但形状相似，红岩区的地貌是由山体隆起引起。

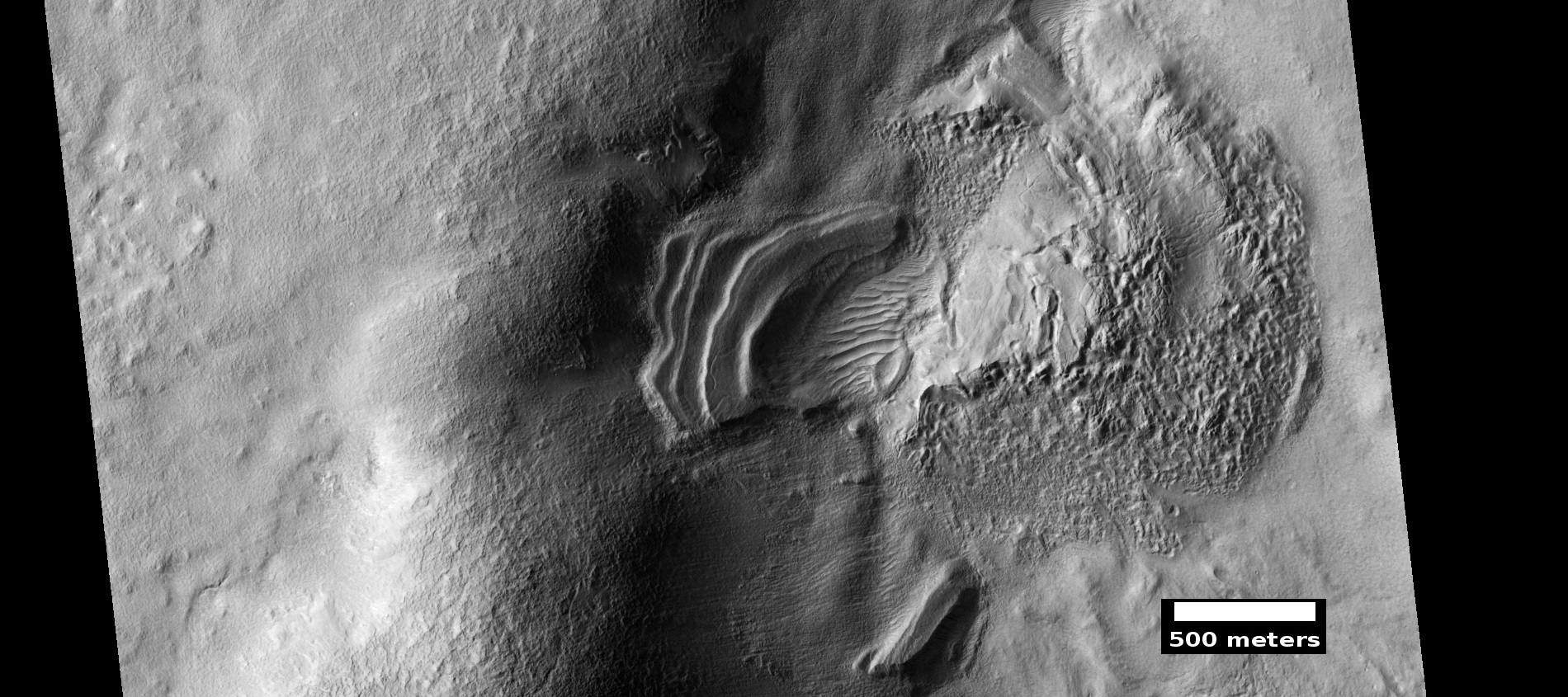
HiWish计划下高分辨率成像科学设备显示的层状特征，可能是一层从空中飘落，曾广泛分布的覆盖层残迹。
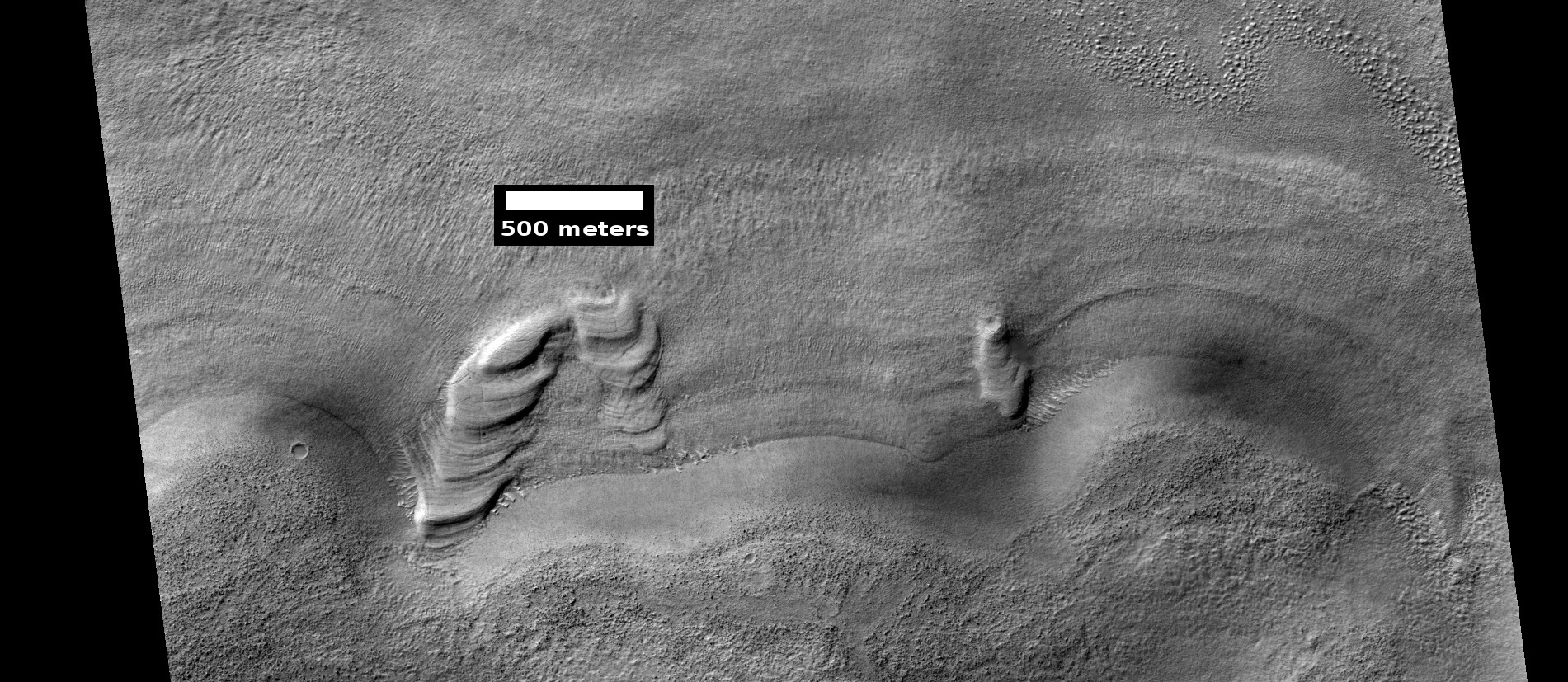
HiWish计划下高分辨率成像科学设备显示的层状特征。
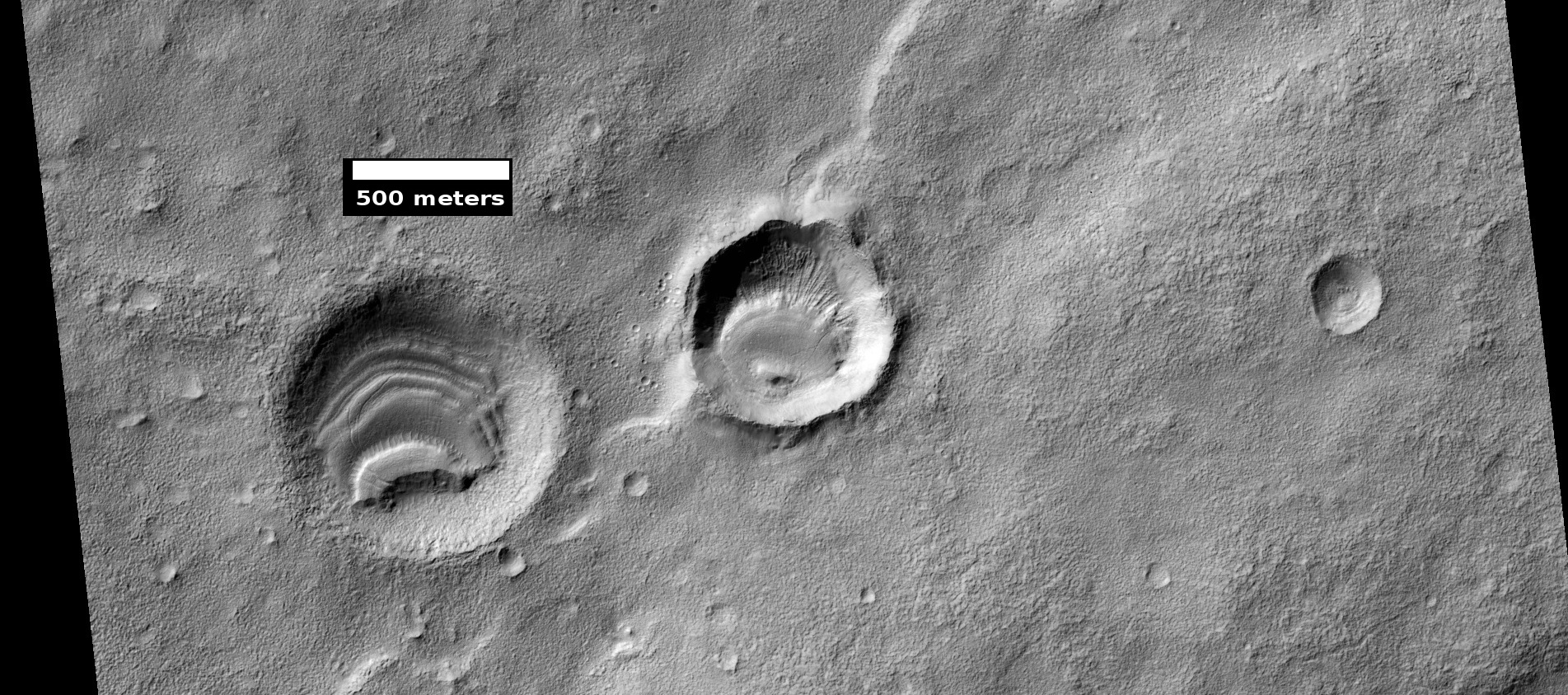
HiWish计划下高分辨率成像科学设备显示的陨坑内层状特征。
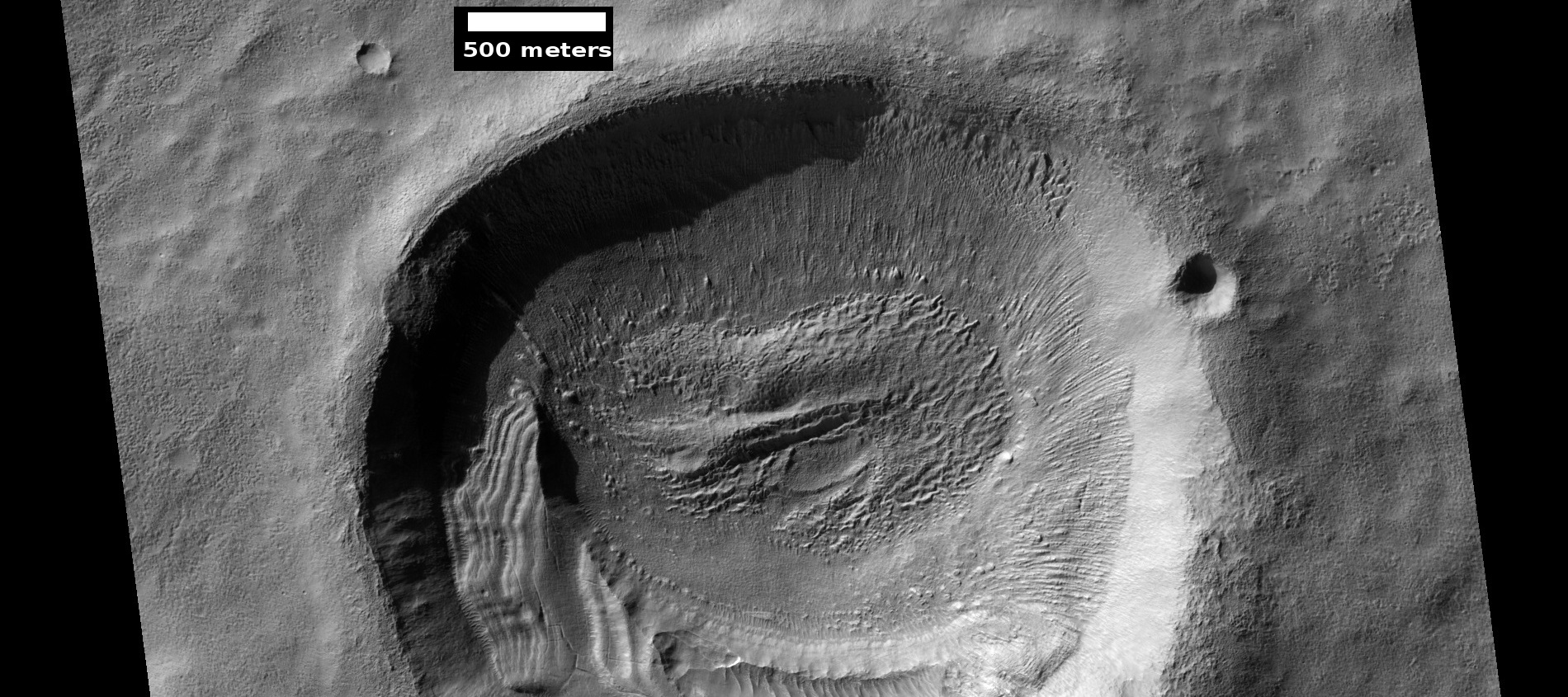
HiWish计划下高分辨率成像科学设备显示的陨坑内层状特征。

在火星中纬度地区发现了一种被称为平原上部单元的50-100米厚覆盖层残余物，最初发现于都特罗尼勒斯桌山群地区，但也出现在其他地方。这些残余物由陨石坑内和沿桌山的一系列倾斜层组成。这些倾斜层可能有各种尺寸和形状，有些看上去像中美洲的阿兹特克金字塔。

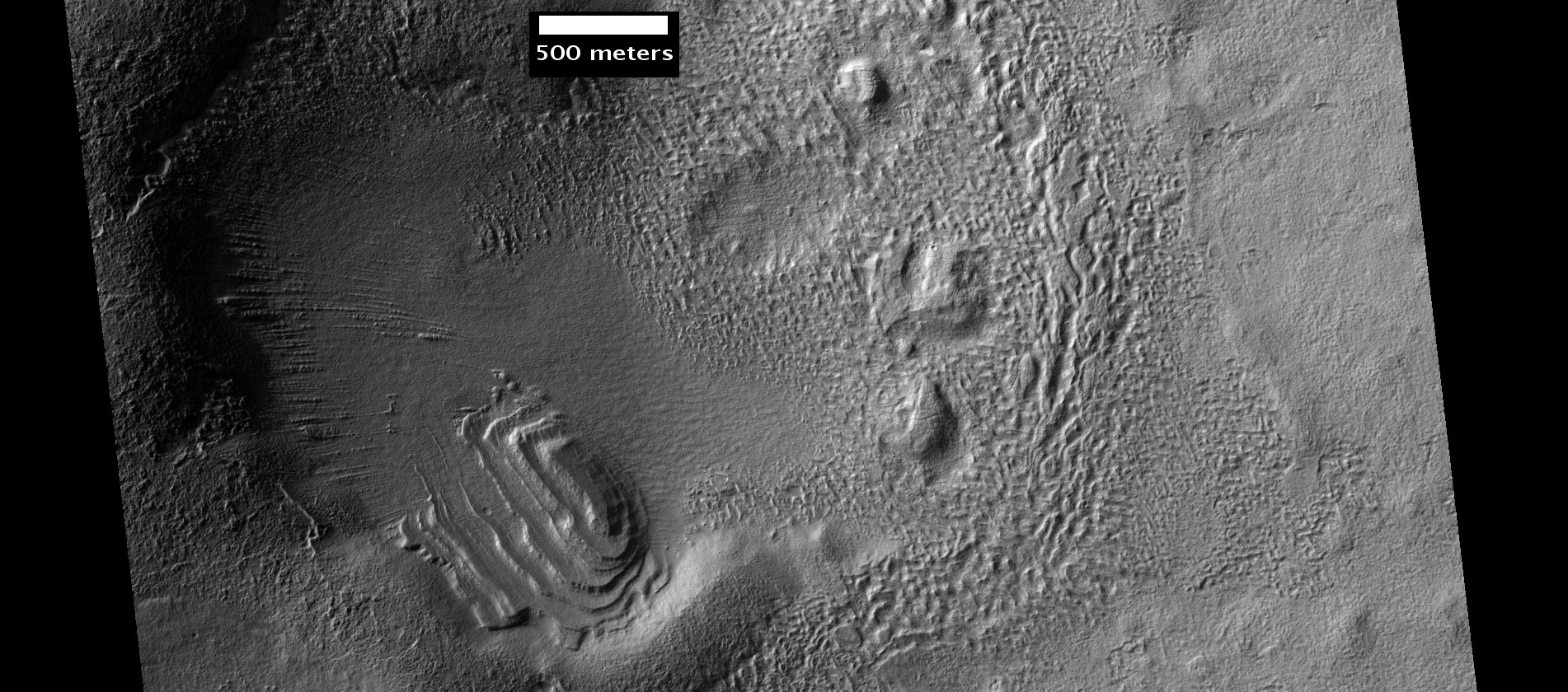
HiWish计划下高分辨率成像科学设备拍摄的陨石坑内的层状结构，可能是曾覆盖了更大区域的残剩层状单元，其材料为来自从空中落下的覆冰尘埃。
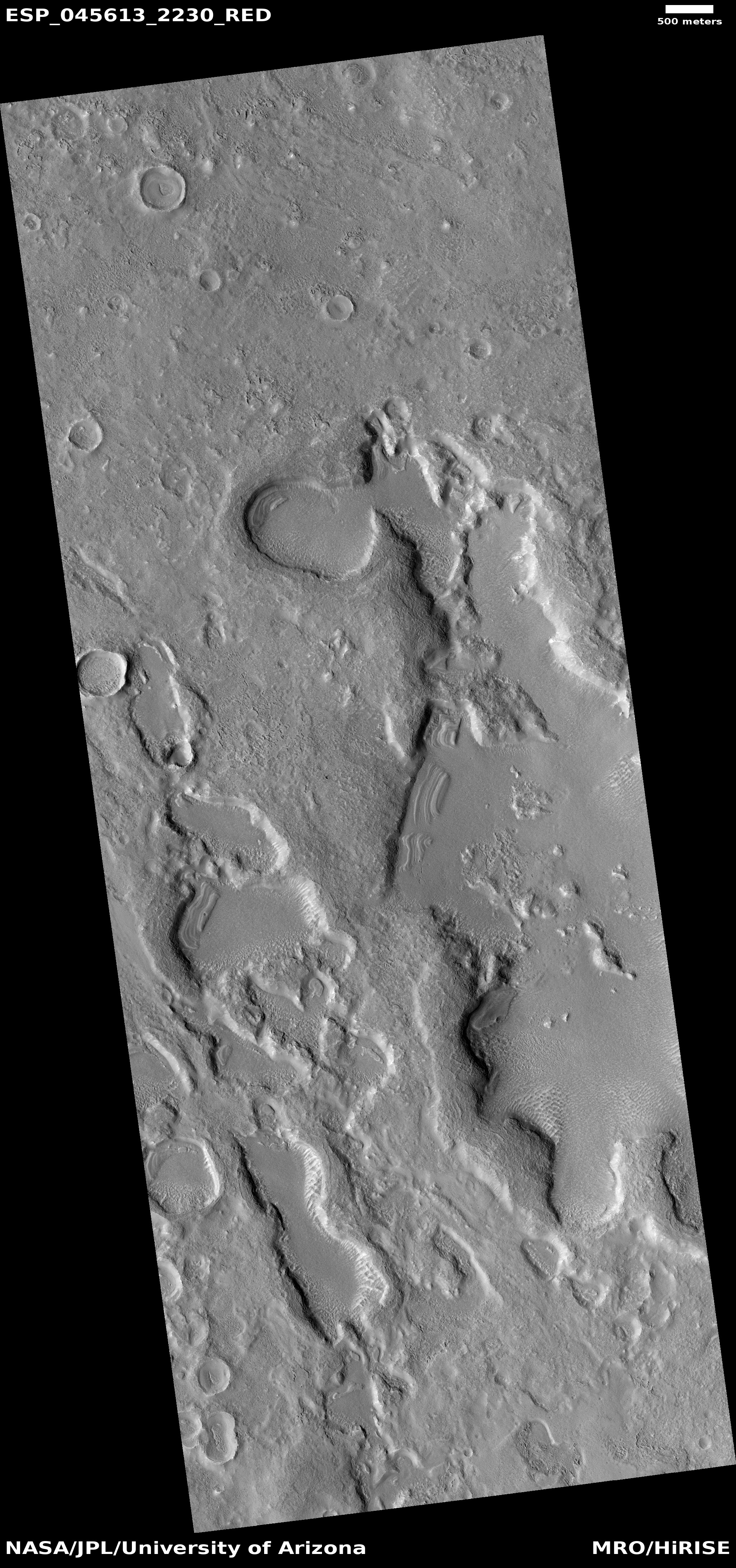
HiWish计划下高分辨率成像科学设备显示的伊斯墨诺斯湖区沿桌山崖壁分布的倾斜层。
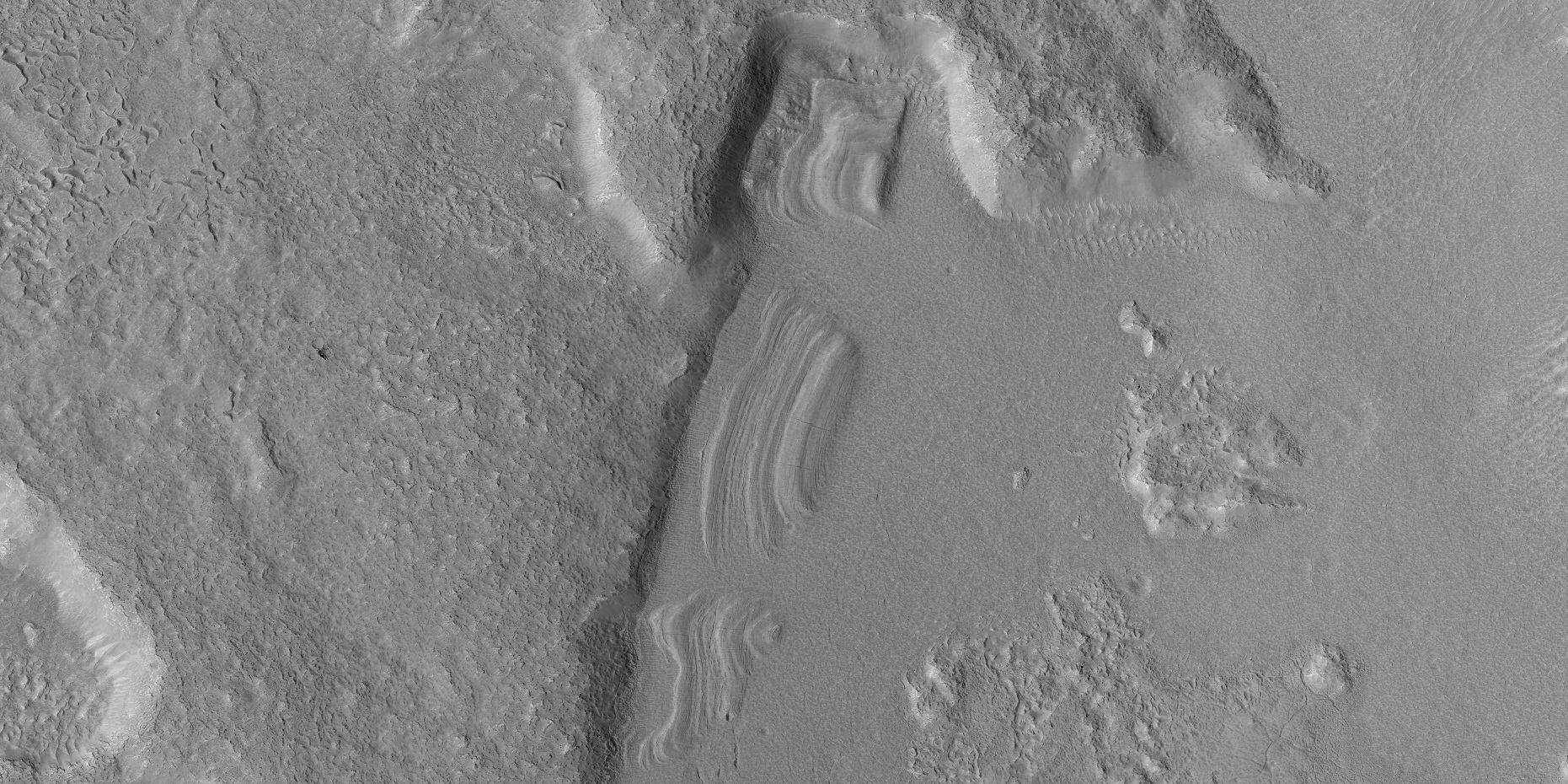
HiWish计划下高分辨率成像科学设备显示的伊斯墨诺斯湖区沿桌山崖壁分布的倾斜层特写。

该单元也会退化为脑纹地形，脑纹地形是一种3-5米高的迷宫般山脊区。有些山脊可能由冰核构成，因此它们可能是未来定居者的水源。

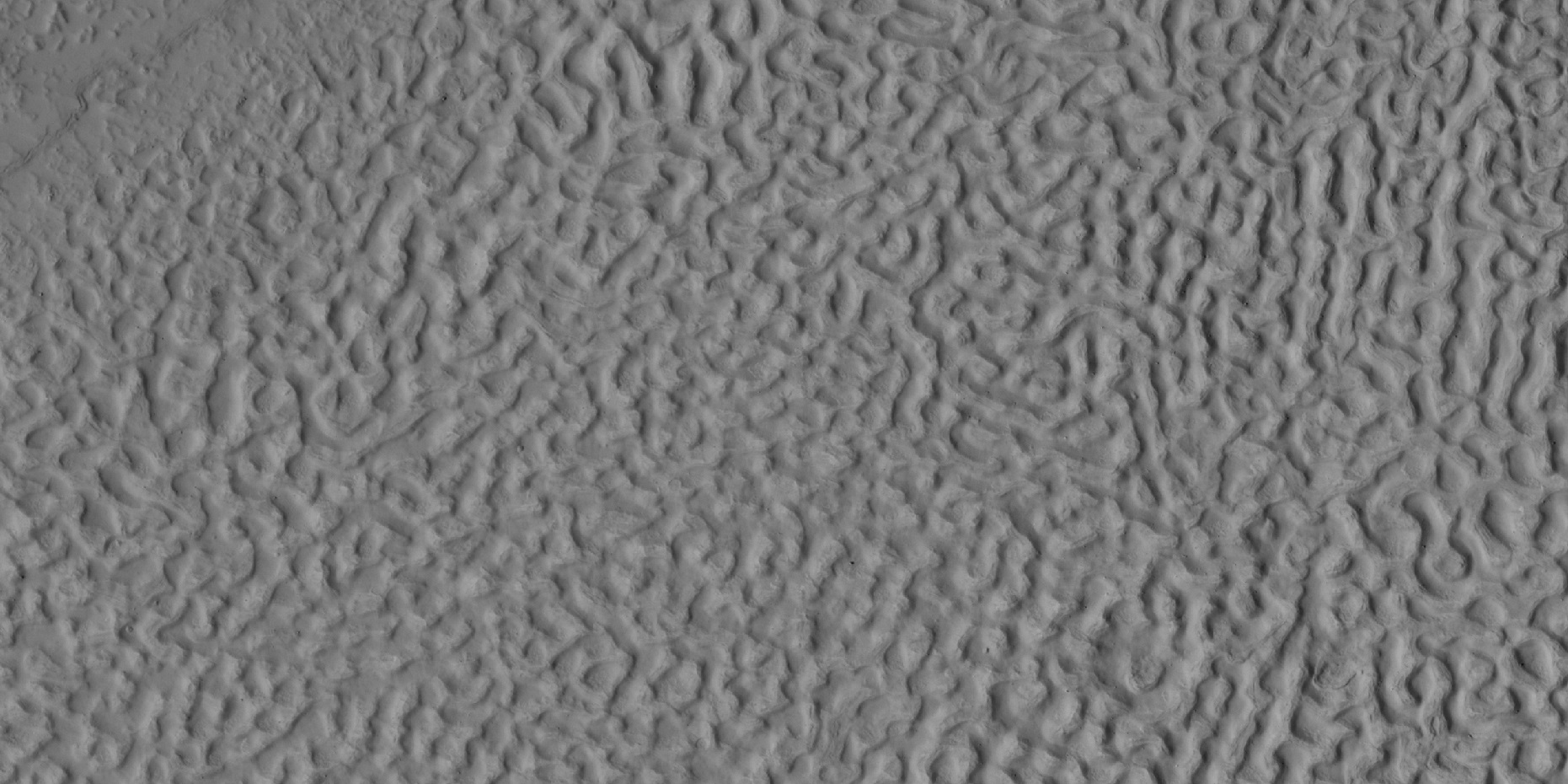
HiWish计划下高分辨率成像科学设备显示的伊斯墨诺斯湖区脑纹地形。
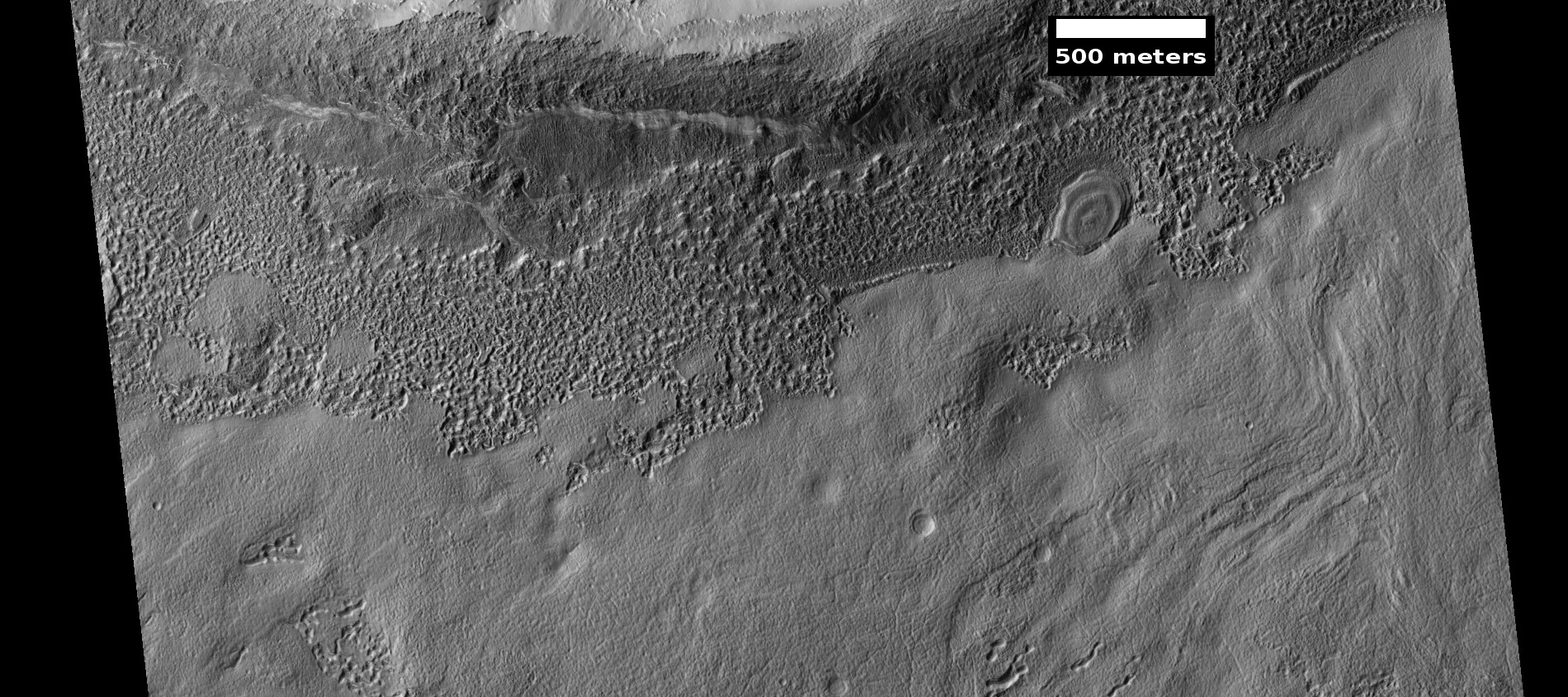
HiWish计划下高分辨率成像科学设备看到的小型层状结构，图中也显示了脑纹地形的形成。

平原上部单元的一些区域显示出大裂缝和带有凸起边缘的凹槽，这些地区被称为棱状上部平原（Ribbed Upper Plains）。据信断裂起始于应力引起的小裂缝，因为当碎屑堆聚集到一起或靠近碎屑堆边缘时（这在棱状上部平原很常见），应力就会引发断裂作用。此类位置会产生挤压应力，使裂缝暴露出更多的表面，因此，材料中更多的冰会升华到行星稀薄的大气层中。最终，小裂缝逐惭演变成大峡谷或大槽沟。小裂缝通常包含小深坑和陷坑链，这些也被认为是由地下上的冰升华所形成。火星表面大片区域都布满了冰，这些冰被一层1米厚的尘埃和其他物质所覆盖。但一旦出现裂缝，新的表面会使积冰暴露在稀薄的大气中，在很短时间内，冰将通过升华作用消失在寒冷稀薄的大气中，在地球上干冰也有类似的表现。在火星上观察到了升华现象，凤凰号着陆器暴露出的冰块在数天内就消失了。此外，高分辨率成像科学设备还发现坑底有冰的新陨石坑，在不久之后坑内的积冰就消失得无影无踪。

被挖开的“渡渡鸟-金凤花”沟中，模具般大小的明亮团块在四天时间里就已消失，这意味着它们是由暴露后升华的冰所构成[58]。
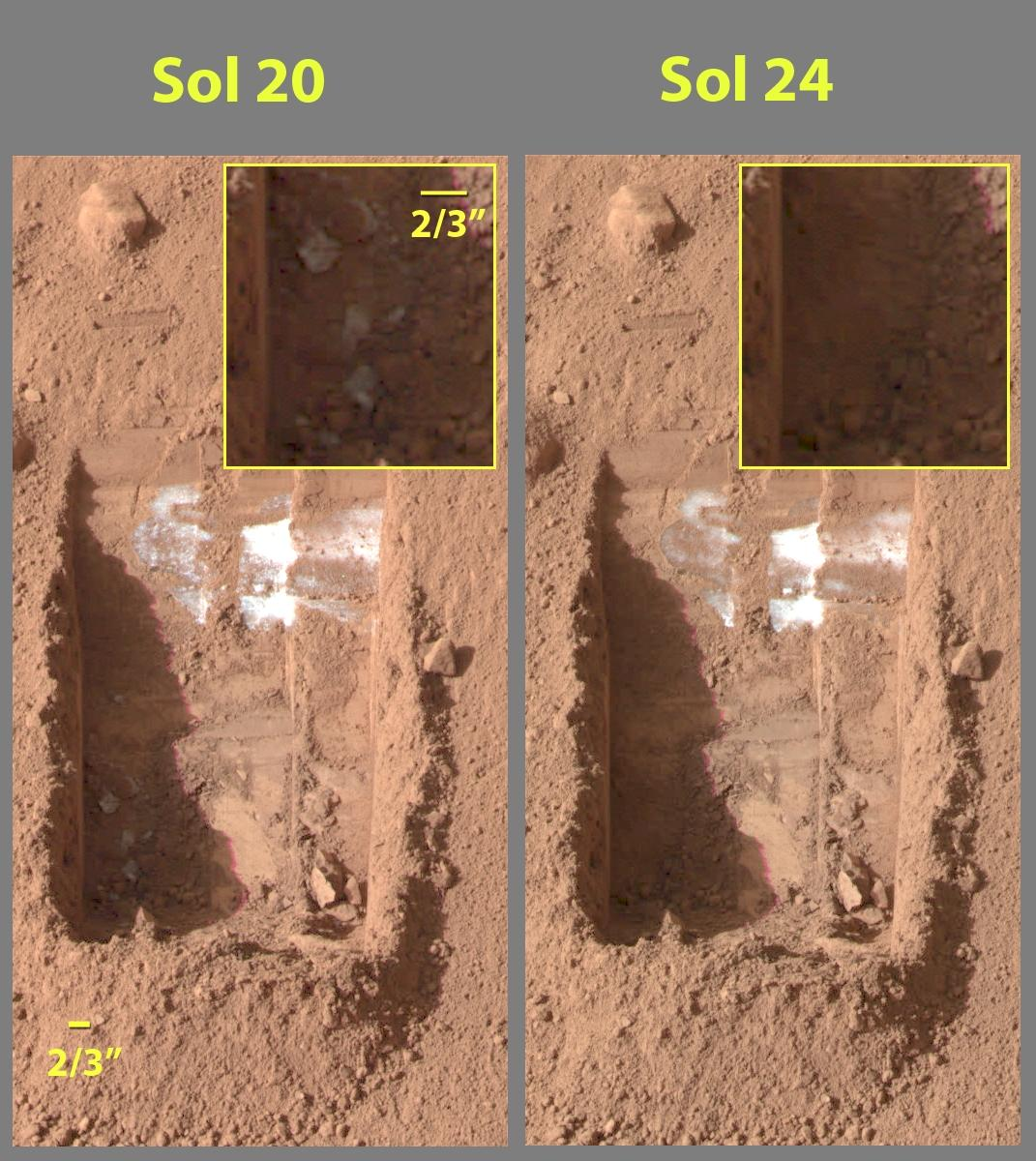
显示了冰升华的彩色照片，图片右上角插图为放大的挖沟左下角区。

据认为，平原上部单元来自于空中飘落的物质，它覆盖在各种表面，仿佛均匀落下。与其他沉积覆盖层一样，平原上部单元具有层状、细粒度，且富含冰的特点，它分布普遍，似乎没有来源点。火星某些区域的表面外观缘于该单元的退化，它也是造成舌状岩屑坡表面外观的主要原因之一。据信，平原上部覆盖单元和其他覆盖单元的分层是由该行星气候发生重大变化所致。模型预测，随着地质时间推移，火星自转轴倾角或倾斜度可能会从目前的25度改变到超过80度不等。高倾斜期将导致极地冰盖中的冰重新分布，并改变大气中的尘埃含量。

## 纬度相关覆盖层
火星大部分表面都覆盖着一层以前从空中飘落的厚厚含冰覆盖层，在一些地方可看到覆盖层中的许多分层。

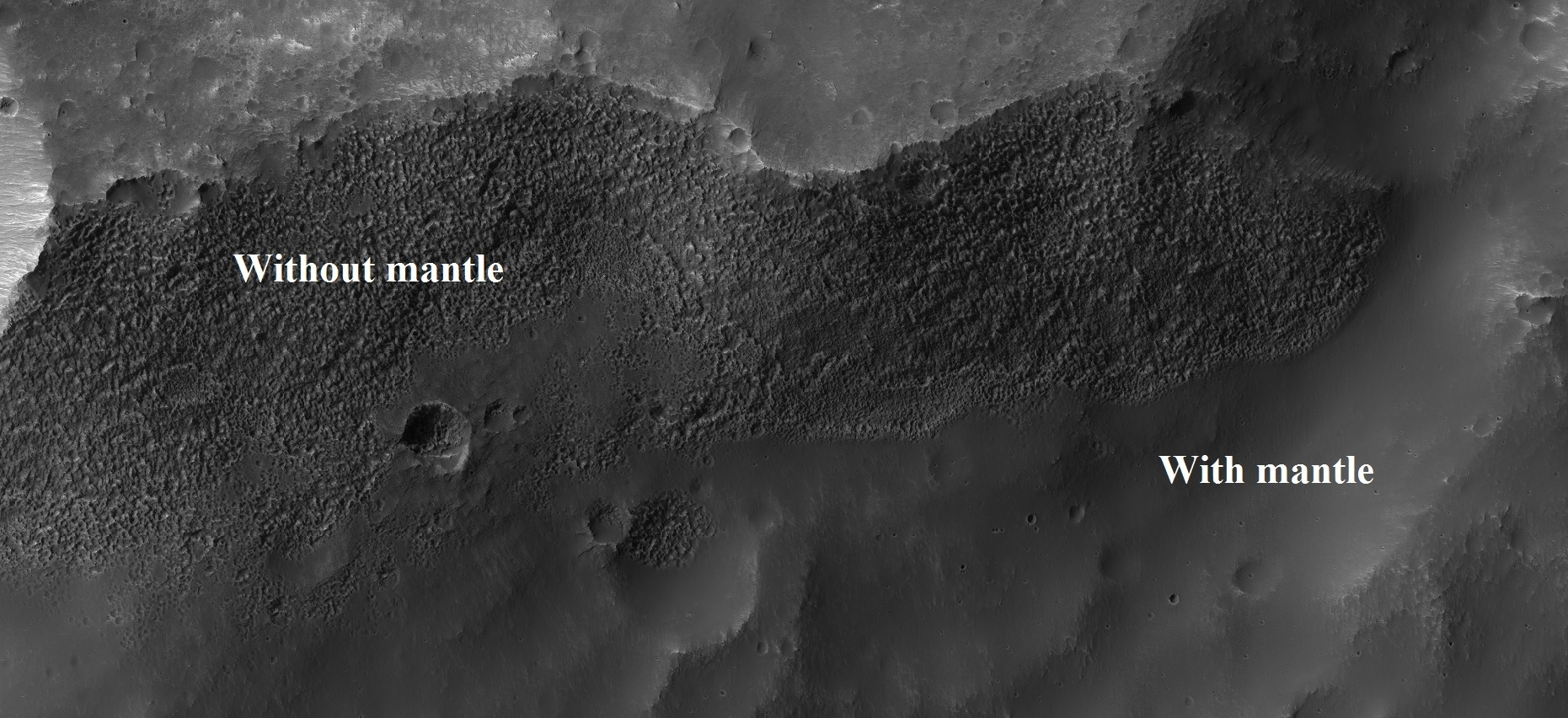
HiWish计划下高分辨率成像科学设备显示的法厄同区塞壬高地上有和无覆盖层的表面。
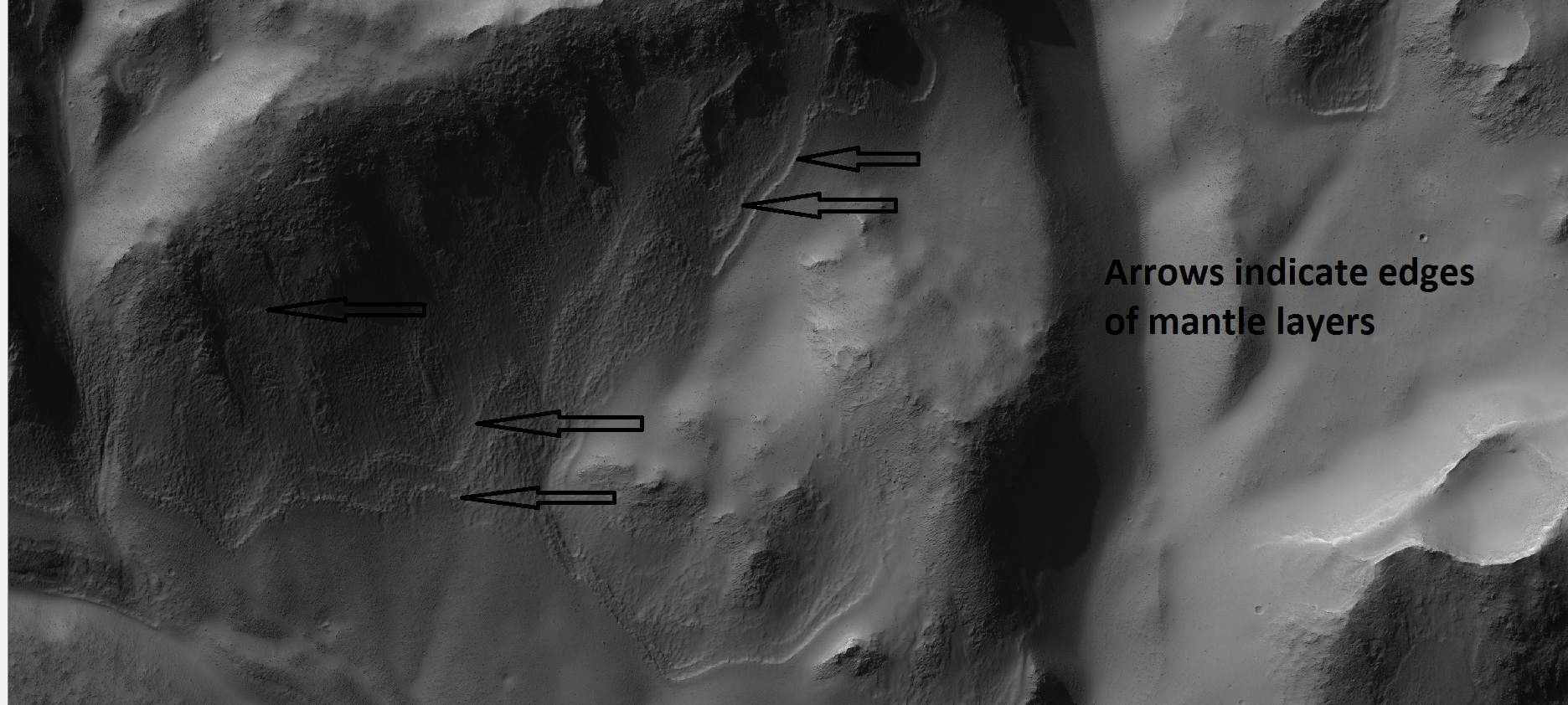
HiWish计划下高分辨率成像科学设备显示的埃里达尼亚区覆盖层
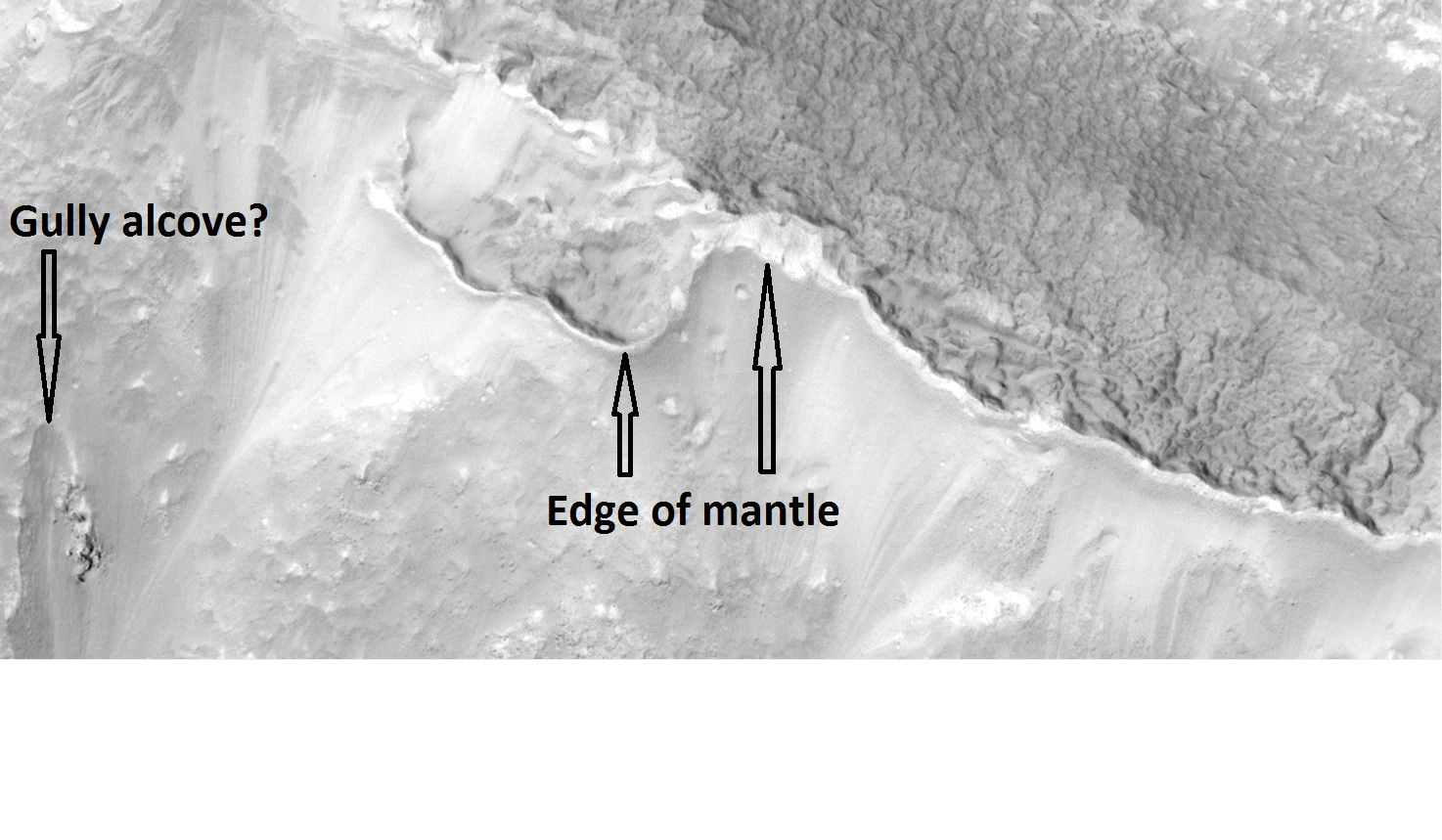
HiWish计划下高分辨率成像科学设备显示的刻布壬尼亚区覆盖层特写，覆盖层可能是过去气候条件下由从空中飘落的冰粒和尘埃组成。
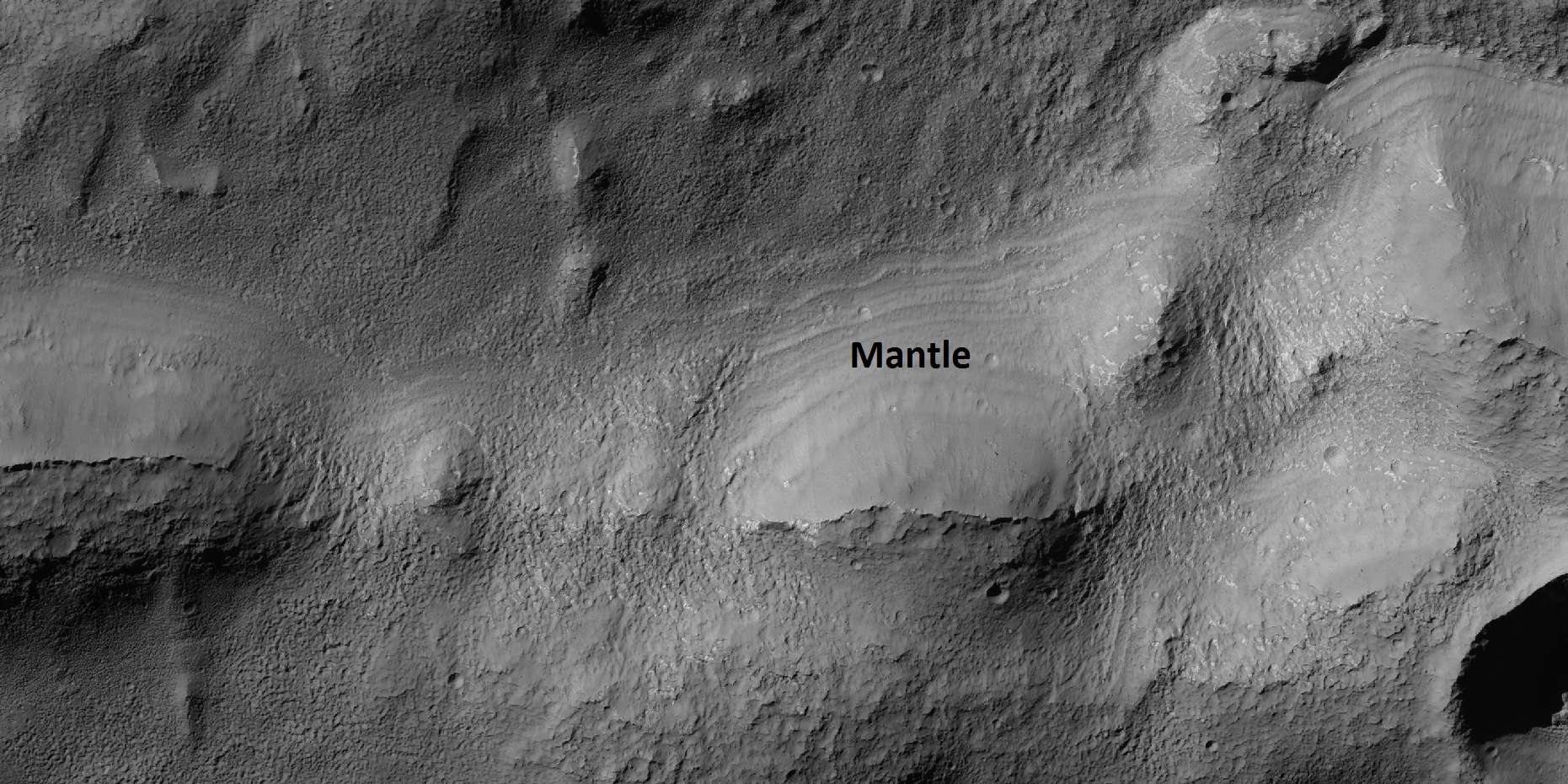
HiWish计划下高分辨率成像科学设备显示的希腊区带有分层的平坦覆盖层。
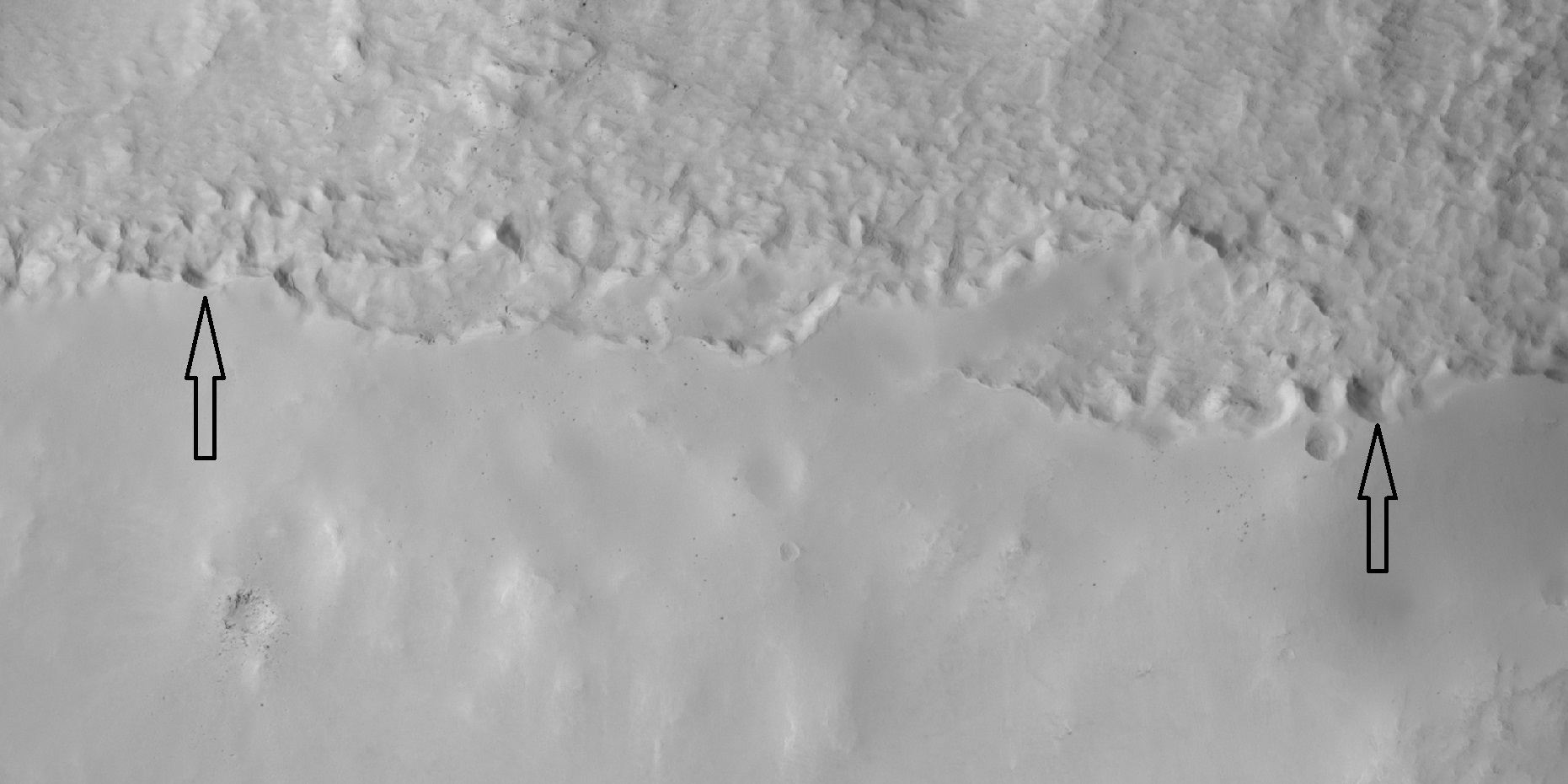
HiWish计划下高分辨率成像科学设备显示的伊斯墨诺斯湖区覆盖层近景，箭头突出指示了陨坑边沿上的覆盖层厚度。
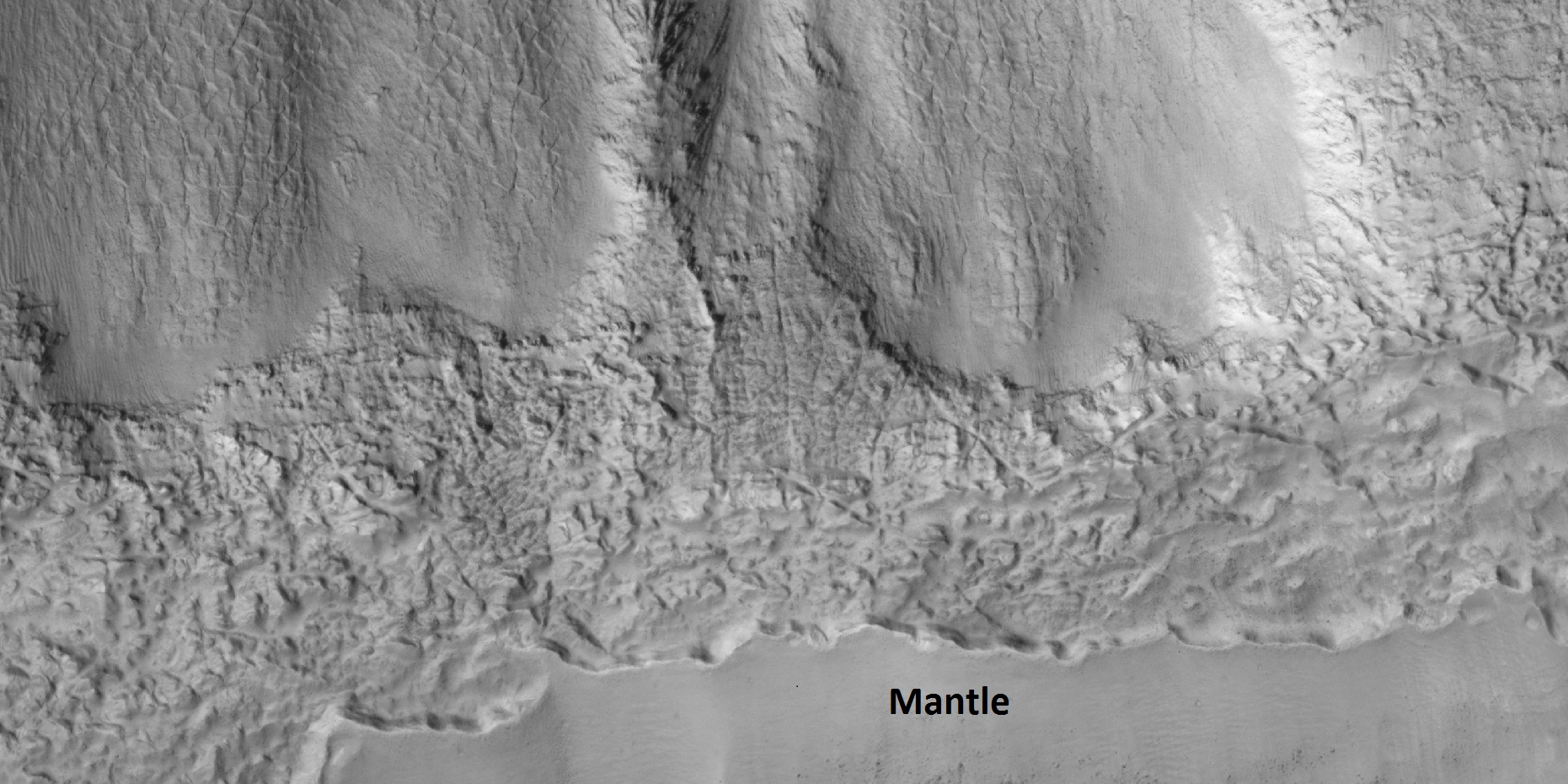
HiWish计划下高分辨率成像科学设备显示的伊斯墨诺斯湖区覆盖层厚度的近景。

它们以雪和覆冰尘埃的形式降落到地面，有充分证据表明这层覆盖层富含水冰。许多地面上常见的多边形形状表明土壤中富含大量的冰。2001火星奥德赛号探测器检测到可能来自水的高含量氢，轨道上测得的热量也表明有冰。凤凰号着陆器降落在一片多边形地面，它的减速火箭直接暴露出一块纯净的冰面。理论预测在数厘米深的土壤下就会发现冰，由于它们的出现与纬度有关，因此这一覆盖层被称为“纬度相关覆盖层”。正是这种覆盖层的破裂以后才形成了多边形的地面，这种富冰地面的开裂是基于物理作用所预测的
 。

## 多边形图案地面
多边形、图案状的表面在火星的一些地区很常见，它们通常被认为是由地下冰升华所引起。升华是冰由固体直接转变为气体，类似与地球上的干冰情况。火星上呈现多边形地面的地方可能表明未来定居者可在那里找到水冰。图案地面形成于所谓的纬度相关覆盖层，即在过去不同气候时期，从空中飘落的雪和覆冰尘埃。

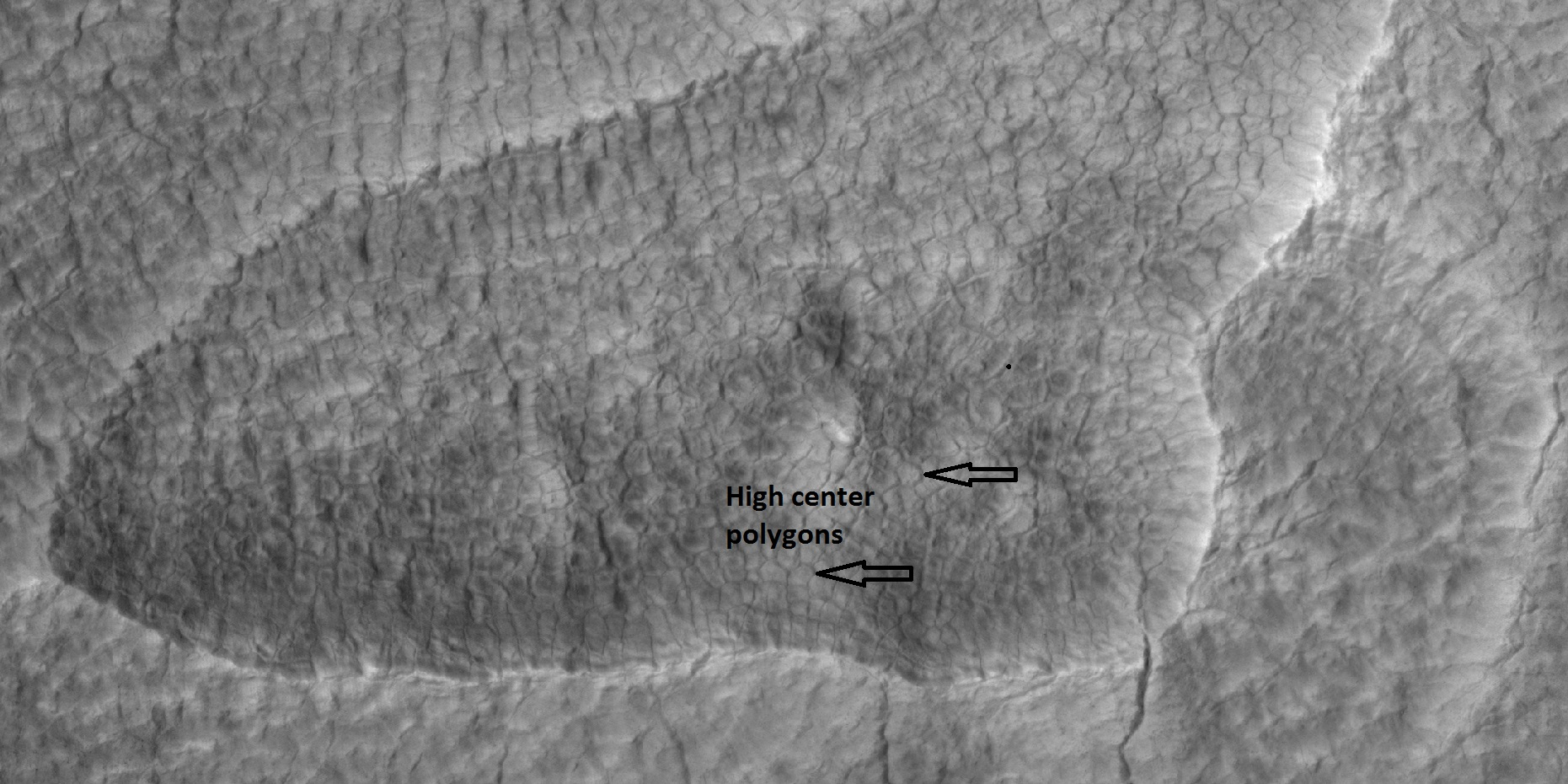
HiWish计划下高分辨率成像科学设备所显示的卡西乌斯区中心隆起多边形地面（箭头指示），图像使用HiView放大。
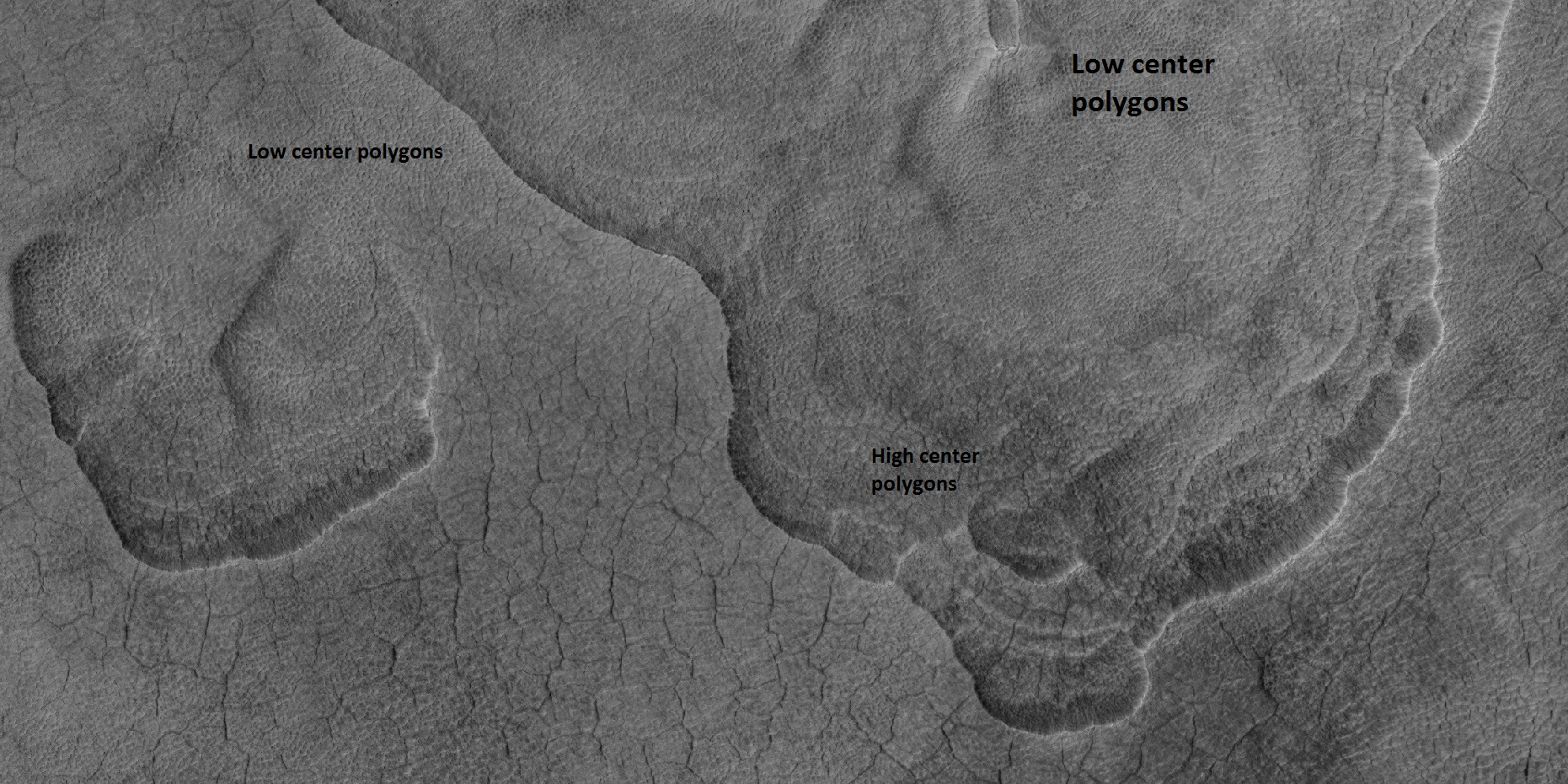
带标注的中心凹陷和中心隆起多边形扇形地形。HiWish计划下高分辨率成像科学设备拍摄于卡西乌斯区，图像使用HiView放大。
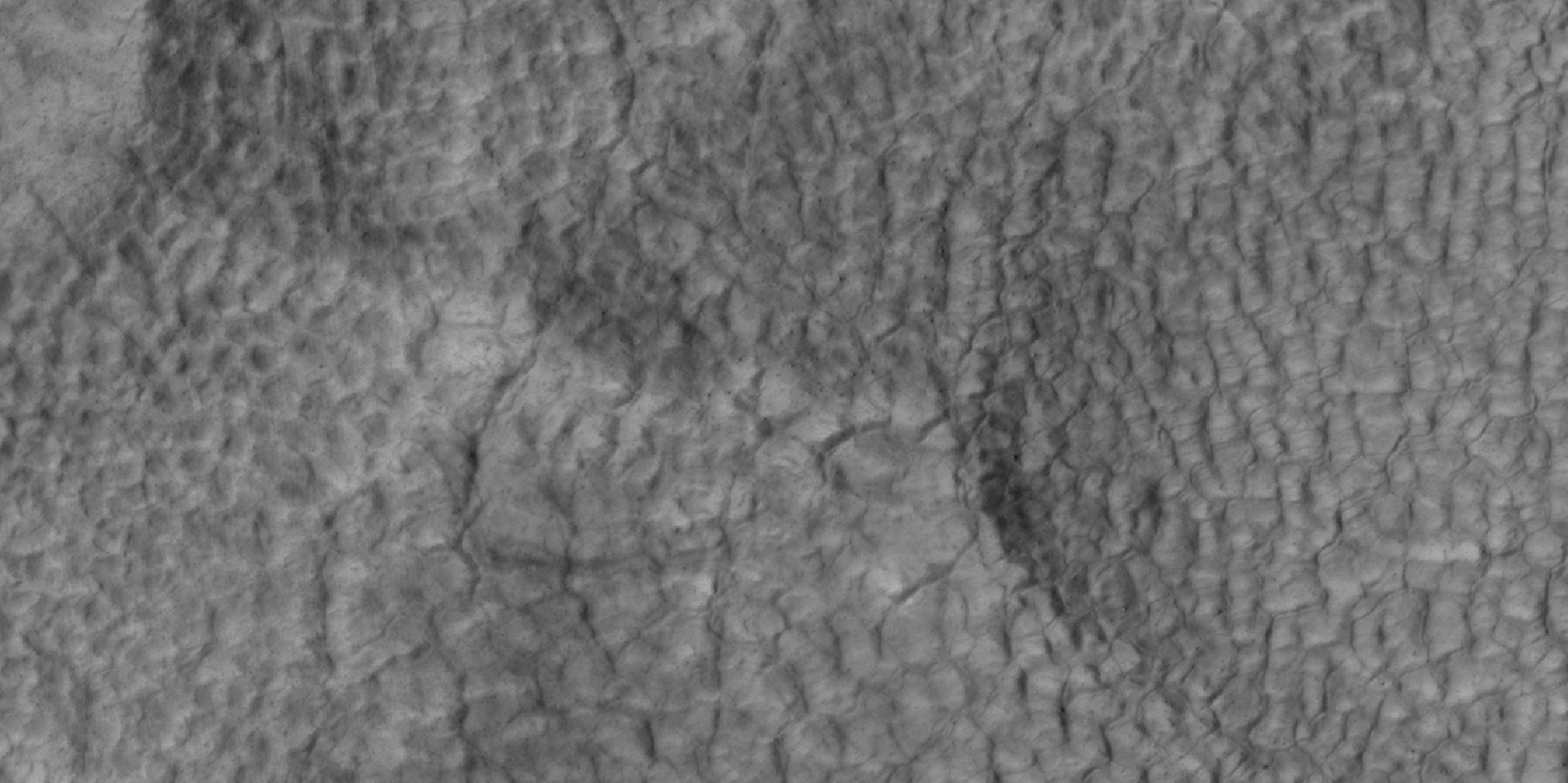
HiWish计划下高分辨率成像科学设备显示的卡西乌斯区中心隆起和中心凹陷的多边形地面，图像使用HiView放大。
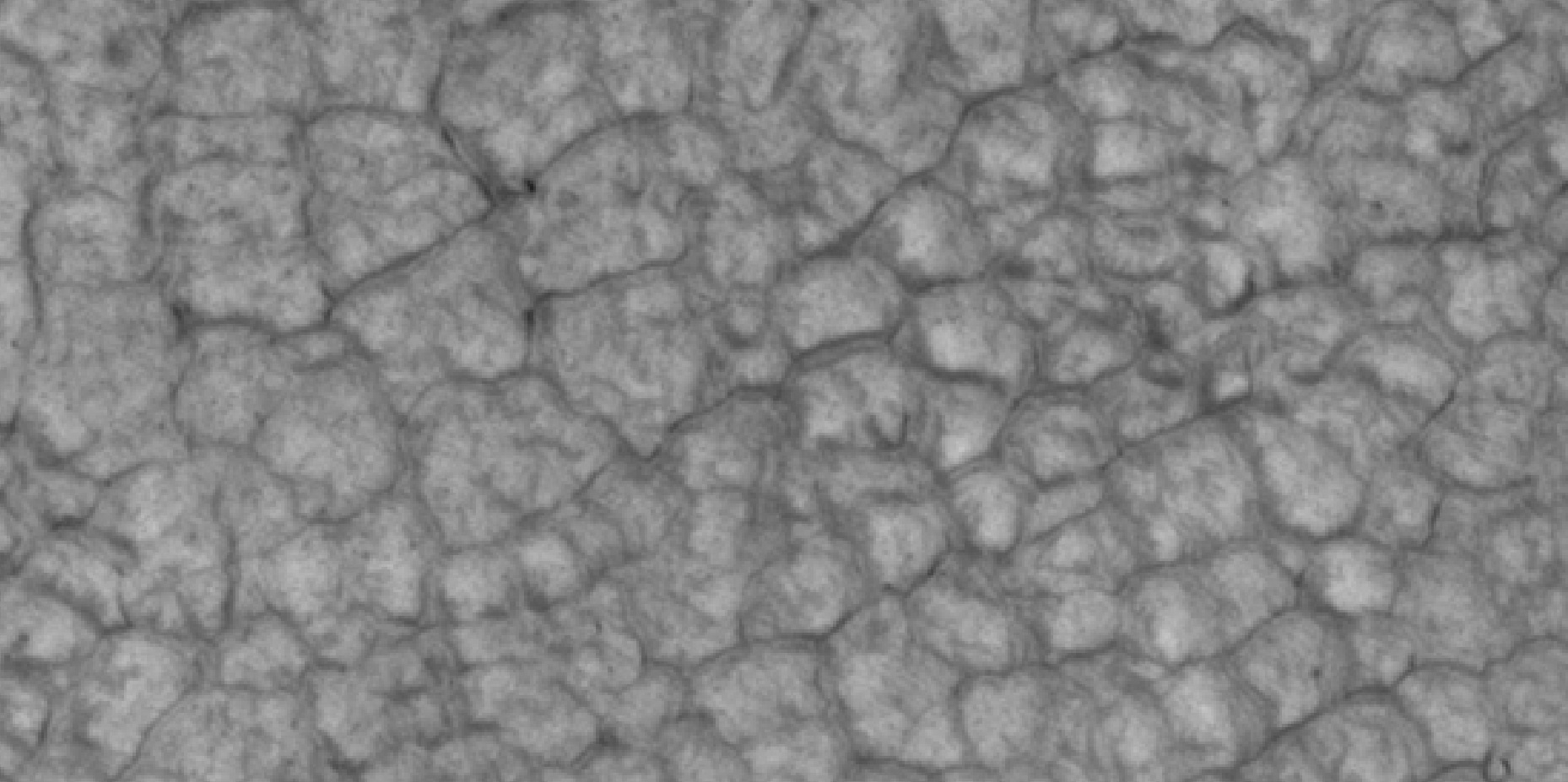
HiWish计划下高分辨率成像科学设备显示的伊斯墨诺斯湖区中心隆起的多边形地面特写，可清楚地看到多边形之间的凹槽。
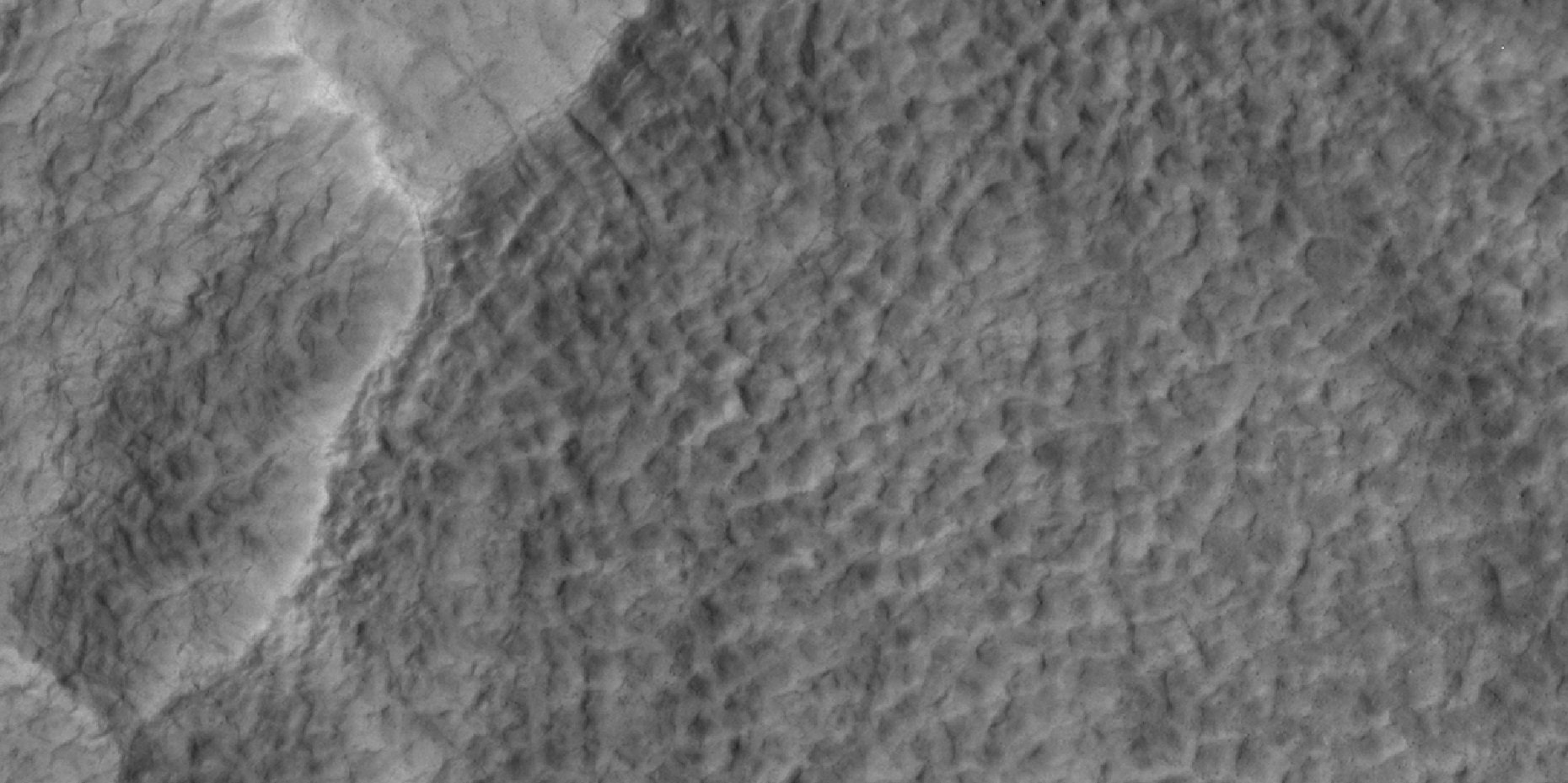
HiWish计划下高分辨率成像科学设备显示的卡西乌斯区中心凹陷的多边形地面，图像使用HiView放大。
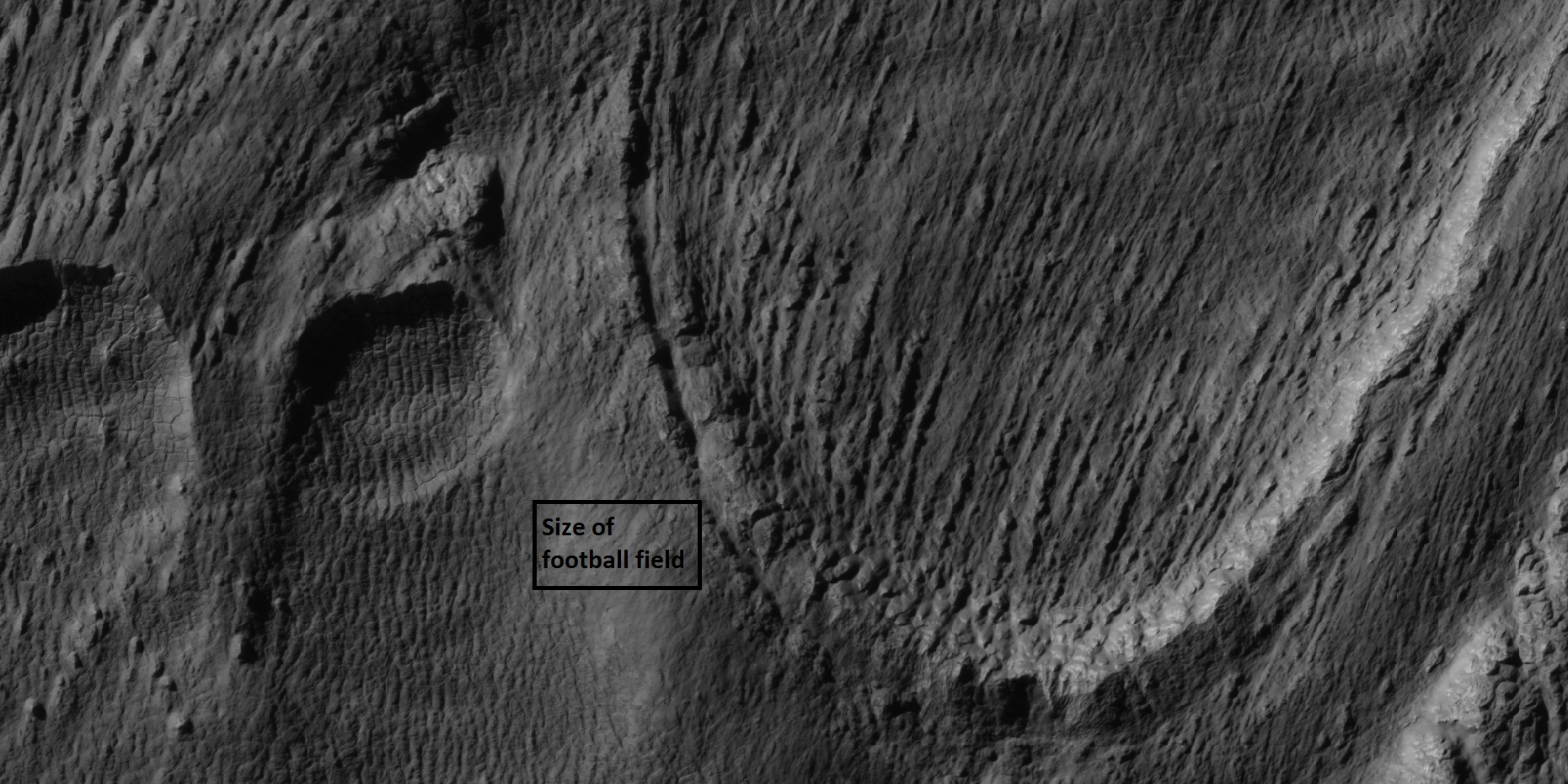
HiWish计划下高分辨率成像科学设备显示的冰川前锋近景，可看到中心隆起多边形地面，方框显示足球场大小的区域。
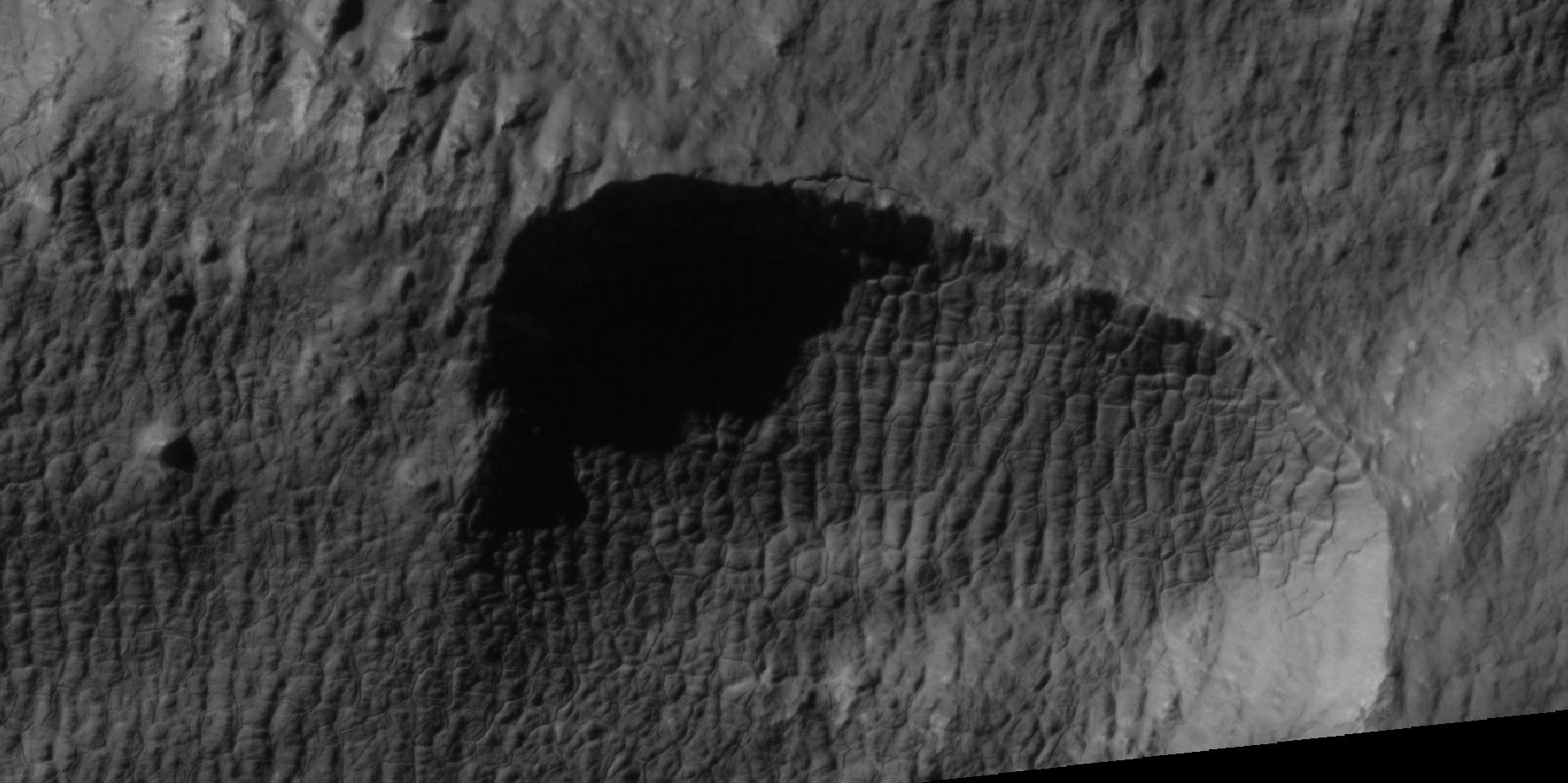
HiWish计划下高分辨率成像科学设备显示的冰川附近中心隆起多边形地面近景。
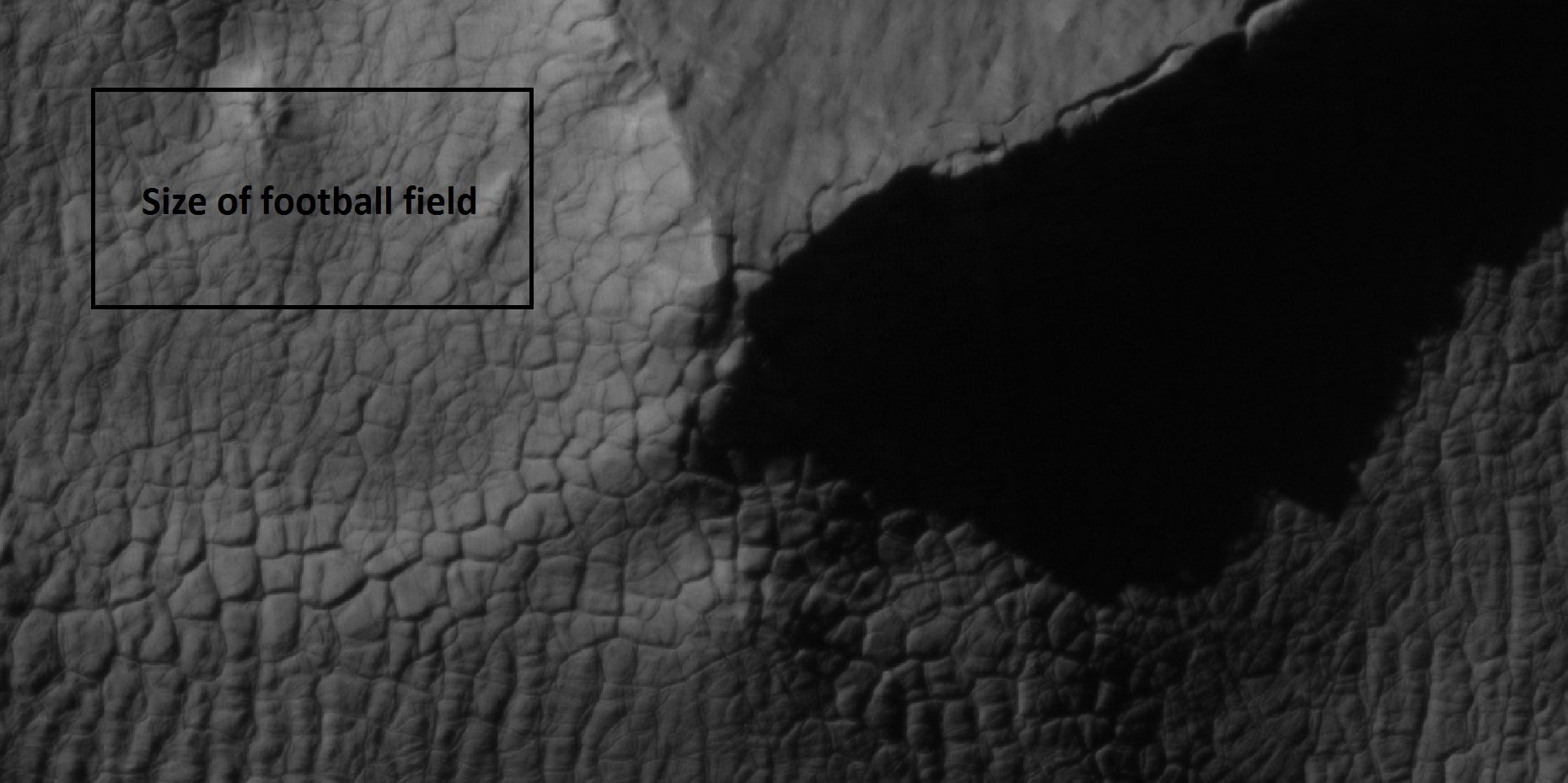
HiWish计划下高分辨率成像科学设备显示的冰川附近中心隆起多边形地面近景，方框显示足球场大小的区域。

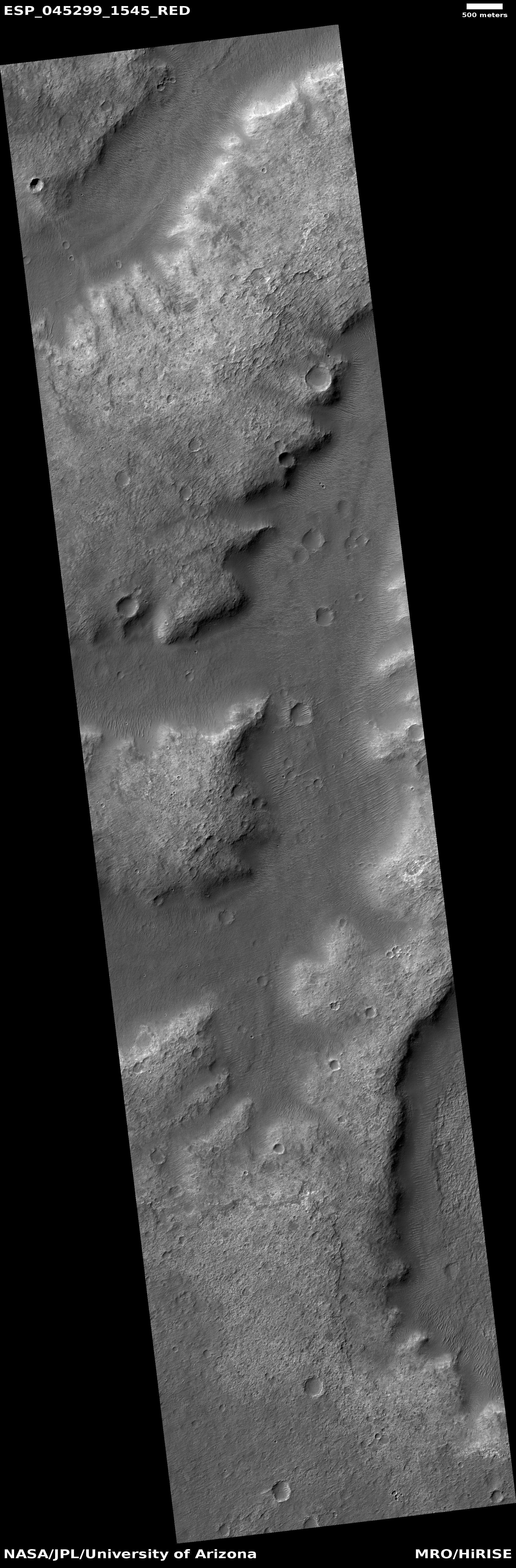
HiWish计划下高分辨率成像科学设备显示的一组通道，放大后部分表面显示出图案地面。
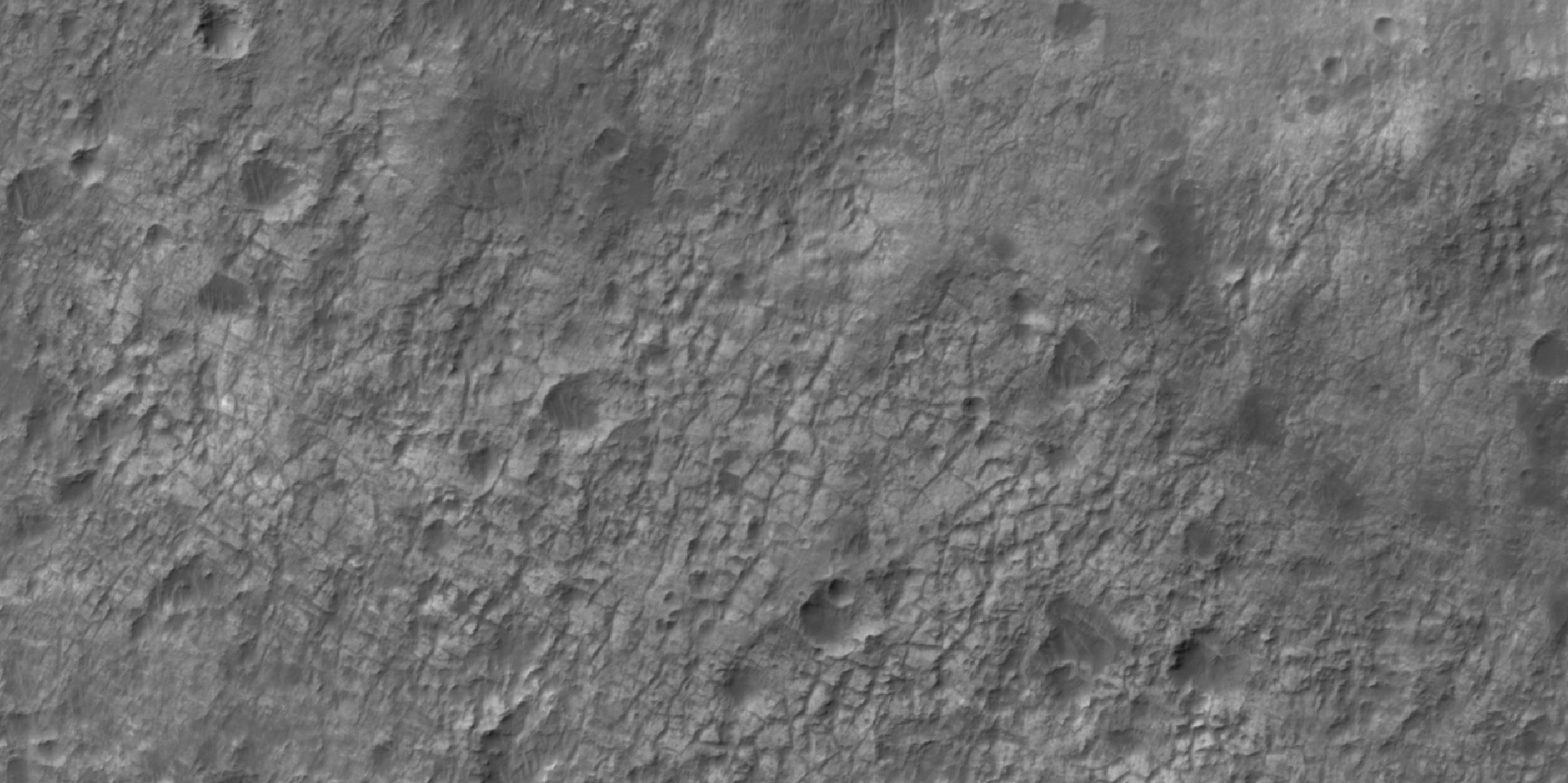
HiWish计划下高分辨率成像科学设备显示的图案地面，这是前一幅图像的特定。
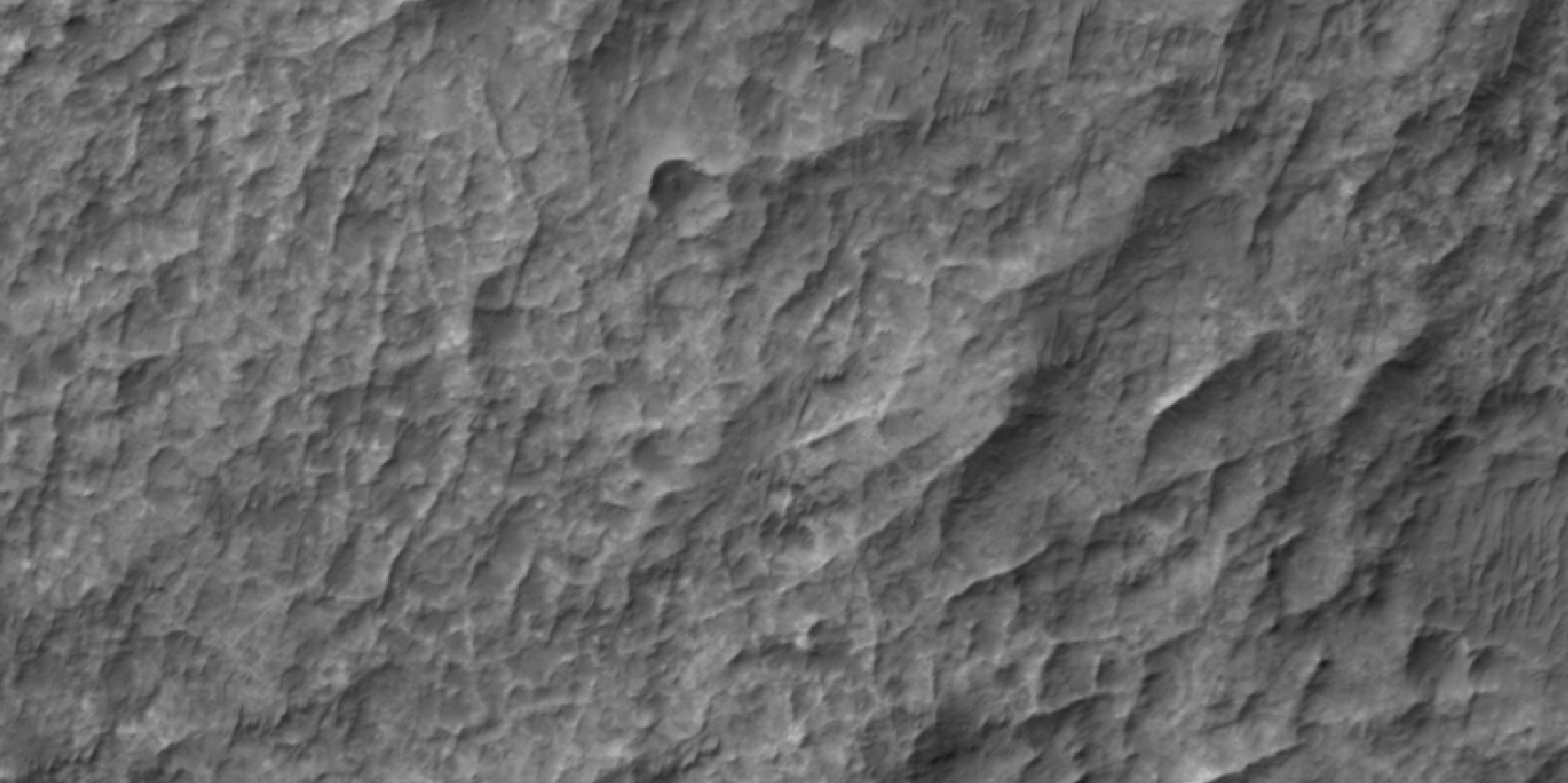
HiWish计划下高分辨率成像科学设备显示的垄脊，前一幅图像的特定。
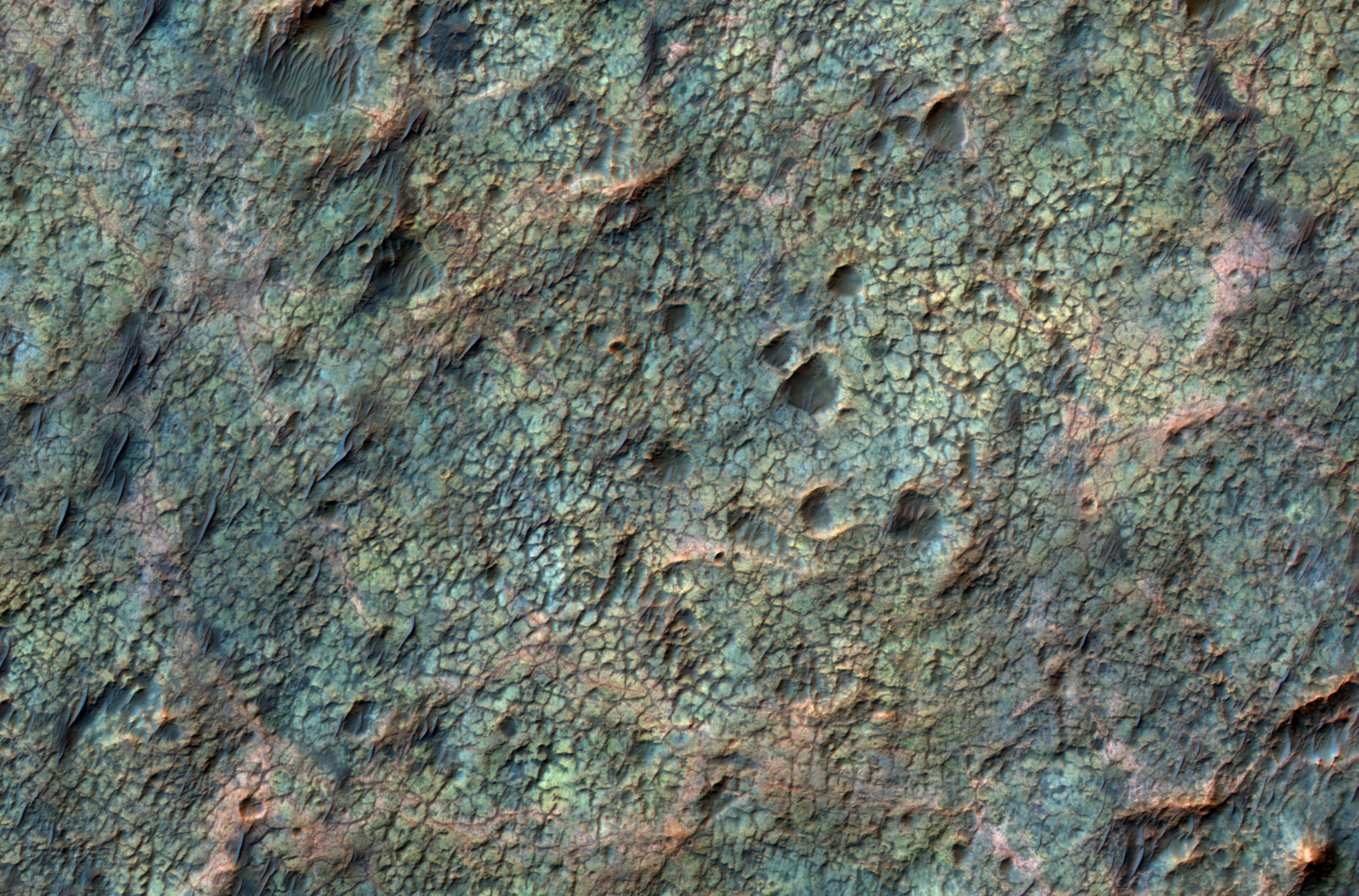
HiWish计划下高分辨率成像科学设备显示的彩色图案地面图像，前一幅图像的放大版。

## 扇形地形
扇形地形在火星南北纬45到60度之间的中纬度区很常见，它在北半球的乌托邦平原地区以及南半球的佩纽斯和安菲特里忒火山口区尤为突出。此类地形由无隆起垒壁和扇贝状口沿的低浅洼地组成，通常称为“扇形洼地”或简称“贝状”。扇形洼地可能孤立，也可能成簇出现，有时似乎会结合在一起。一处典型的扇形洼地显示出一侧朝向赤道的缓坡和一侧朝向极地的陡坡，这种不对称地形可能产生于日照的差异，而扇形洼地则被认为是因升华导致的地下物质（可能是间隙冰）消失所形成，这一过程目前可能仍在持续。
2016年11月22日，美国宇航局报告称，在火星乌托邦平原地区发现了大量的地下冰。据估计，探测到的水量相当于一座苏必利尔湖。该地区的水冰贮量是根据火星勘测轨道飞行器探地雷达（称为沙拉德雷达）的测量结果所得出。根据沙拉德雷达获得的数据，测定了它的“电容率”或介电常数，介电常数值与高丰度的水冰一致。
,

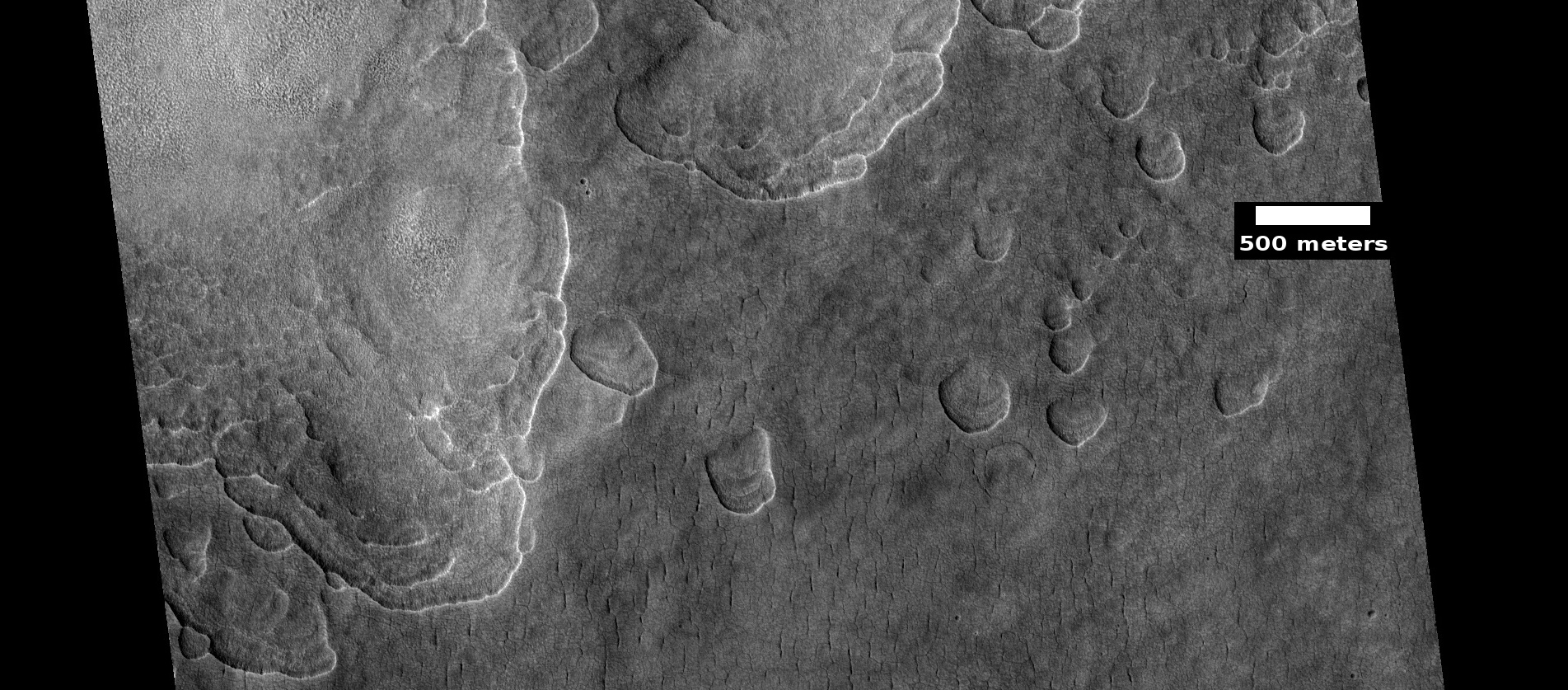
HiWish计划下高分辨率成像科学设备显示的扇形地面。
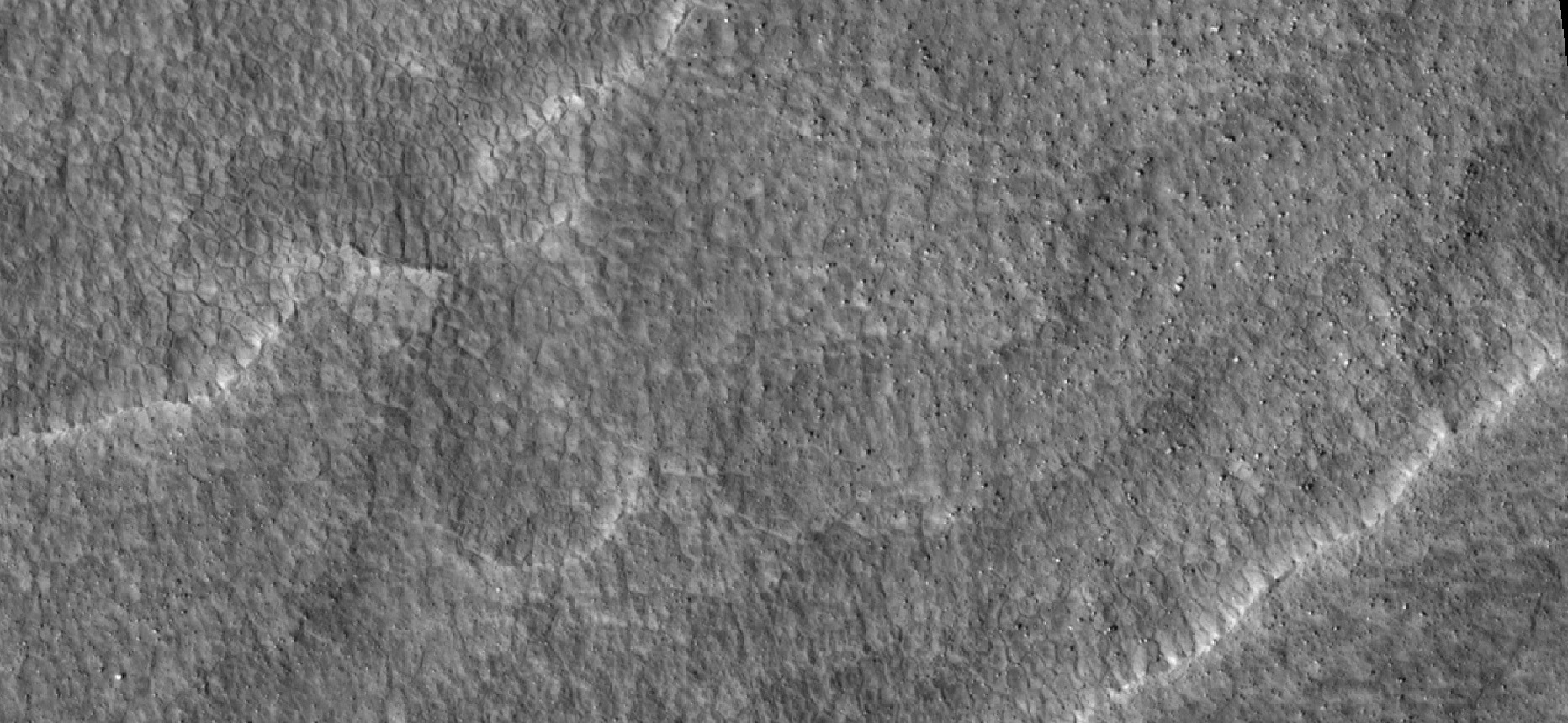
HiWish计划下高分辨率成像科学设备显示的扇形地面特写，表面被划分为多边形，这些形状在有地面结冰和融冰的地区很常见。注意：这是前一幅图像的放大。
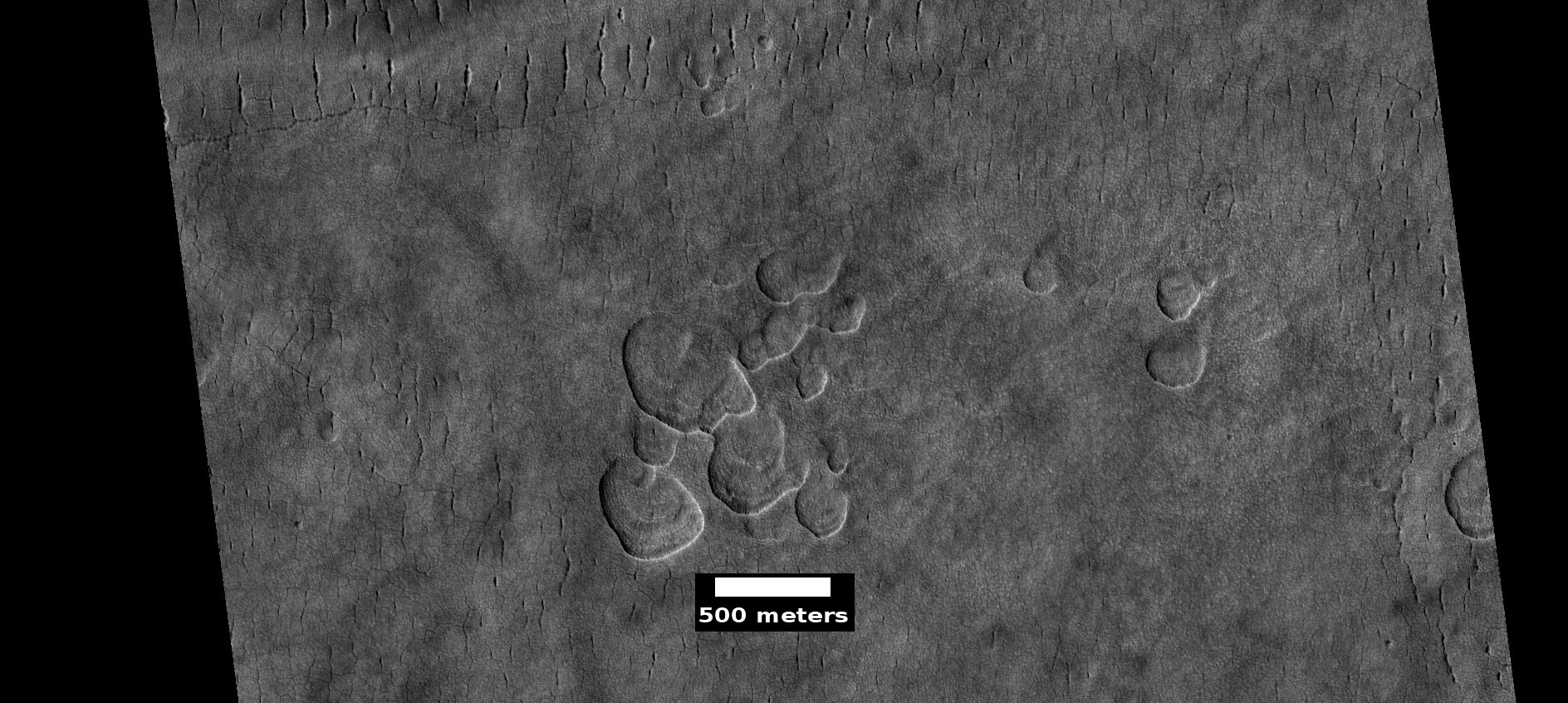
HiWish计划下高分辨率成像科学设备显示的扇形地面。
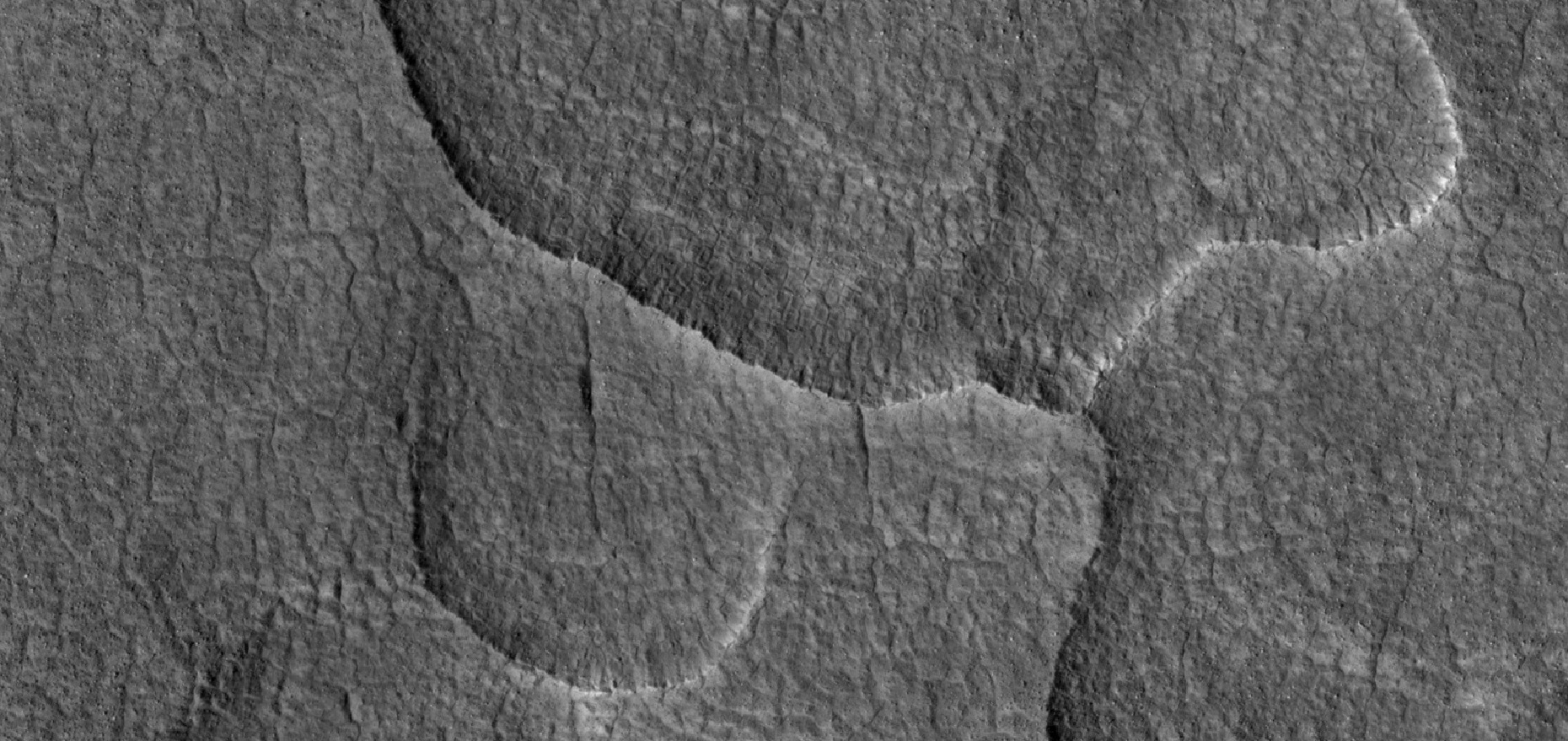
HiWish计划下高分辨率成像科学设备显示的扇形地面特写，表面被划分为多边形，这些形状在有地面结冰和融冰的地区很常见。注意：这是前一幅图像的放大。
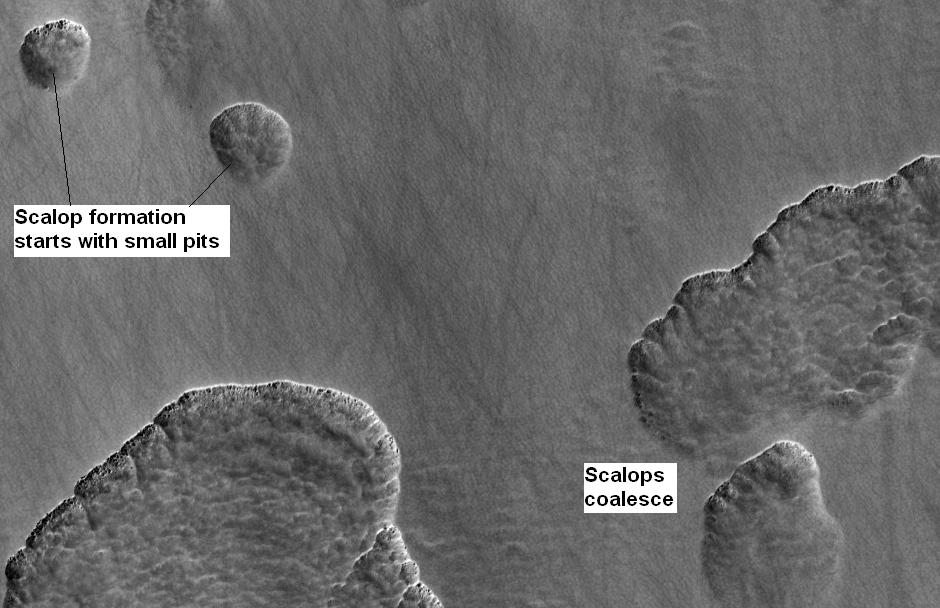
HiWish计划下高分辨率成像科学设备显示的希腊区扇形地形的形成阶段。
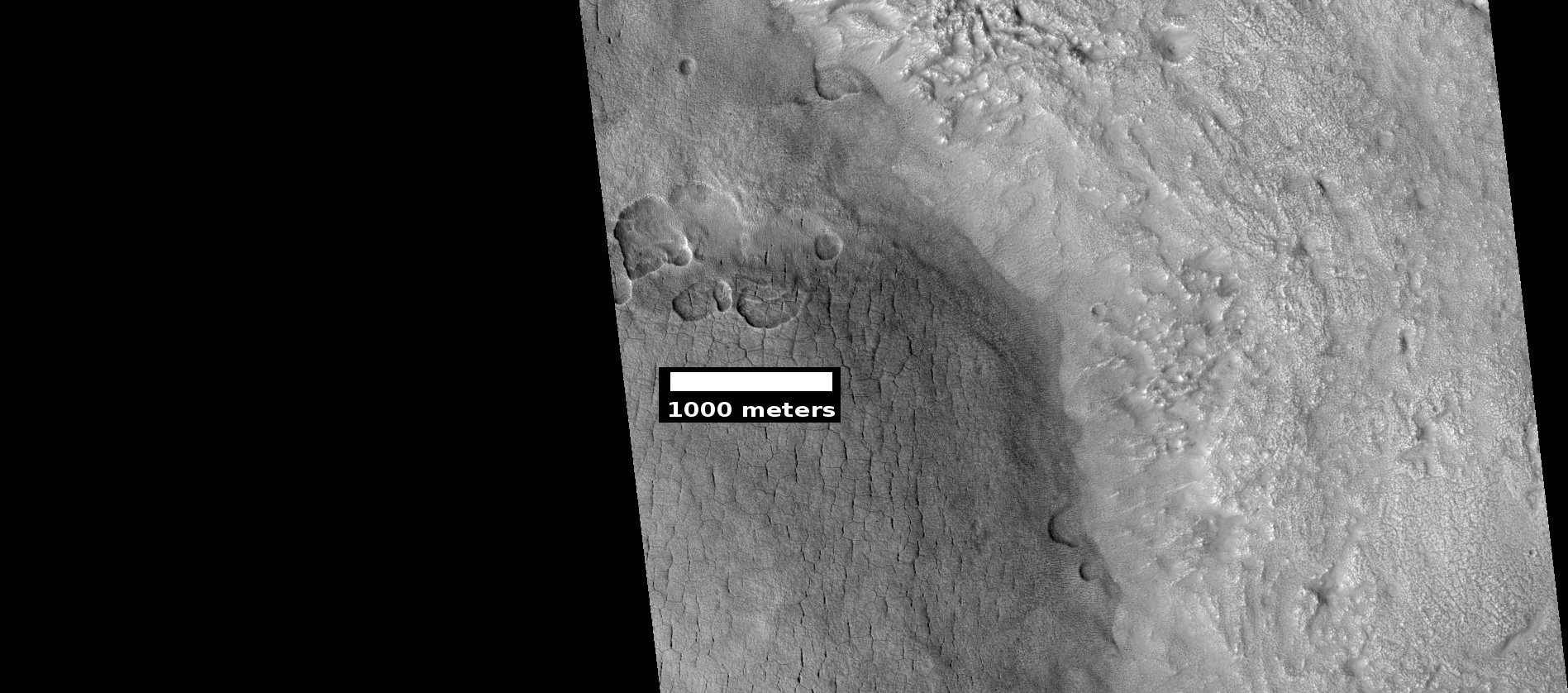
iWish计划下高分辨率成像科学设备显示的冰缘扇形地形和多边形地面。

## 古代河流？
有大量证据表明，水曾经在火星河谷中流淌。来自轨道拍摄的图像显示了蜿蜒、分支的河谷，甚至还有带牛轭湖的河曲，其中的一些可在下图中看到。

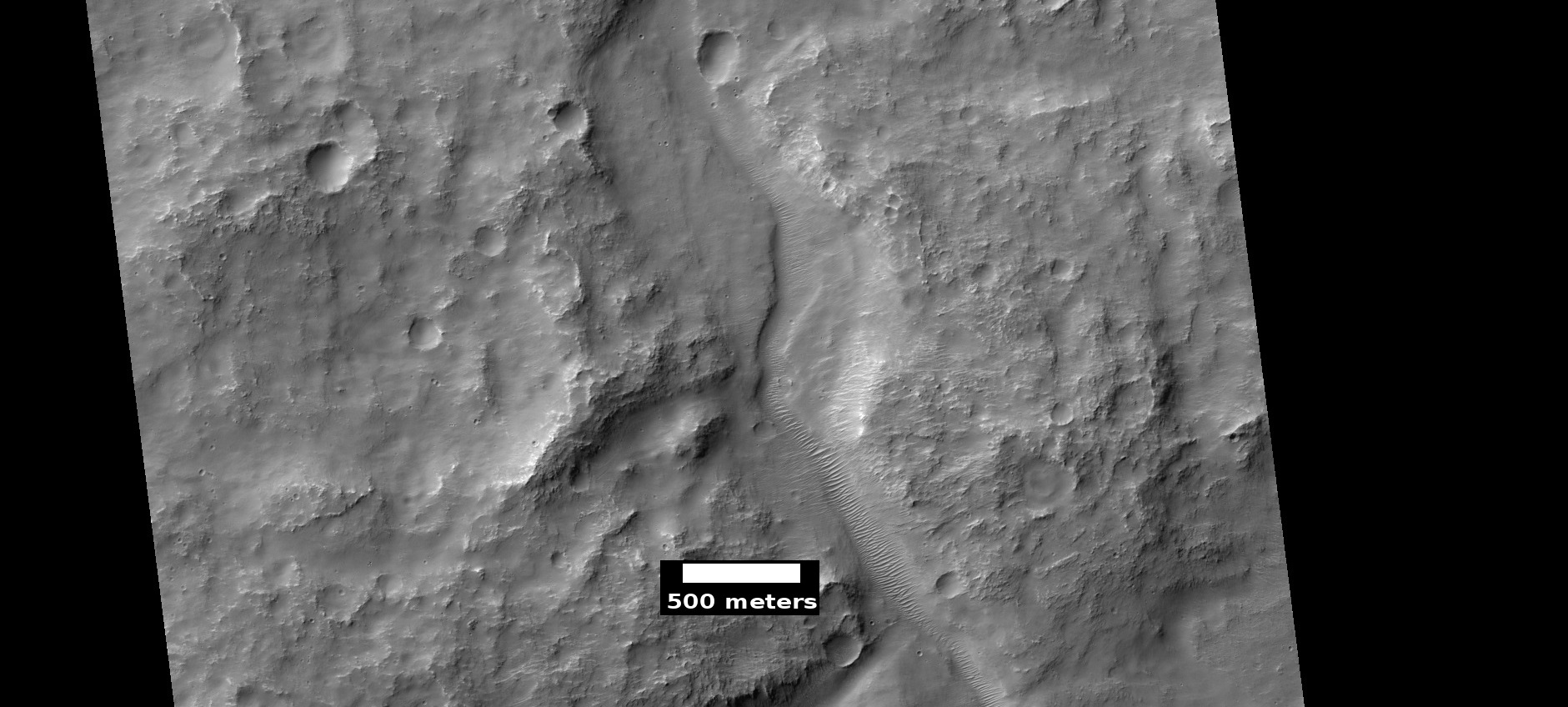
HiWish计划下高分辨率成像科学设备显示的位于一条更大河道内的河道。
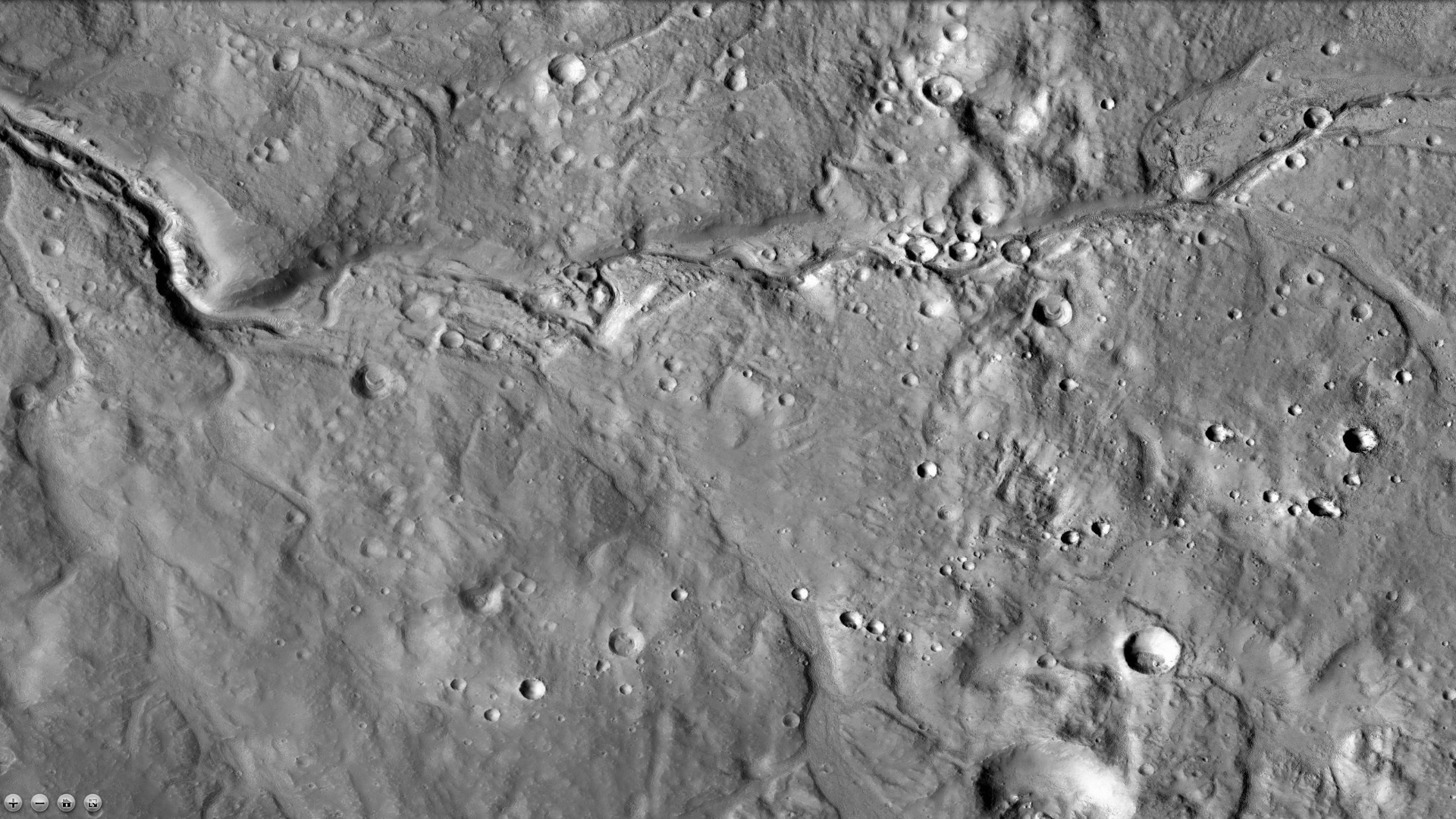
背景相机拍摄的阿拉伯区中的河道，该河道蜿蜒延伸了很长距离并带有分支，它结束于一处可能曾是一座湖泊的洼地。
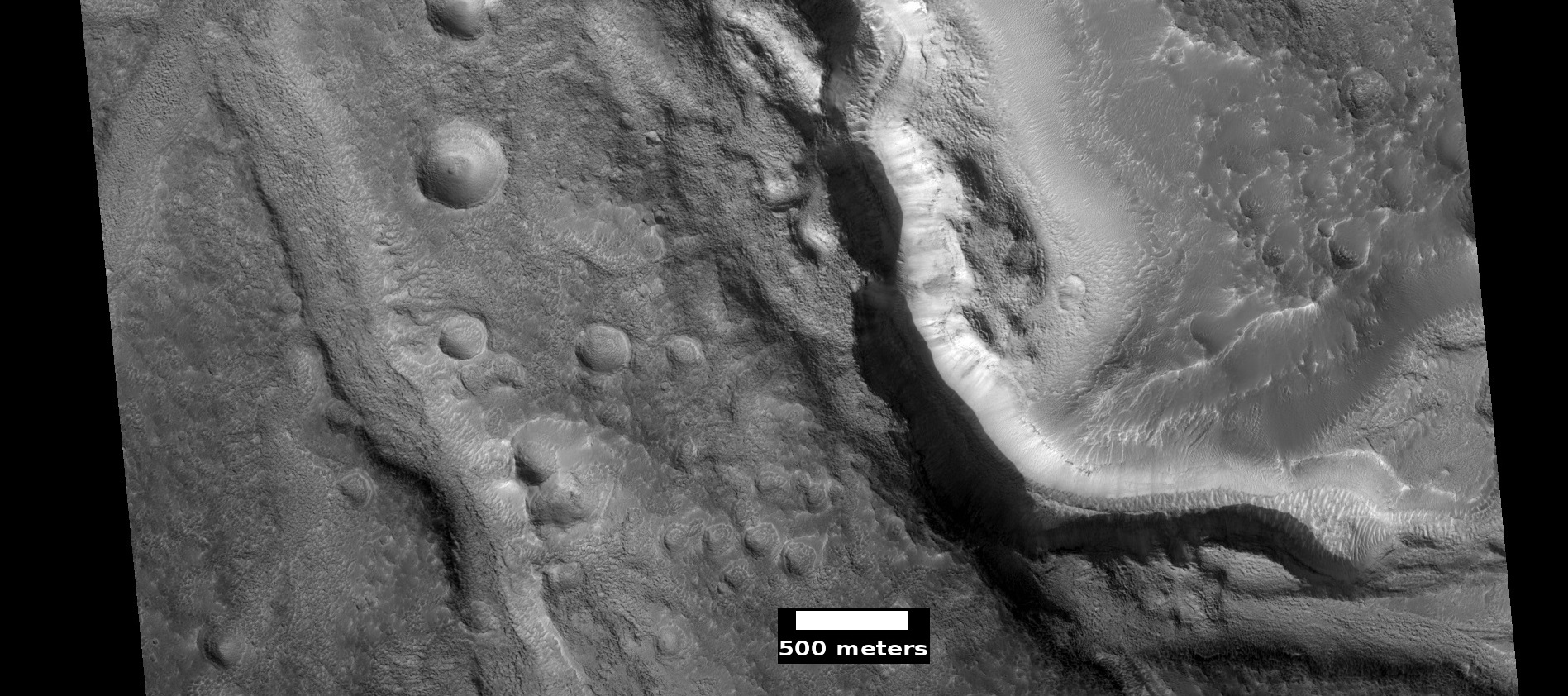
HiWish计划下高分辨率成像科学设备显示的阿拉伯区的河道，这是前一幅背景相机所拍摄更宽视场图像的放大版。
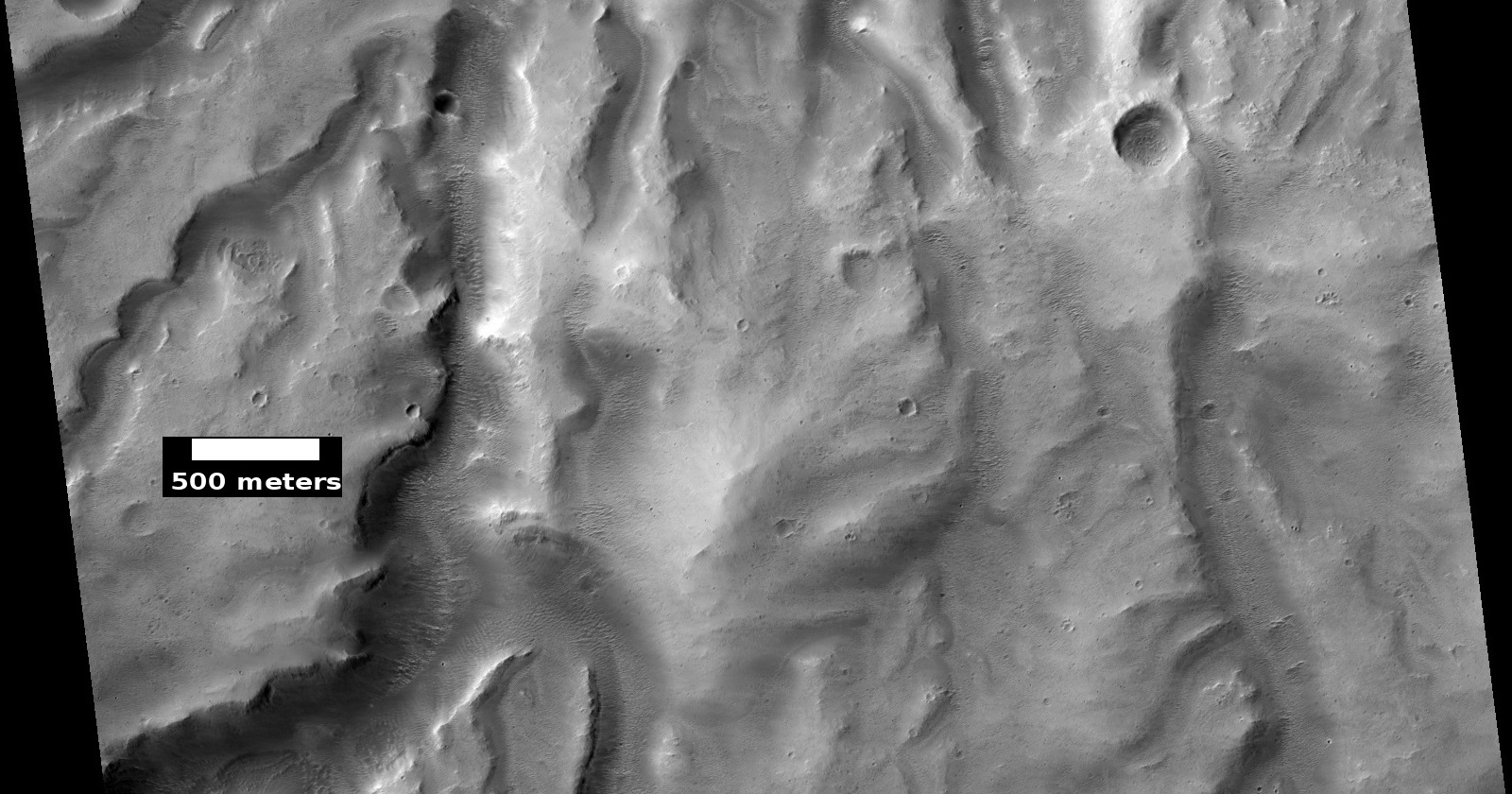
HiWish计划下高分辨率成像科学设备显示的斯克沃多夫斯卡陨击坑中的河道。
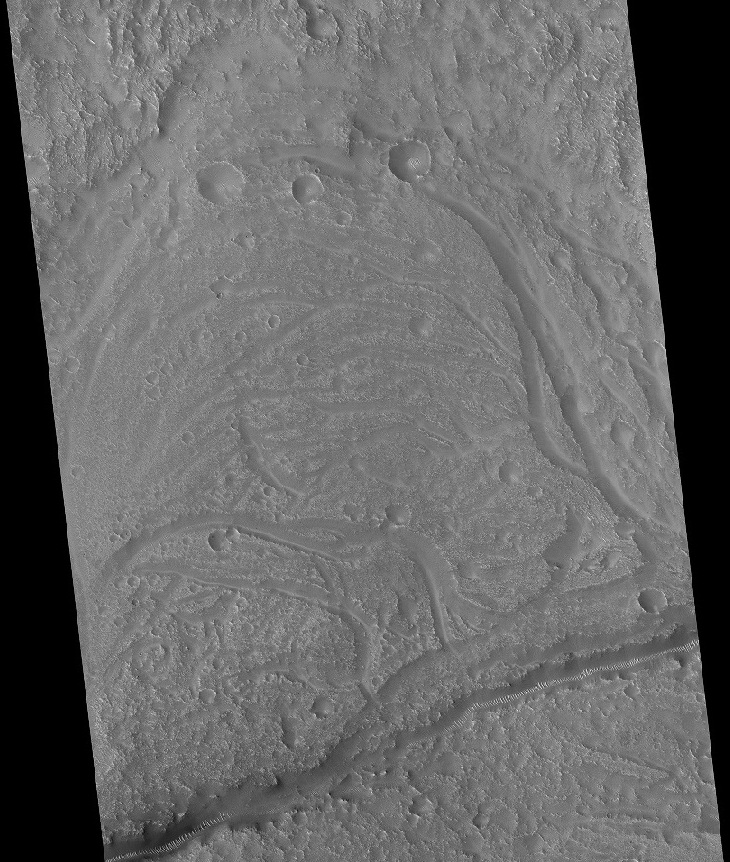
HiWish计划下高分辨率成像科学设备显示的河湾和截弯水道。
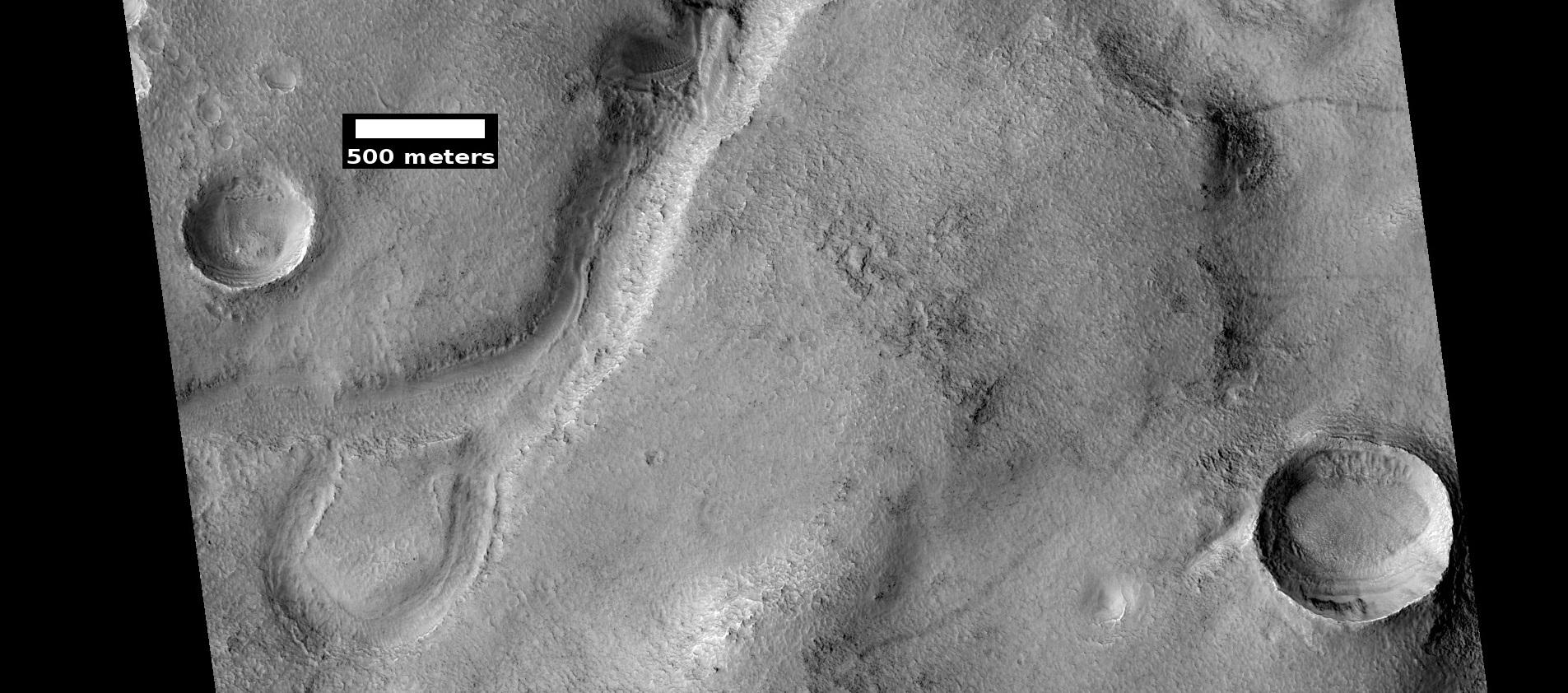
HiWish计划下高分辨率成像科学设备显示的牛轭湖。
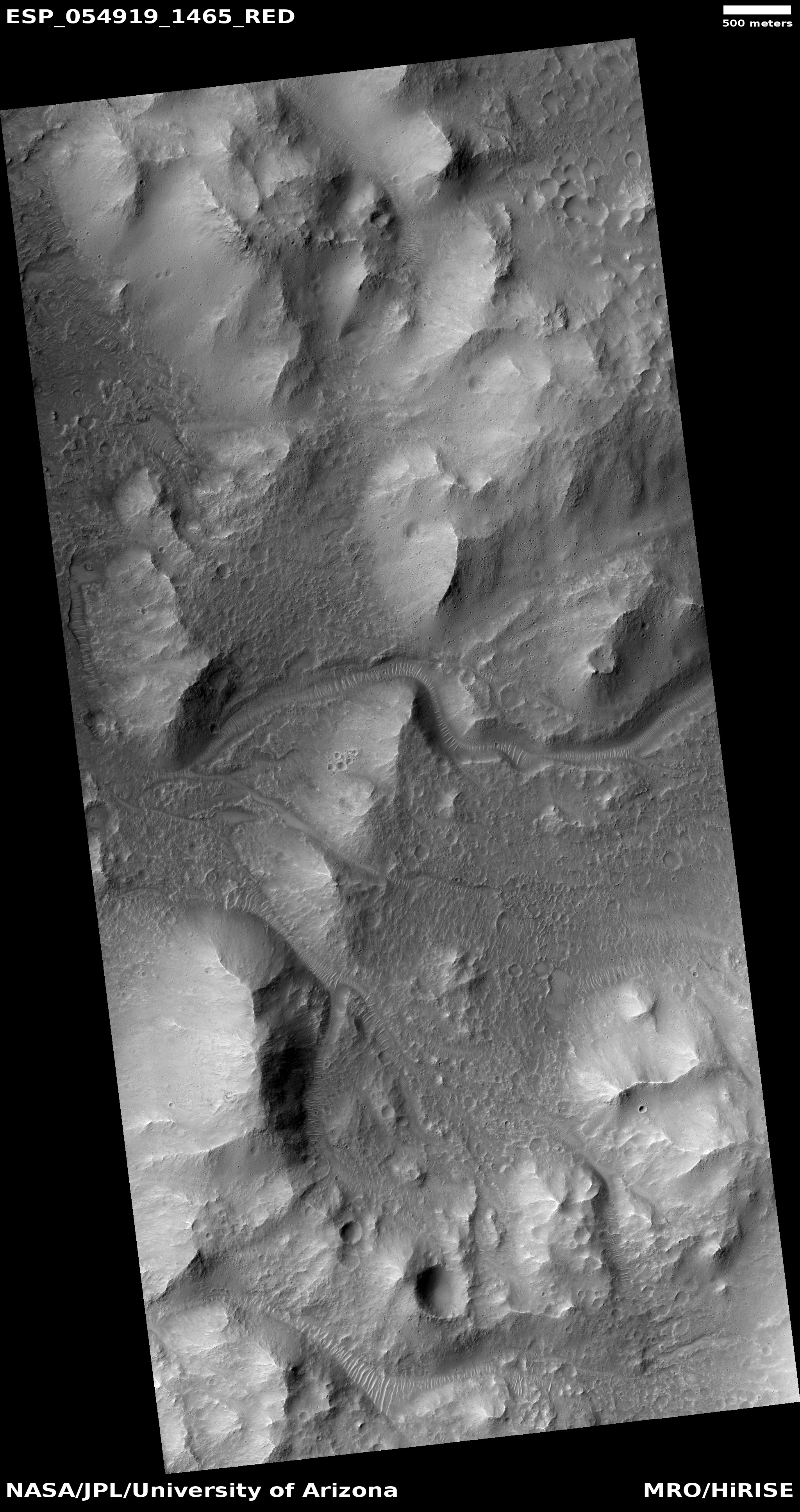
HiWish计划下高分辨率成像科学设备显示的河道。
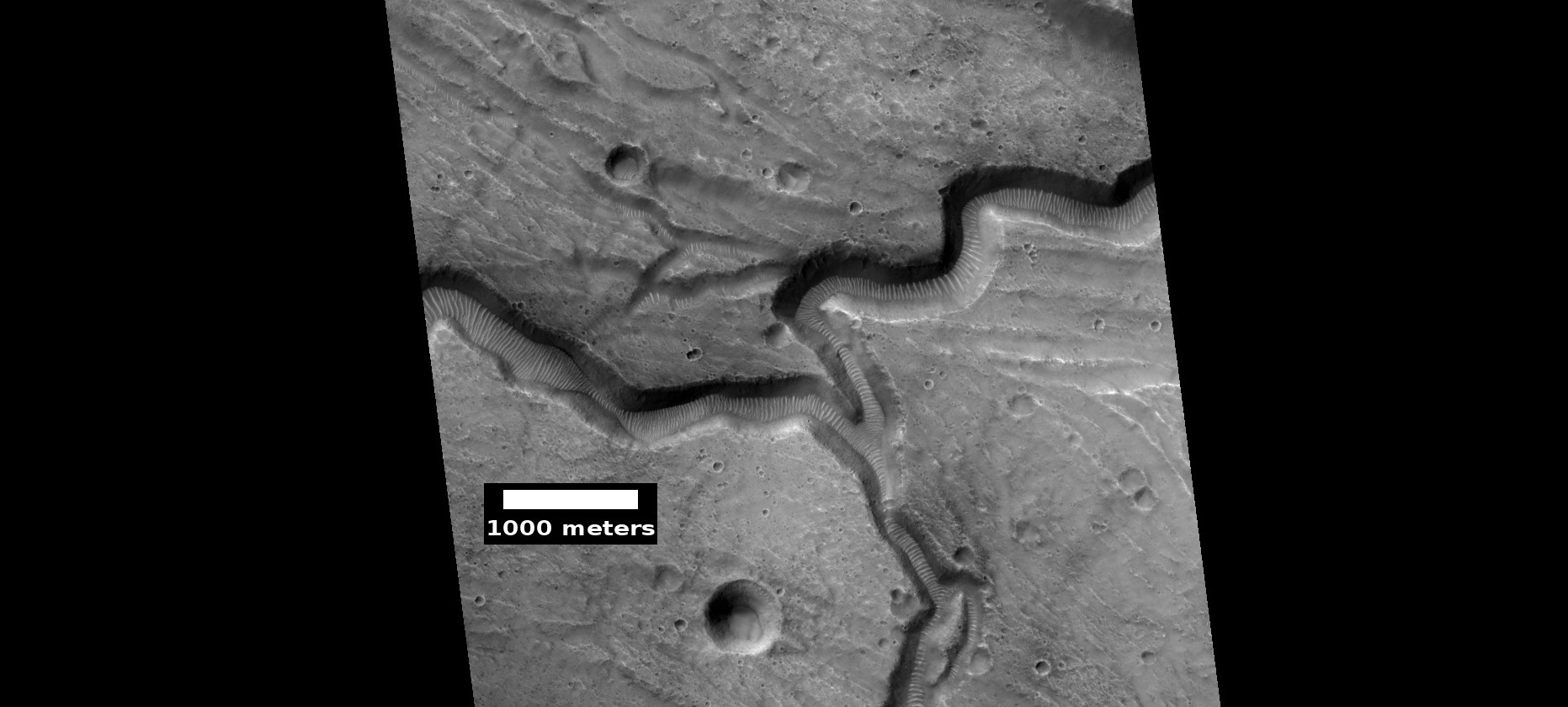
HiWish计划下高分辨率成像科学设备显示的河谷。
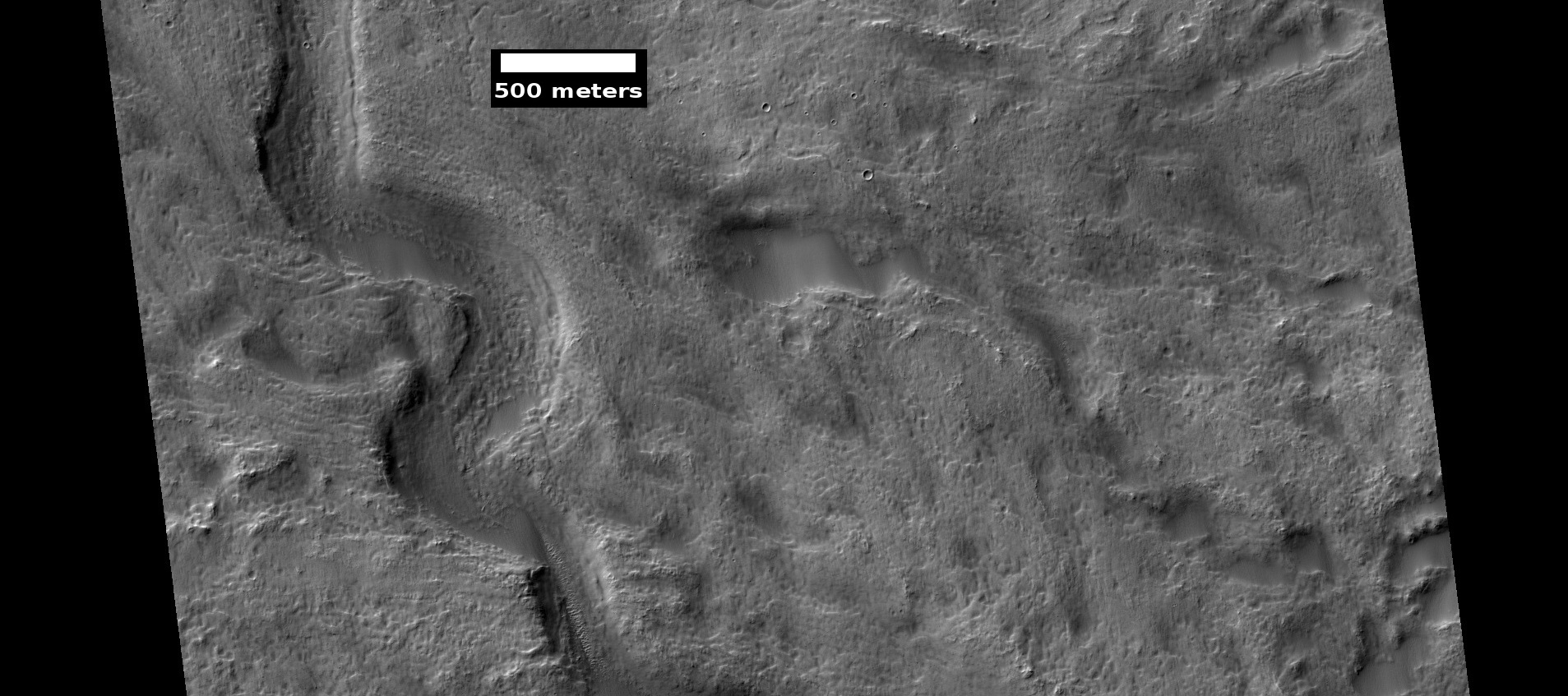
HiWish计划下高分辨率成像科学设备显示的牛顿撞击坑内的河道
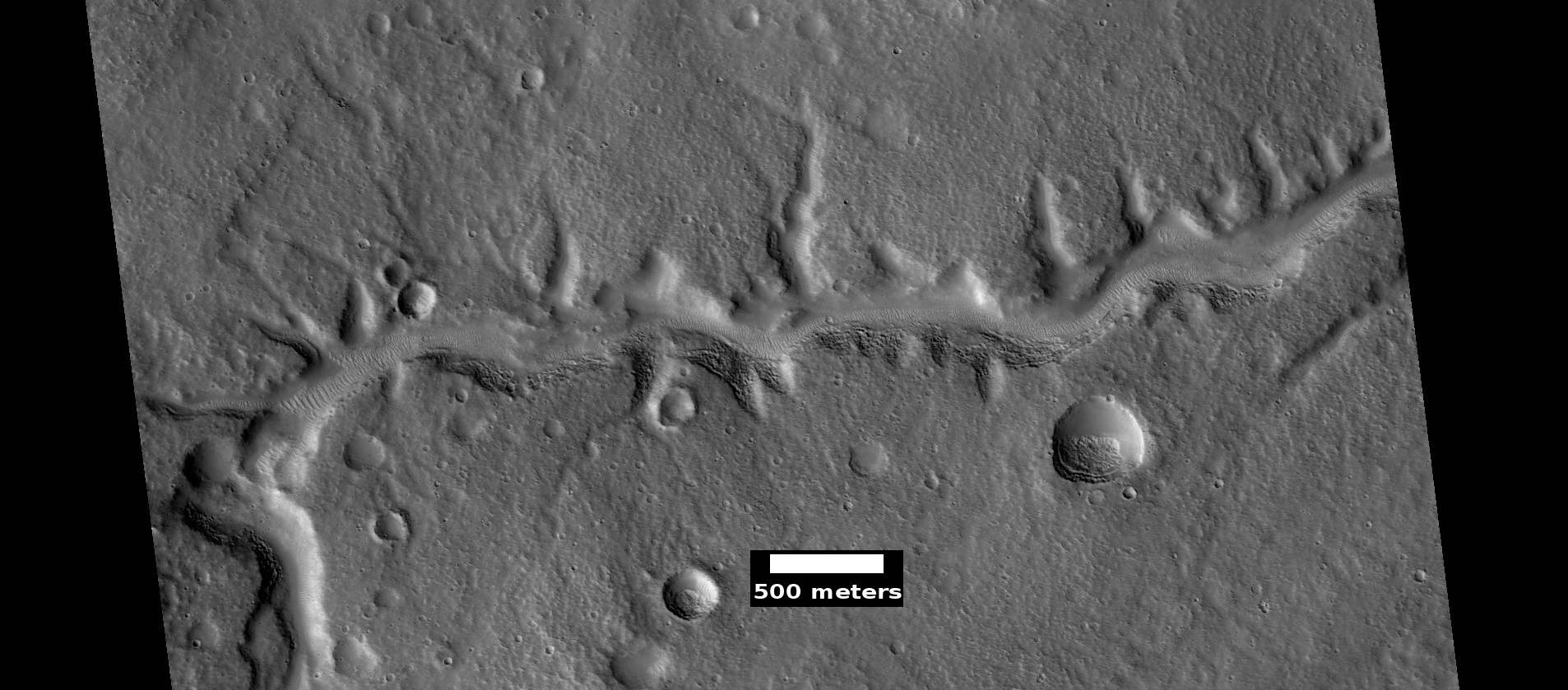
HiWish计划下高分辨率成像科学设备显示的分支河道。
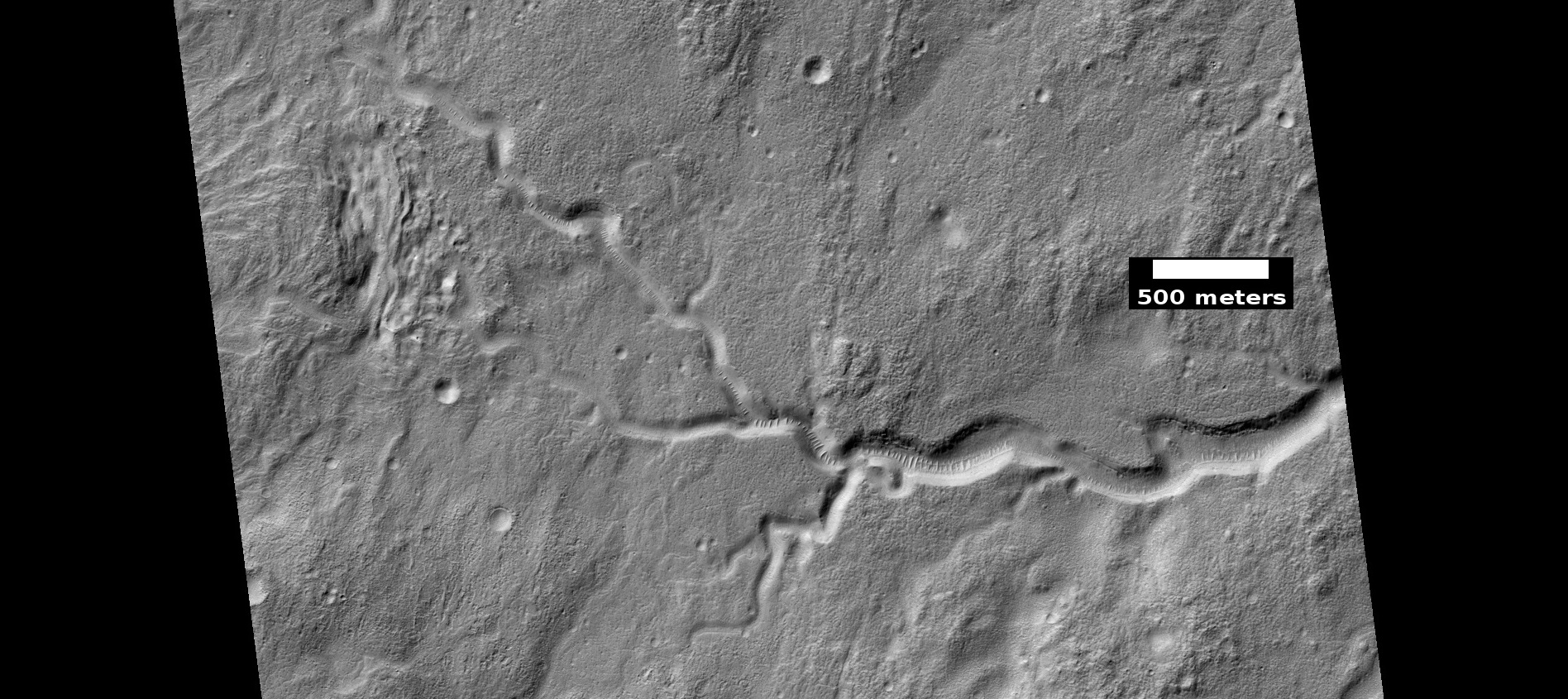
HiWish计划下高分辨率成像科学设备显示的分支河道。
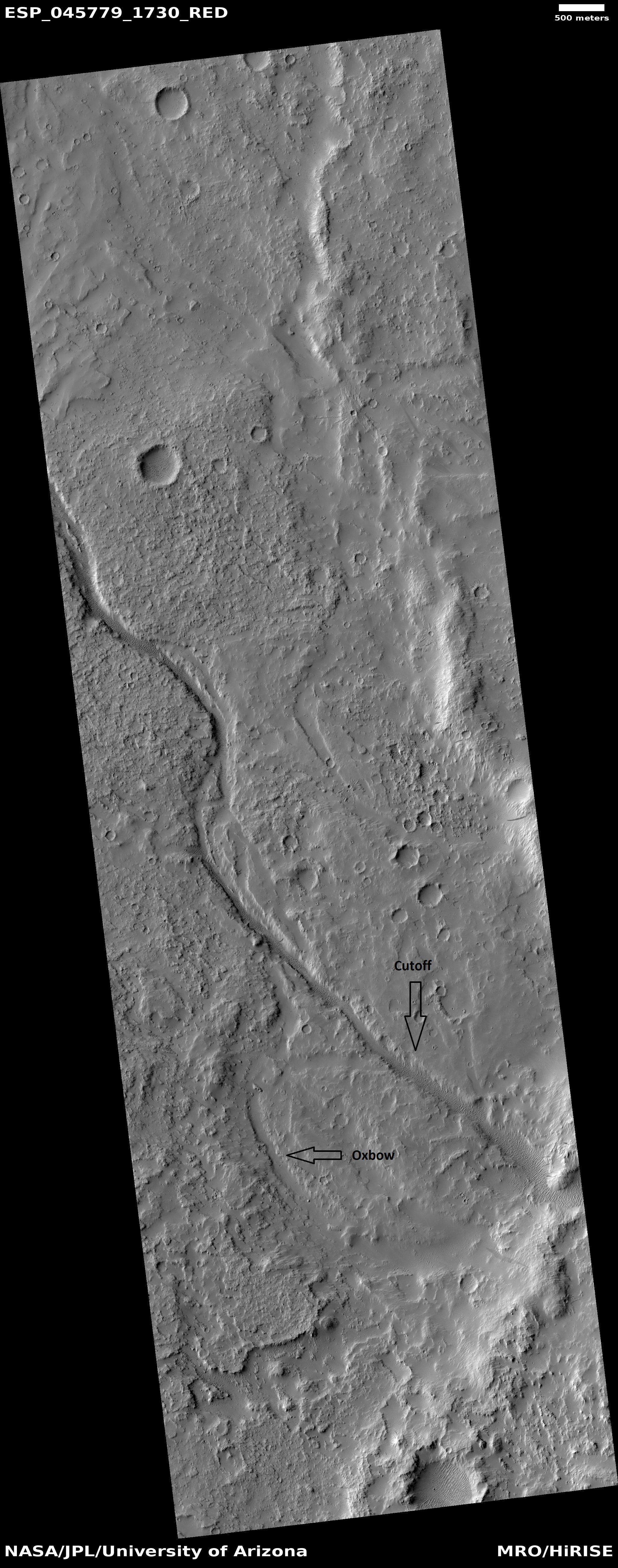
HiWish计划下高分辨率成像科学设备显示的门农尼亚区旧河湾和截道。
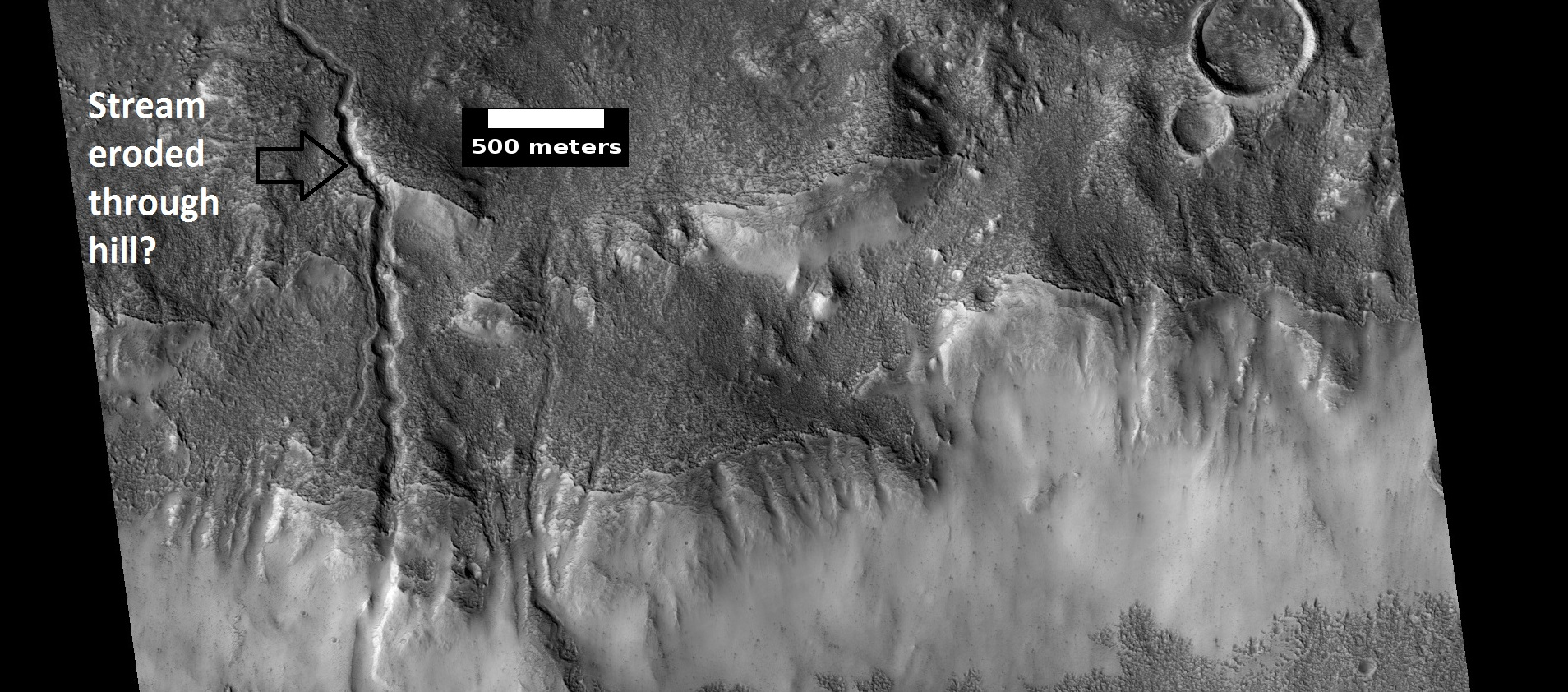
HiWish计划下高分辨率成像科学设备显示的河道，溪流似乎穿过了一座小山。
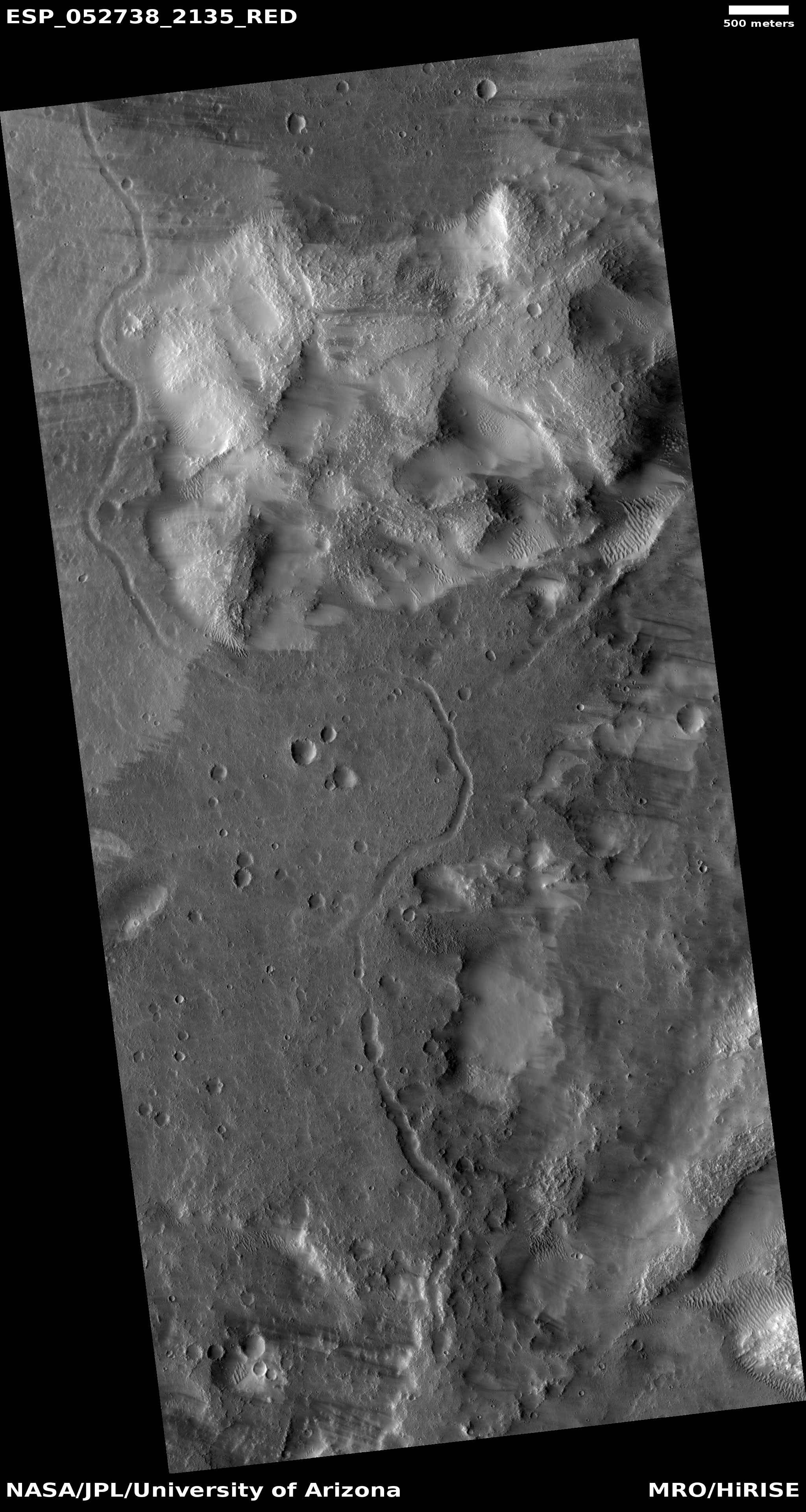
HiWish计划下高分辨率成像科学设备显示的刻布壬尼亚区的河道。

## 流线型体
流线型形状代表了火星上过去液态水流动的更多证据，由水塑造出的流线体特征。

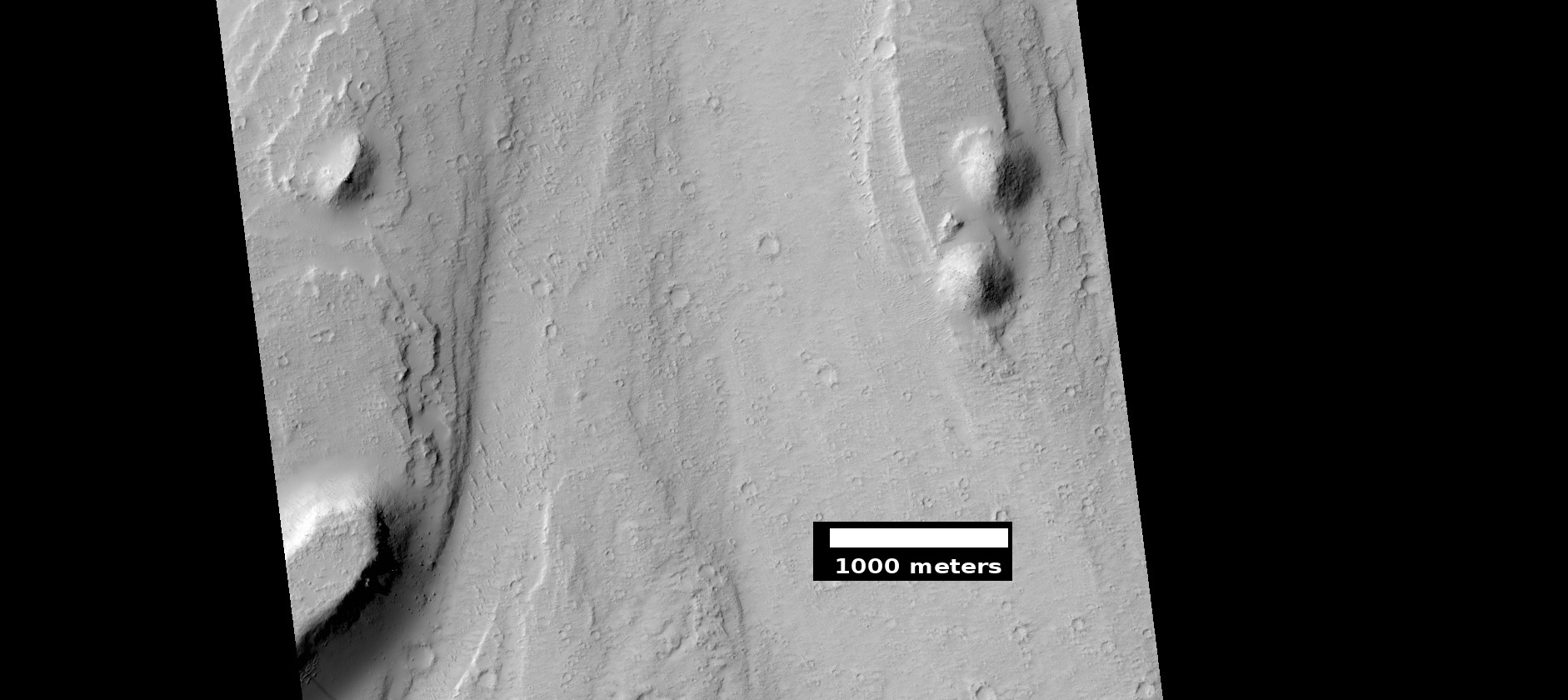
HiWish计划下高分辨率成像科学设备显示的门农尼亚区流线型特征。

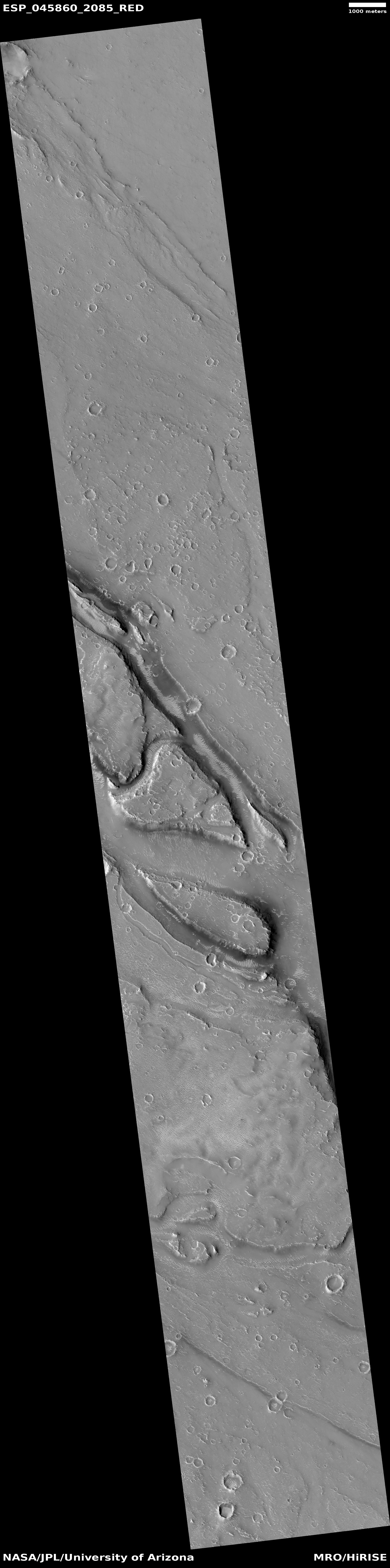
HiWish计划下高分辨率成像科学设备显示的阿蒙蒂斯区流线体特征宽景图。
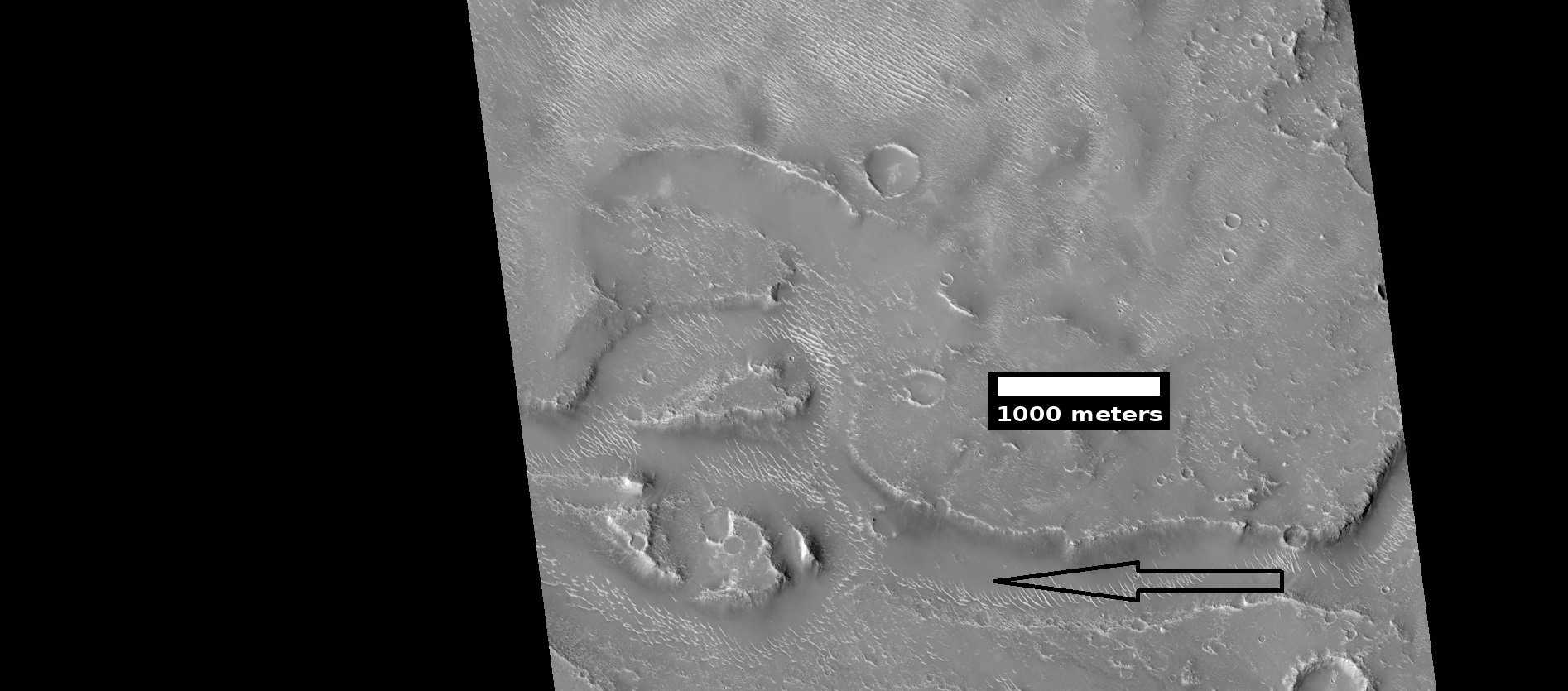
HiWish计划下高分辨率成像科学设备显示的流线型形状近景，箭头指示了过去水流的方向。
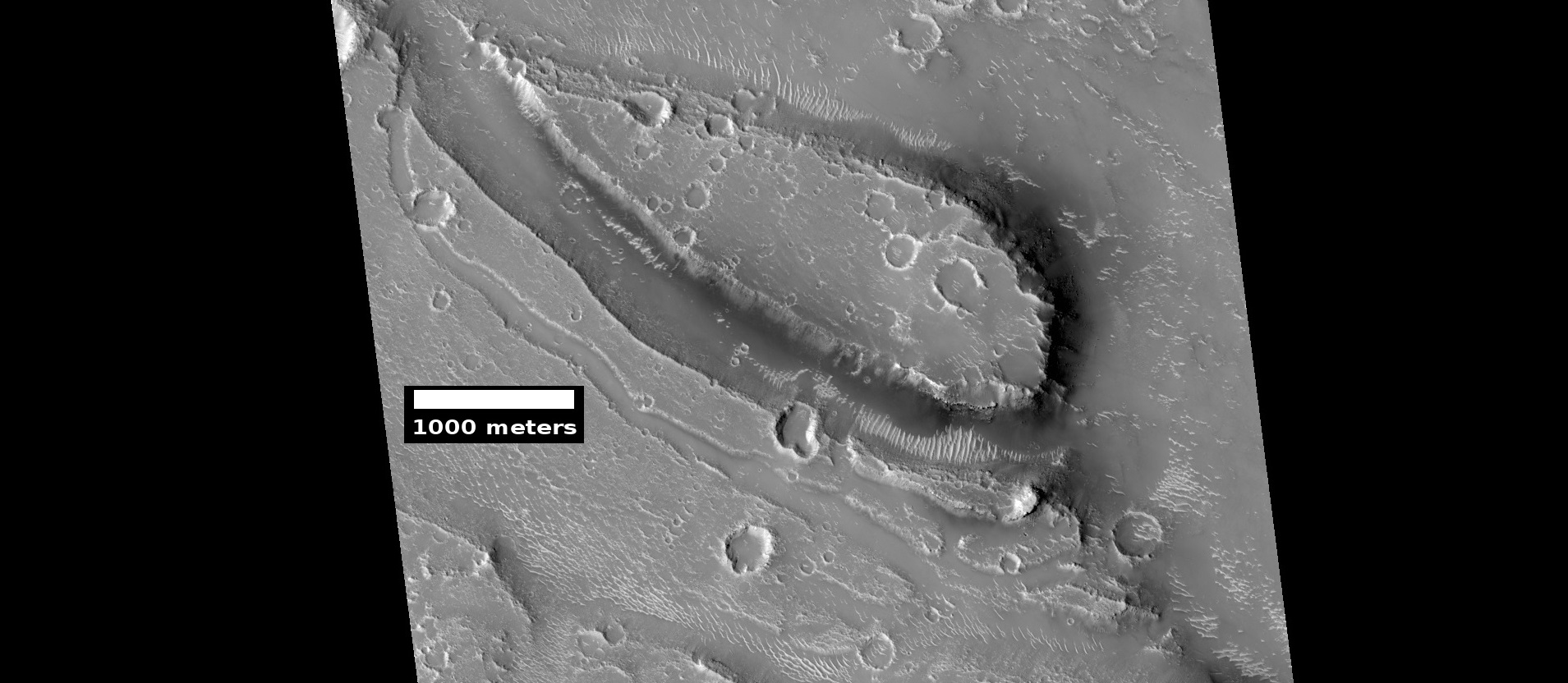
HiWish计划下高分辨率成像科学设备显示的流线体近景。
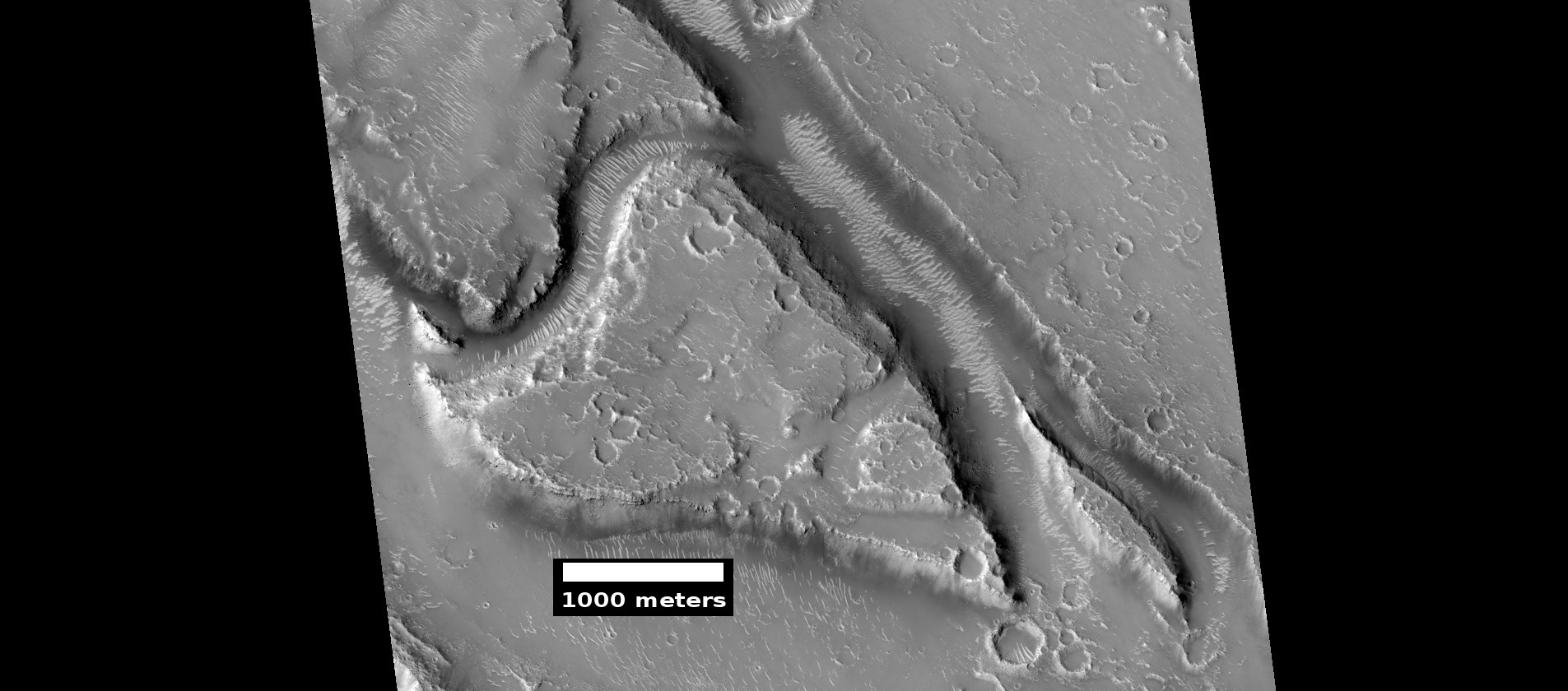
HiWish计划下高分辨率成像科学设备显示的流线体近景。
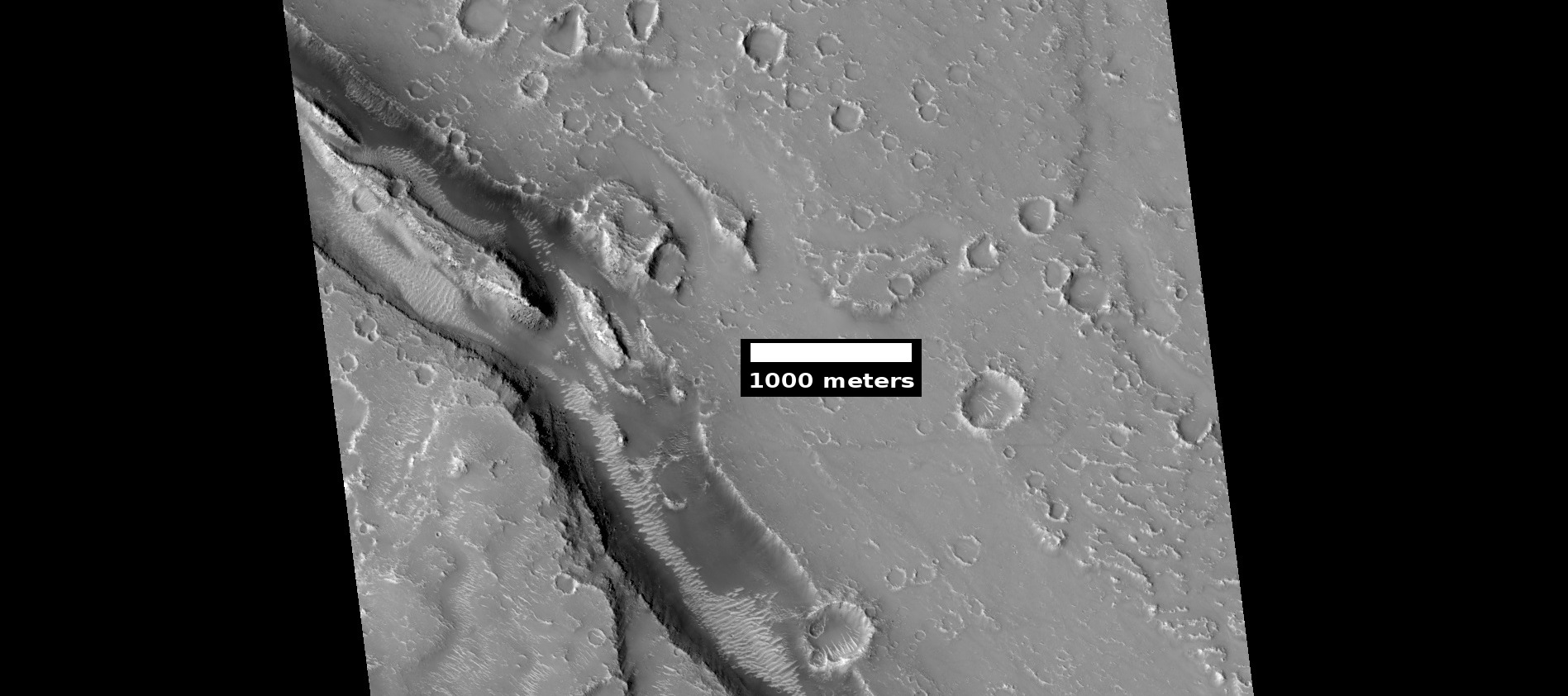
HiWish计划下高分辨率成像科学设备显示的流线体近景。
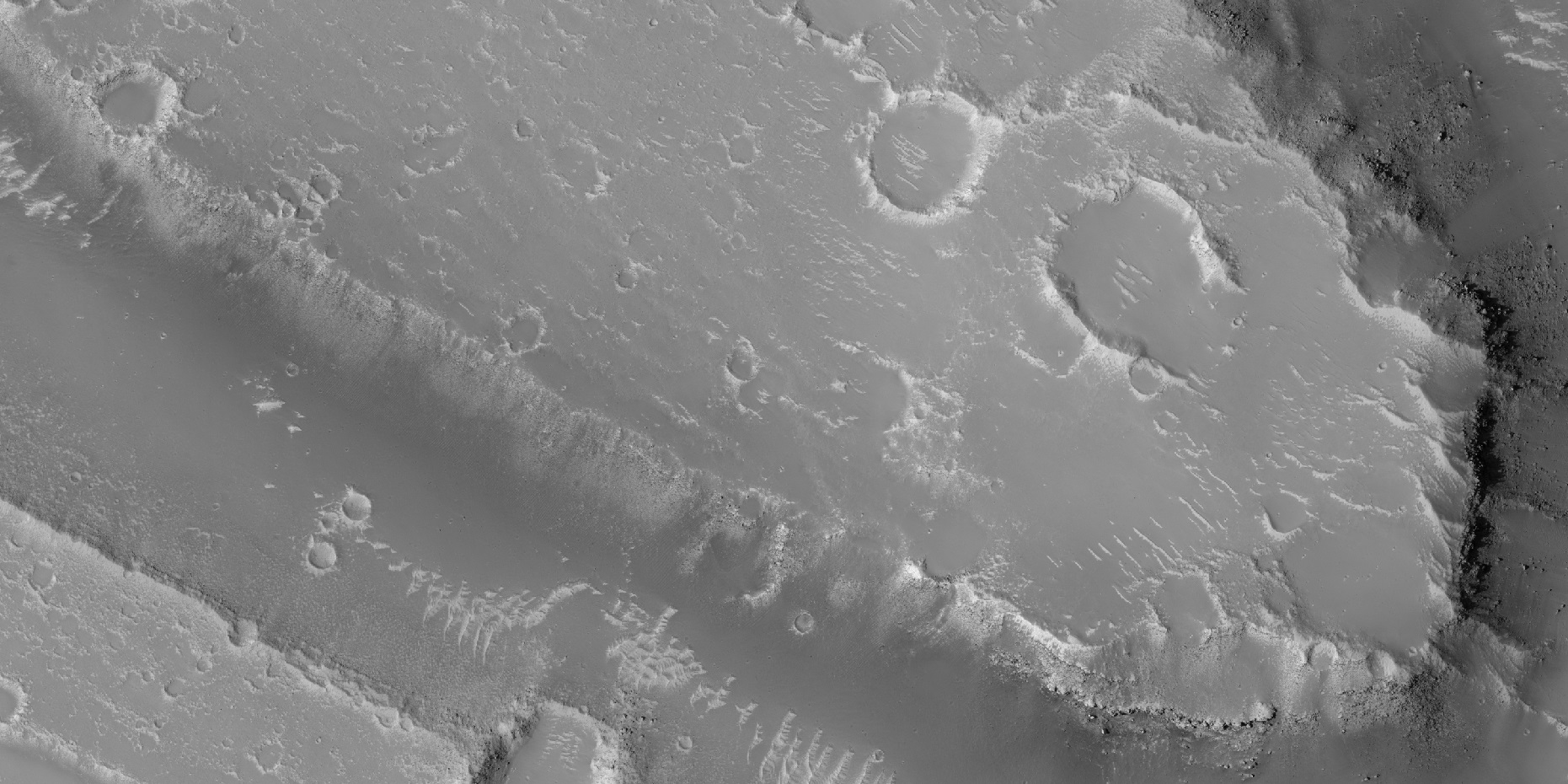
HiWish计划下高分辨率成像科学设备显示的流线体近景。
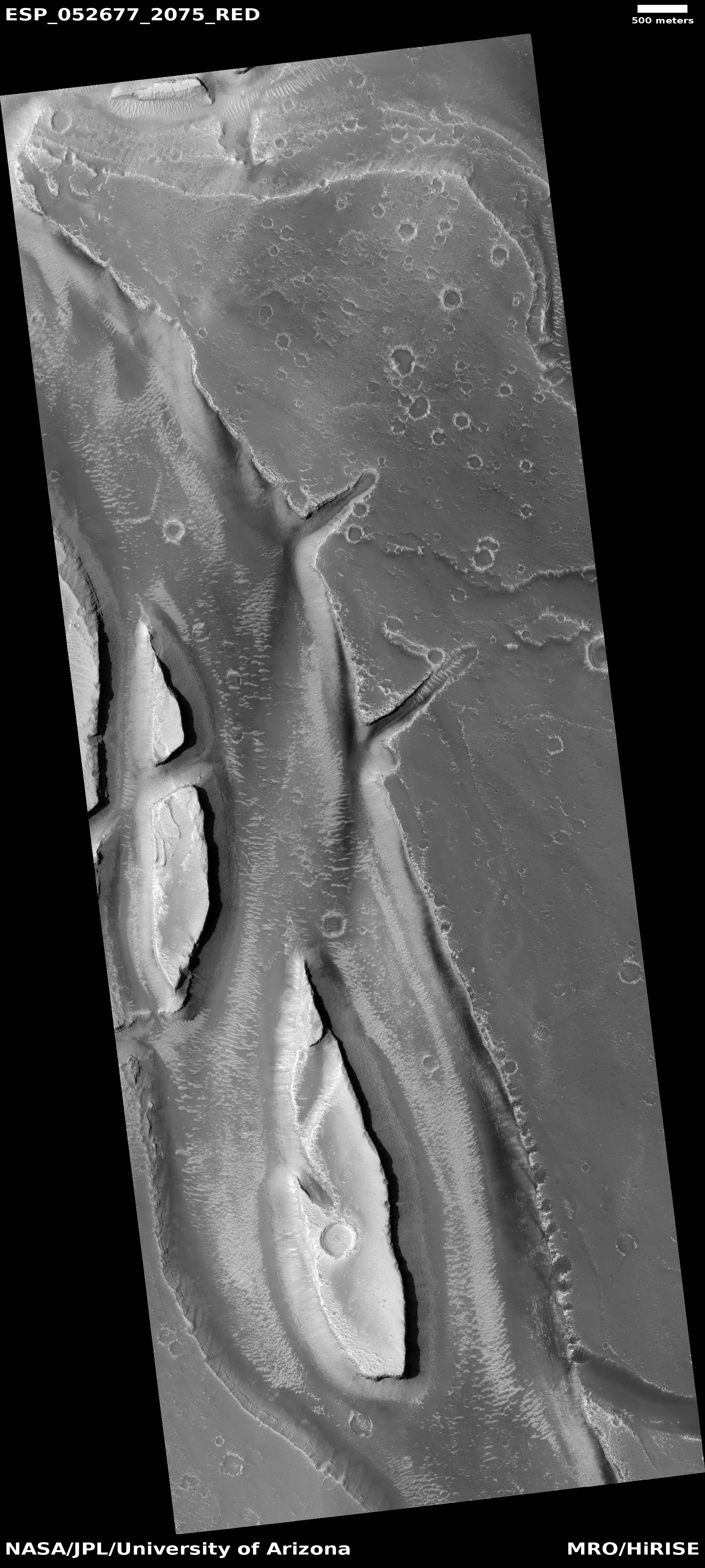
HiWish计划下高分辨率成像科学设备显示的埃律西昂区流线体近景。

## 三角洲

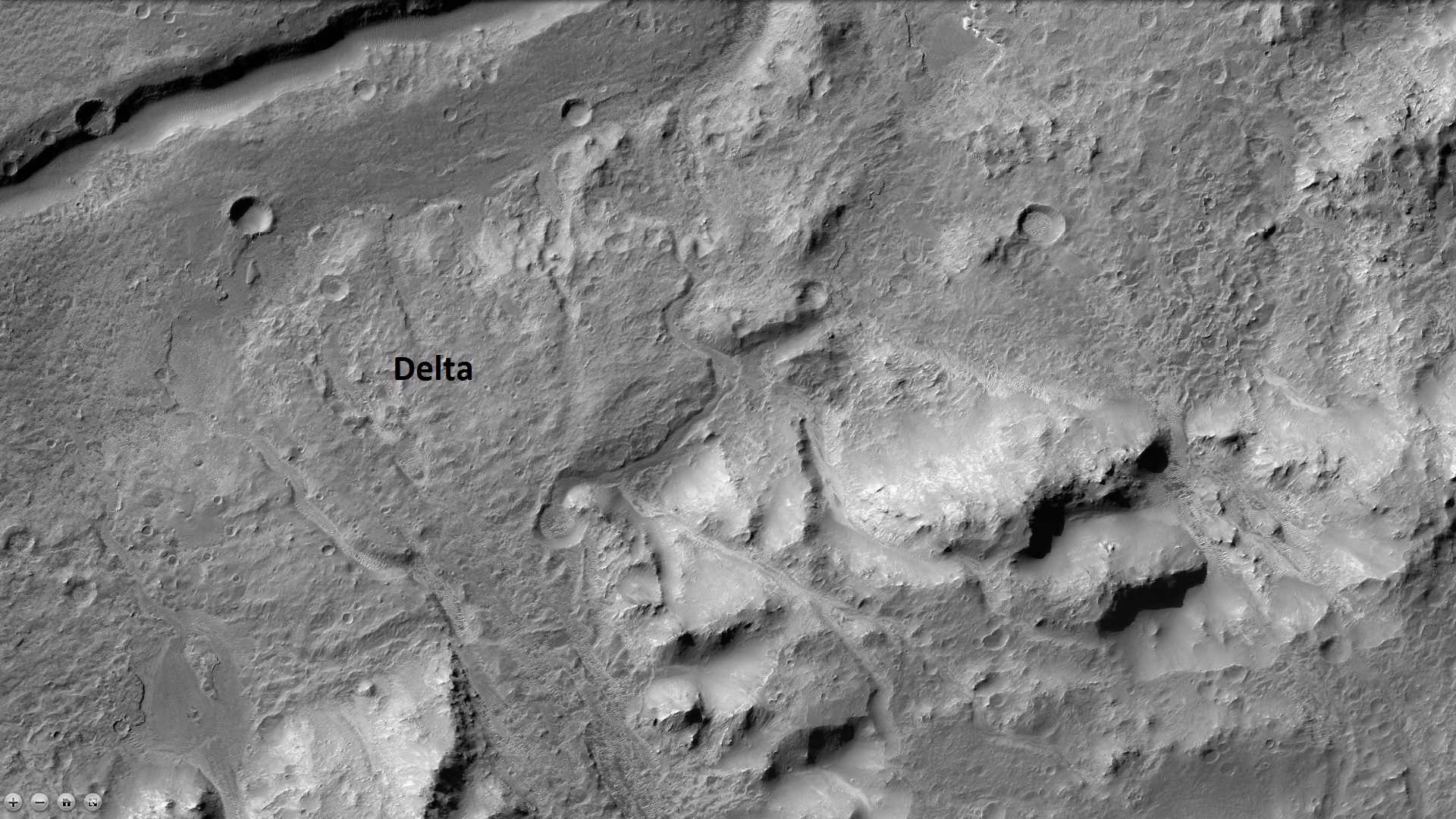
背景相机拍摄的霍頓撞擊坑内三角洲全景。
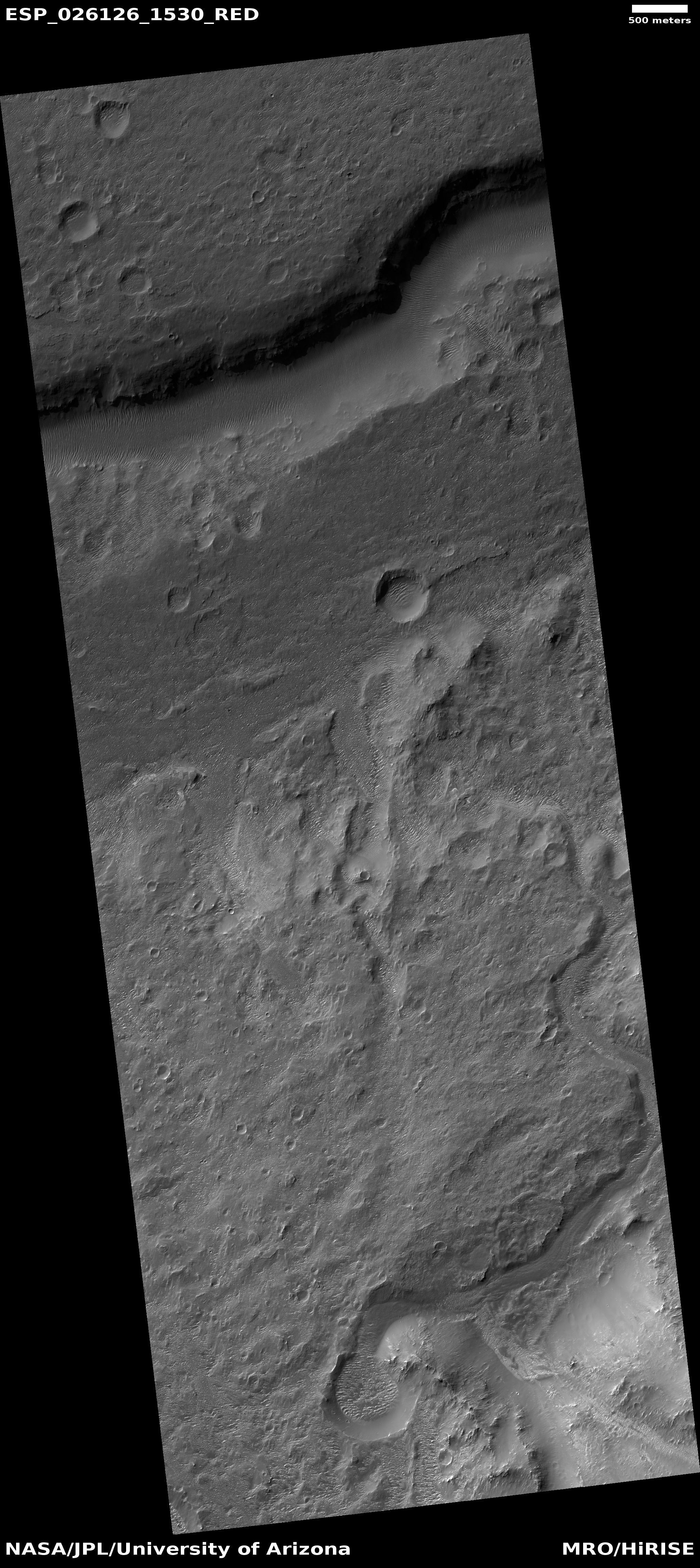
HiWish计划下高分辨率成像科学设备显示的三角洲部分区域，注：这是前一幅背景相机图像的一部分。
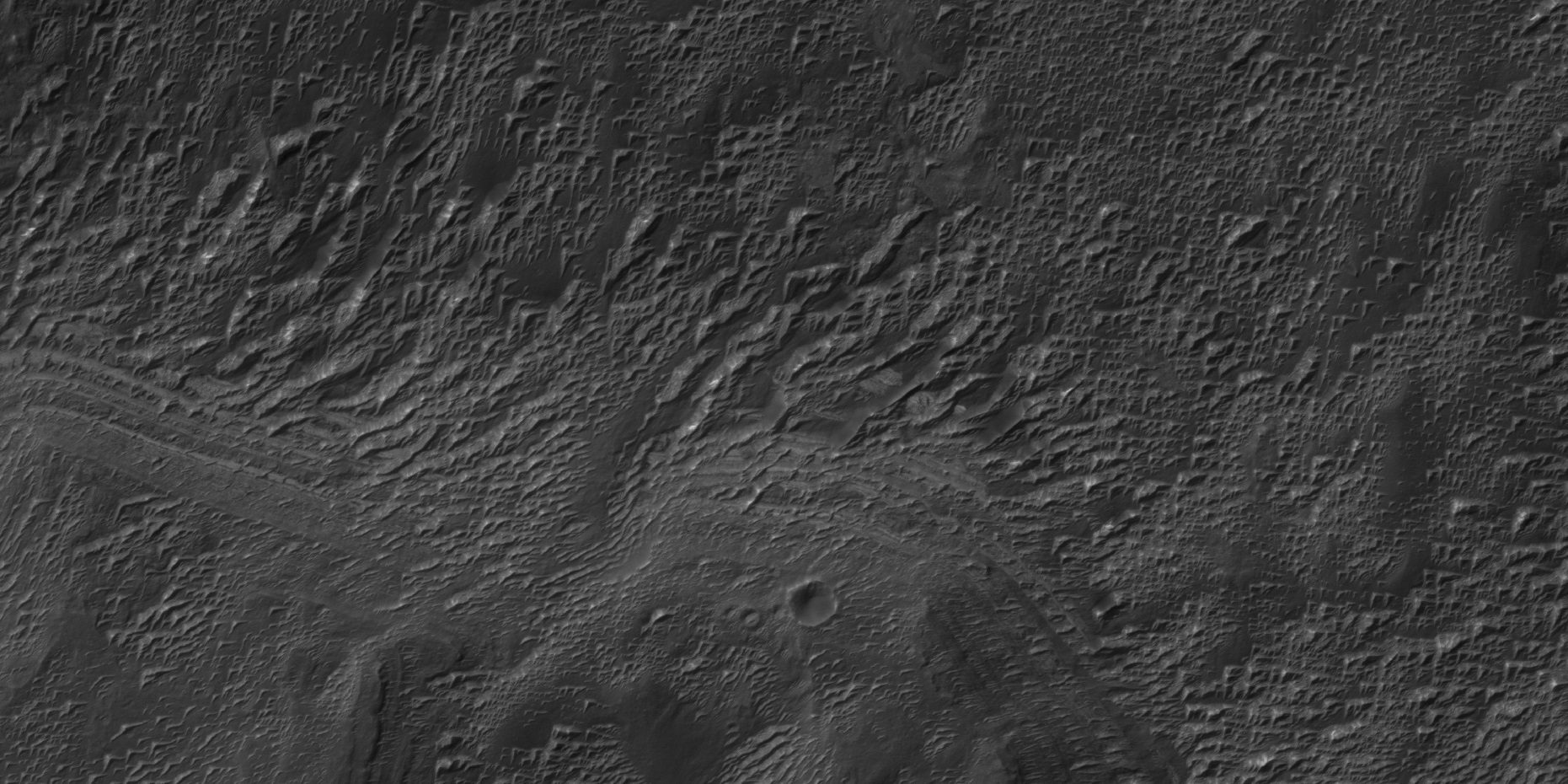
HiWish计划下高分辨率成像科学设备显示的前一幅地层图像的近景图，并使用 HiView 放大。

## 底座形撞击坑
底座形撞击坑被认为是由于陨坑喷射物保护了其下方地层免受侵蚀而形成，底层物质可能富含水冰。因此，这些陨石坑表明了地下冰所分布的位置和数量 。

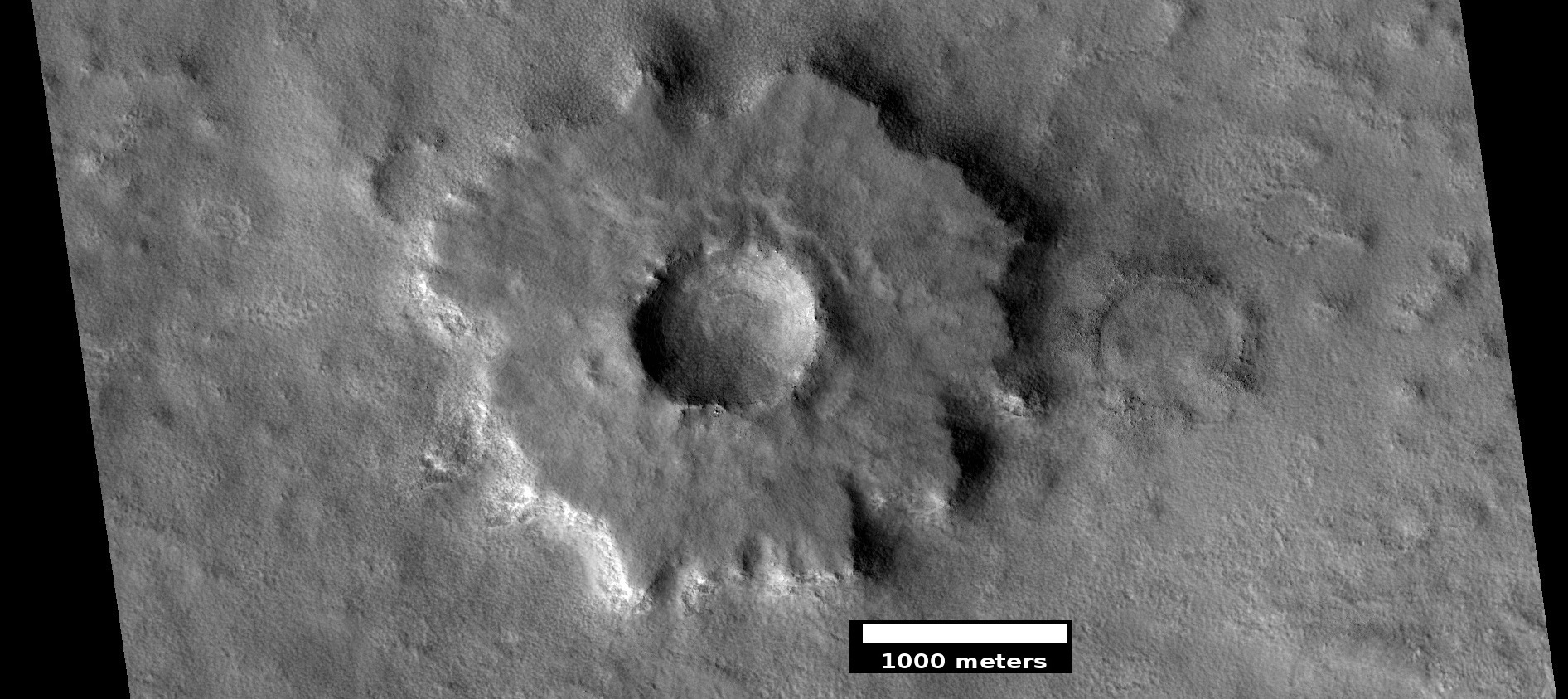
HiWish计划下高分辨率成像科学设备显示的底座形撞击坑，顶层保护了下层材料不被侵蚀。
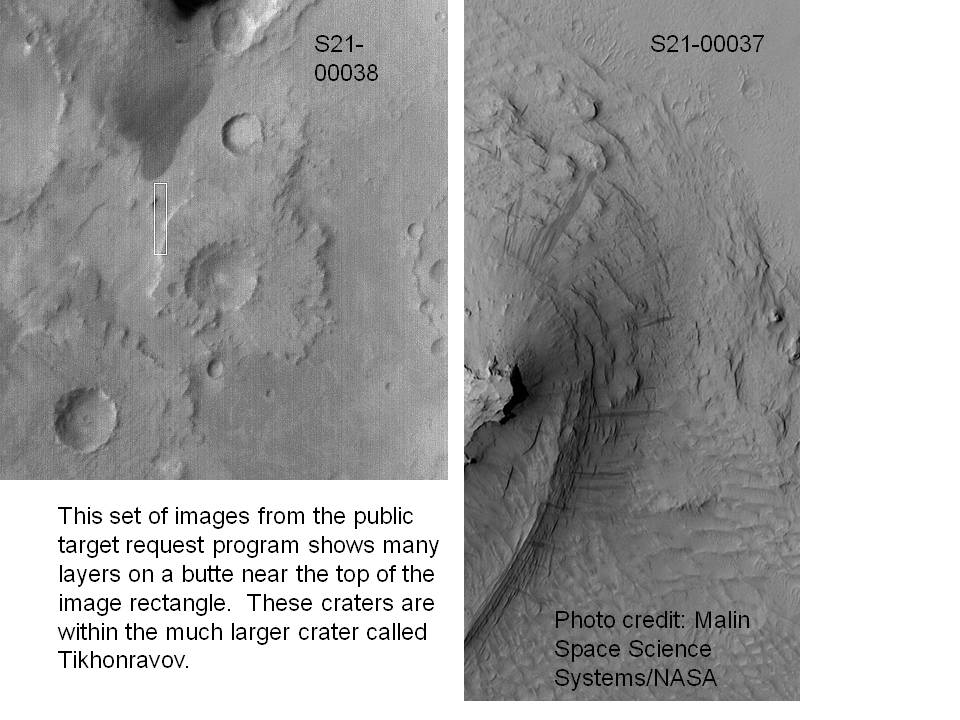
火星全球探勘者号根据火星轨道器相机公共目标计划拍摄的阿拉伯区吉洪拉沃夫撞击坑中的底座形陨坑和岩层。地层可能由火山、风或水下沉积物所形成。一些研究人员认为，该陨石坑曾经拥有一座巨大的湖泊。
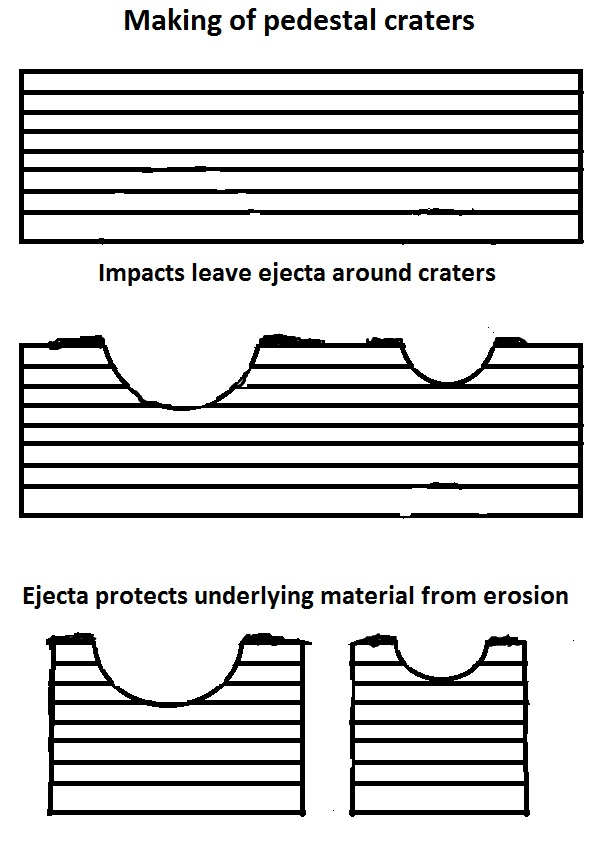
当撞击产生的喷射物保护了底层材料不受侵蚀时，则会形成底座形陨石坑。这一作用的结果是陨石坑高耸在周边地形之上。
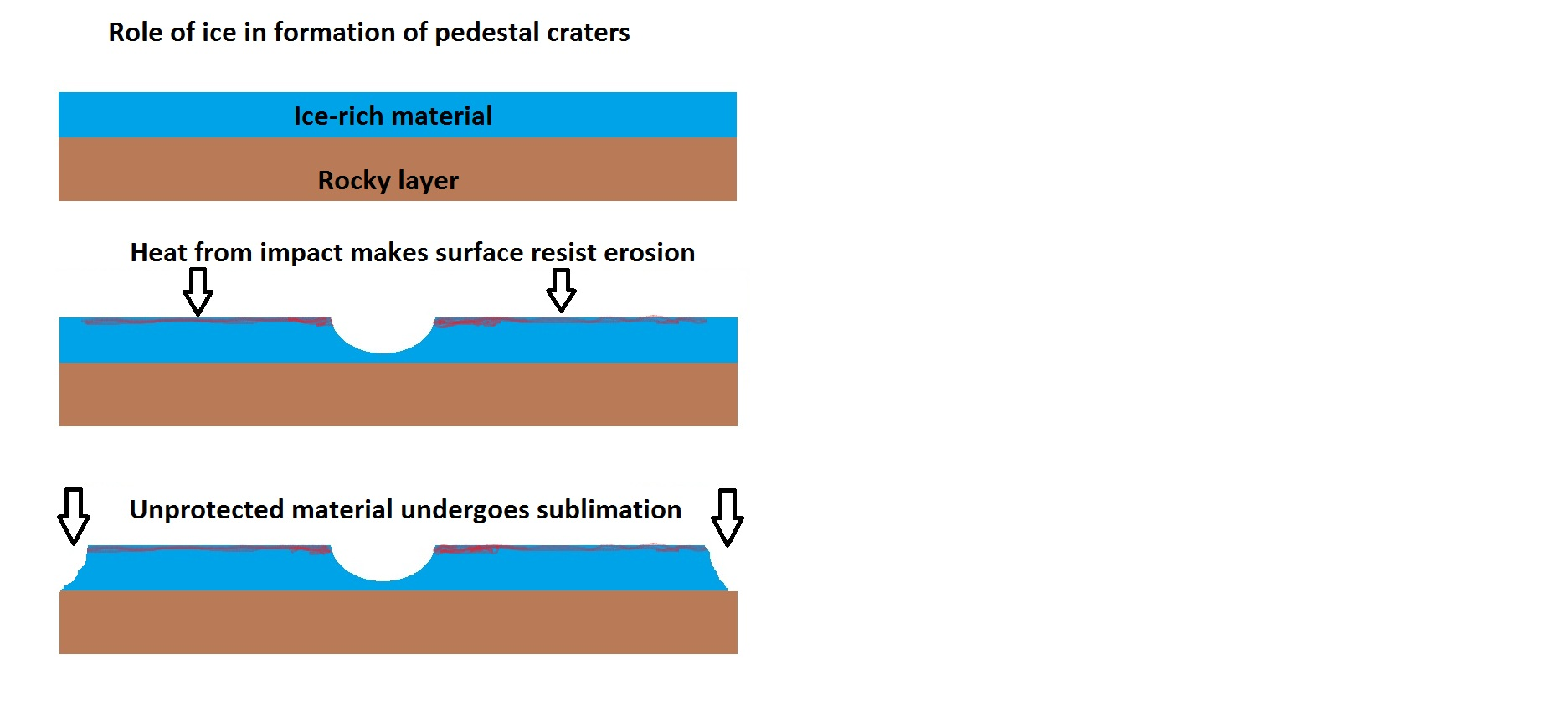
该示意图展示了后来有关一些底座陨石坑如何形成的想法，按照这种思路，撞击体会进入富冰层，但不会进一步深入。撞击产生的热量和风使表面硬化以避免后续的侵蚀。这种硬化可通过融化冰来实现，冰融化会产生盐/矿物溶液，从而使表面粘合在一起。
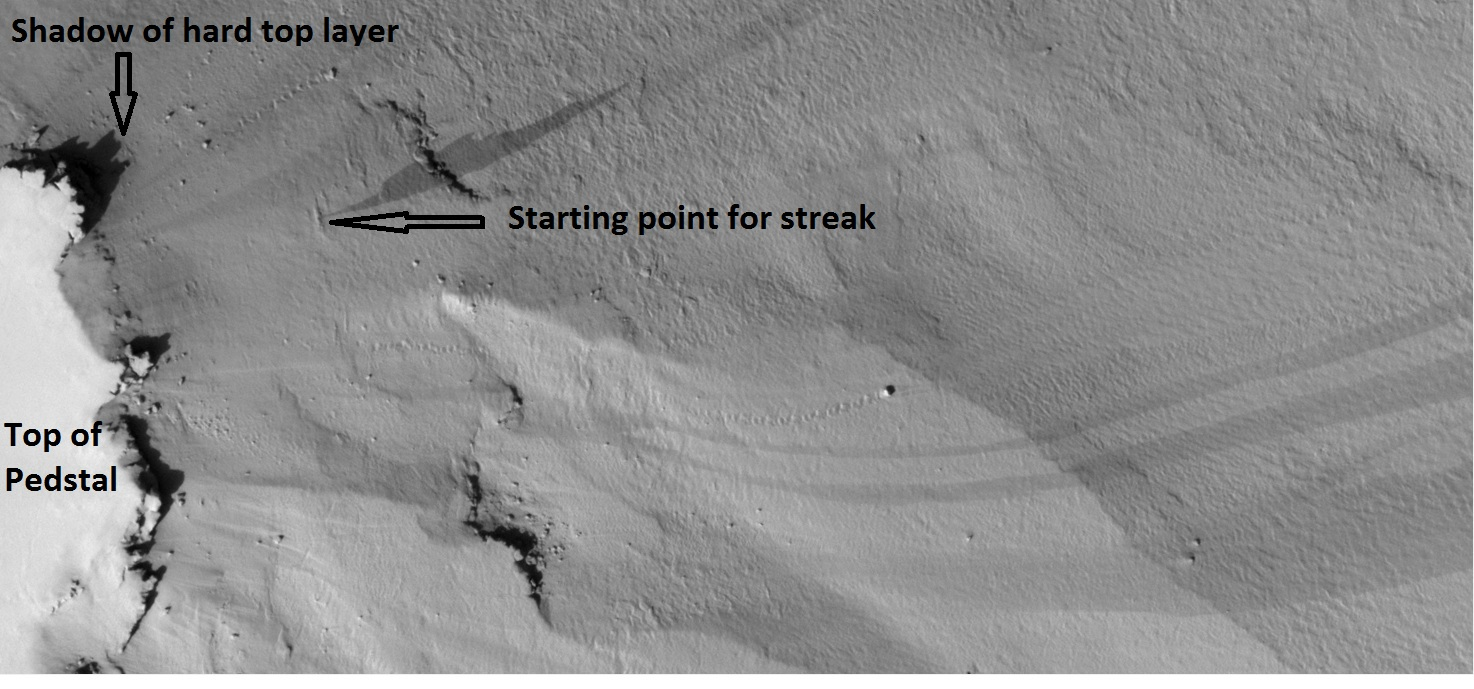
HiWish计划下高分辨率成像科学设备显示了出现在底座形撞击坑顶部附近的暗坡条纹，注意，在图像中间，可看到一块巨石滚落下斜坡的痕迹。
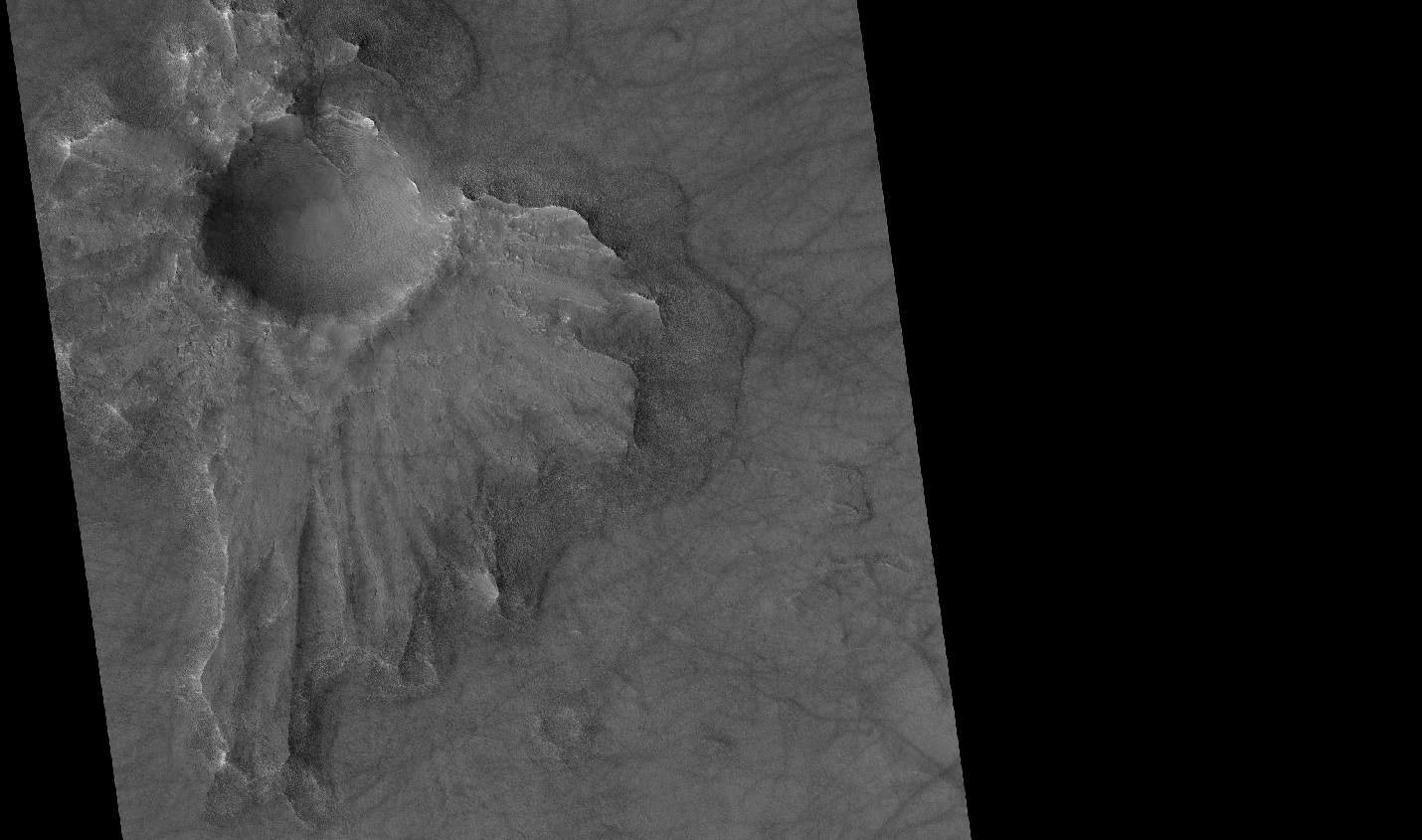
HiWish计划下高分辨率成像科学设备显示的卡西乌斯区底座形撞击坑，由于小行星从东北方向以低角度撞击，因此喷射物在陨石坑周围的分布并不对称的。喷出物保护了底层材料免受侵蚀，因此，撞击坑看上去很高。
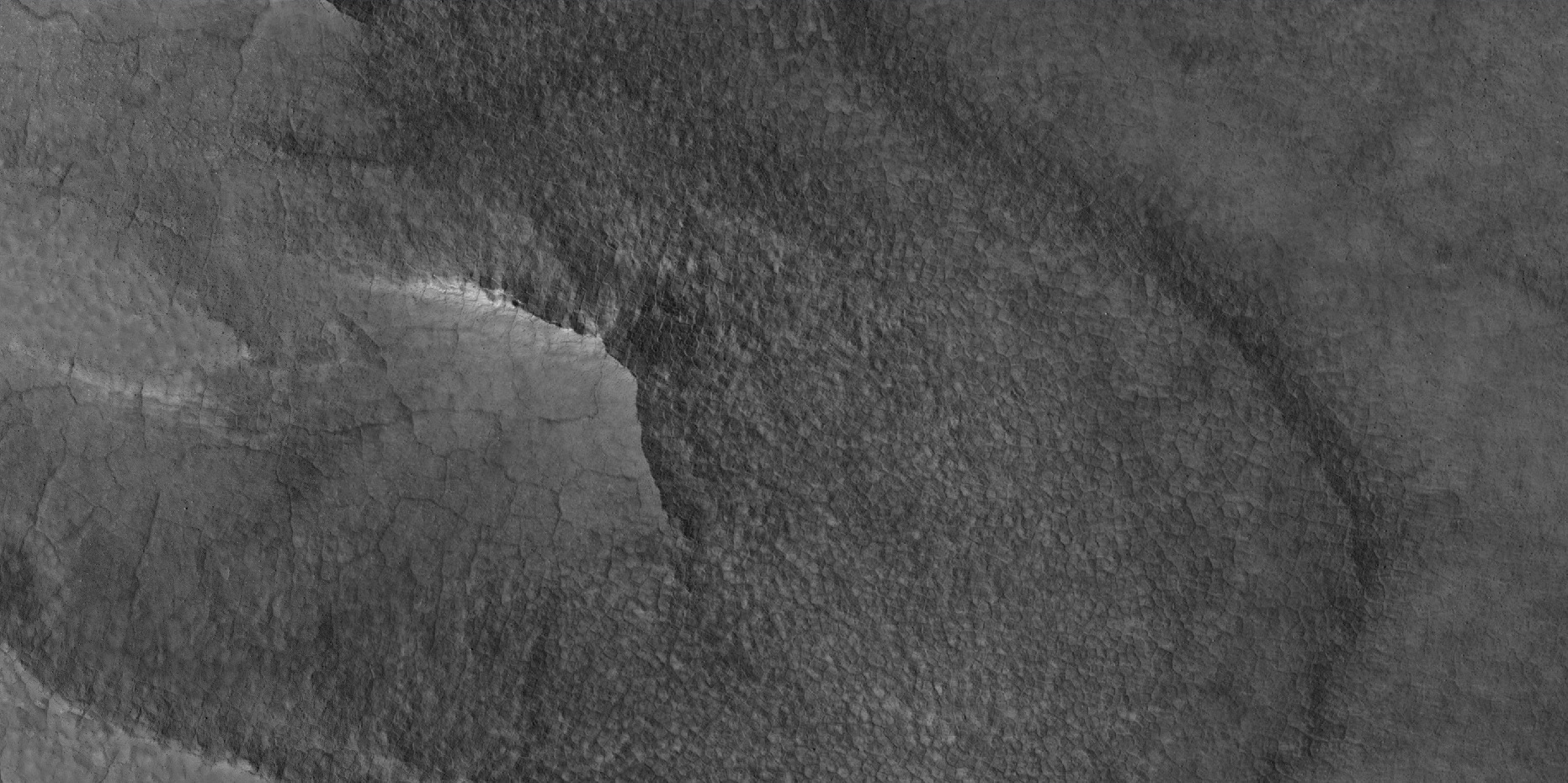
前一幅底座陨石坑图像东侧（右侧）的特写，显示了垂瓣上的多边形地面。由于陨石坑边缘有垂瓣和多边形，人们认为保护层下面含有冰。该图像为HiWish计划下高分辨率成像科学设备拍摄，注：这是前一幅图像的放大版。
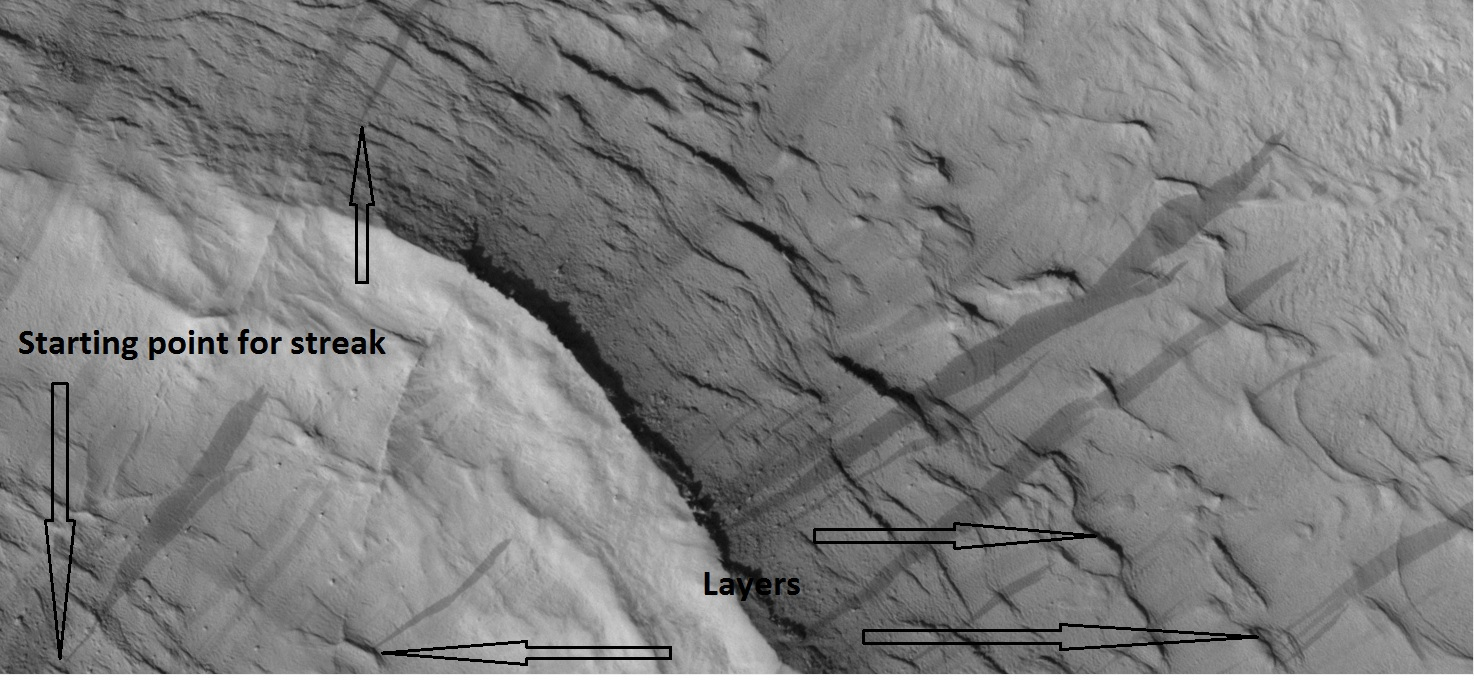
HiWish计划下高分辨率成像科学设备显示的一座底座形撞击坑附近的暗坡条纹和岩层。
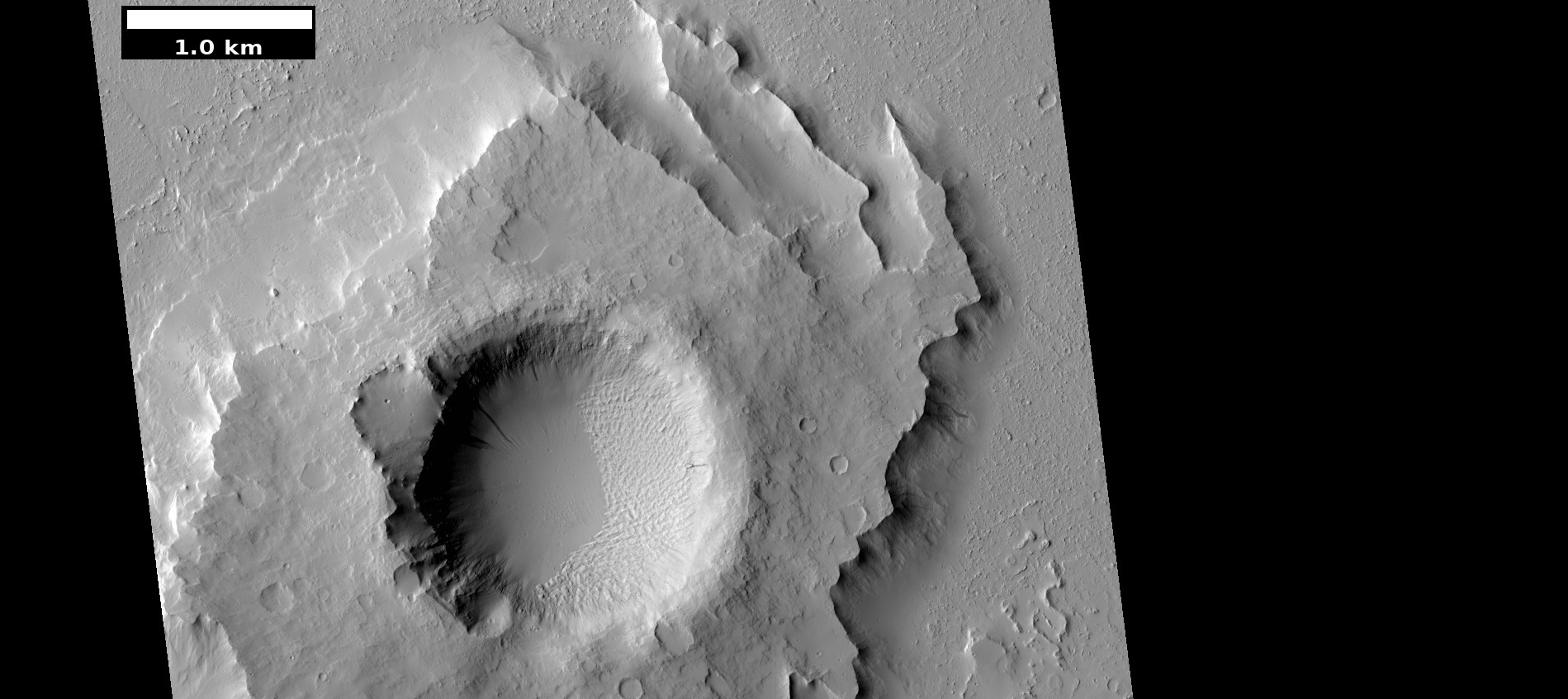
HiWish计划下高分辨率成像科学设备显示的亚马逊区带岩层的底座形撞击坑

## 晕坑

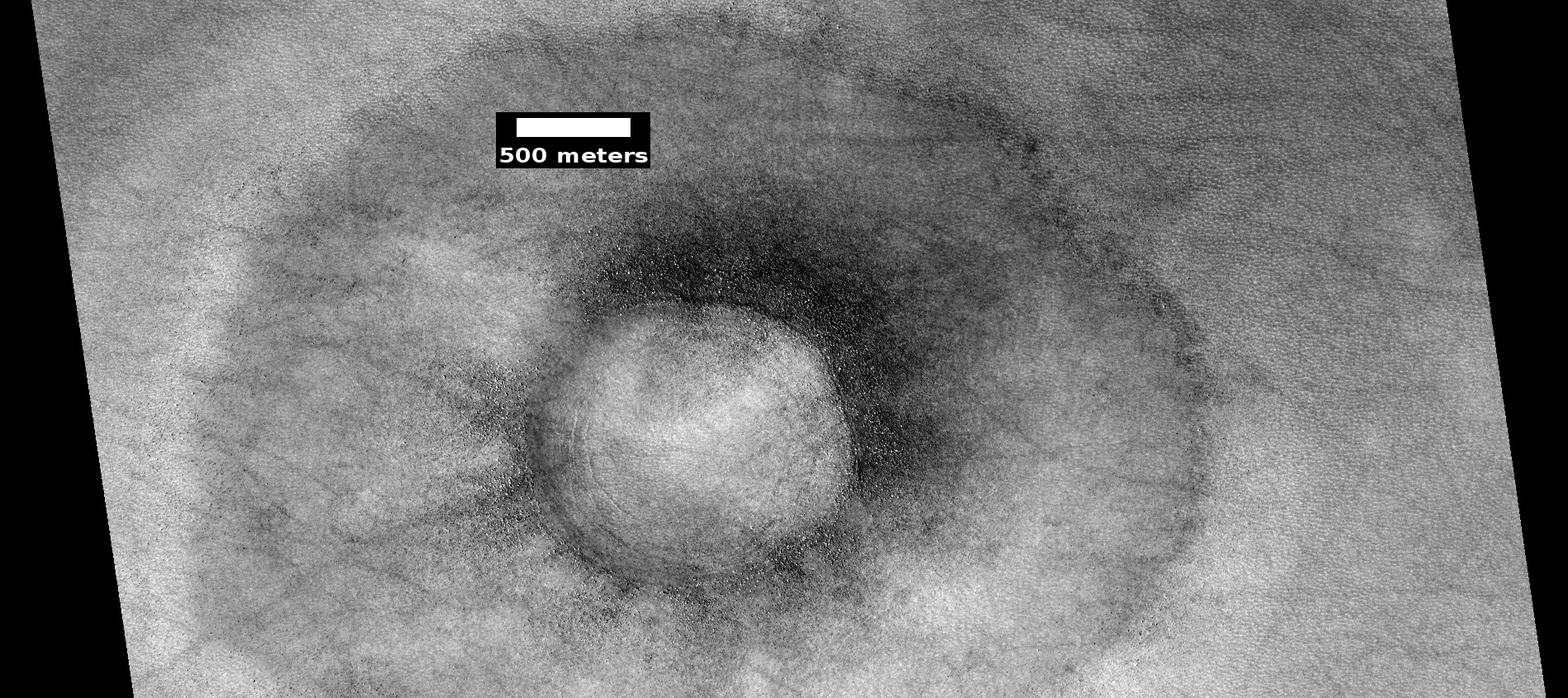
沿边缘分布有巨石的底座形撞击坑，这种陨坑被称作“晕环陨石坑”[105]，HiWish计划下高分辨率成像科学设备拍摄。
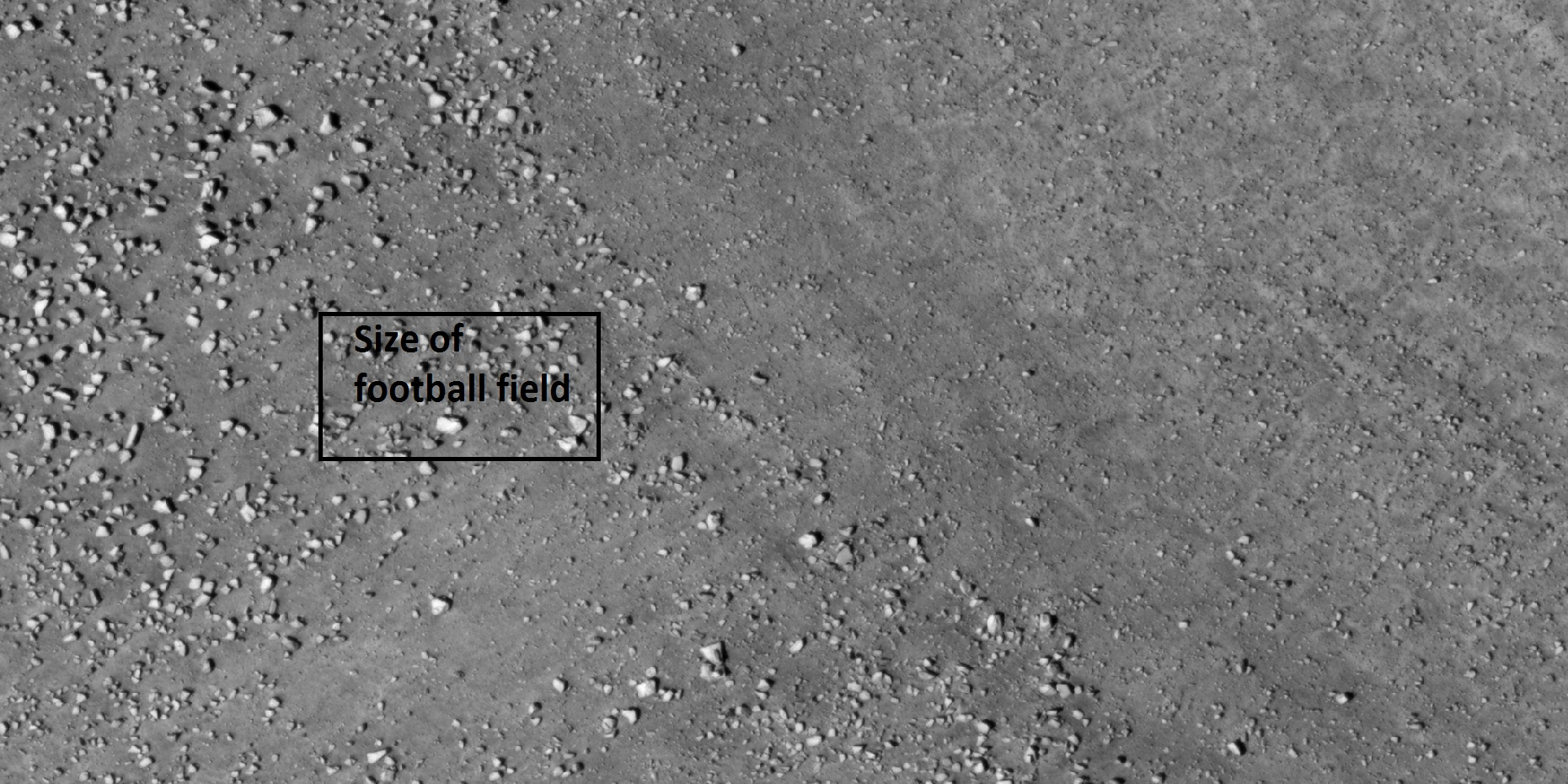
左下方陨石坑边缘上的巨石近景，方框范围尺寸有足球场大小，所以巨石约有汽车或小屋般大。HiWish计划下高分辨率成像科学设备拍摄。
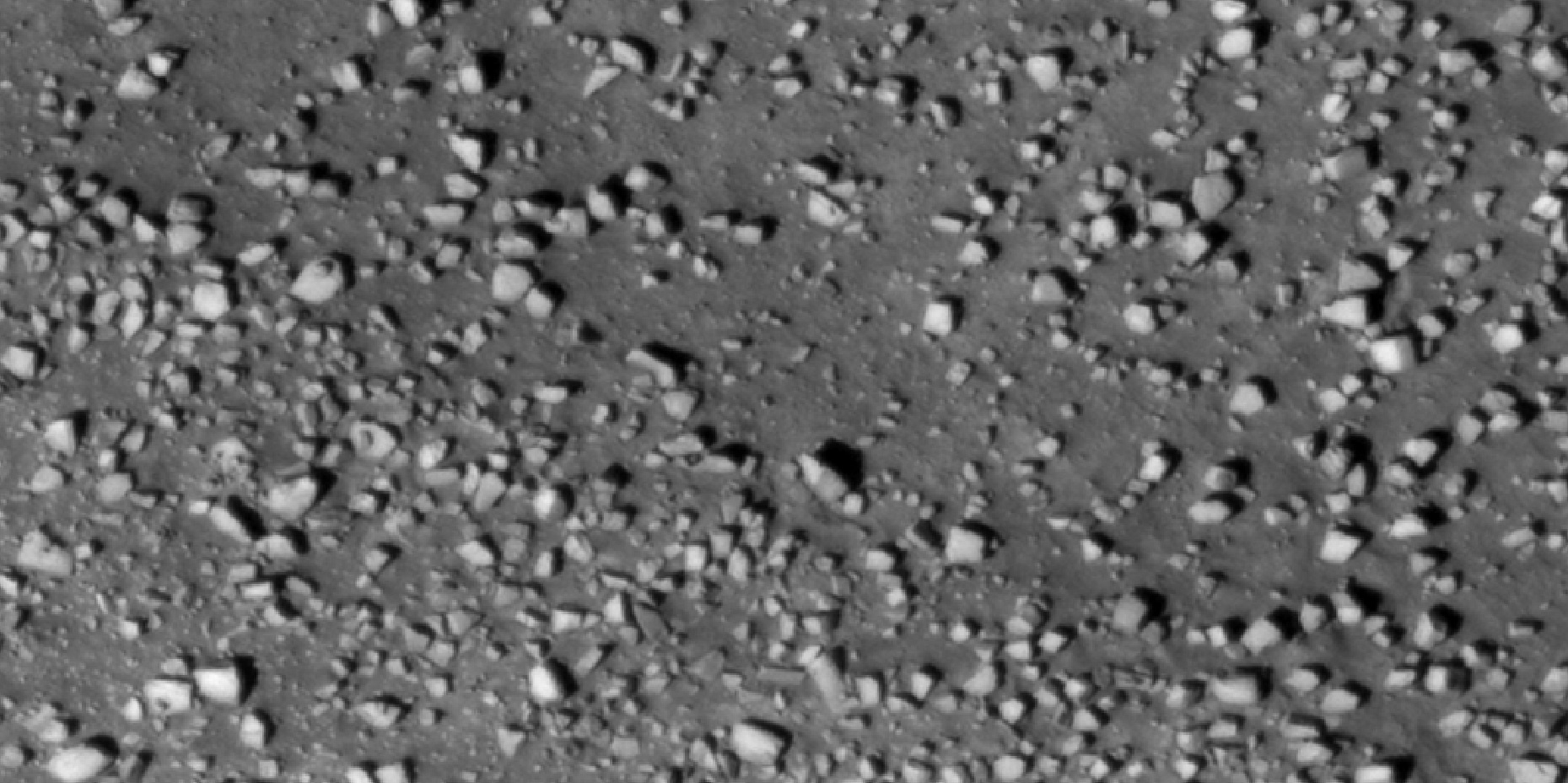
陨石坑边缘上汽车或小屋般大小的巨石近景，HiWish计划下高分辨率成像科学设备拍摄。

## 巨石

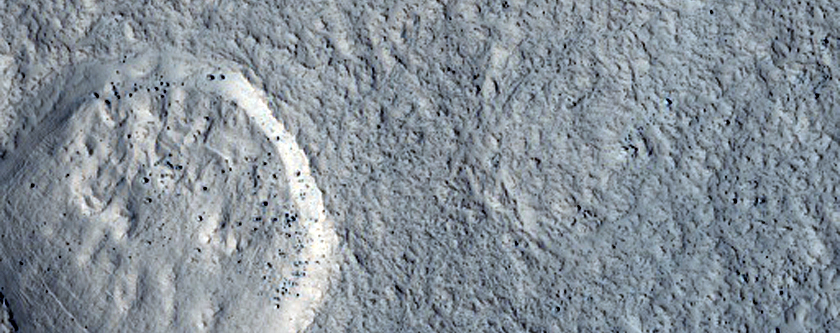
HiWish计划下高分辨率成像科学设备显示的伊斯墨诺斯湖区的巨石。
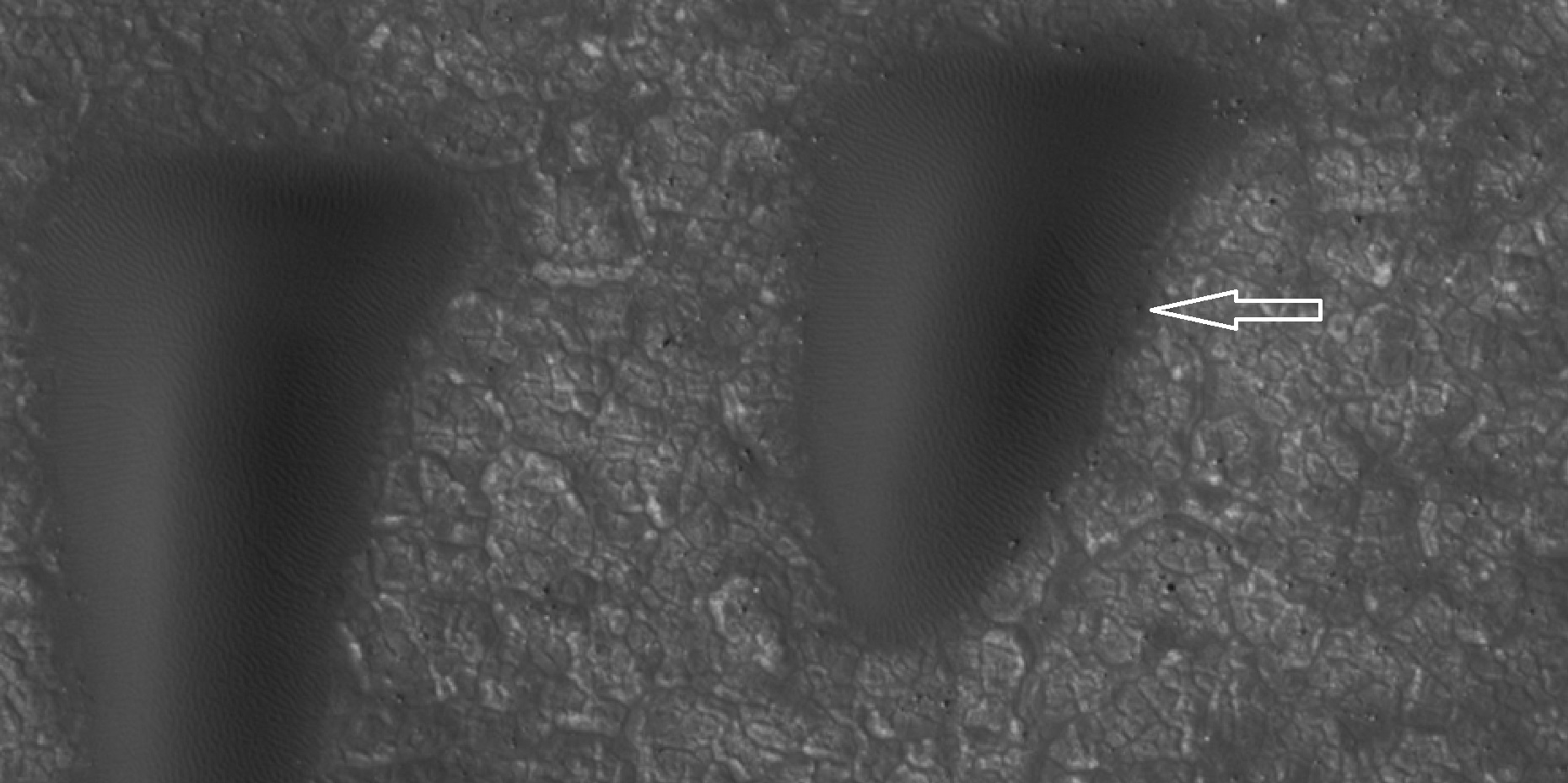
HiWish计划下高分辨率成像科学设备显示的北海区巨石和巨石印辙，箭头指示巨石滚下沙丘时在沙地上留下的痕迹。
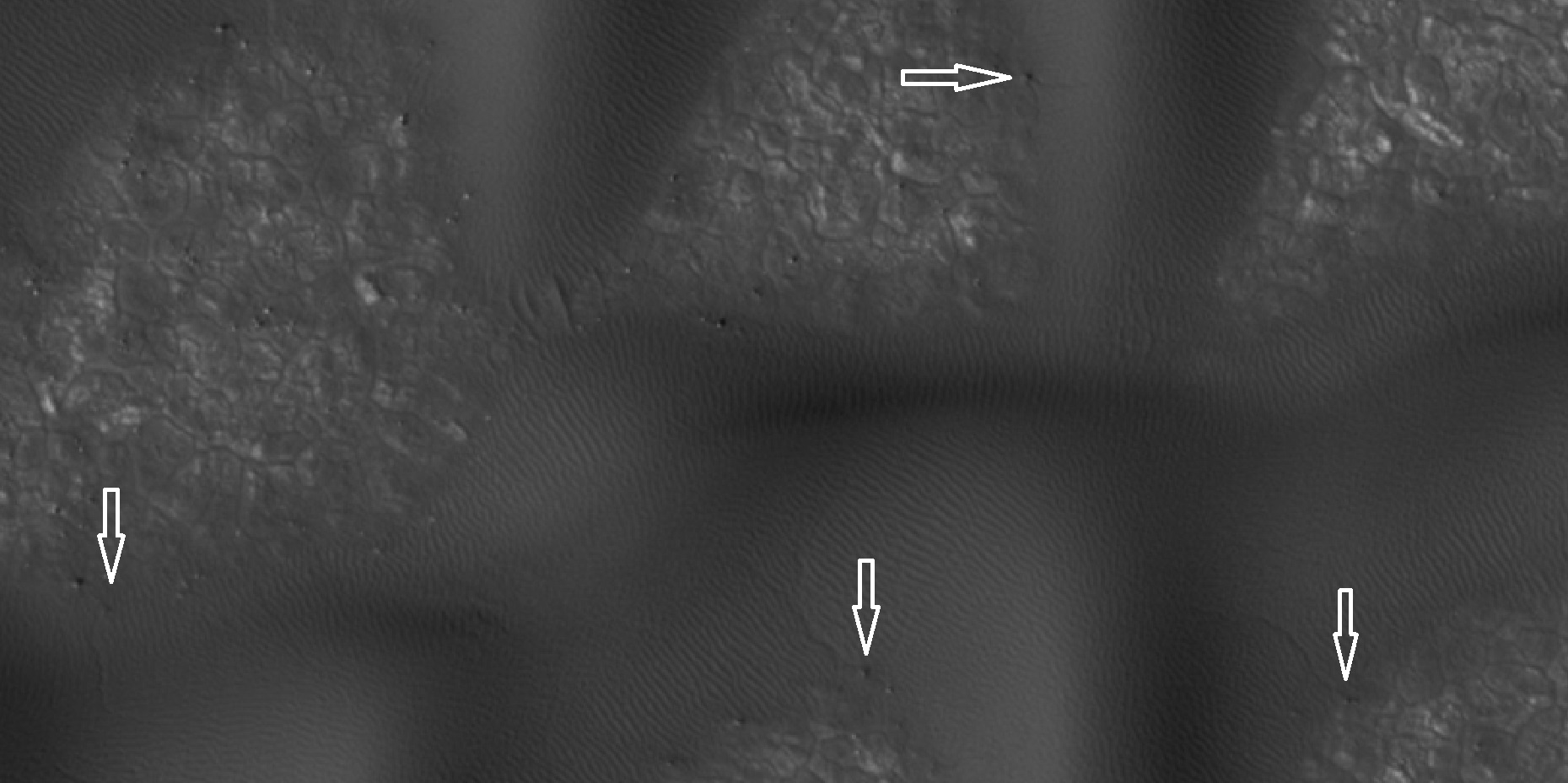
HiWish计划下高分辨率成像科学设备显示的北海区巨石和巨石印辙，箭头指示巨石滚下沙丘时产生的痕迹。

## 脑纹地形
脑纹地形是火星表面的一种特征，由在舌状岩屑坡、线状谷底沉积和同心坑沉积上发现的复杂垄脊所组成。之所以如此称呼，是因为暗示了它类似人类大脑表面的脑回。宽脊被称为“细胞闭合型”脑纹地形，不太常见的窄脊则被称为“细胞开放型”脑纹地形。人们认为，宽厚的闭合型脑纹地形包含有一颗冰核，当冰核消失后，宽脊中心塌陷，形成窄脊的细胞开放型脑纹地形。

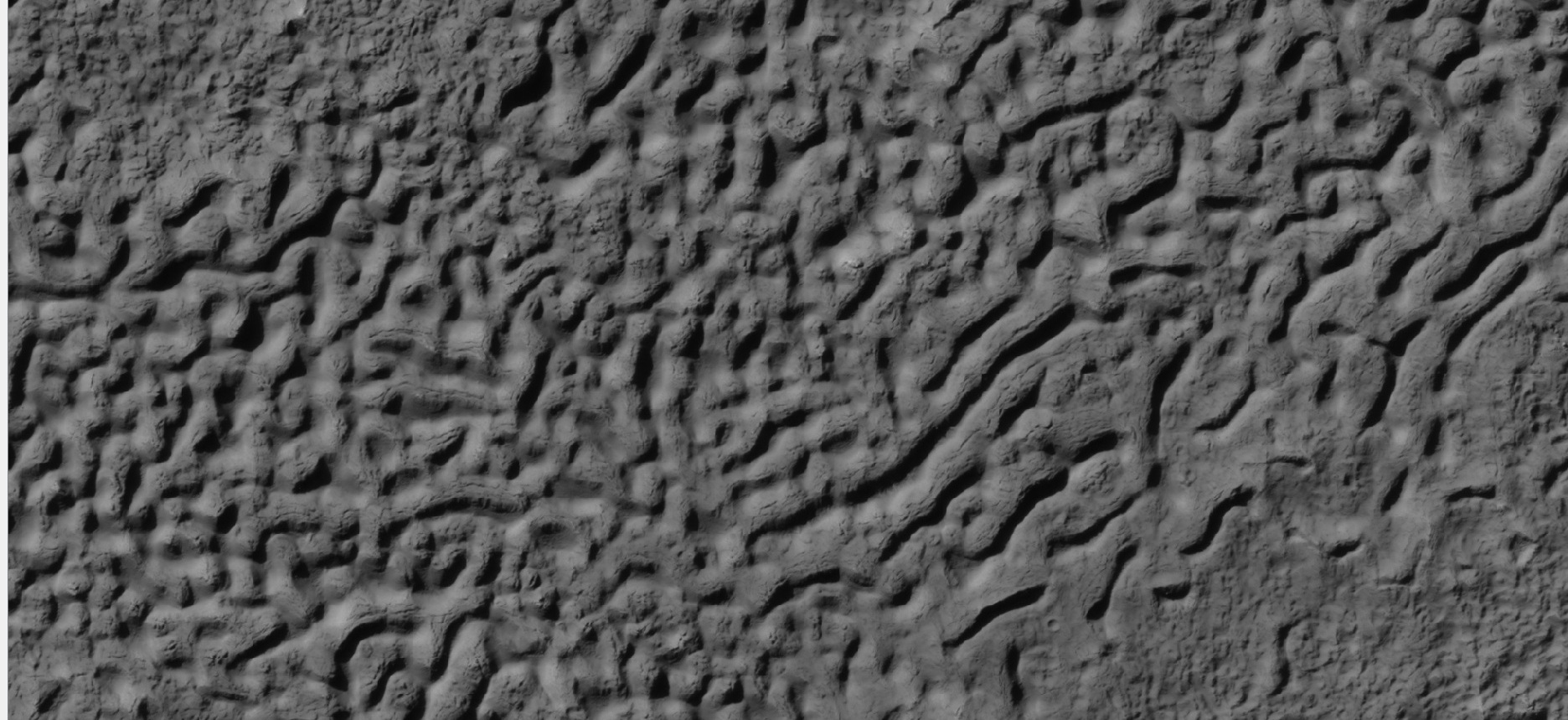
HiWish计划下高分辨率成像科学设备显示的细胞闭合型脑纹地形，此种类型的表面常见于舌状岩屑坡、同心坑沉积和线状谷底沉积上。
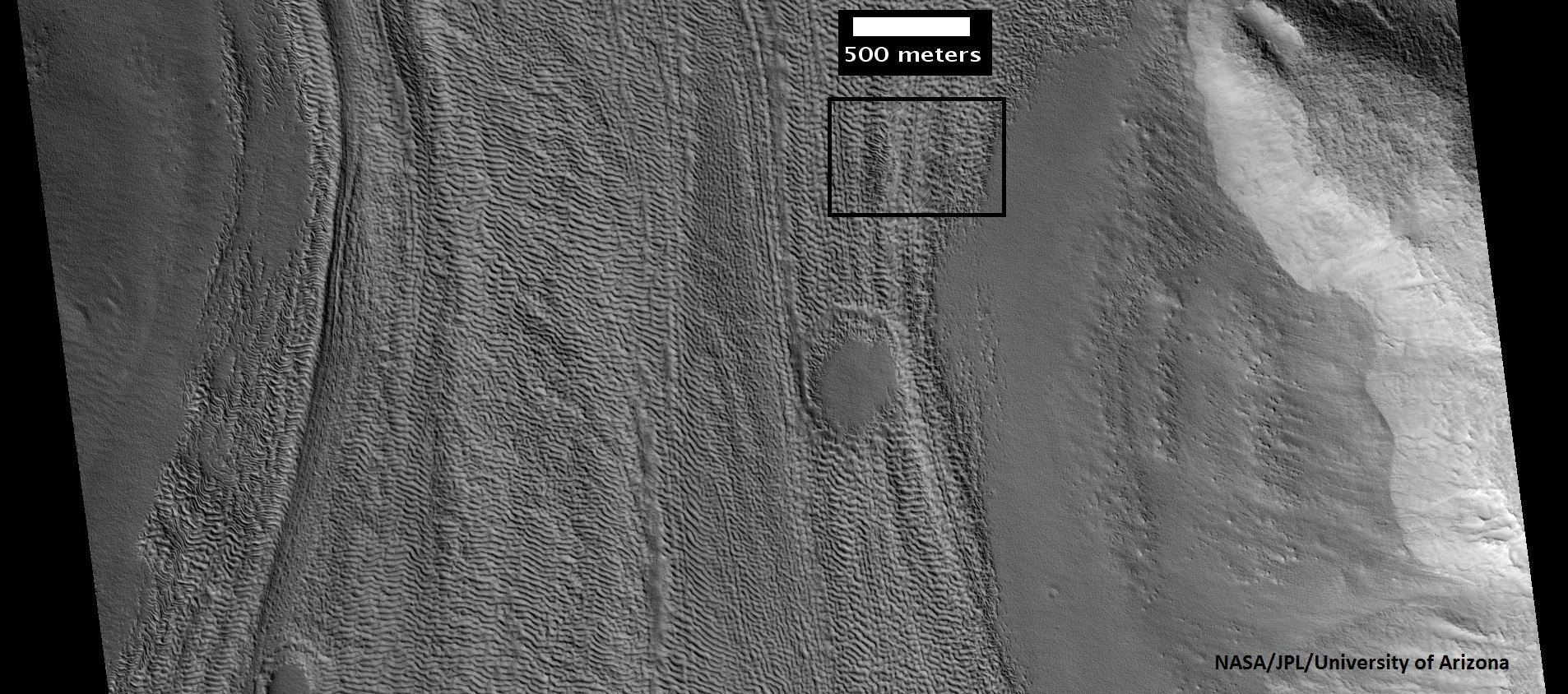
显示了下一幅图像来源的背景照片，该位置是一处线状谷底沉积区。图像由HiWish计划下高分辨率成像科学设备所拍摄。
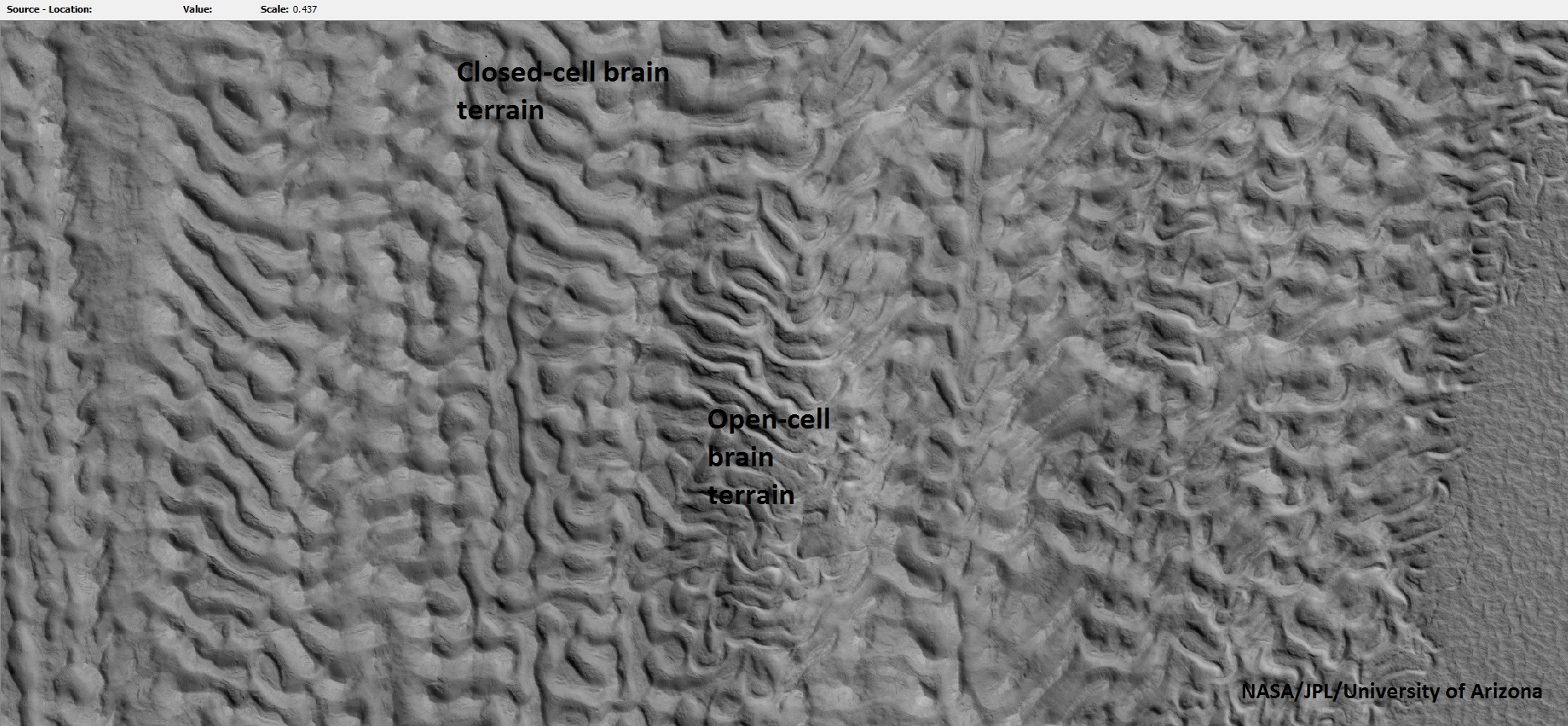
HiWish计划下高分辨率成像科学设备显示的细胞开放和闭合型脑纹地形。

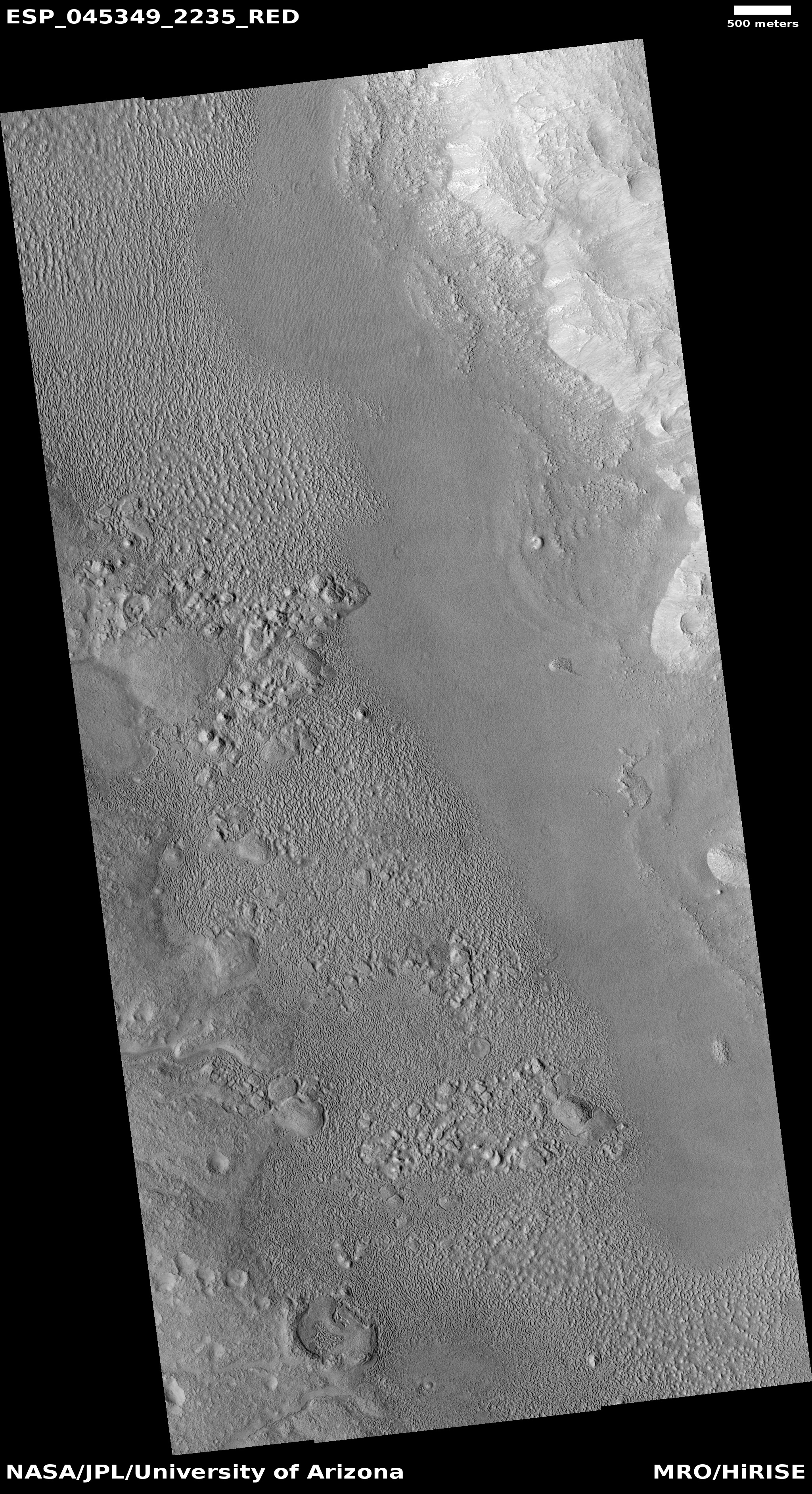
HiWish计划下高分辨率成像科学设备显示的形成中的脑纹地形。
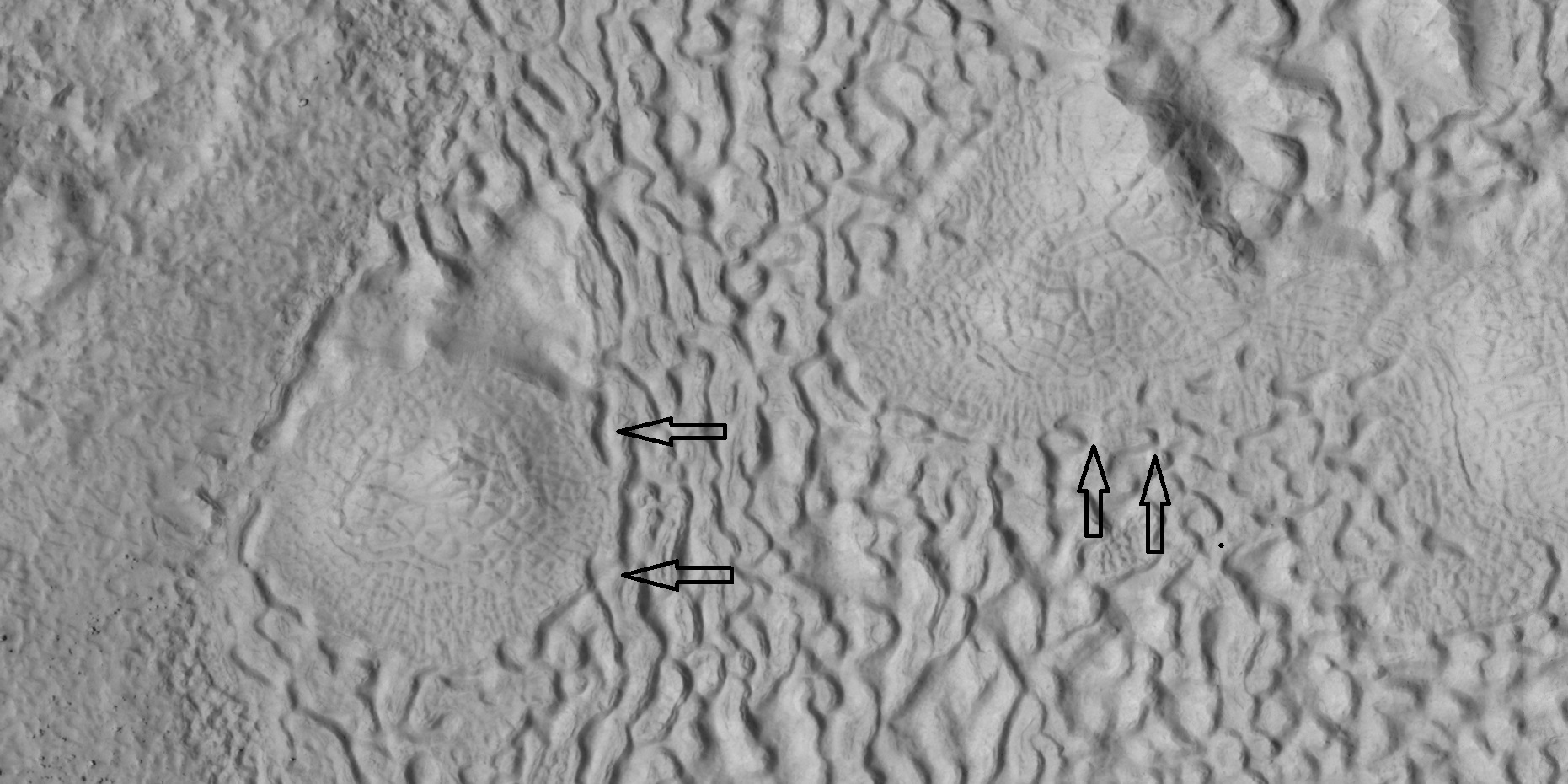
HiWish计划下高分辨率成像科学设备显示的正在形成的脑纹地形，注：这是 HiView 放大的前一幅图像，箭头表示脑纹地形开始形成的地方。
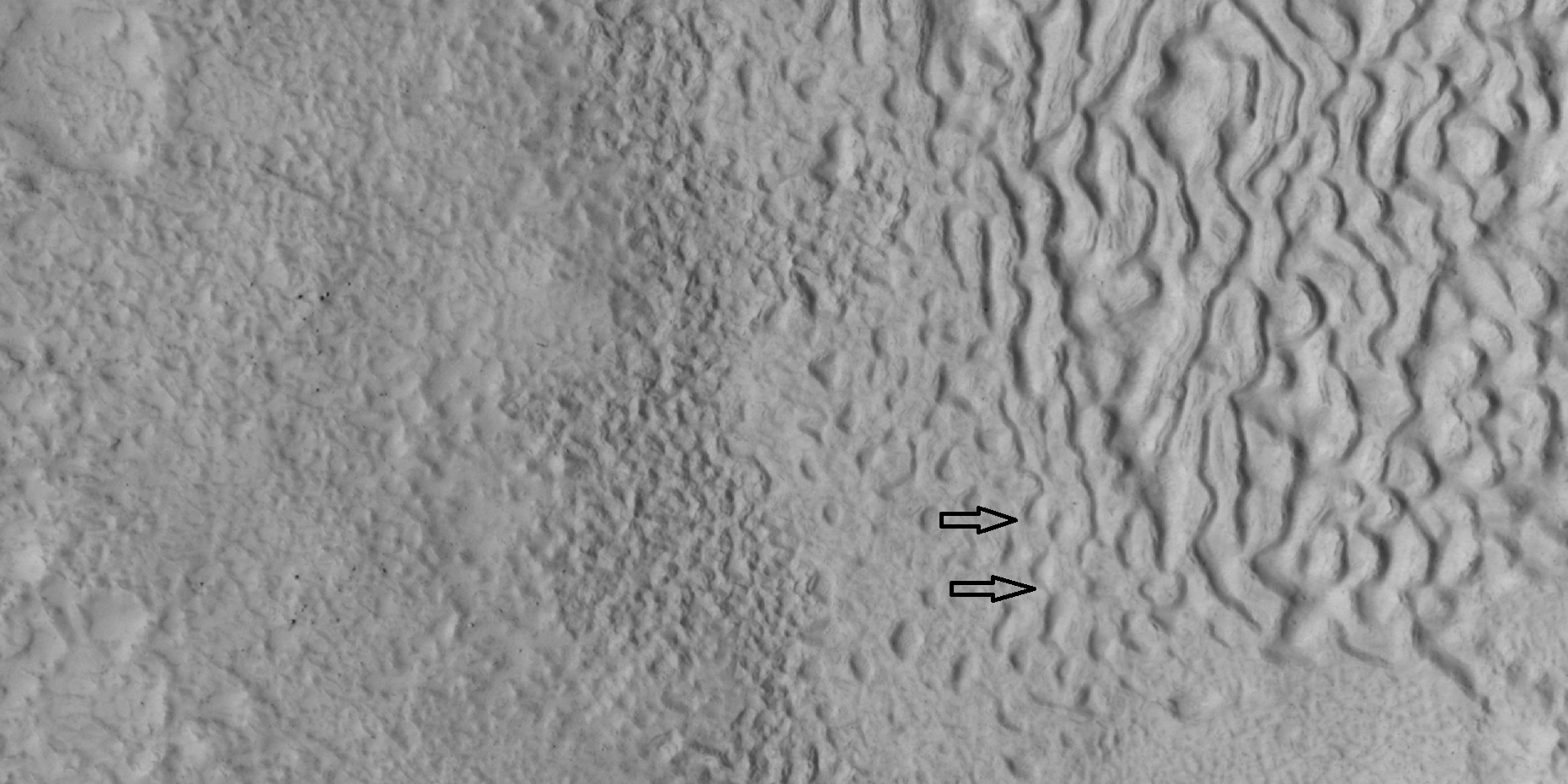
HiWish计划下高分辨率成像科学设备显示的正在形成的脑纹地形，注：这是 HiView 放大的前一幅图像，箭头表示脑纹地形开始形成的地方。
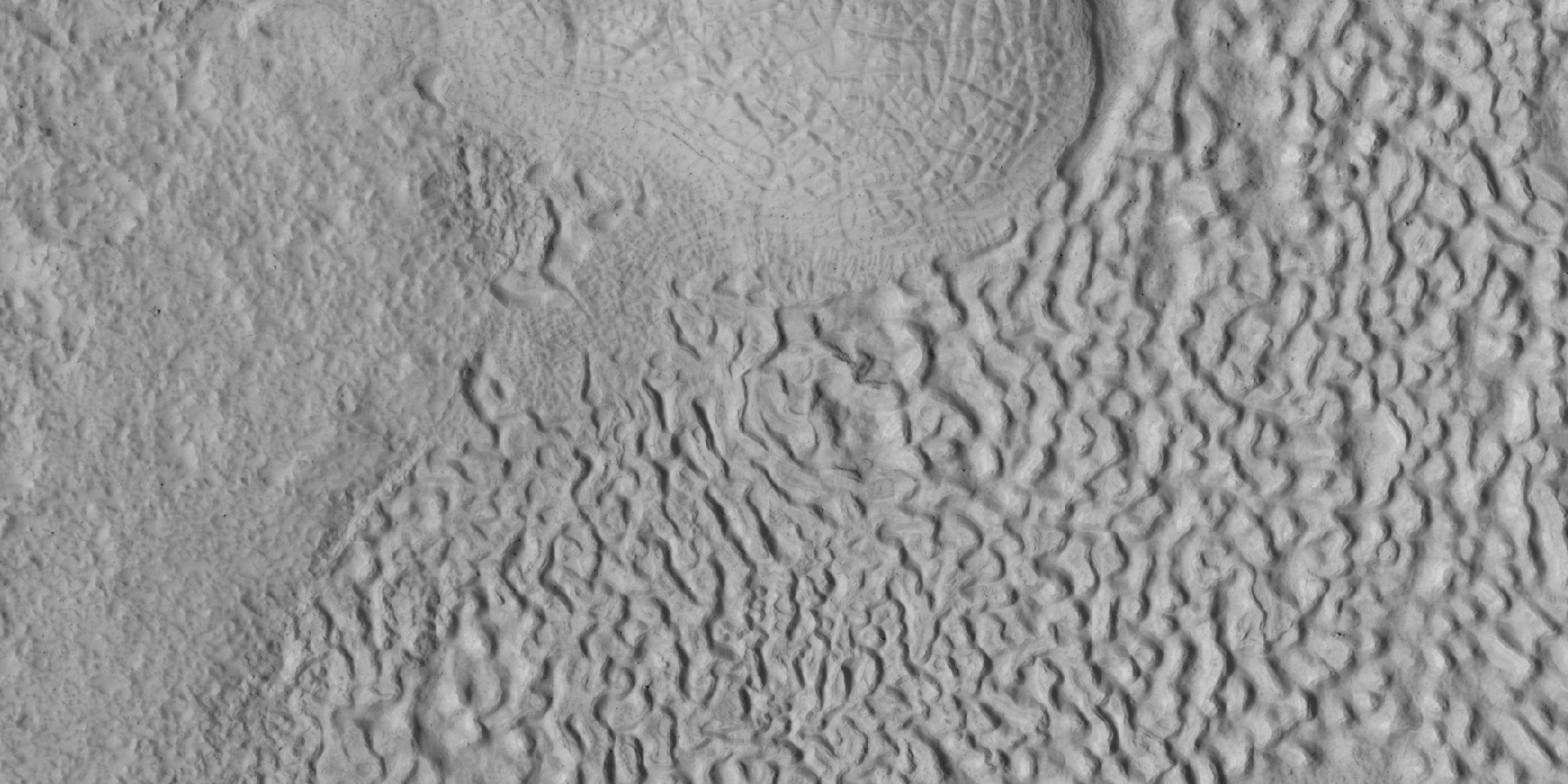
HiWish计划下高分辨率成像科学设备显示的正在形成的脑纹地形，注：这是 HiView 放大的前一幅图像，箭头表示脑纹地形开始形成的地方。
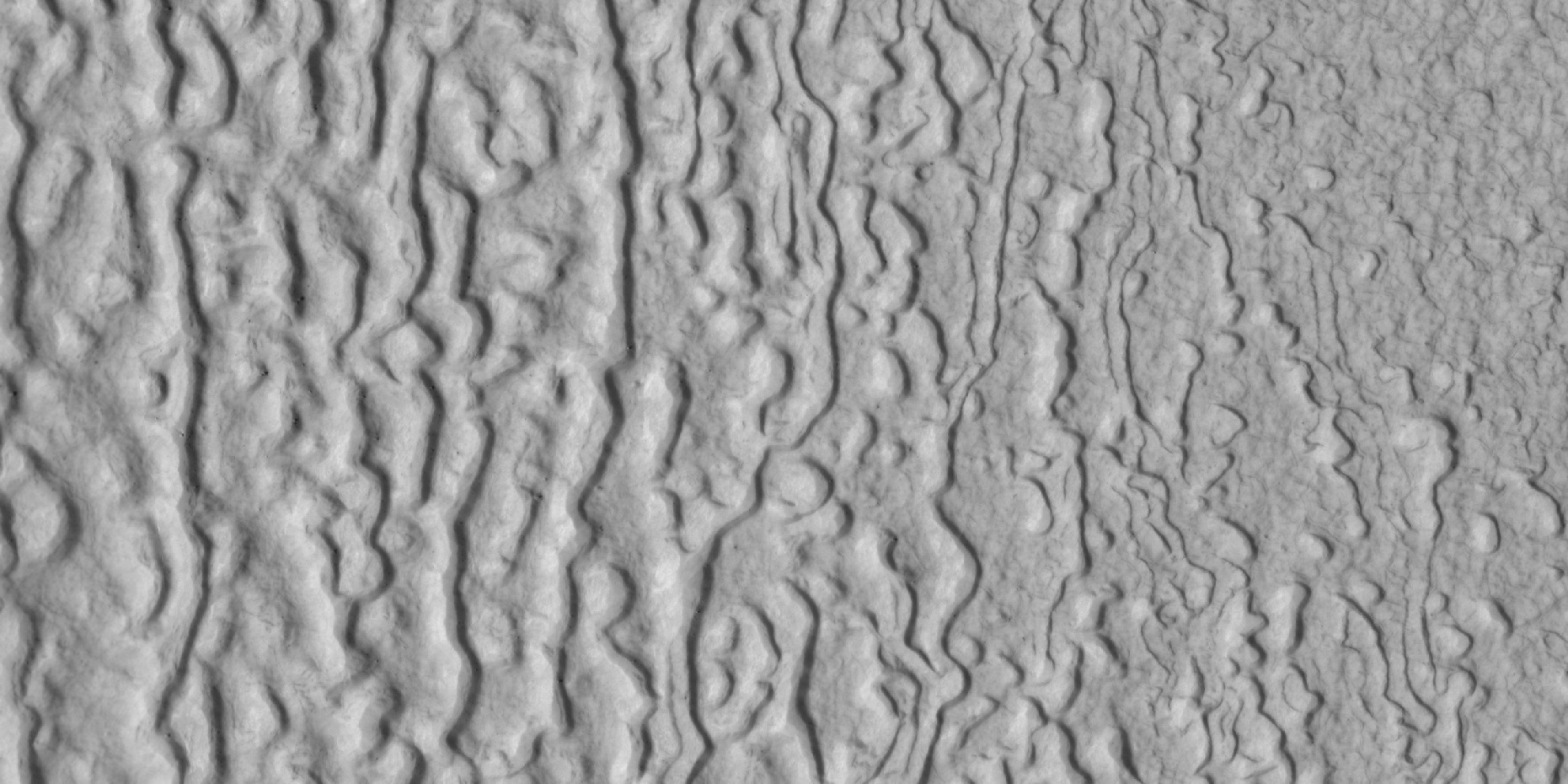
HiWish计划下高分辨率成像科学设备显示的正在形成的脑纹地形，注：这是 HiView 放大的前一幅图像，箭头表示脑纹地形开始形成的地方。
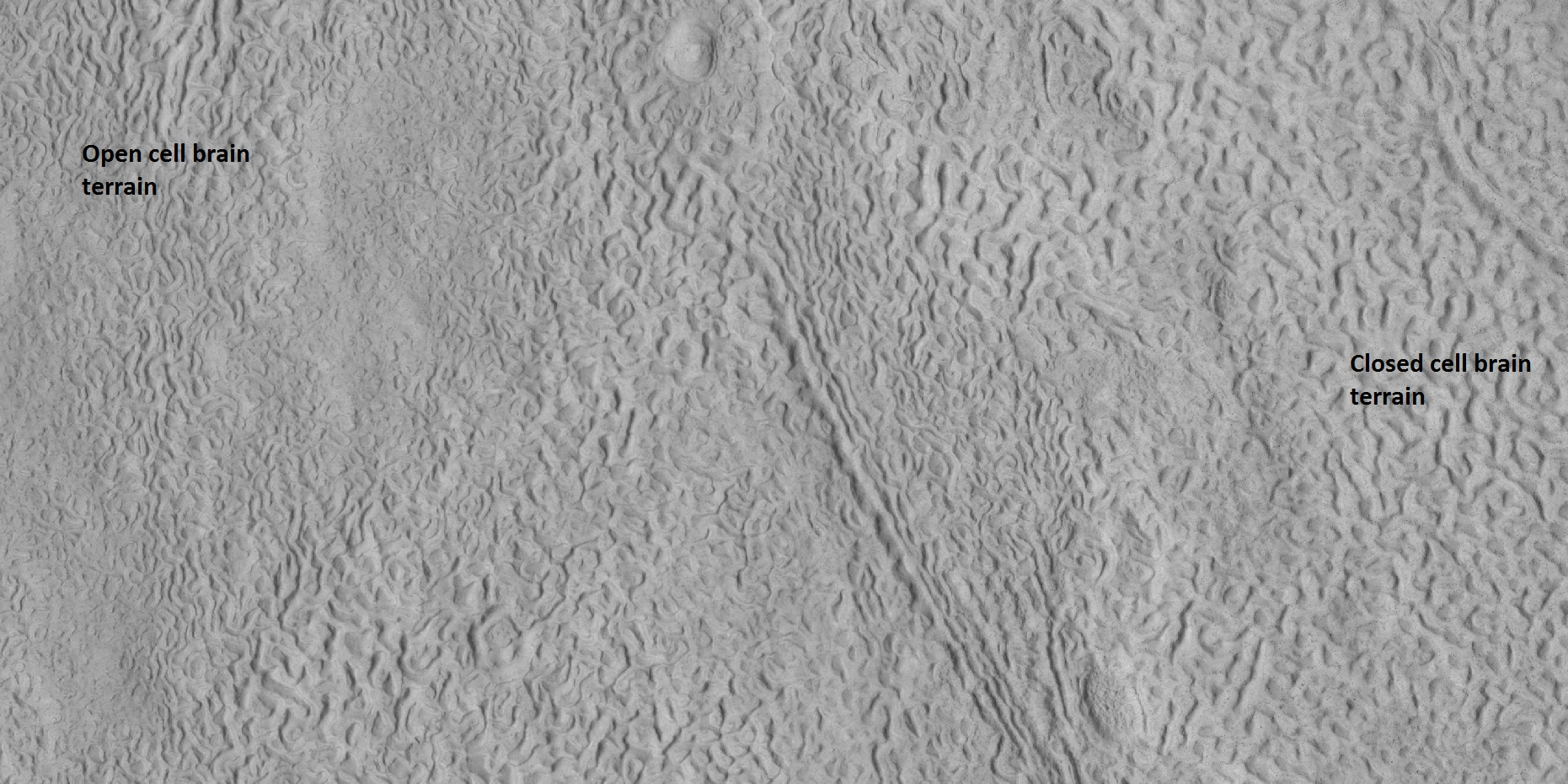
HiWish计划下高分辨率成像科学设备所显示的带有标注的开放和闭合型脑纹地形。
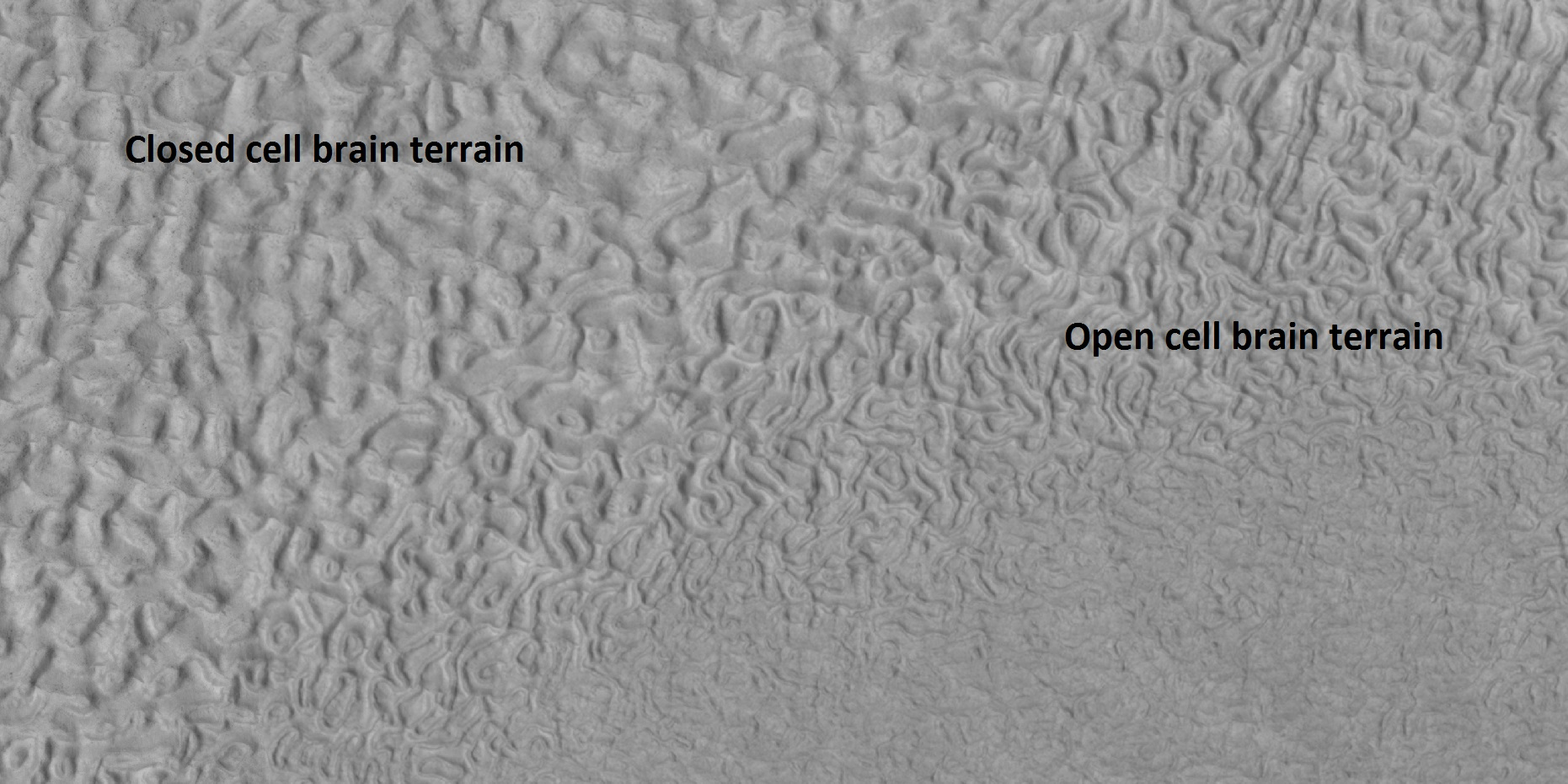
HiWish计划下高分辨率成像科学设备显示的开放和闭合型脑纹地形。
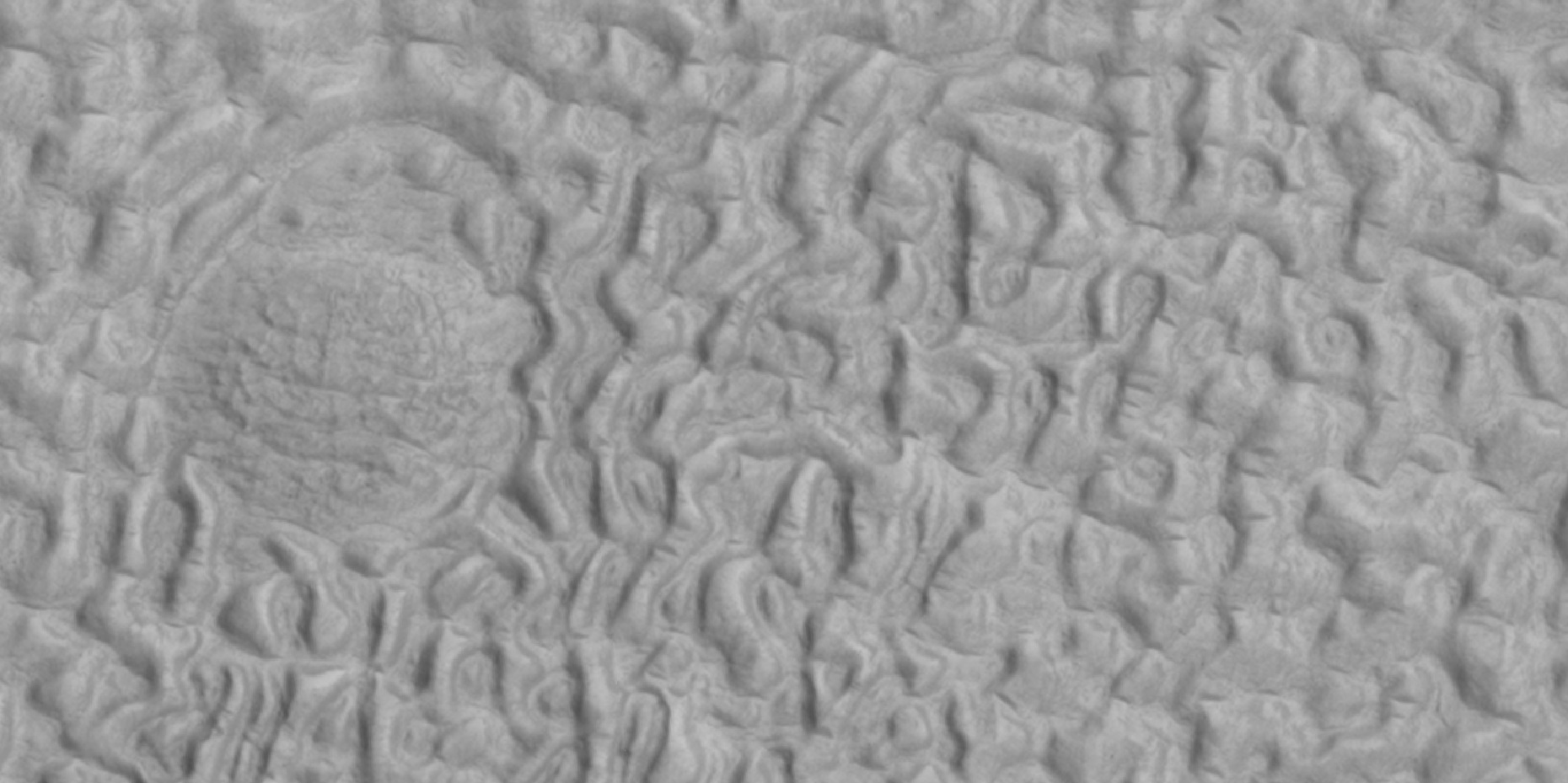
HiWish计划下高分辨率成像科学设备显示的正在形成的脑纹地形。
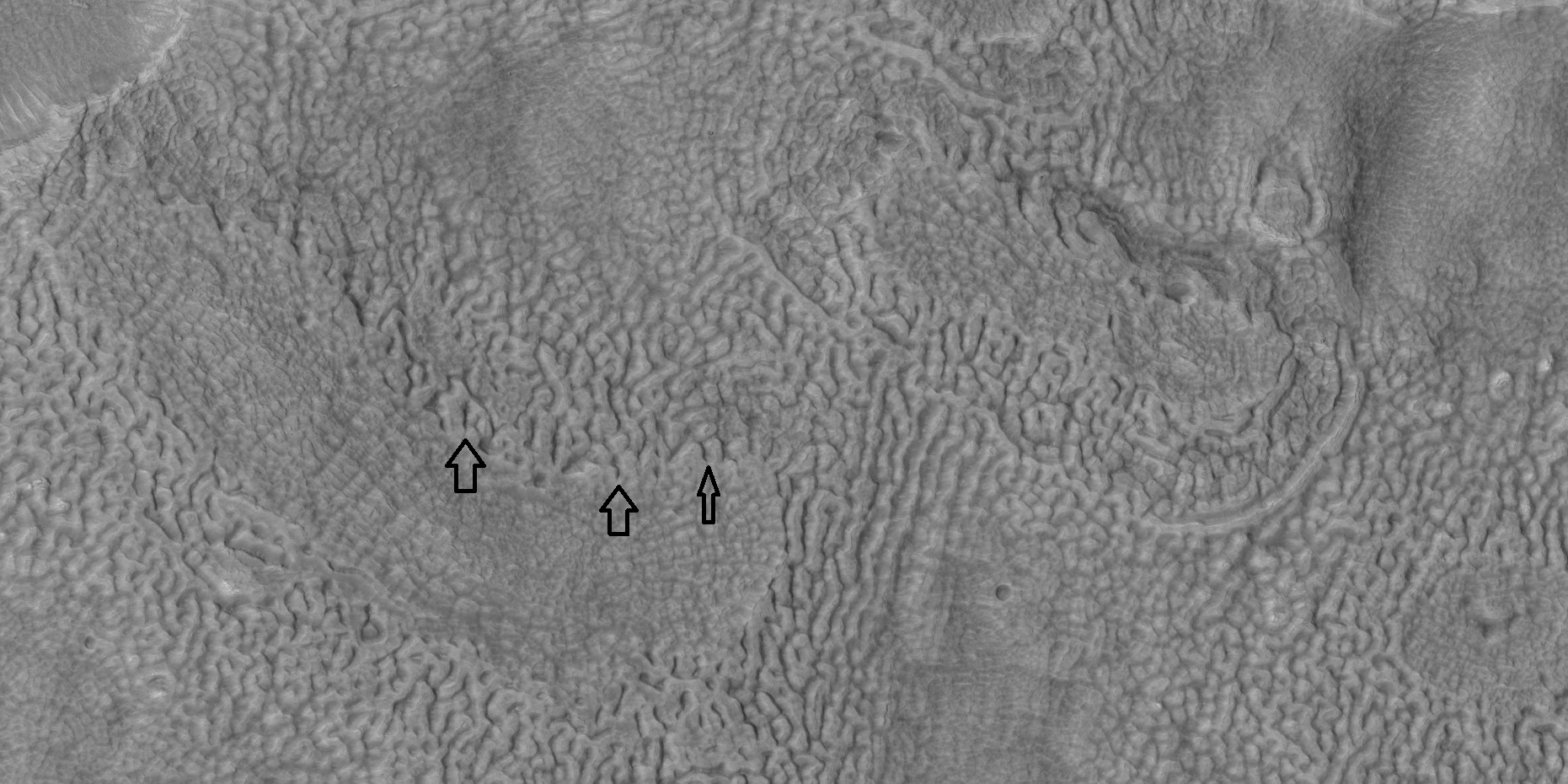
HiWish计划下高分辨率成像科学设备显示的正在形成中的脑纹地形，箭头指向脑纹地形开始形成的位置。

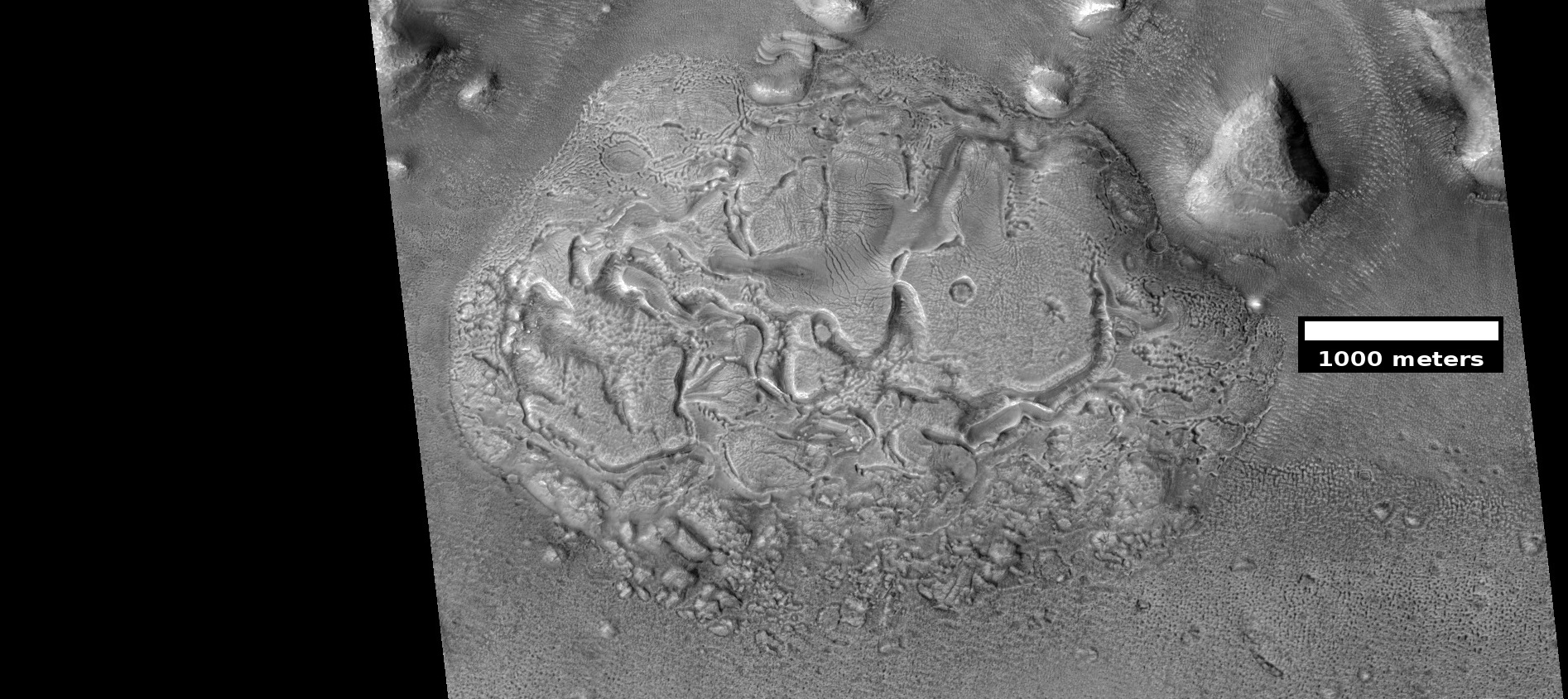
HiWish计划下高分辨率成像科学设备显示的正在形成中的脑纹地形。
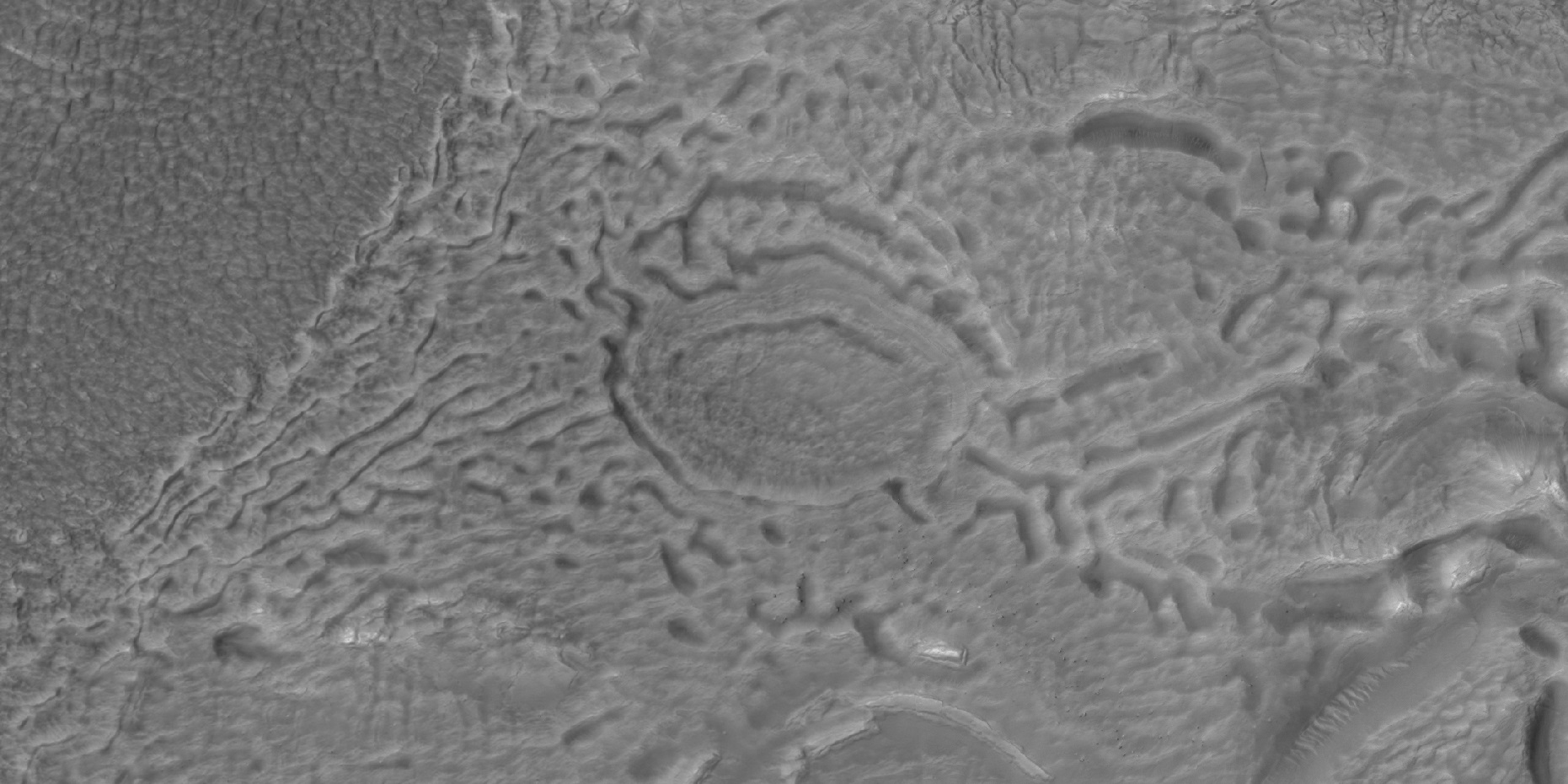
HiWish计划下高分辨率成像科学设备显示的正在形成的脑纹地形，注：这是 HiView 放大的前一幅图像。
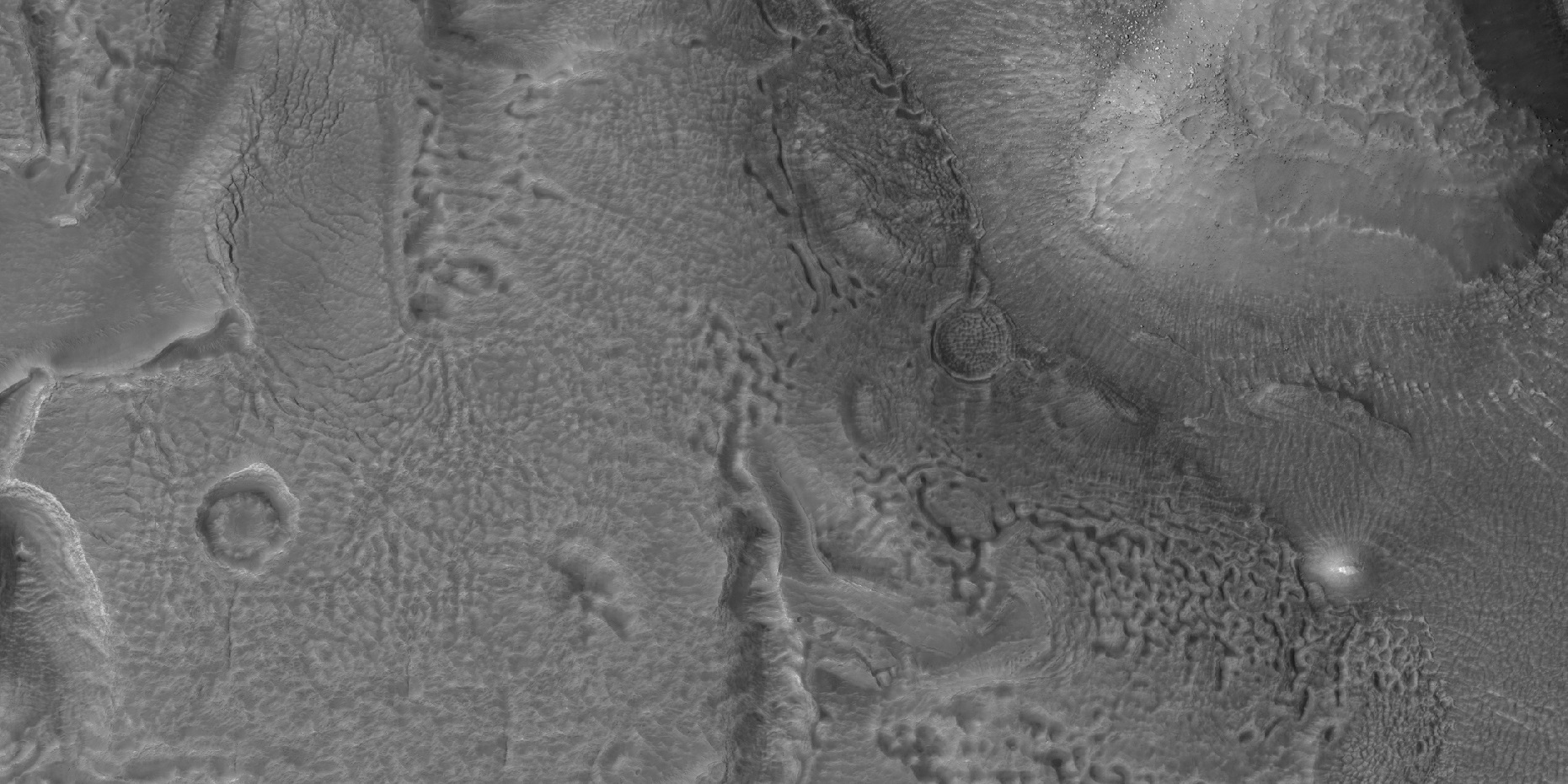
HiWish计划下高分辨率成像科学设备显示的正在形成的脑纹地形，注：这是 HiView 放大的前一幅图像。

## 环形模具陨石坑
环形模具撞击坑被认为是小行星撞击在地下含有冰层的地面时所形成，撞击会使冰层反弹，形成“环形模具”形状。

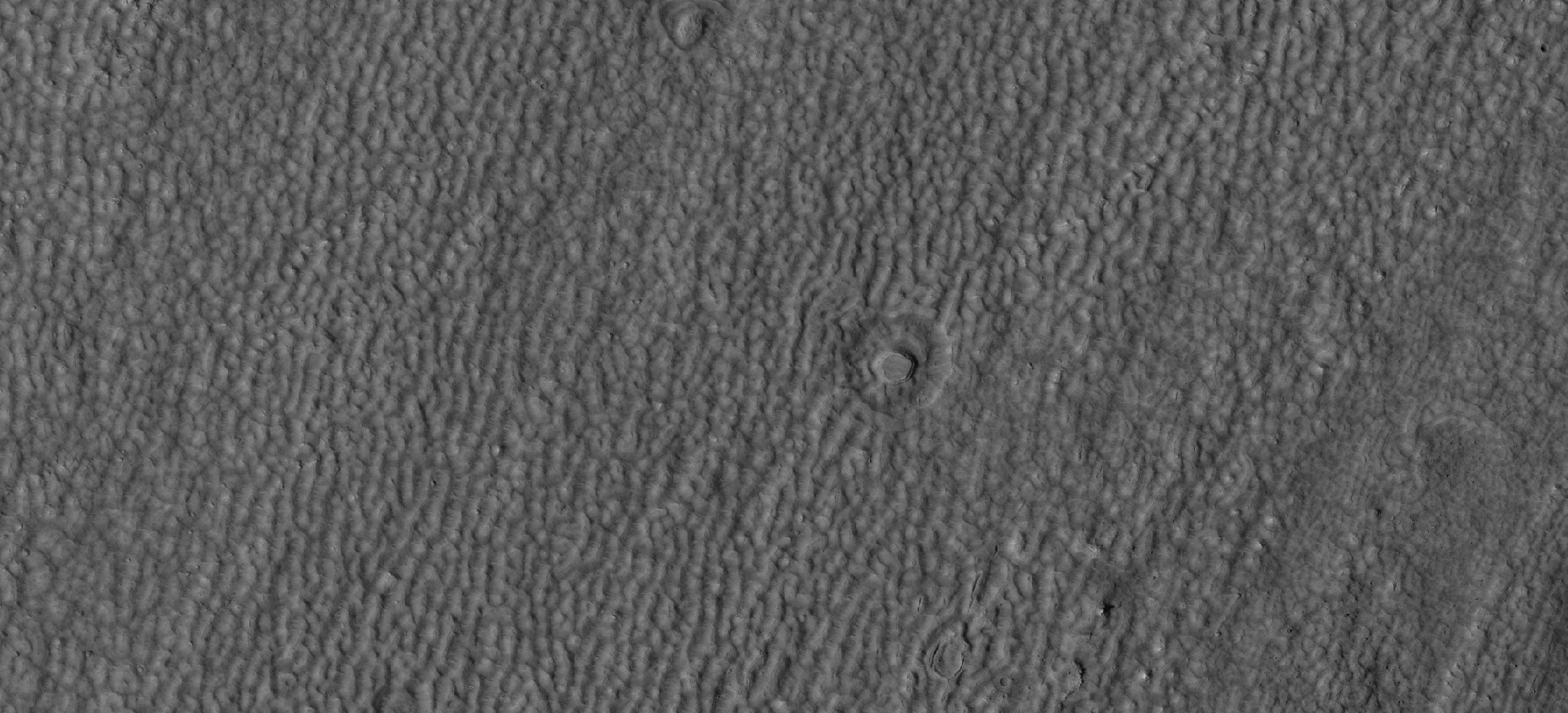
HiWish计划下高分辨率成像科学设备显示的位于伊斯墨诺斯湖区一座陨坑坑底的环模坑。
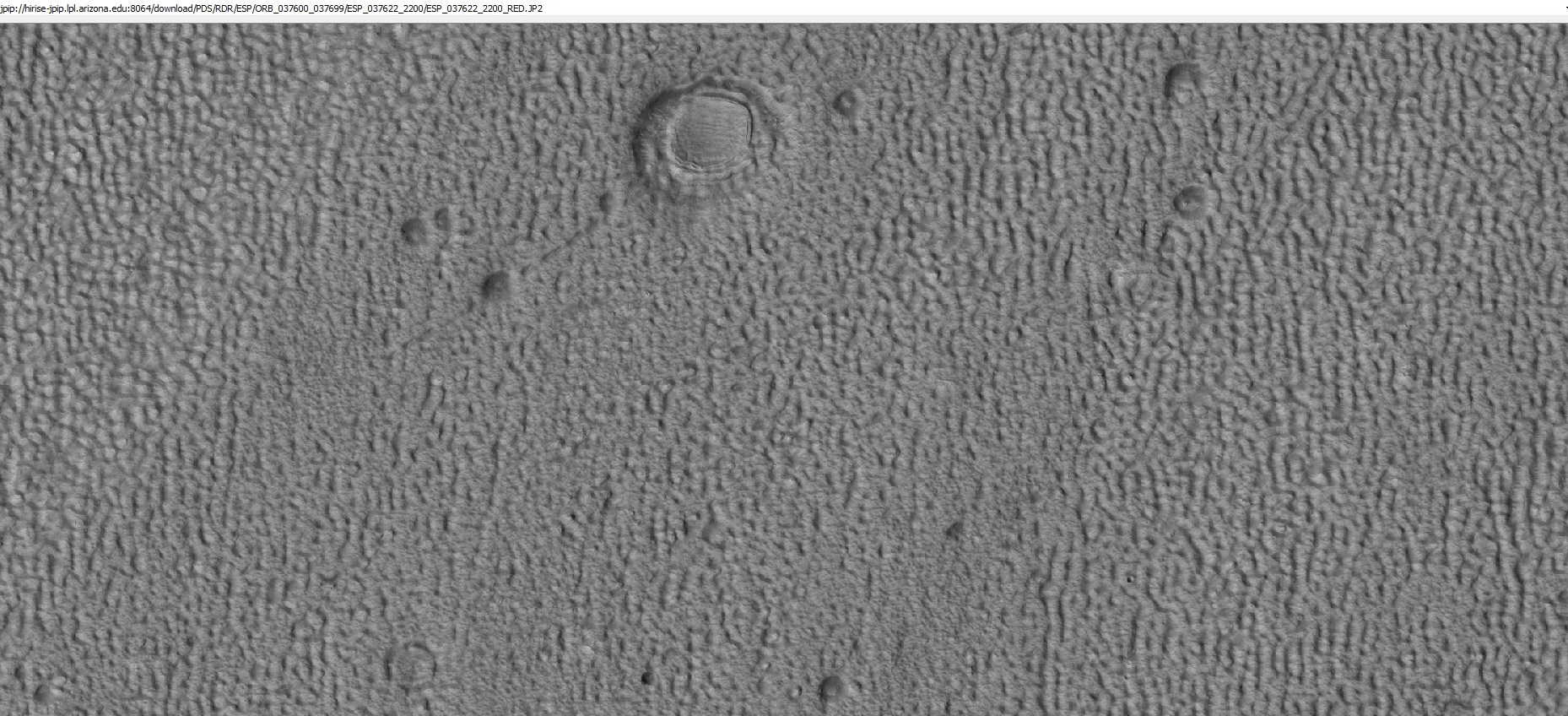
HiWish计划下高分辨率成像科学设备显示的伊斯墨诺斯湖区一座陨坑内大小不同的环模坑。
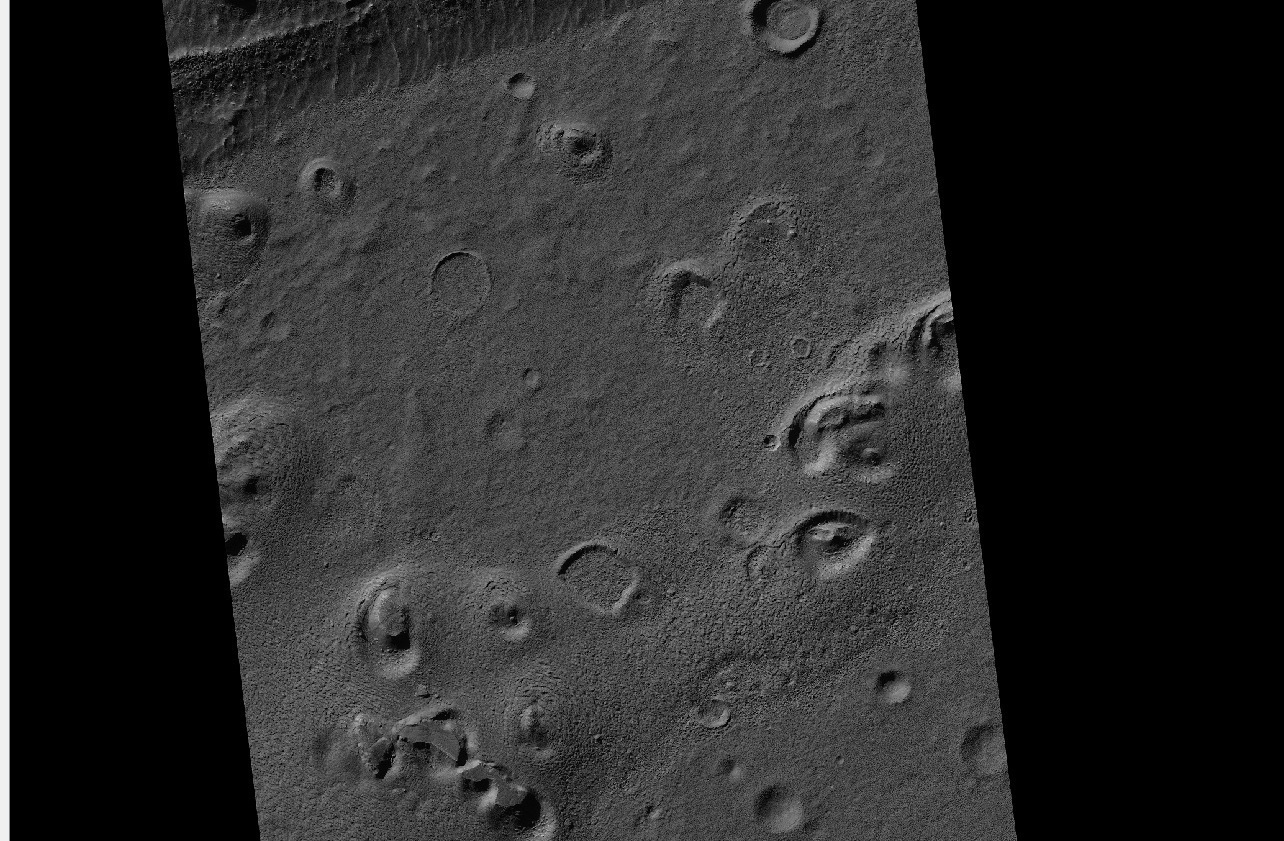
HiWish计划下高分辨率成像科学设备显示的环模坑区宽视图。
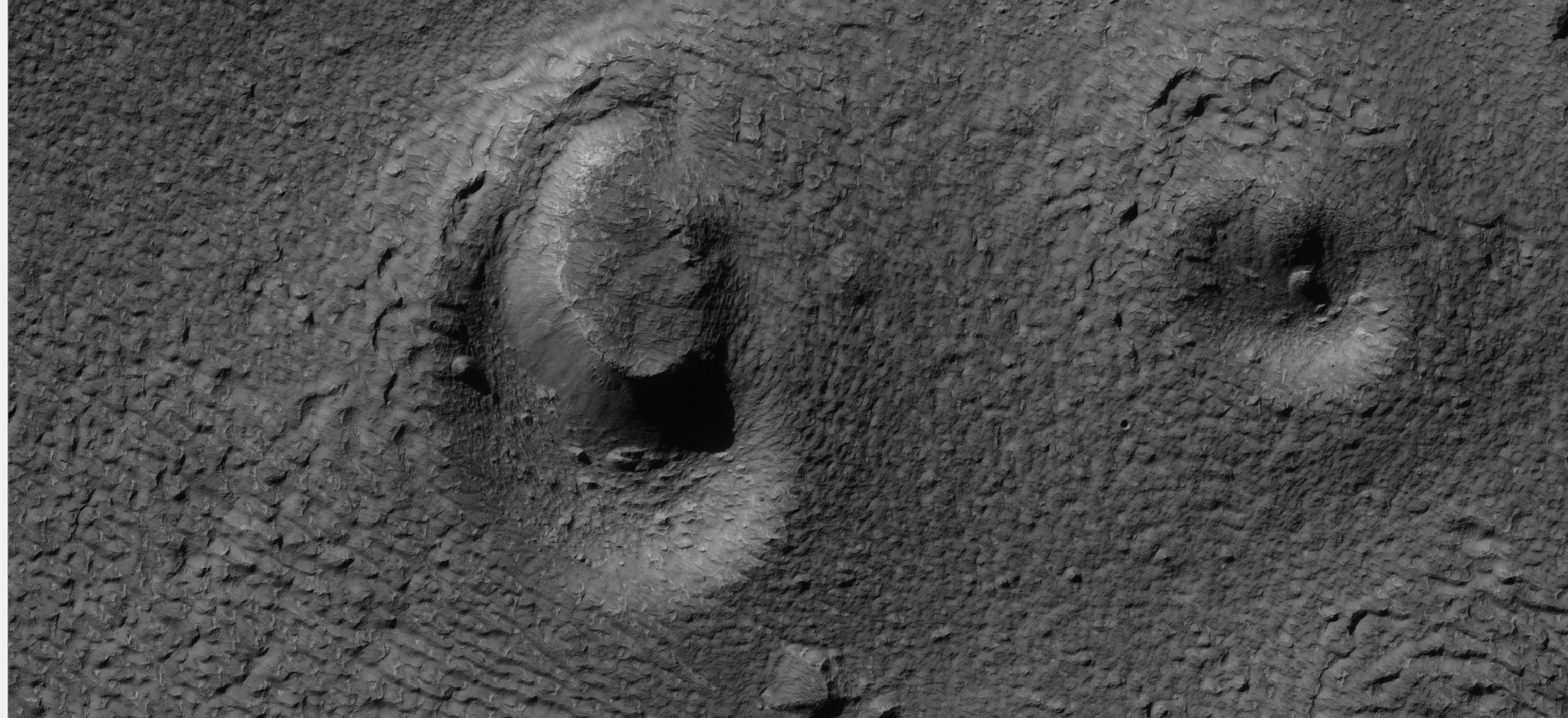
HiWish计划下高分辨率成像科学设备显示的环模坑近景，注：这是前一幅环模坑区图像的放大版。

## 无根火山锥
无根火山锥形成于熔岩在地下冰层上流过时所引发的爆炸，冰被融化变成蒸汽，在爆炸中膨胀，形成圆锥体或圆环。类似特征也在冰岛被发现，当时熔岩覆盖了被水浸透的基底。

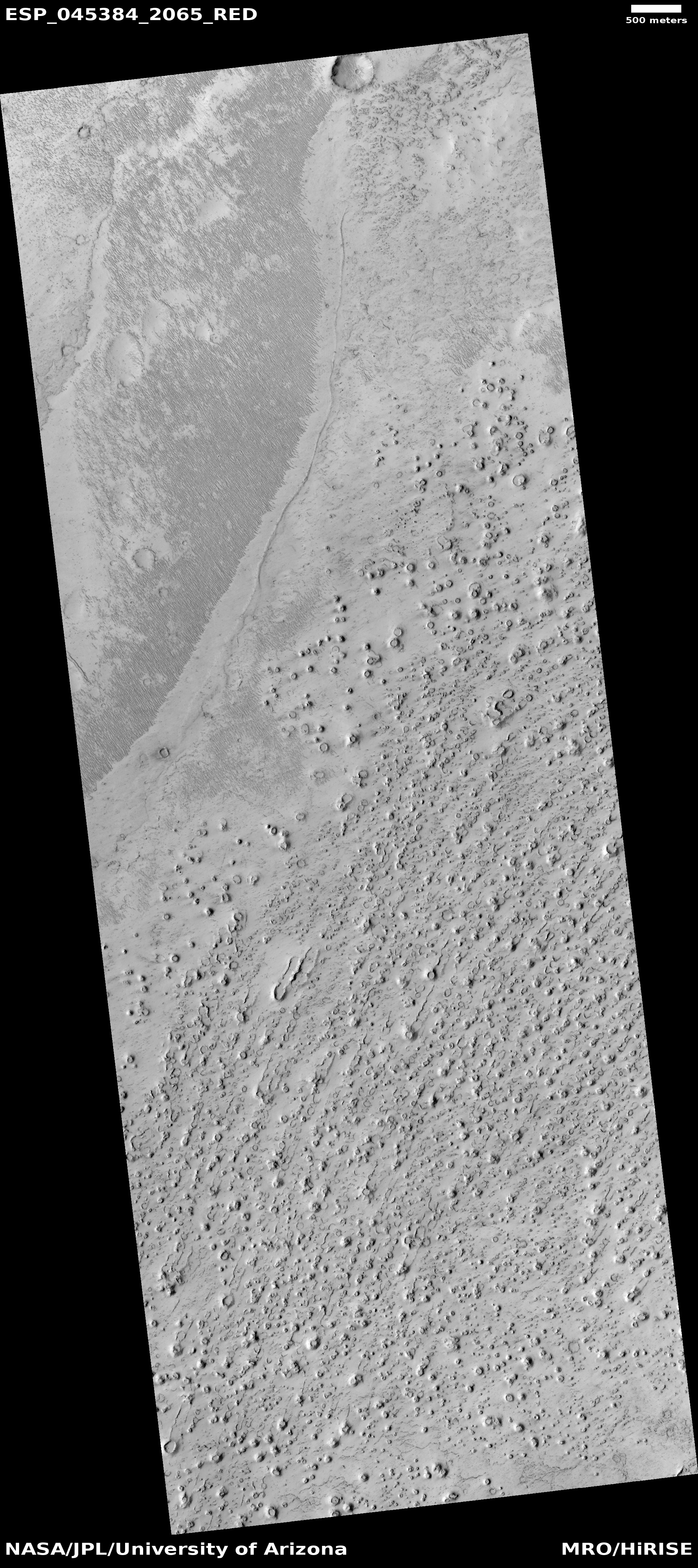
HiWish计划下高分辨率成像科学设备显示的无根火山锥区宽景图。
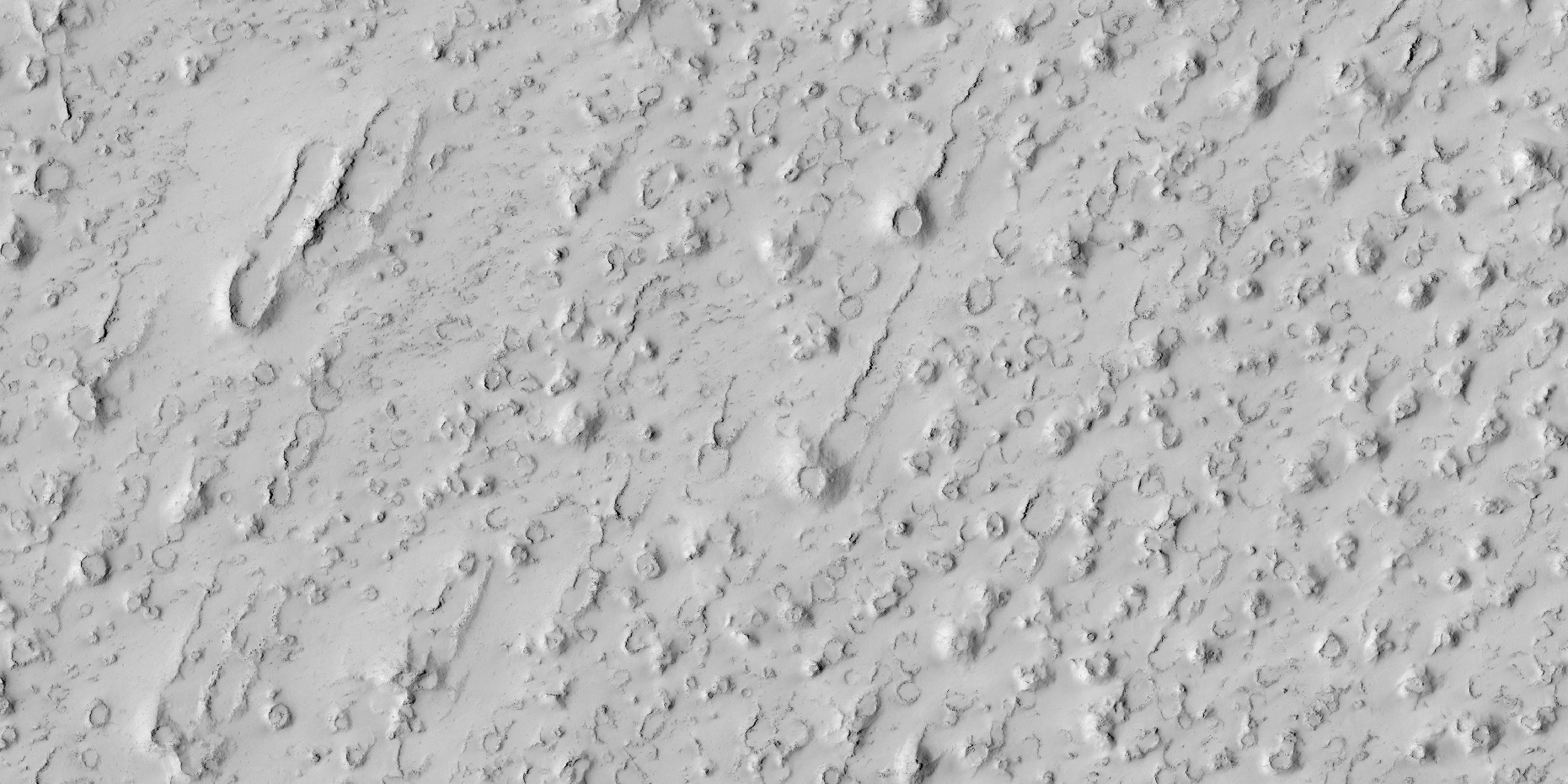
HiWish计划下高分辨率成像科学设备显示的带有尾迹的无根火山锥近景，表明熔岩在富冰地面上向西南流淌。
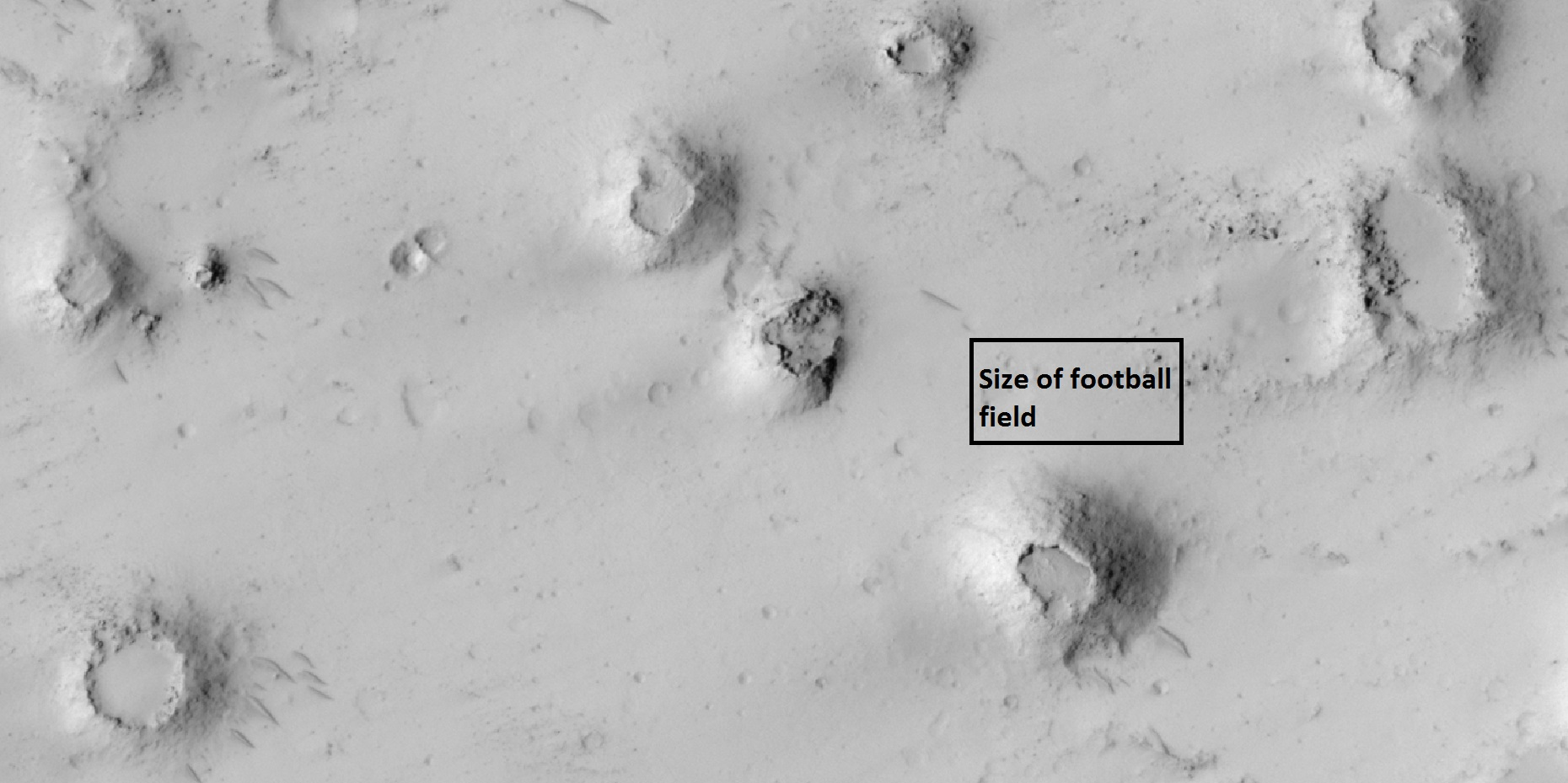
HiWish计划下高分辨率成像科学设备显示的足球场大小的无根火山锥近景。

## 泥火山
有些特征看上去像火山，其中一些可能是泥火山-受压泥浆被迫向上形成的锥体。这些特征可能是寻找生命的地方，因为它们将可能的生命从免受辐射的地下带到了地表。

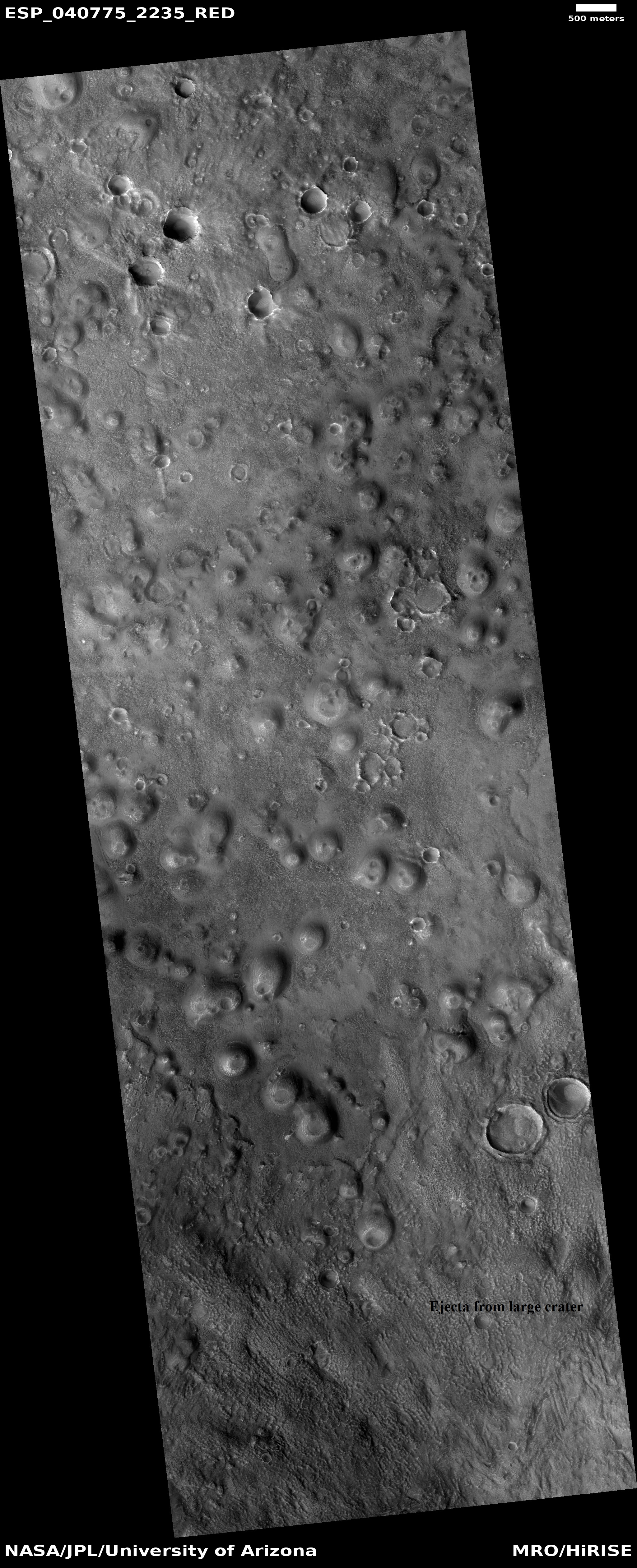
HiWish计划下高分辨率成像科学设备显示的可能是泥火山的大型圆锥体区。
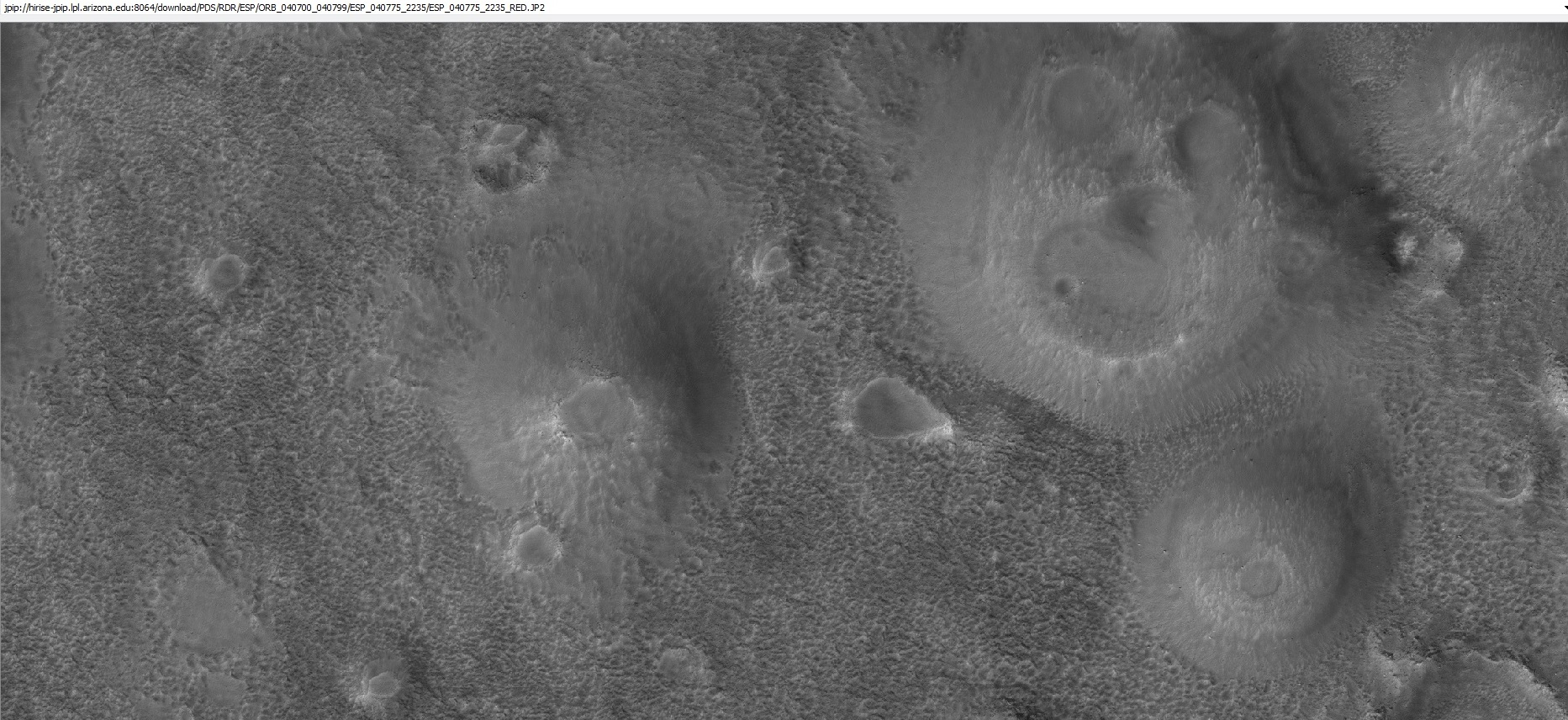
可能的泥火山特写，HiWish计划下高分辨率成像科学设备拍摄，注：这是前一幅图像的放大版。
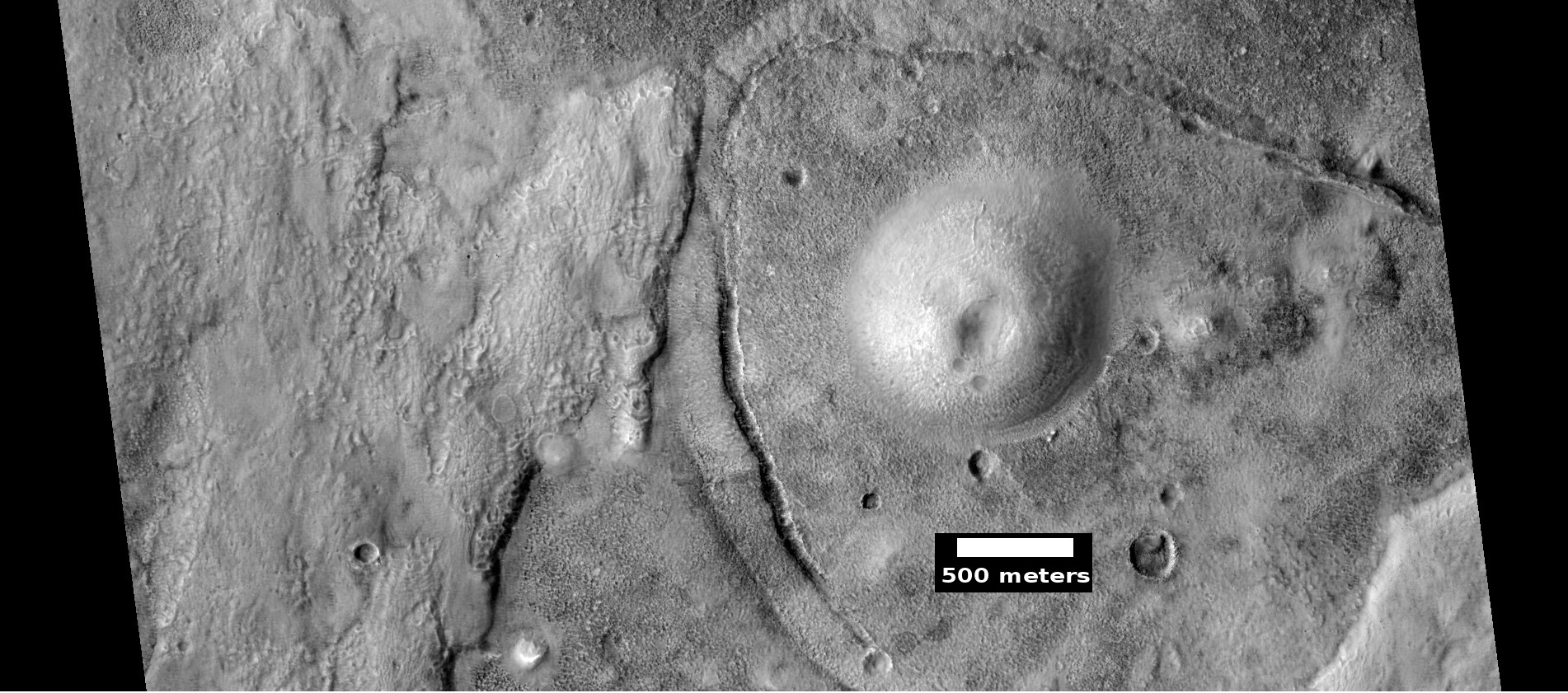
可能的泥火山，HiWish计划下高分辨率成像科学设备拍摄。

## 熔岩流

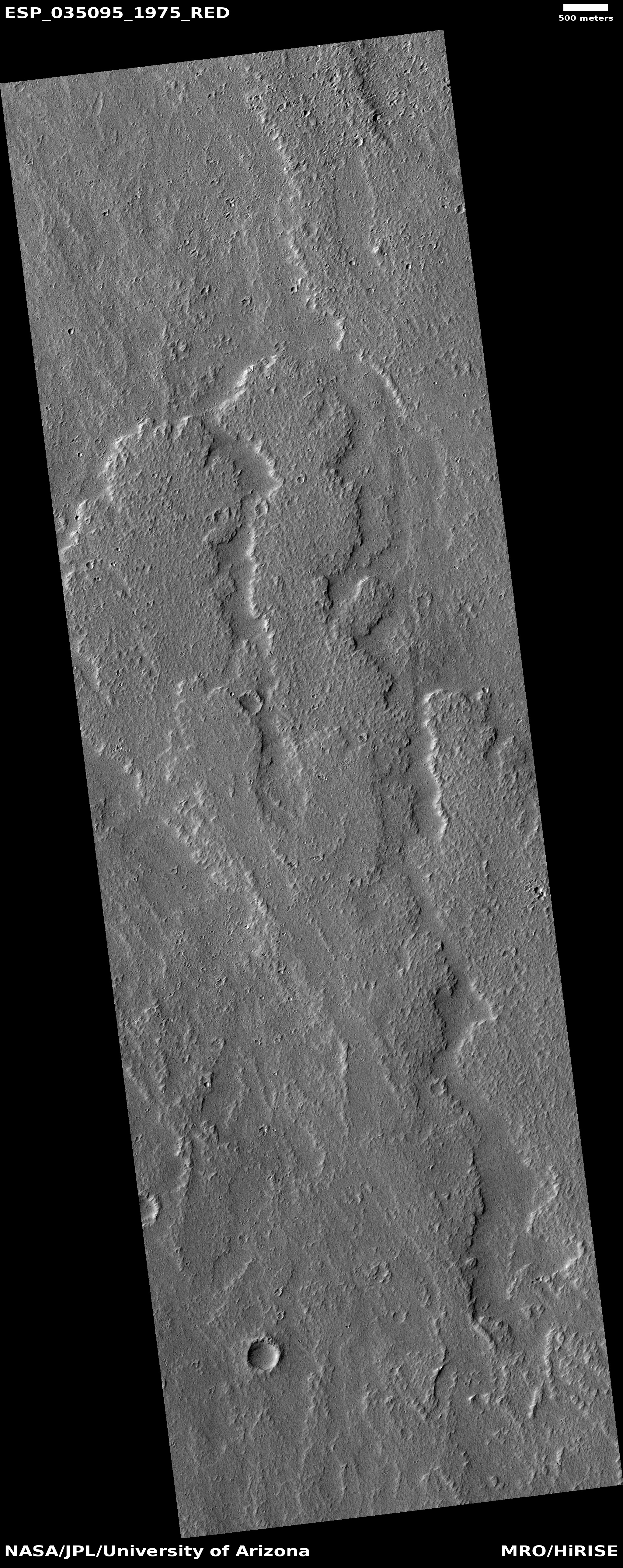
HiWish计划下高分辨率成像科学设备显示的塔尔西斯区熔岩流。
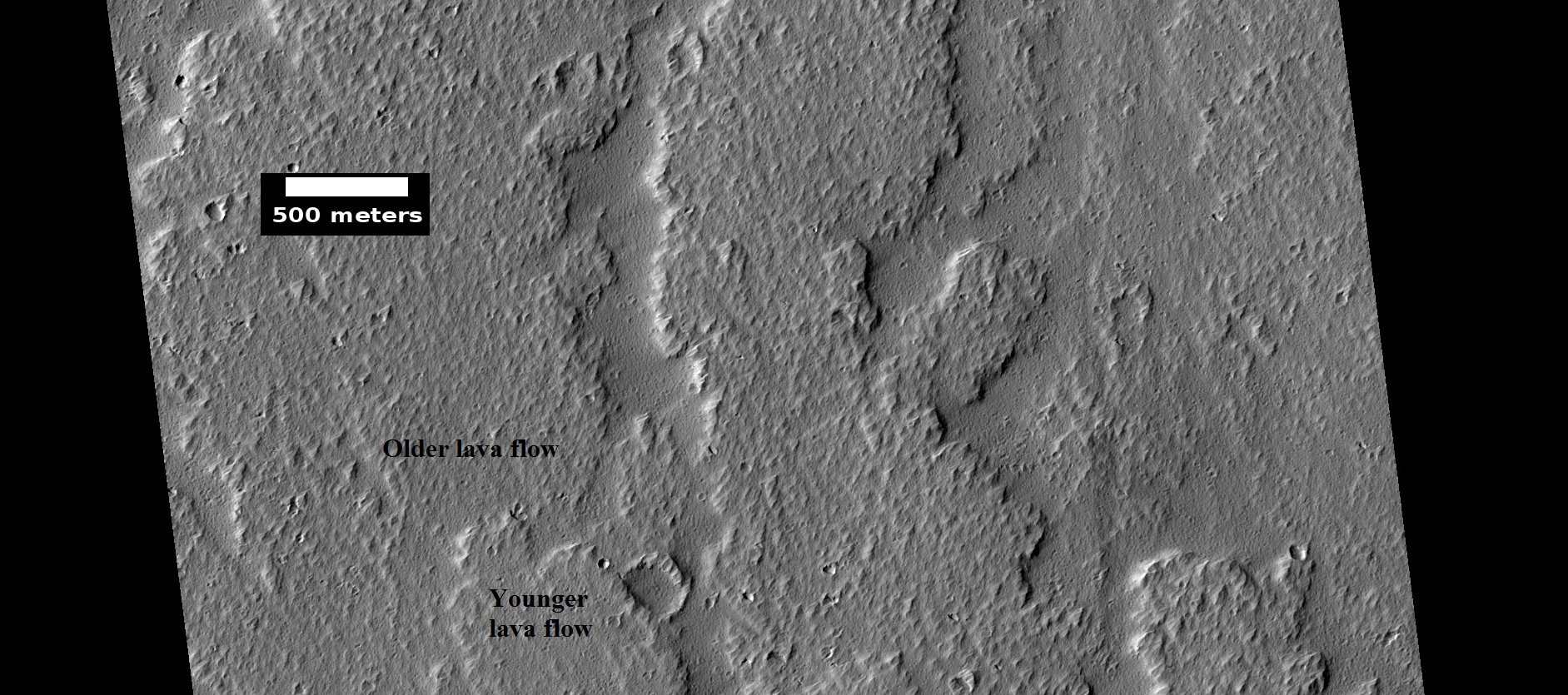
HiWish计划下高分辨率成像科学设备显示的带标注的熔岩流特写，注：这是前一幅熔岩流图像的放大版。
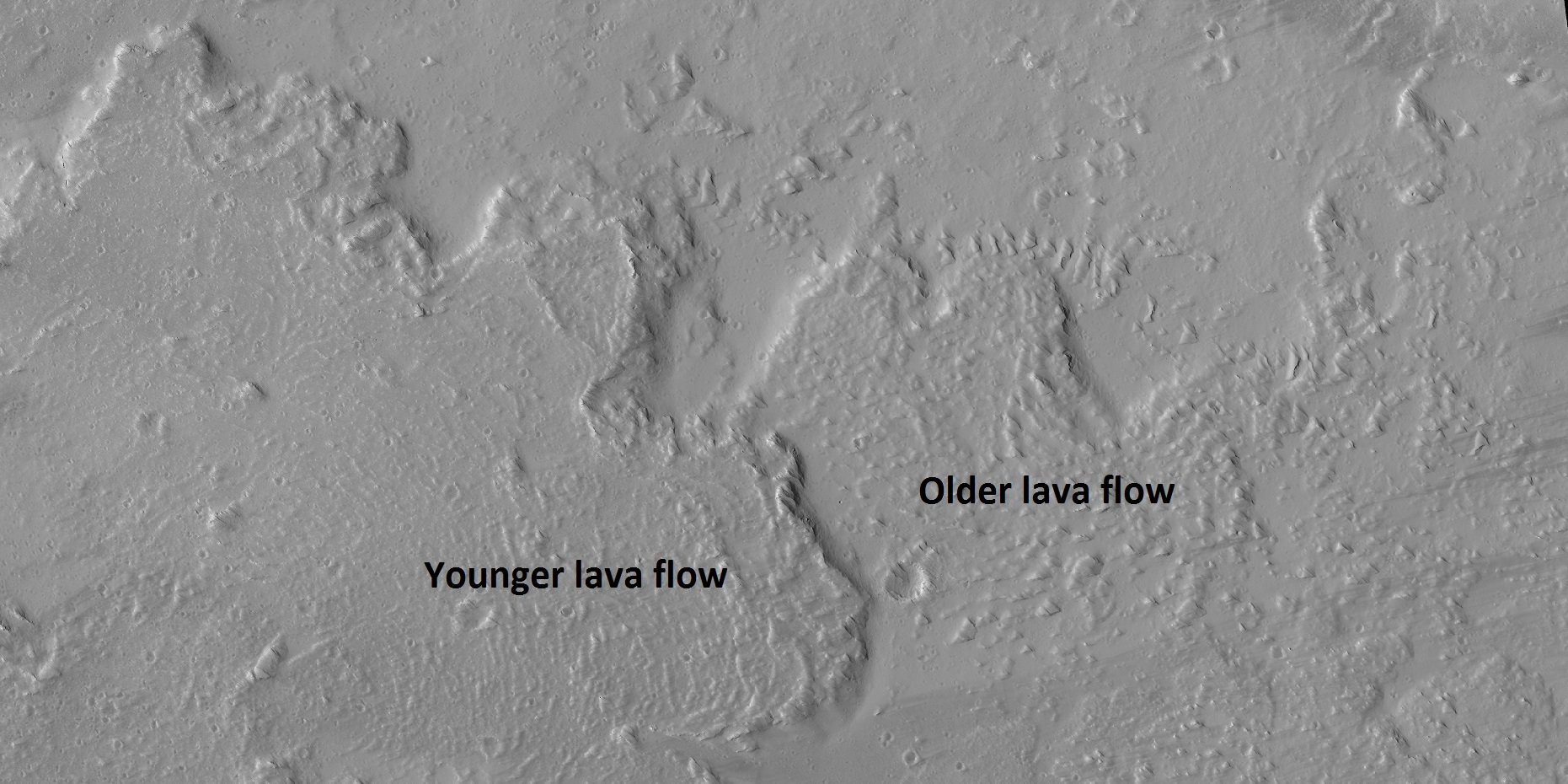
标注了更古老和更年轻的熔岩流，HiWish计划下高分辨率成像科学设备所拍摄。
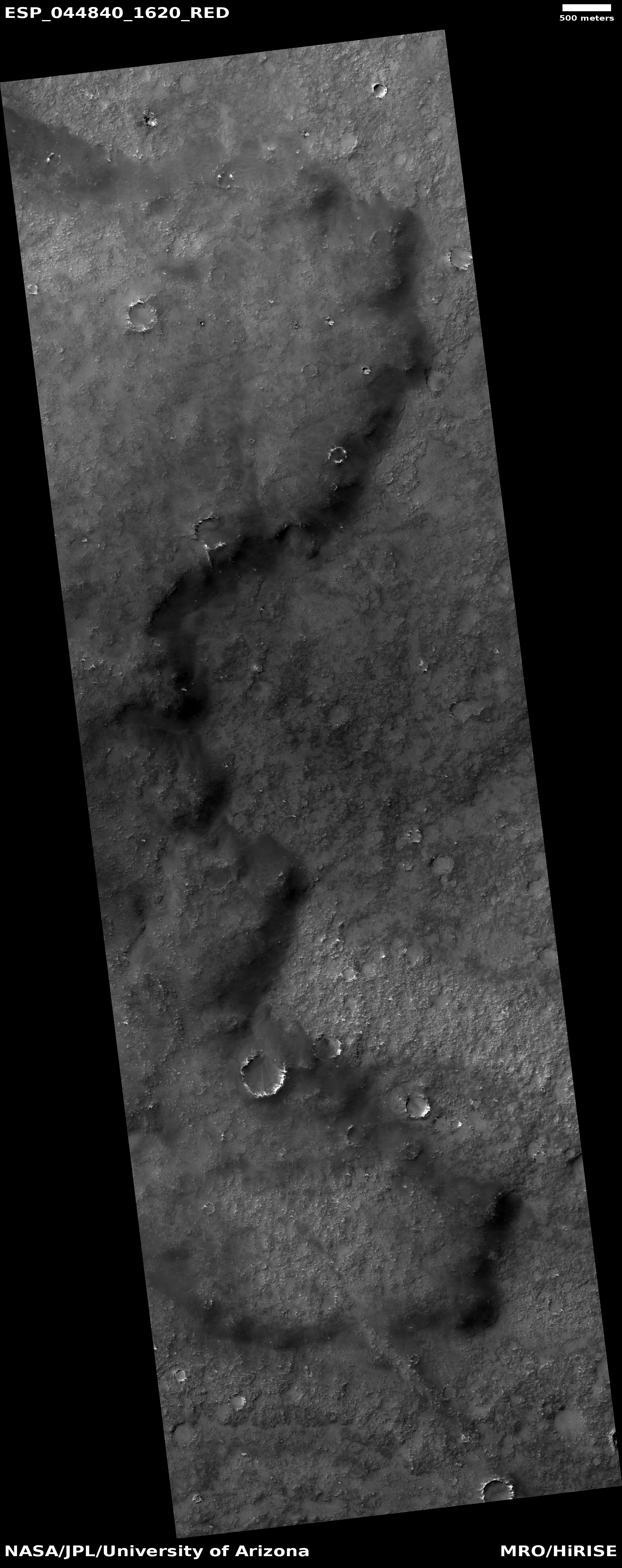
HiWish计划下高分辨率成像科学设备显示的凤凰湖区太阳高原上的熔岩流边缘。
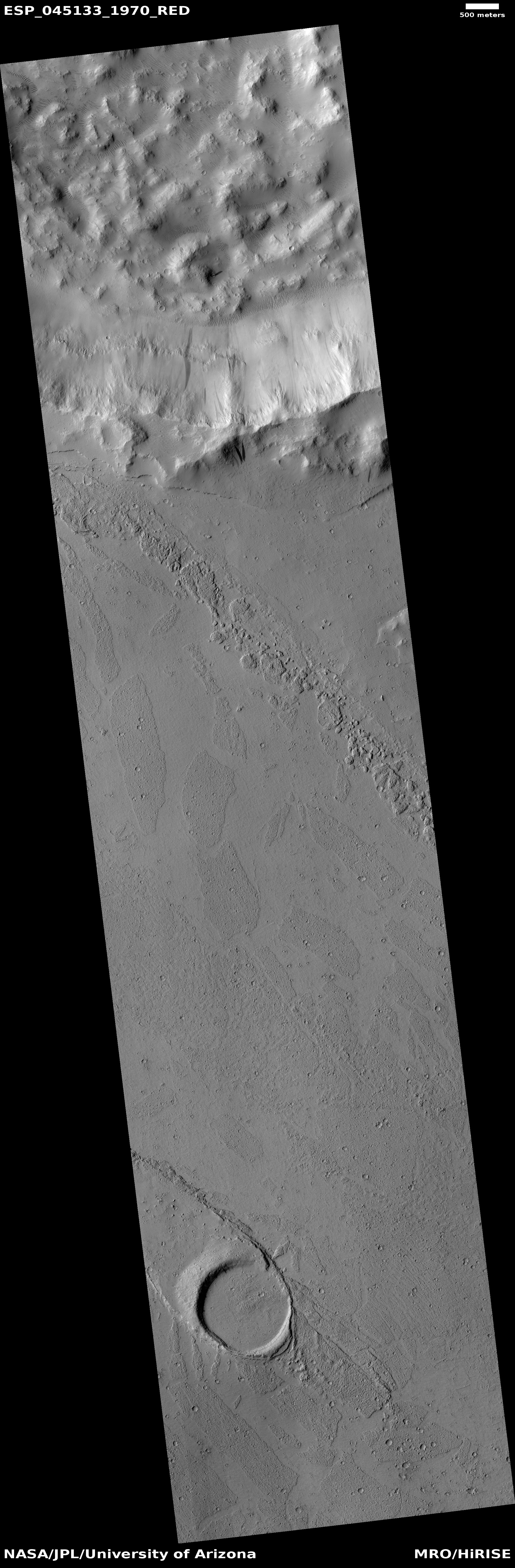
HiWish计划下高分辨率成像科学设备拍摄的亚马逊区流线型形状和熔岩筏宽视图
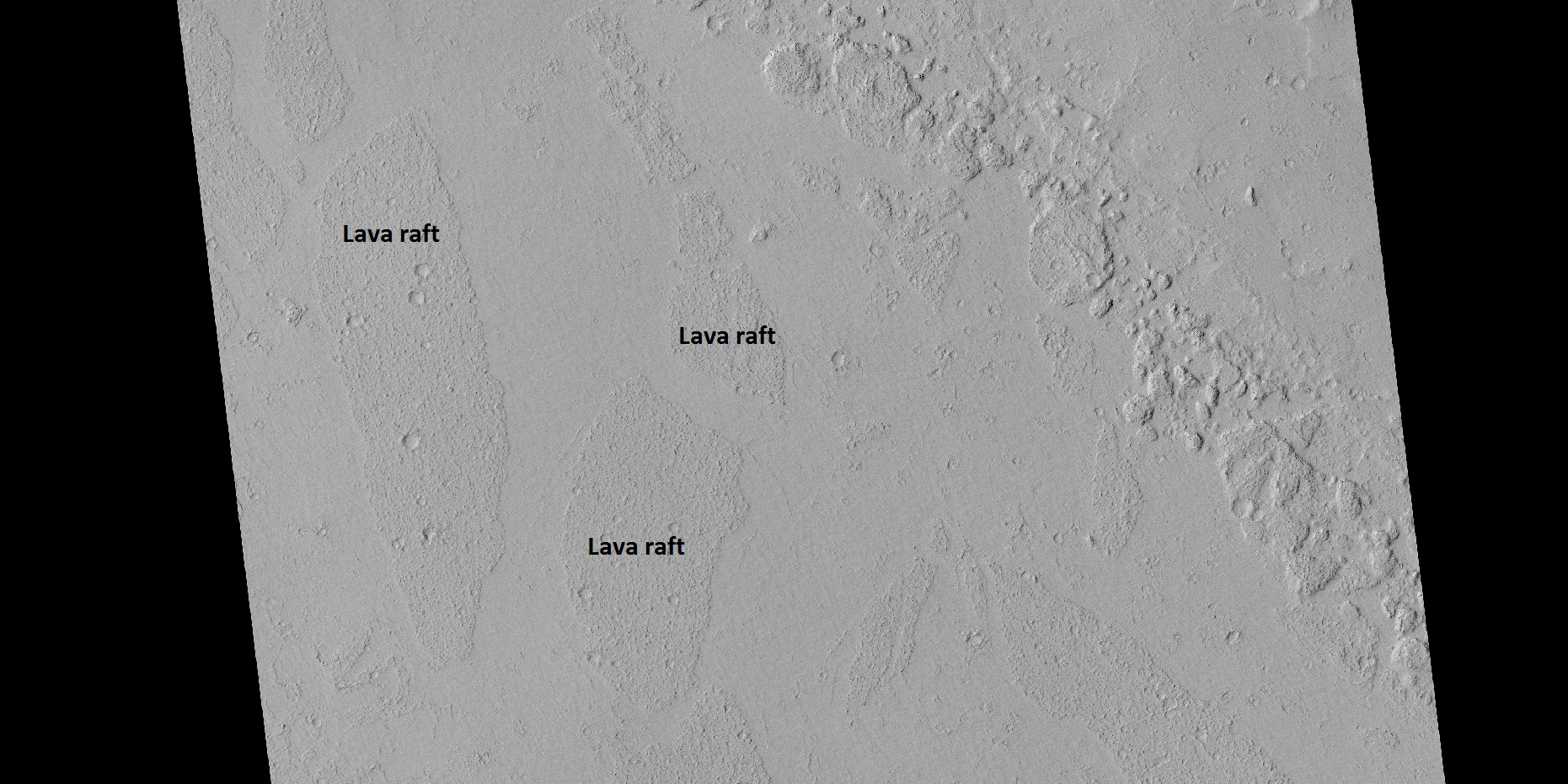
HiWish计划下高分辨率成像科学设备显示的上一幅图像中熔岩筏宽近景。

## 线性脊状网
线性脊状网 在火星各处的陨坑内外都有发现。脊线通常显示为格子状相交的近乎笔直的直线，它们长数百米，高数十米，宽数米。人们认为撞击会在地表产生裂缝，这些裂缝后来成为了流体的通道，而流体又加固了结构。随着时间的推移，周边材料被侵蚀掉，从而留下坚硬的垄脊。由于脊线出现在有粘土的地方，这些构造可作为粘土的标志，而粘土的形成则需要水。

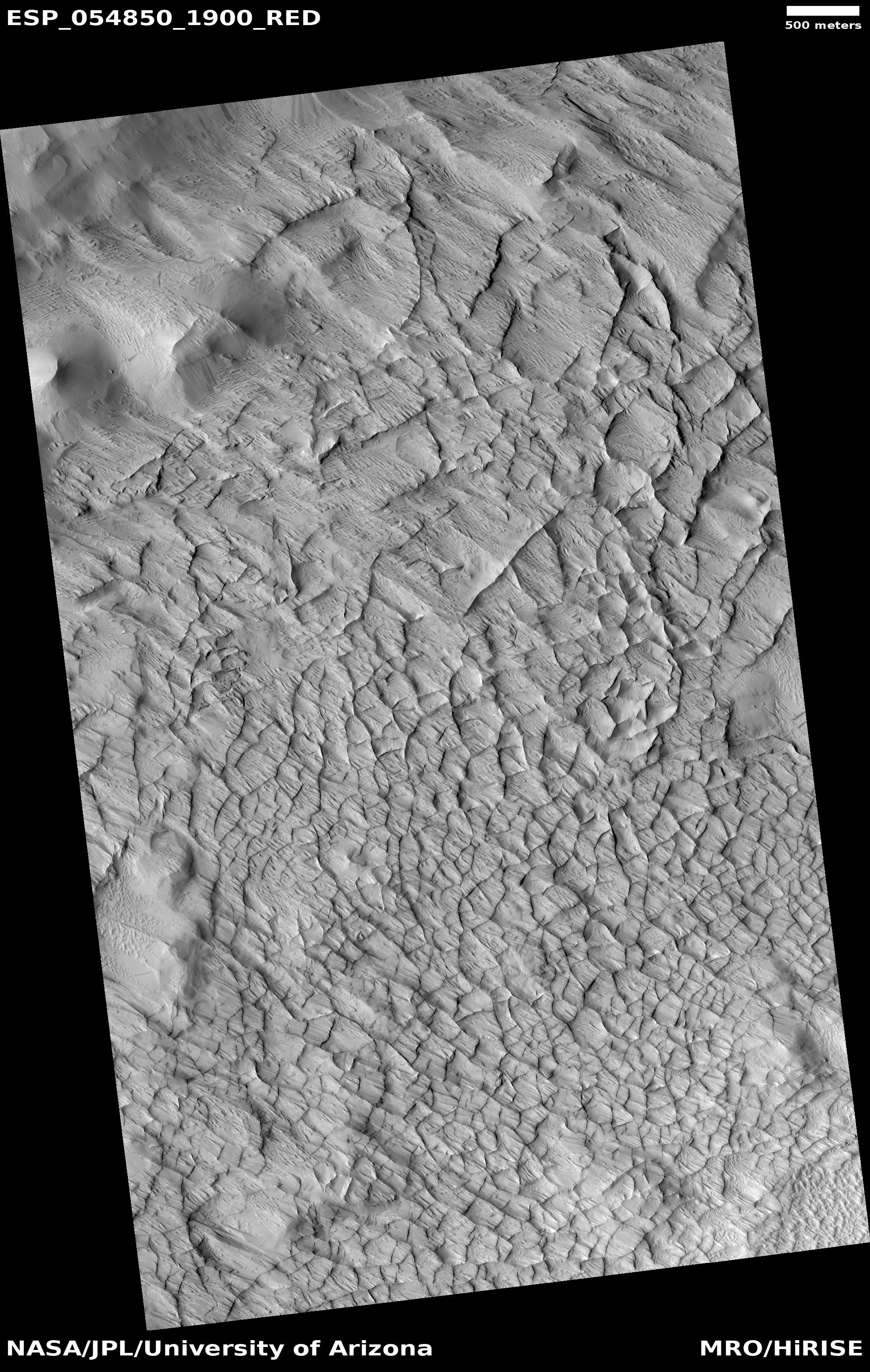
HiWish计划下高分辨率成像科学设备显示的大型脊线网宽景图
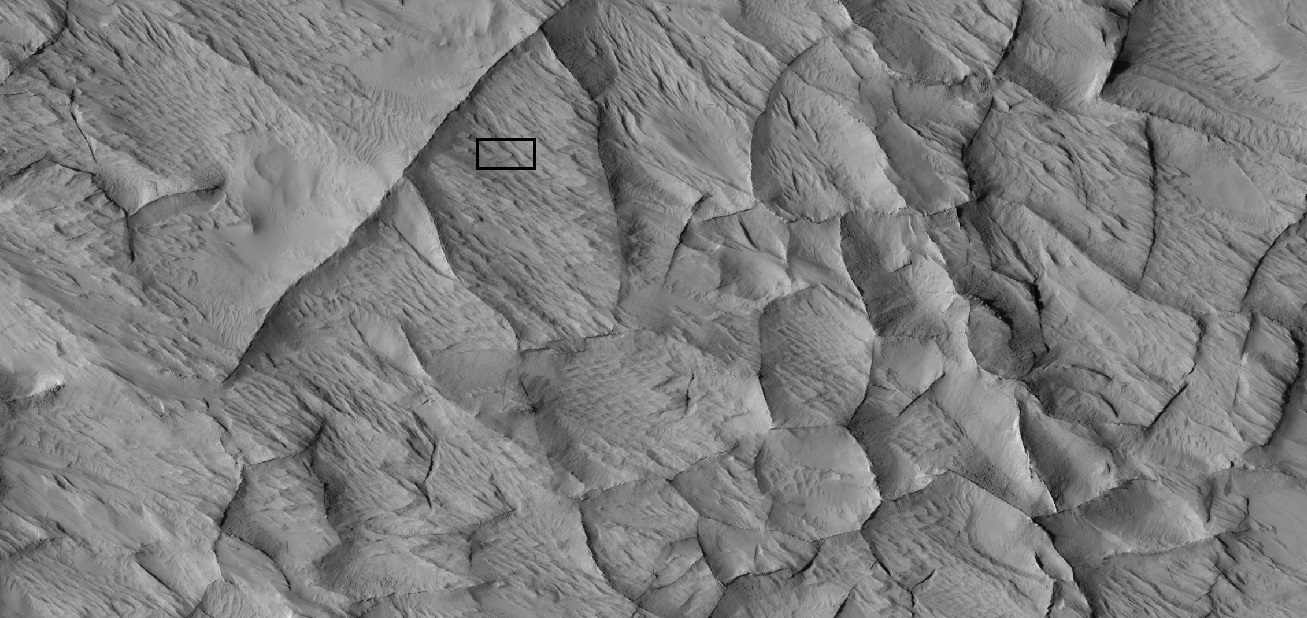
HiWish计划下高分辨率成像科学设备显示的脊线网近景，方框显示了足球场大小的区域。
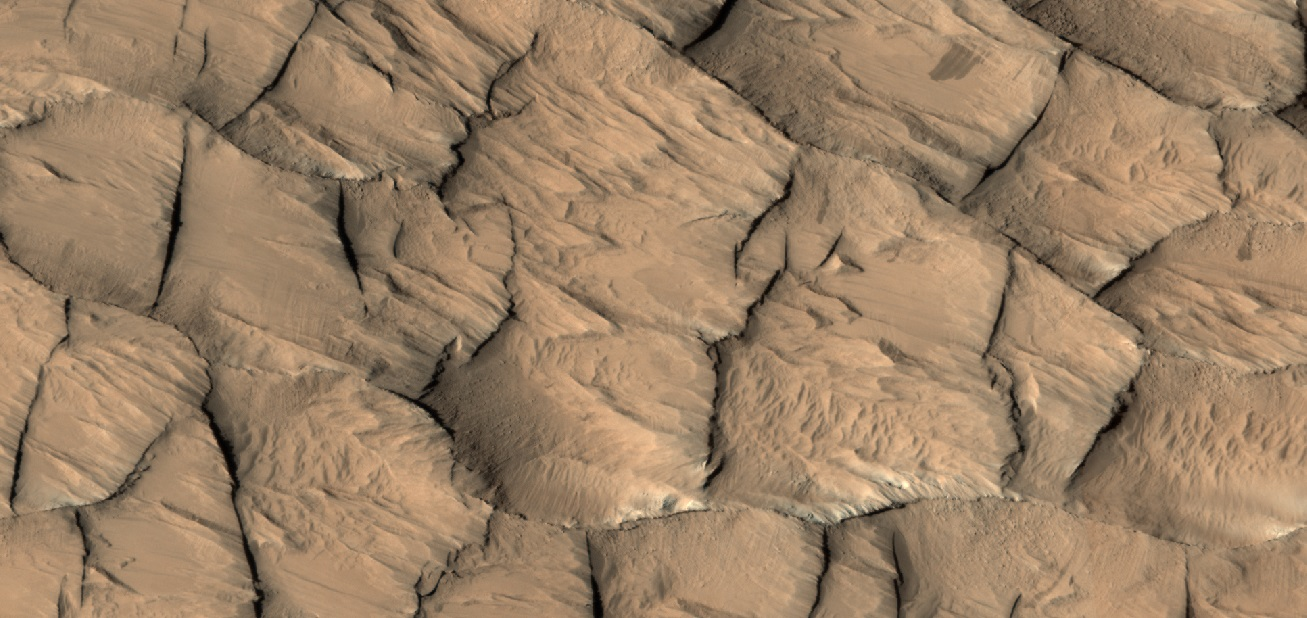
HiWish计划下高分辨率成像科学设备显示的彩色脊线近景。

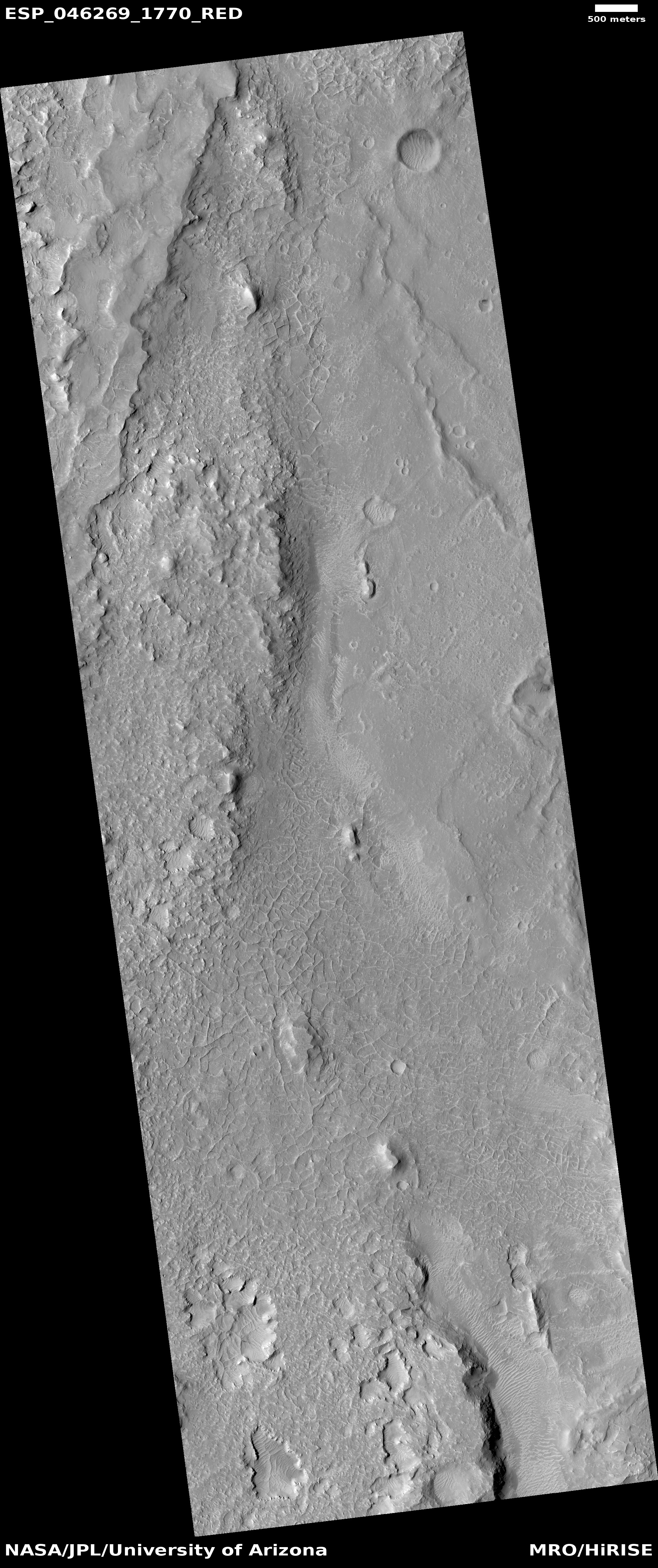
HiWish计划下高分辨率成像科学设备显示的脊线网宽景图，该部分将在后续三幅图像中被放大。
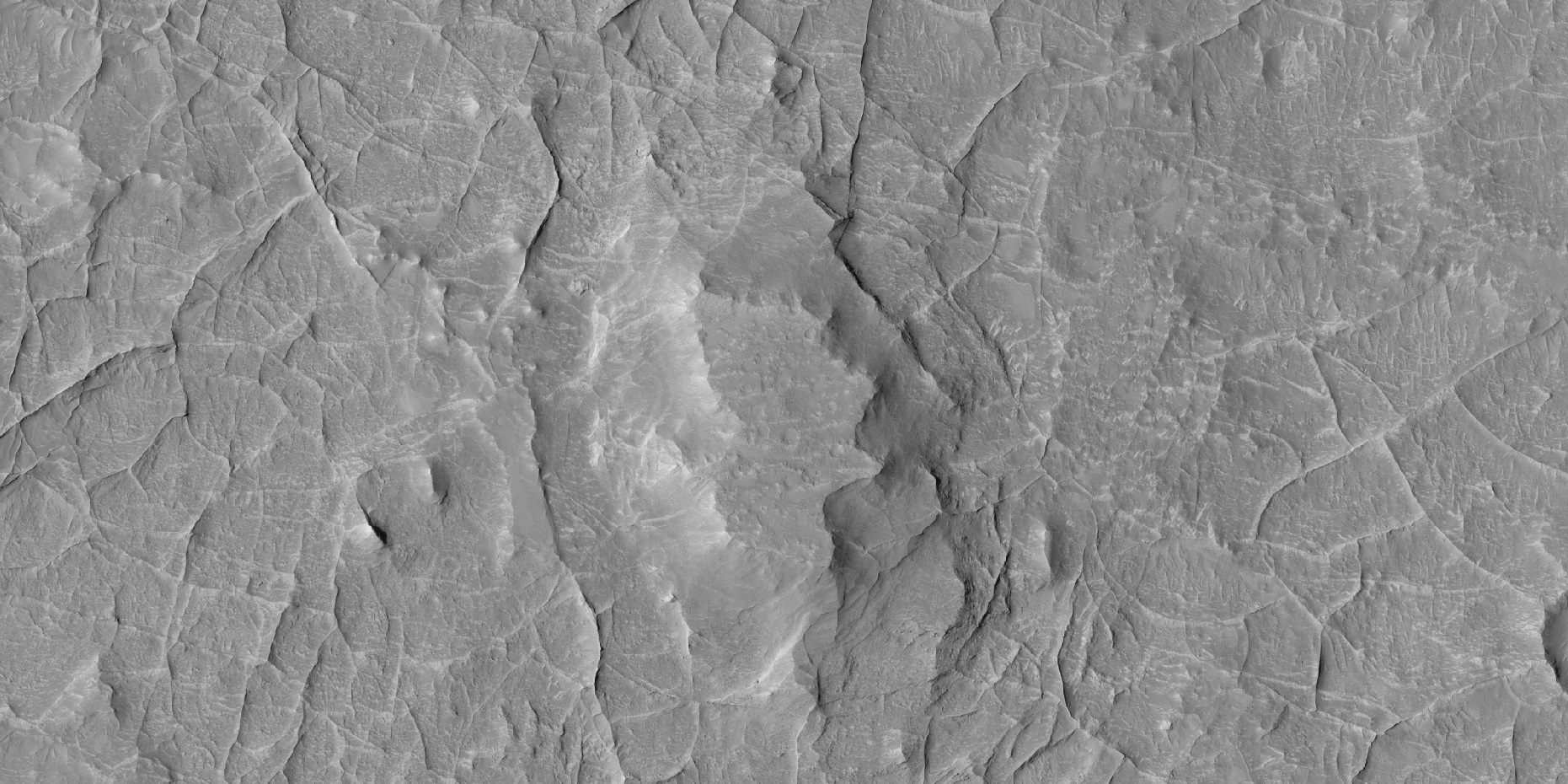
HiWish计划下高分辨率成像科学设备显示的脊线网近景。
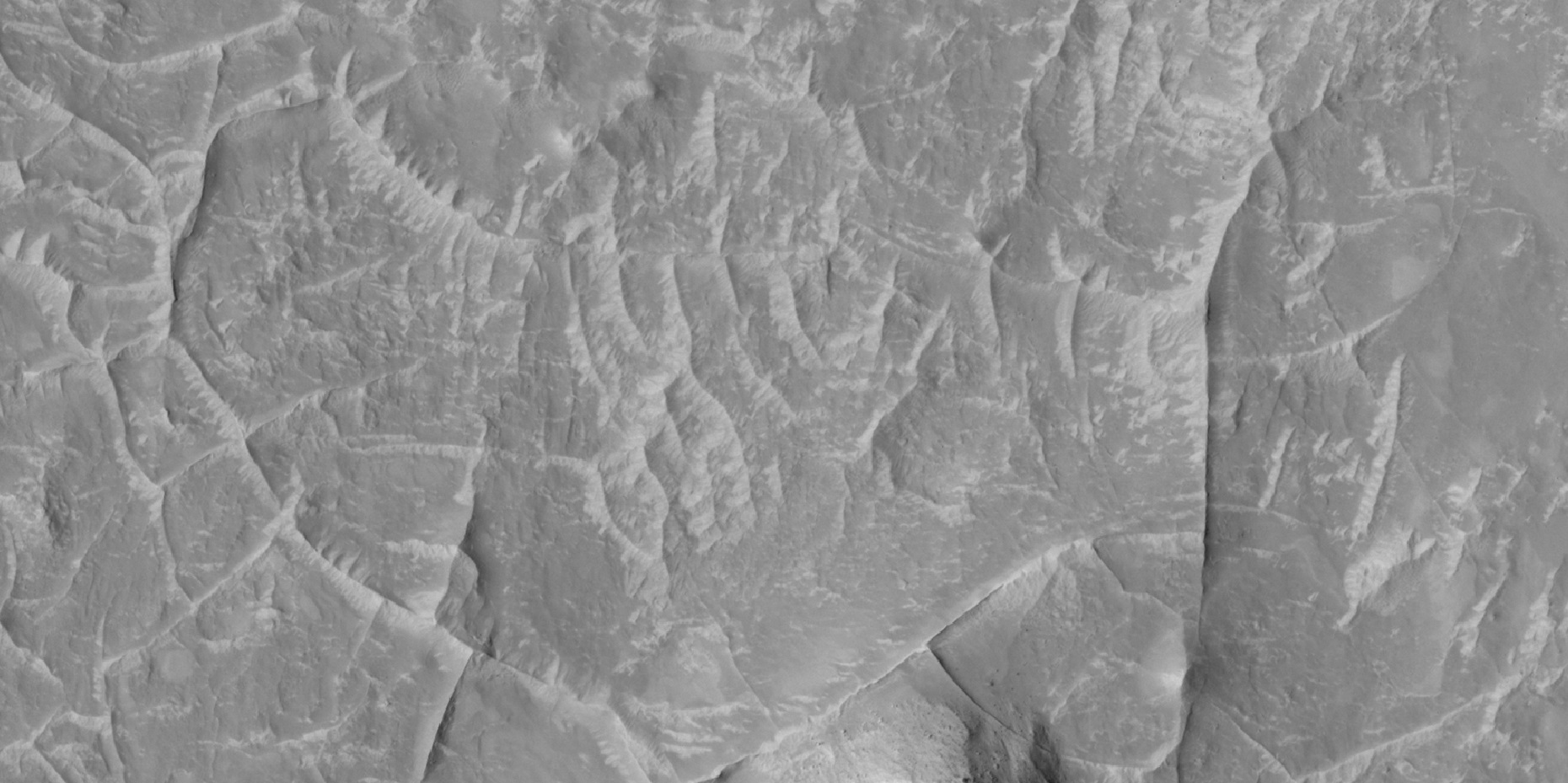
HiWish计划下高分辨率成像科学设备显示的脊线网近景。
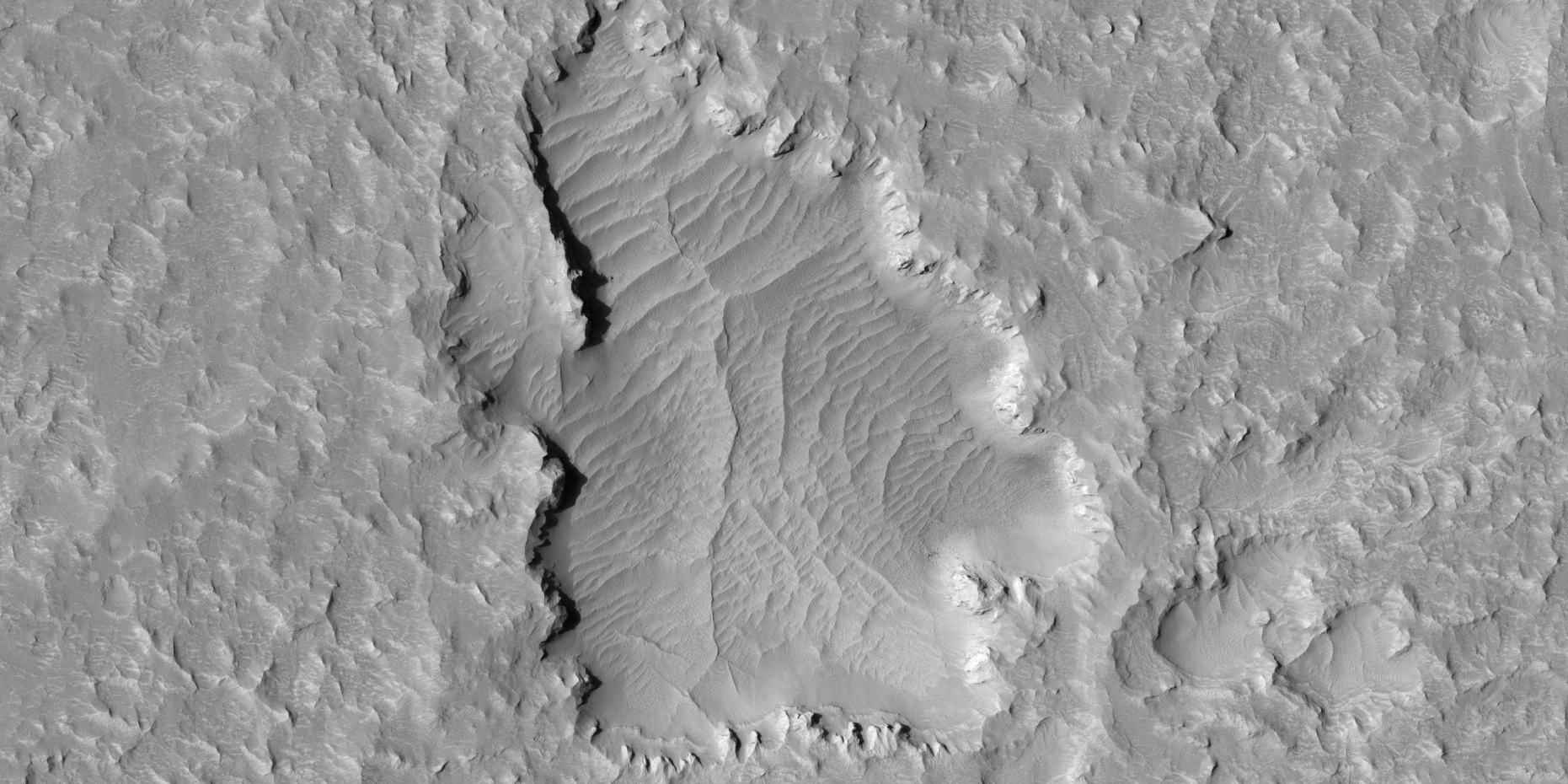
HiWish计划下高分辨率成像科学设备显示的脊线网近景，由于一些山脊位于洼地底部，这些山脊可能来自较低的地层。

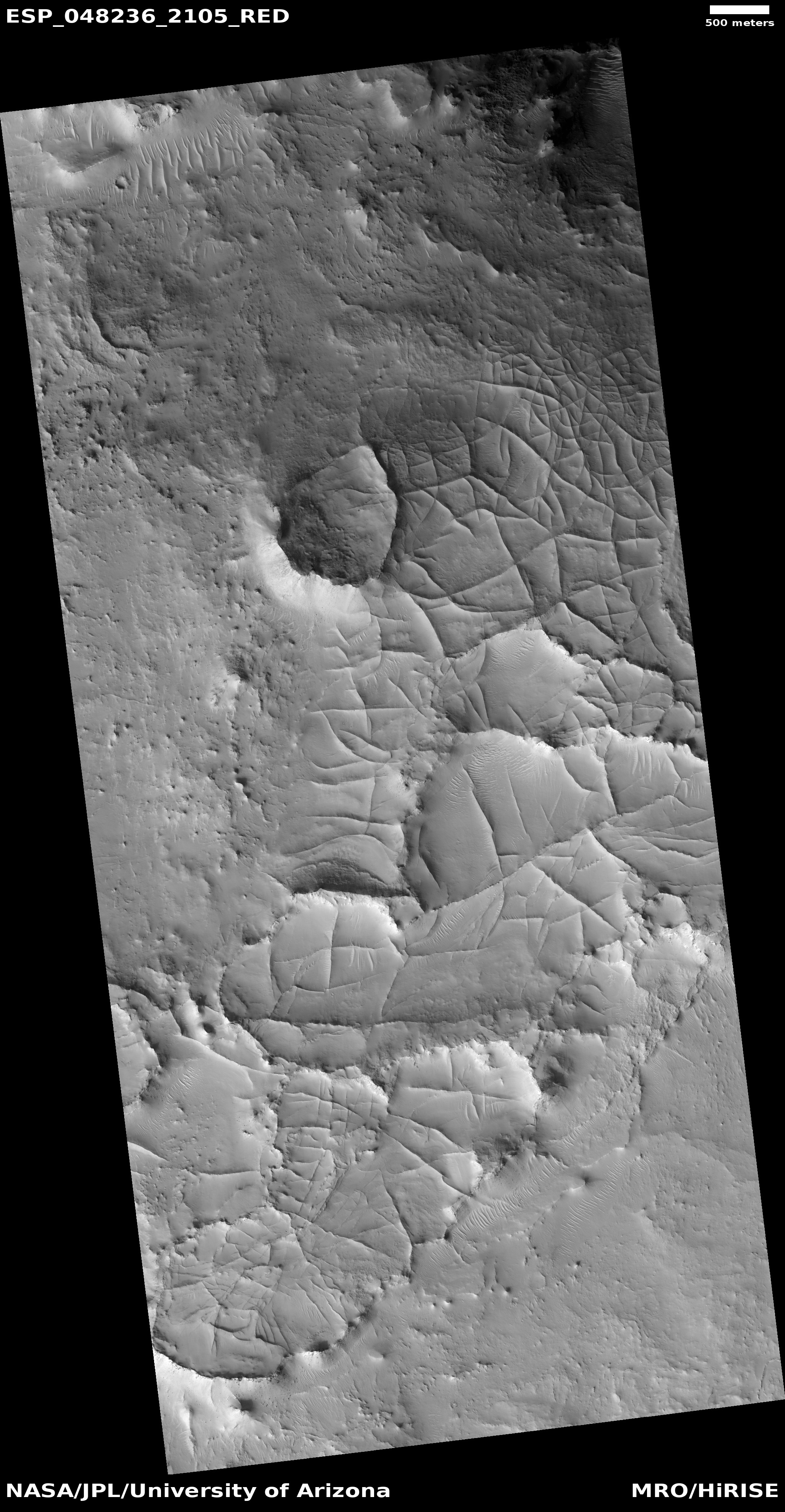
HiWish计划下高分辨率成像科学设备显示的卡西乌斯区脊线网宽景图，其中的部分区域将在后面图像中被放大。
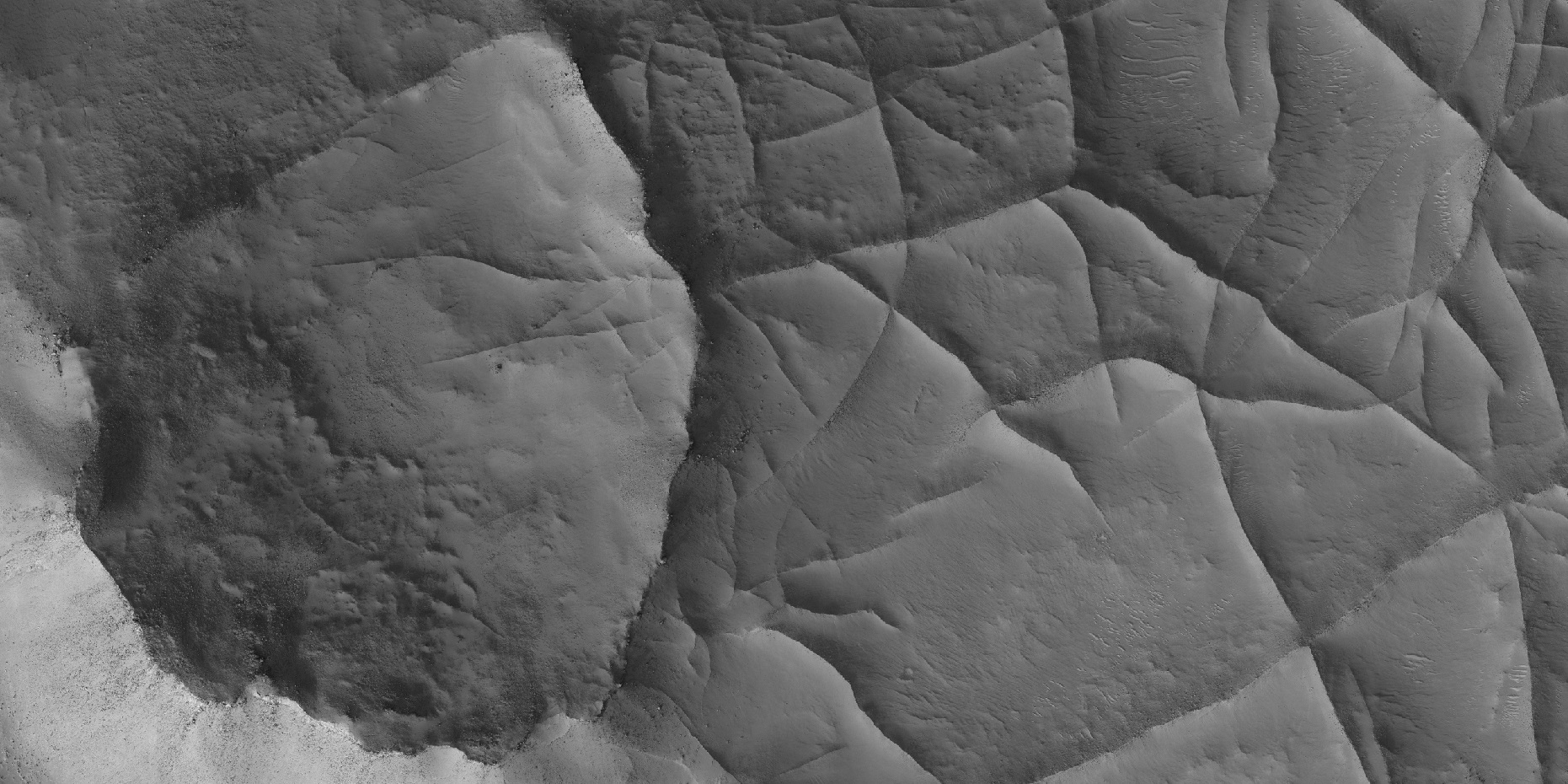
HiWish计划下高分辨率成像科学设备显示的脊线网近景，这是前面图像的放大版。
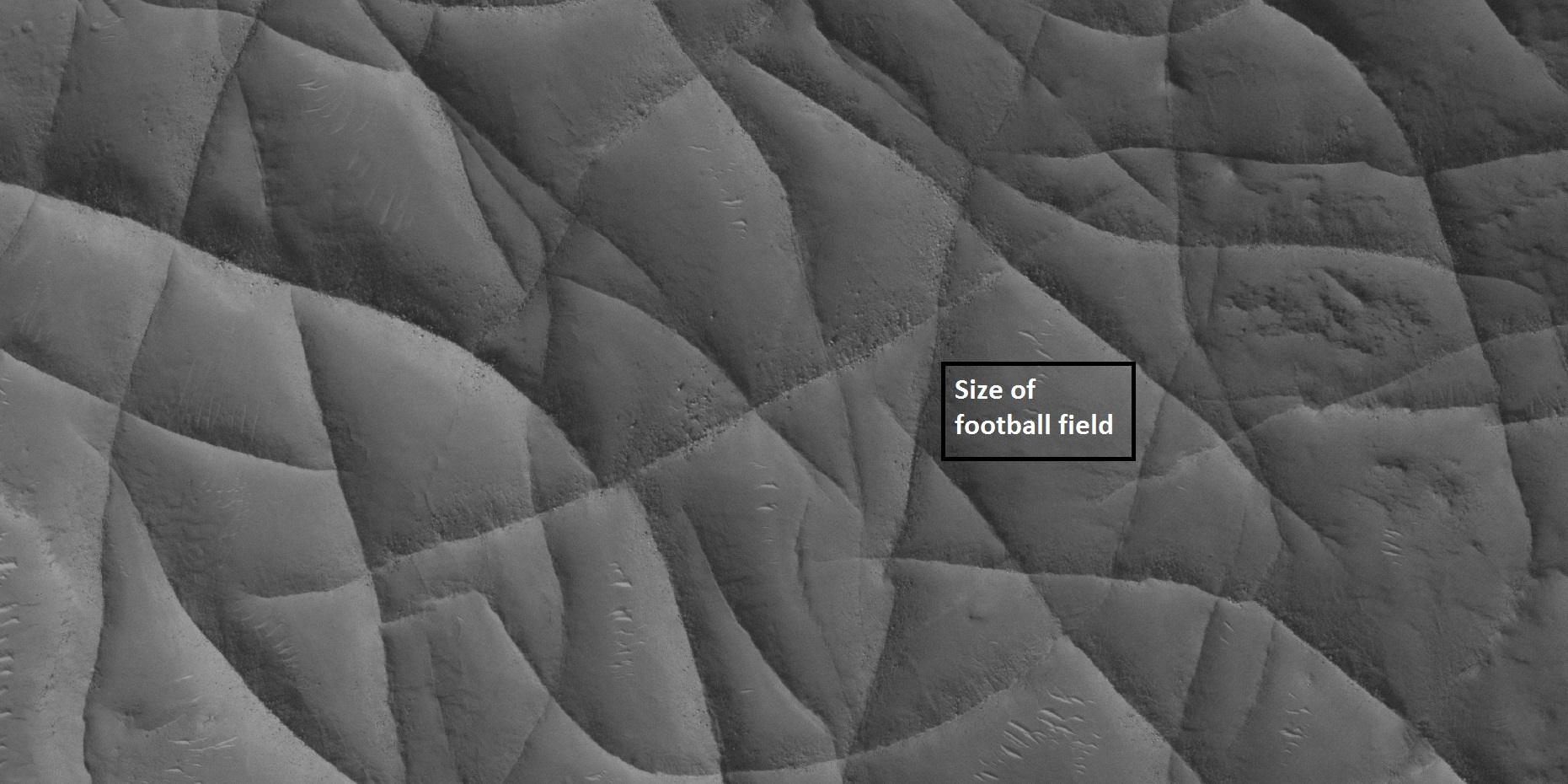
HiWish计划下高分辨率成像科学设备显示的脊线网近景，这是前面图像的放大版。方框显示了足球场大小的区域。
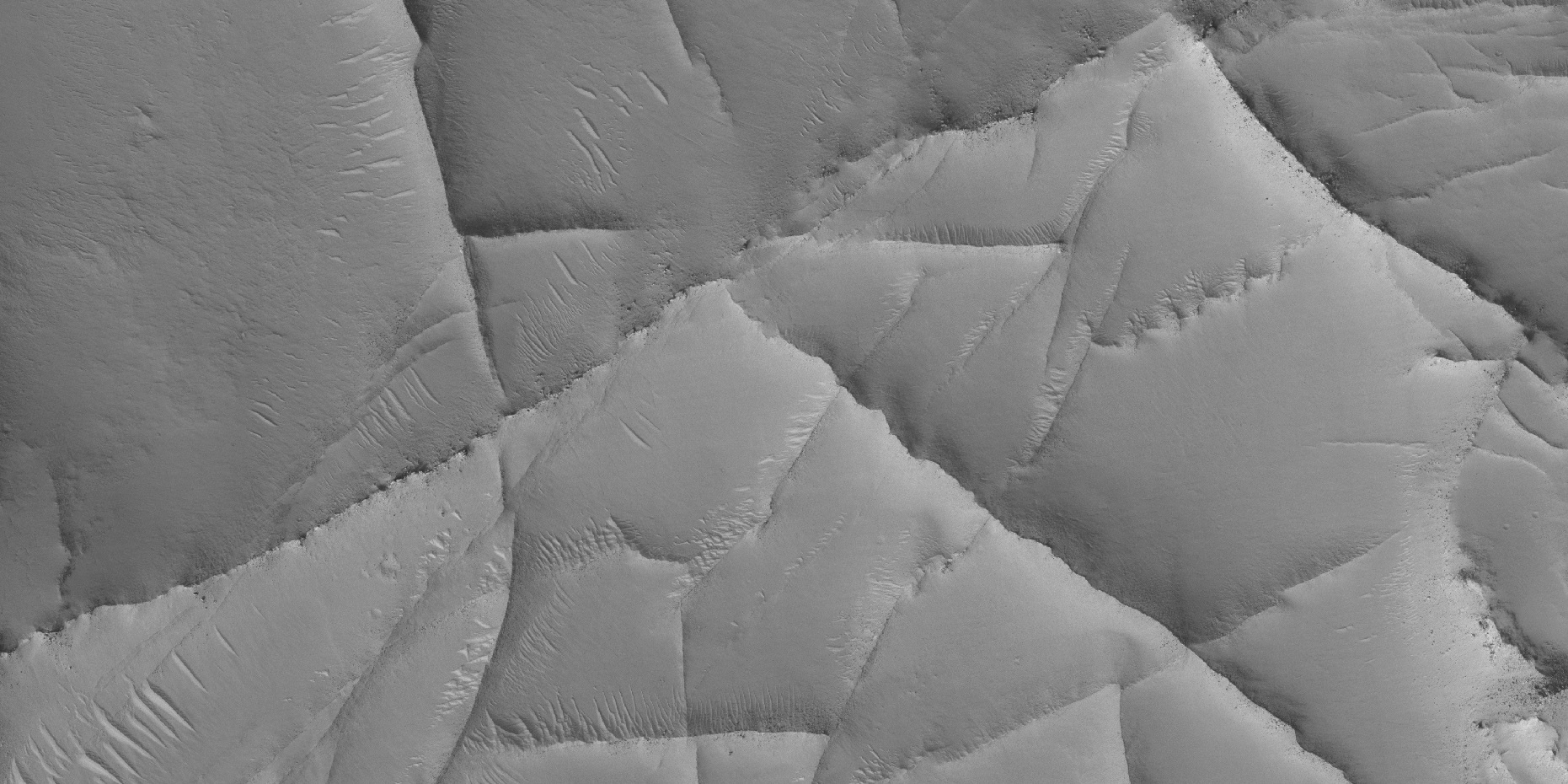
HiWish计划下高分辨率成像科学设备显示的脊线网近景，这是前面图像的放大版。
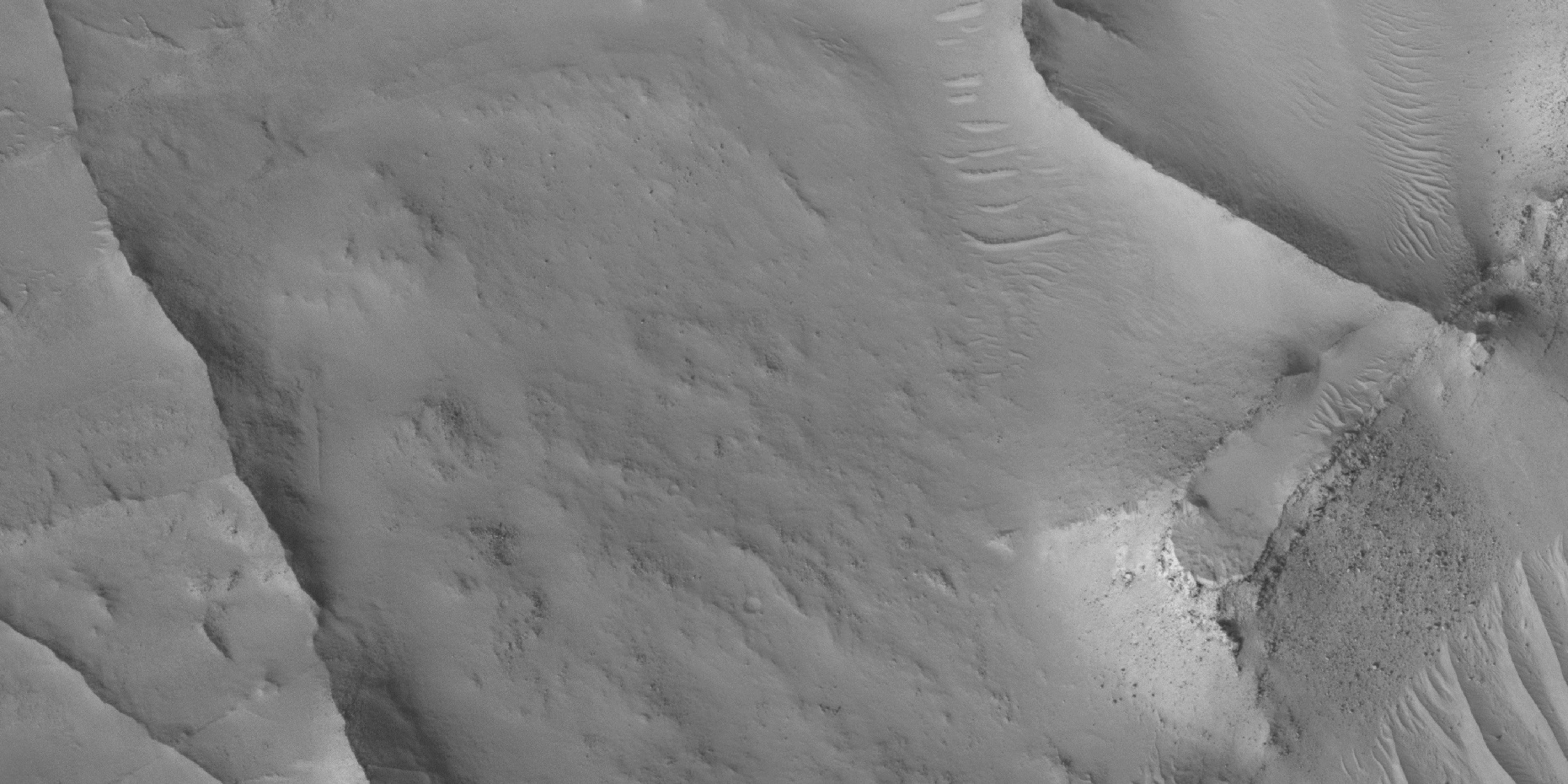
HiWish计划下高分辨率成像科学设备显示的脊线网近景，图像中有一座显示出岩层的小桌山，这是前面图像的放大版。
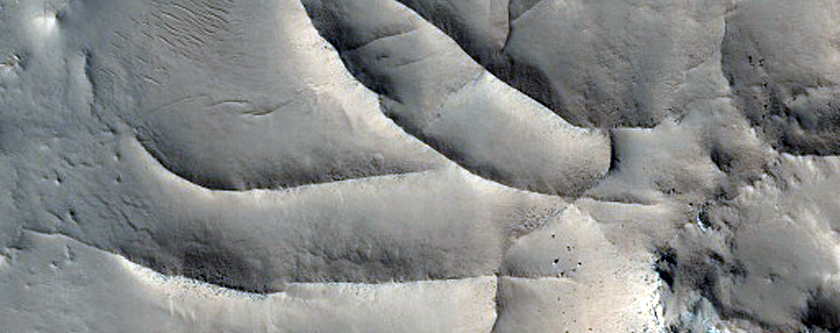
HiWish计划下高分辨率成像科学设备显示的彩色脊线网近景图，这是前面图像的放大版。

## 裂缝形成的石块
在一些地方，大裂缝会使地表破裂。有时会形成笔直的边缘，并由裂缝产生出大石块。

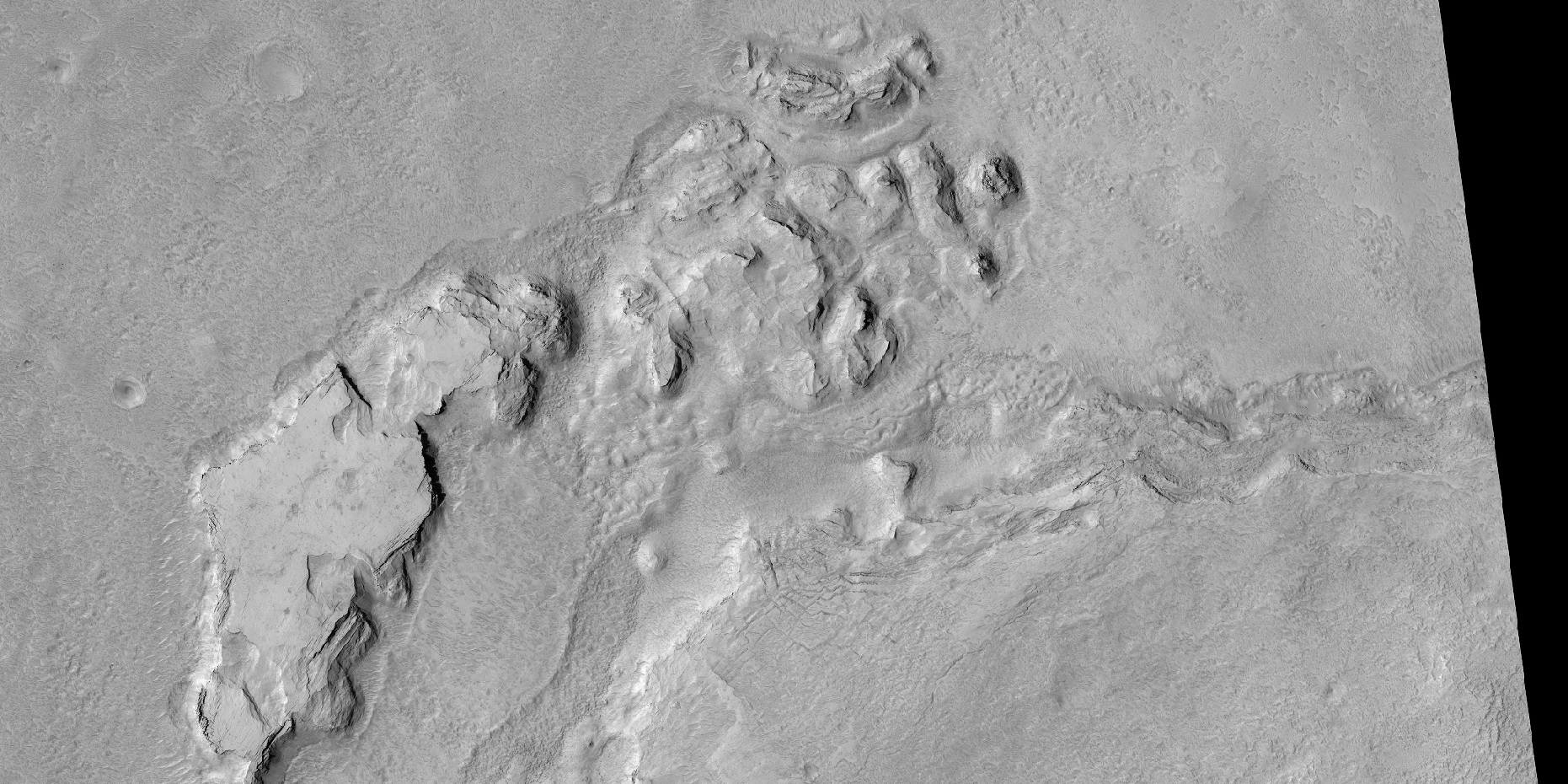
HiWish计划下高分辨率成像科学设备显示的伊斯墨诺斯湖区阿拉伯高地北部正在形成裂缝的桌山宽景图。
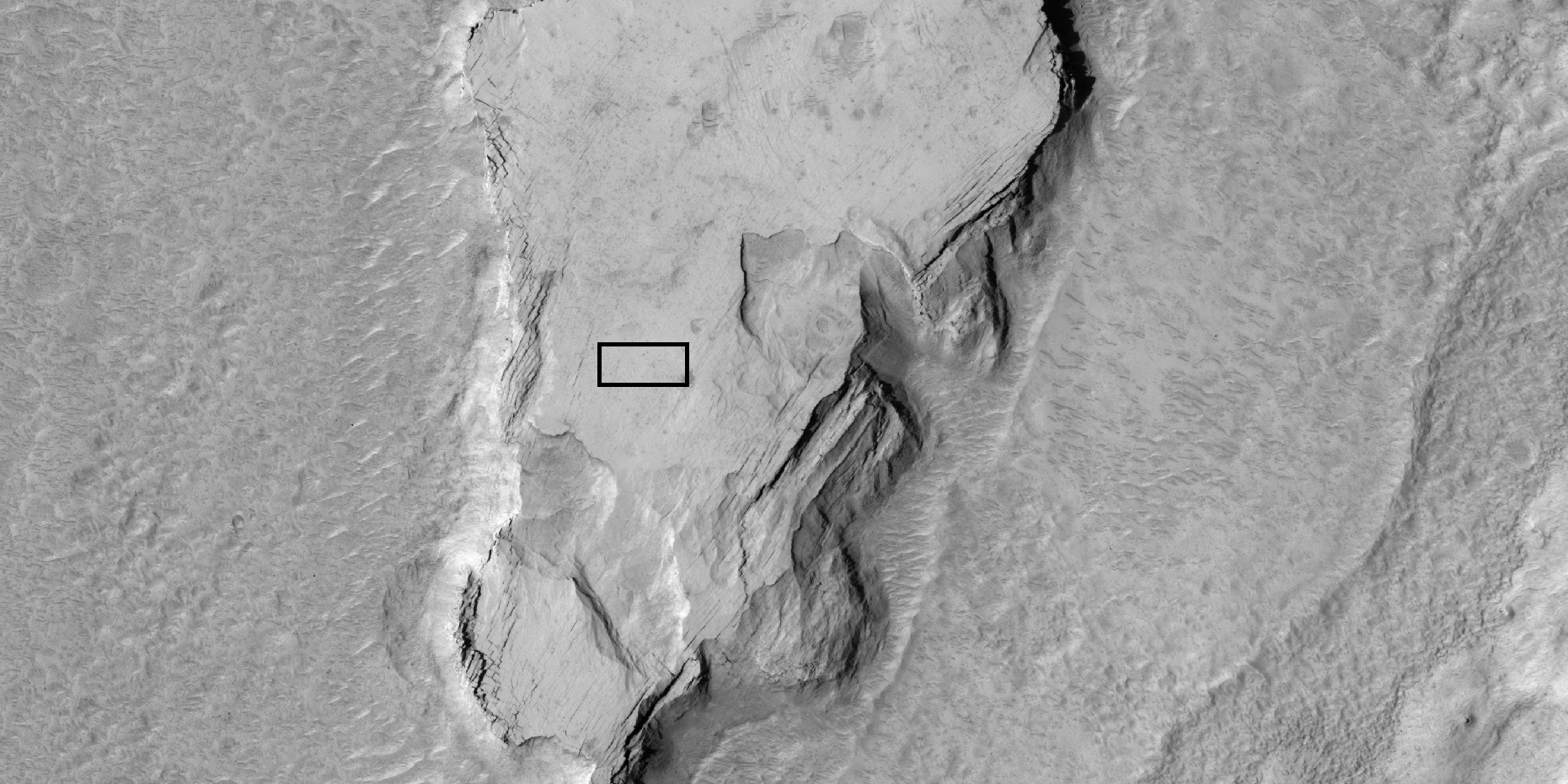
HiWish计划下高分辨率成像科学设备显示的前一图像中部分区域的放大图，矩形代表足球场大小的区域。
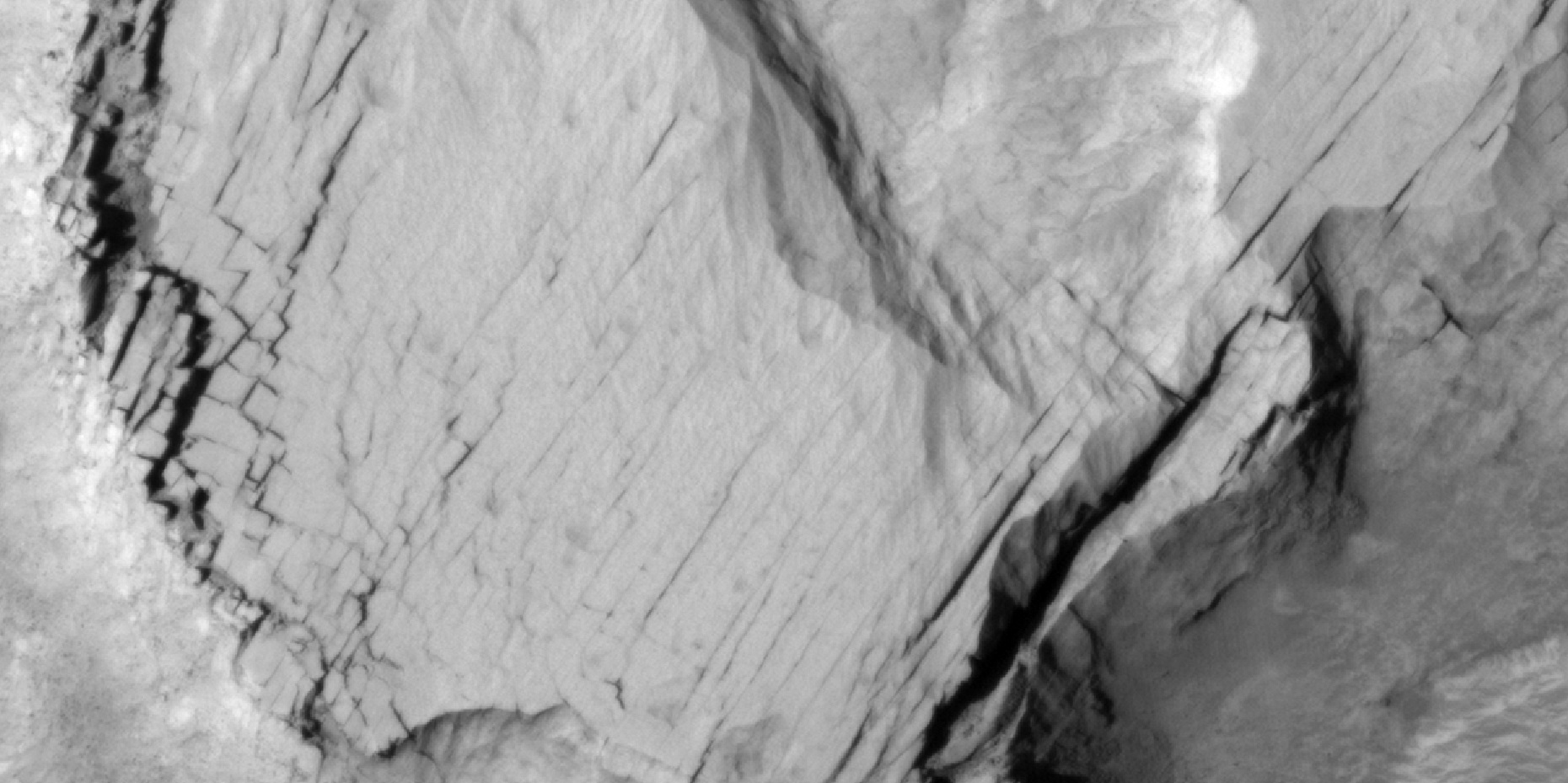
HiWish计划下高分辨率成像科学设备显示的正在形成的石块特定。
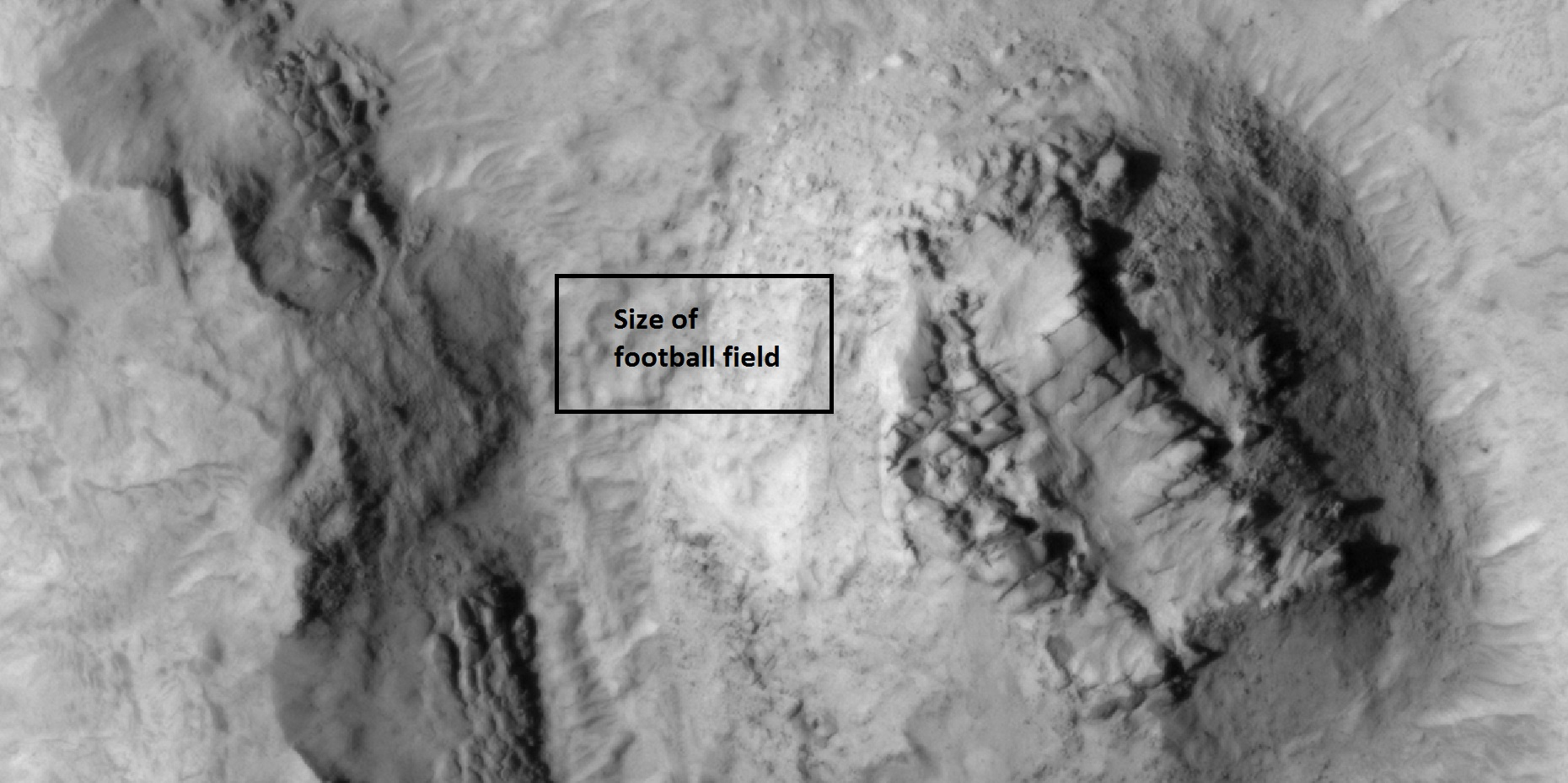
HiWish计划下高分辨率成像科学设备显示的正在形成的石块特定，矩形代表足球场大小的区域，所以石块有房子般大小。
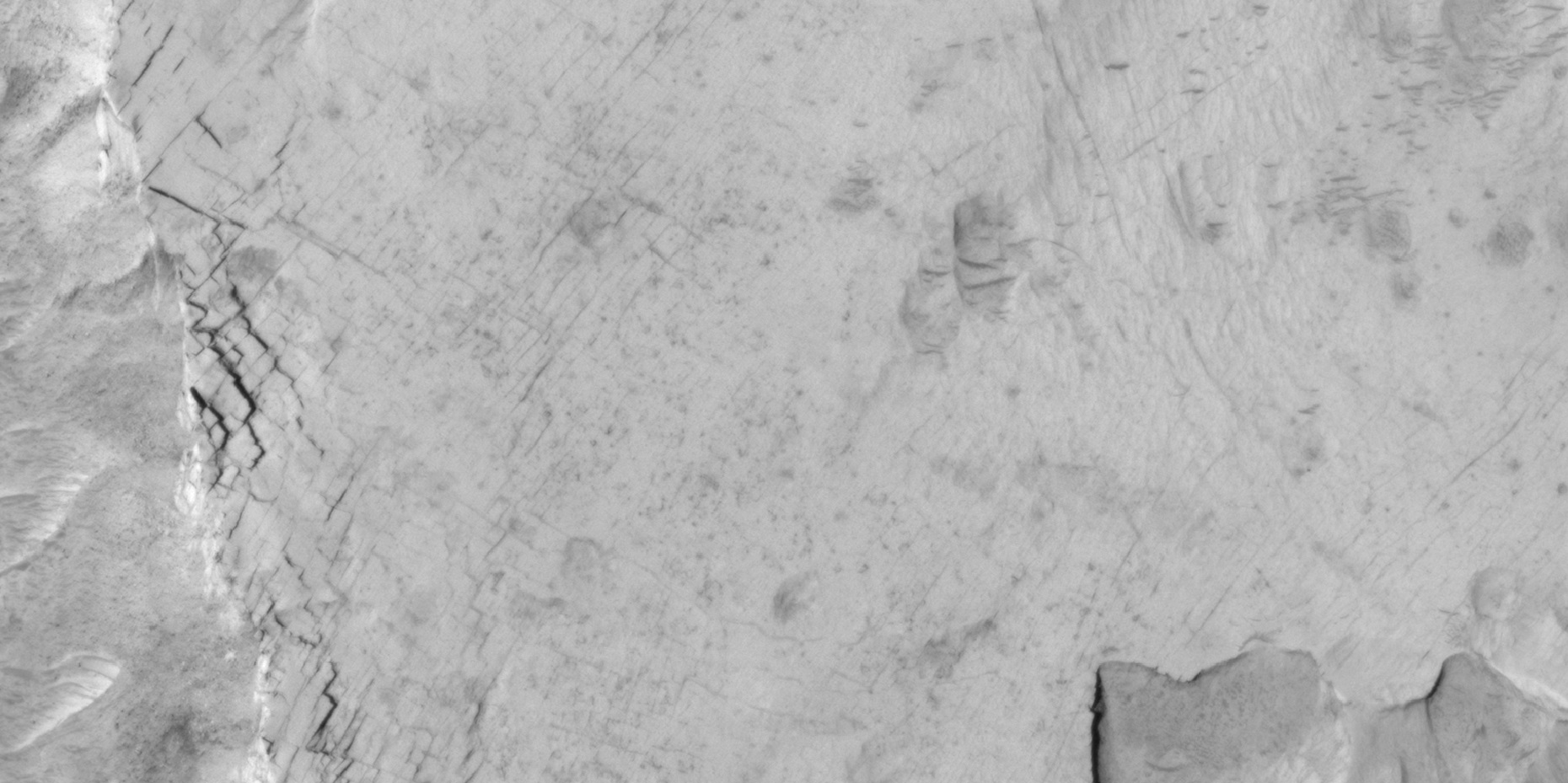
HiWish计划下高分辨率成像科学设备显示的正在形成的石块特定，在表面上可看到许多的长裂缝。
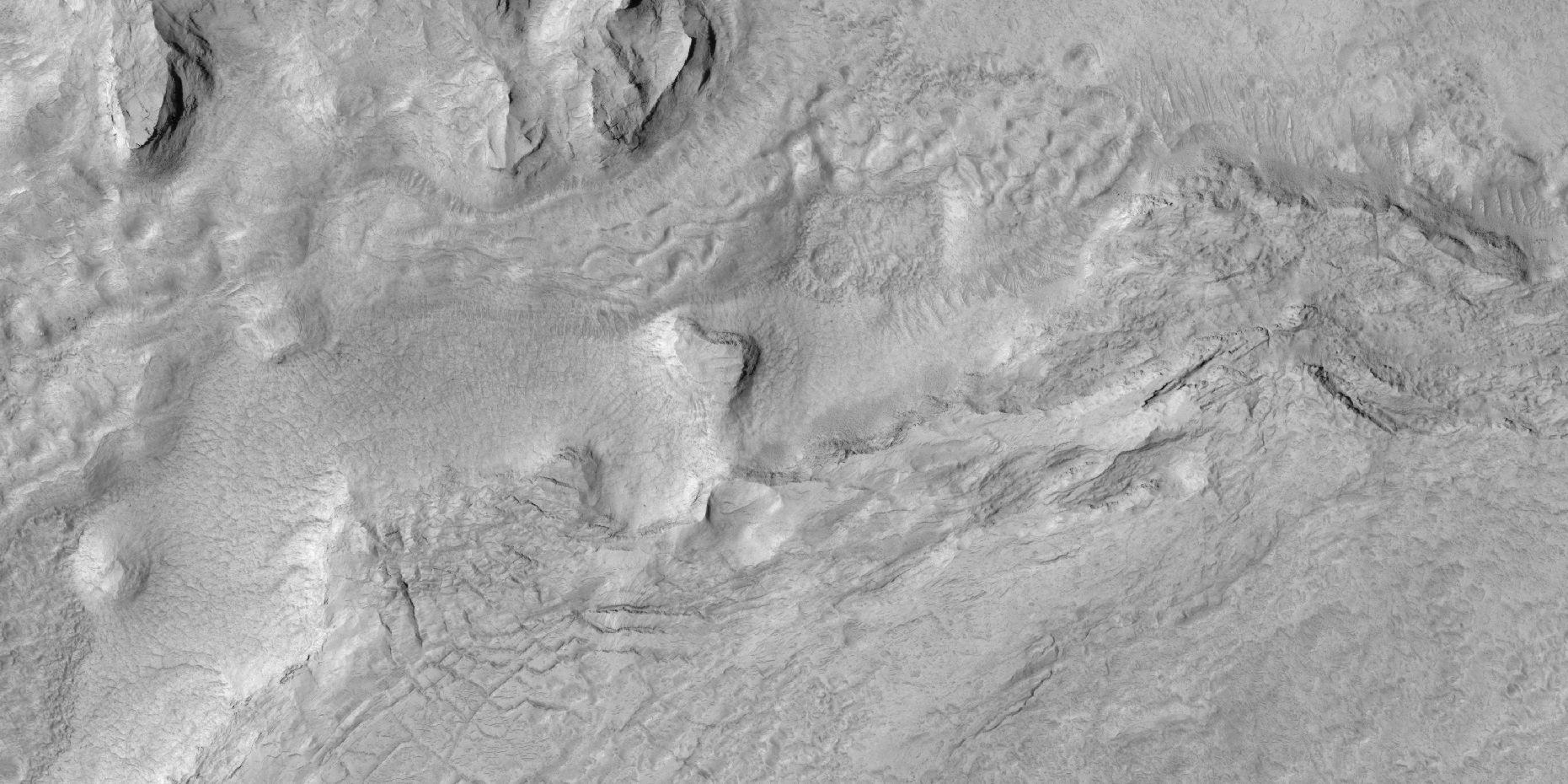
HiWish计划下高分辨率成像科学设备显示的表面破裂，在顶部附近，表面正被侵蚀成脑纹地形。
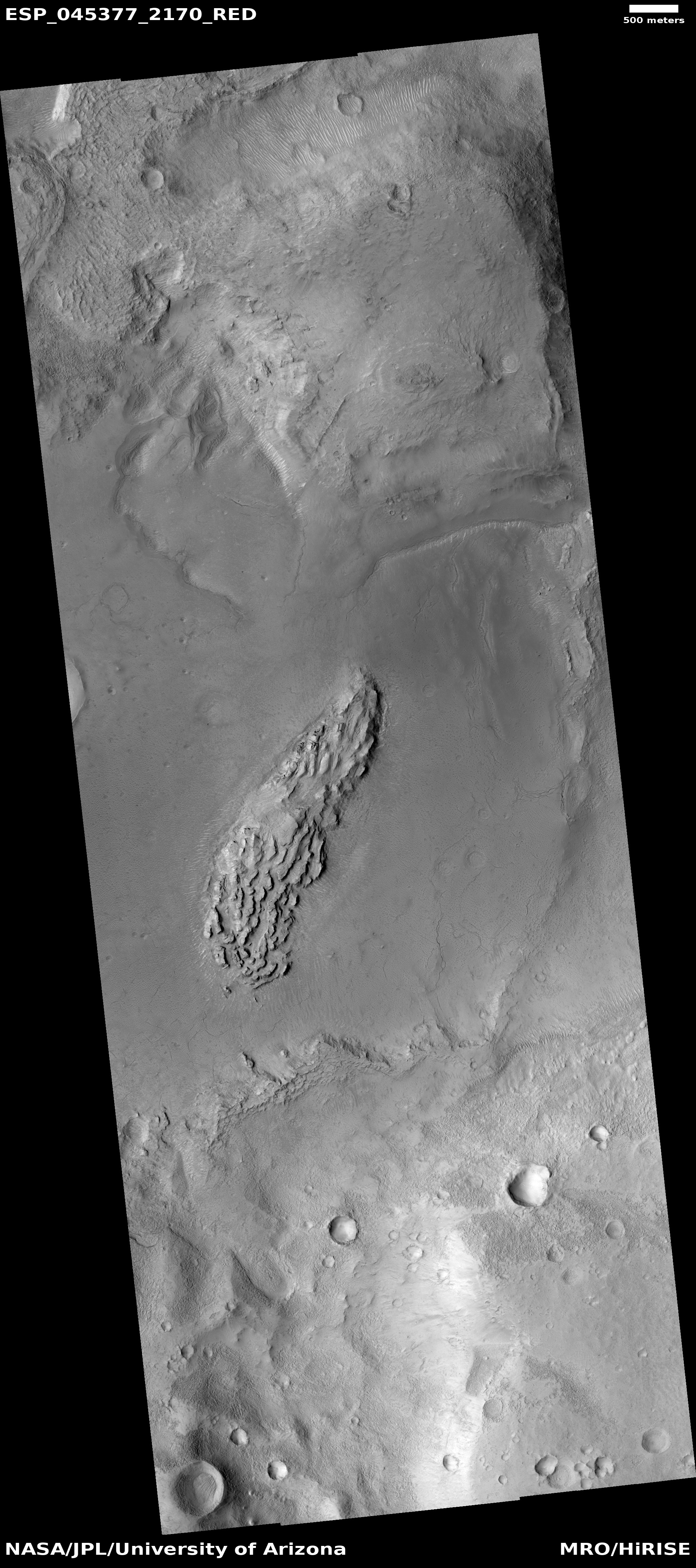
HiWish计划下高分辨率成像科学设备显示的正在破裂为石块的浅色特征。
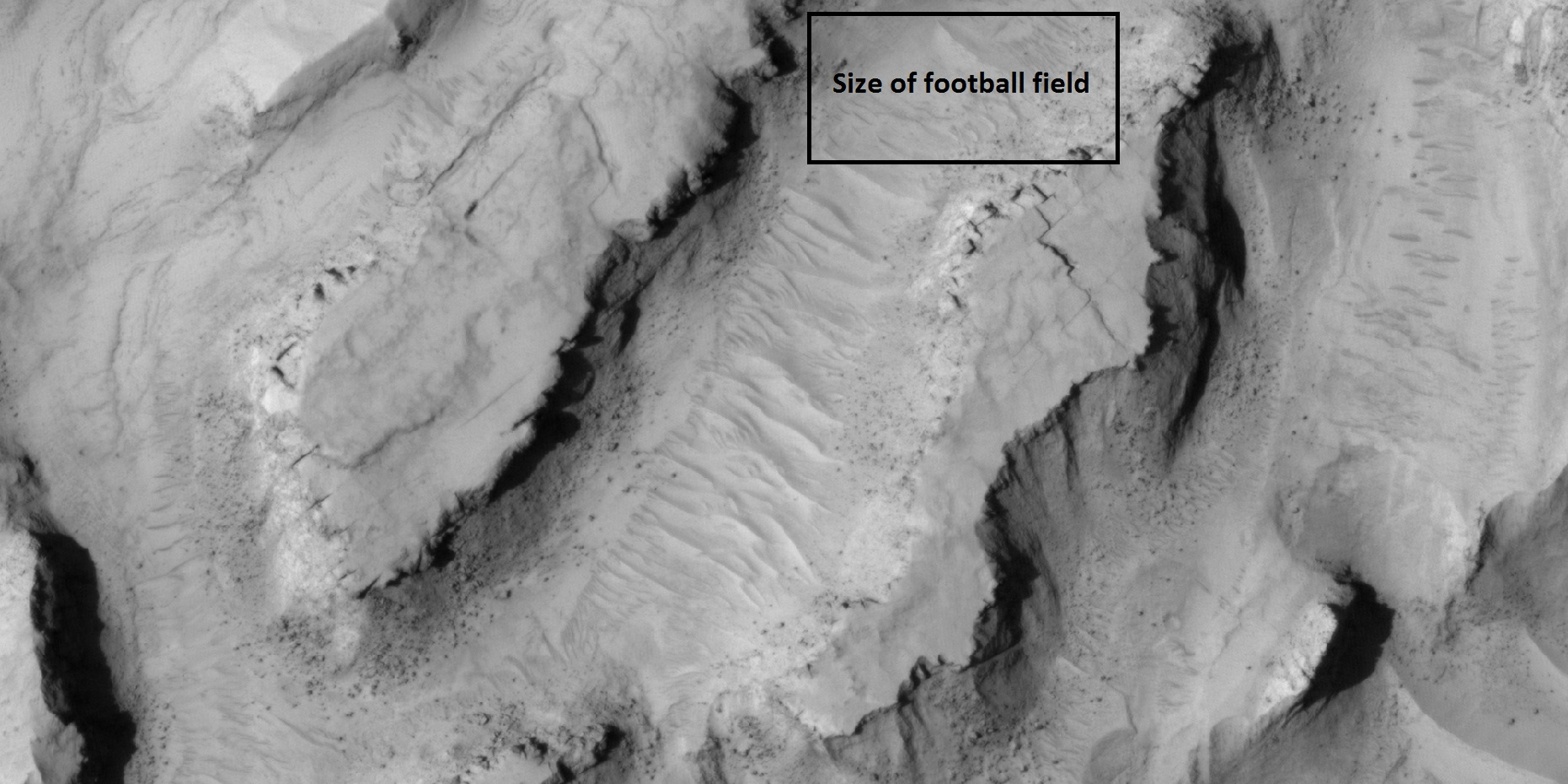
HiWish计划下高分辨率成像科学设备显示的正在形成的石块，注：这是前一幅图像的放大版，方框代表足球场大小的区域。

## 冰下火山
有证据表明火山有时会在冰下喷发，就像地球上有时发生的一样，会造成大量积冰融化，液态水消失，而后表面开裂并崩塌，岩石呈现出同心裂缝和似乎被扯开的大块地面。像这类地点可能近期存在过液态水，因此，它们可能是寻找生命证据最有成效的地方。

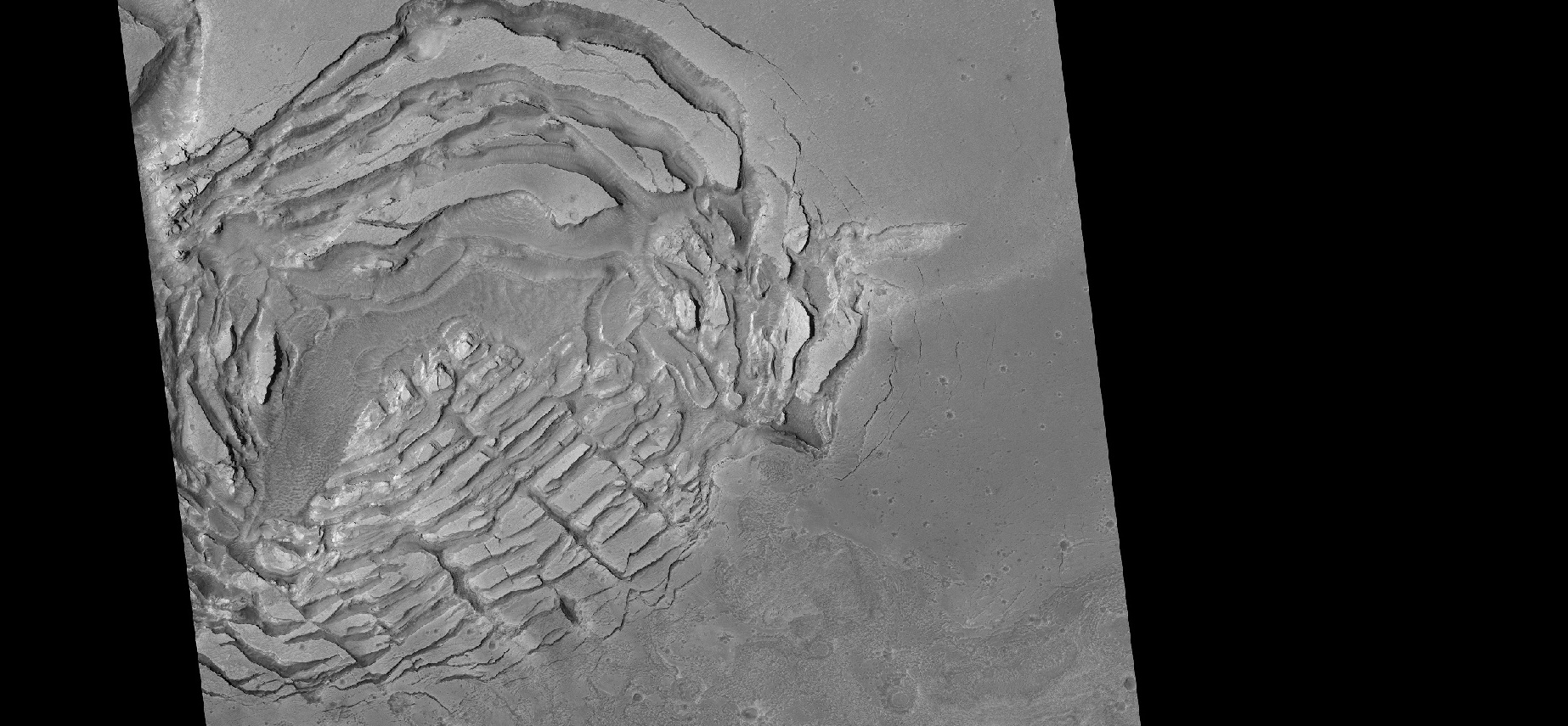
HiWish计划下高分辨率成像科学设备显示的伊斯墨诺斯湖区冰下火山形成的大群同心裂缝[114]。
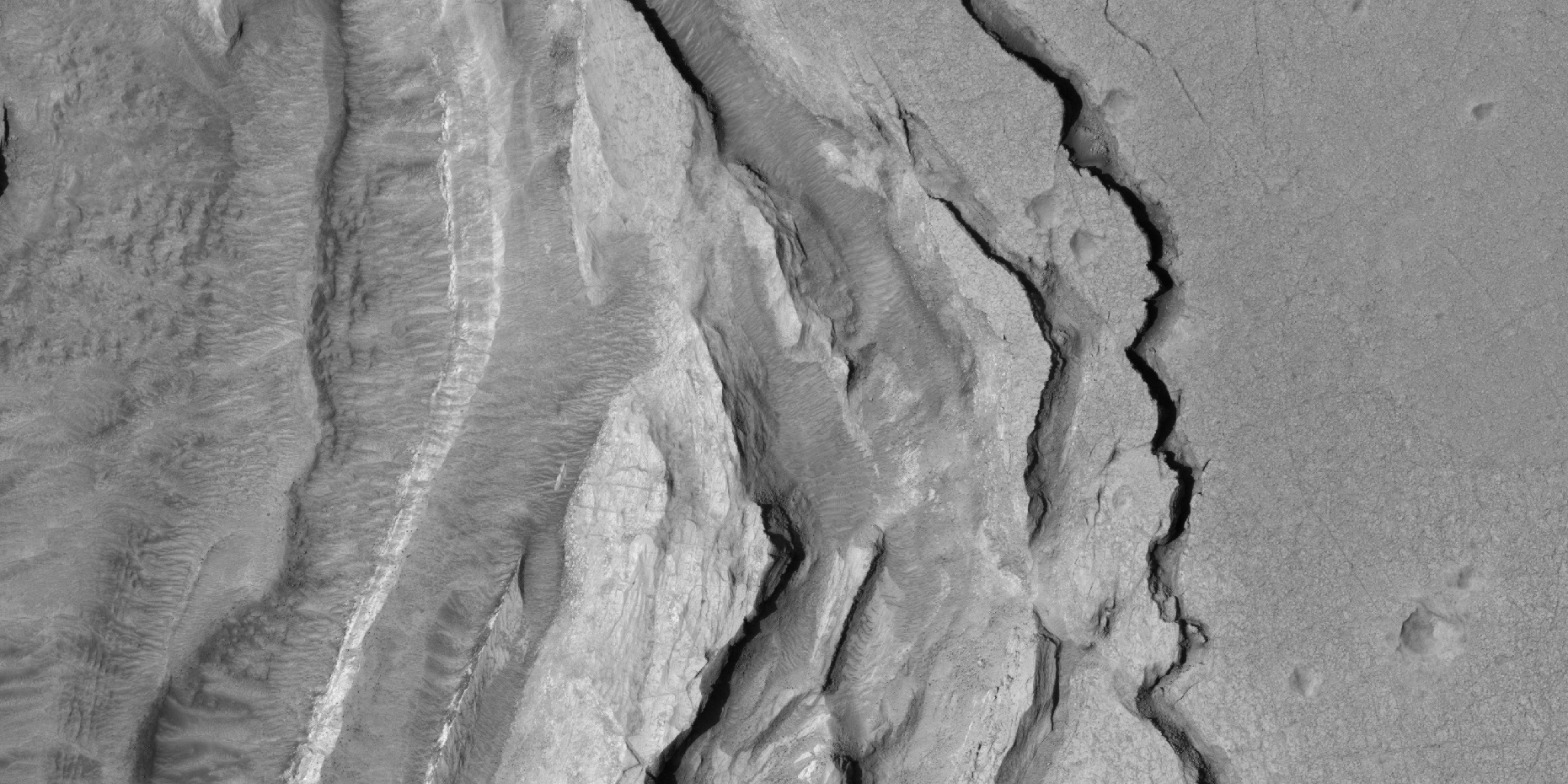
HiWish计划下高分辨率成像科学设备显示的地面塌陷所形成的倾斜层。
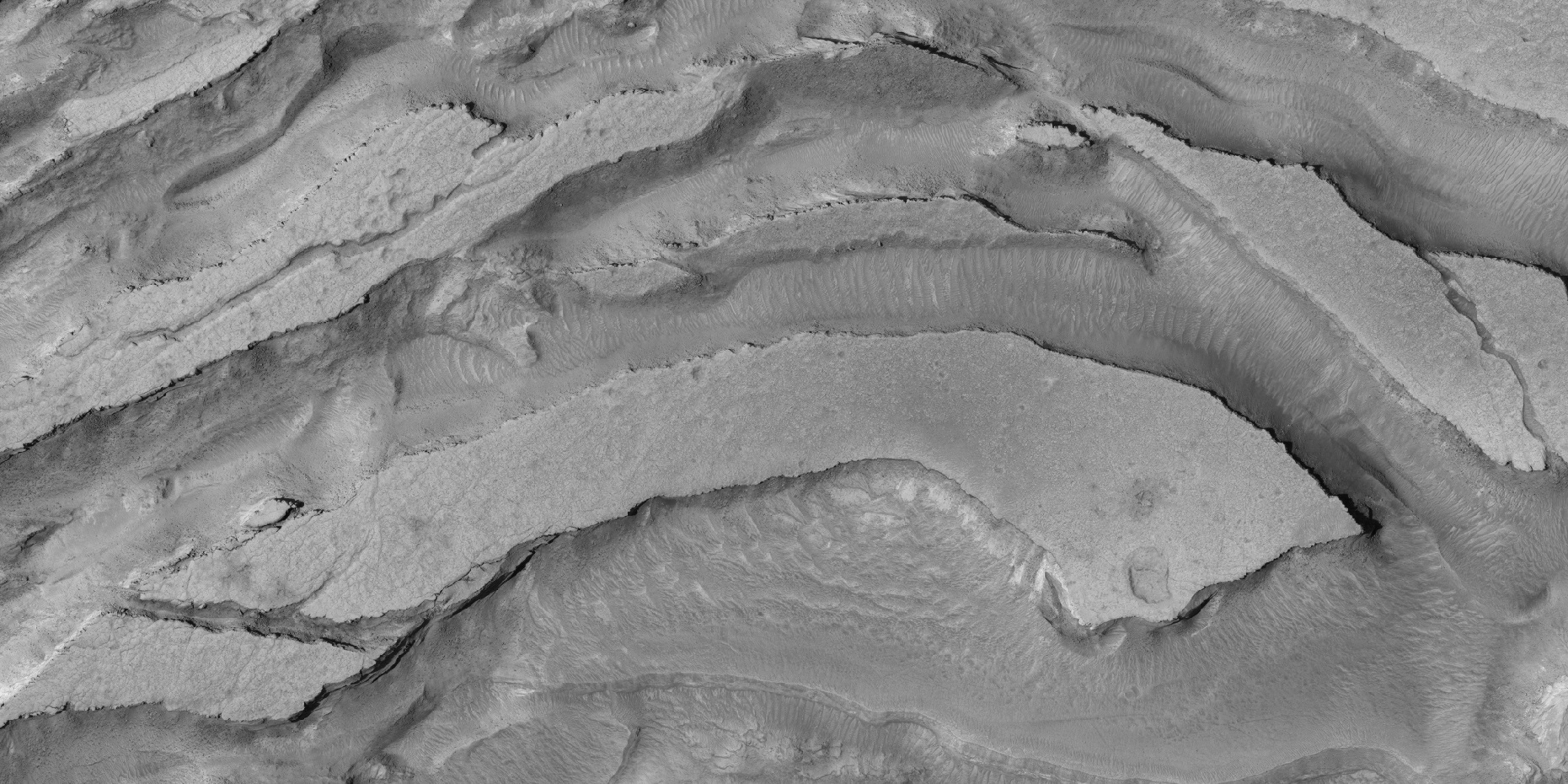
HiWish计划下高分辨率成像科学设备显示的地面塌陷所形成的倾斜层。
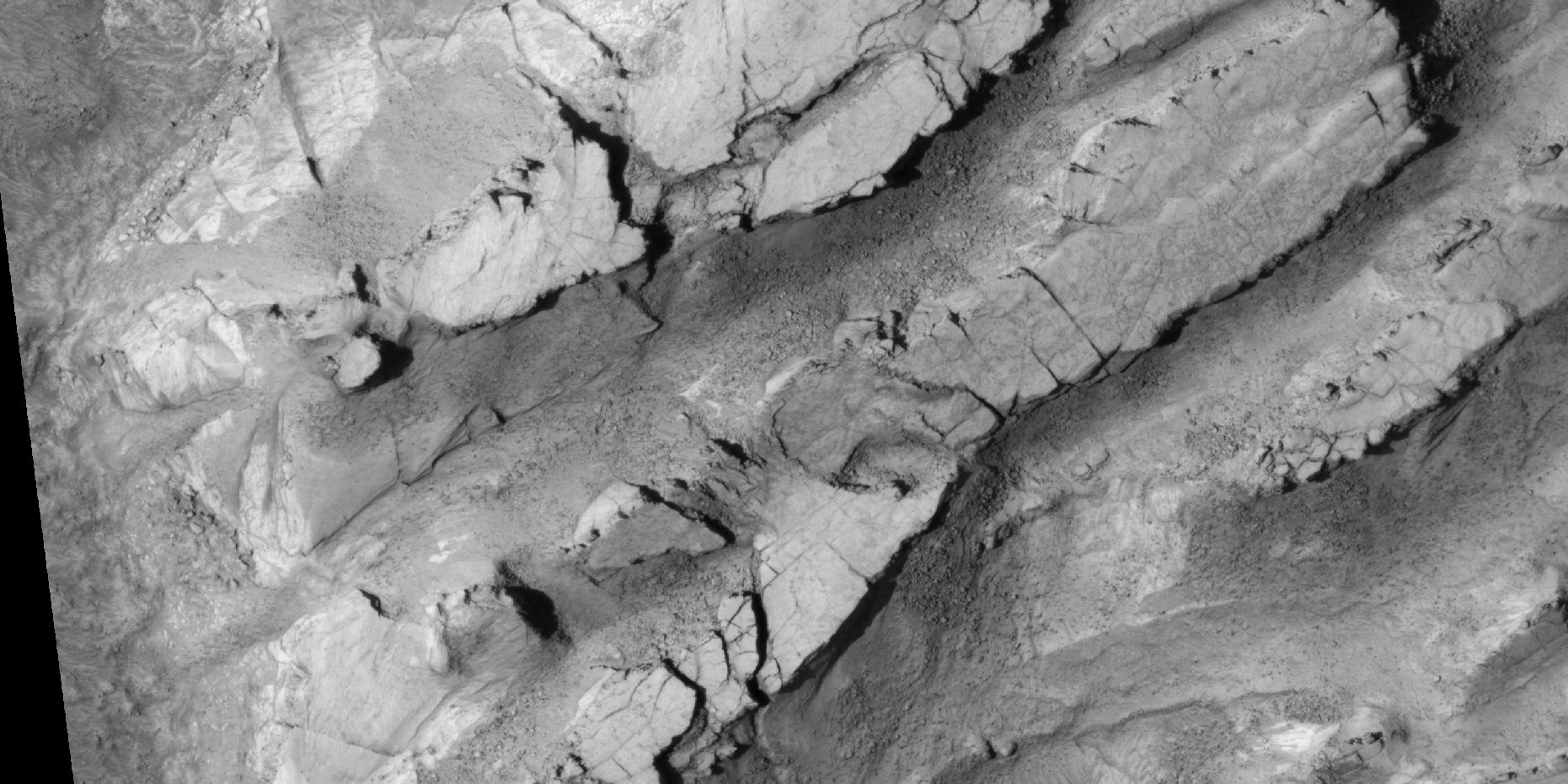
从桌山上分裂的岩块，HiWish计划下高分辨率成像科学设备拍摄。

## 诺克提斯迷宫

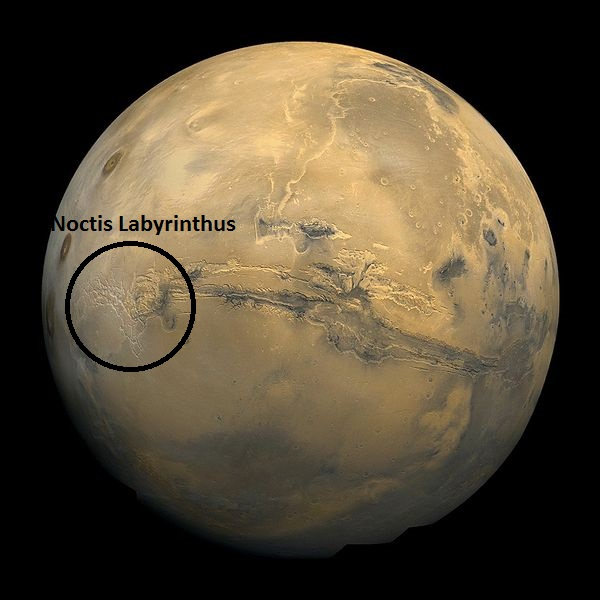
海盗1号轨道飞行器上拍摄的照片显示了诺克提斯迷宫的位置。
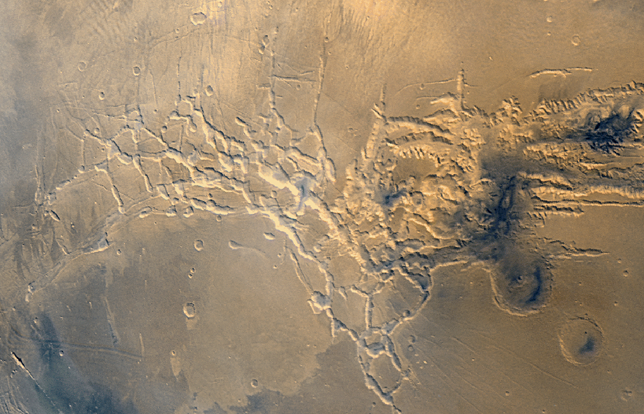
海盗1号显示的诺克提斯迷宫。
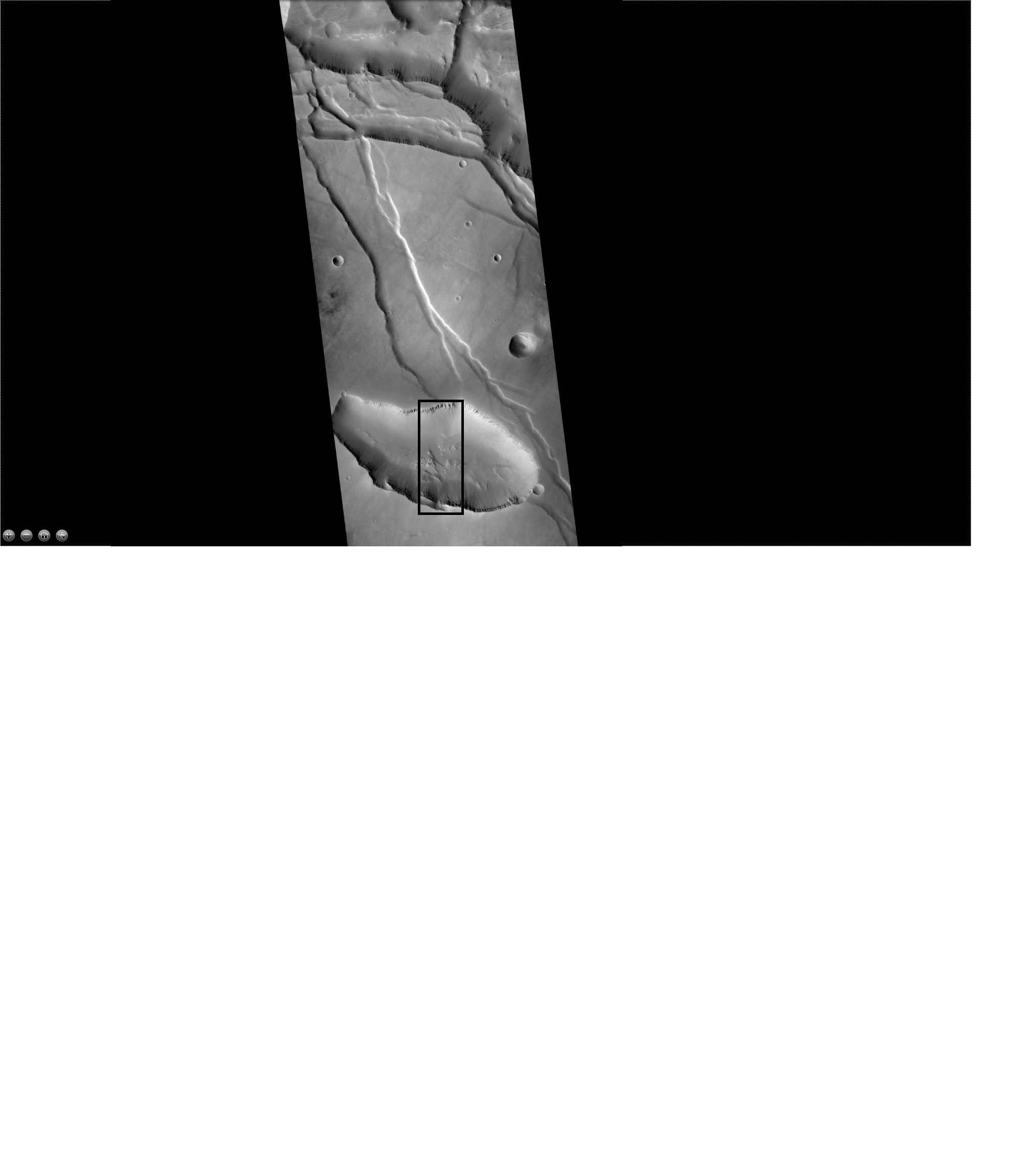
背景相机看到的诺克提斯迷宫部分，方框显示了跟随的高分辨率成像科学设备所覆盖的区域。
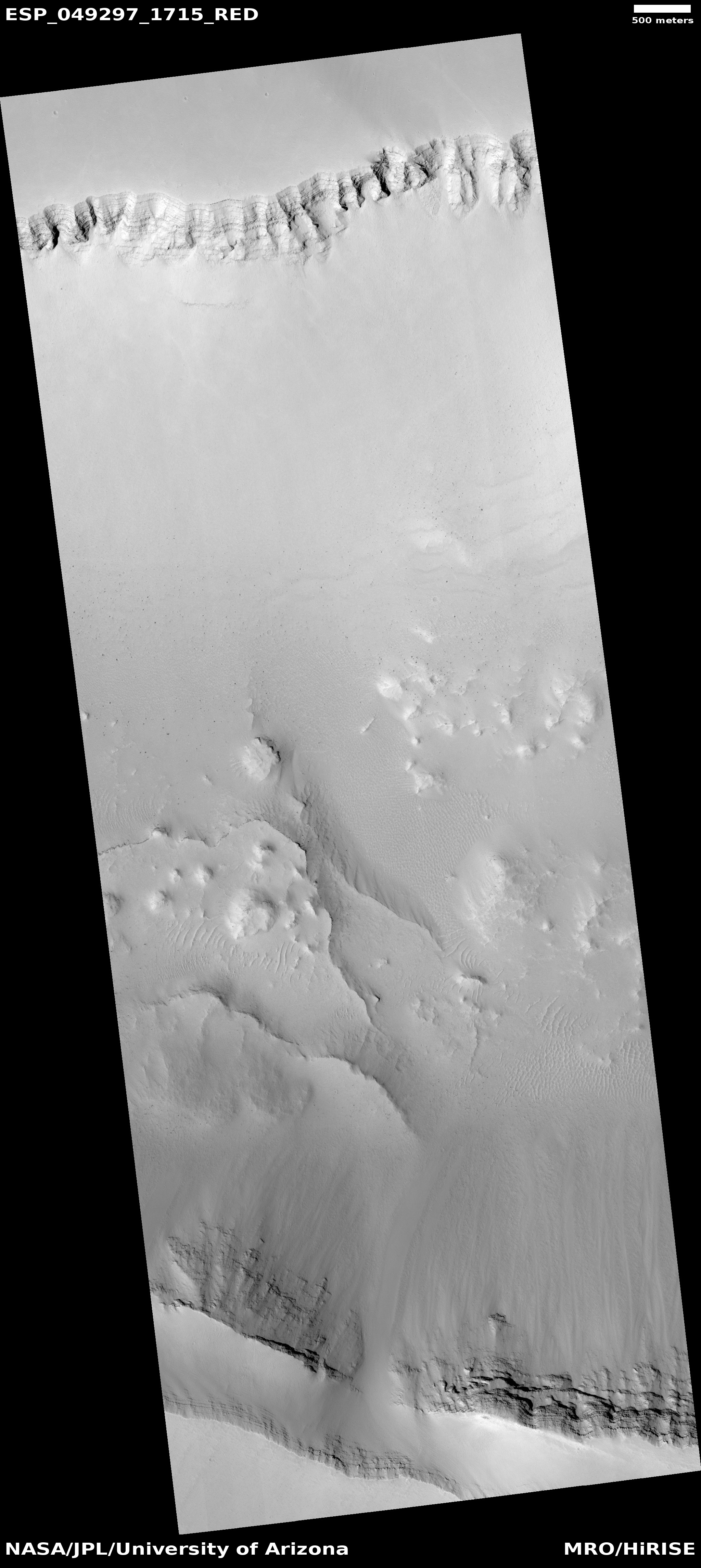
HiWish计划下高分辨率成像科学设备显示的诺克提斯迷宫部分南、北侧崖壁。
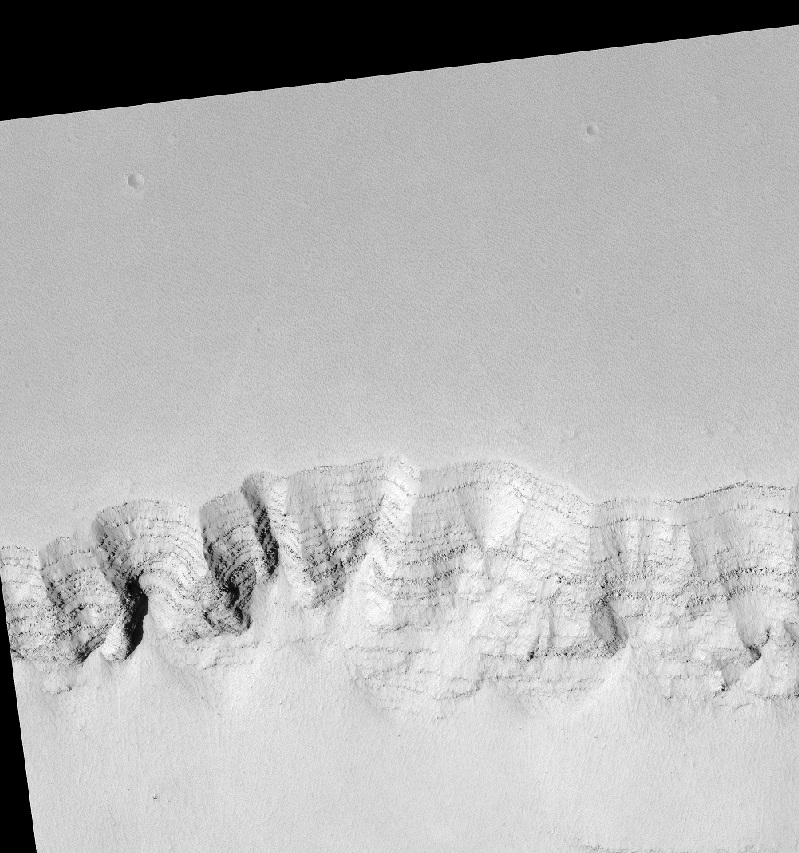
HiWish计划下高分辨率成像科学设备显示的诺克提斯迷宫部分北侧崖壁宽景图。
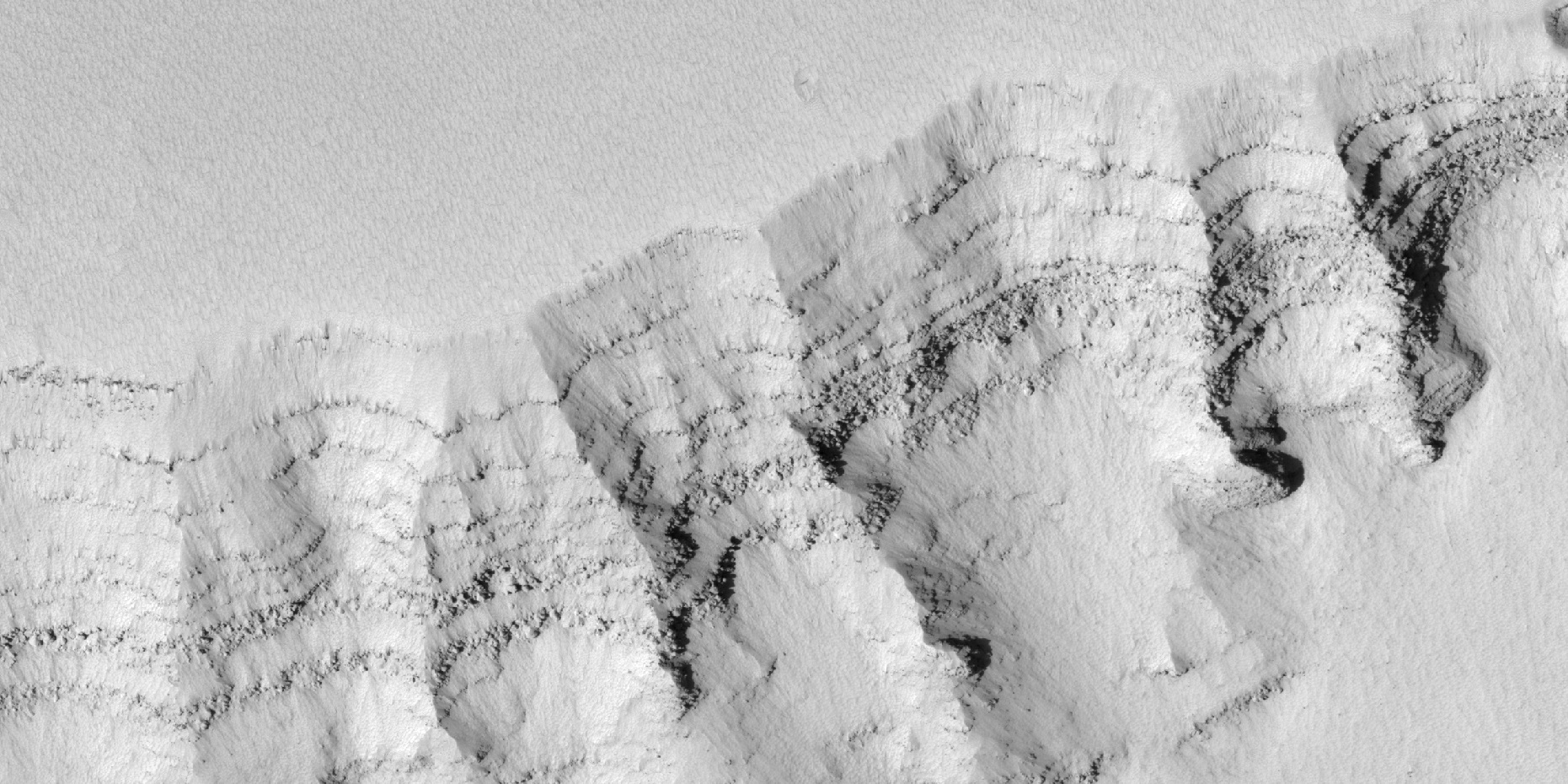
HiWish计划下高分辨率成像科学设备显示的诺克提斯迷宫部分北侧崖壁近景图。
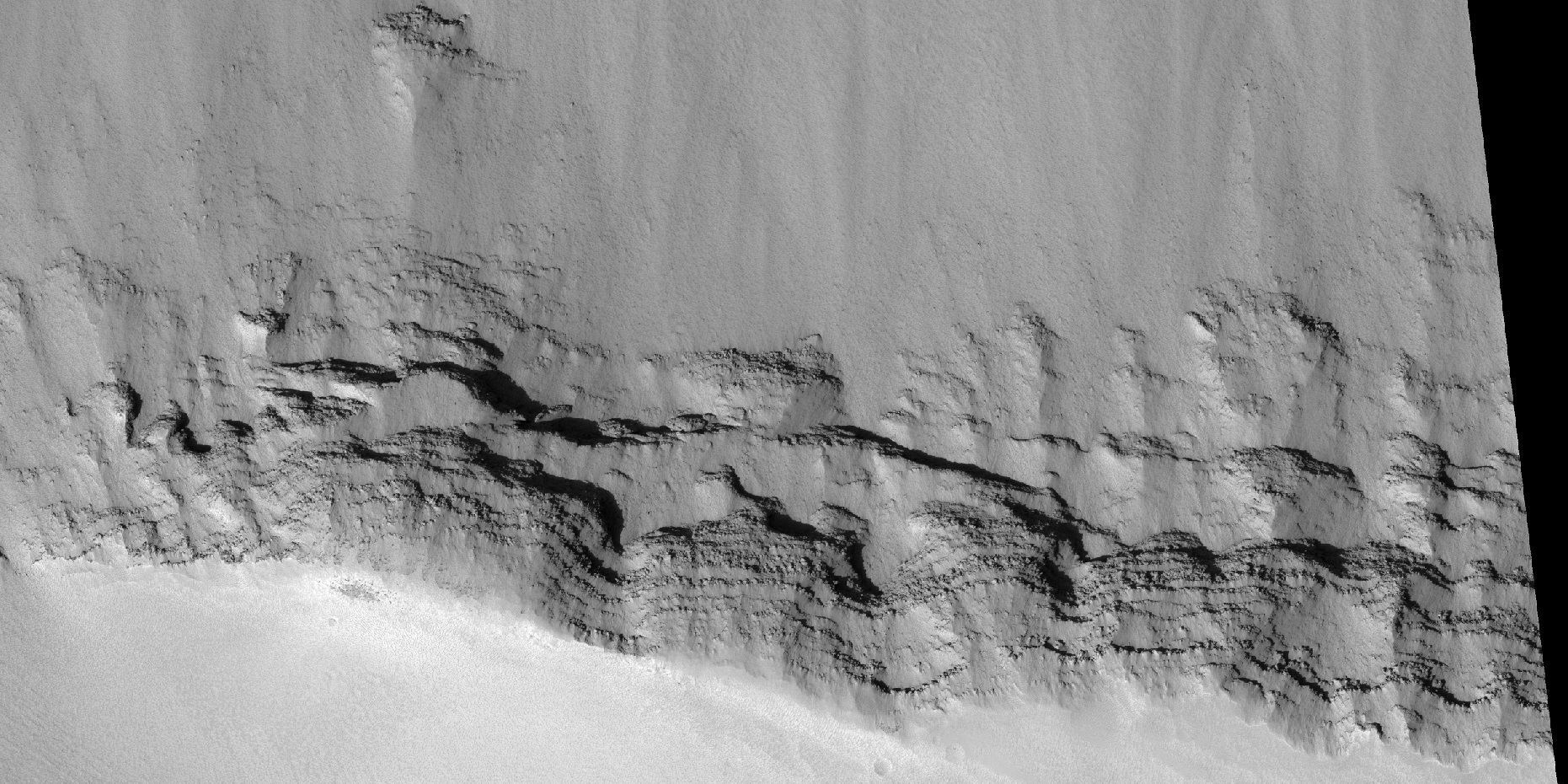
HiWish计划下高分辨率成像科学设备显示的诺克提斯迷宫部分南侧崖壁近景图。

## 融霜
在春季，由于表面霜冻消失，下方裸露的黑土壤会呈现出各种形状。此外，在一些有时被称为“蜘蛛”的地方，尘埃会像间歇泉般地被喷出。一旦有风吹过，这种材料则会产生出长长的黑条纹或扇状纹。
在冬季，大量积聚的霜冻直接冻结在永久极冠的表面，该极冠则由覆盖着层层尘埃和沙子的水冰所构成。沉积物最初是一层布满尘埃的二氧化碳霜。在整个冬季，它们会重新结晶并变得更致密，裹挟在霜冻中的尘埃沙粒慢慢下沉。到春季气温上升时，霜冻层已变成一层覆盖在黑色沙尘基底上，厚约3英尺的半透明冰。这种深色物质会吸收光线并使冰升华（直接变成气体）。最终，大量气体积聚膨胀。当找到一处薄弱点时，气体就会逸出并吹出尘埃，速度可达每小时100英里。有时可看到深色通道，它们被称为“蜘蛛” 。当这一过程发生时，表面似乎覆盖着黑点。
现已提出了许多想法来解释这些特征，这些特征可以在下面的一些图片中看到。

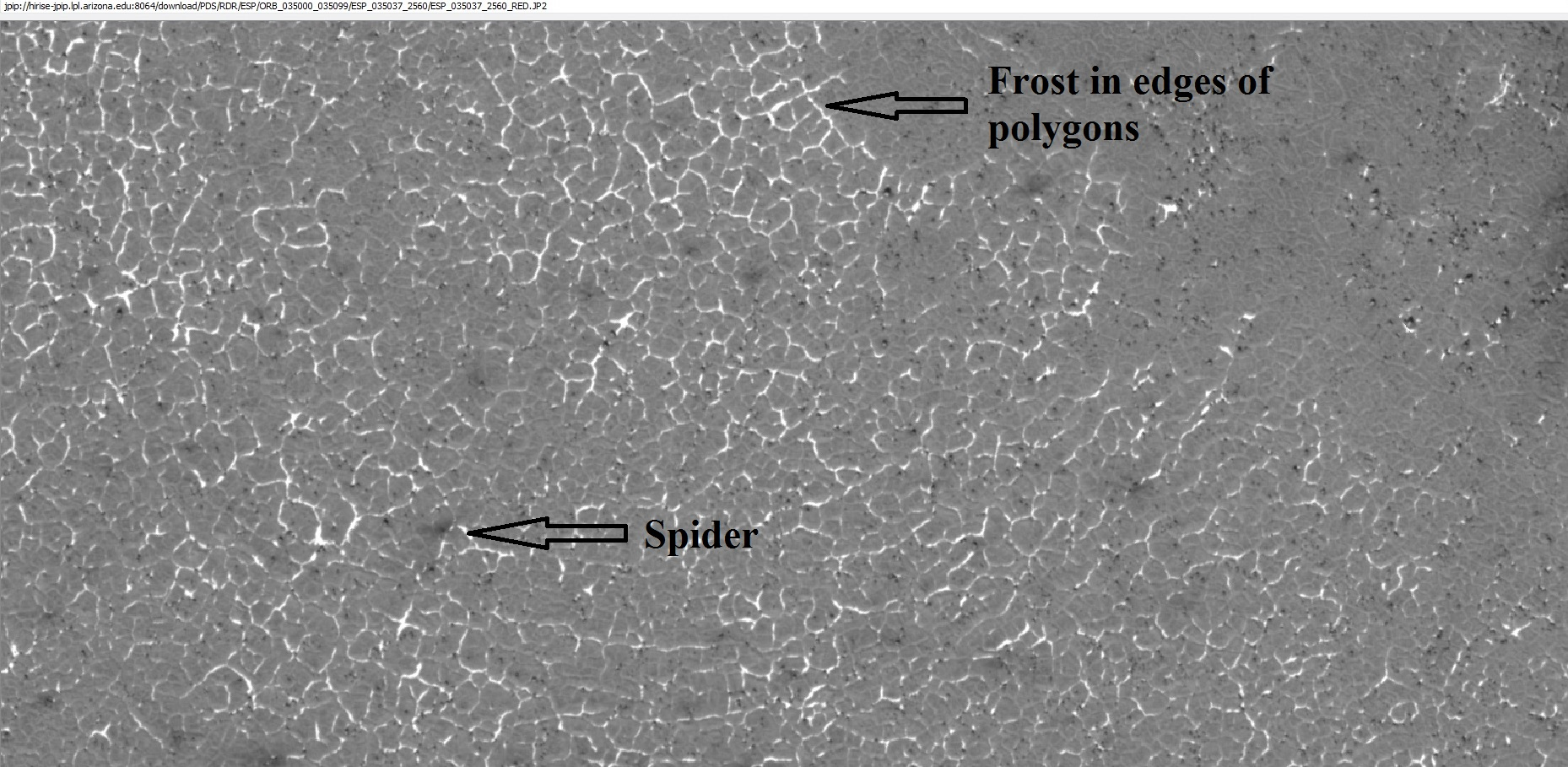
HiWish计划下高分辨率成像科学设备显示的北方春季期间多边形地面中的蜘蛛状特征和霜冻。
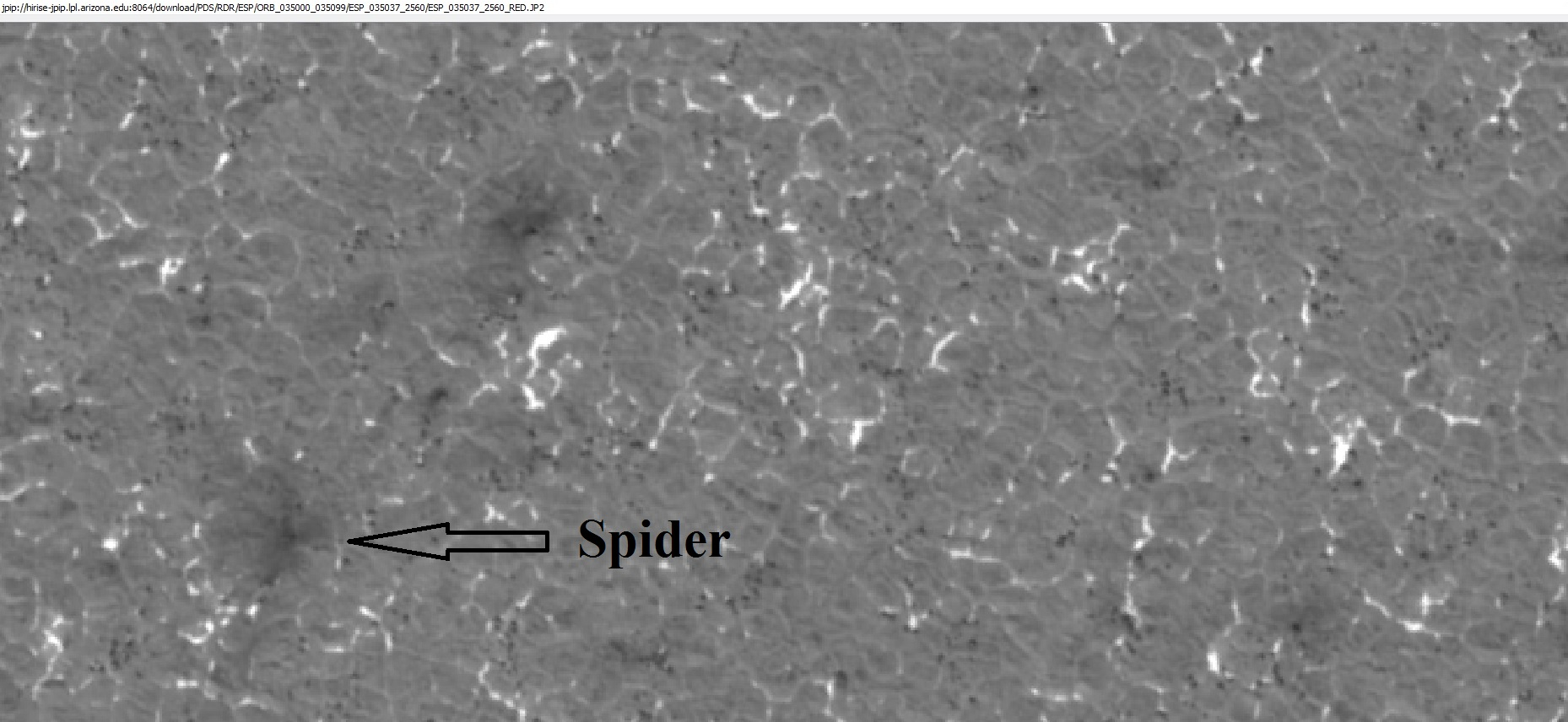
HiWish计划下高分辨率成像科学设备显示的多边形或图案地面中蜘蛛状特征特写。
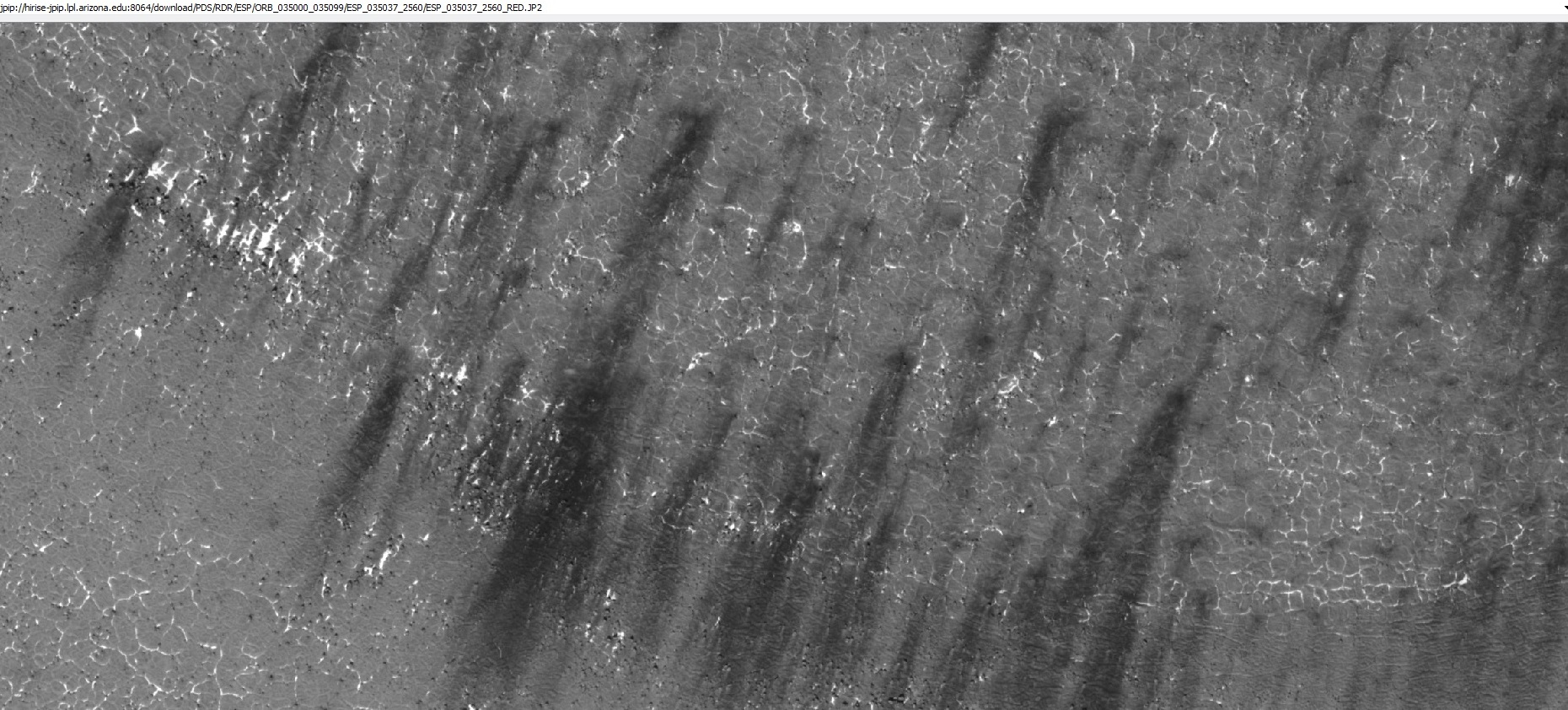
HiWish计划下高分辨率成像科学设备显示的被风吹出条纹和扇形的蜘蛛状特征，多边形地面的边缘槽中有霜冻。
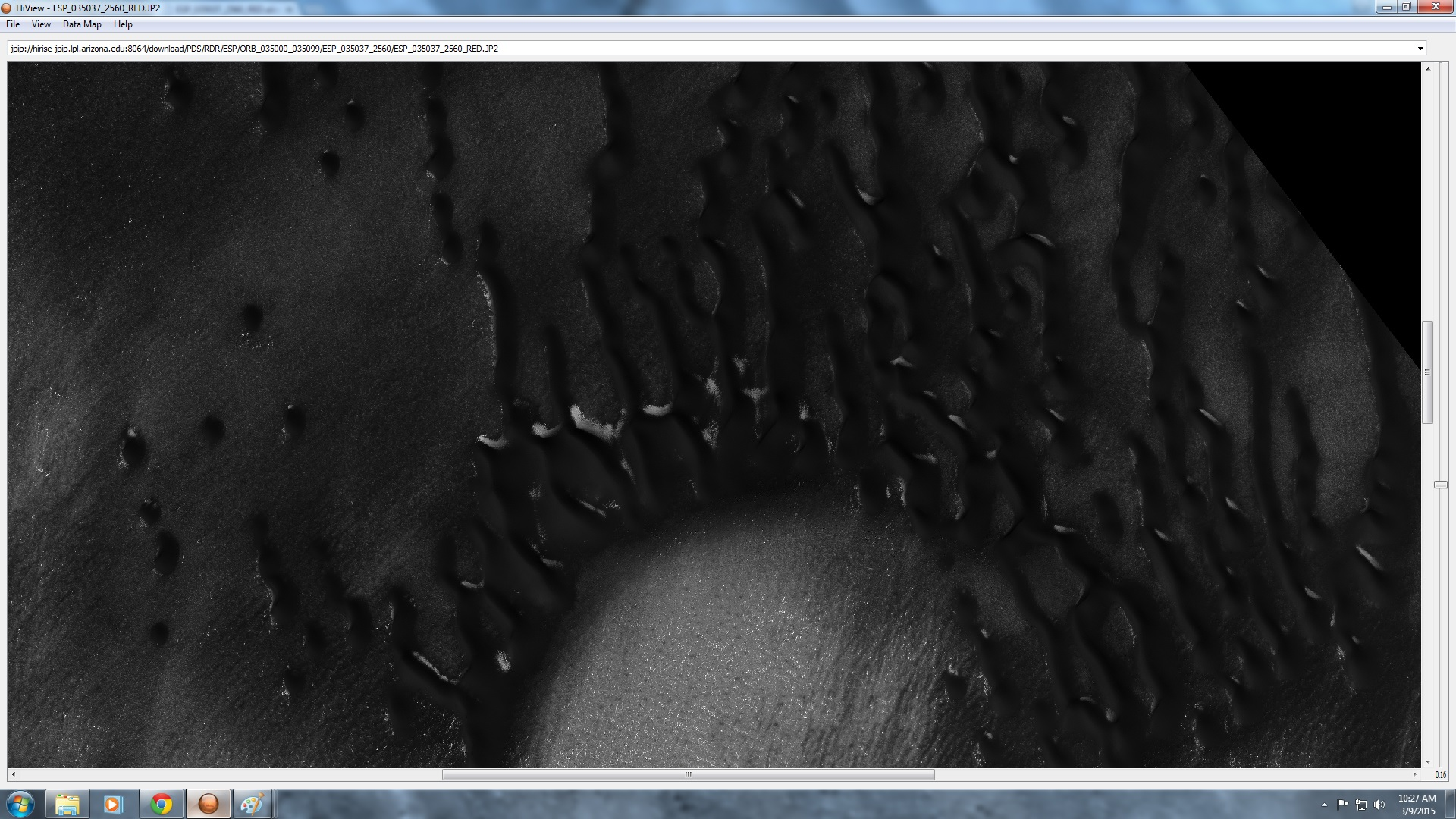
HiWish计划下高分辨率成像科学设备显示的大部分霜冻已消失的沙丘群，可看到一些涟漪。
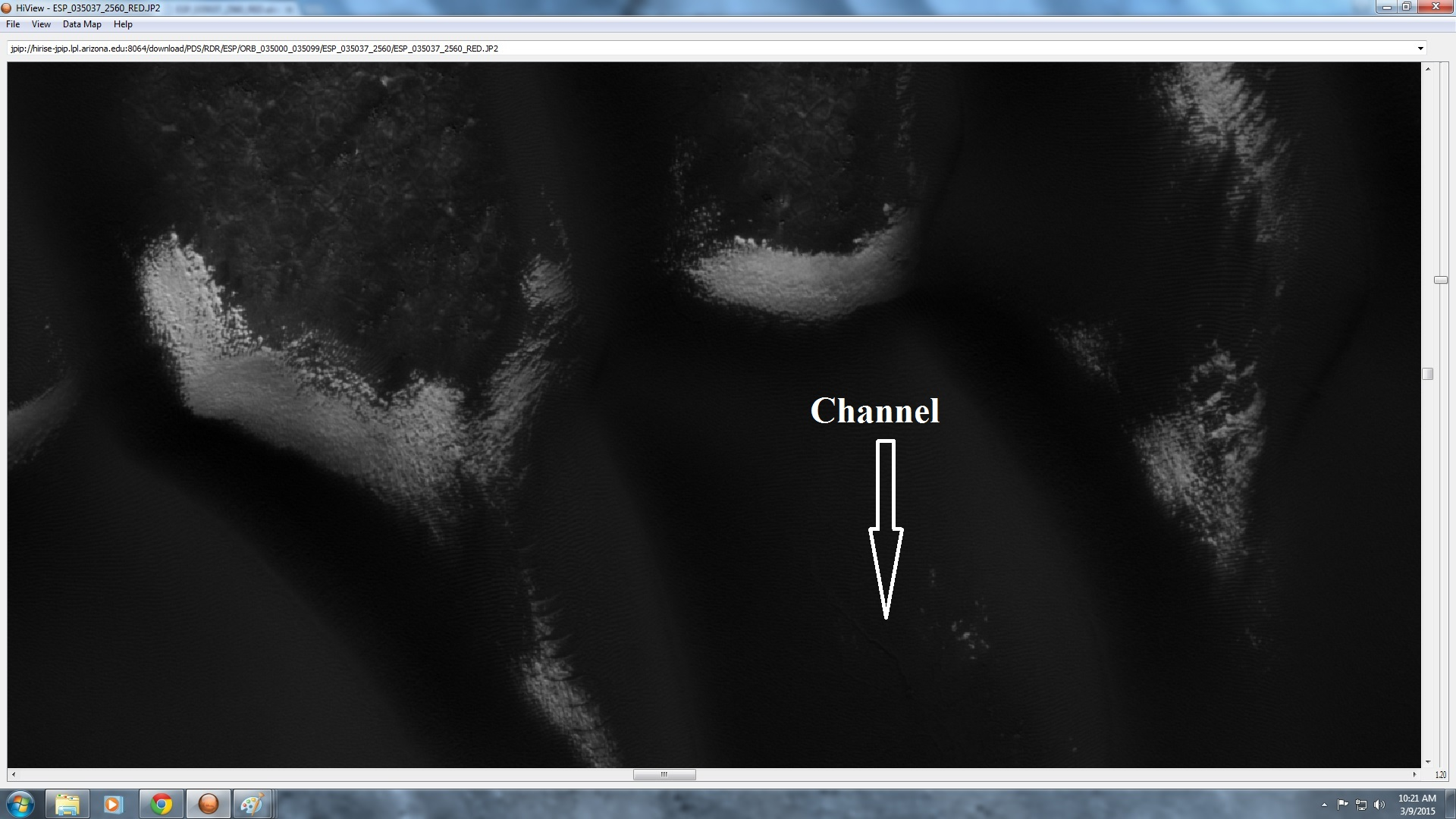
HiWish计划下高分辨率成像科学设备显示的融霜沙丘特写，还可以看到一些涟漪和一条小通道。
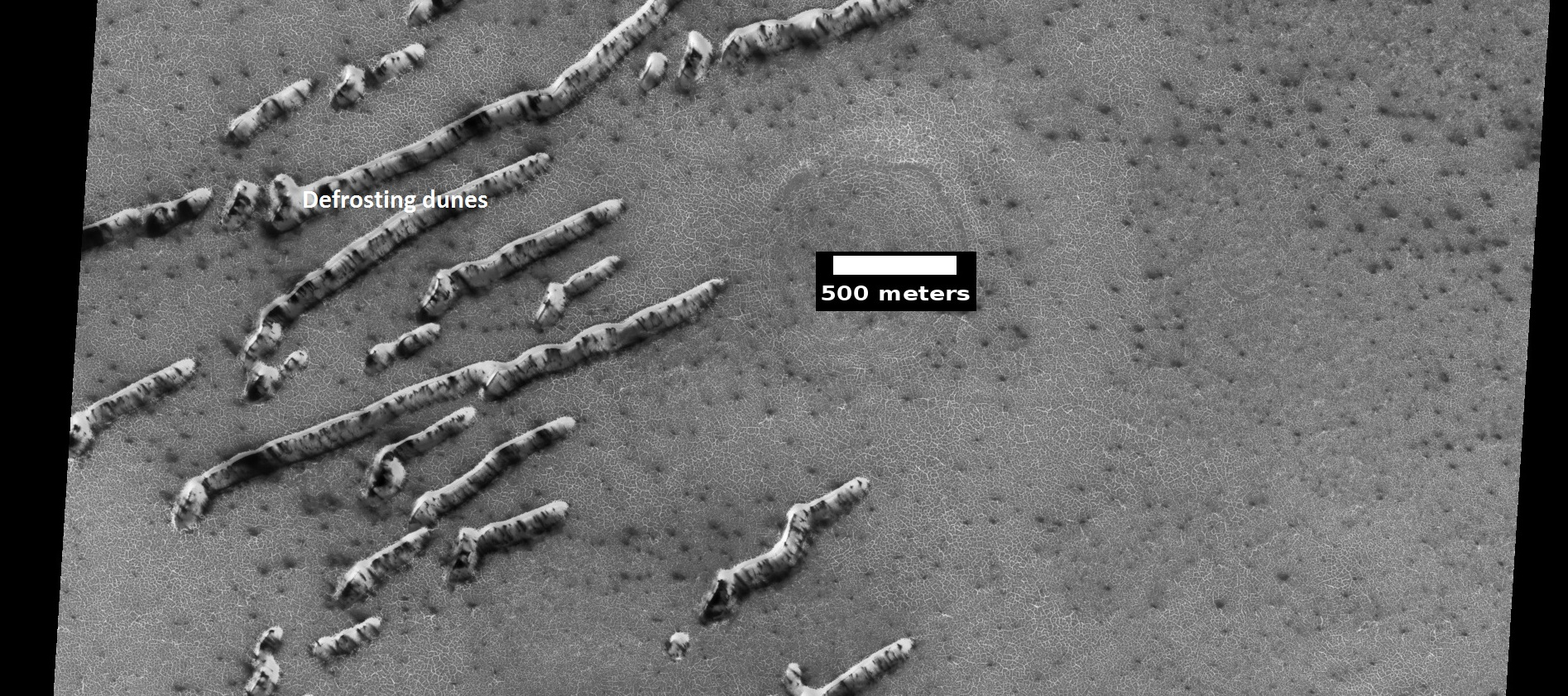
HiWish计划下高分辨率成像科学设备显示的融霜沙丘和多边形沟中的冰。
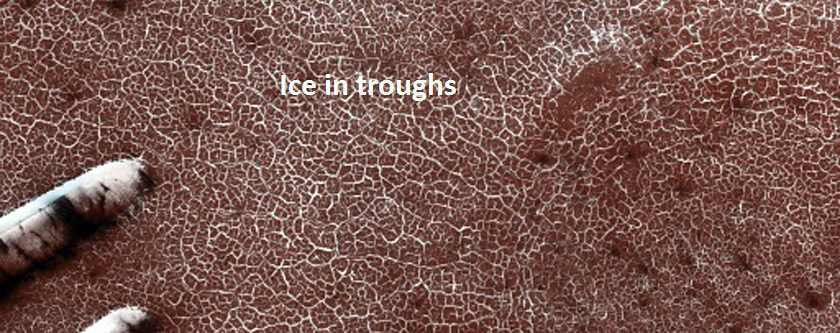
HiWish计划下高分辨率成像科学设备显示的融霜沙丘和多边形槽内冰的彩色视图。
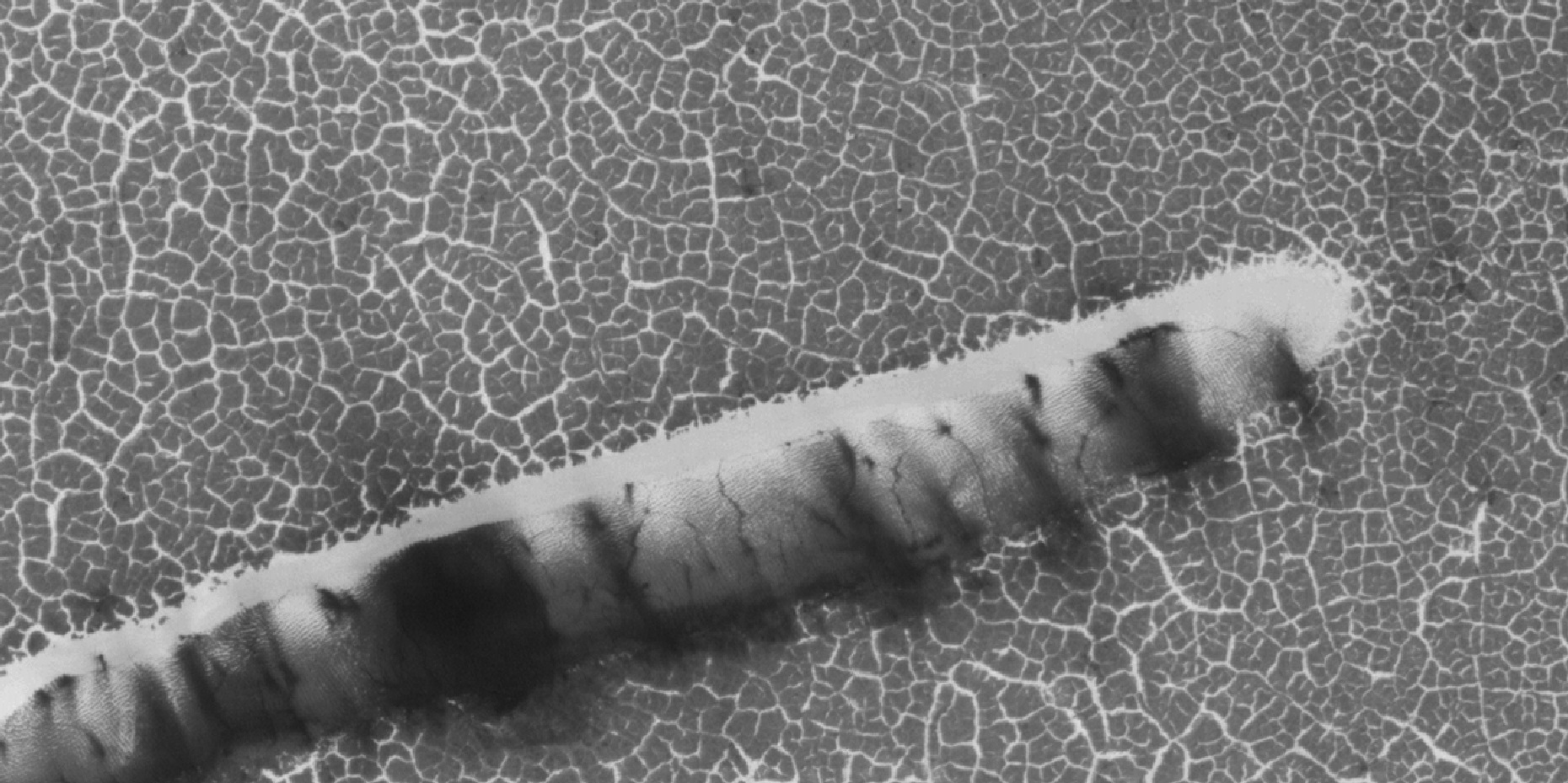
HiWish计划下高分辨率成像科学设备显示的融霜表面，沙丘上的霜冻正在成片消失，而环多边形地面的边槽中仍含有霜冻，因此它们呈现白色。注意：北侧（靠顶部一侧）尚未解冻，因为太阳光来自另一侧。

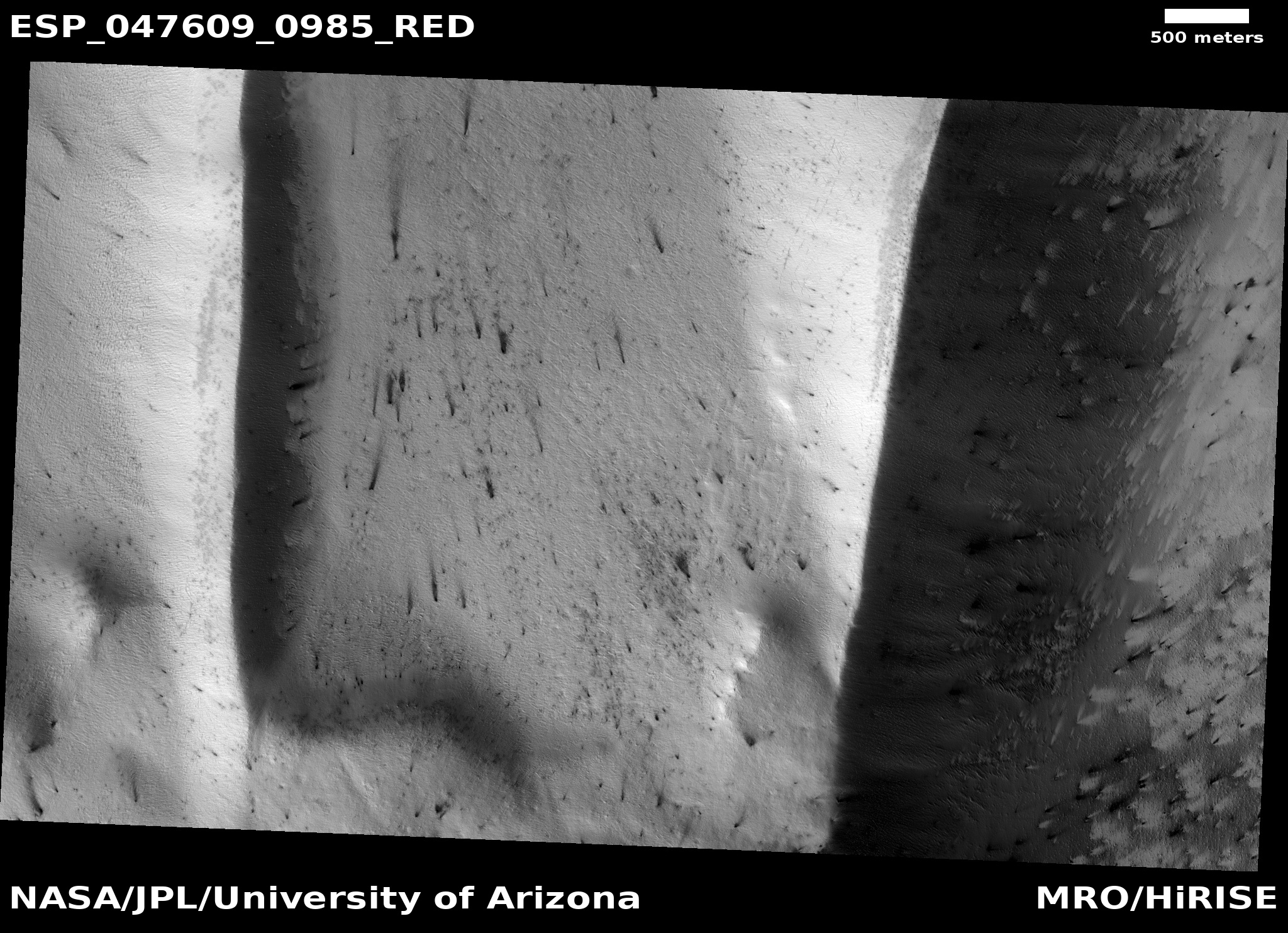
HiWish计划下高分辨率成像科学设备显示的羽流宽景图，放大后许多羽流会呈现蜘蛛状特征。
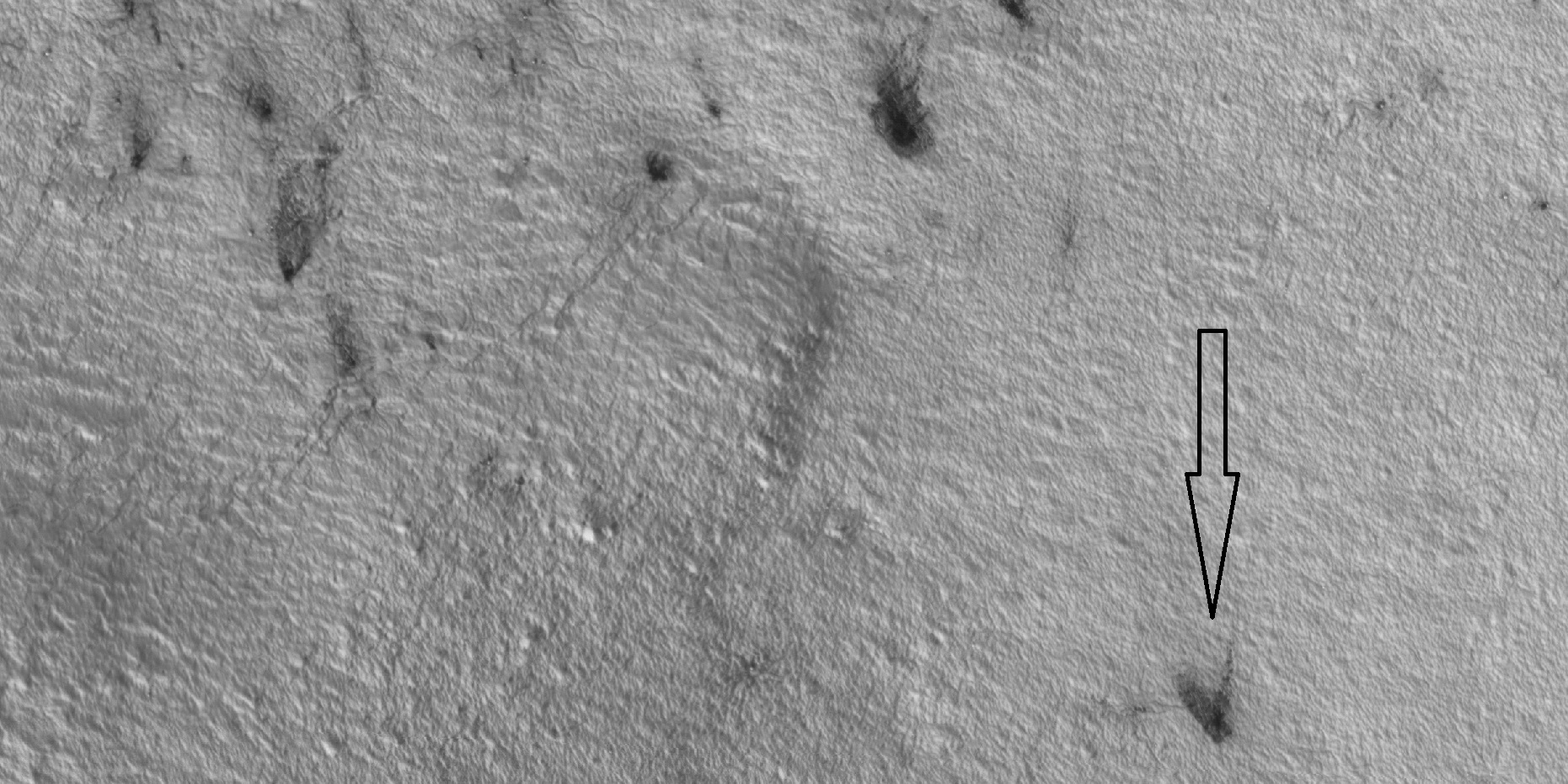
HiWish计划下高分辨率成像科学设备显示的羽流，箭头显示了一道分叉的羽流，可能是因风向变化所导致。
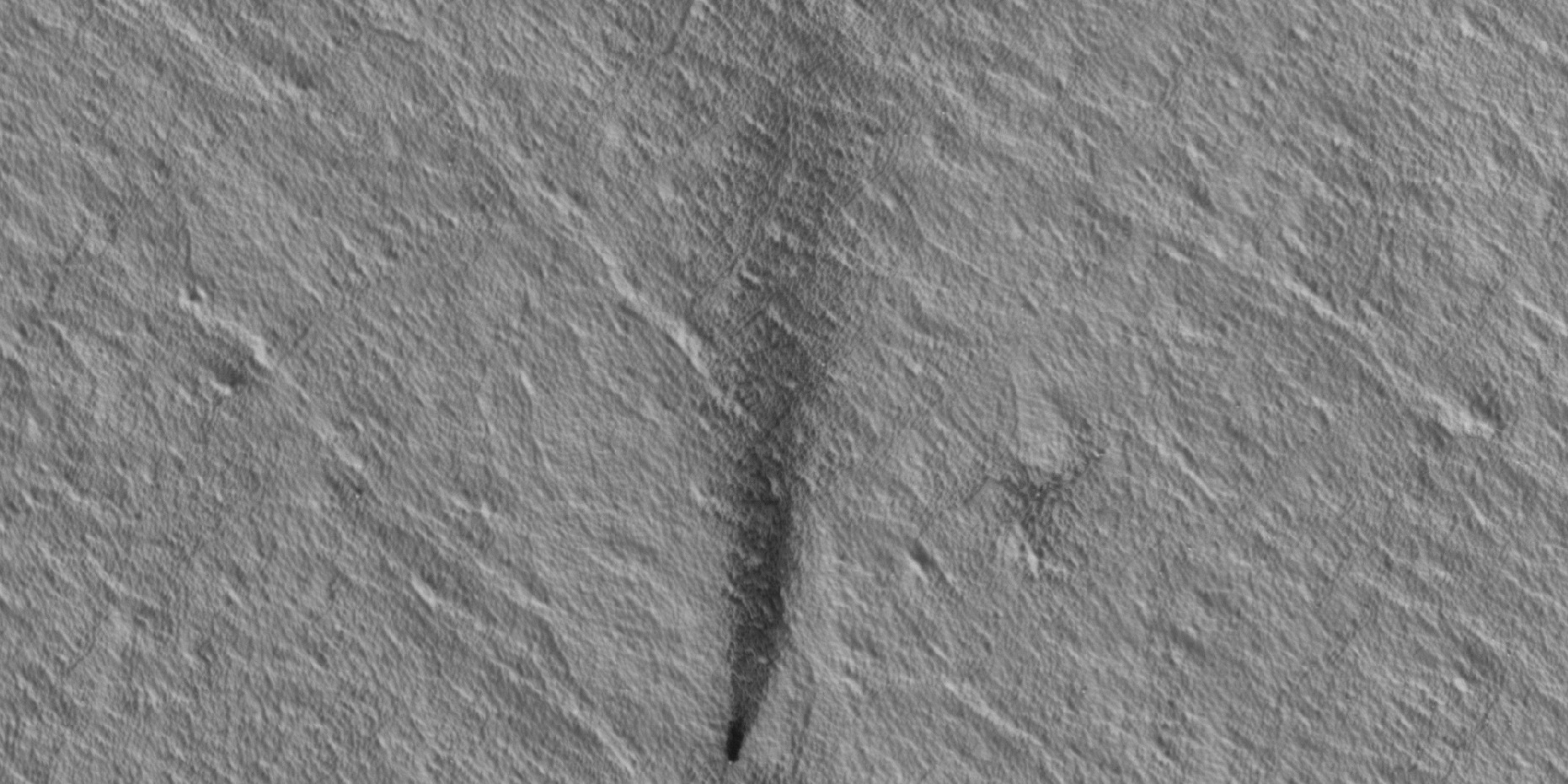
HiWish计划下高分辨率成像科学设备显示的长羽流。
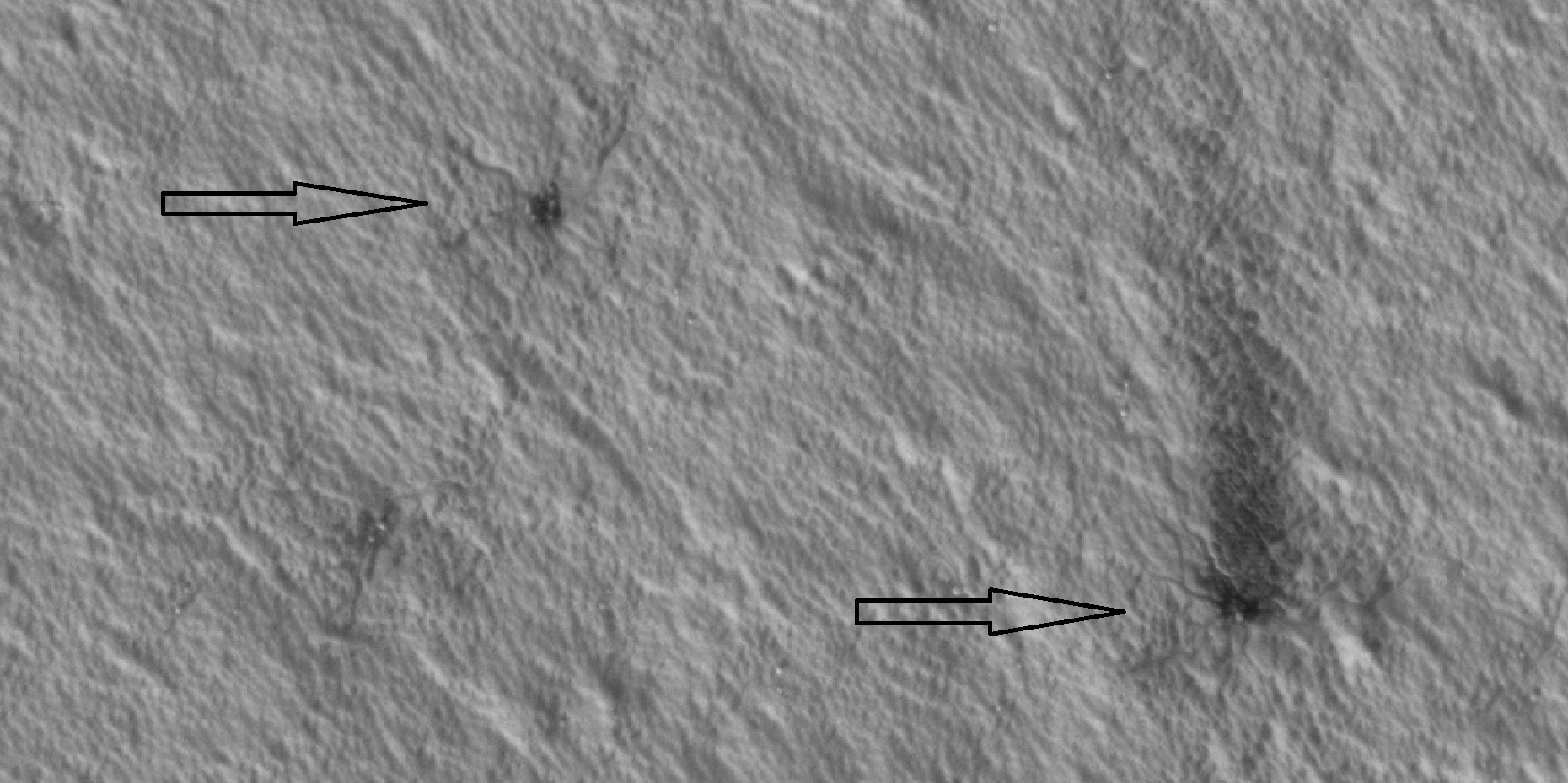
HiWish计划下高分辨率成像科学设备显示的蜘蛛状特征。
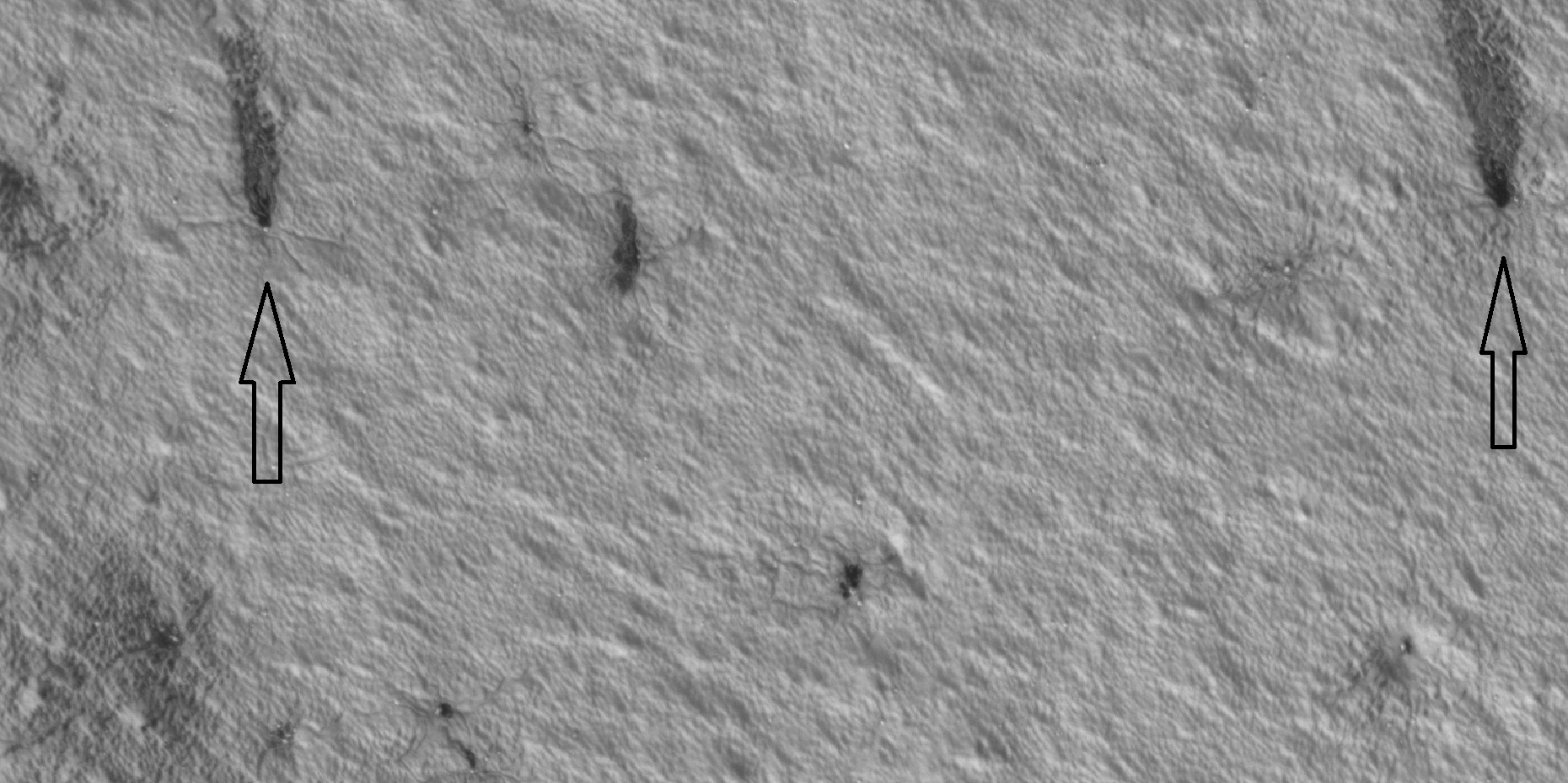
HiWish计划下高分辨率成像科学设备显示的羽流和蜘蛛状特征。
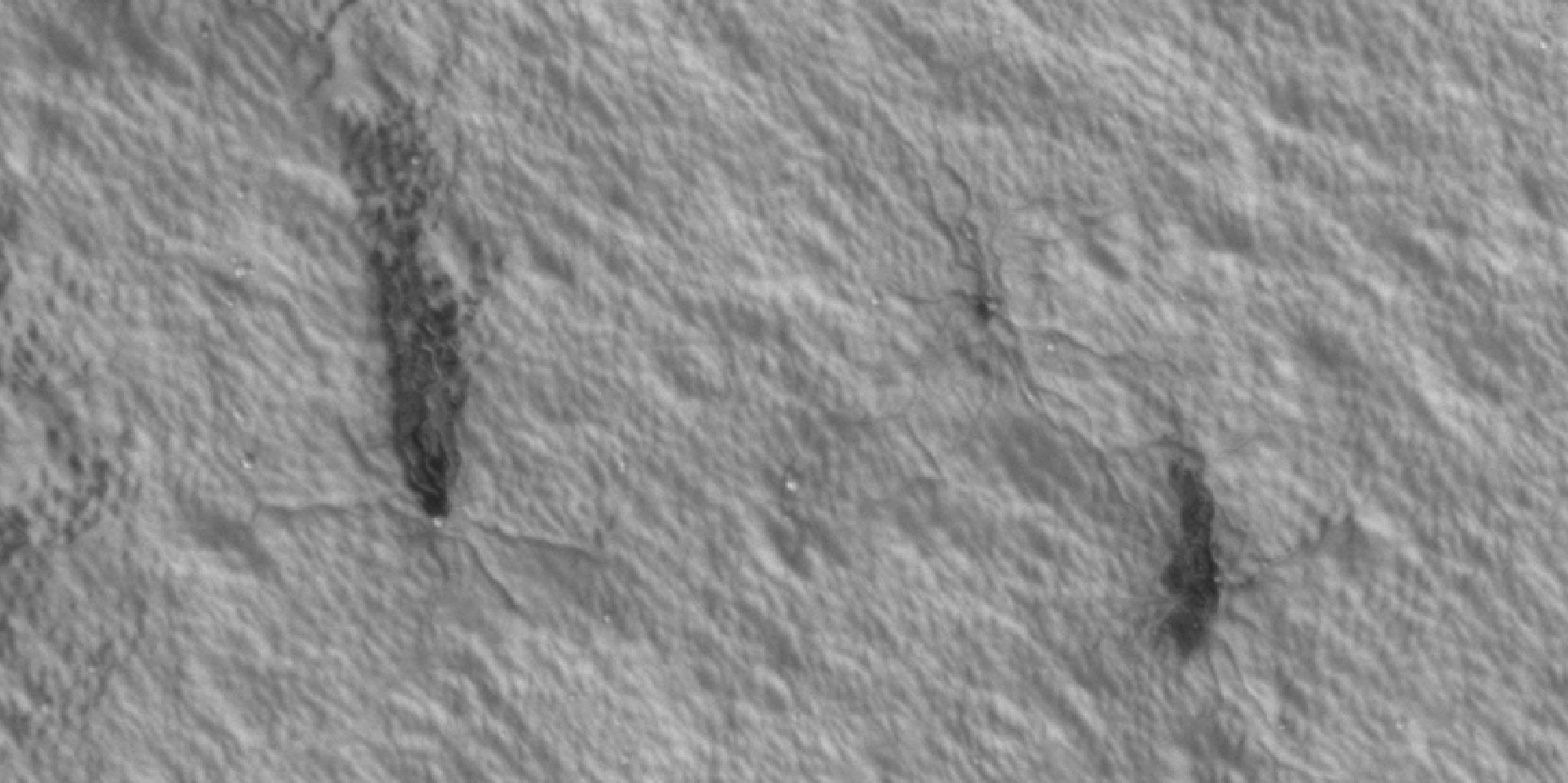
HiWish计划下高分辨率成像科学设备显示的羽流和蜘蛛状特征。
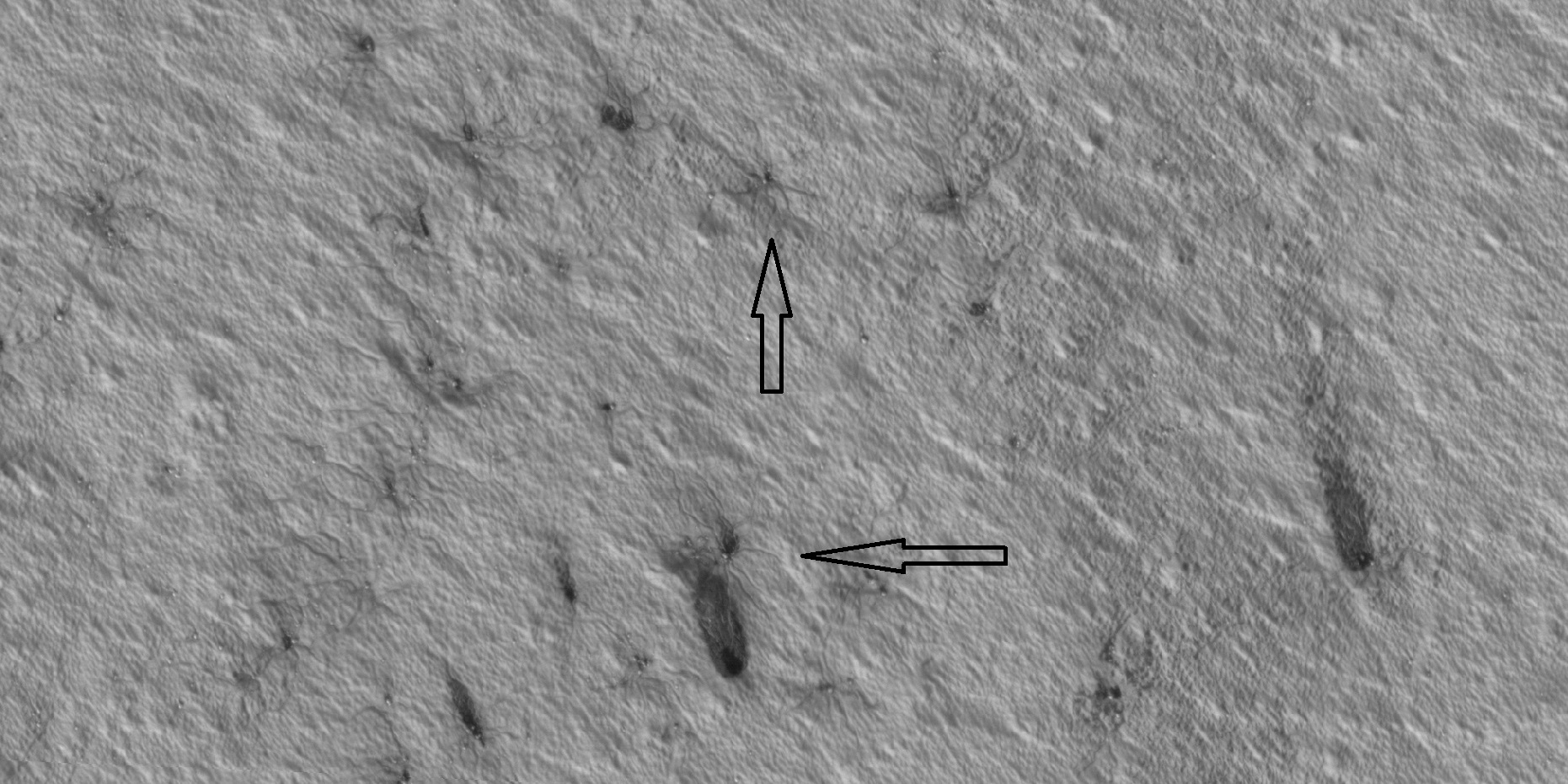
HiWish计划下高分辨率成像科学设备显示的羽流和蜘蛛状特征。
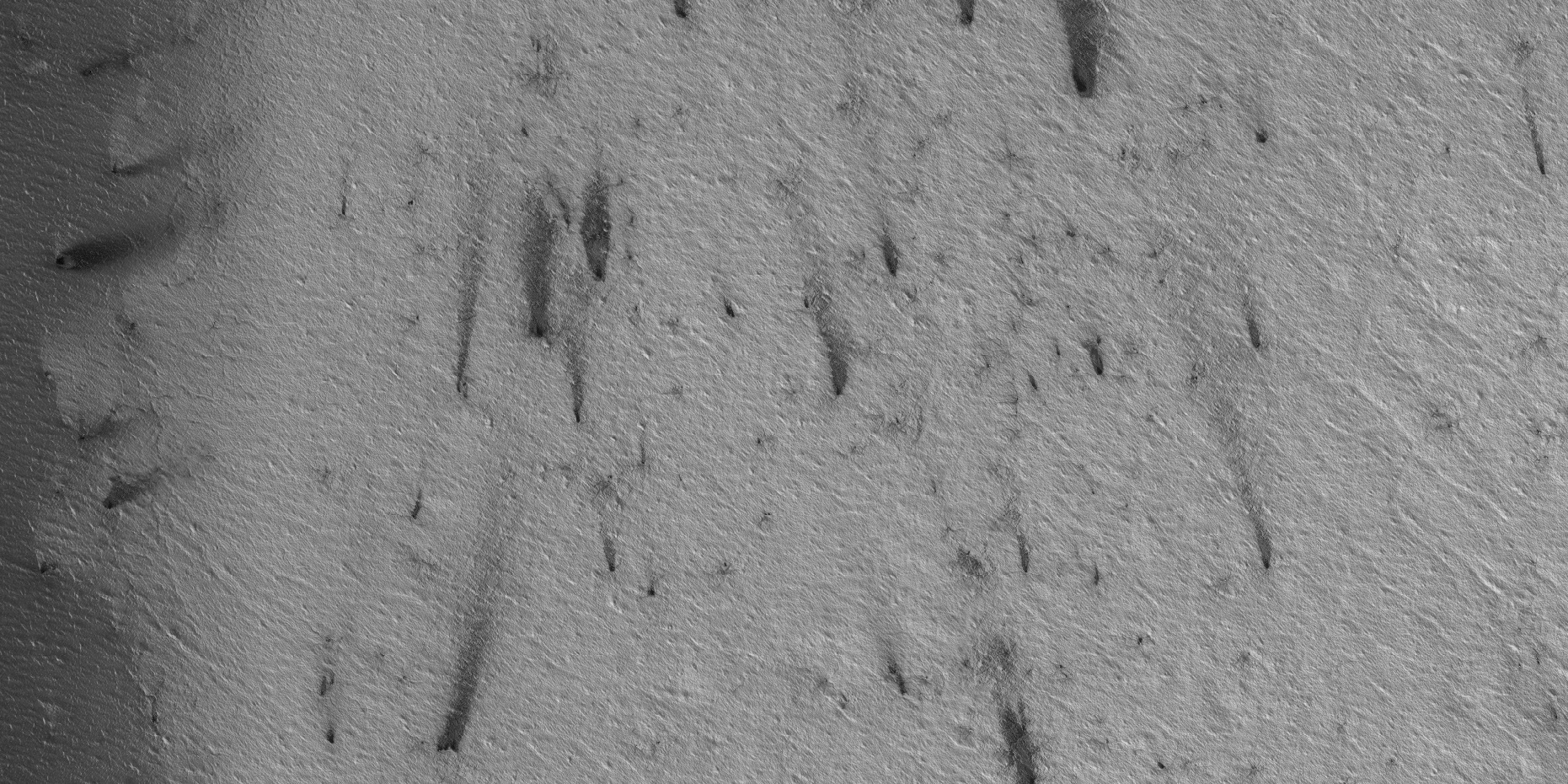
HiWish计划下高分辨率成像科学设备显示的羽流和蜘蛛状特征宽景图。
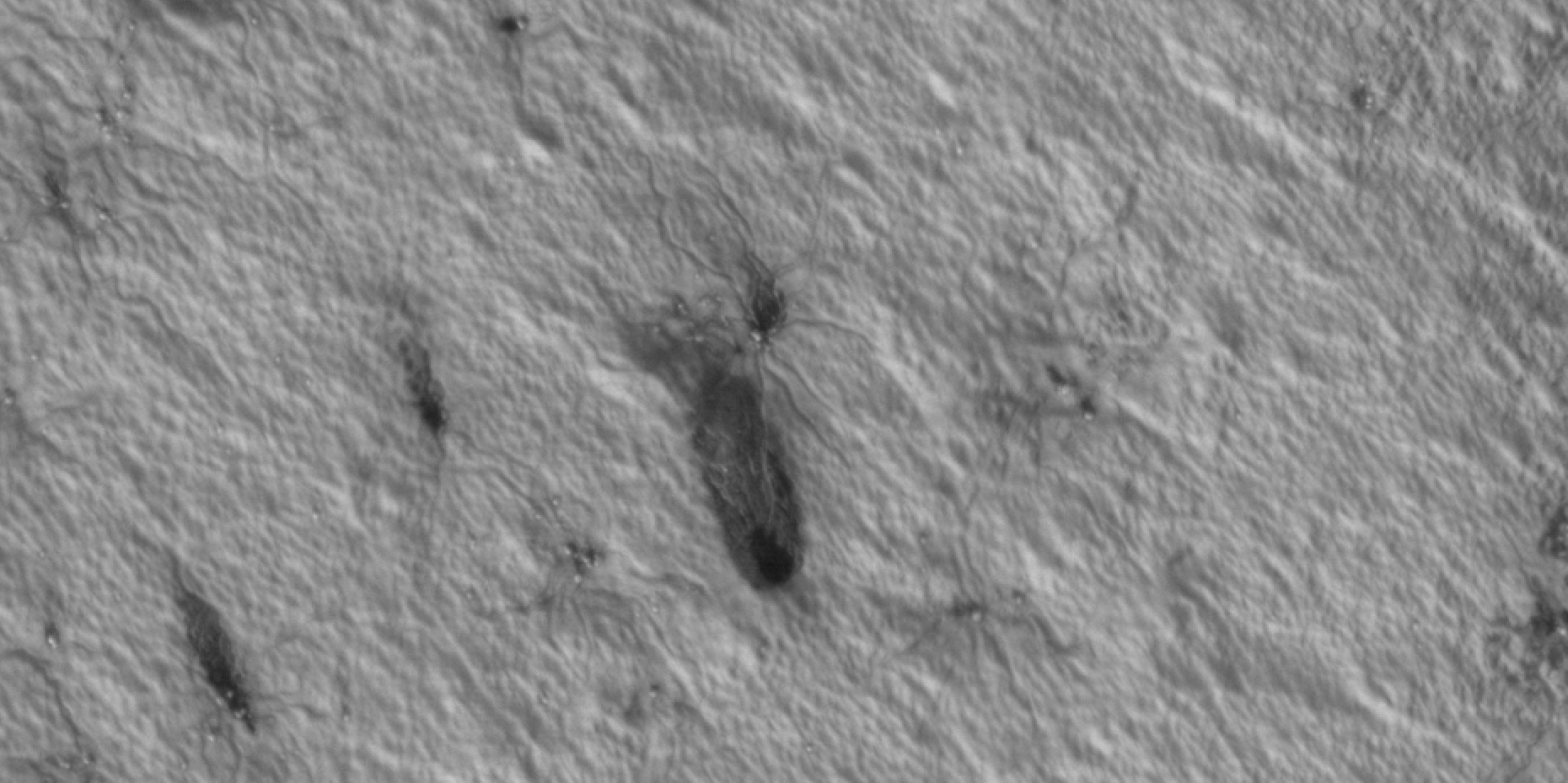
HiWish计划下高分辨率成像科学设备显示的羽流和蜘蛛状特征。

## 另请查看
- 新月形沙丘——風成地貌的一種
- 混沌地形
- 火星气候
- 暗坡条纹
- 尘暴痕迹
- 锐蚀地形
- 火星地质
- 火星地理
- 冰川
- 冰川 (火星)
- 火星的地下水
- 伊斯墨诺斯湖区
- 线状谷底沉积
- 火星混沌地形区列表——维基媒体列表条目
- 火星混沌地形
- 火星冲沟
- 火星暖坡上的季节性流—复发性坡线
- 扇形地形
- 火星水文——行星火星上的水文
- 火星雅丹地貌

## 推荐阅读
- Lorenz, R.  2014.  The Dune Whisperers.  The Planetary Report: 34, 1, 8–14
- Lorenz, R., J. Zimbelman.  2014.  Dune Worlds:  How Windblown Sand Shapes Planetary Landscapes. Springer Praxis Books / Geophysical Sciences.
- Grotzinger, J. and R. Milliken (eds.).  2012.  Sedimentary Geology of Mars.  SEPM.